# Arquitectura de los Países Bajos

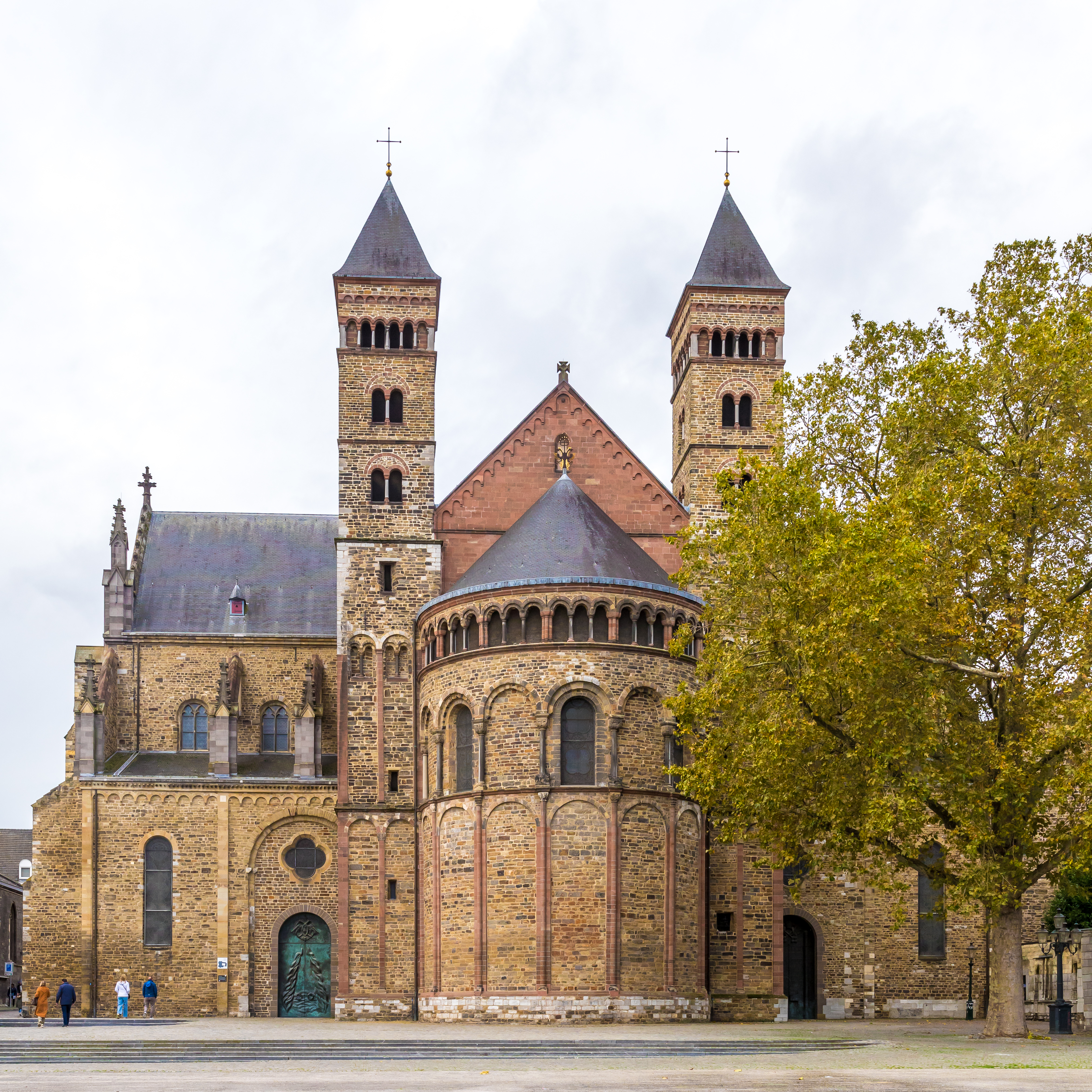
Basílica de San Servacio (?-1250) en Maastricht, temprano ejemplo de románico.

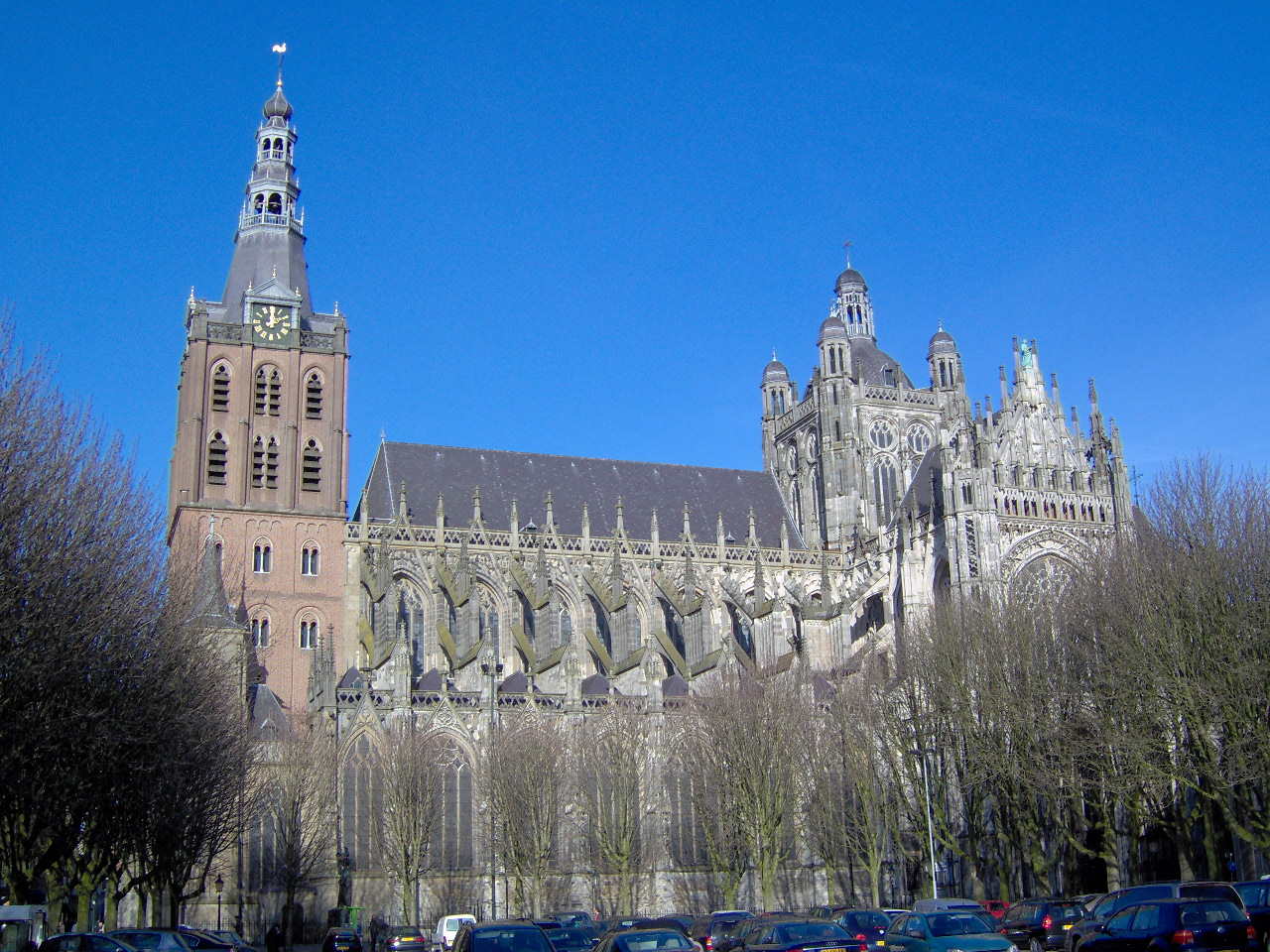
Catedral de San Juan de 's-Hertogenbosch, obra gótica iniciada en 1280 y finalizada en 1530

El mercado de carne (Vleeshal) de Haarlem, obra renacentista construido en 1603

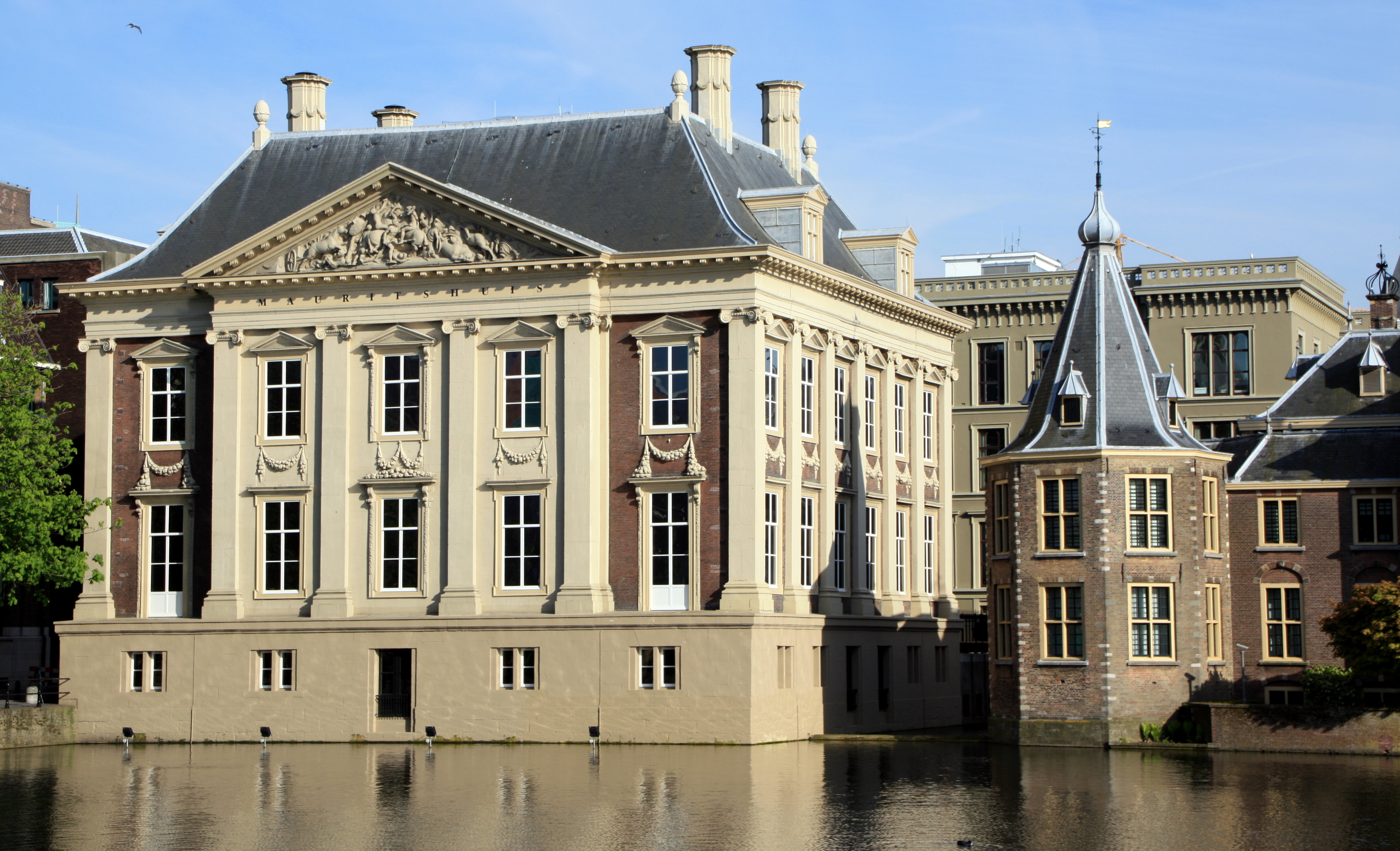
La Mauritshuis (1633-1644), en La Haya, obra de Jacob van Campen y Pieter Post de inspiración paladiana

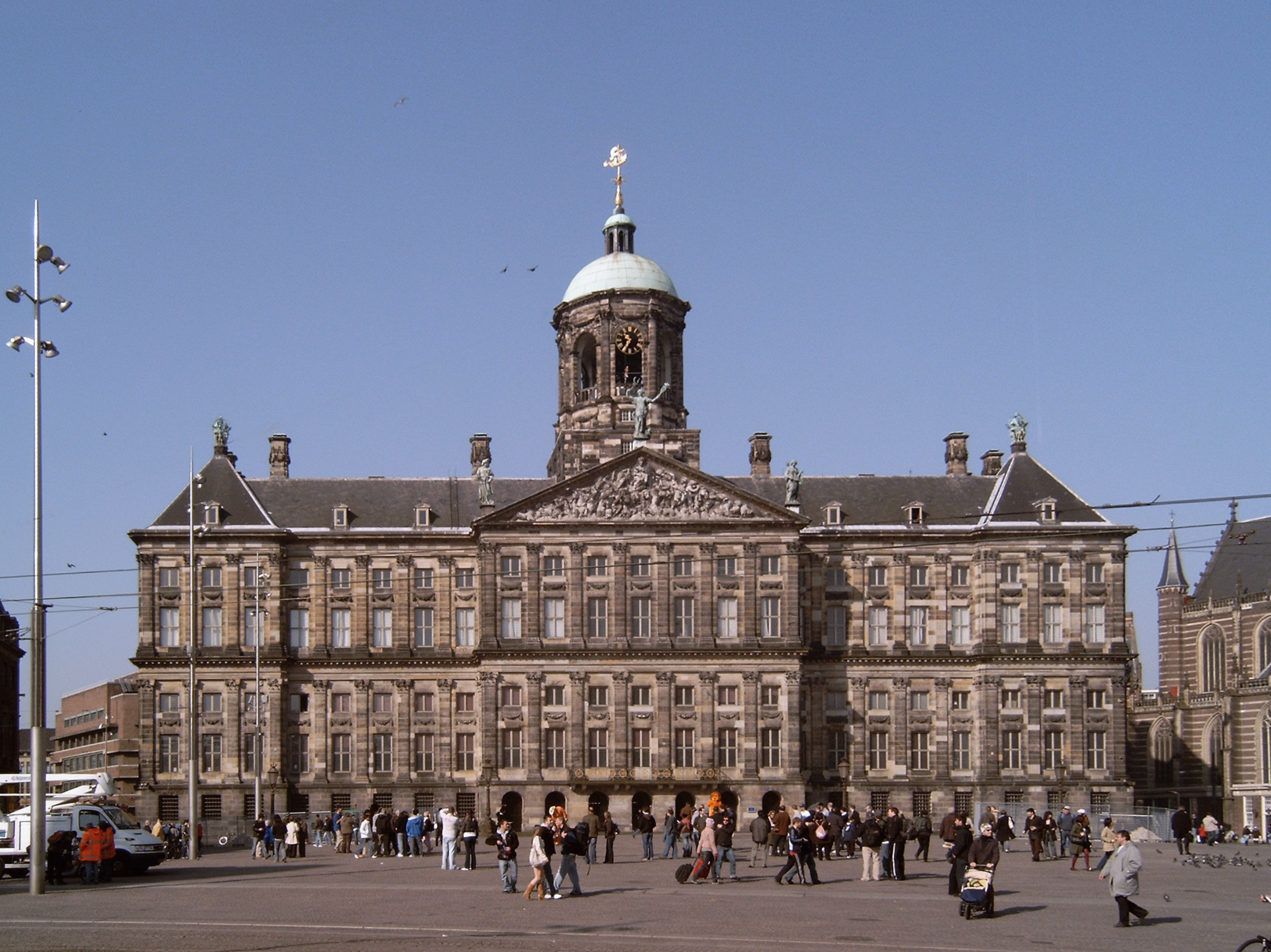
Palacio Real de Ámsterdam (1648-1665), antiguo Ayuntamiento de la ciudad, principal ejemplo renacentista construido en 1665

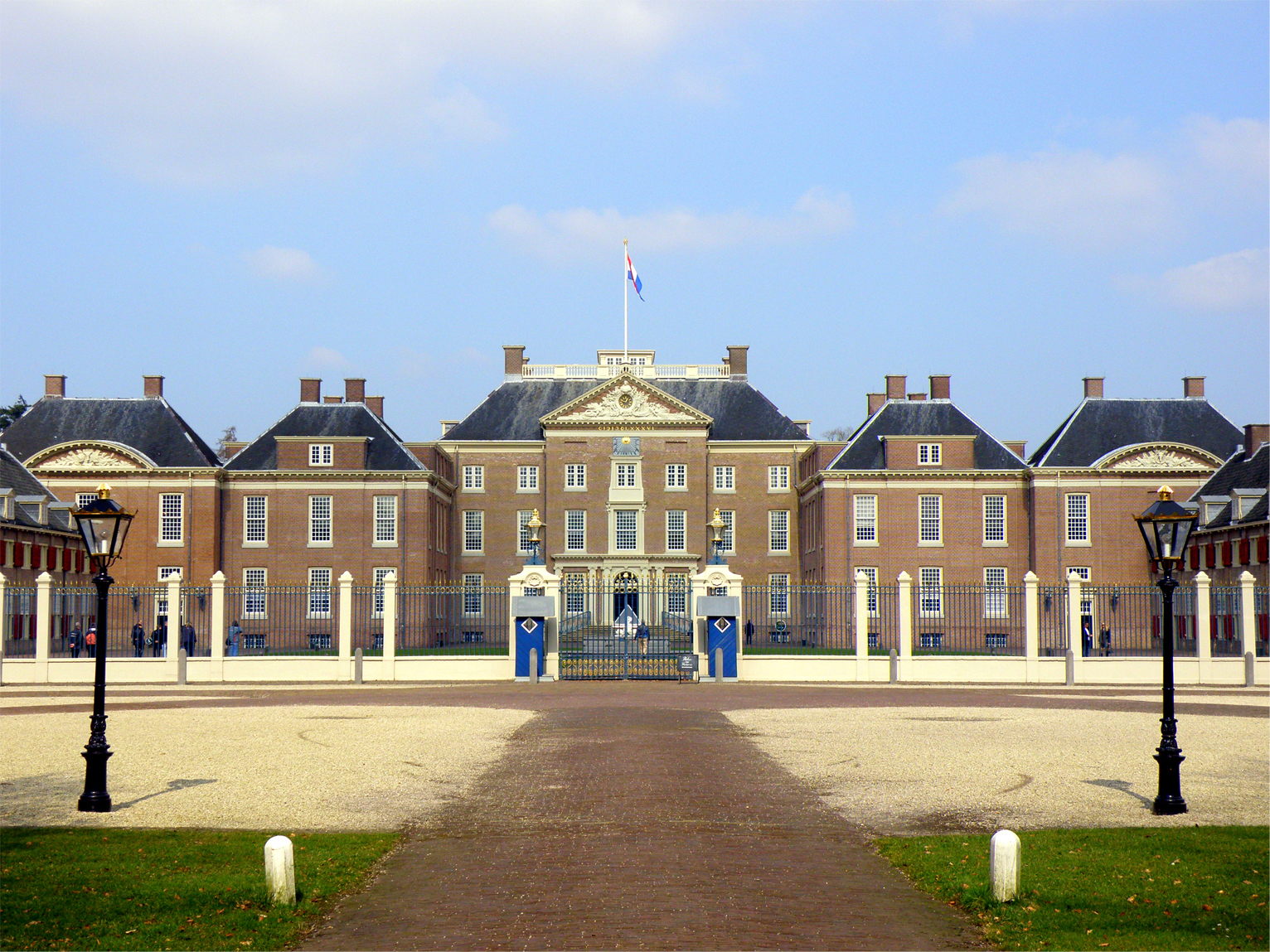
Palacio Het Loo,construido en 1686 en Apeldoorn (alas laterales añadidas en 1689), ejemplo del barroco

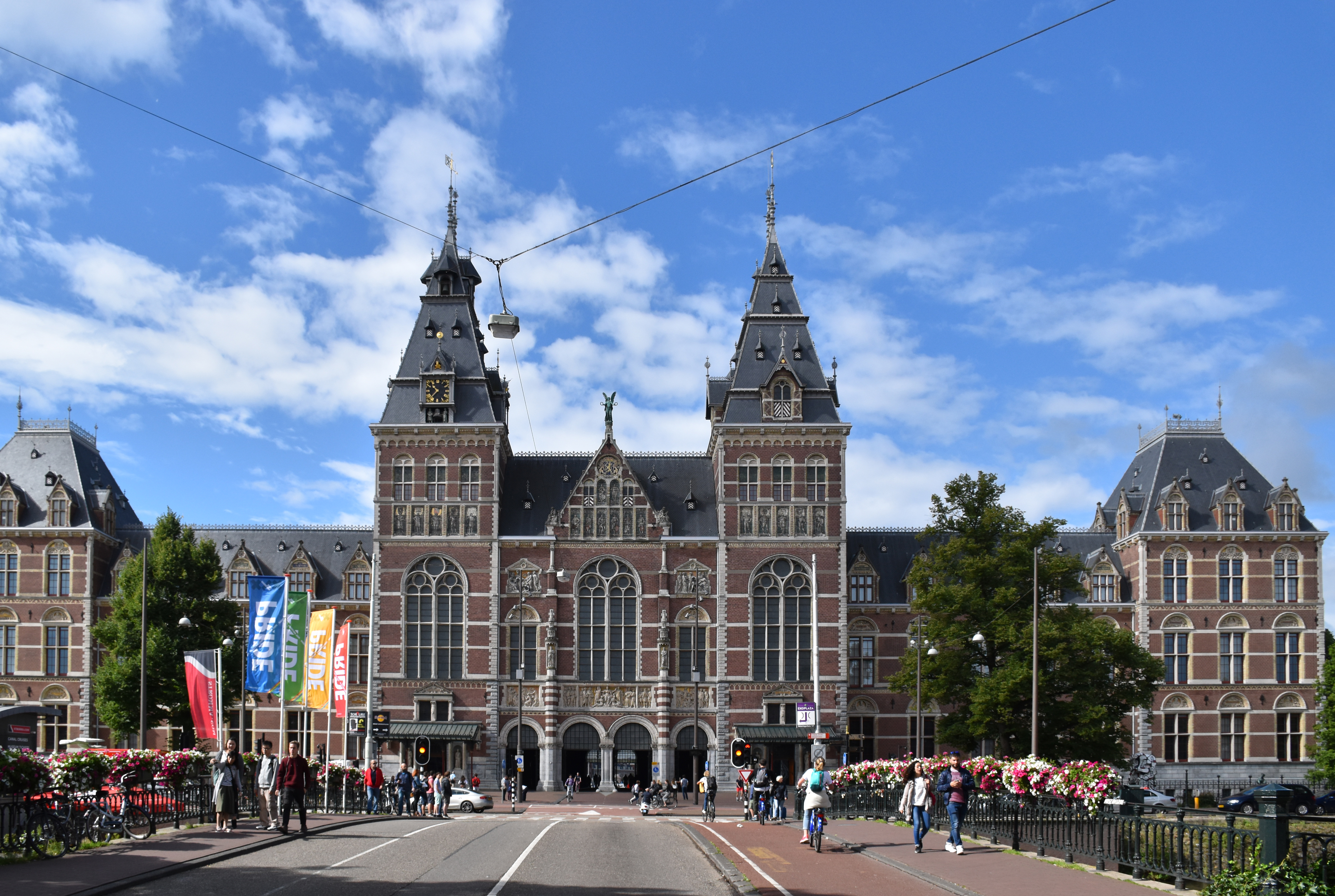
Fachada frontal del Rijksmuseum (1877-1885), obra neoclásica tardía

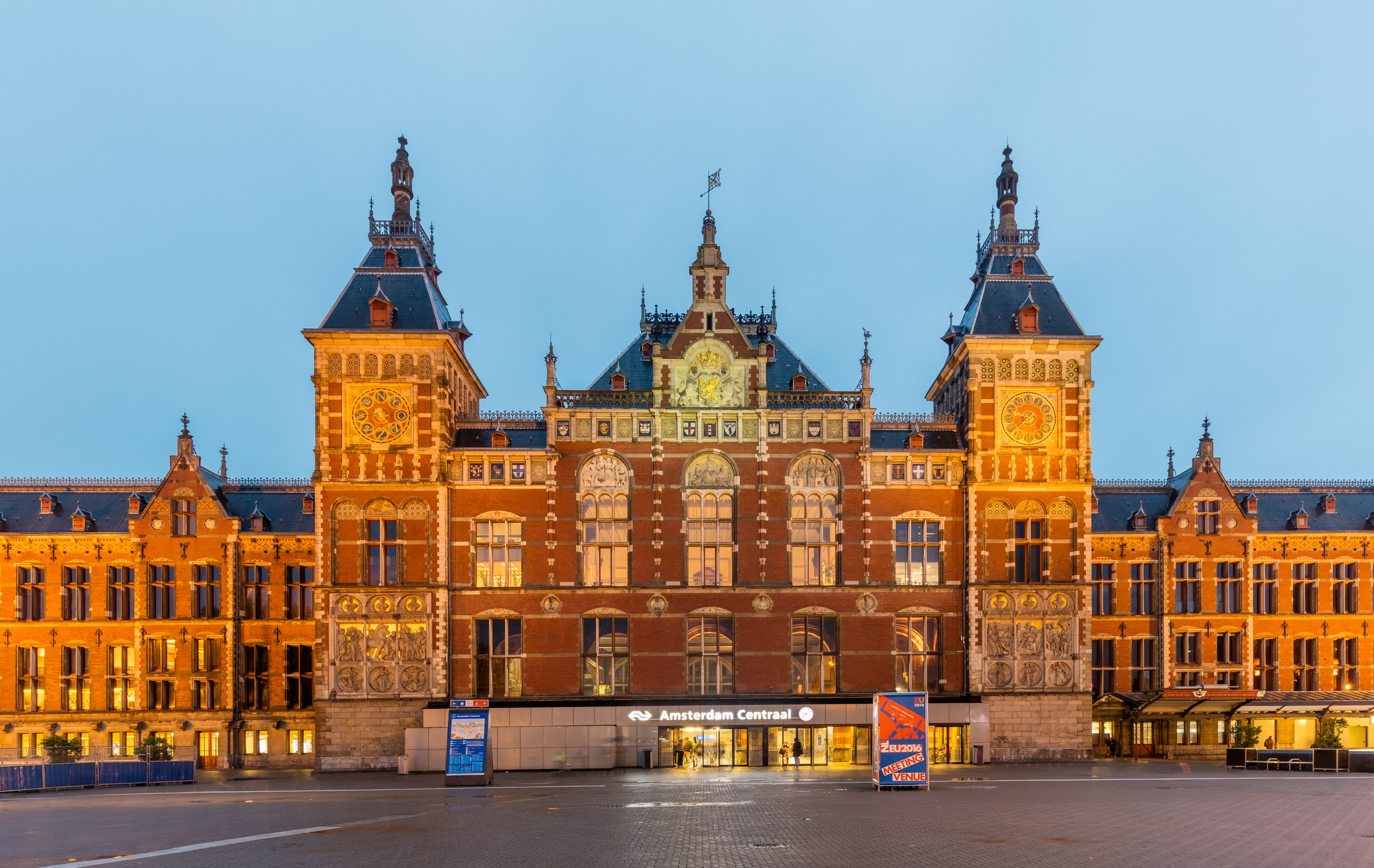
Estación Central de Ámsterdam (1881-1889), obra de Pierre Cuypers

La arquitectura de los Países Bajos se refiere a la práctica de la arquitectura en el territorio actual de los Países Bajos, excluyendo de hecho a Bélgica que en algunos momentos de la historia se incluyó en la denominación de Pays-Bas. Hasta el siglo XIX, la arquitectura de los Países Bajos mostró importantes similitudes con la de Flandes ya que estos dos territorios tuvieron una cultura común hasta el Renacimiento. Sin embargo, la Holanda protestante, comercial, pastoral y libre desde el siglo XVII, no se parecía en nada a la Flandes católica, trabajadora y durante mucho tiempo sometida a los extranjeros. Más concretamente, a diferencia de la arquitectura flamenca, el uso de la piedra en la construcción en los Países Bajos siempre ha estado limitado ya que sólo está presente en cantidades muy pequeñas en el territorio, lo que ha empujado a los neerlandeses a crear una arquitectura predominantemente de ladrillo, utilizados incluso en la pavimentación de las carreteras.
Durante mucho tiempo se ha negado el carácter específico de la arquitectura neerlandesa, pero la riqueza de la creación arquitectónica del país desde la Edad Media hasta nuestros días demuestra lo contrario. Si la arquitectura neerlandesa no puede reducirse a un estilo particular, si se distingue por algunas características —espíritu práctico, simplicidad y líneas limpias, ornamentación mínima, rechazo de lo superfluo y en la actualidad, sostenibilidad y armonía con el paisaje, urbano y rural— desarrolladas debido al contexto tan particular en el que se desarrolló, pues los Países Bajos están constantemente amenazados por la olas, que los neerlandeses supieron dominar gracias a su ingenio y a su espíritu de innovación. Élie Faure escribió en su Historia del Arte (volumen publicado en 1920) sobre la relación que los neerlandeses tenían con su país: 

Lucharon durante diez siglos para apoderarse de su barro, construir sobre él, levantar sus ciudades que se derrumban en turberas o son ahogado por un maremoto en barro y arena movediza. La vida era demasiado dura para ellos, y ahora es demasiado buena para ellos como para buscar fuera de lo cotidiano la educación intelectual que puede dar a quienes viven en la libertad, en la ociosidad, en las apasionadas agitaciones de los países del sur y atormentados por las necesidades. de una imaginación abandonada a su suerte o del deseo tortuoso de reprimir sus excesos.
Ils ont lutté dix siècles pour s'emparer de ses boues, bâtir sur elles, relever leurs villes qui s'effondrent dans les tourbières ou qu'un raz de marée noie dans la vase et le sable mouvant. La vie leur fut trop dure, et maintenant elle est trop bonne à vivre pour qu'ils cherchent hors de ses aspects quotidiens l'éducation intellectuelle qu'elle peut donner à ceux qui vivent dans la liberté, l'oisiveté, les excitations passionnelles des pays méridionaux et que tourmentent les besoins d'une imagination laissée à elle-même ou la volonté torturante d'en réprimer les excès.
Histoire de l'art, Élie Faure

En tres épocas, la arquitectura neerlandesa ha desempeñado un papel importante en el discurso internacional sobre la arquitectura: la primera durante el siglo XVII, cuando el imperio neerlandés se encontraba en el apogeo de su poder; la segunda, en la primera mitad del siglo XX, durante el desarrollo del movimiento moderno; y la tercera aún no ha concluido y en ella participan muchos arquitectos neerlandeses contemporáneos que están alcanzando prestigio mundial.
La Edad de Oro neerlandesa coincide aproximadamente con el siglo XVII. Debido a la próspera economía, las ciudades se expandieron enormemente, se construyeron nuevos ayuntamientos y almacenes, y se excavaron muchos canales en varias ciudades y sus alrededores, como Delft, Leiden y Ámsterdam, con fines defensivos y de transporte. Muchos comerciantes ricos hicieron construir nuevas casas a lo largo de estos canales, casas generalmente muy estrechas y con fachadas ornamentadas que se ajustaban a su nuevo estatus.
De la arquitectura renacentista italiana se adoptaron principalmente características visuales como pilares, pilastras, frontones y almohadillados, ya que muchos arquitectos neerlandeses no podían leer la fundamentación teórica, que a menudo estaba escrita en italiano o latín. Se enfatizaron las líneas horizontales, en contraste con el énfasis vertical de la arquitectura gótica. Por ejemplo, se incrustaron bandas de colores claros en las fachadas para realzar ese carácter horizontal. Otra aplicación común en la arquitectura renacentista neerlandesa, particularmente en Ámsterdam, fue el hastial escalonado, que estaba destinado a ocultar las líneas diagonales del frontón detrás de las líneas rectas de la fachada.
La arquitectura de la primera república en el norte de Europa se caracterizó por la sobriedad y la moderación, y pretendía reflejar los valores democráticos citando ampliamente la antigüedad clásica. Encontró su impulso en los diseños de Hendrik de Keyser, quien fue fundamental en el establecimiento de un estilo de influencia veneciana en la arquitectura de principios del siglo XVII a través de nuevos edificios como la Noorderkerk ('Iglesia del Norte', 1620-1623) y la Westerkerk ('Iglesia del oeste', 1620-1631) en Ámsterdam. En general, la arquitectura en los Países Bajos, tanto en el sur, influenciado por la Contrarreforma, como en el norte, dominado por los protestantes, siguió invirtiendo fuertemente en las formas renacentistas y manieristas del norte de Italia que precedieron al estilo barroco romano de Borromini y Bernini. En cambio, la forma más austera practicada en la República Neerlandesa se adaptaba bien a los principales patrones de construcción: palacios para la Casa de Orange y nuevos edificios cívicos, sin influencia del estilo de la Contrarreforma que hizo algunos avances en Amberes.
Los principales exponentes de mediados del siglo XVII, Jacob van Campen y Pieter Post, adoptaron las formas de De Keyser para elementos tan eclécticos como pilastras de orden gigante, cubiertas con hastiales, frontones centrales y vigorosos campanarios. Reunidos en una combinación coherente, estos desarrollos estilísticos anticiparon el clasicismo de Wren. Las construcciones más ambiciosas del período incluyeron las sedes del autogobierno, ayuntamiento, en Ámsterdam (1646) y Maastricht (1658), diseñados por Campen y Post, respectivamente. Por otro lado, las residencias de la Casa de Orange están más cerca de una típica mansión burguesa que de un palacio real. Dos de ellas, Huis ten Bosch y Mauritshuis, son bloques simétricos con grandes ventanales, despojados de ostentosos adornos barrocos. El mismo efecto austero y geométrico se logra sin gran costo ni efectos pretenciosos en la residencia de verano del estatúder de Het Loo. Otro de los diseños utilizados por los neerlandeses fue el uso de colores cálidos como el rojo o el naranja oscuro. También eran de texturas toscas y tendían a oscurecerse debido a esa textura áspera. El uso del equilibrio simétrico arquitectónico también formaba parte de sus hábitos.
Durante el siglo XX, arquitectos como Berlage, Van Doesburg, van Eesteren, Rietveld, Oud y van der Vlugt desempeñaron un papel destacado en el desarrollo de la arquitectura moderna en los Países Bajos, así como a nivel internacional.
El trabajo de Berlage, arquitecto de la Beurs van Berlage, fue crucial para el desarrollo del arquitectura moderna en los Países Bajos. Propagó la arquitectura racionalista, al mismo tiempo que abrazó la artesanía. Berlage también recibió elogios de la crítica por el Plan Zuid, un plan urbano para Amsterdam-Zuid, que se convirtió en un modelo para los desarrollos de vivienda social en los Países Bajos y en el extranjero. Berlage inspiró diferentes movimientos, y en consecuencia se establecieron diferentes grupos y escuelas durante los años 1910-1930, cada uno con su propia visión sobre qué dirección debería tomar la arquitectura moderna:
- arquitectos expresionistas como Michel de Klerk y Piet Kramer estuvieron asociados con la Escuela de Ámsterdam, un movimiento moderno que enfatizaba la importancia de la artesanía.[13] Se puede observar una relación directa en el Plan Zuid.
- otro grupo fundó De Stijl, un movimiento artístico multidisciplinar basado en la revista homónima (1917-1932),[14] destacando los arquitectos J.J.P. Oud, Jan Wils y Gerrit Rietveld, que luego construirían en un estilo funcionalista.
- un tercer grupo, que surgió en parte de De Stijl, estaba formado por arquitectos funcionalistas (Nieuwe Zakelijkheid o Nieuwe Bouwen), como Mart Stam, Leendert van der Vlugt y Johannes Duiker. Formaban parte del grupo moderno internacional de los CIAM. Sin embargo, Berlage criticó este movimiento por su falta de emoción.[15] Sin embargo, también fue muy influyente, y especialmente después de la Segunda Guerra Mundial, tanto en la arquitectura como en la planificación urbana, a través del trabajo de, entre otros, Lotte Stam-Beese y Cornelis van Eesteren. Su trabajo también influyó en la teoría y la práctica de la planificación urbana en el extranjero.
- también se desarrolló, a partir de la arquitectura de Berlage, una corriente más tradicionalista que se inspiró especialmente en su artesanía. Esta se convirtió en la Escuela Tradicionalista, que incluía la Escuela de Delft, encabezada por Marinus Jan Granpré Molière. Los arquitectos tradicionalistas rechazaron los principios fundamentales (industriales) del funcionalismo y cobraron protagonismo en la década de 1930. Como movimiento, la arquitectura tradicionalista perduró hasta mucho después de 1945.

Hubo relaciones cruzadas entre las escuelas y los movimientos, como se puede observar en la obra de Willem Dudok; algunos de sus diseños tienen características tradicionalistas, mientras que otros son hitos del funcionalismo. A fines de la década de 1930, varios arquitectos modernos abogaron por un retorno a (ciertos) principios artísticos tradicionales, en lugar de seguir una estética de máquinas, entre ellos J.J.P Oud y Sybold van Ravesteyn, aunque también sucedió lo contrario, especialmente en las décadas de 1950 y 1960 (por ejemplo, J.F. Berghoef). Los diferentes movimientos y escuelas, junto con sus disputas, informarían el desarrollo de la arquitectura neerlandesa en la segunda mitad del siglo XX, que también fue testigo del surgimiento de nuevos movimientos (modernos), siendo el estructuralismo uno importante, con arquitectos como Aldo van Eyck, Herman Hertzberger y Piet Blom.
Varios arquitectos neerlandeses han destacado en la escena internacional en la parte final del siglo XX e inicios del XX. Rem Koolhaas (n. 1944), fundador del OMA (Office for Metropolitan Architecture), fue el primero en alcanzar reconocimiento, obteniendo el Premio Pritzker en 2000 (el único neerlandés en hacerlo). Ha desarrollado su carrera profesional en todo el mundo con grandes proyectos, coronados con el diseño de la nueva Sede de la Televisión Central de China (2004-2009) junto a un centro cultural, que se ha construido coincidiendo con los Juegos Olímpicos de Pekín 2008. El estudio MVRDV, cofundado por Jacob van Rijs, también ha adquirido una gran notoriedad internacional. En estos mismos años también grandes figuras internacionales han dejado su sello en el país, como los pritzkers Richard Meier, Aldo Rossi, Álvaro Siza, Renzo Piano, Norman Foster, Toyo Ito y Arata Isozaki, además de Michael Graves, o Kohn Pedersen Fox.
Casi todos los edificios históricos que se conservan han sido declarados Rijksmonuments y en 1990 el Departamento de Conservación («Monumentenzorg», hoy «Rijksdienst voor het Cultureel Erfgoed») aprobó una seleccón de los 100 mejores sitios del patrimonio neerlandés que comprende ejemplos representativos de todos los estilos y partes del país.
De los trece bienes neerlandeses declarados Patrimonio de la Humanidad, solamente dos son obras arquitectónicas aisladas —la casa Rietveld Schröder  (2000) y la factoría Van Nelle (2014), construida en 1931 en Róterdam por Leendert van der Vlugt y Johannes Brinkman— y otros dos son símbolos de la escena edificada del propio país, molinos —Red de molinos de Kinderdijk-Elshout (1997)— y canales —Zona de los canales concéntricos del siglo XVII del Singelgracht de Ámsterdam (2010), que permitieron la construcción de nuevos edificios, viviendas, talleres y almacenes, con largas fachadas con hastiales..

Arquitectura de los siglos XX-XXI en los Países Bajos
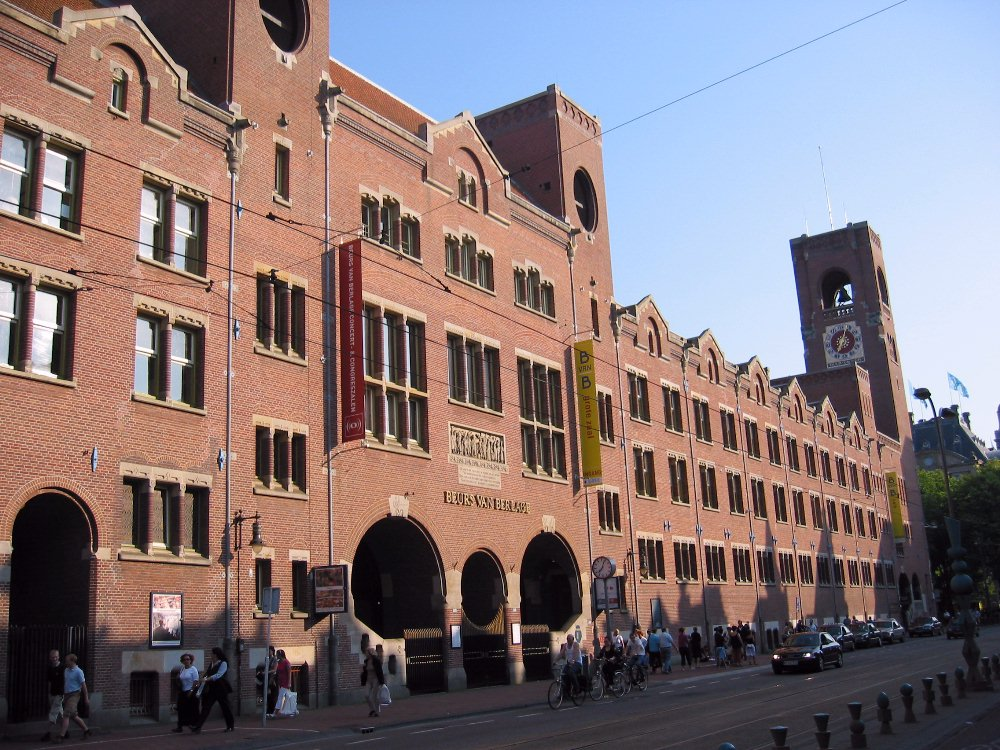
Bolsa de Ámsterdam (1898-1903), obra de Hendrik Petrus Berlage
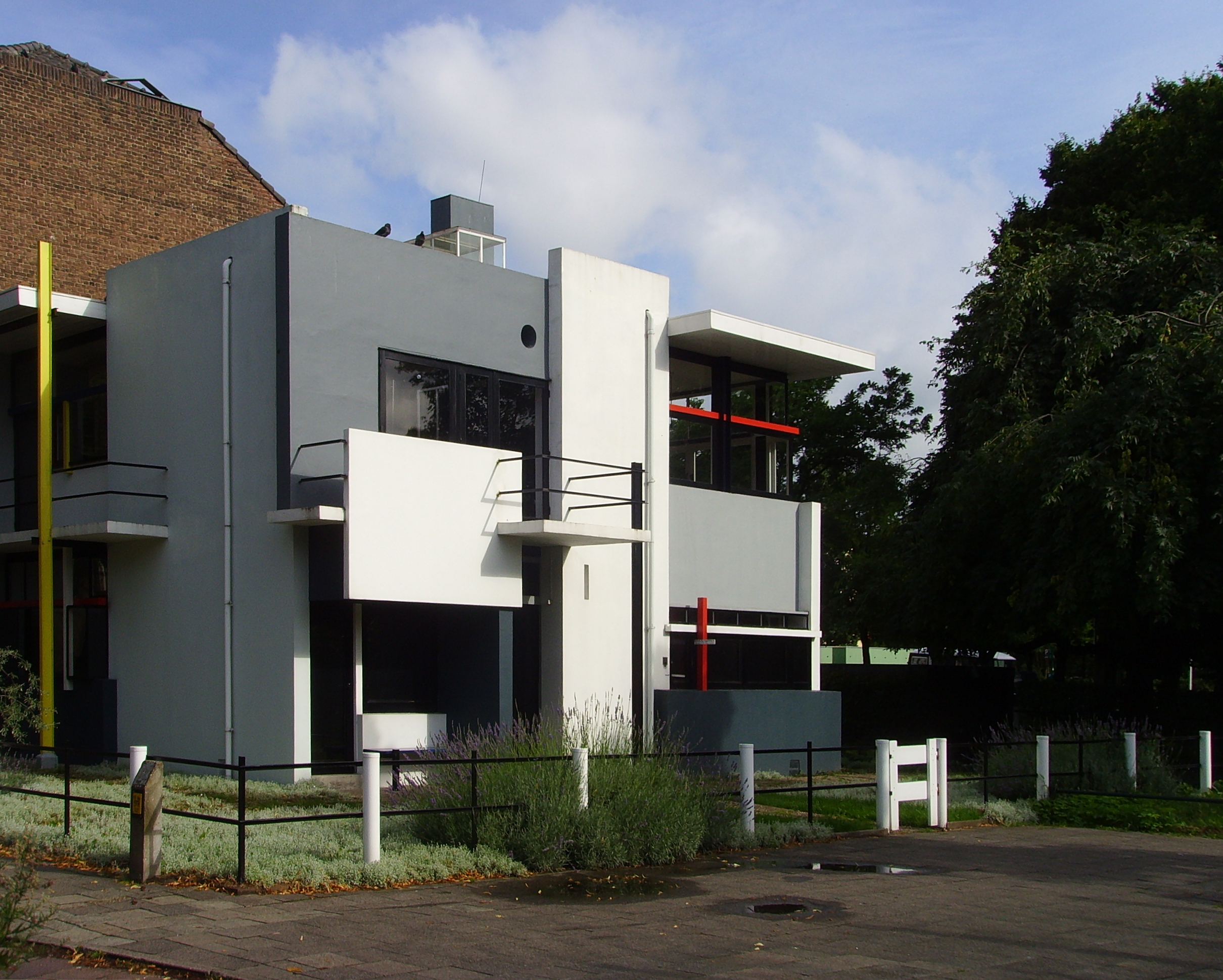
Casa Rietveld Schröder (1924) en Utrech, diseñada por Gerrit Rietveld y cumbre del movivmiento De Stijl
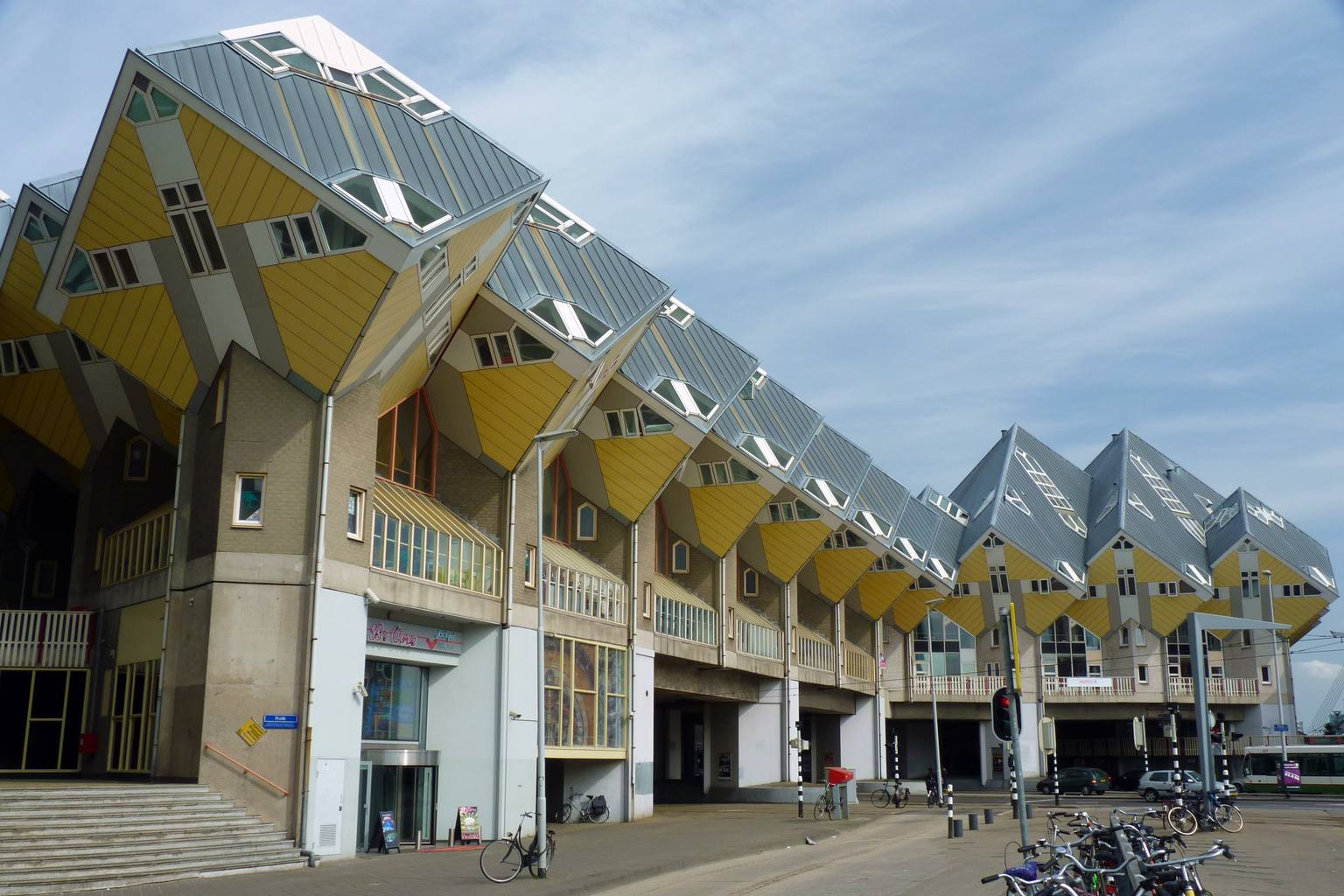
Casas cubo (1984-1988) en Róterdam, de Piet Blom
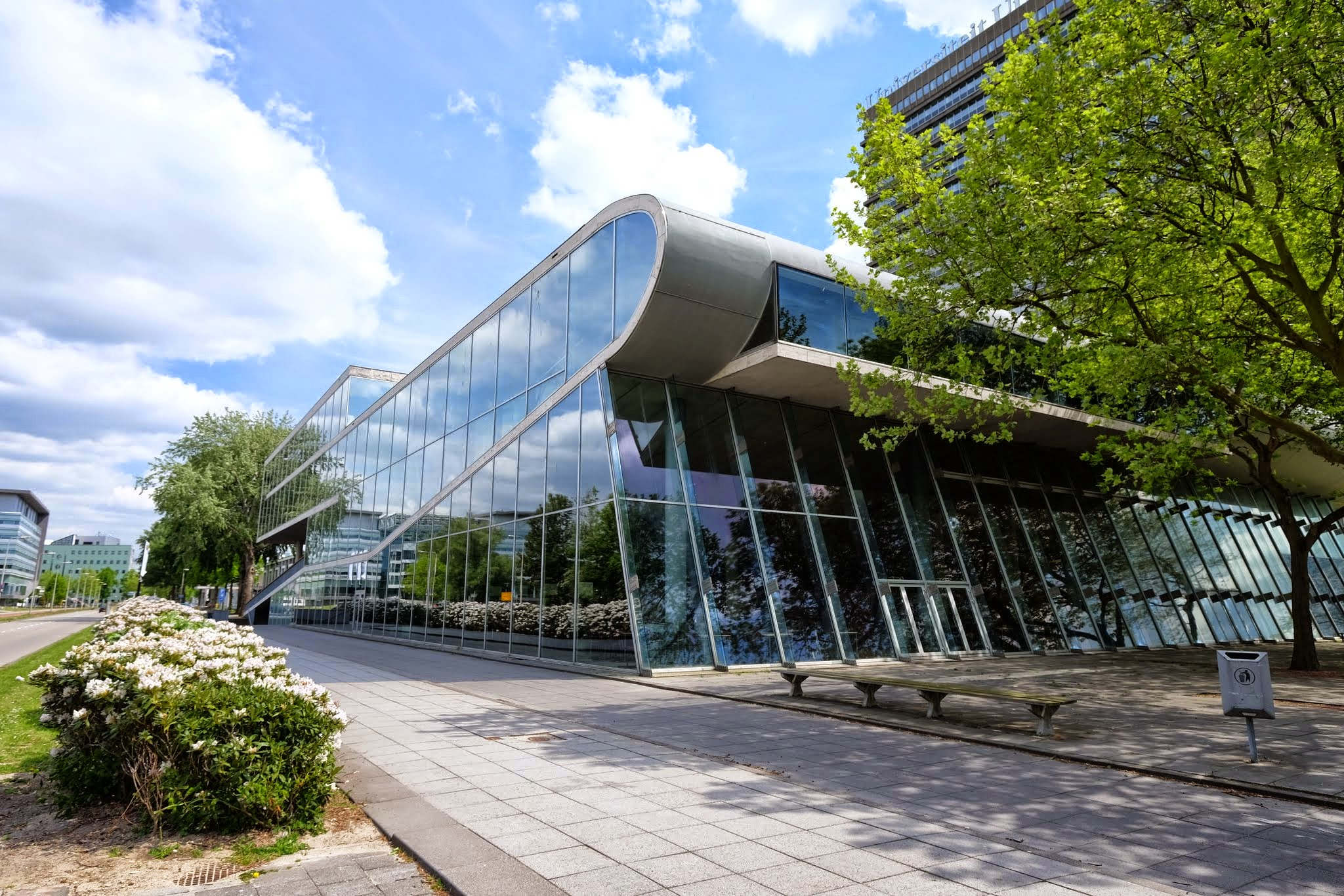
Educatorium (1992-1997) de la Universidad de Utrech, obra de Rem Koolhaas
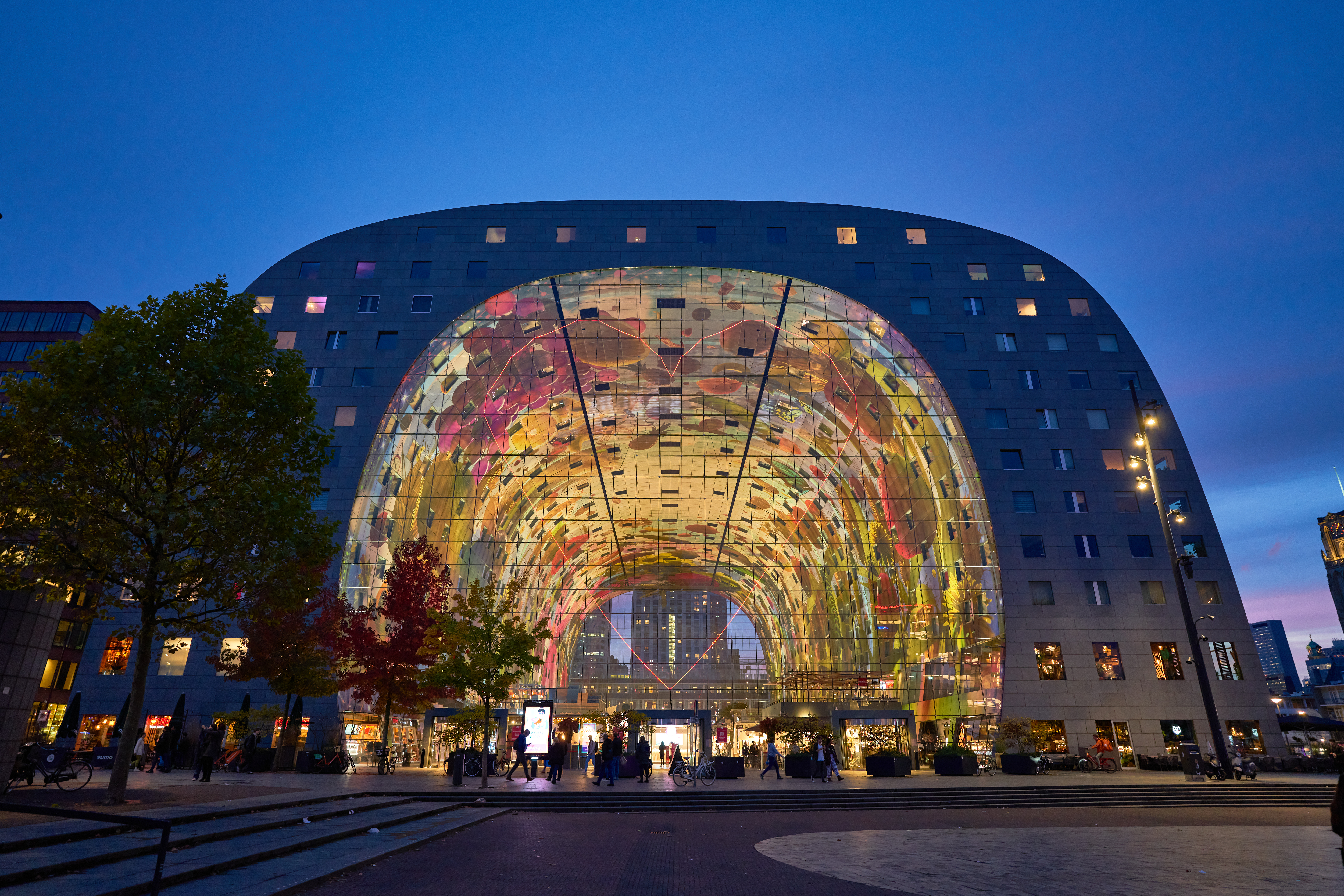
Markthal (2004-2014) en Róterdam, obra de Jacob van Rijs, cofundador de MVRDV

## Edad Media central y tardía

### Arquitectura románica

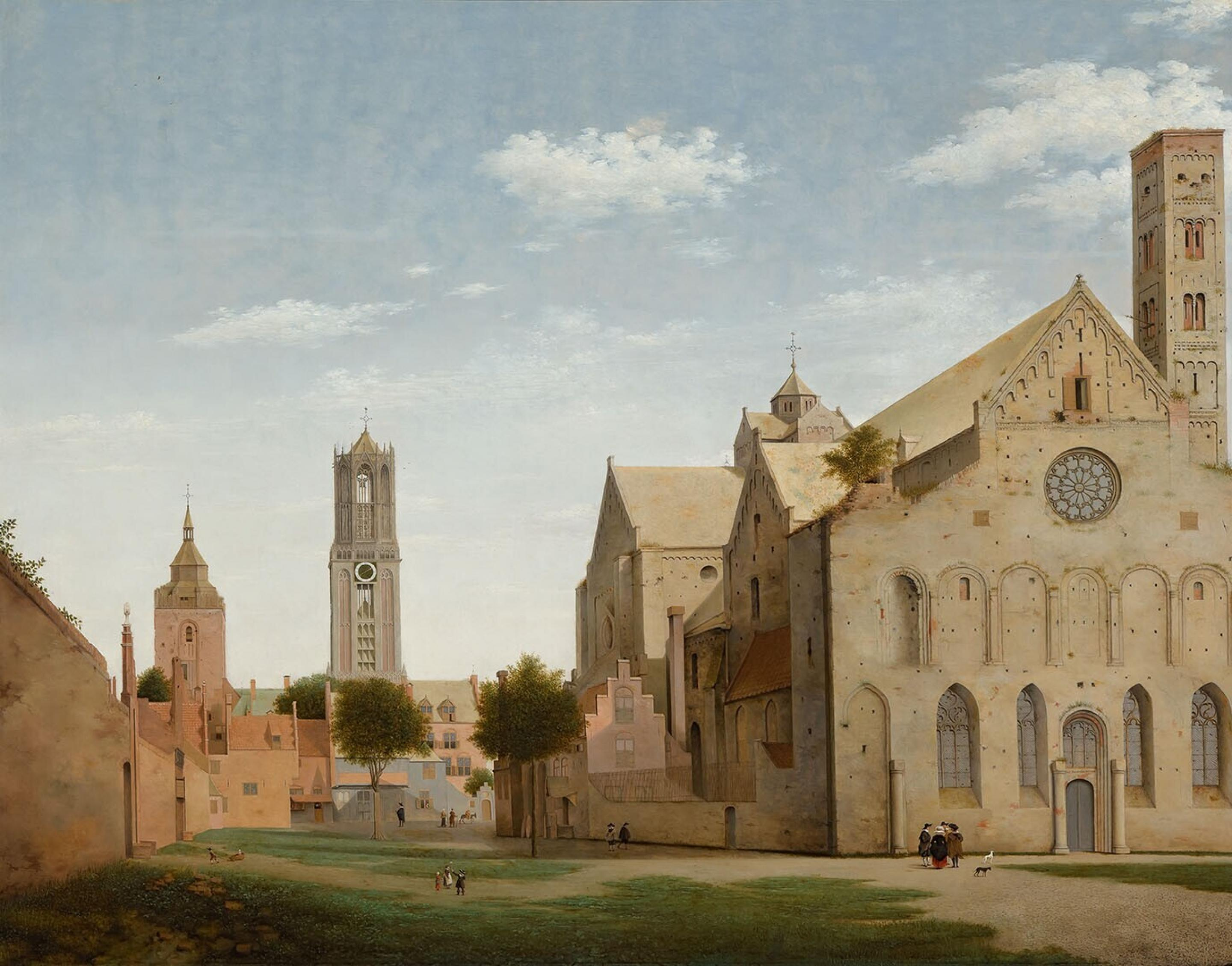
La hoy demolida iglesia de Santa María de Utrecht, que data del (obra de Pieter Jansz Saenredam, 1663).

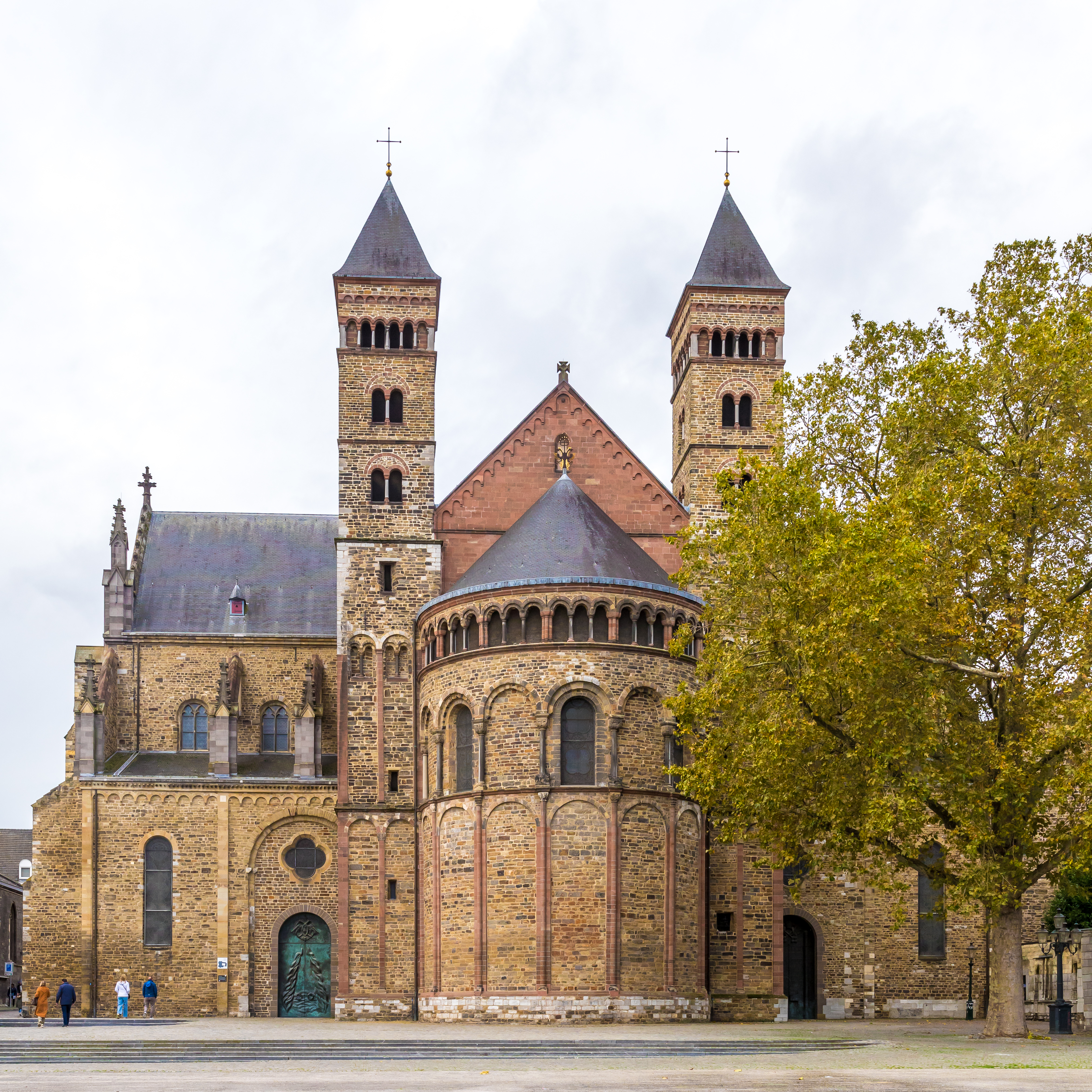
Basílica de San Servacio (?-1250) en Maastricht

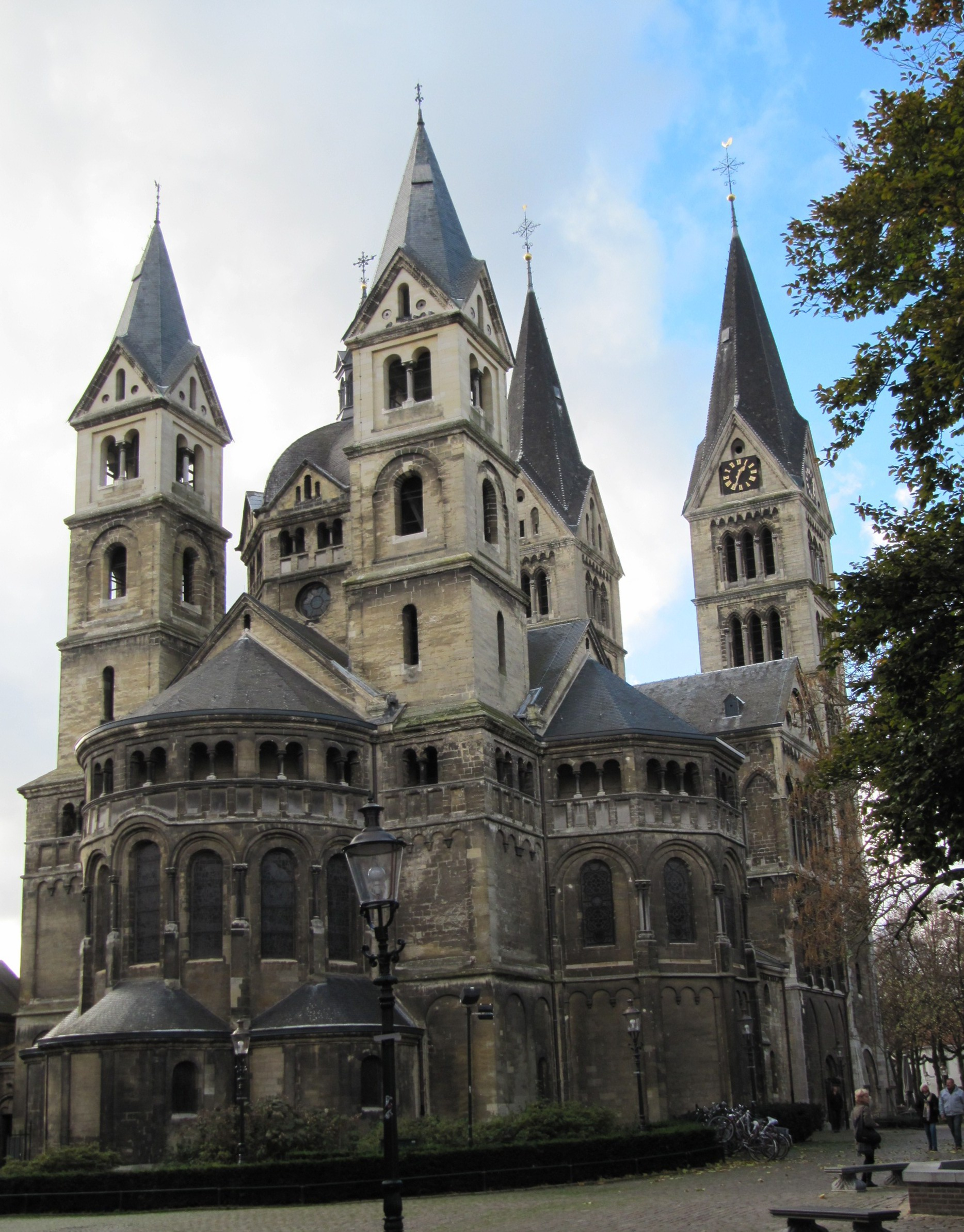
Iglesia de Munster de Roermond, iglesia del (restaurada por Pierre Cuypers entre 1863 y 1890)

Los Países Bajos estaban comprendidos desde la época románica en una región arquitectónica que se extendía desde la entrada del Rin en el desfiladero cerca de Bingen hasta su desembocadura en el mar del Norte, la denominada región del Bajo Rin-Mosa, hoy dividida en cuatro estados, pero que en la Edad Media formaban una unidad artística. La arquitectura románica en el país comprende un período que va desde mediados del siglo X hasta aproximadamente finales del siglo XII (el gótico se estableció más lentamente en los Países Bajos septentrionales) y aún no presenta ninguna singularidad afirmada, sino que está sujeta principalmente a influencias regionales.
Según fuente escrita, se sabe que en Maastricht se habían construido ya iglesias de piedra a principios del siglo VIII, pero hace tiempo que desaparecieron. Entre las iglesias románicas más importantes que se conservan en el país se encuentran varias iglesias abaciales y colegiatas. Como debían irradiar cierta pujanza, algunas eran grandes y estaban ricamente decoradas, como las iglesias abaciales de Rolduc (Kerkrade), Susteren y Sint Odiliënberg, y las basílicas de San Servacio (?-1180, 1225-1250 (Bergportaal)) y de Nuestra Señora, en Maastricht, y la de basílica de San Plechelm en Oldenzaal. Nuestra Señora de la Asunción muestra influencia germana, como reflejan los cuerpos avanzados más desarrolladas y la presencia de torres occidentales.
En la archidiócesis de Utrecht fueron importantes las llamadas iglesias Bernold, en referencia a su fundador, el obispo Bernold. Se conservan la iglesia de San Pedro (Pieterskerk) y la San Juan  (Janskerk) en Utrecht y la cripta de la Lebuïnuskerk en Deventer. Pieterskerk constituye el último ejemplo bien conservado de basílica románica con columnas en la región del Bajo Rin-Mosa y presenta espacios altos con columnas esbeltas de capiteles cuadrados, lo que causa una fuerte impresión en el visitante. También hubo en Utrecht una iglesia románica, dedicada a Santa María, que fue de particular importancia. Este edificio, ya desaparecido, tenía tribunas y bóvedas de dobles tramos con ojivas rectangulares, y tenía similitudes con las iglesias lombardas.
Además, varias iglesias reflejan el prestigio de sus fundadores seculares, ejemplos de iglesias carolingias, como la ya citada basílica de San Servacio en Maastricht o la capilla del «Walkhof» de Nimega (emperadores alemanes) o la iglesia de Munster de Roermond (fundada alrededor de 1218 como iglesia abacial por el conde Gerardo III de Güeldres). La capilla del «Walkhof» (construida ca. 1000) es uno de los edificios más antiguos de los Países Bajos y la parte más antigua aún existente del Palatinado de Nimega. La capilla palatina de Carlomagno, ahora parte de la catedral de Aquisgrán, sirvió de ejemplo para su construcción, lo que claramente se puede ver por su forma especial de dieciséis lados y se construyó sobre los restos de un antiguo palacio de Carlomagno en el mismo lugar.. 
Este número relativamente pequeño de iglesias importantes contrasta con el gran número de iglesias rurales cuyos orígenes románicos todavía son claramente reconocibles, aunque normalmente en una forma mucho más sencilla. Especialmente en las provincias de Frisia y Groninga se ha conservado bien el carácter románico de un gran número de iglesias rurales. Fuera de estas provincias, esas iglesias antiguas son, en la mayoría de los casos, sólo parcialmente románicas, mientras que en otros casos el románico ha sido reconstruido. Una excepción importante es la capilla de Santa Catalina  en el pueblo de Lemiers, en Limburgo. Este es el ejemplo más intacto del tipo de iglesia de piedra más antiguo conocido en los Países Bajos: iglesia de nave única, sin torre y con coro recto.

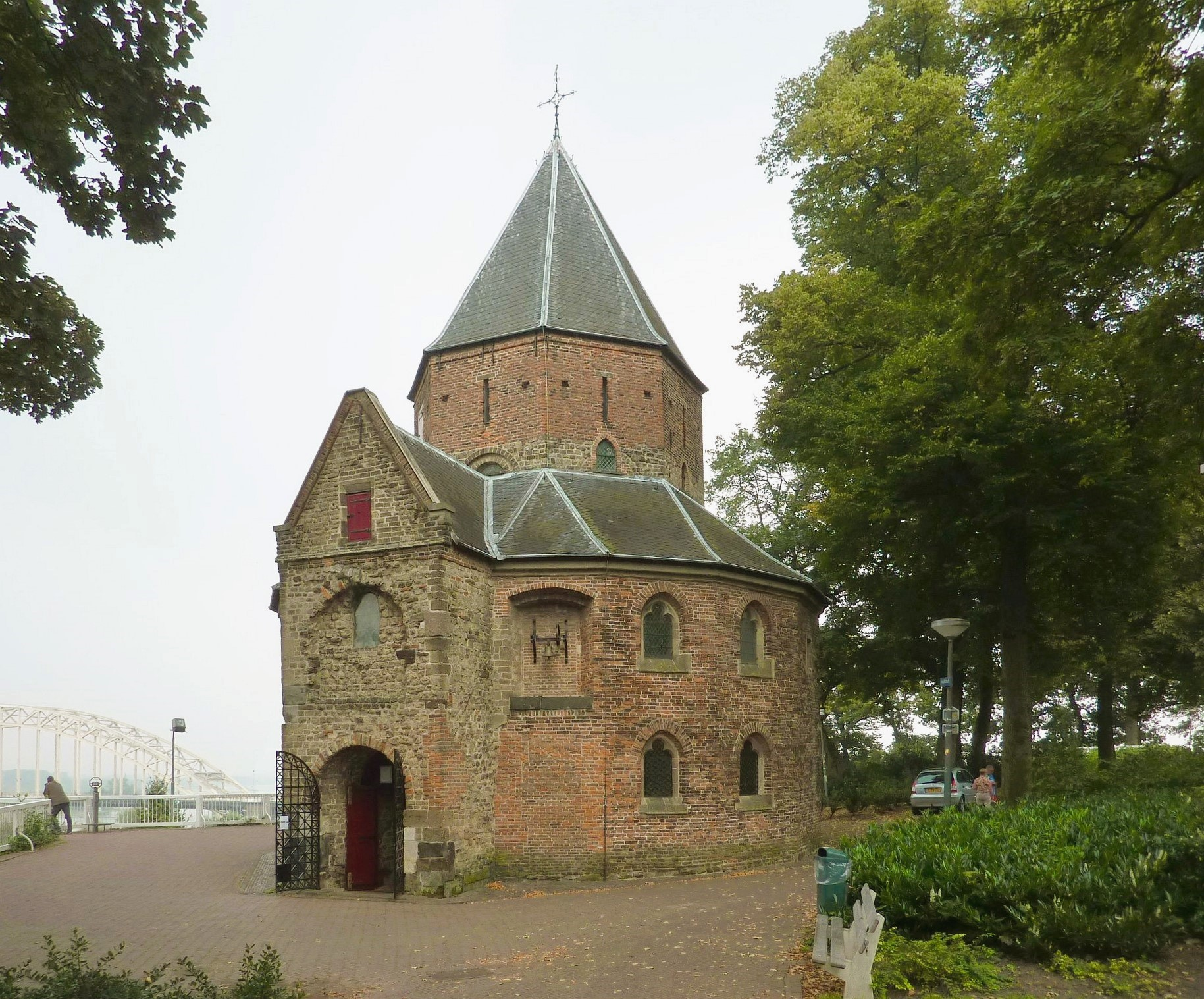
Capilla de San Nicolás en el parque Valkhof de Nimega, uno de los edificios más antiguos del país
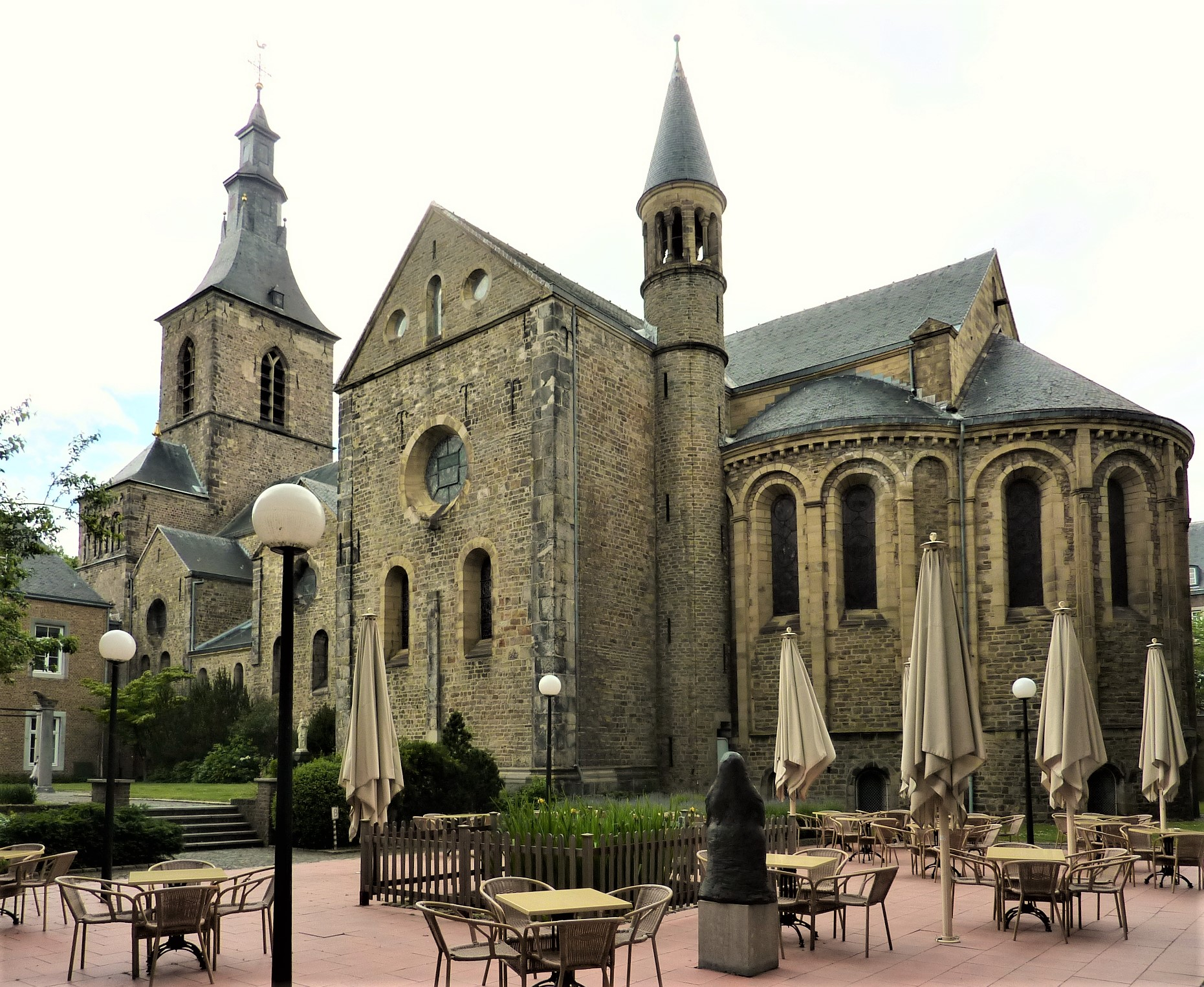
Abadía de Rolduc (Kerkrade)
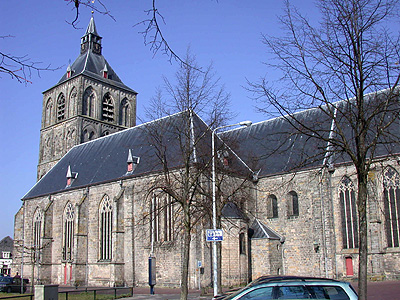
Basílica de San Plechelm en Oldenzaal
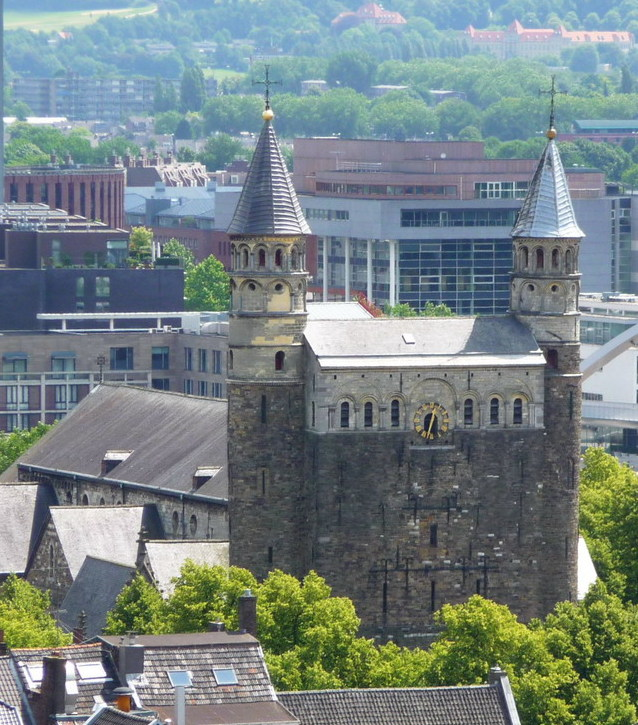
Basílica de la Asunción de Nuestra Señora (Maastricht), obra del siglo XI-XII (restaurada por Cuypers en 1886-1916)
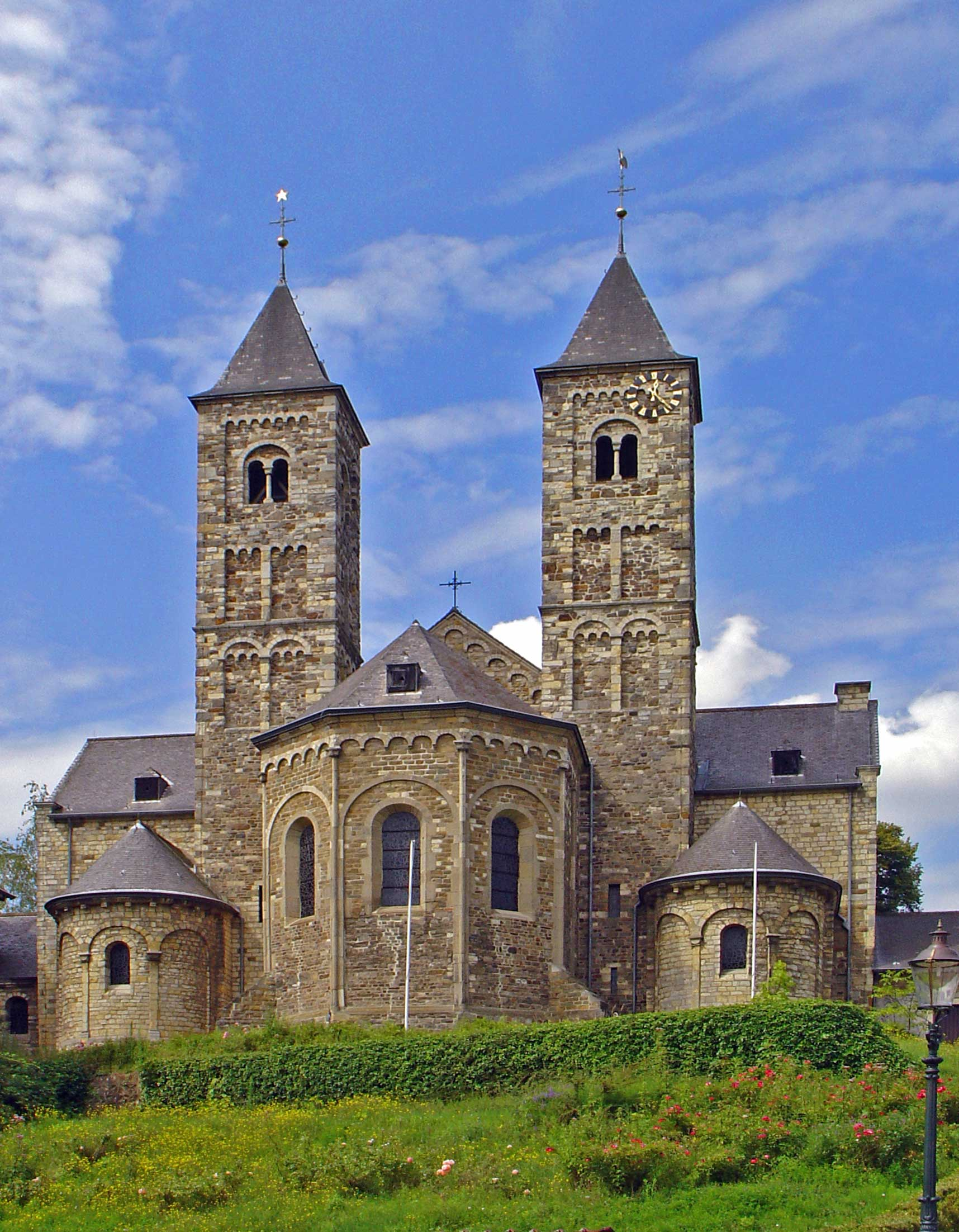
abadía de Sint Odiliënberg

### Arquitectura gótica

#### Arquitectura religiosa

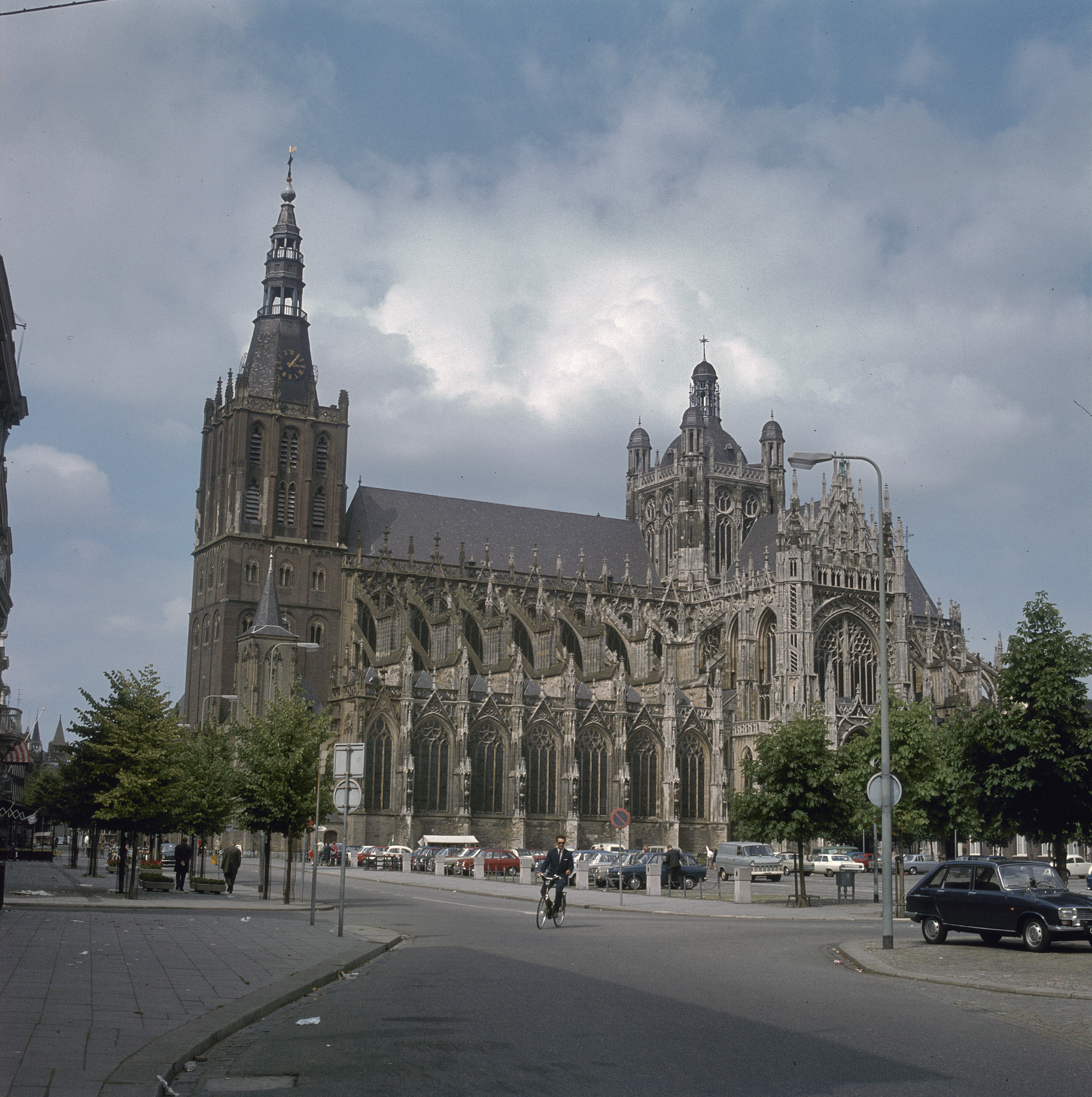
Catedral de 's-Hertogenbosch, ejemplo de gótico brabantino

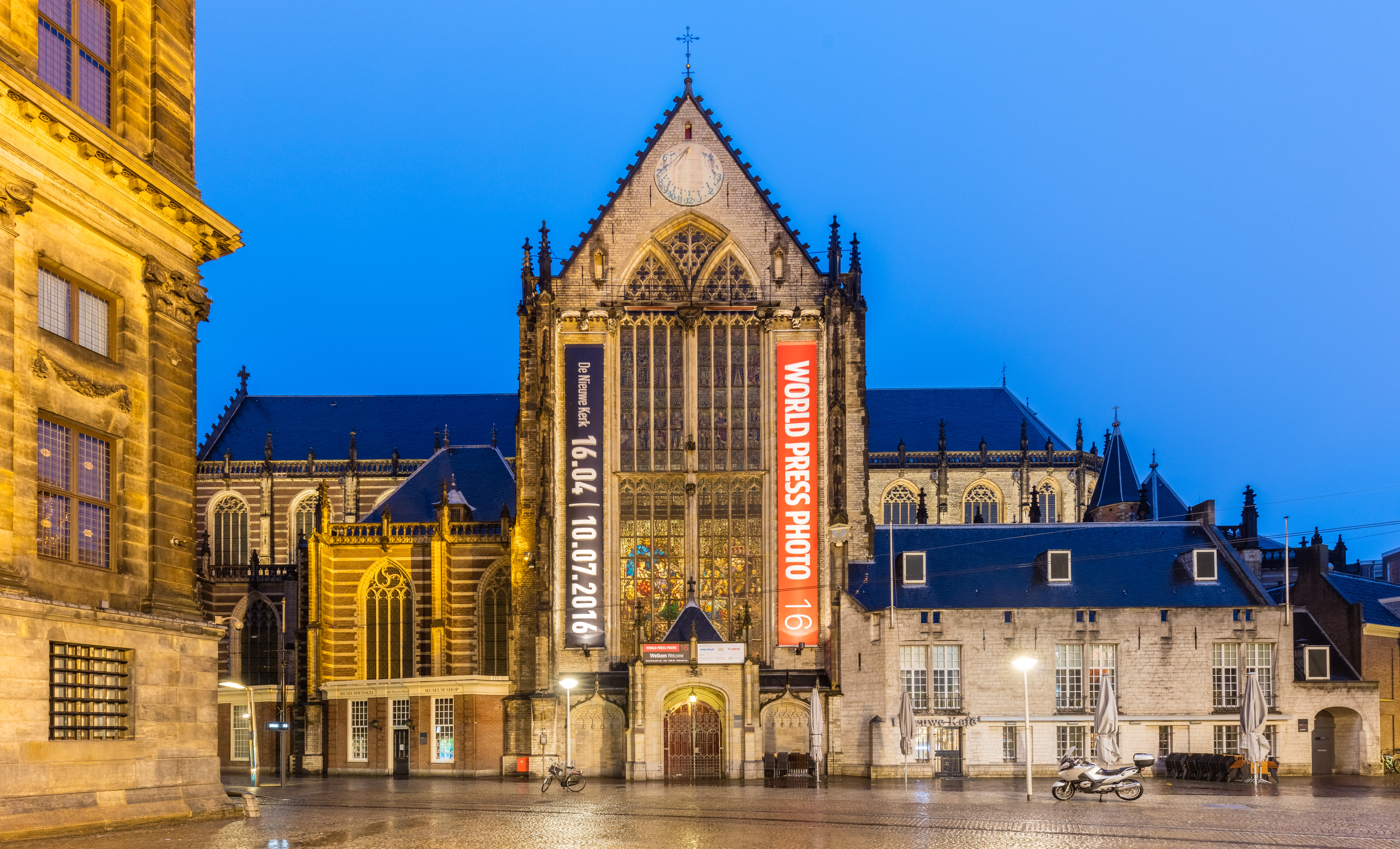
Nieuwe Kerk (c.1385-1408) de Ámsterdam

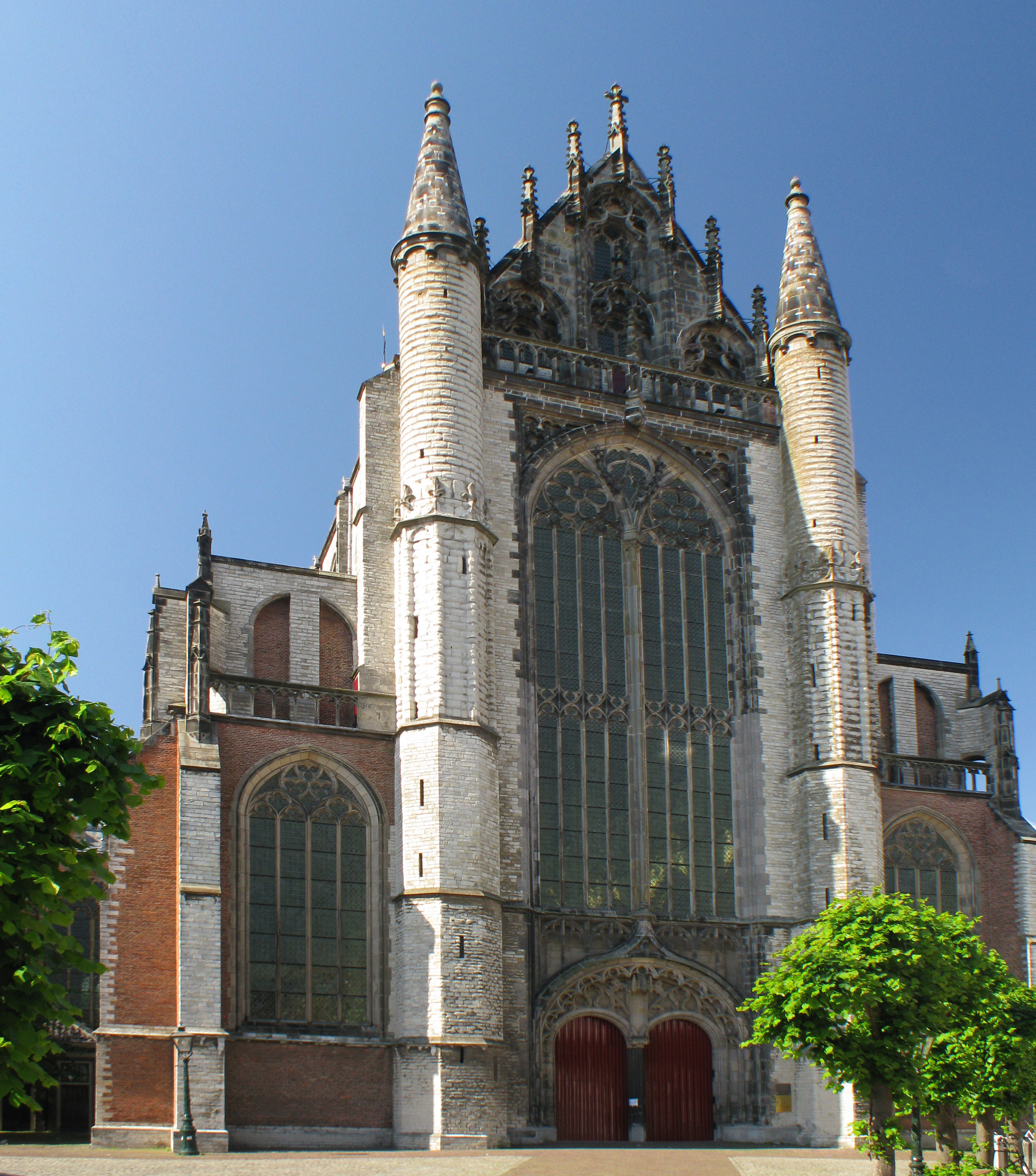
Hooglandse Kerk (1377-1500), con un crucero de 65,70 m, es el crucero gótico más largo de los Países Bajos.

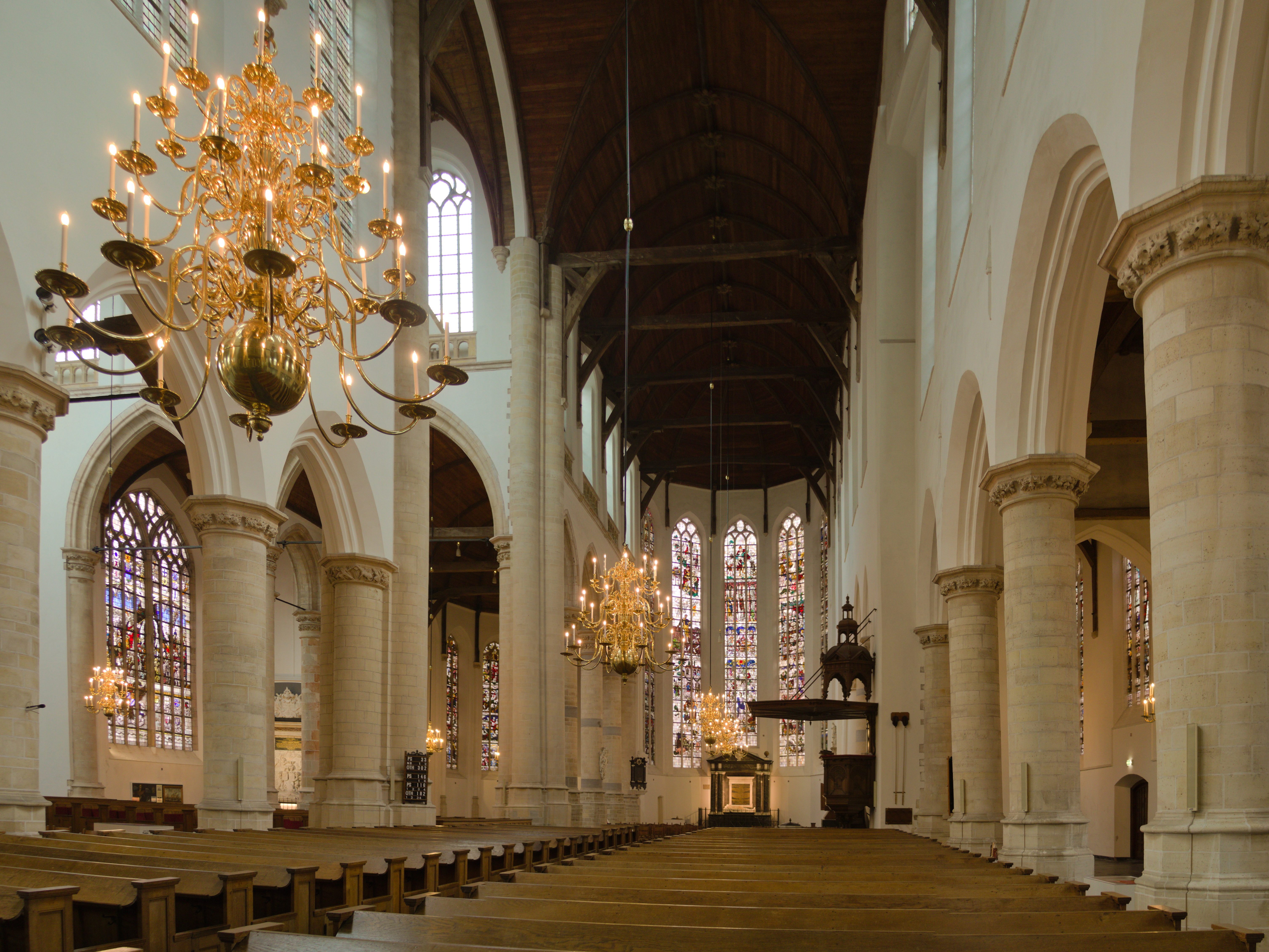
Interior de la Oude Kerk de Delft (1246-1440)

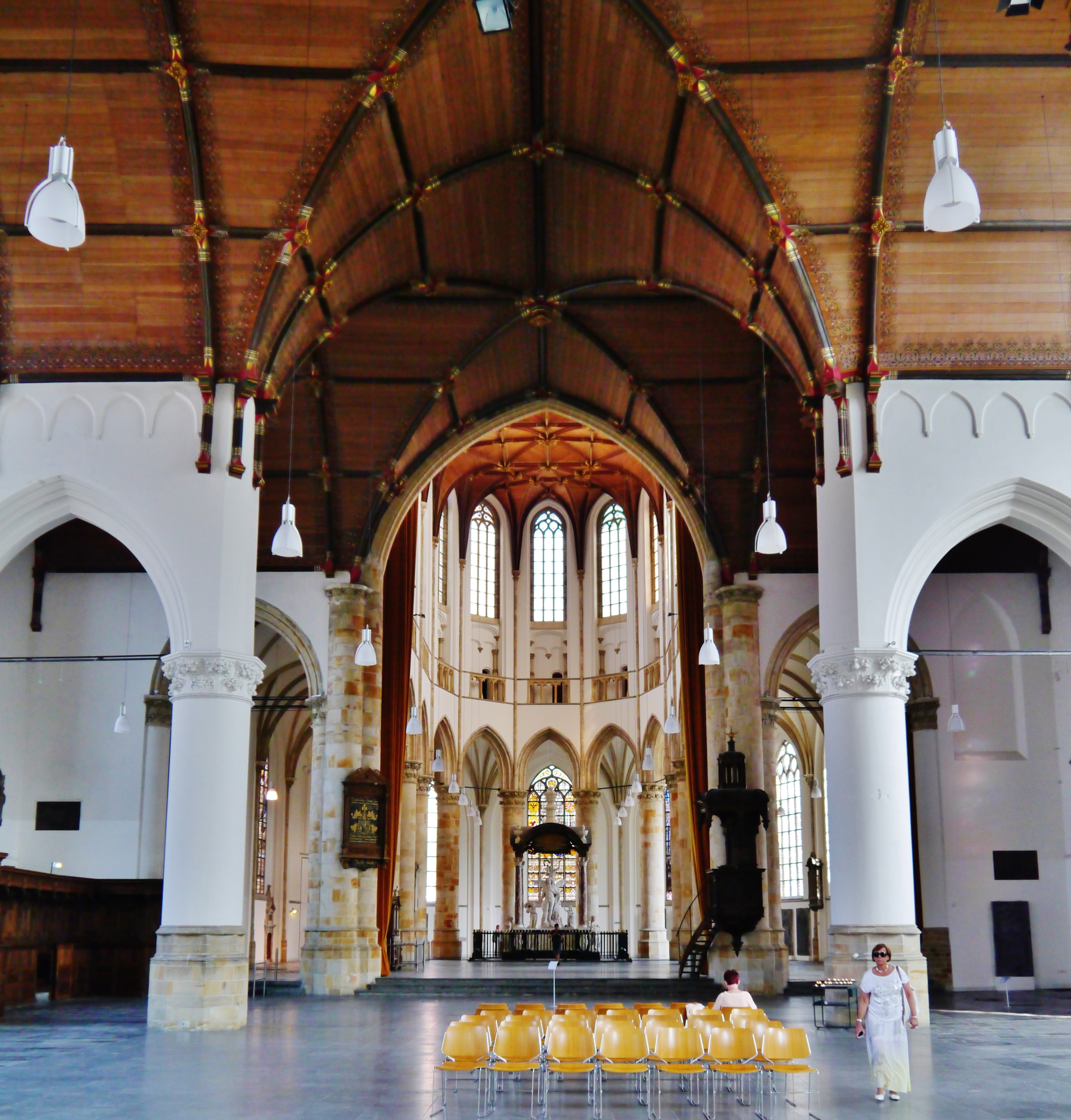
Interior de Grote Kerk o Sint-Jacobskerk (siglos -) de La Haya

La arquitectura gótica, nacida en Francia a mediados del siglo XII, fue incorporada por los neerlandeses que supieron adaptarla a las especificidades geográficas y culturales de su territorio. Durante este período la estructura de los edificios religiosos tendió a simplificarse y se llevaron a cabo pocas construcciones de gran tamaño, a pesar de excepciones como la catedral de Utrecht (iniciada en 1254) o la catedral de 's-Hertogenbosch (iniciada en 1280). La ornamentación también tendió a reducirse, ligada en gran medida al uso casi exclusivo del ladrillo en la arquitectura, así como al espíritu sobrio y realista que reinaba en el norte de los Países Bajos, también bajo influencia germana.
Fue a partir de la época de los duques de Borgoña (Países Bajos borgoñones, 1384-1477) cuando surgió una arquitectura más imponente, pero que debido al predominio del ladrillo, generalmente no contaba con esculturas. Sin embargo, sí se buscaba la monumentalidad en el interior de las iglesias, a pesar de la simplicidad de su apariencia exterior.
El norte de los Países Bajos (así como Dinamarca) mantuvo constantemente los intercambios con la costa occidental de Francia debido al desarrollo del comercio marítimo. Así, estas mismas iglesias de ladrillo casi desprovistas de ornamentos se inspiraron generalmente en modelos angevinos, cuyas características eran una disposición de una única nave, tramos cuadrados y bóvedas de crucería abombadas. Esta influencia se encuentra por ejemplo en la iglesia cruciforme de Stedum, cuyo ábside tiene similitudes muy importantes con el de la catedral de Angers. La presencia de una cabecera cuadrada, de ventanas geminadas, también se encuentra en Zuidbroek, en Noordbroek o incluso en Winschoten La influencia franco-flamenca, muy presente en los Países Bajos septentrionales, a menudo estaba teñida de particularidades locales; esta influencia es muy visible en la catedral de Utrecht, donde la delicadeza de las esculturas de los capiteles y de las ménsulas revela estas inspiraciones.
Sin embargo, los constructores de las catedrales neerlandeses no se contentaron con imitar los modelos meridionales, sino que intentaron superarlos y, al no poder igualarlos en tamaño, rivalizaron a través de la riqueza de la decoración. Así, la catedral de San Juan de 's-Hertogenbosch, reconstruida a partir de la década de 1370 por su cambio de estatus al pasar de ser una iglesia parroquial a convertirse en iglesia colegial en 1366, intentaba asimilar las aportaciones de los modelos del siglo XIII que son las catedrales de Amiens y Colonia al incluir una abundante decoración perteneciente, en la última fase de la obra, al gótico flamígero (la cabecera sigue perteneciendo al gótico radiante). Esta catedral tuvo una notable influencia sobre otras iglesias de la región, detectable en particular en las iglesias colegiales ahora belgas de San Pedro de Lovaina y Valdetrudis de Mons, construidas respectivamente entre 1400 y 1450.
Algunas originalidades distinguen a ciertas iglesias de los Países Bajos septentrionales. Las partes inferiores, como en la Nieuwe Kerk de Delft (1396-1496), lugar de entierro de la realeza neerlandesa (como Guillermo de Orange) incluyen el coro, construido entre 1453 y 1476, que tiene un triforio cuyas arcadas están ocupadas en dos tercios por hornacinas, en origen parcialmente ocultas por una tracería. Otra singularidad surgirá durante la interpretación que hicieron los constructores neerlandeses de la fórmula del campanario único y prominente, que entonces era característico del gótico germánico. En efecto, las torres neerlandesas están coronadas por un edículo octogonal, y no por un chapitel, cuyo modelo calado era particularmente apreciado en las provincias más orientales del Imperio. Fue la catedral de Utrecht la que marcará la pauta, con su campanario erigido en el siglo XIV, cuyo impacto se notará durante la construcción de la torre de Nuestra Señora de Breda de 1468 a 1509. Esta última también estaba decorada con un bulbo de madera, sustituido en 1702 por un bulbo de forma diferente. Mejor aún, muchas torres fueron diseñadas desde el principio como bloques cuadrangulares, y la ausencia de una aguja o un edículo octogonal no significaba que estuvieran incompletas.

Las grandes torres góticas neerlandesas
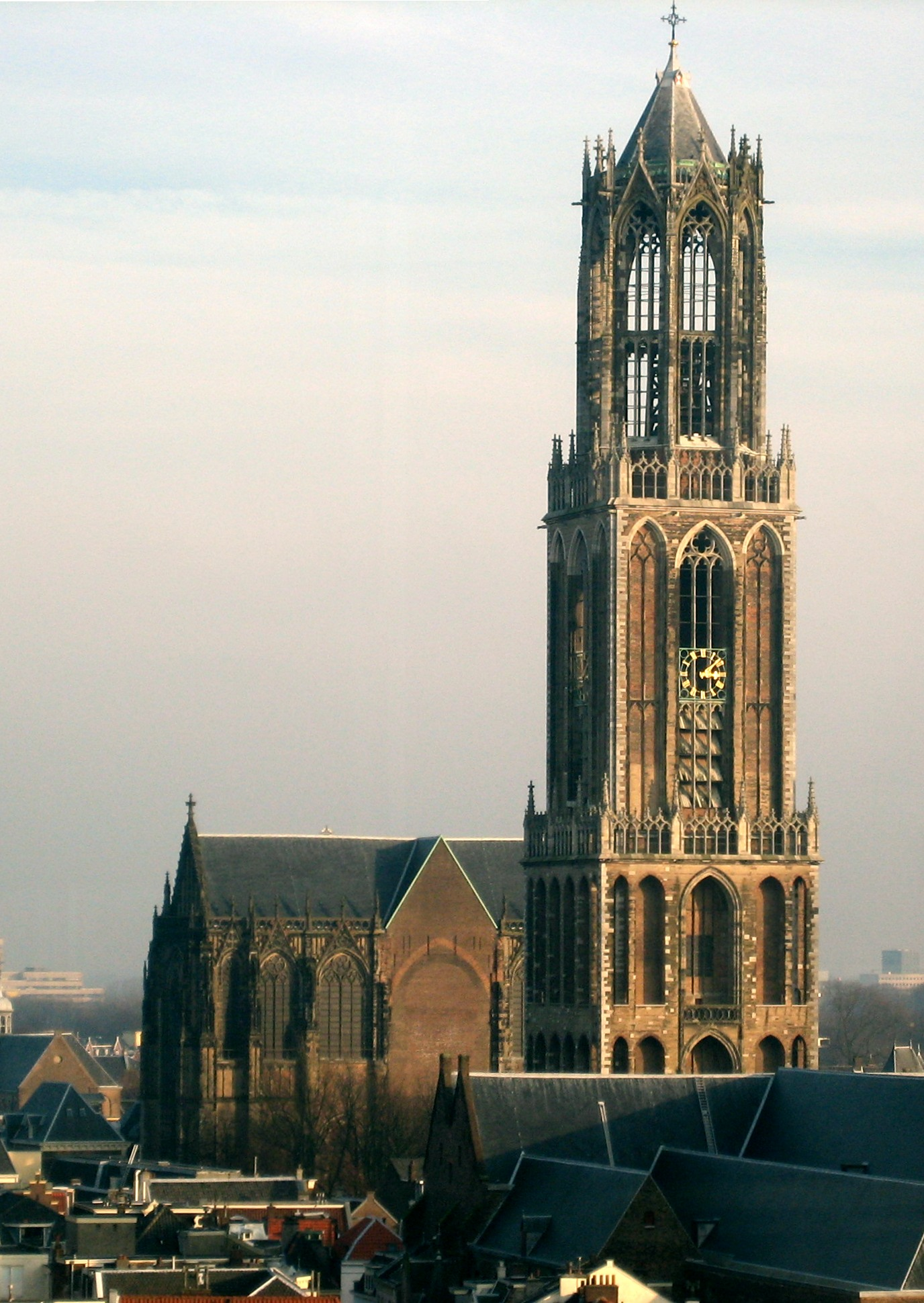
Catedral de Utrecht, su imponente torre es la torre de iglesia más alta de los Países Bajos, con 112 m de altura
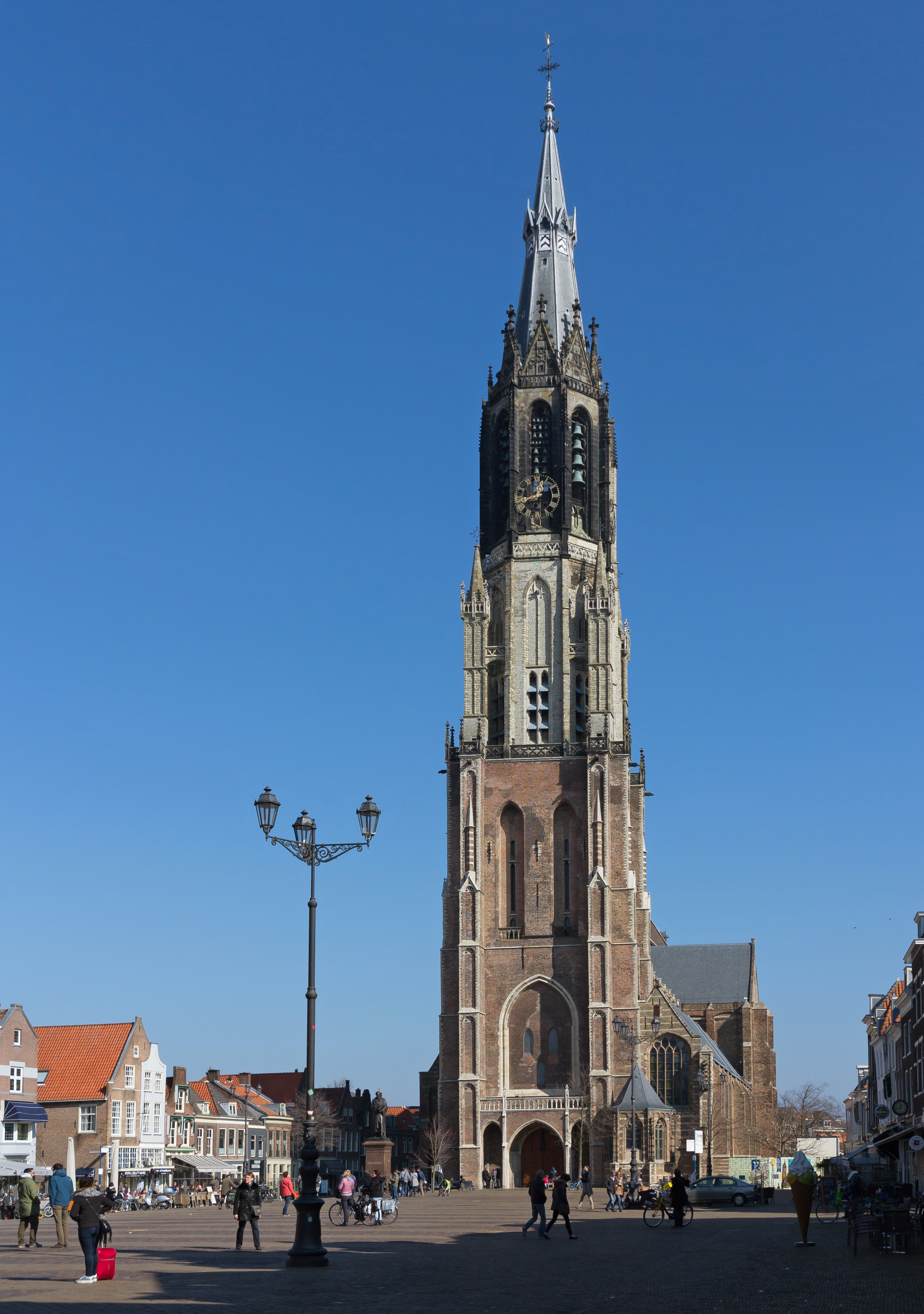
Nieuwe Kerk de Delft (1396-1496), cuya espira, que alcanza los 108.75 m, fue diseñada por Pierre Cuypers y completada en 1872
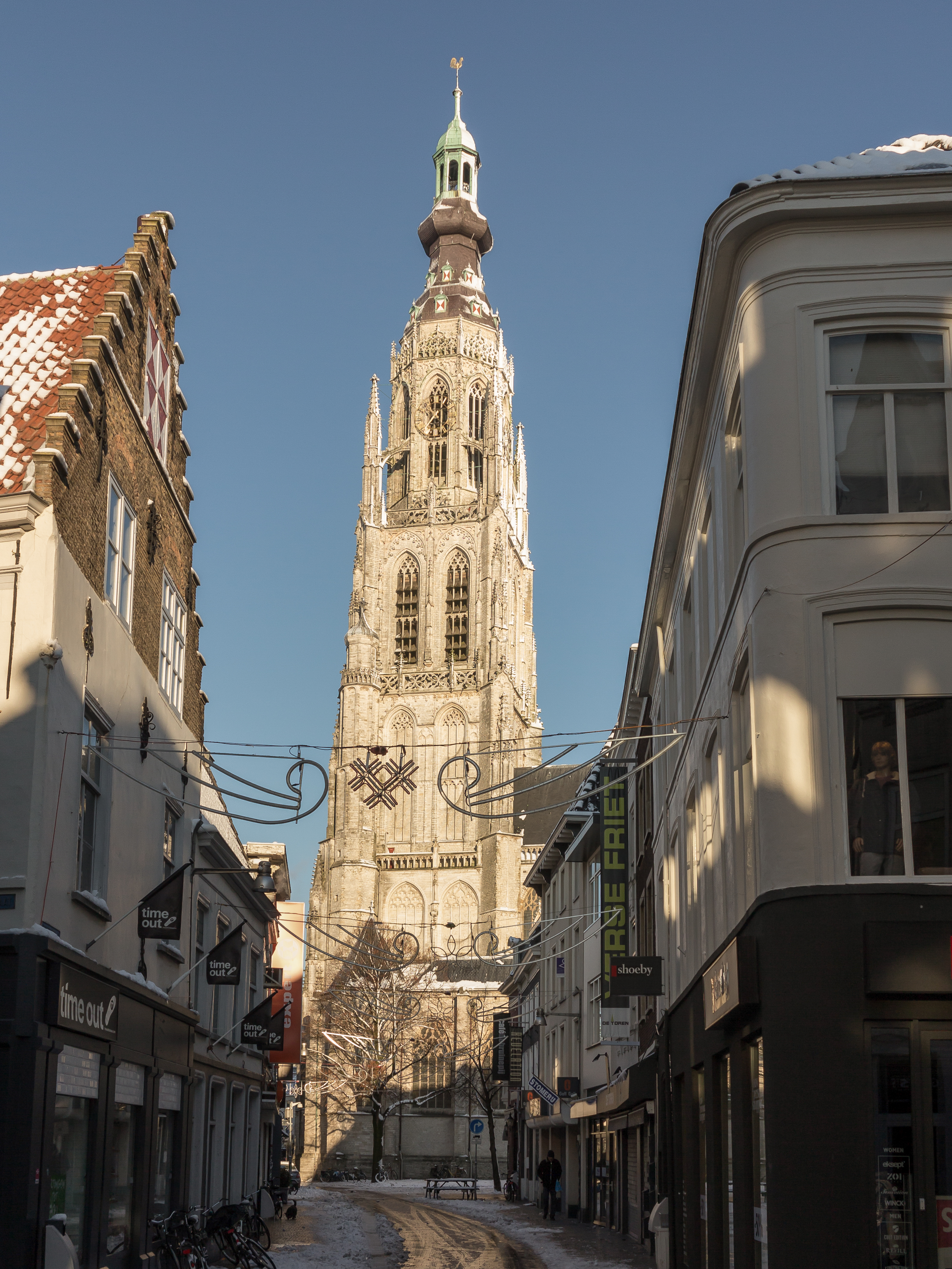
Torre de Iglesia de Nuestra Señora (Breda) (1468-1509) de Breda
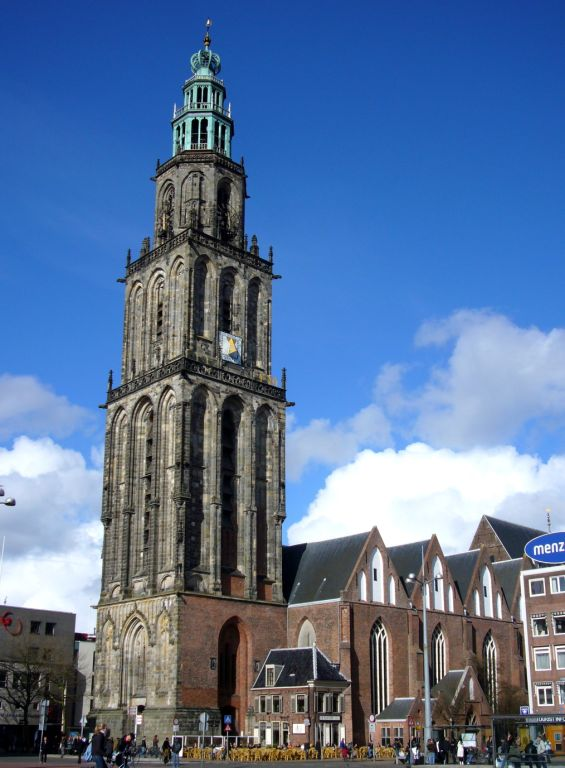
Iglesia de San Martín de Groninga (1225-1482), con su hermosa estructura gótica de ladrillo y su imponente torre
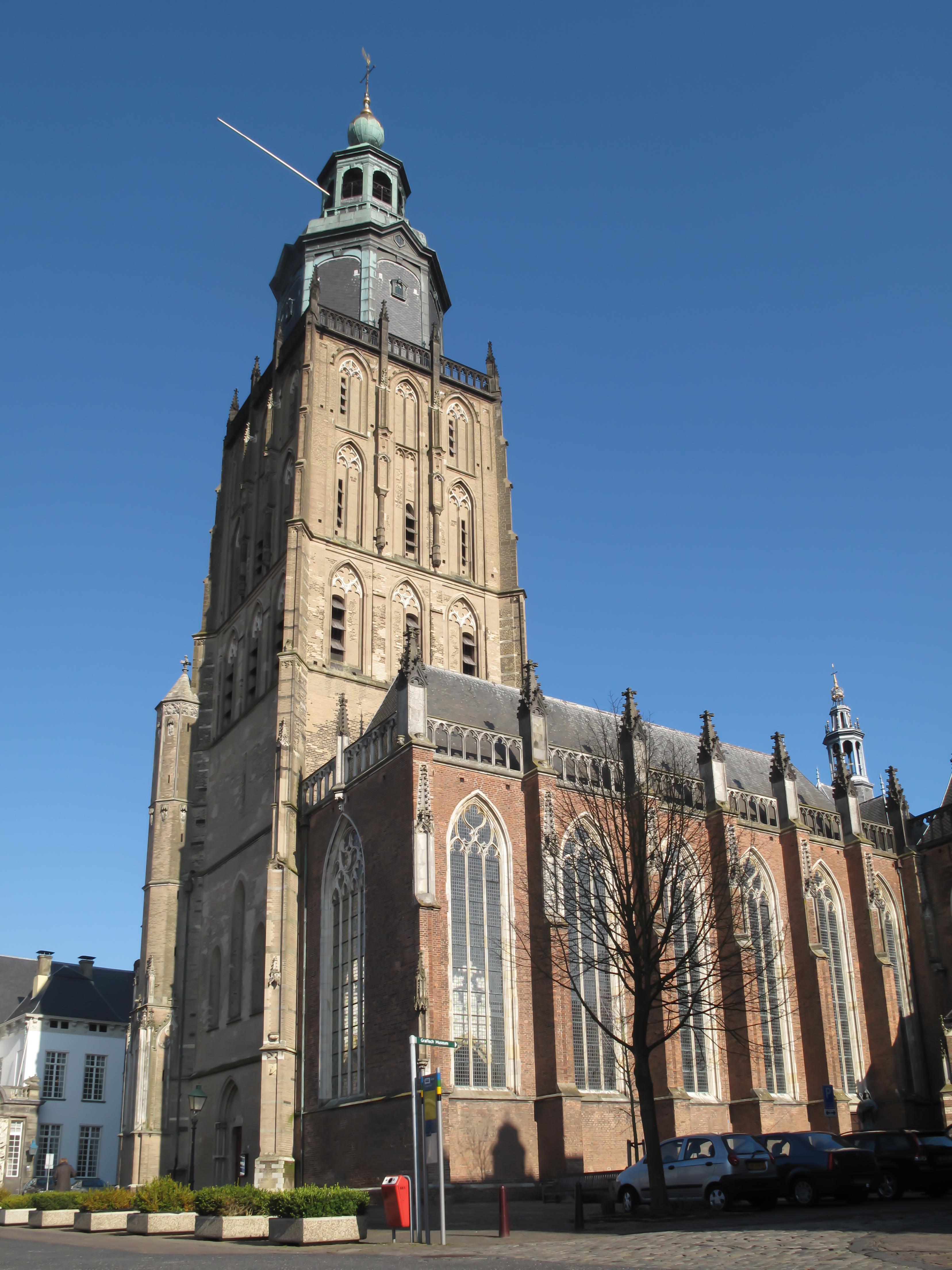
Iglesia de San Walpurgis (s. XIII-XVI), iglesia principal de Zutphen. La torre tiene 76 m, pero hasta el año 1600, cuando cayó un rayo, tenía 107,5 m.
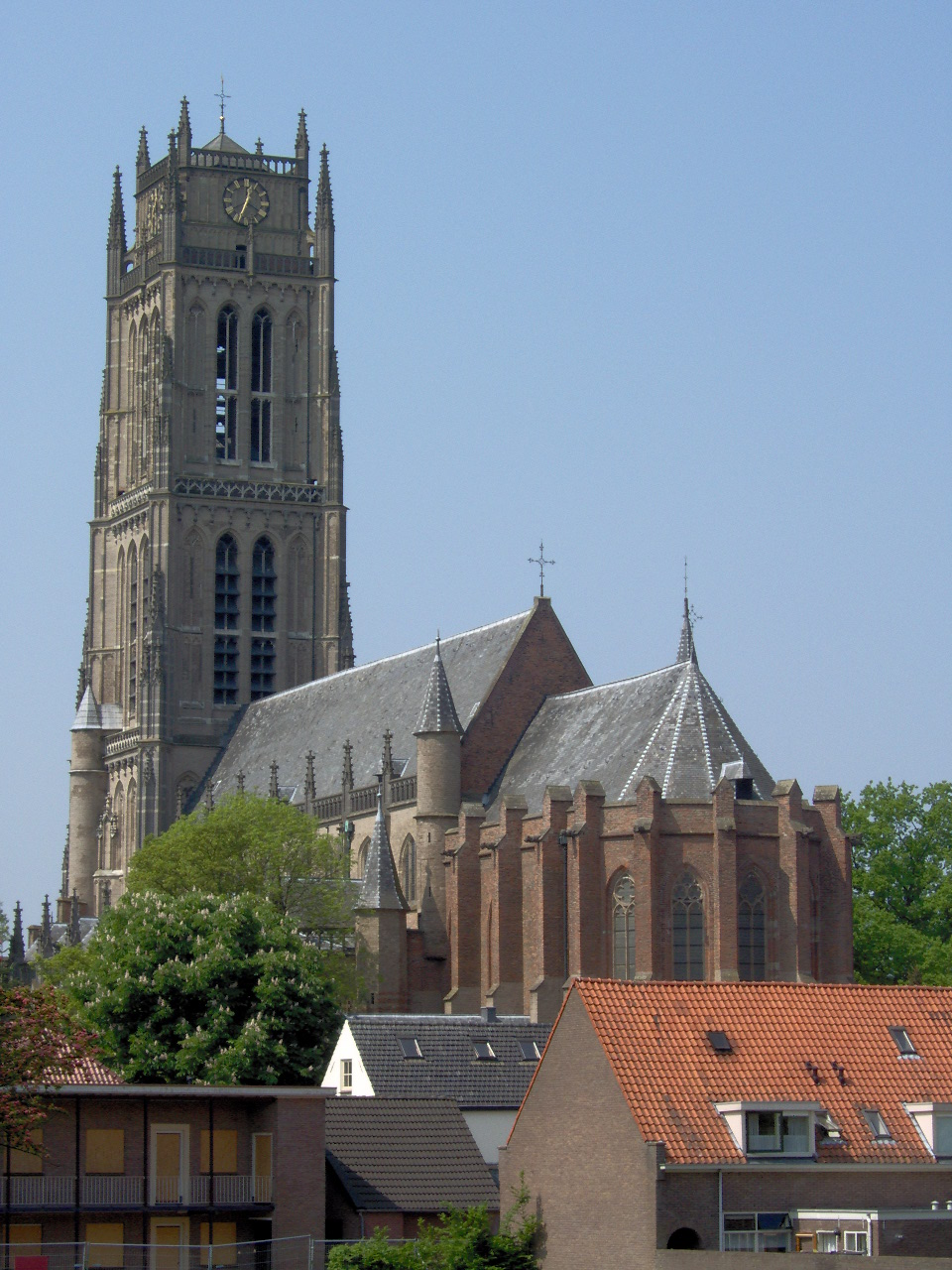
Grote o Sint-Maartenskerk (c. 1450-1500) de Zaltbommel

A pesar de la adopción de la fórmula flamígera en la catedral de 's-Hertogenbosch, los Países Bajos destacaron en los siglos XIV y XV por el relativo rechazo de las innovaciones decorativas y arquitectónicas del gótico flamígero, prefiriendo atenerse al modelo de la iglesia radiante todavía totalmente adaptado al programa requerido por los patrocinadores. Esta desconfianza hacia la nueva forma de construir, que transgredía las antiguas reglas con su extravagancia, explica la persistencia del estilo radiante a pesar de que casi toda Europa (con excepción de Inglaterra) había adoptado el gótico flamígero cuyos excesos pronto serían criticados con virulencia. por los precursores del Renacimiento florentino.
Las hallenkirches, santuarios germánicos, influyeron mucho en los constructores góticos neerlandeses, en la construcción de iglesias rurales con una sala de tres naves de igual altura, bóvedas de crucería consolidadas por liernes (muy a menudo con un papel más ornamental que estructural) así como una sencilla cabecera, sin deambulatorio. Estas pequeñas iglesias tienen similitudes con las modestas iglesias románicas de Frisia, llamadas terpen, encaramadas sobre colinas.

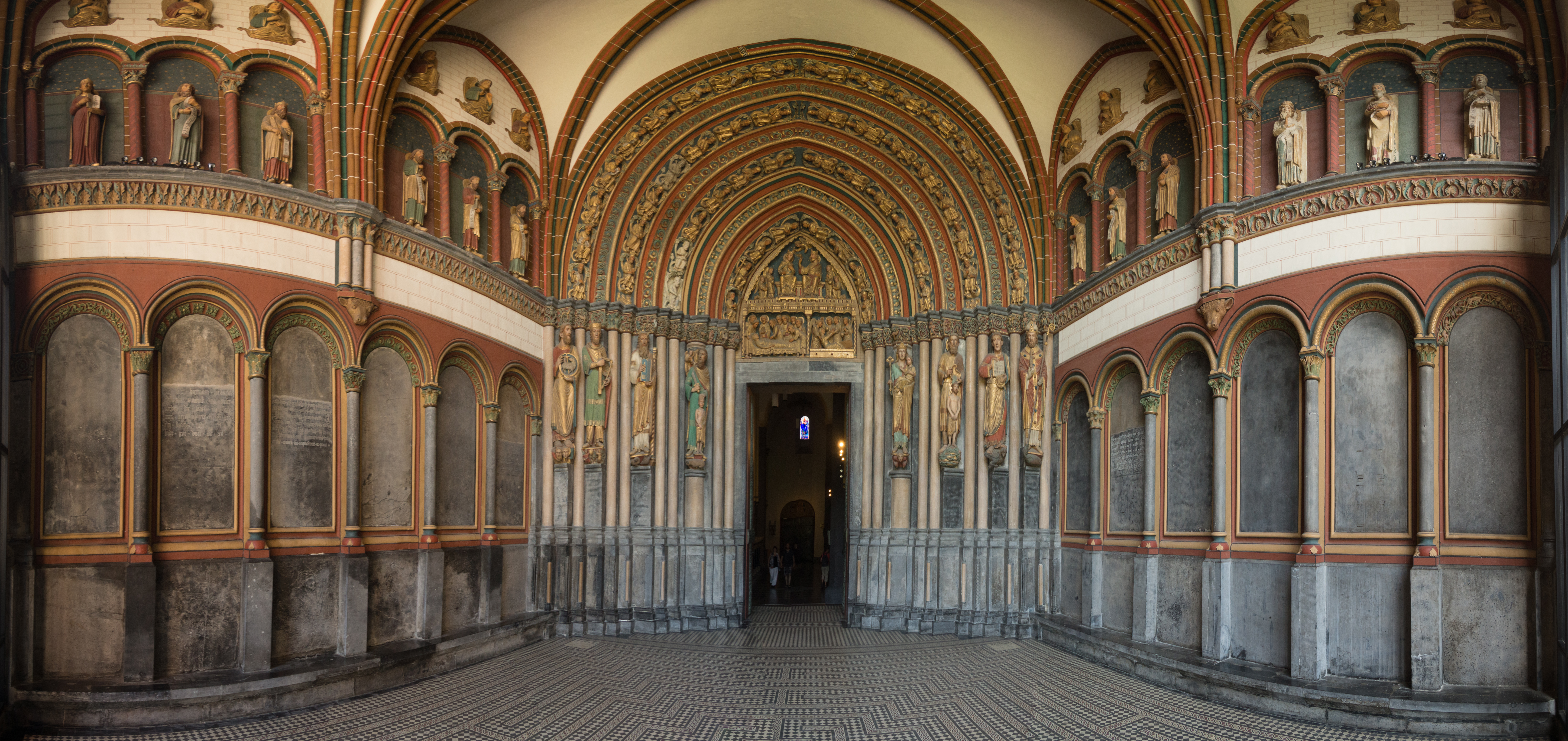
Interior del portal sur de San Servacio

El estilo gótico en los Países Bajos comenzó a finales del siglo XII con la construcción del Portal de la Montaña (Bergportaal) de la basílica de San Servacio en Maastricht. La iglesia Dom se construyó en Utrecht a partir de 1254. De hecho, estos son los únicos ejemplos de gótico clásico en los Países Bajos, aunque se acercan las dos iglesias dominicas de Maastricht y de Zutphen, la Buurkerk de Utrecht y el coro de la Bovenkerk de Kampen. Todas las demás iglesias y otros edificios góticos pertenecen a uno de muchos estilos derivados, los más importantes de los cuales son:

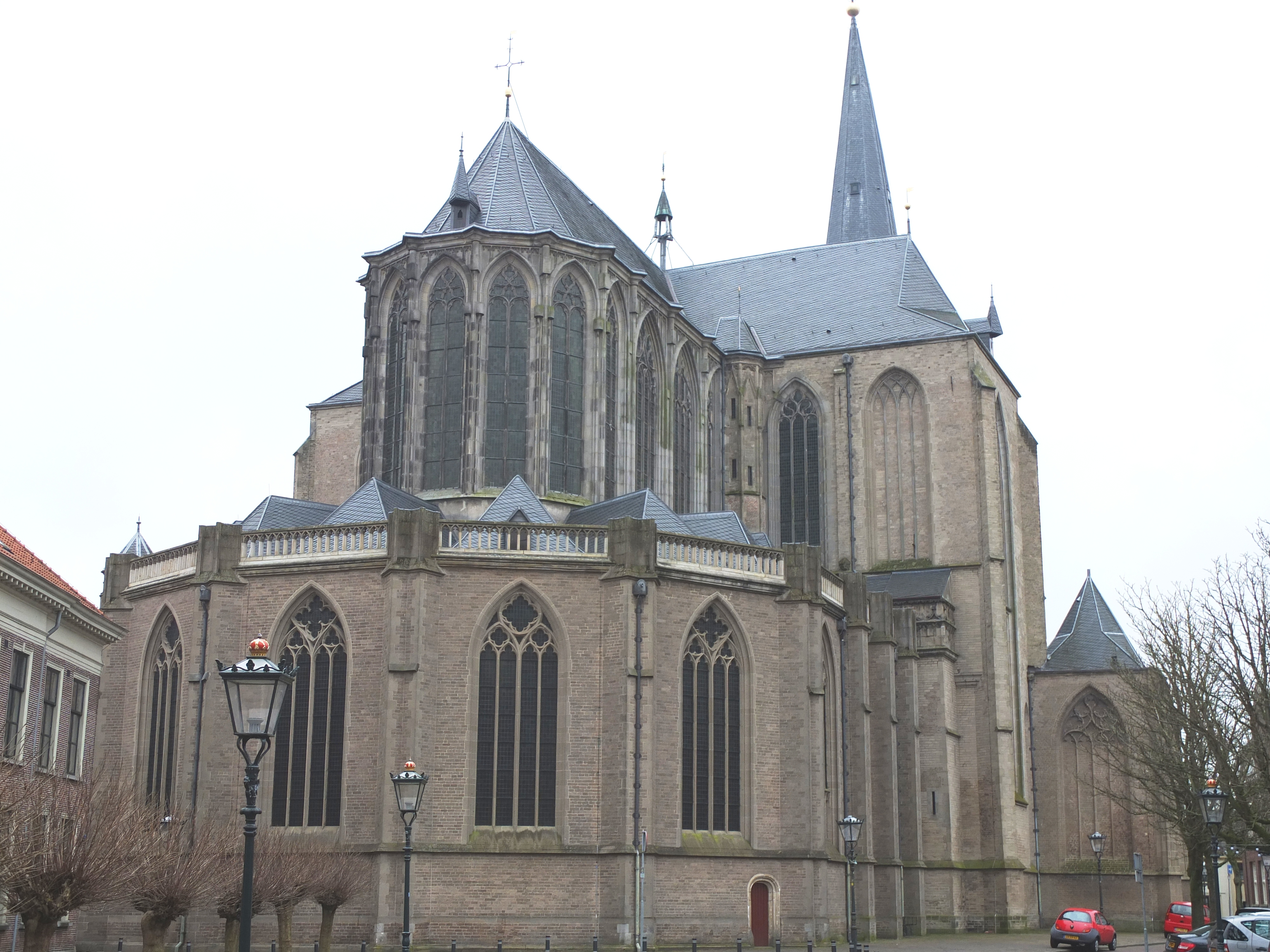
Coro de la iglesia de Bovenkerk de Kampen
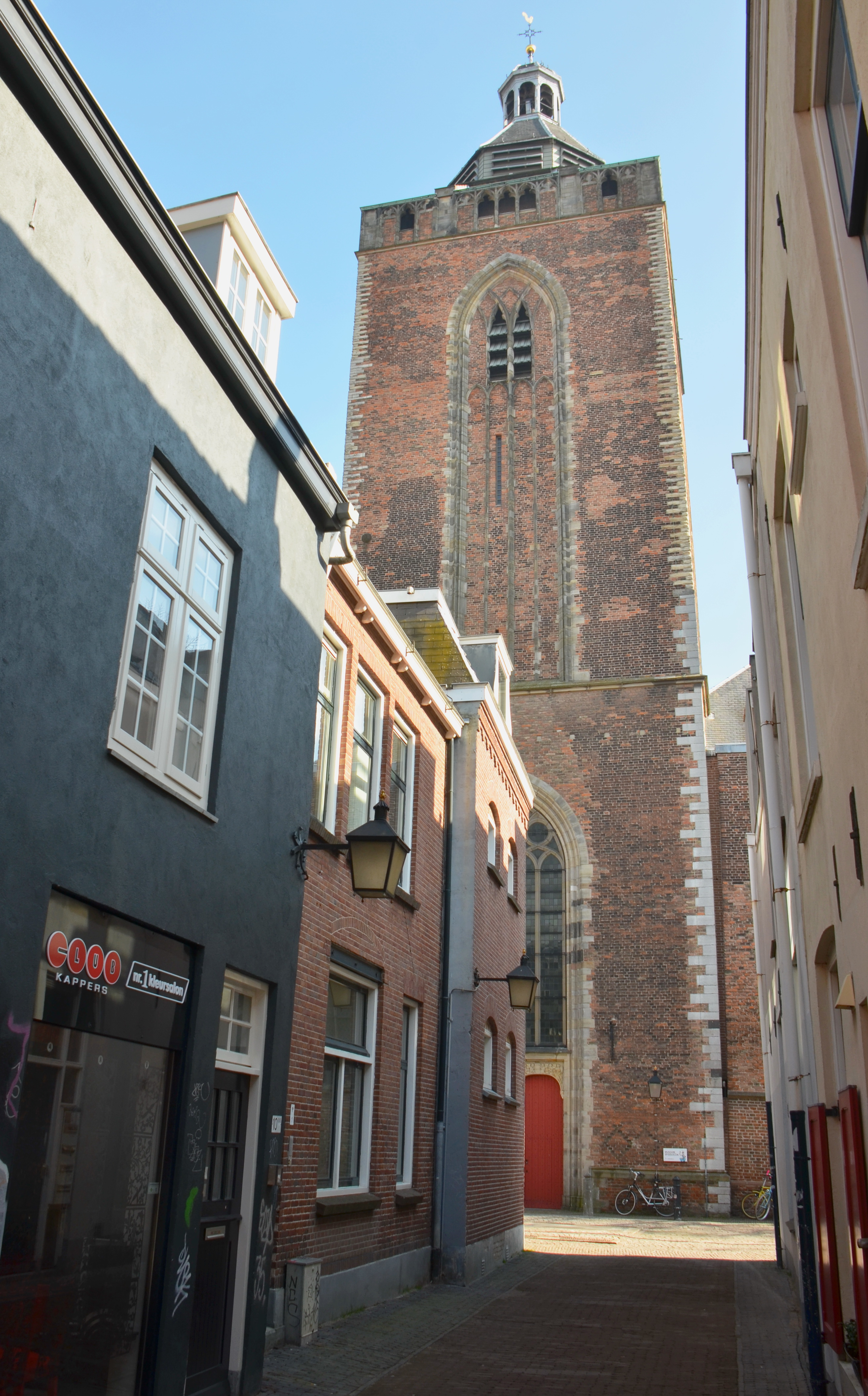
Buurkerk de Utrecht
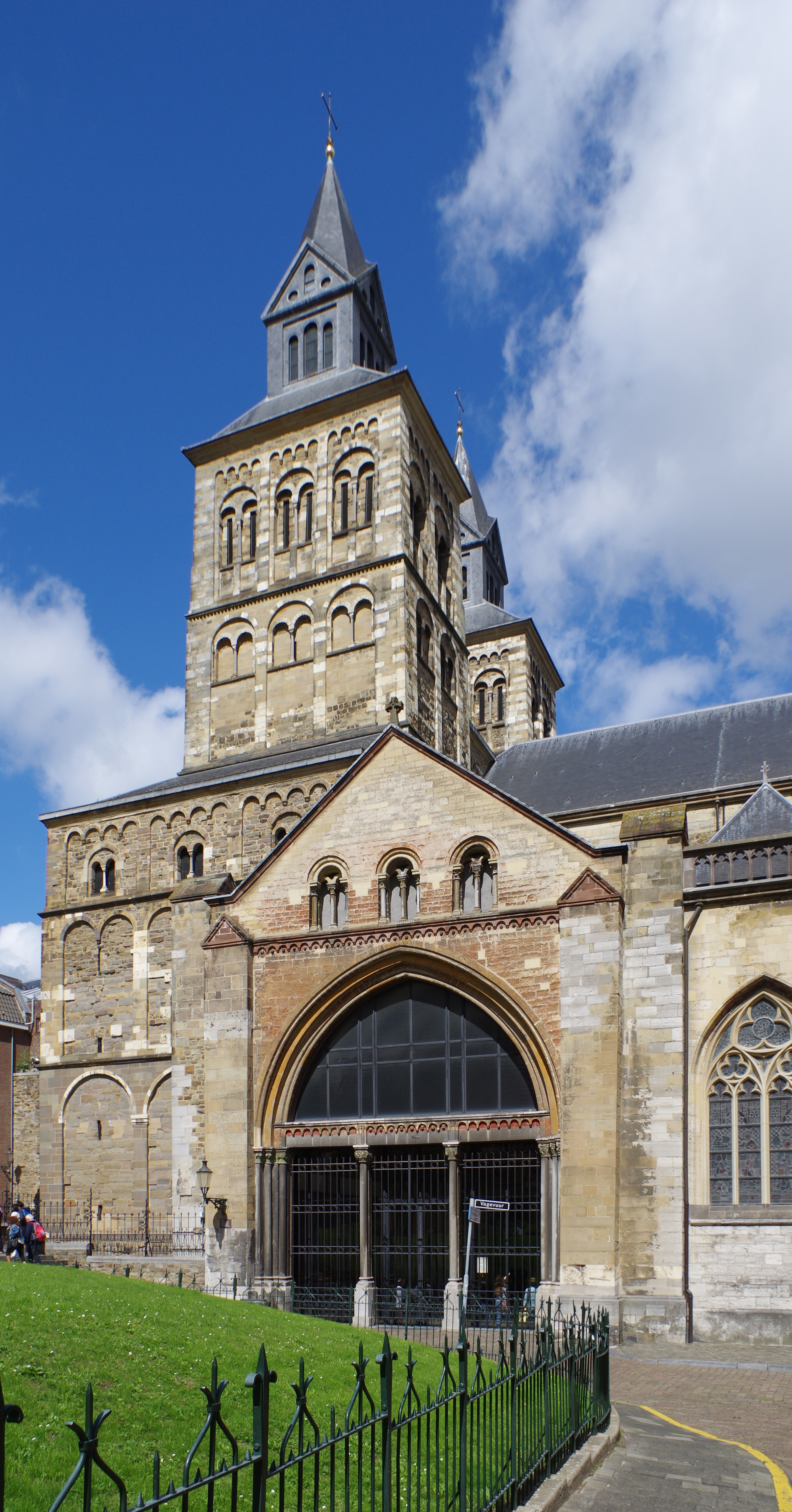
Portal sur de la Basílica de San Servacio (Maastricht)
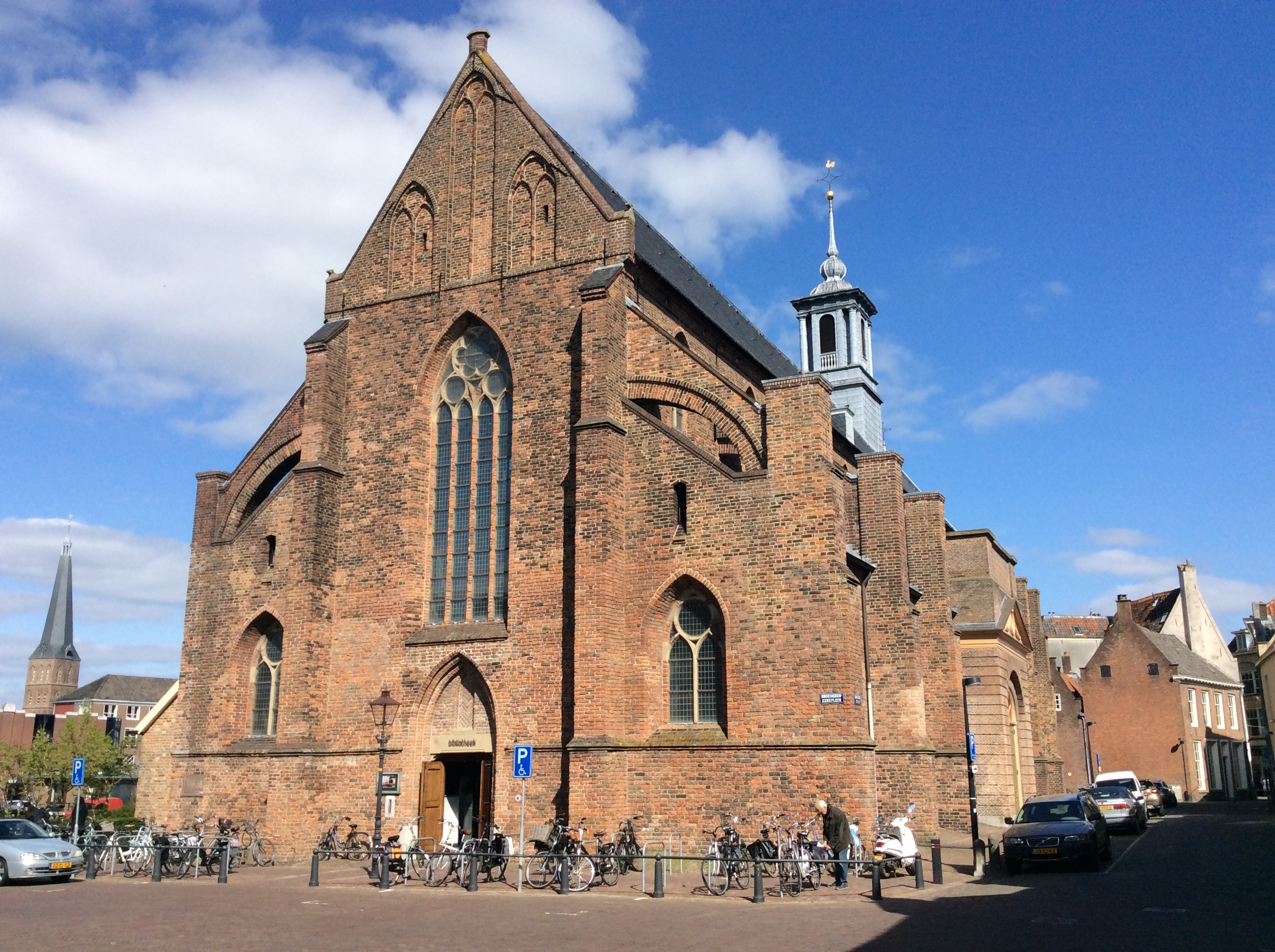
Antigua iglesia dominica de Zutphen, desde 1983  biblioteca municipal
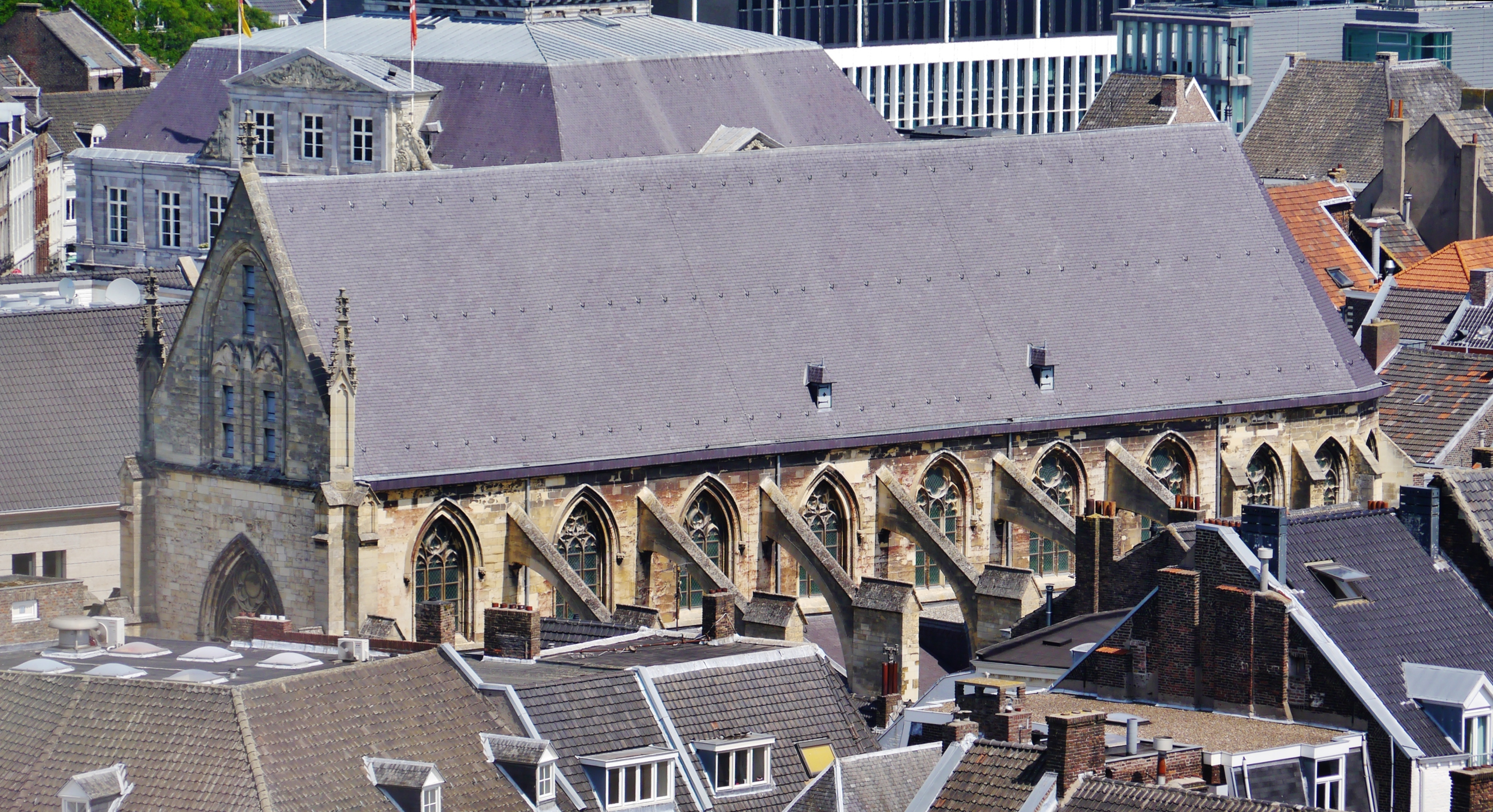
Iglesia dominica de Maastricht

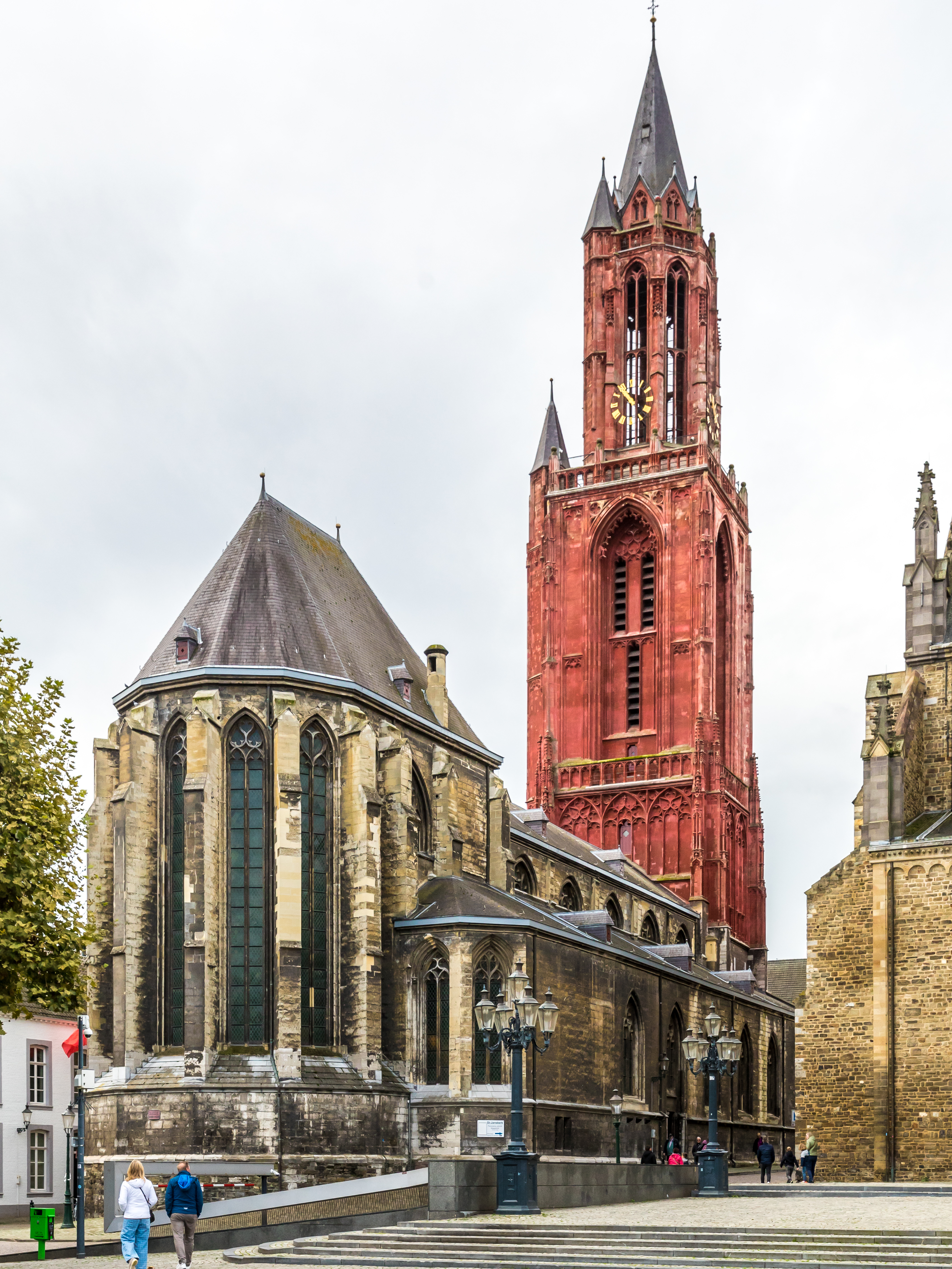
iglesia de San Juan de Maastrich

- Gótico mosano: se encuentra principalmente en la provincia de Lieja y en el Limburgo belga y neerlandés. Los edificios más antiguos se caracterizan por una aplicación subóptima de los principios constructivos góticos: los edificios son relativamente bajos y austeros. Se caracteriza por el uso de columnas redondas más bien ligeras y esbeltas, con capiteles octogonales decorados con hojas estilizadas.Las iglesias están construidas principalmente en piedra azul del Mosa y en tuffeau de Maastricht (colorde rubio claro a amarillo dorado intenso), aunque también se emplea el ladrillo rojo a veces, formando conjuntos hermosos de color y textura. Es la variación local más antigua y permanece más cerca de los modelos franceses del gótico radiante y flamígero.

Ejemplos son la ya citada iglesia dominica, la Minderbroederskerk —desde 1996 sirve como sala de estudio del Centro Histórico de Limburgo— y la torre de la iglesia de San Juan en Maastricht, además de la Basílica del Santísimo Sacramento en Meerssen.

Gótico mosano
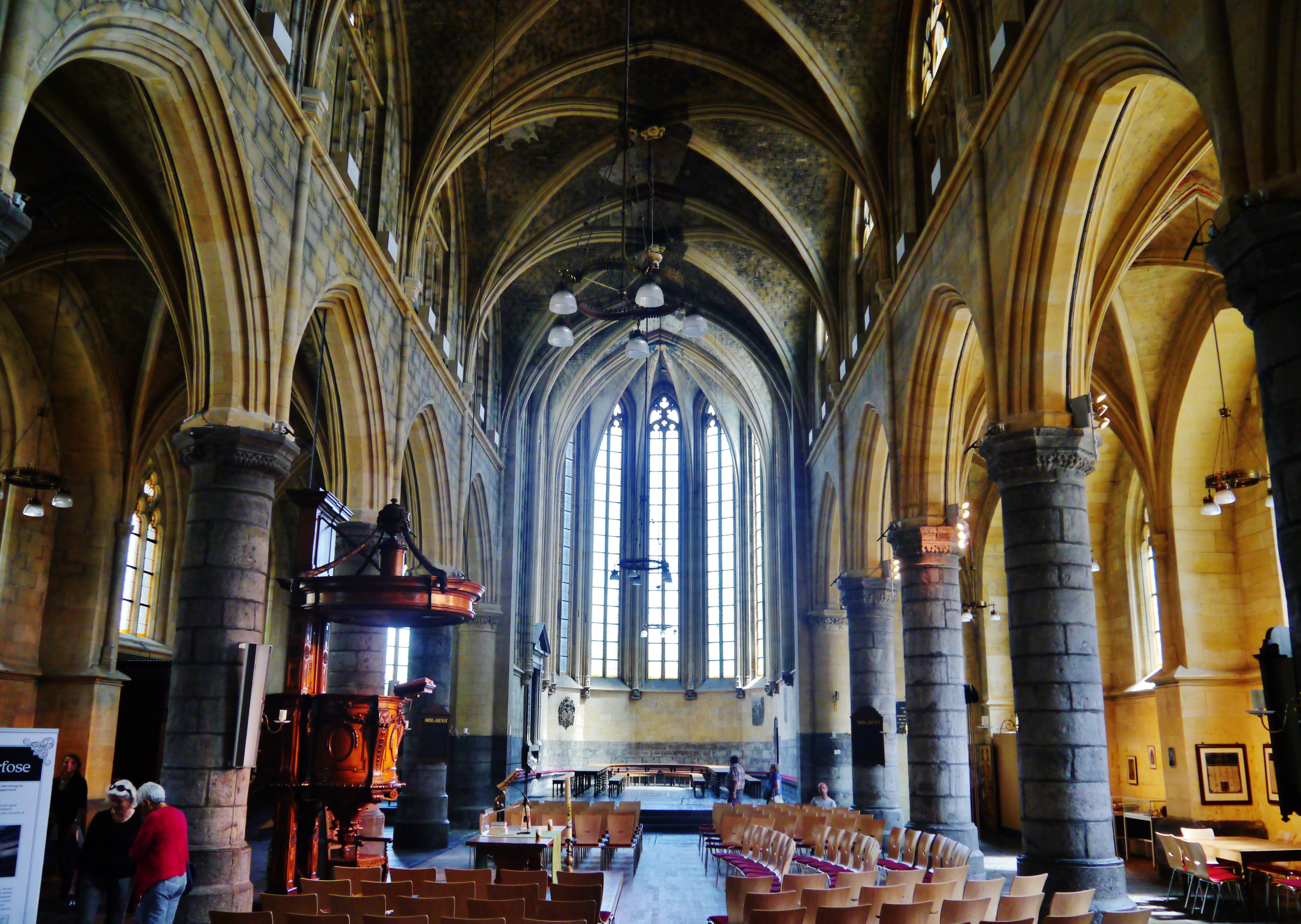
Interior de San Juan de Maastrich, típico del gótico mosano.
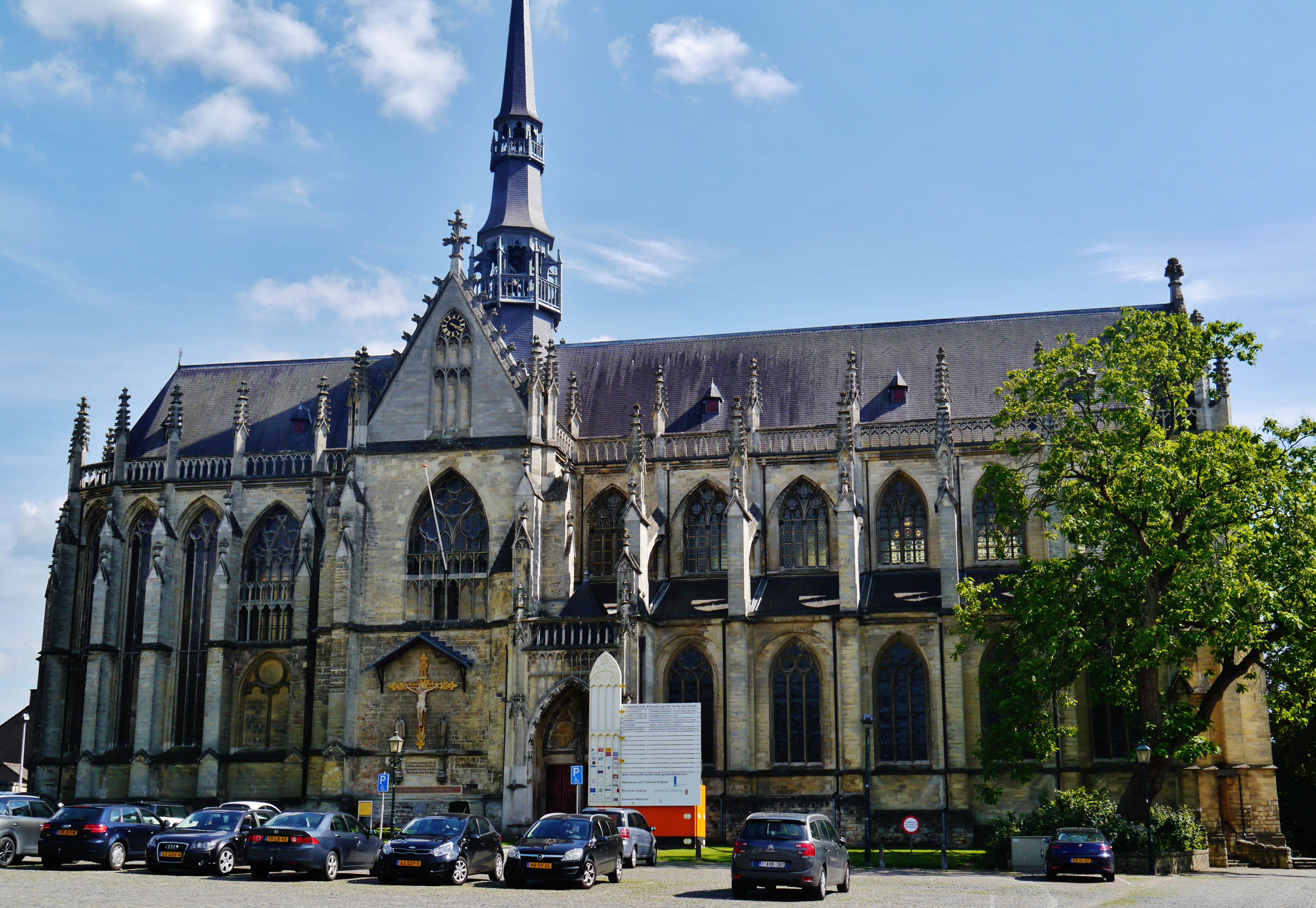
Basílica del Santísimo Sacramento (s. XIV) de Meerssen, con tres tramos góticos y tres neogóticos
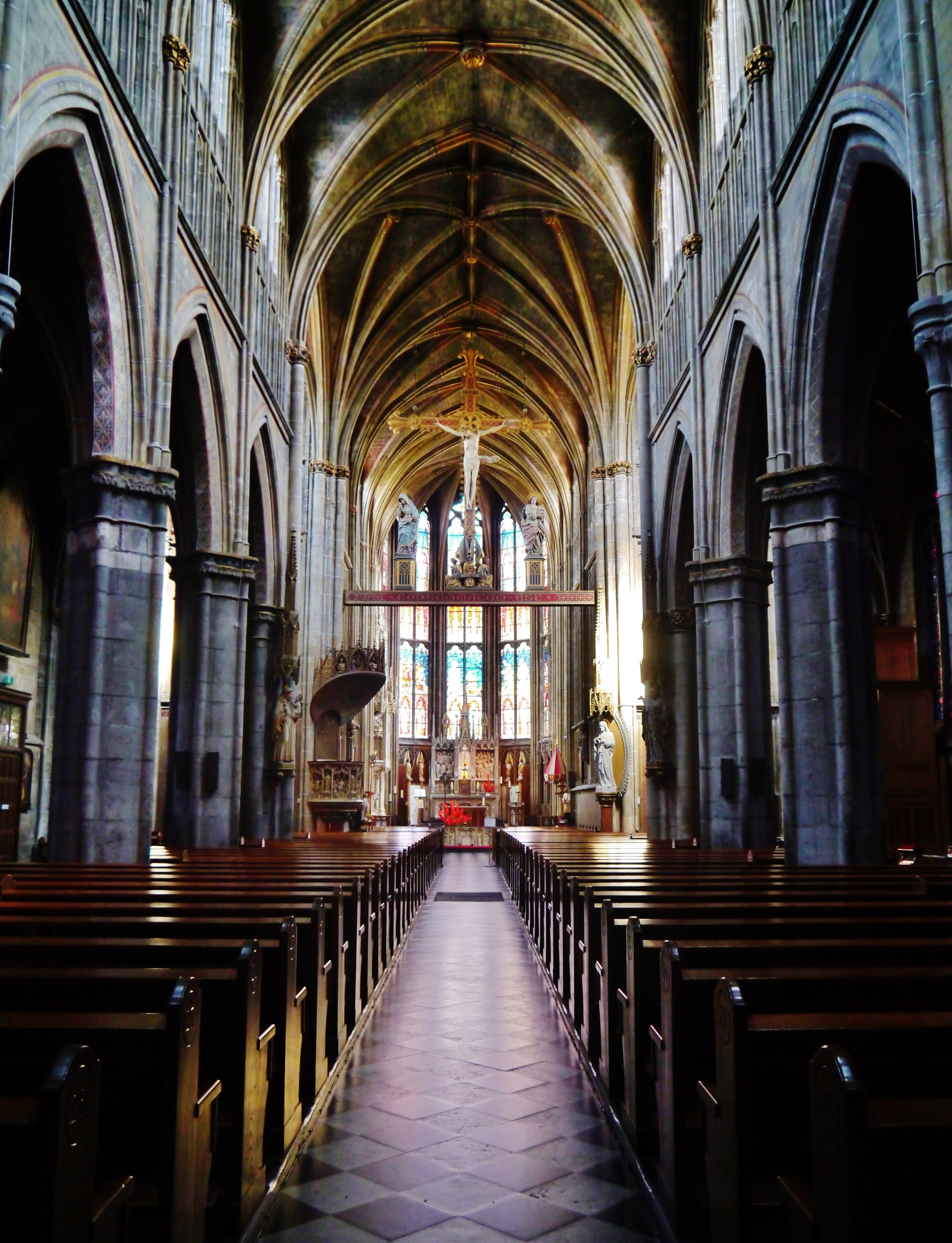
Basílica del Santísimo Sacramento de Meerssen
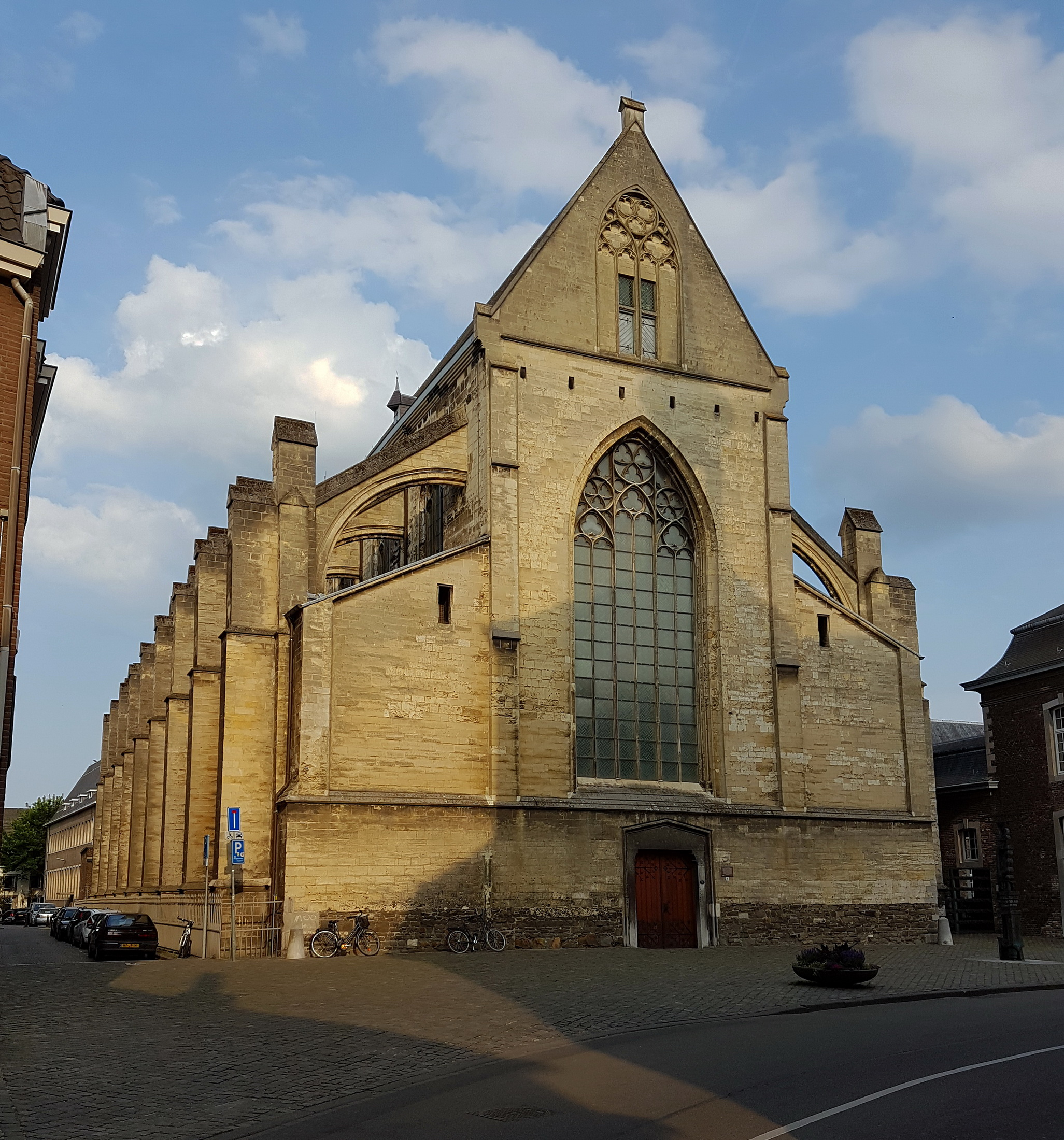
Antiguo Monasterio de los Frailes Menores, Maastricht
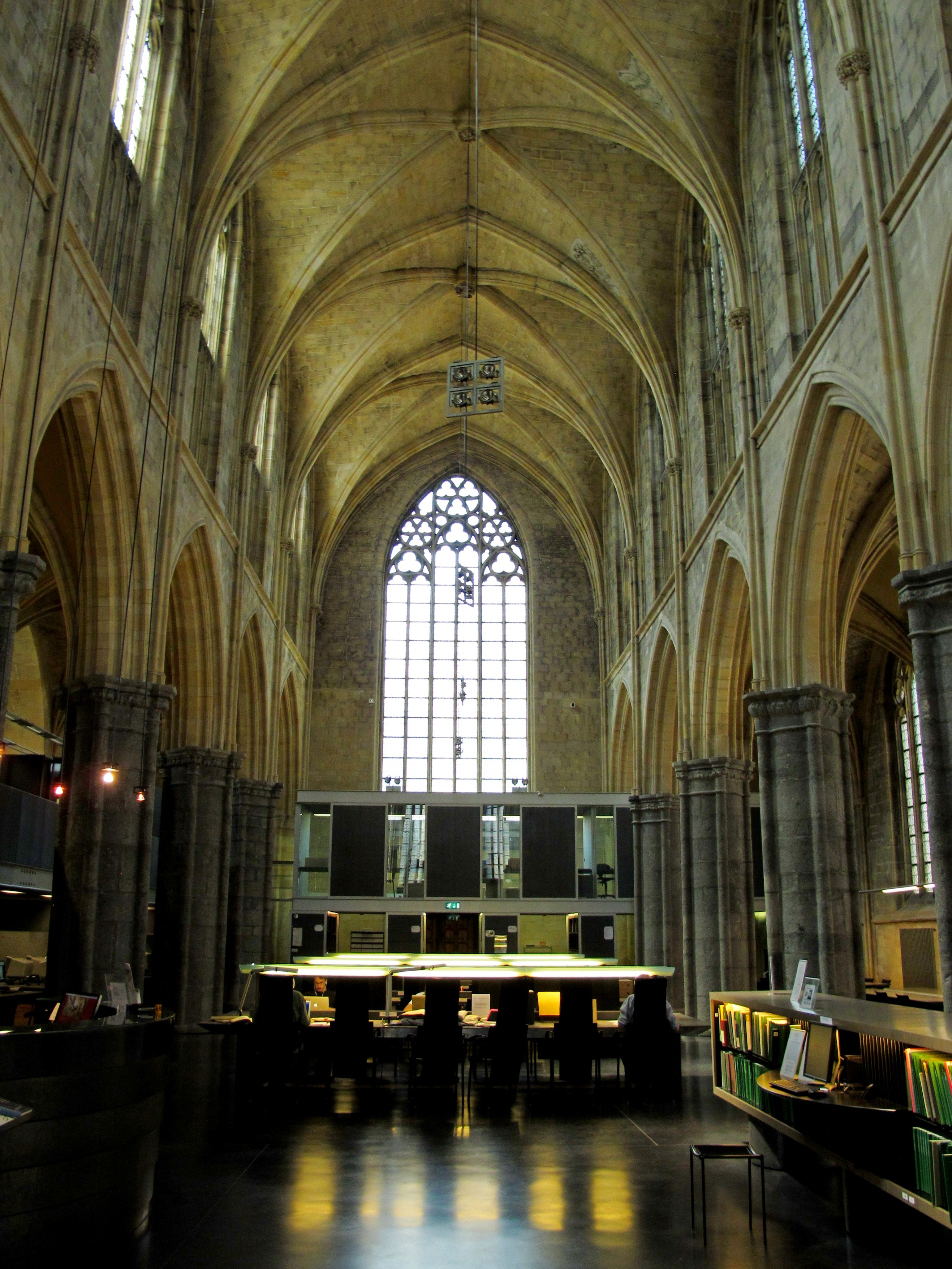
Interior de la antigua iglesia franciscana, ahora sala de estudio del Centro Histórico de Limburgo
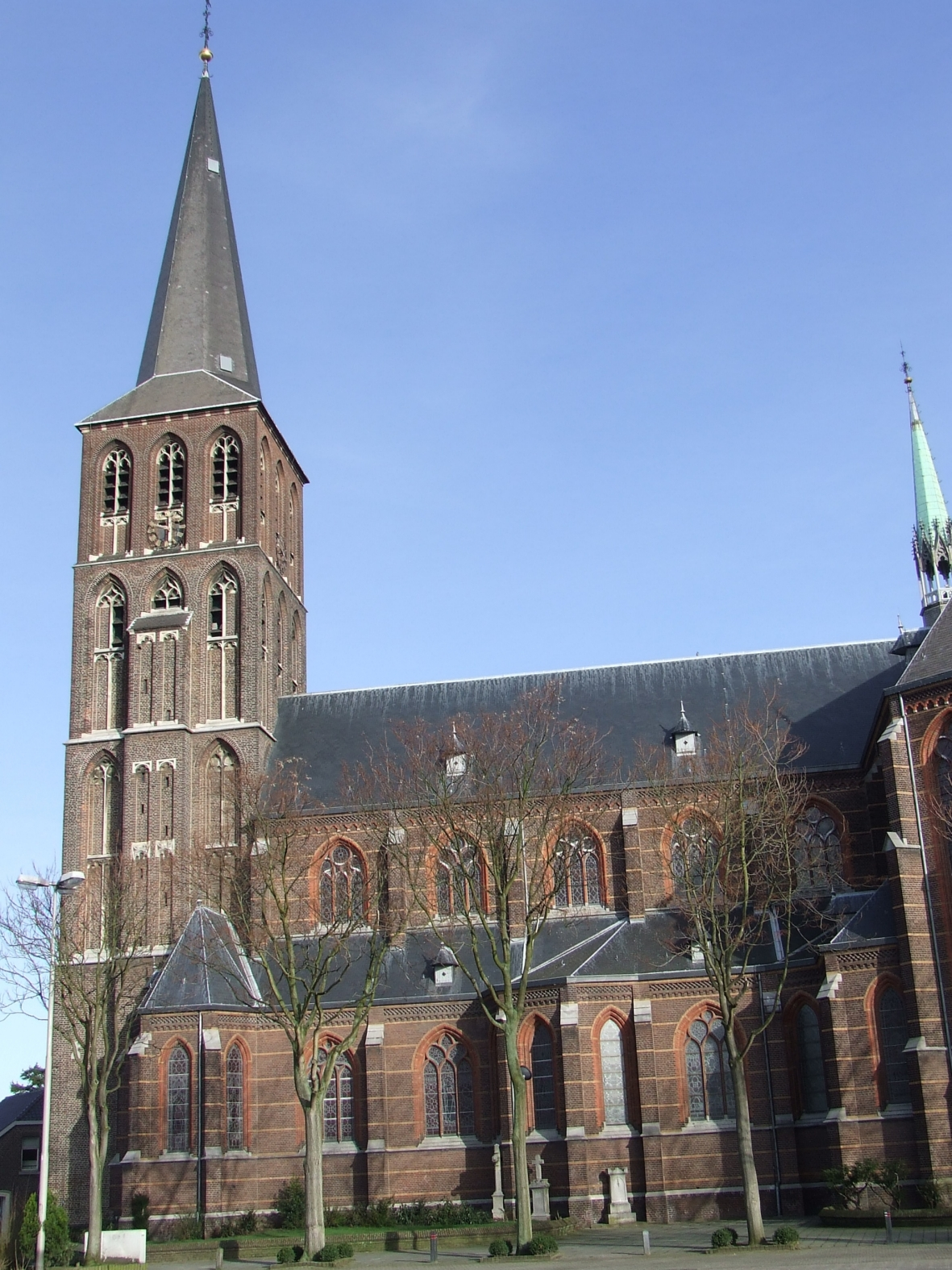
Sint-Martinuskerk, iglesia de la que solo la torre es de estilo gótico tardío de 68. Tras un incendio,  fue reconstruida en 1899-1900 según un diseño neogótico de Caspar Franssen.

- Gótico escaldino: este estilo, que se extendía desde la región de Tournai a toda la zona del Escalda, se caracterizó por un uso vacilante de formas góticas en un método de construcción en gran medida románico. En los Países Bajos, la iglesia de San Bavón en Aardenburg es el ejemplo más completo. Otras iglesias con características de este estilo se encuentran en Cadzand y en Loosduinen. El Ridderzaal de La Haya también muestra características del gótico escaldino.

Gótico escaldino
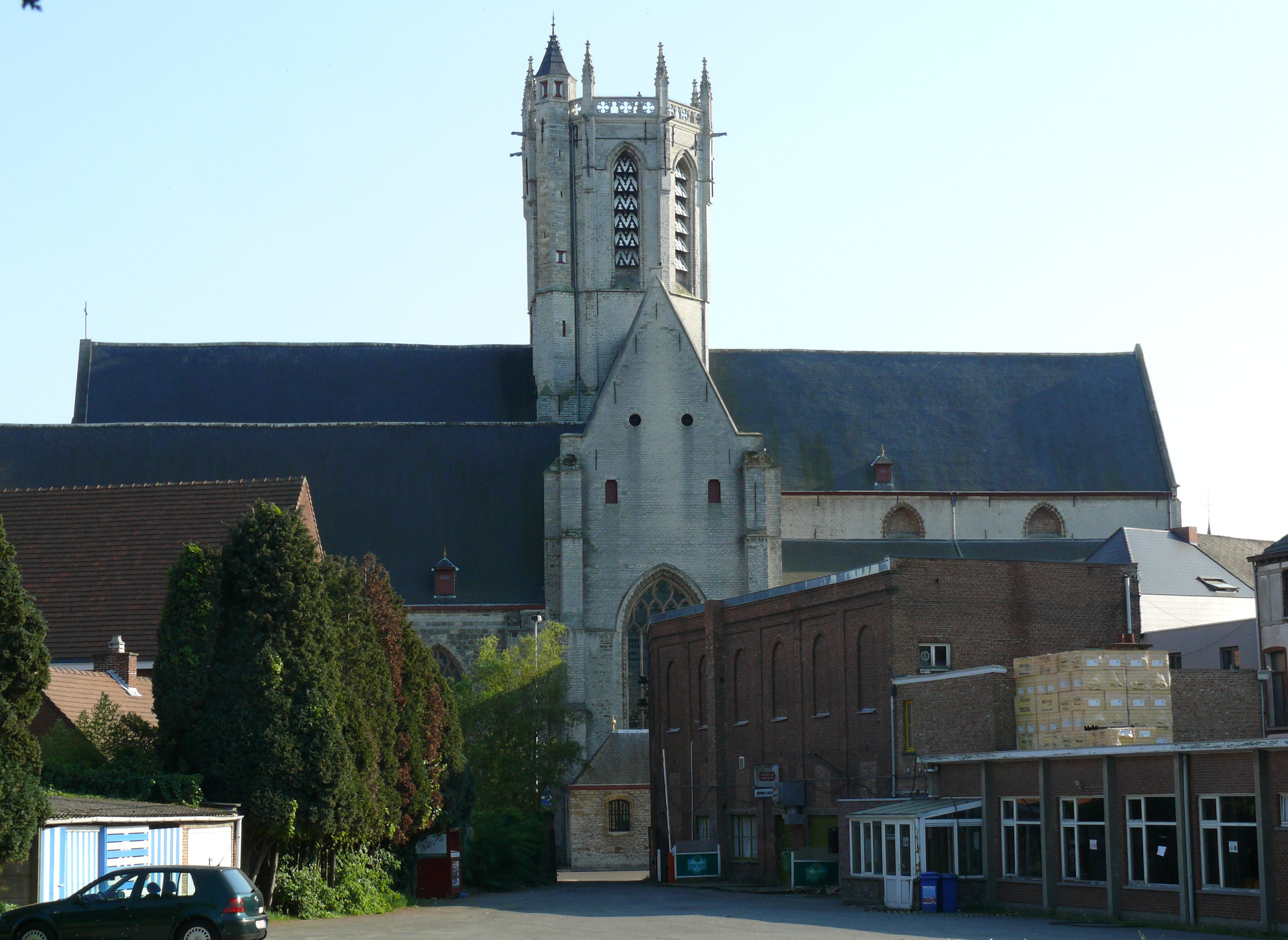
Iglesia de Nuestra Señora en Dendermonde
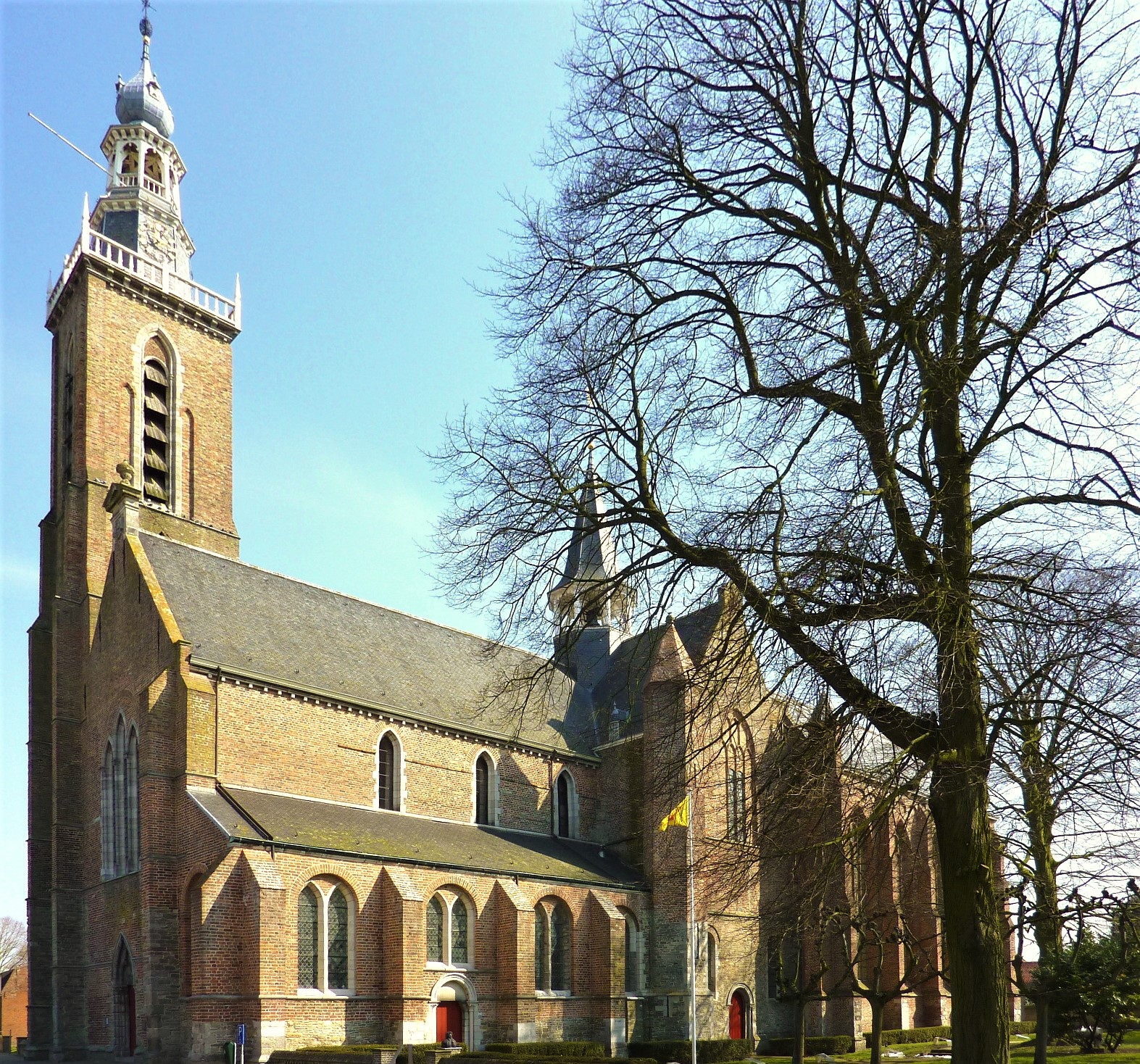
Iglesia de San Bavón en Aardenburg, ejemplo más acabado del gótico escaldino
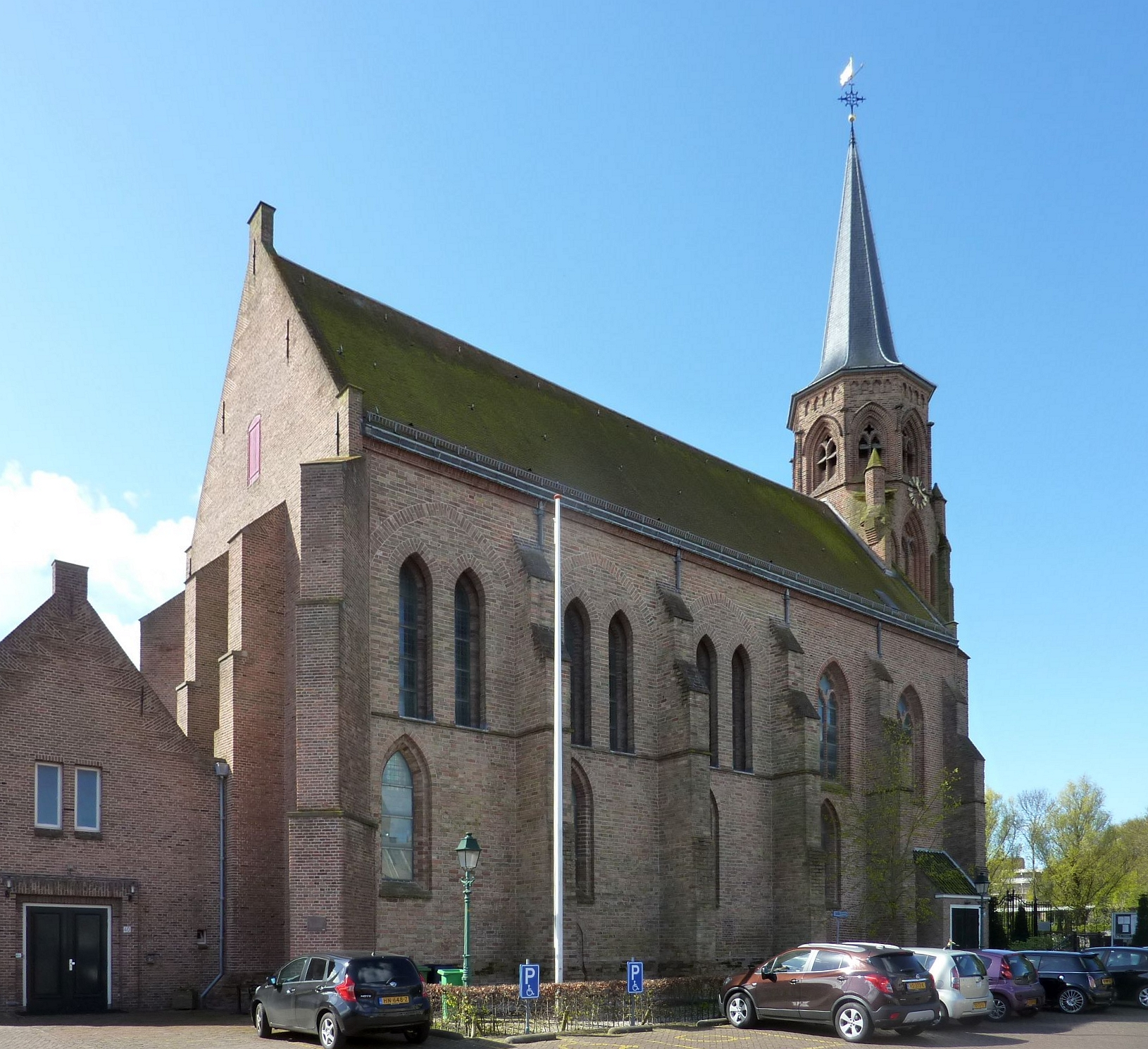
Iglesia abacial de Loosduinen, ejemplo del gótico escaldino
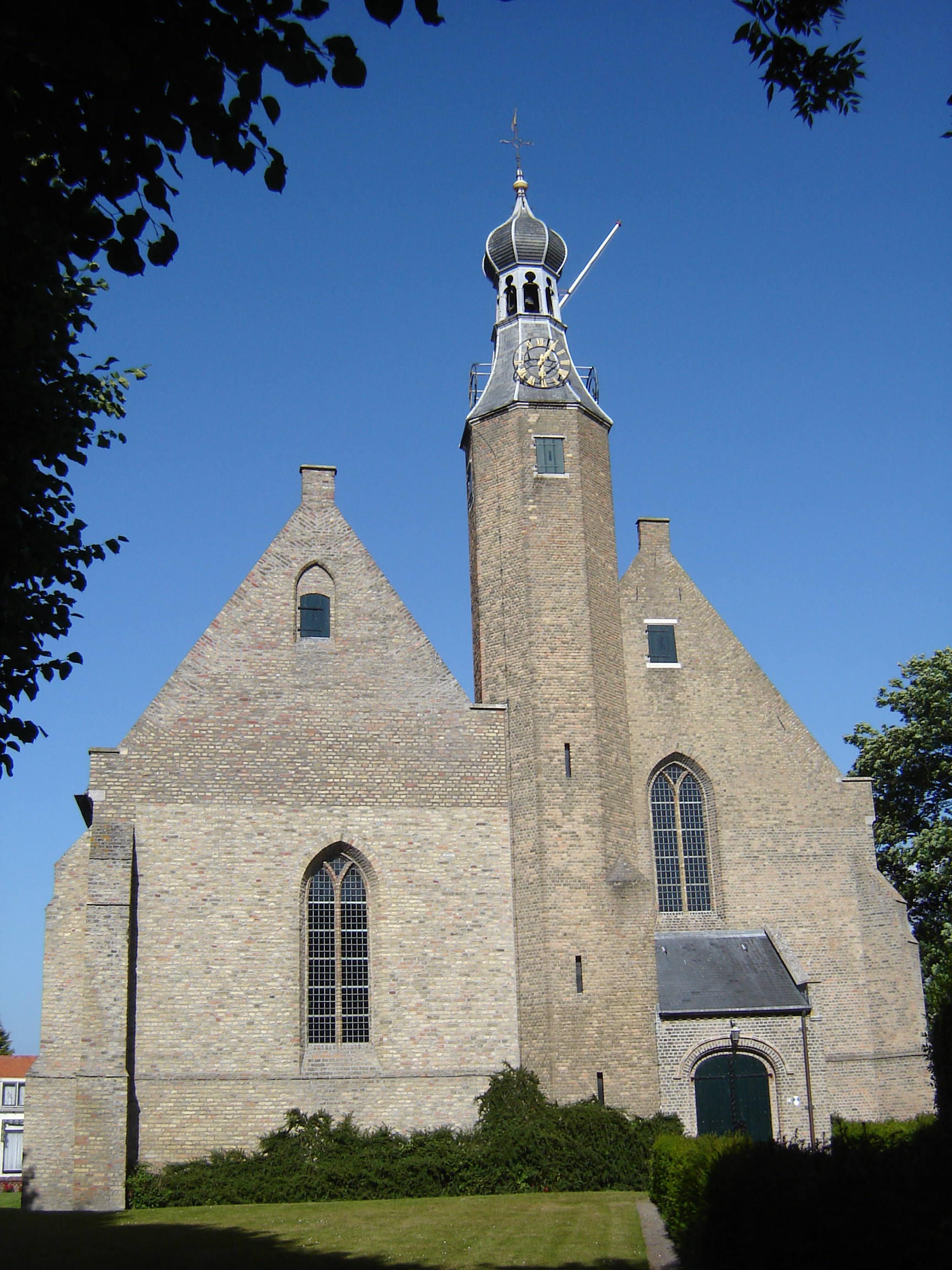
Iglesia de Santa María en Cadzand, ejemplo del gótico escaldino

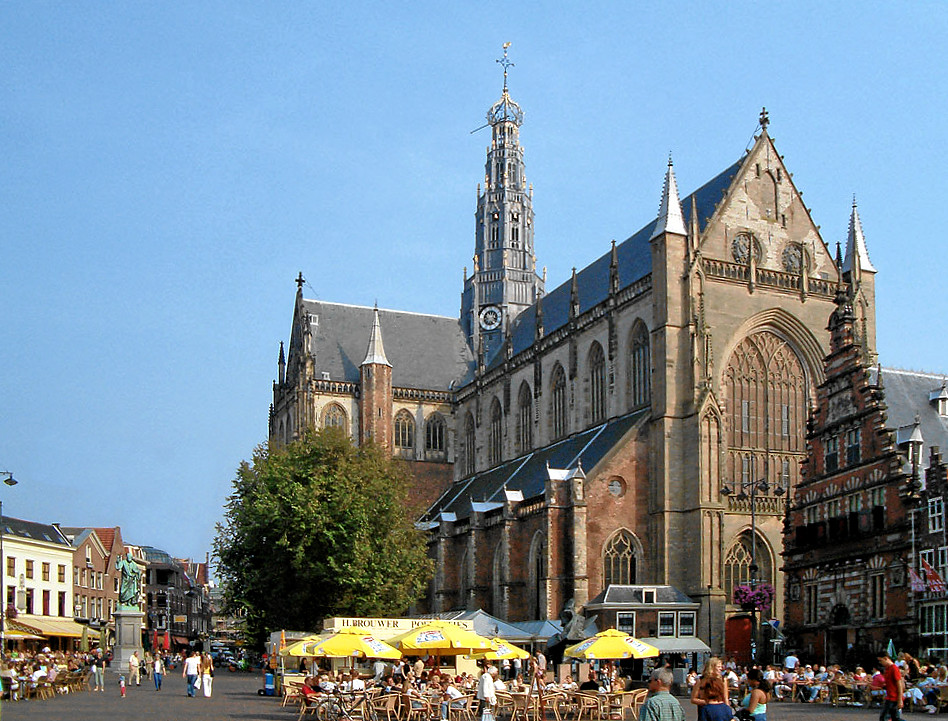
Grote Kerk o iglesia de San Bavón en Haarlem, consagrada en 1559, ejemplo tardío del gótico brabantino. Los arbotantes han sido suprimidos, pero el gran vitral de la fachada, típicamente brabanzón, está bien presente.

- Gótico brabantino: esta variante del gótico, la más importante en los Países Bajos tuvo su origen en la ciudad de Malinas y, gracias a importantes maestros de obras como Everaert Spoorwater  y la familia Keldermans , se extendió al resto de ciudades importantes del Ducado de Brabante y más allá. Los ejemplos incluyen el Ayuntamiento de Middelburg, la catedral de San Juan en 's-Hertogenbosch y la Grote o St. Laurenskerk en Alkmaar.

Hay un variante rural del gótico brabantino que se encuentra principalmente en la alemana Kempen, con iglesias de diseño sencillo, construidas con ladrillos, y con una torre caracterizada por el uso de detalles románicos y pesados contrafuertes angulares. En los Países Bajos sólo quedan unos pocos ejemplos de este tipo de iglesias rurales, de las cuales las de Helvoirt y Middelbeers son las más puras. En los pueblos importantes, las torres se construyeron en una variante más refinada, ricamente decoradas con nichos profundos y, a menudo, con bandas de piedra natural ('capas de tocino'). Los ejemplos más importantes son las torres de Oirschot y Hilvarenbeek. La torre de Asperen en Gelderland es una copia de la de Hilvarenbeek.

Gótico brabantino
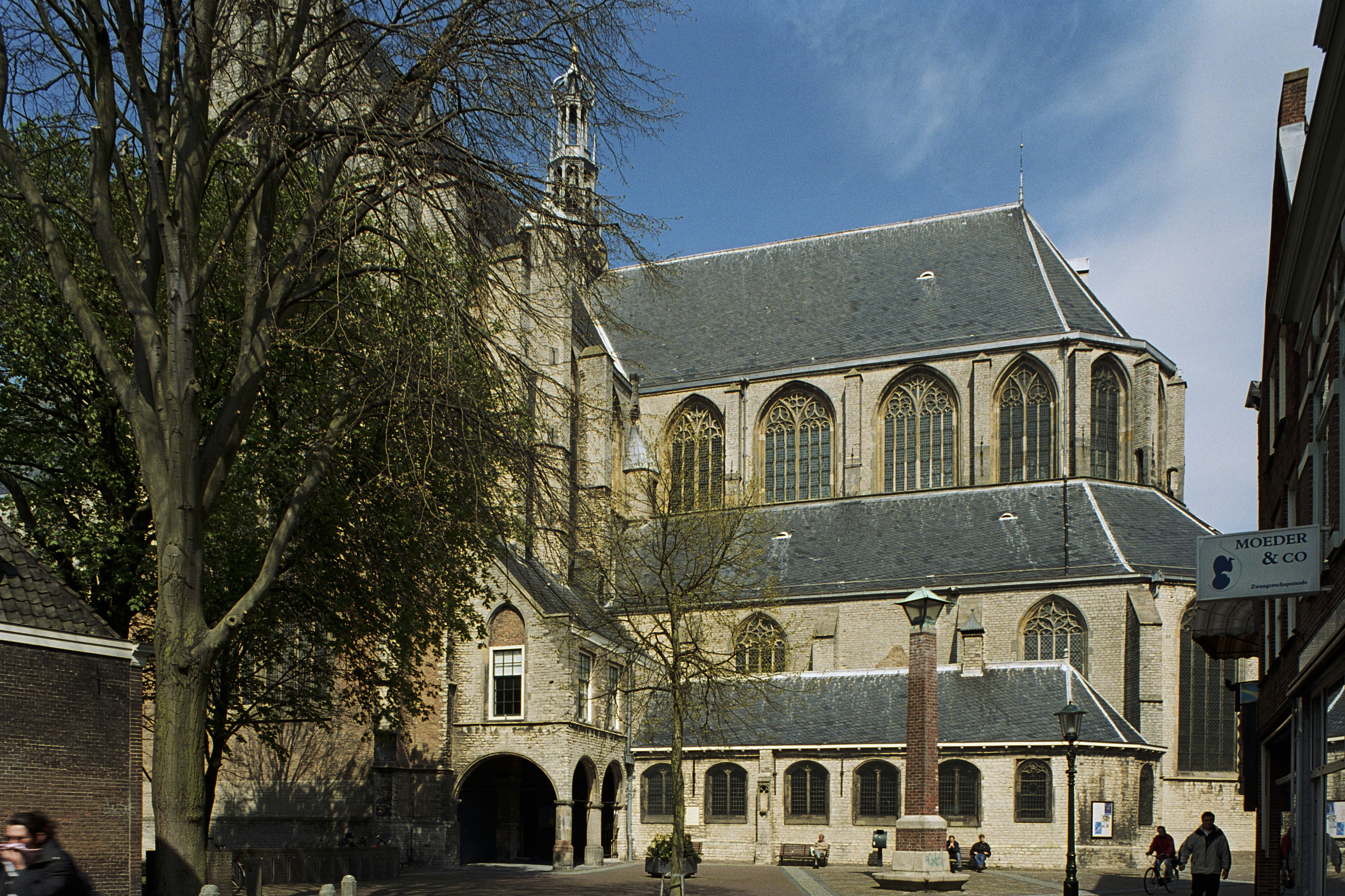
Iglesia de San Lorenzo en Alkmaar
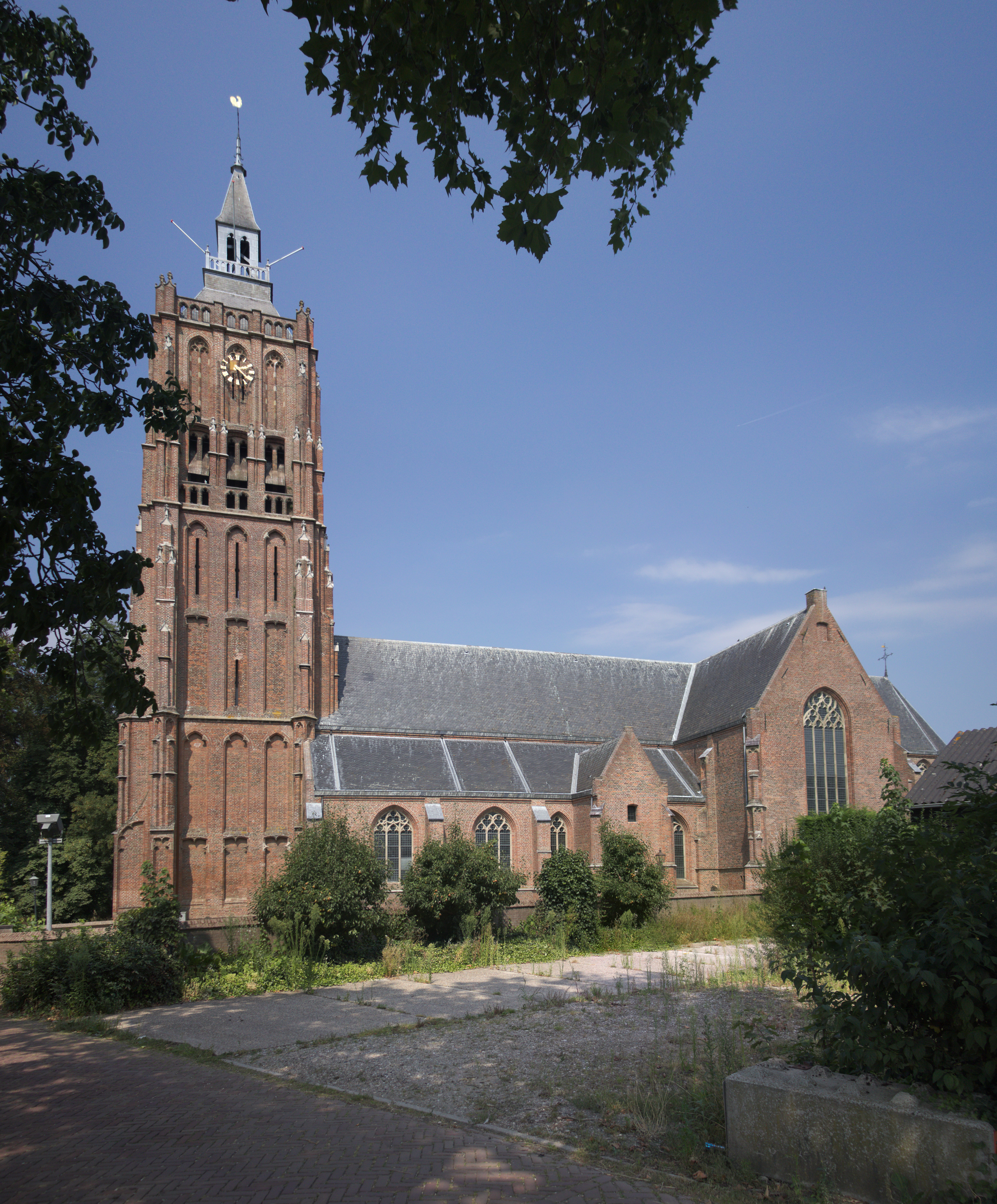
Iglesia de Santa Catalina de Asperen
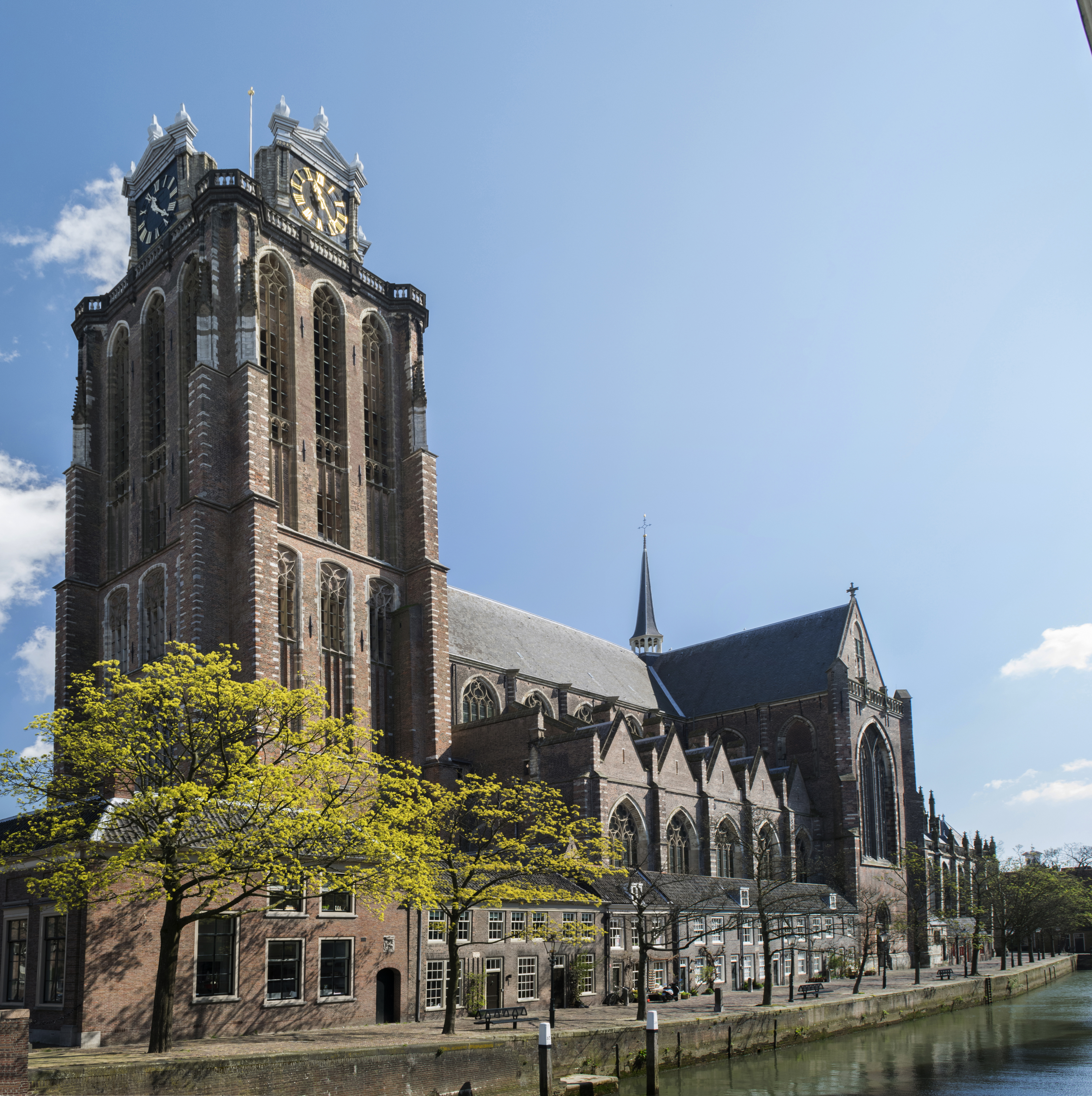
La Gran Iglesia de Dordrecht, con el campanario-porche occidental.
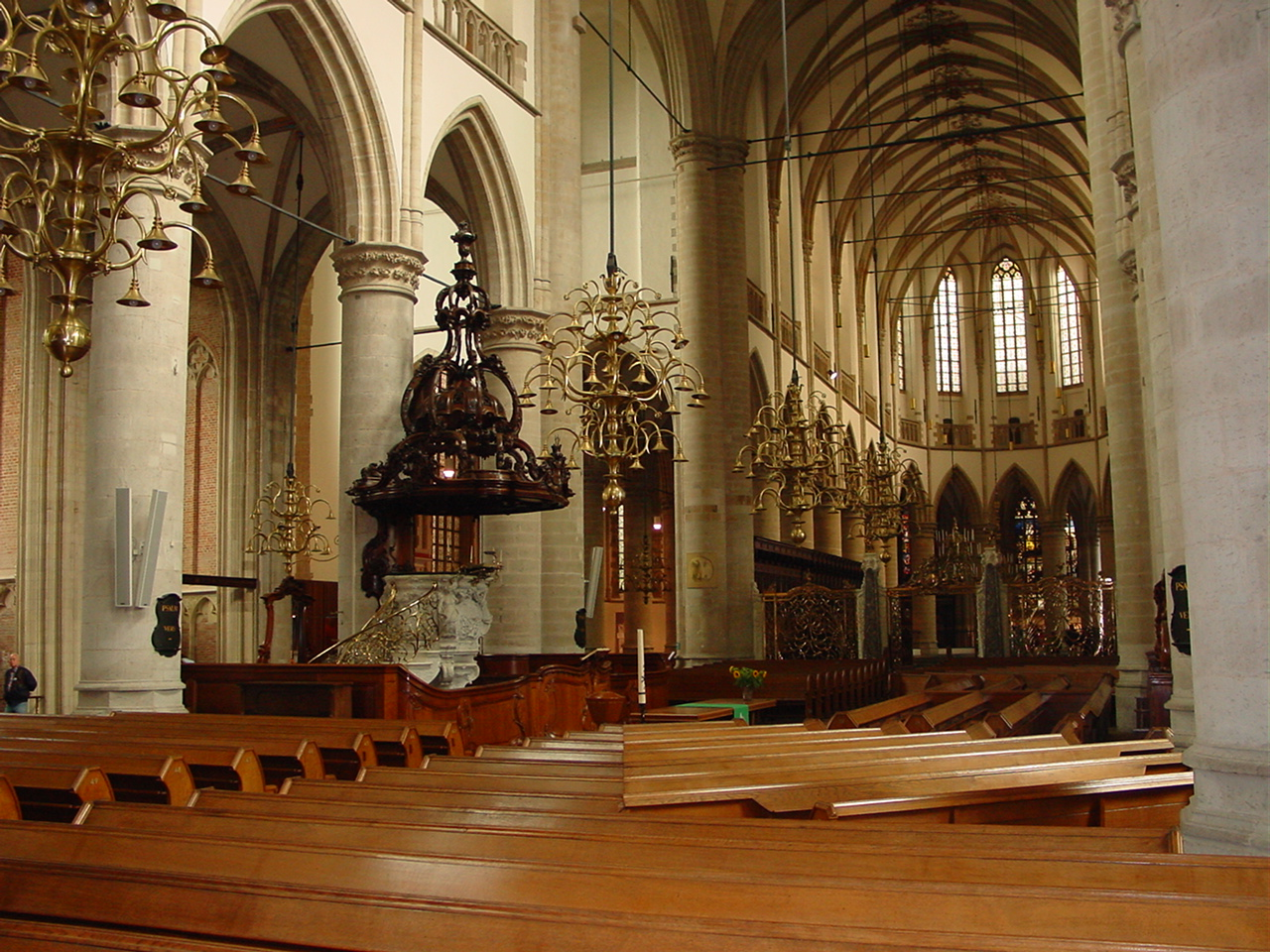
El interior de la Gran Iglesia de Dordrecht. Noténse las columnas cilíndricas con hojas de col, típicas del gótico brabantino
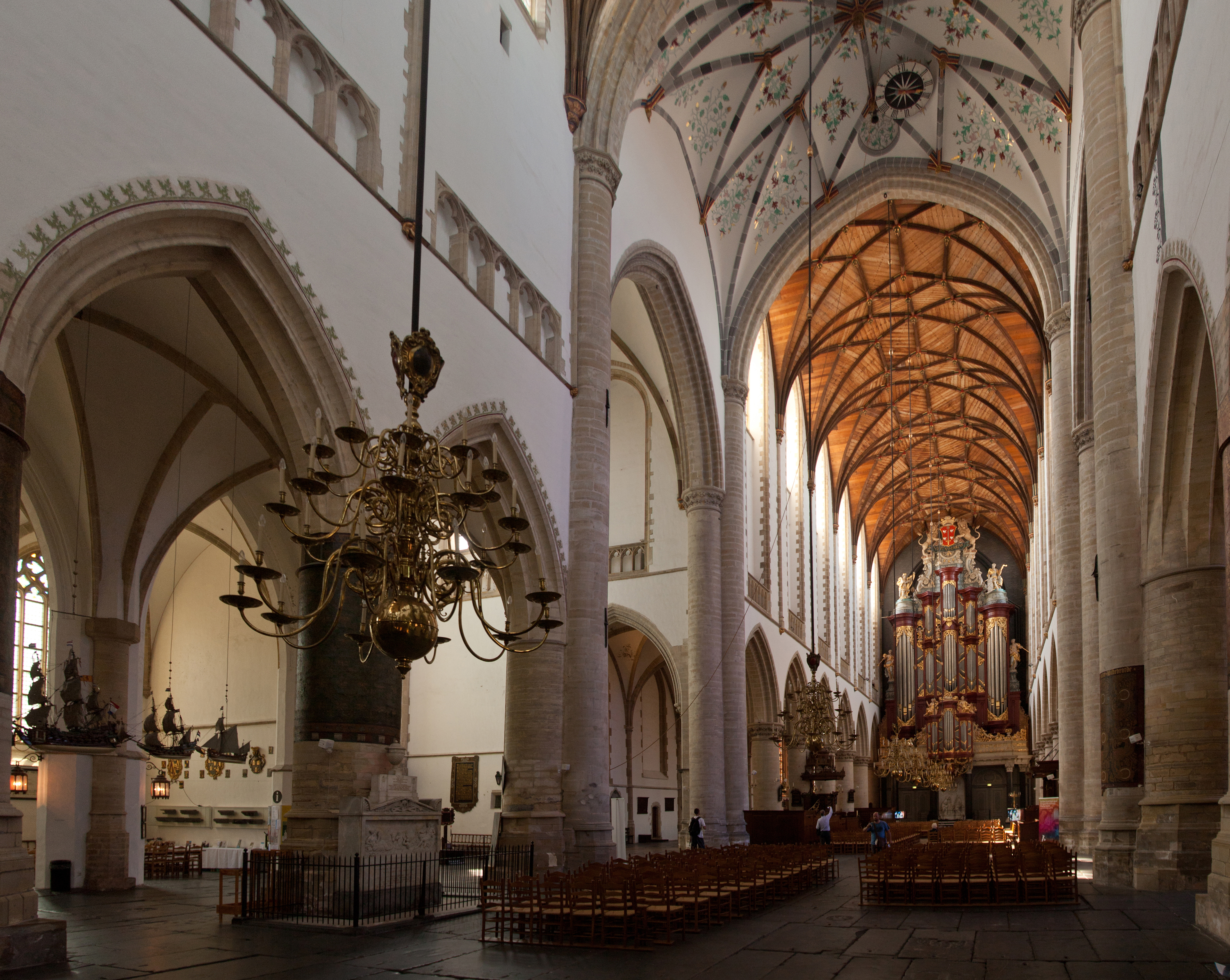
La nave de la Gran Iglesia (Grote Kerk) de Haarlem en Holanda Septentrional. Las columnas cilíndricas y sus capiteles con hojas de col rizada están bien presentes
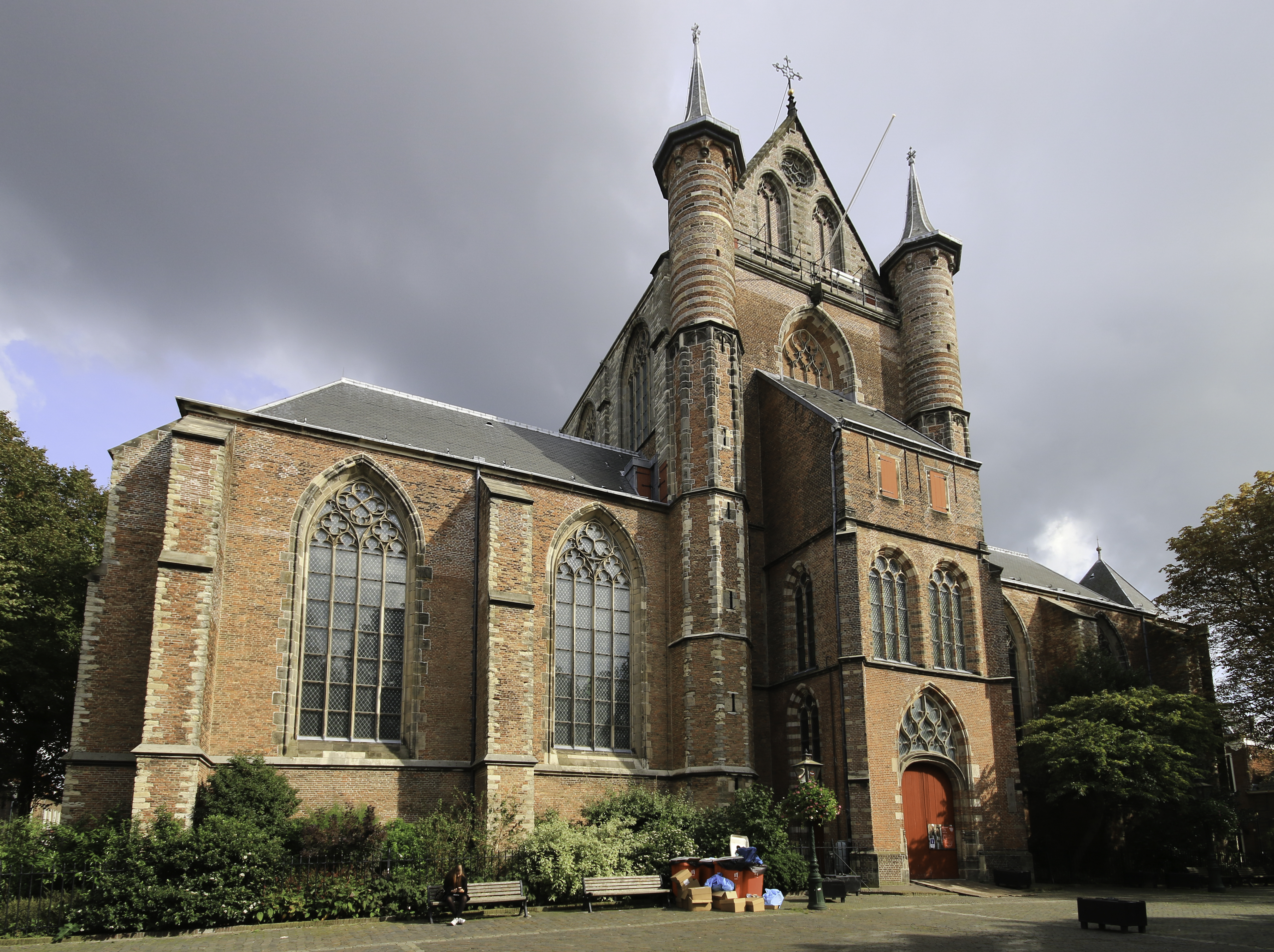
iglesia de San Pedro (1390-1570), Leiden,  gótico brabantino tardío

- Gótico del Bajo Rin: este estilo se da principalmente en el centro y este del país y tiene su origen en Renania, siendo la alemana catedral de San Víctor en Xanten el primer ejemplo del estilo. Suelen ser iglesias grandes y ricamente decoradas. Las torres suelen tener una silueta "suave" debido a los detalles. Ejemplos importantes son la iglesia de San Eusebio en Arnhem, la iglesia de San Martín en Zaltbommel y la iglesia de San Walburgis en Zutphen.

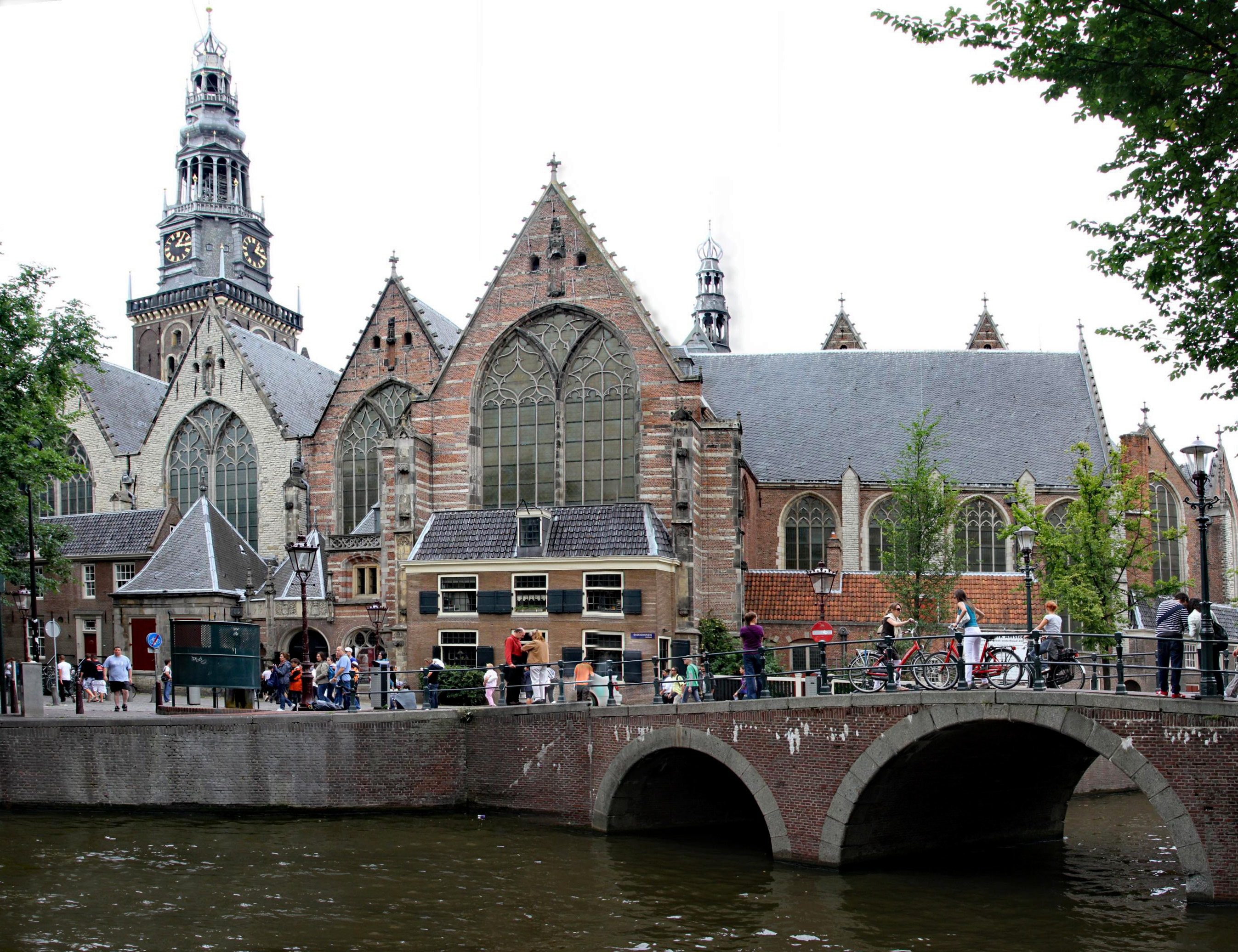
Oude Kerk (1402-1460), gótico holandés y la iglesia más antigua de la ciudad de Ámsterdam

- Gótico holandés: esta variante un tanto austera del gótico, motivada por el suelo pantanoso holandés, apareció a menudo junto al gótico brabantino en las ciudades del norte y del sur de Holanda. Son típicas las iglesias de sala de ladrillo sin deambulatorio, con torres sin reducción, con bóvedas de cañón de madera en el interior, todo para no trasladar mucho peso al suelo. Ejemplos de ello son la iglesia de San Bonifacio en Medemblik, la Kloosterkerk en La Haya, la Oude Kerk en Amsterdam y la Grote o Sint-Nicolaaskerk en Edam.

Gótico holandés
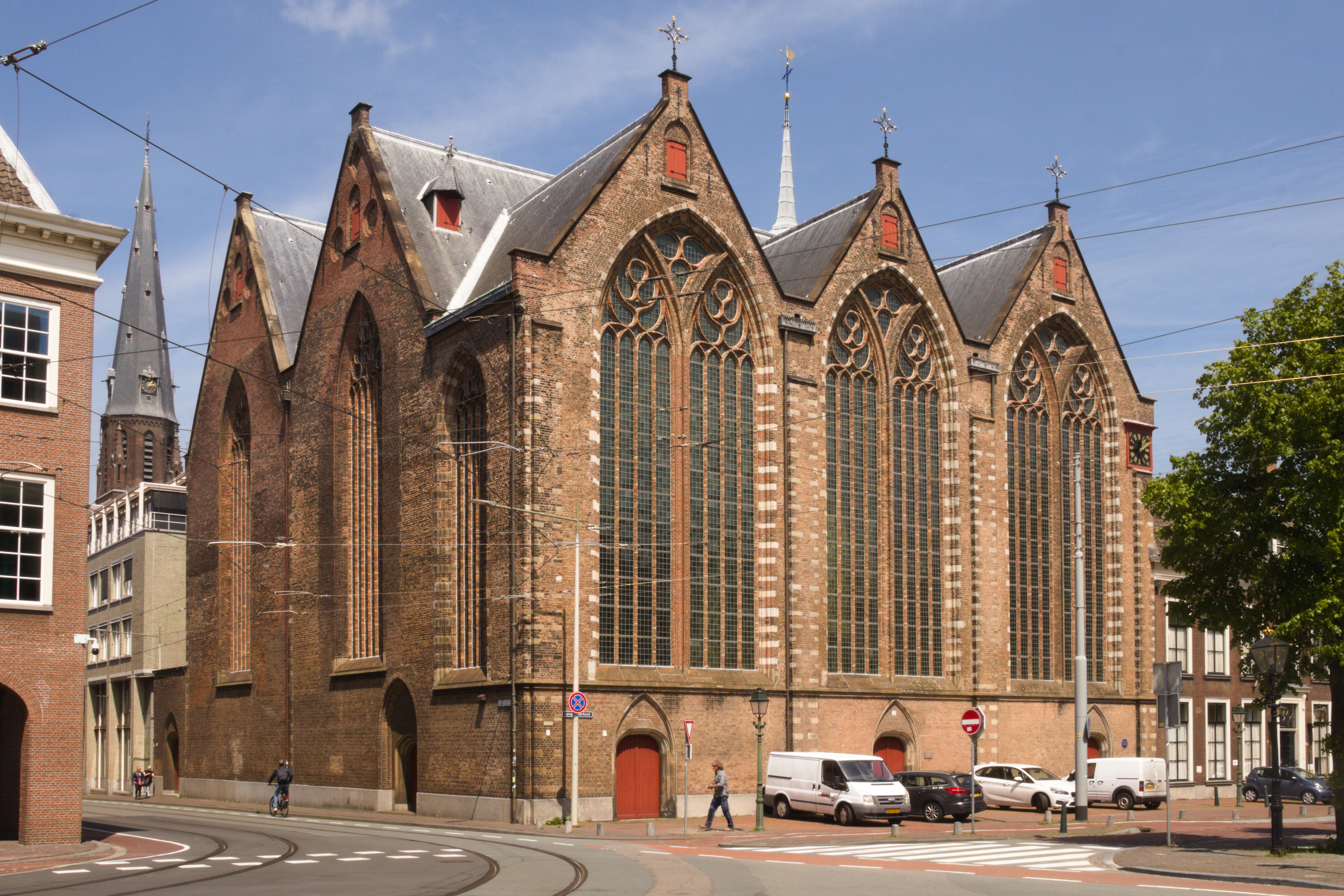
Kloosterkerk en La Haya
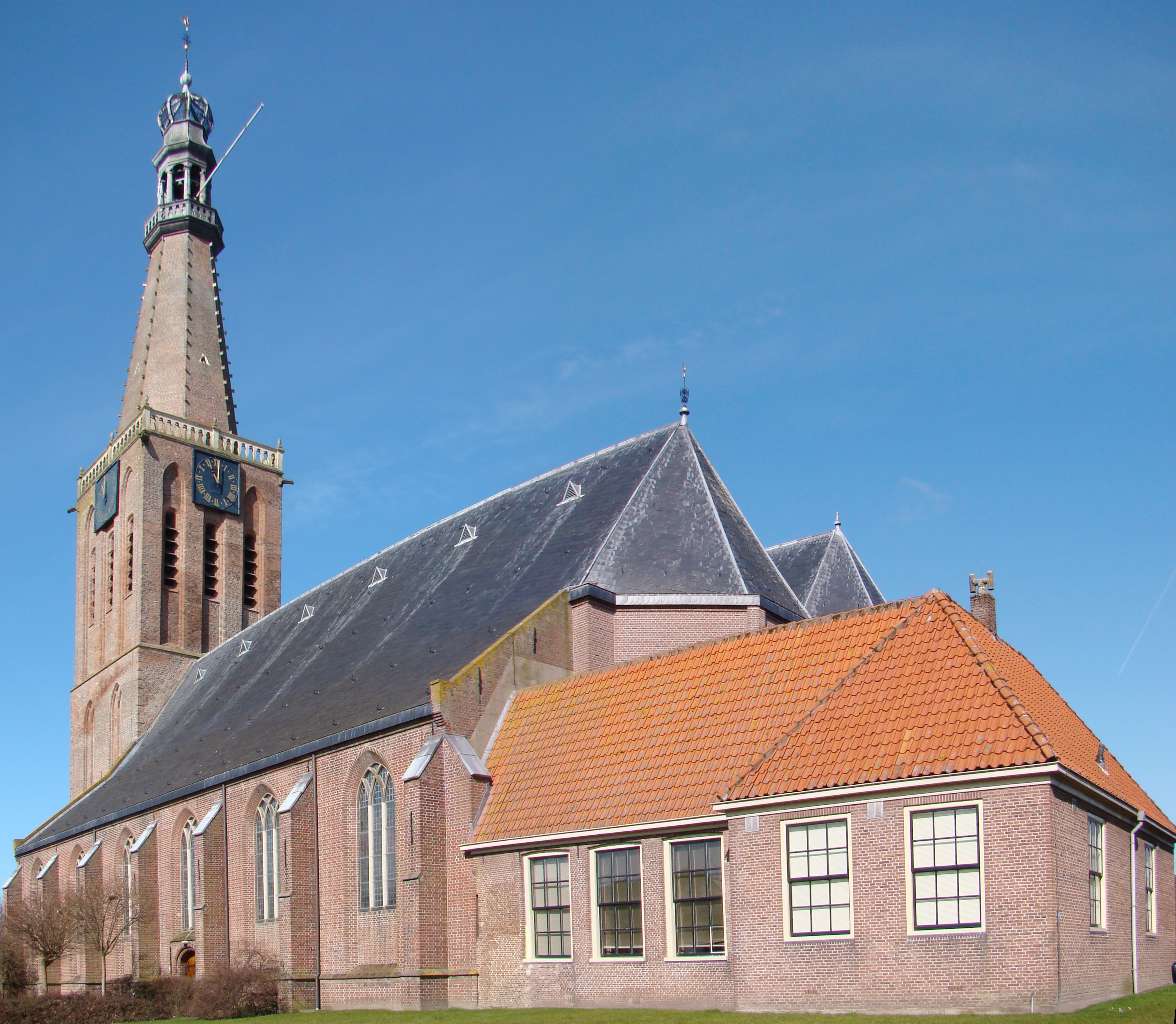
Iglesia de San Bonifacio en Medemblik
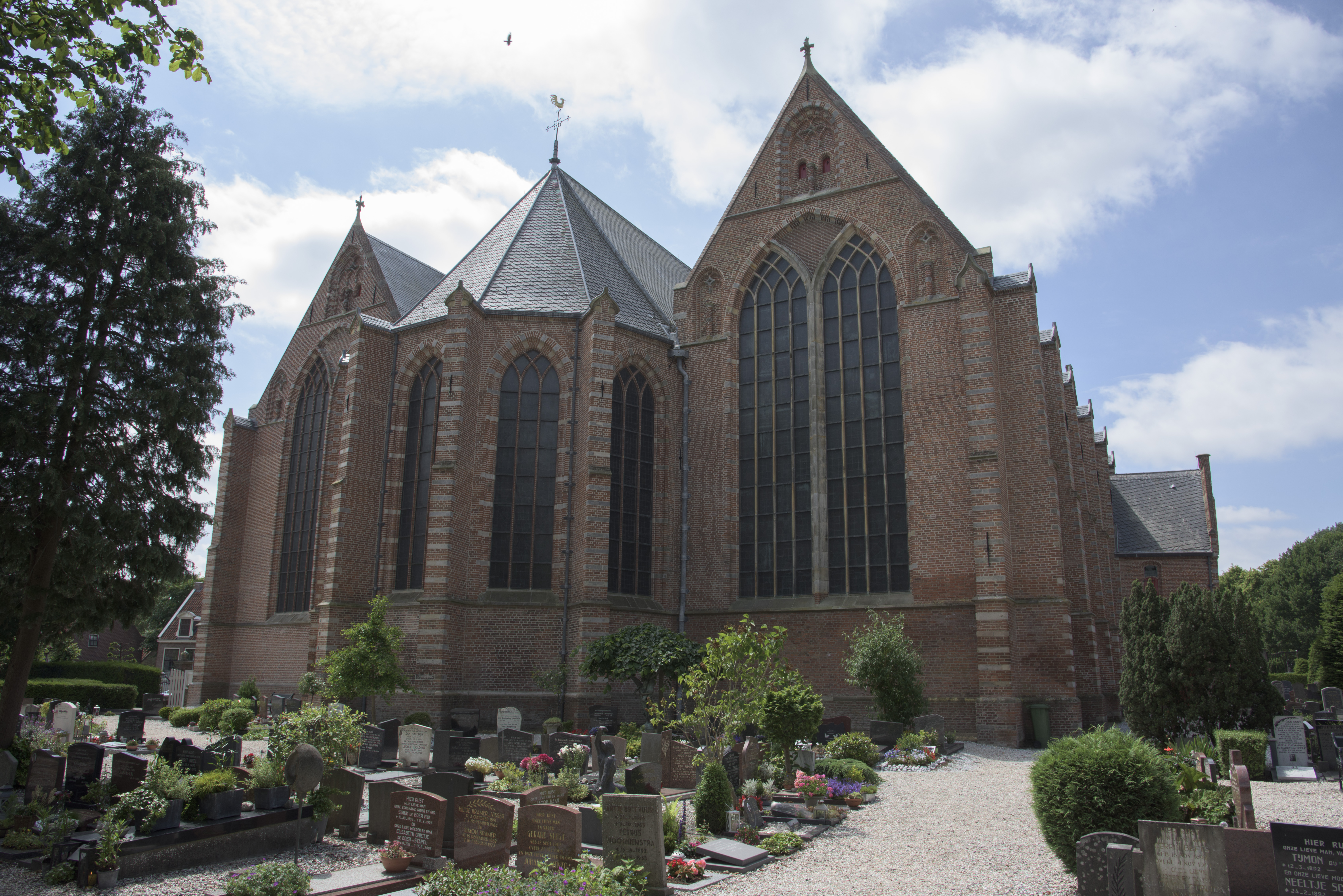
Sint-Nicolaaskerk en Edam
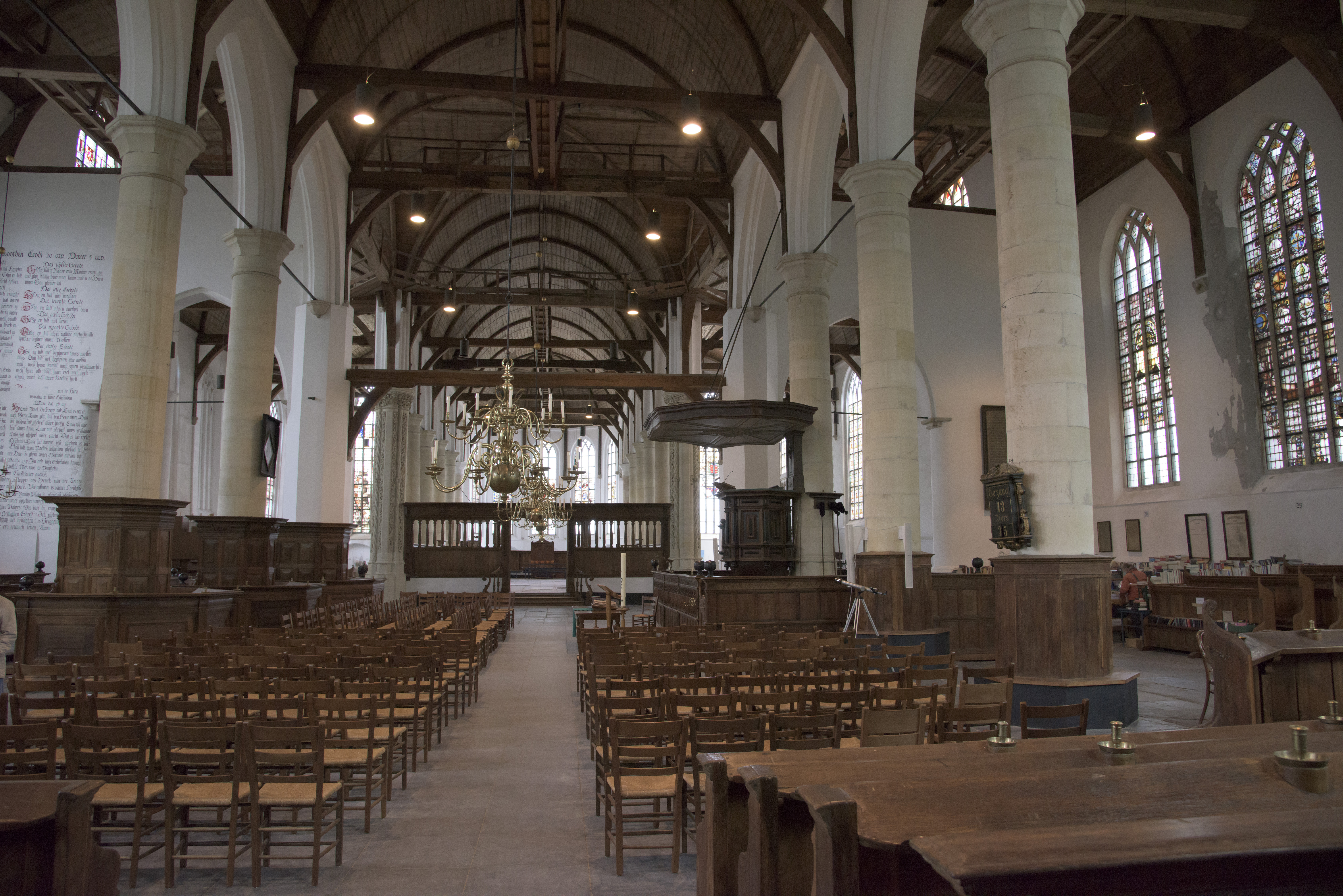
Interior de  Sint-Nicolaaskerk en Edam
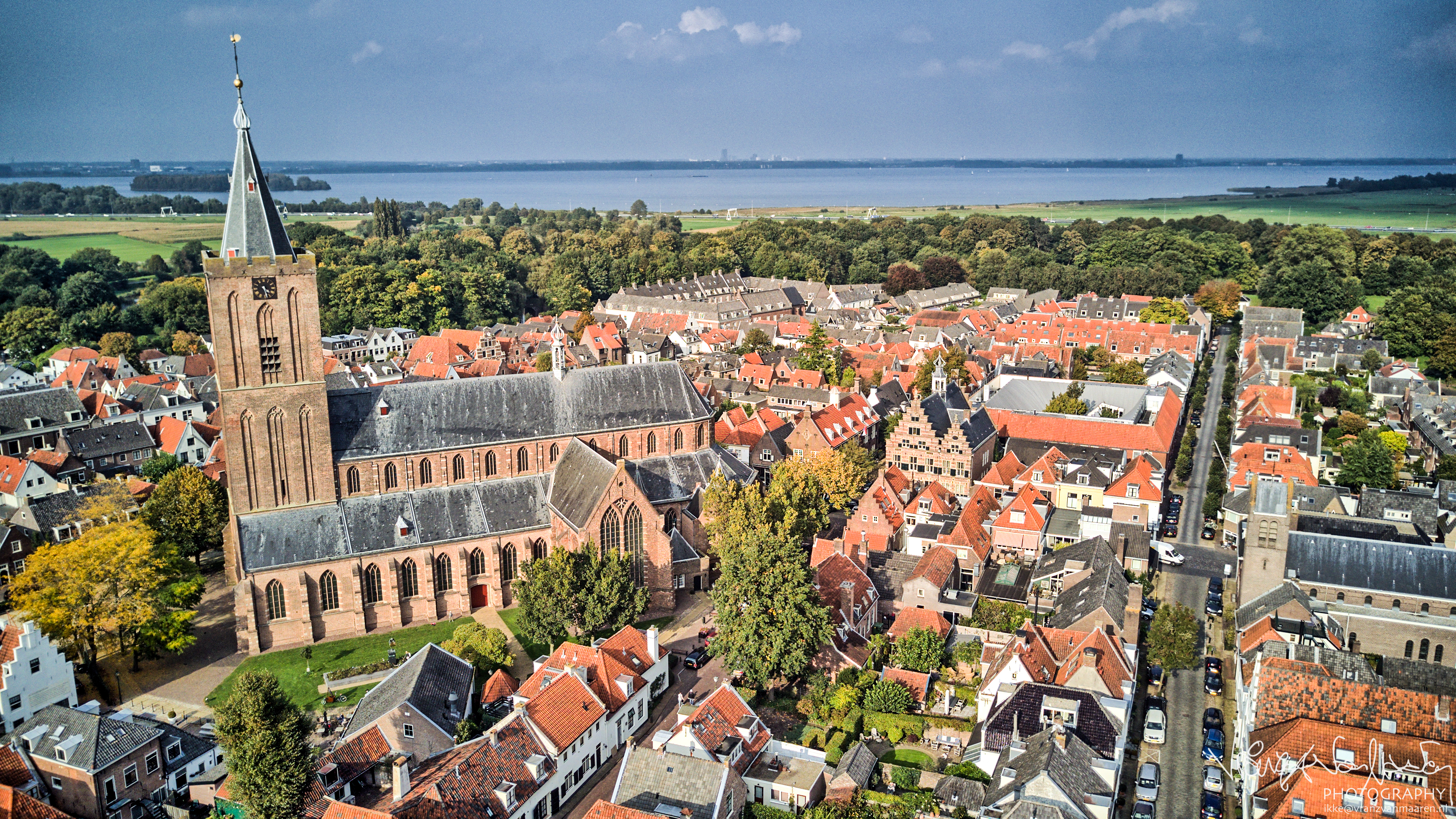
Iglesia de San Vito (Naarden)
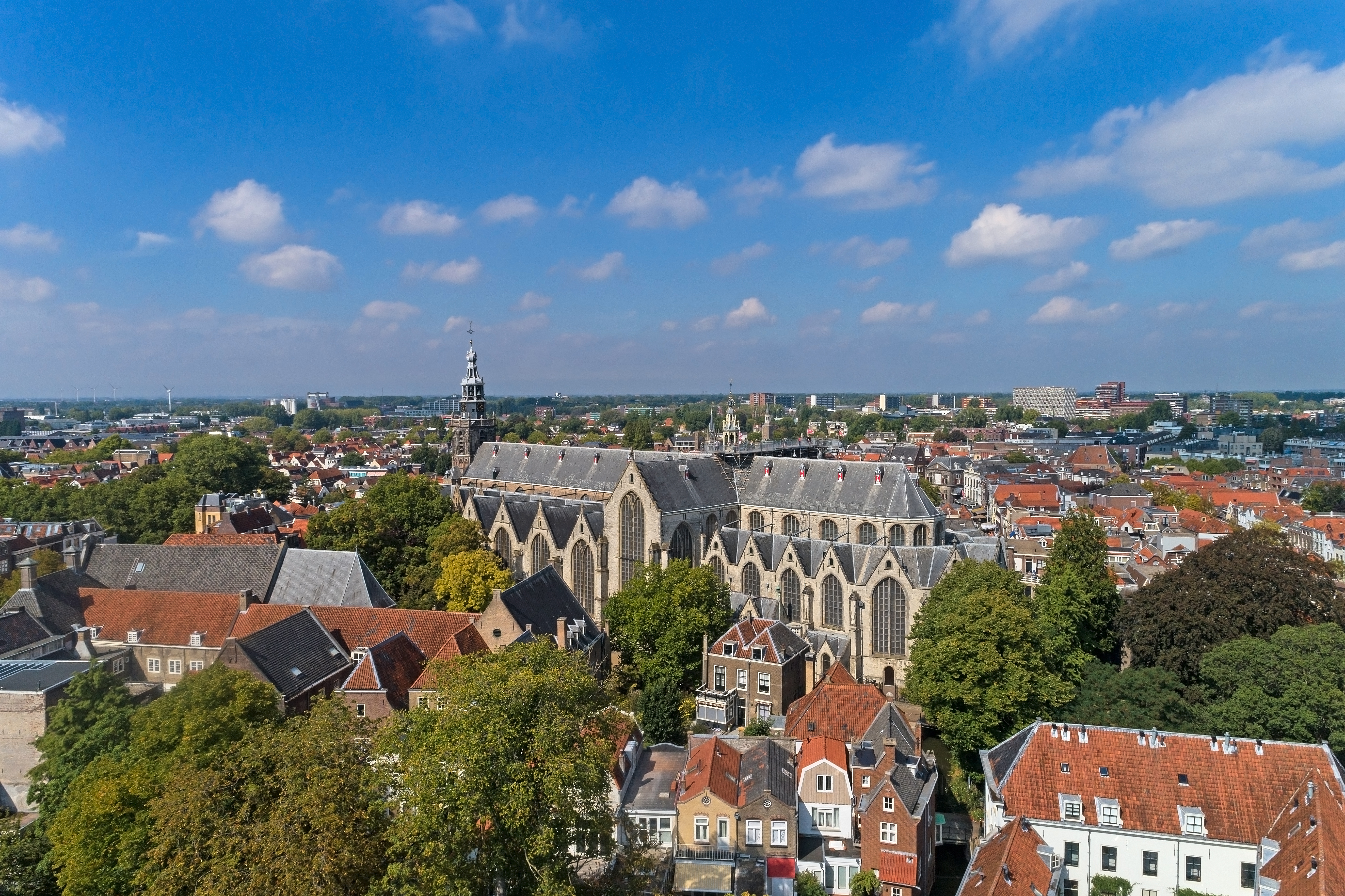
Iglesia de San Juan en Gouda
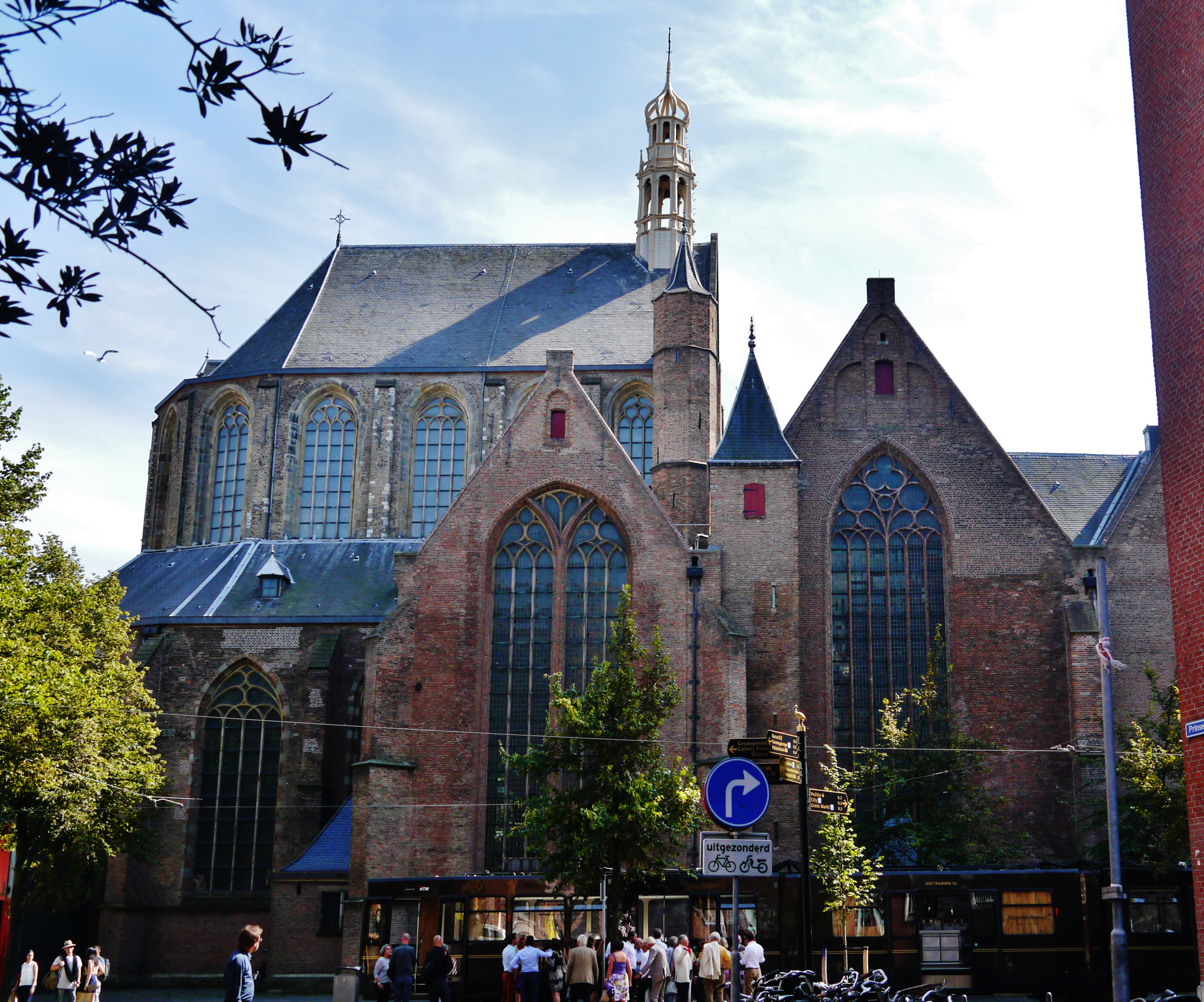
Vista del coro de la Grote Kerk (La Haya) (s. XIV-XVI)

Interiores de iglesias de las distintas variantes góticas neerlandesas
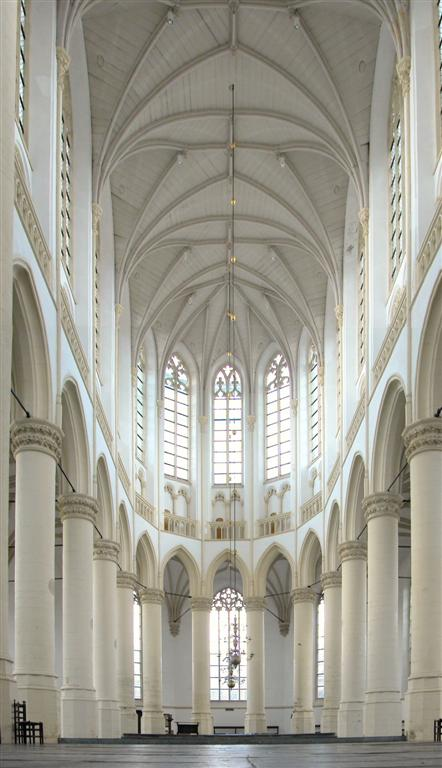
Hooglandse Kerk (1377-1500), Leiden
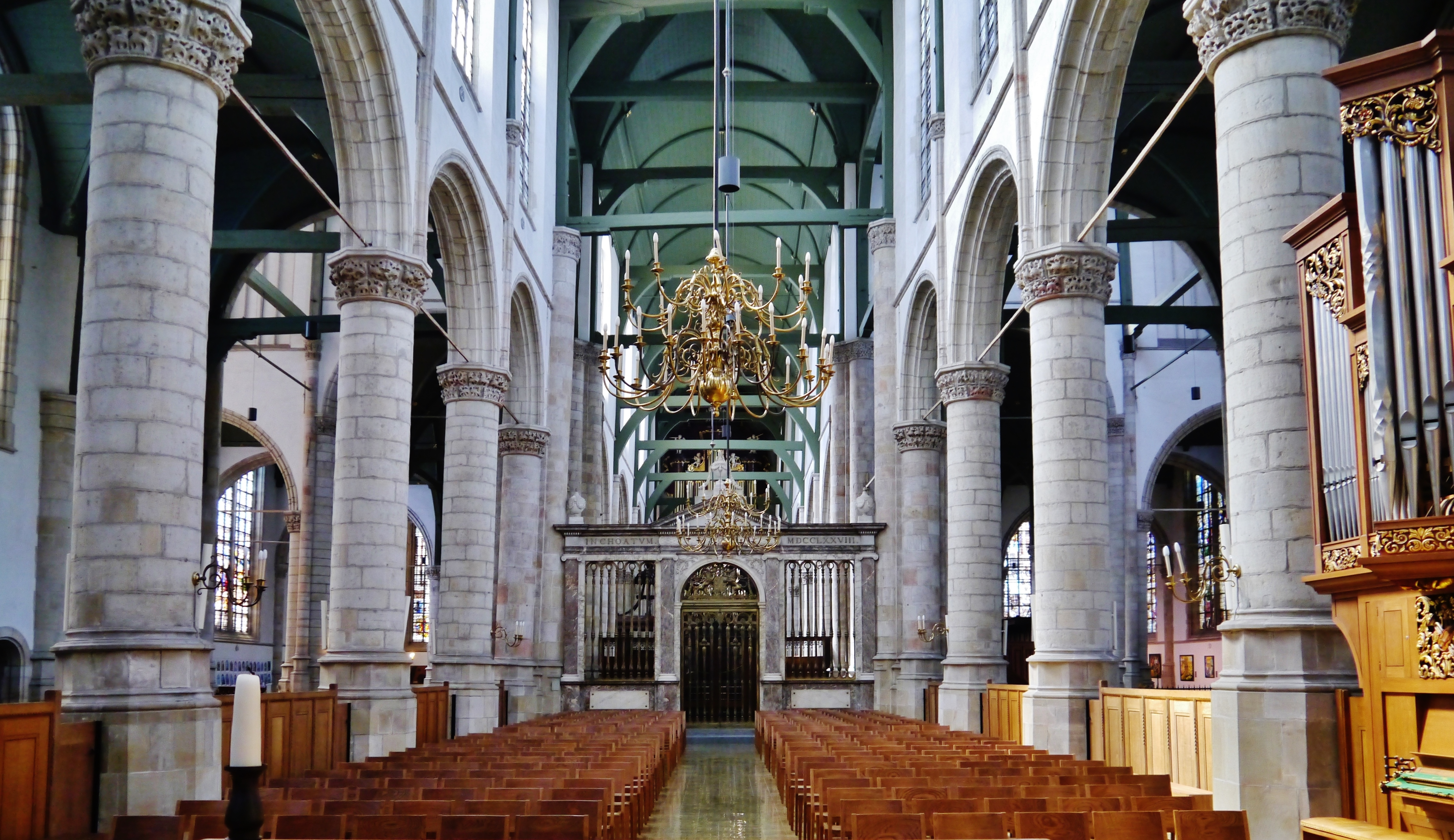
Interior de la iglesia de San Juan (1438-1443), en Gouda, ejemplo del gótico holandés
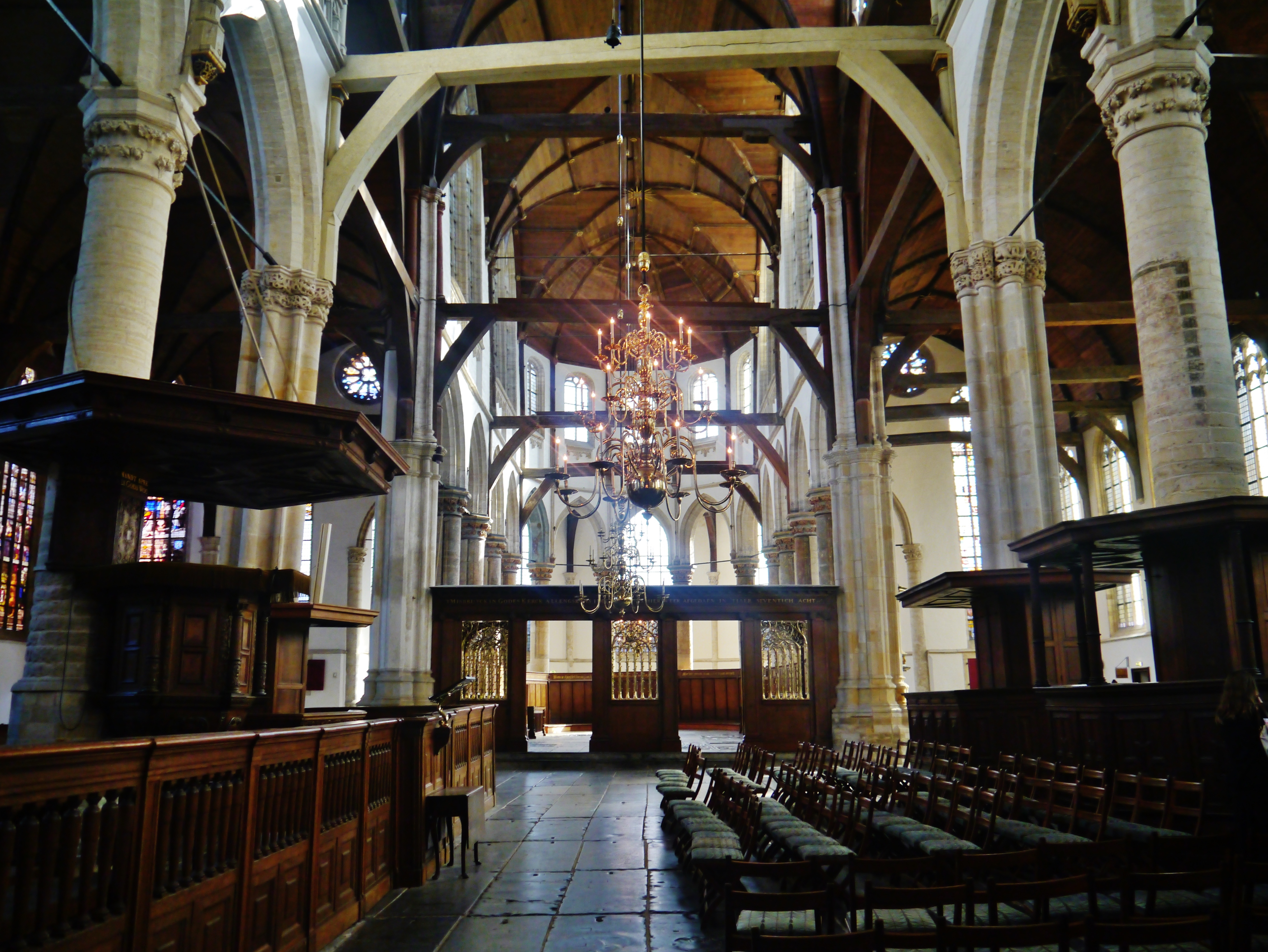
Interior de la Oude Kerk (1402-1460) de Amsterdam, ejemplo de gótico holandés y la mayor bóveda medieval de madera de Europa
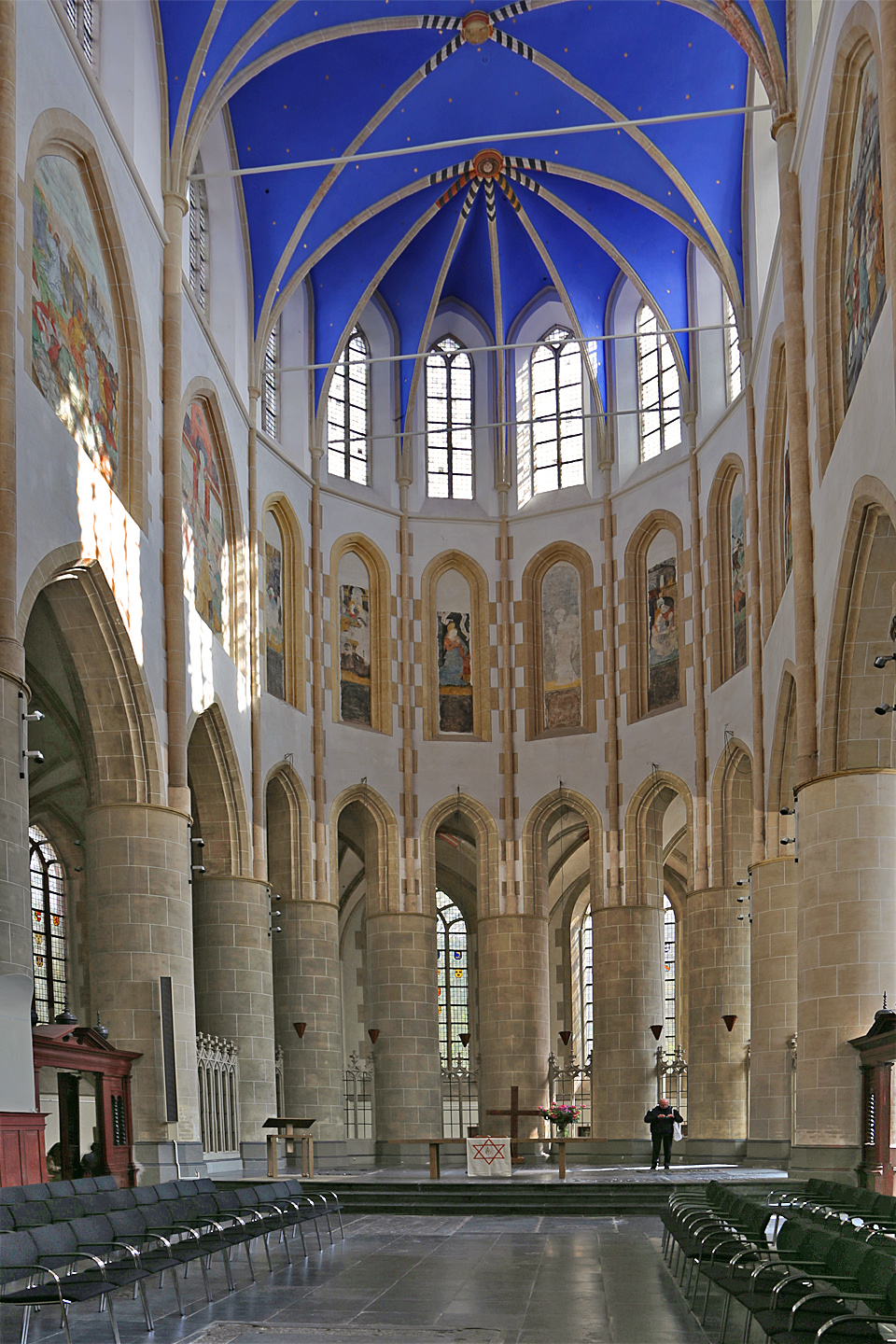
Interior de San Martín (1225-1482) de Groninga
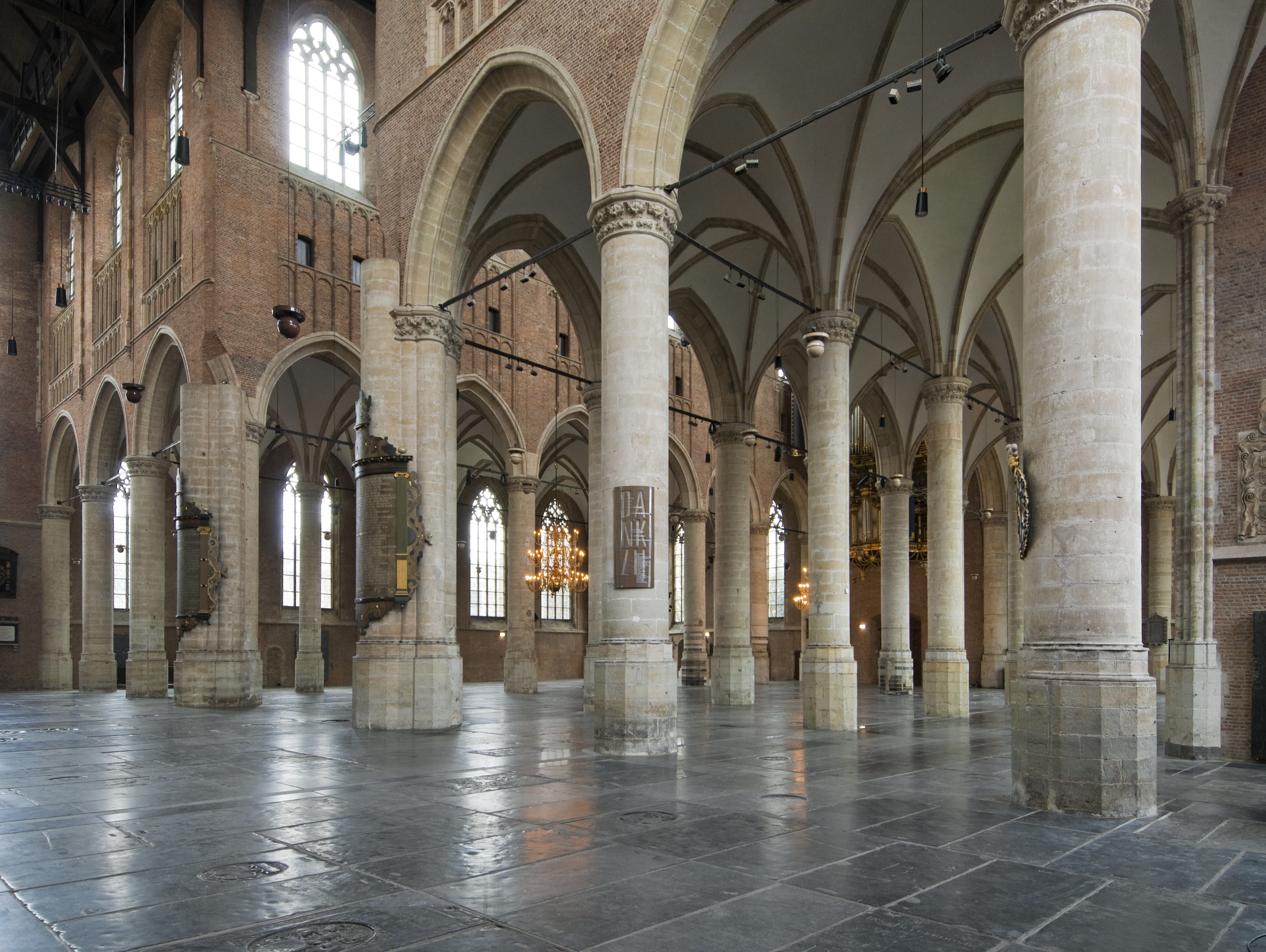
Interior de la iglesia de San Pedro (1390-1570), Leiden, ejemplo de gótico brabantino tardío

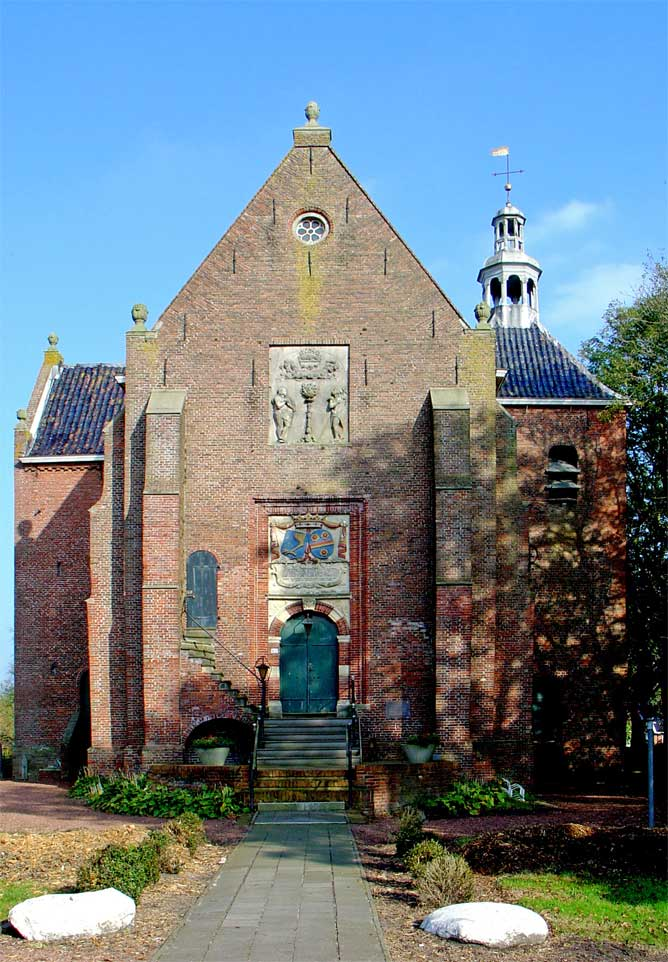
iglesia reformada de Harkstede (1692-1700) en Groninga, última iglesia en estilo puramente gótico del país

En la segunda mitad del siglo XVI, el estilo gótico cayó en desuso en los Países Bajos debido al auge del Renacimiento y a las crecientes tensiones religiosas. Sin embargo, se siguieron construyendo iglesias góticas hasta bien entrado el siglo XVII, aunque principalmente en un estilo muy simplificado. La última iglesia construida en los Países Bajos en estilo puramente gótico es la iglesia reformada de Harkstede (1692-1700) en Groninga.

##### Talla de madera
Dado que muchas iglesias se construyeron durante el período gótico, tuvieron que adornarse con estatuas religiosas. Estas últimas, fabricadas en madera y en las que tanto neerlandeses como flamencos se habían especializado, se exportaban a Francia, Alemania y Escandinavia. Fue en los siglos XIV y XV cuando este arte alcanzó su apogeo. Las estatuas solían ser policromadas, coloreadas por pintores reales y sus rasgos a veces estaban realzados con pan de oro. Claus Sluter, nacido hacia 1350 en Haarlem, fue uno de los pocos escultores que ejecutó obras originales y personales; influyó mucho en la escultura occidental de finales de la Edad Media. Adriaen van Wesel, de Utrecht, también fue un renombrado escultor.

#### Arquitectura civil

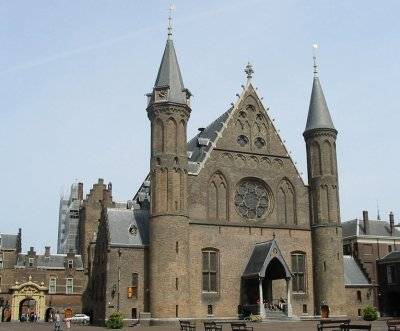
Ridderzaal ('sala de los Caballeros'), construida el en s. XIII como casa señorial de Florencio V de Holanda, ahora parte del Binnenhof, en La Haya

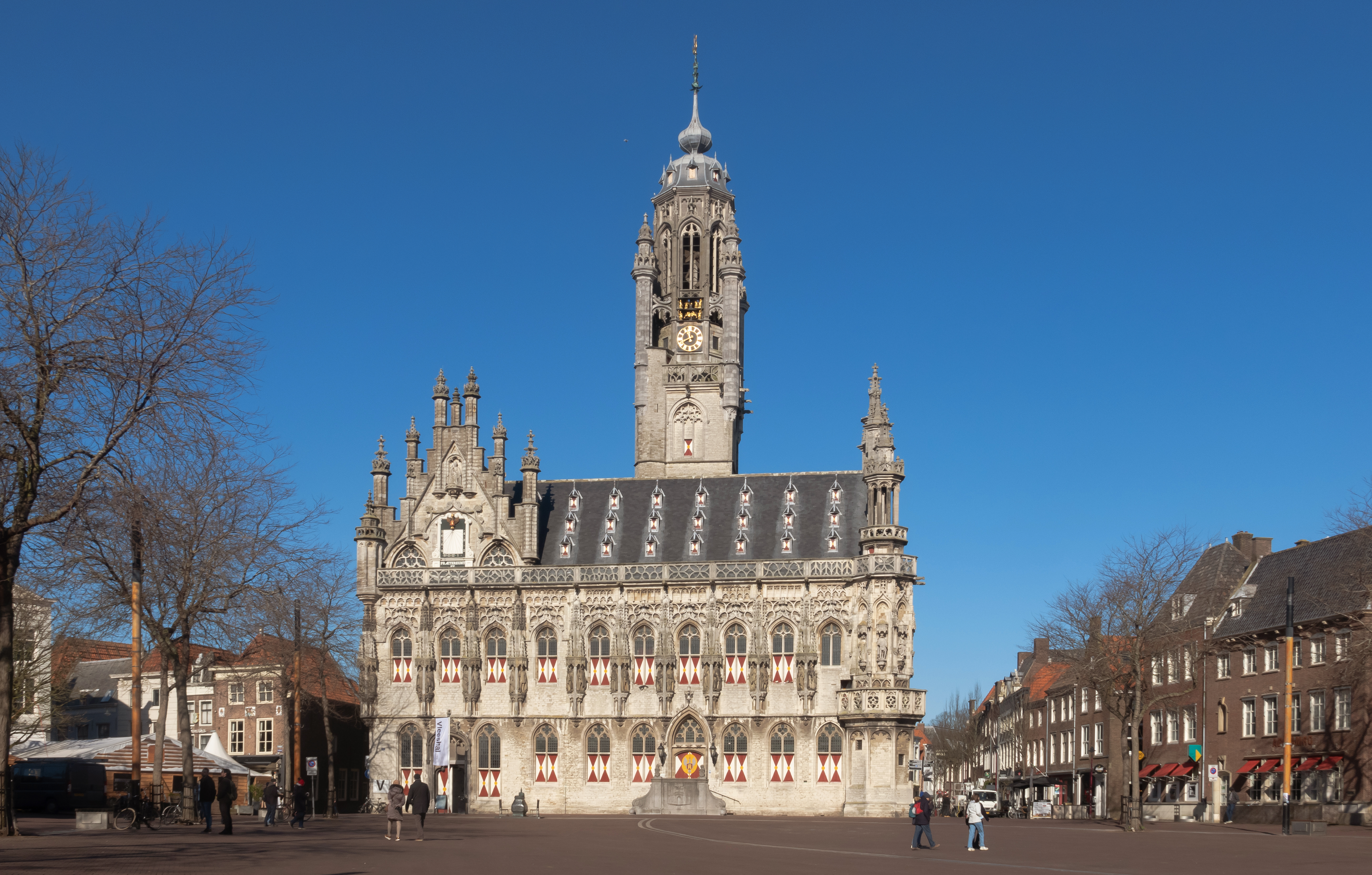
Ayuntamiento de Middelburg (1452 y 1520), de estilo gótico flamígero

El desarrollo de las ciudades propició la construcción de un importante número de mercados, campanarios, juzgados y ayuntamientos, dignos representantes de la riqueza y el orgullo de un municipio. Las dimensiones de los ayuntamientos en los Países Bajos meridionales y septentrionales eran imponentes a finales de la Edad Media y muy a menudo incluían un beffroi (campanario civil) que constituía entonces un símbolo de la adquisición de las libertades municipales. Su abundante ornamentación gótica, sin embargo, no difería de la de las catedrales construidas en la misma época. El ayuntamiento de Middelburg, construido entre 1452 y 1520 y cuyo beffroi tiene 55 metros de altura, es un bello ejemplo de ayuntamiento gótico. Las gildehuis (casas `de los gremios) podían combinar en ese momento funciones comunales, simbolizadas por el beffroi, con funciones corporativas y comerciales, aunque era más común en Países Bajos septentrionales ver un edificio especialmente utilizado como casa gremial, comso el Waag de Ámsterdam, que originalmente era una puerta de la ciudad.
Los beffrois durante el período gótico, al igual que los campanarios de las iglesias, adquirieron proporciones y alturas hasta entonces desconocidas y, a menudo, fueron incluso más grandes en los Países Bajos que en otras regiones de Europa. Posible gracias a la llegada del estilo gótico (del que la verticalidad es una característica) y a la evolución de las técnicas constructivas (también inseparable de este nuevo estilo), la fuerte presencia de estas altas torres se explica también por la importancia del horizonte en países tan planos, destacando cualquier construcción alta.
A pesar de todas estas investigaciones realizadas durante la época del románico y del gótico, no fue realmente hasta el Renacimiento cuando la actividad artística despegó y la arquitectura se convirtió en objeto de mayores ambiciones.

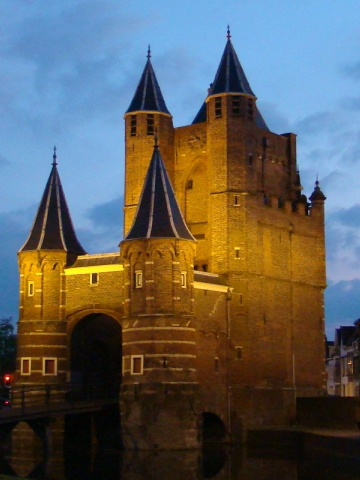
Puerta de Ámsterdam (1335), en Haarlem
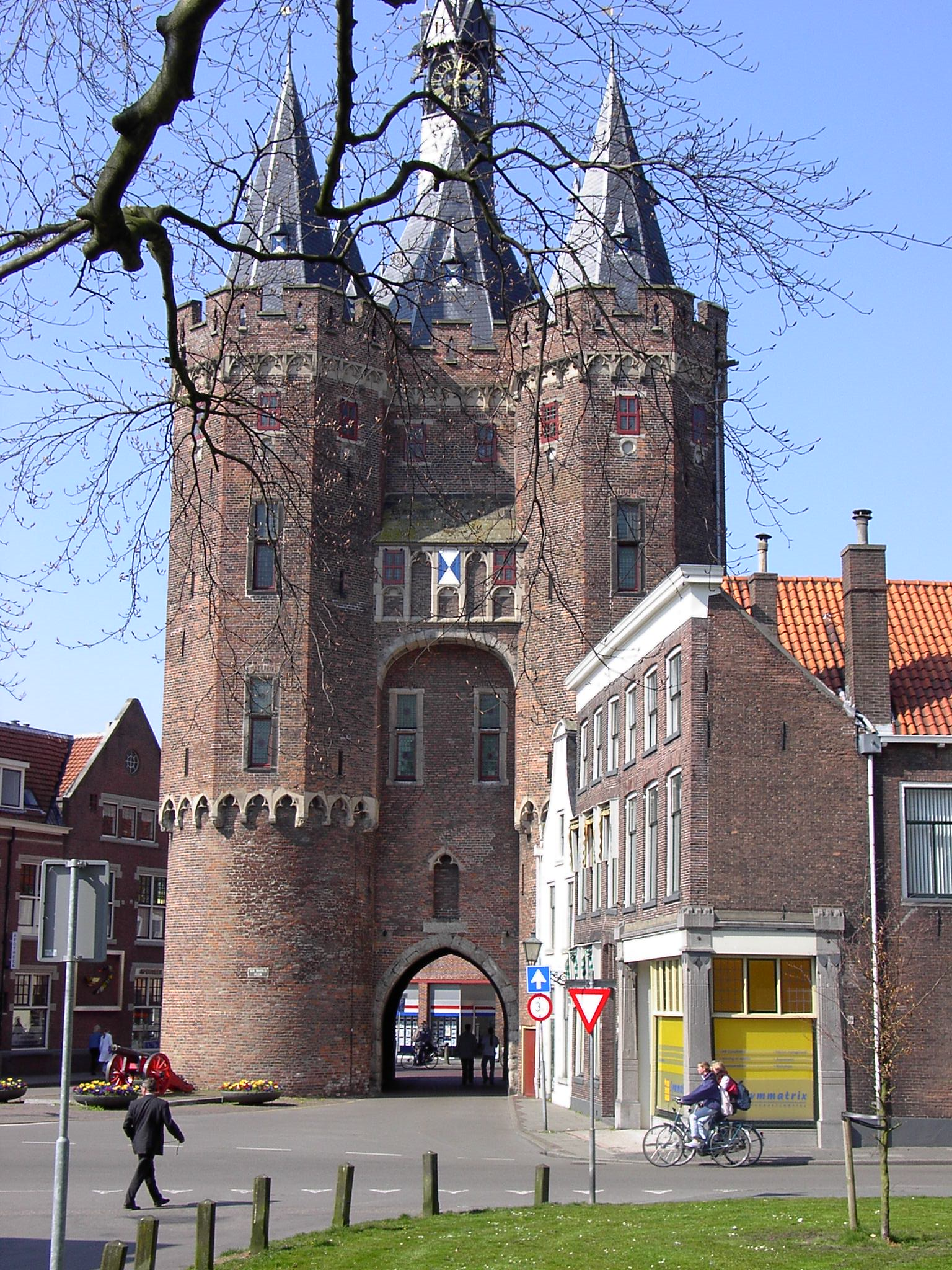
Sassenpoort (s. XV) en Zwolle
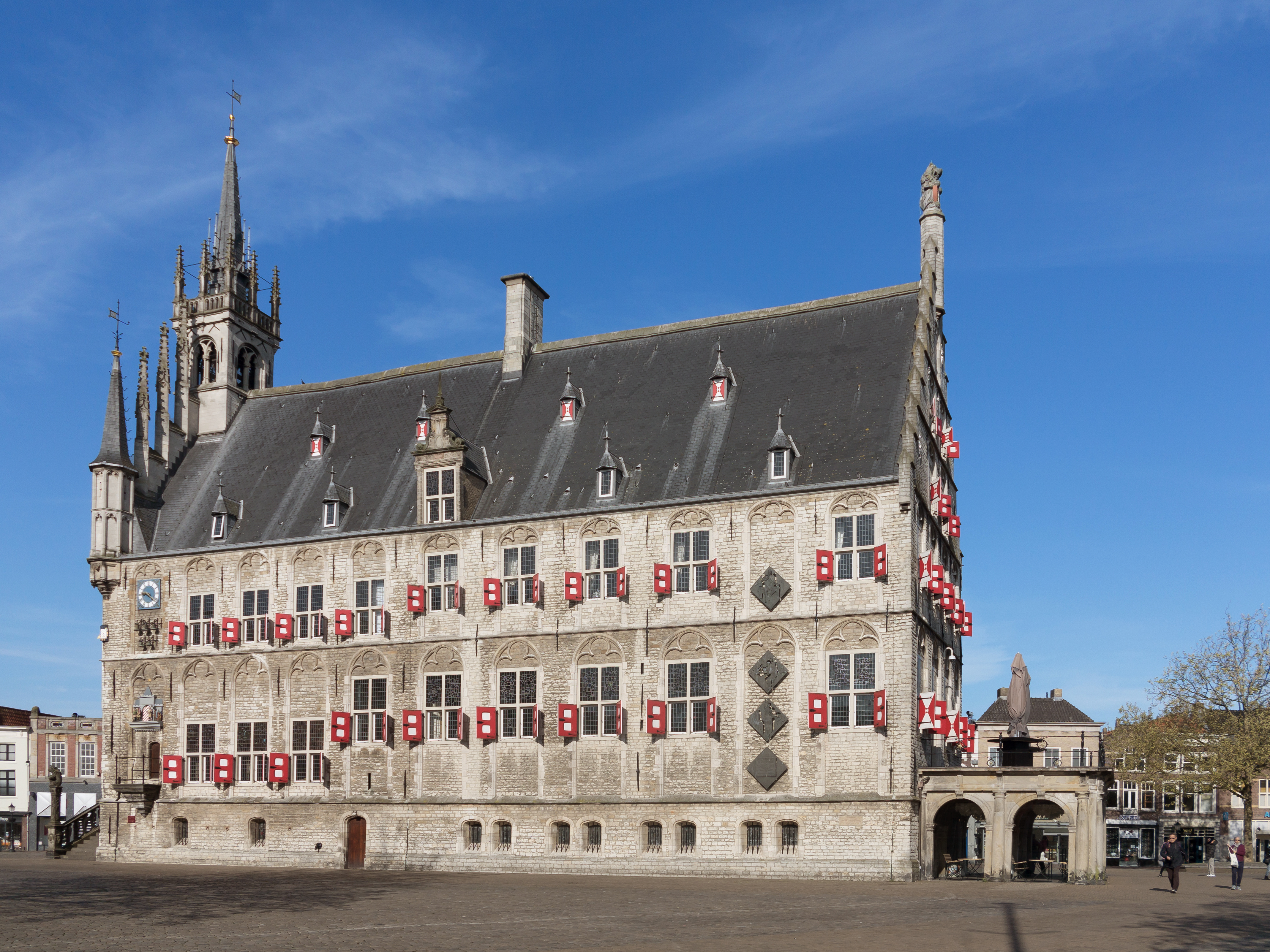
Ayuntamiento de Gouda (1458-1459)
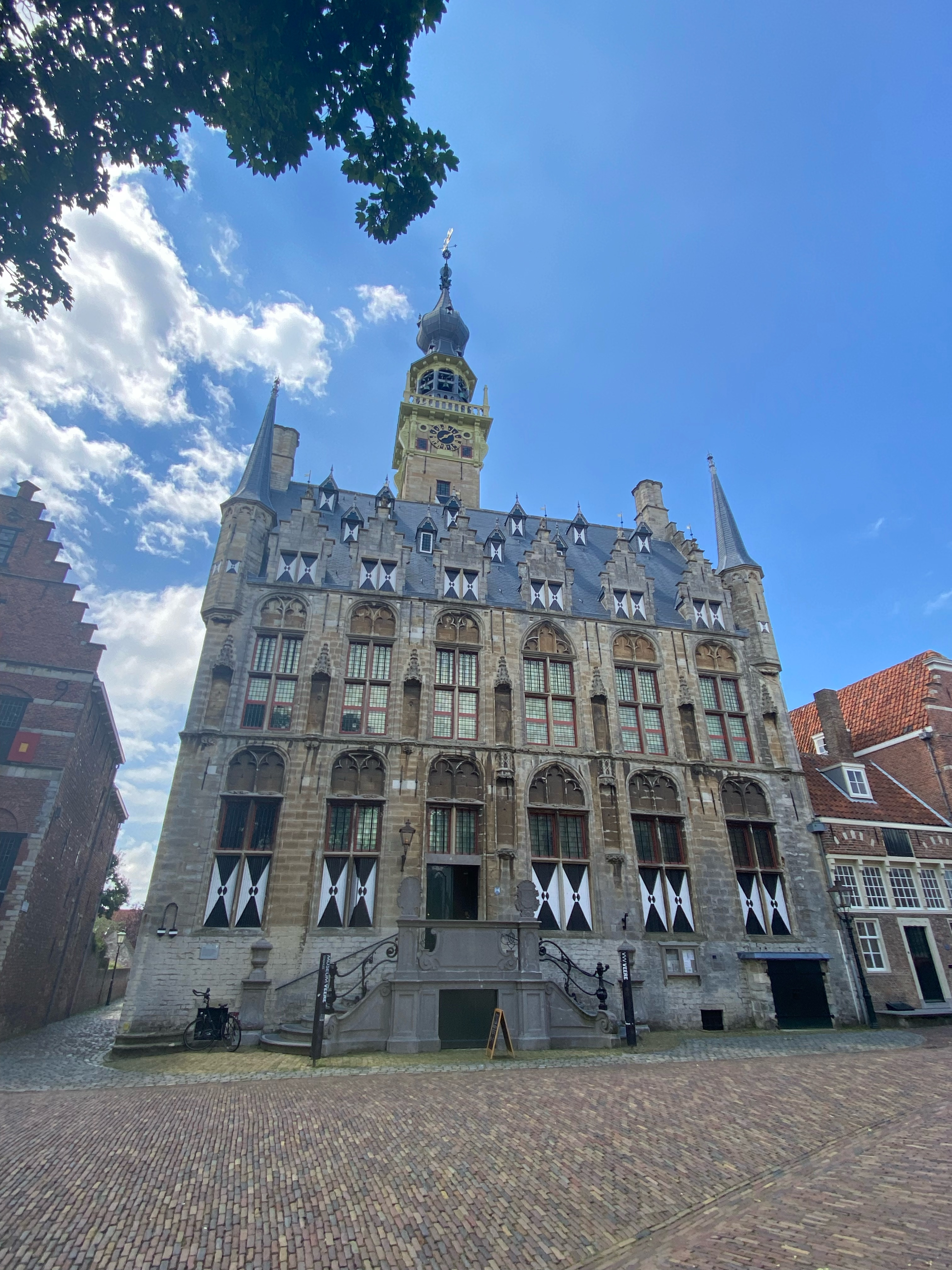
Ayuntamiento de Veere (1474, con el beffroi añadido en 1595), obra de Kelderman el Viejo
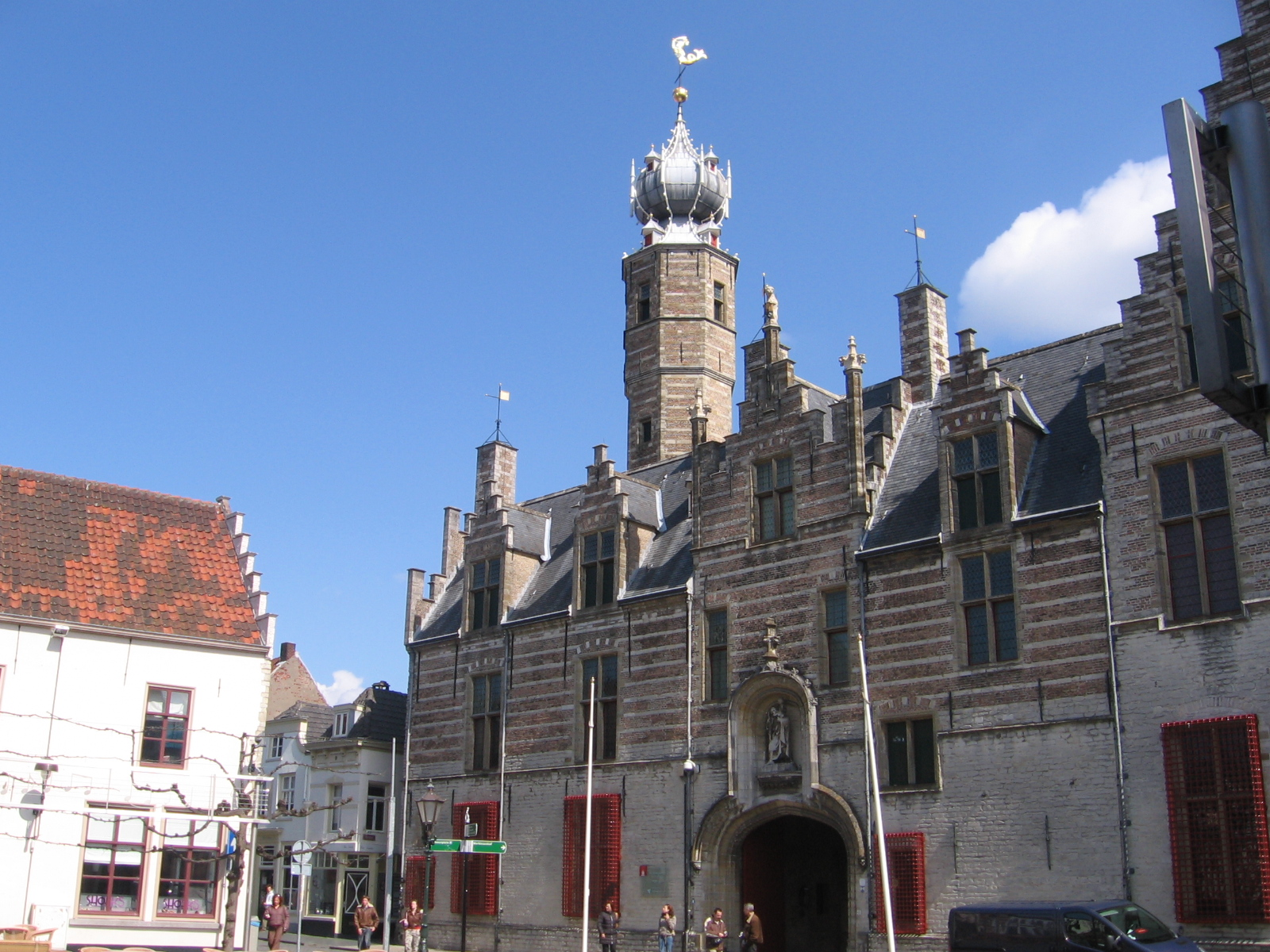
Markiezenhof (1485-1532), palacio urbano del gótico tardío, residencia de los señores de Bergen op Zoom.
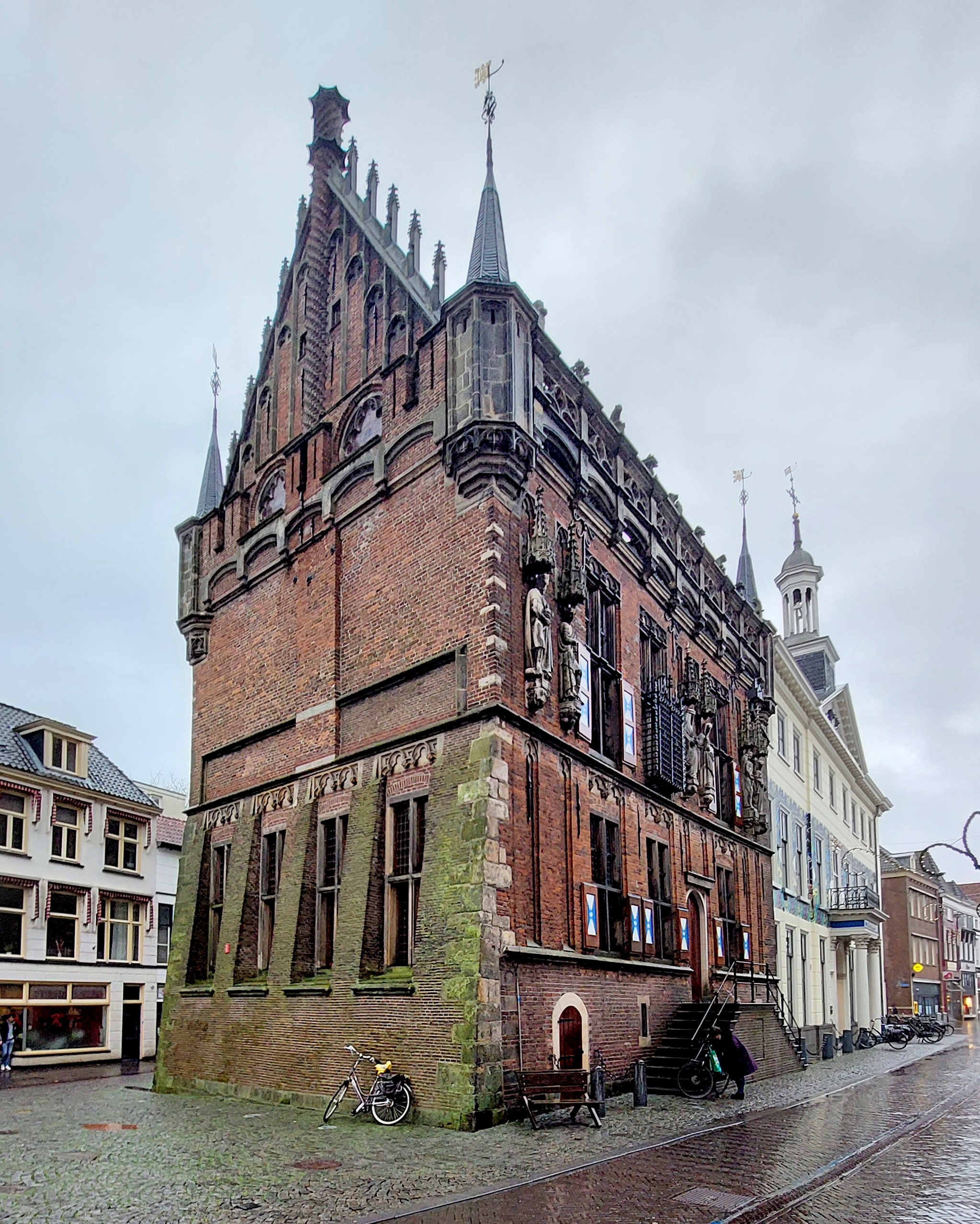
Ayuntamiento de Kampen (ca. 1540/1550)
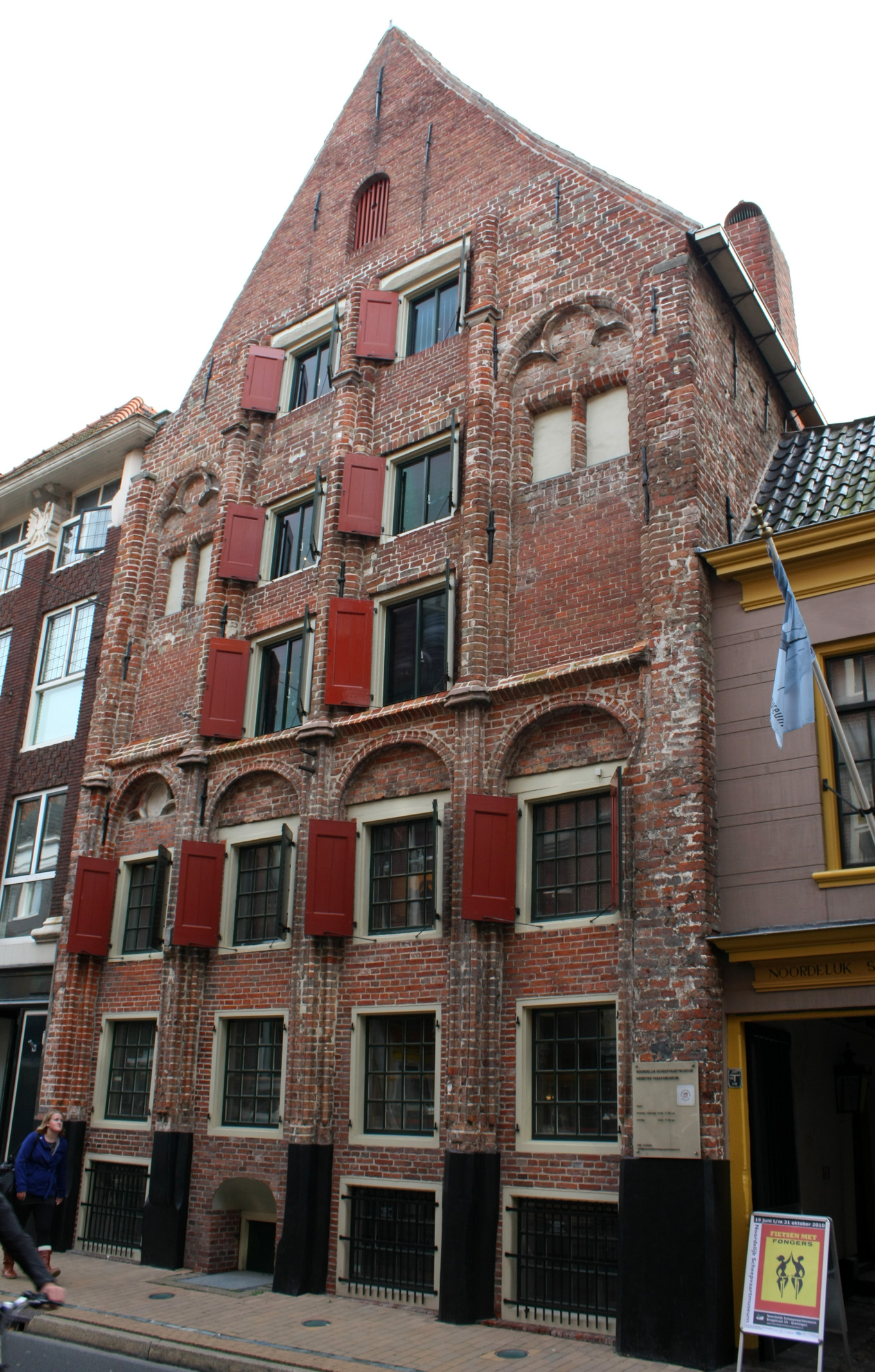
Casa gótica en Groninga

## Renacimiento

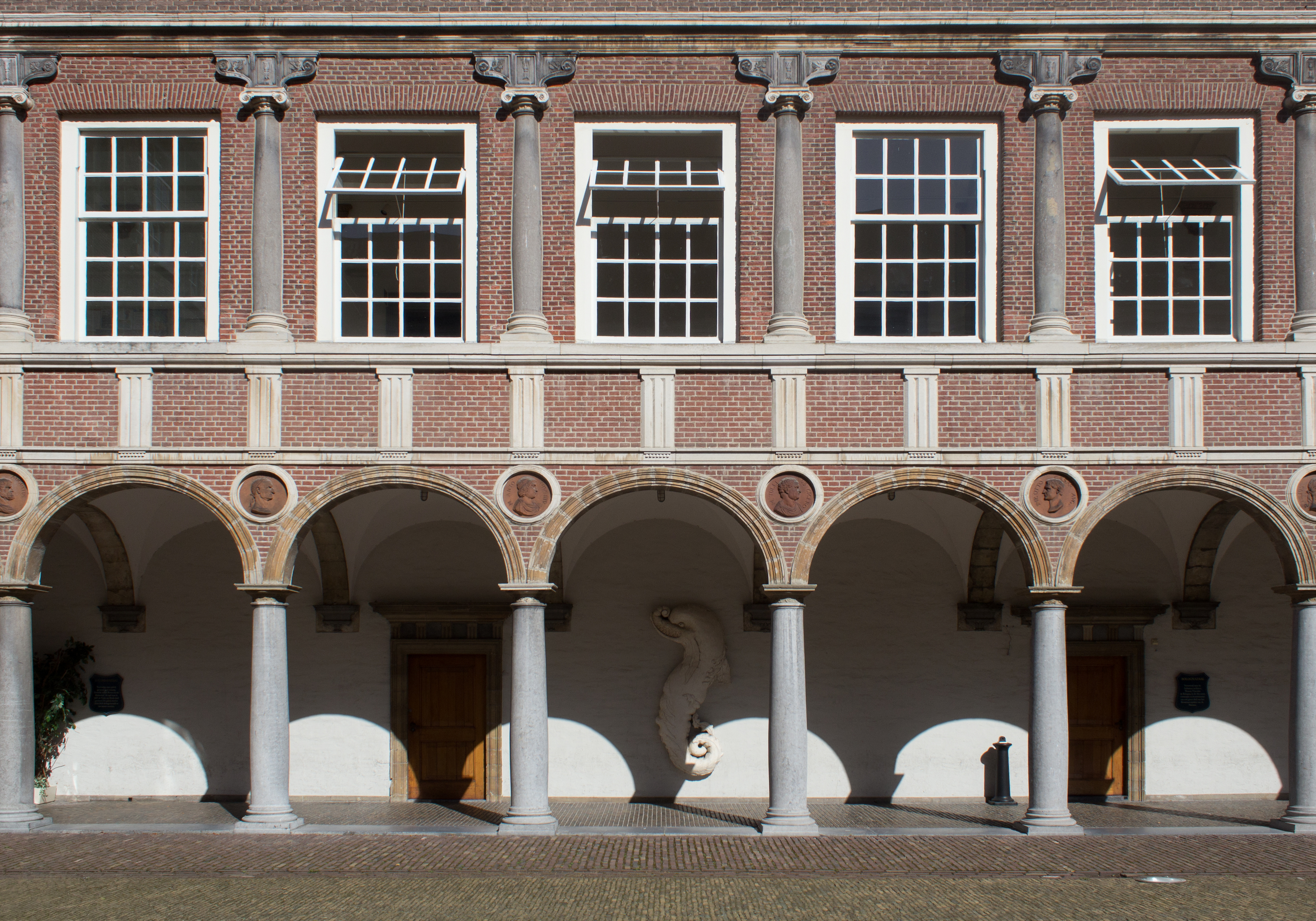
Fachada del patio del Castillo de Breda, construido hacia 1536.

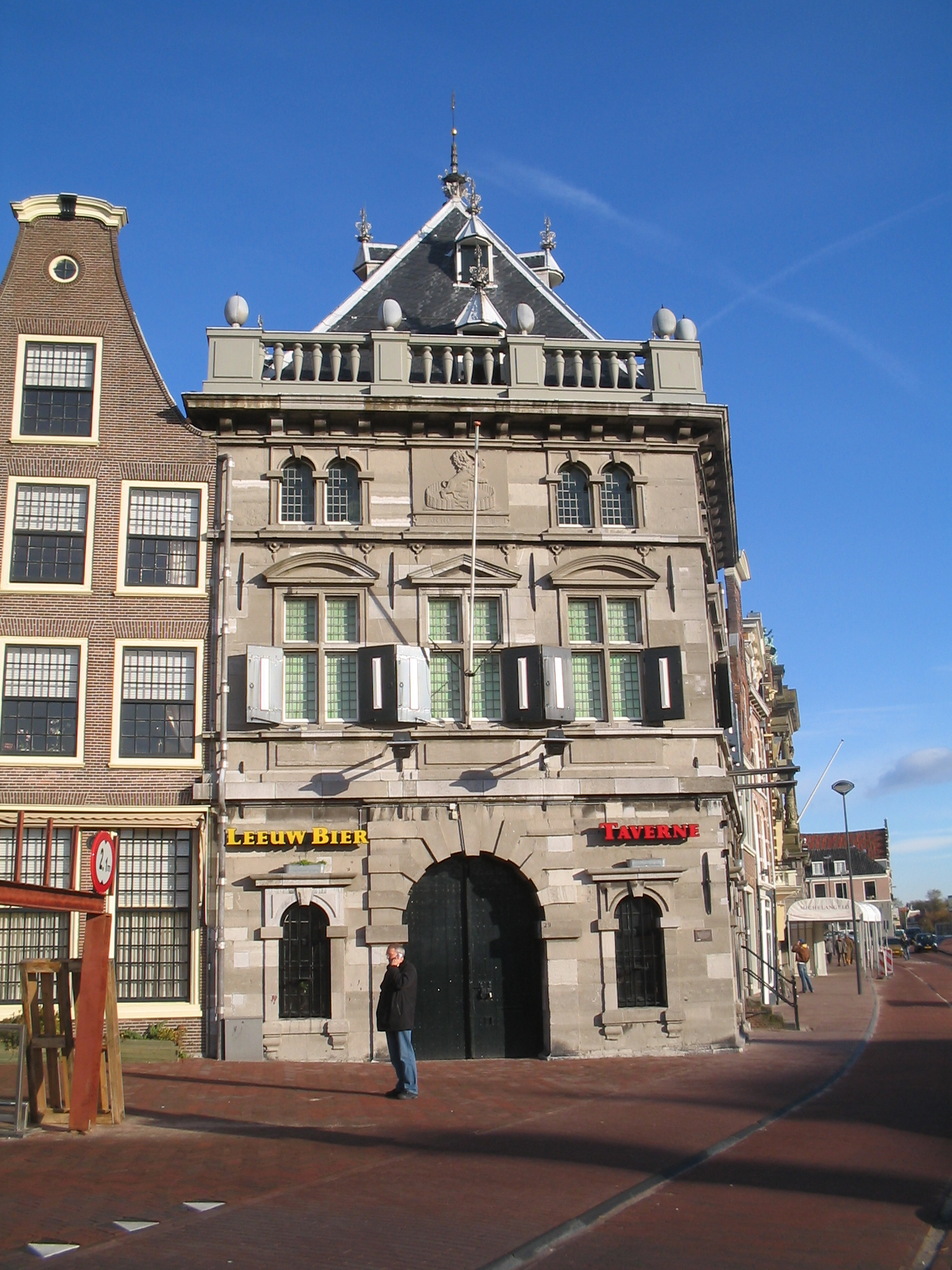
Waag (Haarlem)

El Renacimiento constituyó a finales del siglo XV y en el XVI un período de agitación cultural, acompañado de una gran efervescencia artística, que se reflejó también en la construcción dado que la propia concepción de la arquitectura estaba sujeta a cambios.
Durante este período, de 1566 a 1579, los neerlandeses, que se habían convertido en gran parte en protestantes (en su mayoría calvinistas), tuvieron que luchar contra los españoles, deseosos de aniquilar esta nueva religión vista como una herejía. También fue la lucha por la independencia, y los Países Bajos lo pagarán caro, ya que al final de los combates el país no será más que una tierra devastada por la guerra, pero que debido a la importante destrucción en algunas ciudades, estas últimas tuvieron que hacer un formidable esfuerzo de reconstrucción, que en ocasiones renovó por completo el paisaje urbano de determinadas ciudades. Estas luchas llevaron a la creación de la República de las Provincias Unidas en 1581, federando a siete provincias y formando una entidad independiente de la monarquía española.
La oposición entre una Flandes católica y las Provincias Unidas protestantes debe matizarse, sin embargo, en lo que respecta a las grandes comunidades católicas que quedaronn en el norte de los Países Bajos, particularmente en Holanda, donde se concentraban principalmente en Haarlem, y también en Utrecht y en Breda.

### La lenta asimilación de nuevas fórmulas ornamentales
Sin embargo, a pesar del fermento artístico e intelectual que se produjo con el Renacimiento, en la arquitectura, una comprensión estrecha de esta contribución la limitó con demasiada frecuencia a la inclusión de arabescos, de grotescos o de hermosos frontispicios a la antigua en el seno de una arquitectura que se mantuvo fiel a ella misma. En efecto, el Renacimiento no siempre fue bien comprendido por los constructores que sólo percibieron el significado ornamental y no el arquitectónico propiamente dicho, los esfuerzos realizados tanto por los arquitectos como por los patrocinadores para seguir lo que no era percibido más que como una moda italiana en el gusto de la época conducía a menudo a errores de interpretación. Además, los edificios construidos en esta época tenían sistemáticamente uno o más hastiales rectos o escalonados profundamente vinculados a las tradiciones constructivas y ornamentales neerlandesas. La decoración, a menudo pintoresca, comparable a las producciones germanas, ha sufrido muchos más cambios que la forma de edificar y de distribuir los edificios. Por ejemplo, uno de los últimos arquitectos góticos, Rombaut Keldermans, comenzó a adornar sus edificios de diseño medieval con ornamentos antiguos. Fueron Sébastien van Noyen y Guillaume van Noort quienes fueron los primeros en esforzarse por renovar el repertorio ornamental de la arquitectura neerlandesa, introduciendo pilastras decoradas con grutescos y frontones con conchas. La composición de las fachadas también evolucionó gracias a ellos, la inspiración vino de los castillos del Loira donde la división de las fachadas en paneles era particularmente marcada. Los entrelazados de piedra fueron especialmente apreciados en los Países Bajos, formados por tiras de cuero entrelazadas, en patrón de cuero cortado, que podría dibujar el delicado perfil de un hastial con volutas.
A diferencia de otros territorios europeos, en los Países Bajos se levantaron pocas construcciones monumentales o lujosas. De hecho, la belleza en la arquitectura civil sólo se buscaba a través de la simplicidad, de la sinceridad de las formas y del sutil juego de proporciones. Pese a ello, en los Países Bajos no hubo en rigor una fase clásica o severa de la arquitectura renacentista, como la arquitectura de Philibert Delorme en Francia, ya que el clasicismo holandés no se manifestó hasta una vez finalizado el Renacimiento, aunque este clasicismo podría haber sido perfilado por arquitectos como Hendrik de Keyser, diseñador en particular de la antigua Bolsa de Ámsterdam construida entre 1608 y 1611.

#### Las colecciones de modelos
Como en casi todo Europa, los catálogos de planchas arquitectónicas impresas fueron de gran utilidad en la asimilación de nuevos principios arquitectónicos, o en su defecto, de las antiguas fórmulas ornamentales. Un ejemplo famoso fue Architectura, publicado en Amberes en 1563 por el pintor y arquitecto neerlandés Hans Vredeman de Vries. De Vries comenzó a publicar colecciones de modelos a partir de 1555, su Architectura fue traducida al francés en 1577. Mencionó en particular las particularidades neerlandesas locales: «Tenemos otras condiciones en nuestros antiguos Países Bajos, especialmente en las ciudades comerciales donde el terreno es estrecho y caro», abogando así por la reinterpretación de los modelos italianos por parte de los arquitectos nórdicos. Asimismo, también impulsó el uso de la policromía arquitectónica, mediante el uso concomitante de piedra y ladrillo, haciendo referencia a las tradiciones constructivas y decorativas de los Países Bajos.

### Arquitectura civil e ingeniería civil

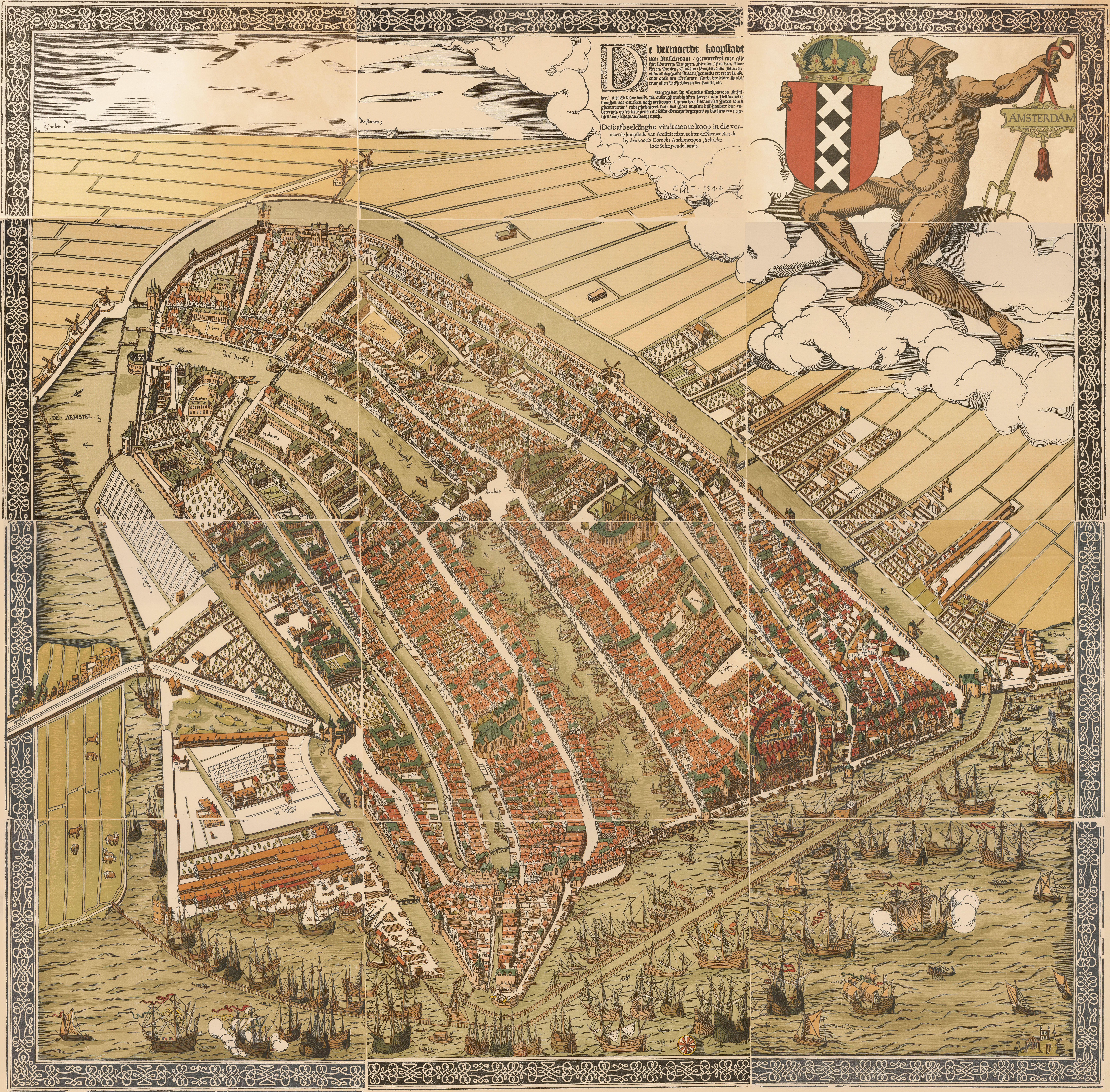
Xilografía que representa Ámsterdam en 1544.

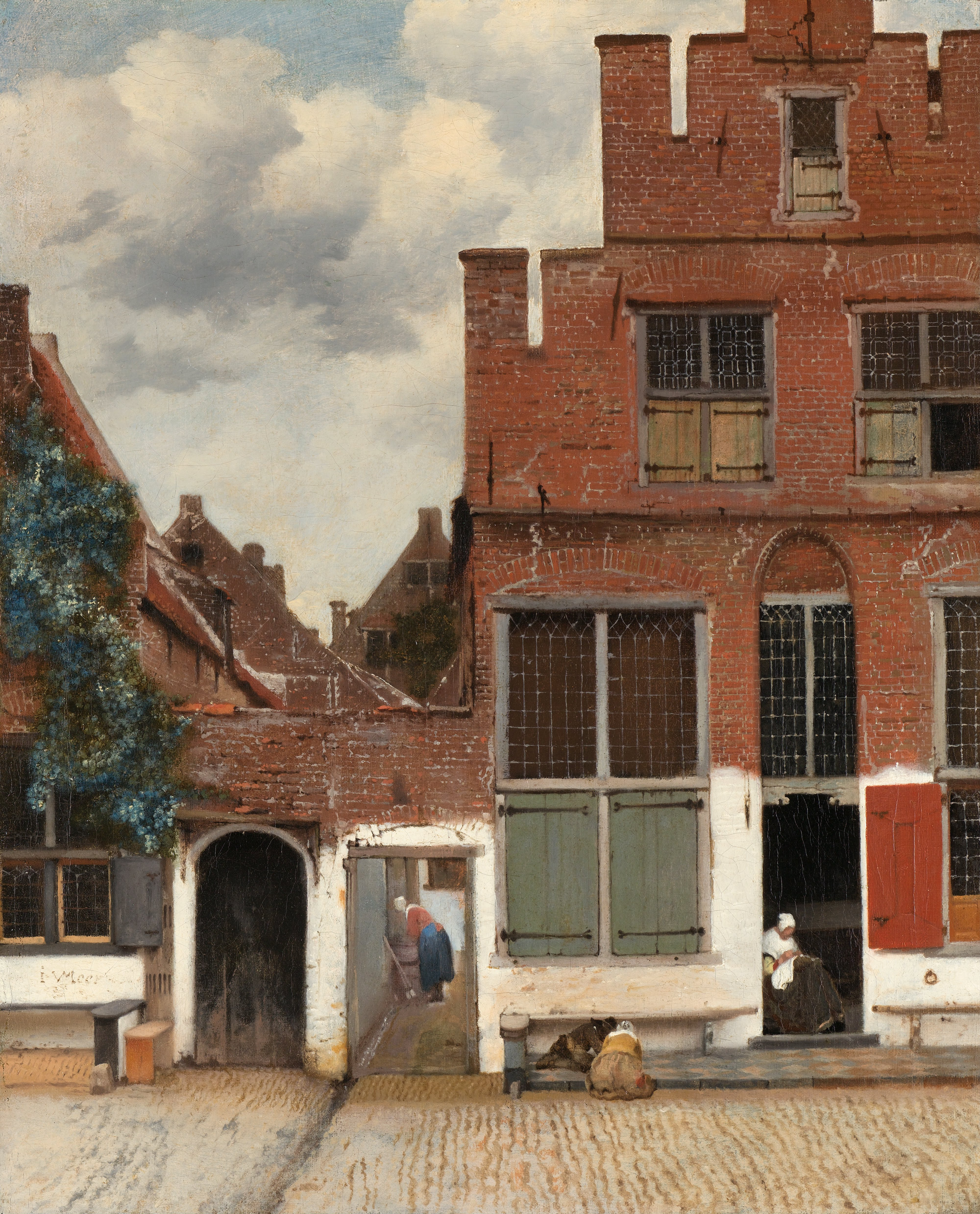
La callejuela, pintado por Vermeer alrededor de 1657-1658, que representa un callejón y una casa renacentista ahora destruida en Delft.

El castillo de Breda es un ejemplo de arquitectura civil renacentista en los Países Bajos, que fue construido alrededor de 1536 según los planos de un arquitecto italiano de Bolonia que, de hecho, importó un clasicismo todavía muy raro en esta época era en las regiones del norte.
La arquitectura civil experimentó su primer auge en el siglo XVI, debido al desarrollo del comercio en las principales ciudades, pero también a la importante inmigración hacia el norte de los Países Bajos, debido a las guerras de religión y la revuelta contra los españoles. Este aumento demográfico debido a la inmigración de flamencos y francófonos de las provincias del sur, así como al crecimiento del comercio, llevó a la duplicación de la población de Leiden en el siglo XVI y a un aumento significativo del número de habitantes en Ámsterdam al mismo tiempo. Fue durante este período cuando las ciudades comenzaron, con vistas a su reurbanización urbana, a cavar en su interior canales, utilizados para el drenaje de tierras y el transporte de mercancías y personas. En el mapa de Ámsterdam que se muestra al lado, la importancia de los canales dentro de la ciudad es evidente. El más importante de ellos fue el del Amstel, atravesando la ciudad por su centro, con el Damrak al norte, formando un verdadero puerto interno, dentro de la ciudad (la zona fue posteriormente drenada). En cuanto al canal que rodea la ciudad, el Singel, originalmente formaba parte integrante del sistema defensivo, más allá del cual se extendía la ciudad a partir del siglo XVI. Sin embargo, fue en el siglo XVII cuando estas redes de canales se desarrollaron plenamente, en particular con la construcción en Ámsterdam del Herengracht, del Keizersgracht y del Prinsengracht.
Estos canales estaban bordeados de casas estrechas construidas de ladrillo, sin embargo, hoy en día se encuentran con mayor frecuencia casas del siglo XVII, del siglo XVIII o incluso del siglo XIX, pero los edificios que datan del Renacimiento son mucho más raros. La Ruelle (o Fachada de una casa neerlandesa), pintado hacia 1658, representa así el arquetipo de la casa renacentista neerlandesa, construida en ladrillo, en la planta baja enlucida de blanco, con un hastial tallado y ventanas acristaladas de pequeños cuadrados. De esta obra emerge una armonía natural entre los tonos rojos y oscuros frente a un cielo pesado, tan característico del paisaje urbano neerlandés.

#### Polderización
Fue también a partir del Renacimiento cuando el saneamiento, utilizado desde la Edad Media, se implementó plenamente y permitió recuperar numerosas tierras. Así, se desarrollaron más de 45 000 hectáreas entre 1565 y 1615. Los pólderes en sentido estricto no se consideran como integrantes del campo de la ingeniería civil, a diferencia de los canales de drenaje, esclusas y diques necesarios para su creación. Tras las sucesivas incursiones desde el mar del Norte en Holanda y Zelanda entre los siglos XII y XIV, los agricultores tuvieron que construir diques destinados a fortificar las dunas existentes. Este trabajo se continuó ardorosamente durante el Renacimiento, pero sólo fue posible eliminar el exceso de agua en las tierras pantanosas. El drenaje será posible gracias a la construcción de molinos de viento, que sólo se utilizarán a partir del siglo XVII y permitirán, en particular, el bombeo de los lagos interiores.

### Edificios religiosos

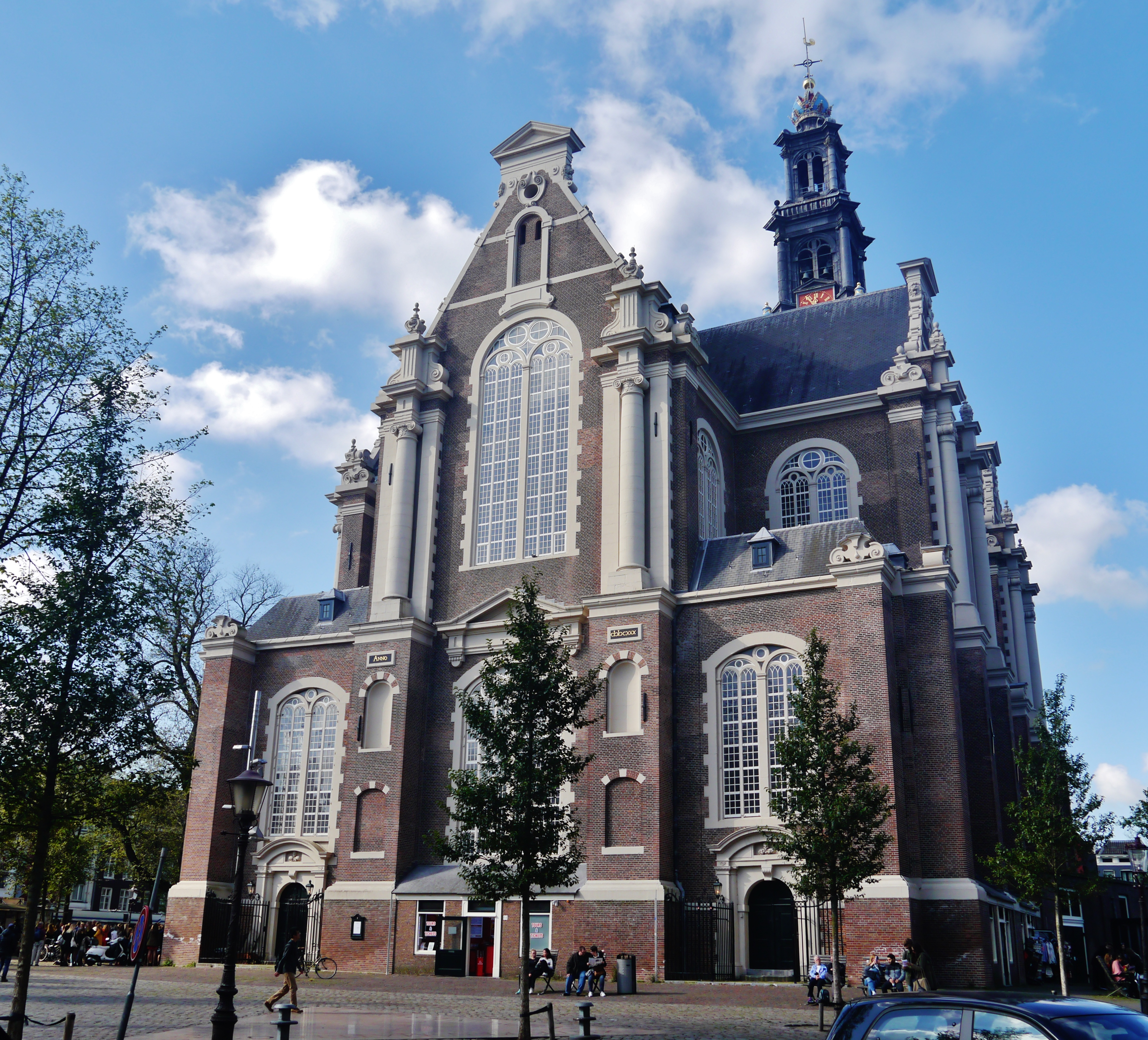
Westerkerk (1620-1631) de Ámsterdam, obra de Hendrick de Keyser

El protestantismo, de obediencia calvinista, que se extendió por los Países Bajos a partir de la primera mitad del siglo XVI tuvo una notable influencia en la evolución de la arquitectura. Esto provocó que las iglesias fueran despojadas de todo ornamento (se recubrieron todas las decoraciones pintadas y se quitaron las vidrieras) y que las nuevas construcciones, incluidas las seculares, eliminaron la exuberante decoración que se había exhibido a principios del Renacimiento. Un gran número de obras de arte fueron destruidas durante el alboroto de los iconoclastas a partir de 1506; las iglesias no fueron necesariamente demolidas, pero sí sistemáticamente destruidas las estatuas, vidrieras y pinturas que albergaban. Cuando el protestantismo se afianzó definitivamente en los Países Bajos a partir de 1536, las iglesias católicas se transformaron en templos protestantes, pero las iglesias góticas no se prestaban bien a su nuevo uso porque el templo sólo consta de una gran sala, y por tanto no necesita de naves laterales, capillas o una cabecera. Los muros de las iglesias góticas transformadas estaban desnudos y blancos, las capillas y el ábside fueron destruidos o simplemente cerrados. En la nave y el transepto los bancos se dispusieron a modo de anfiteatro. Muy a menudo, las arcadas, las basas, los fustes, los capiteles de las columnas se ocultaron o fueron mutilados.

### Edificios públicos

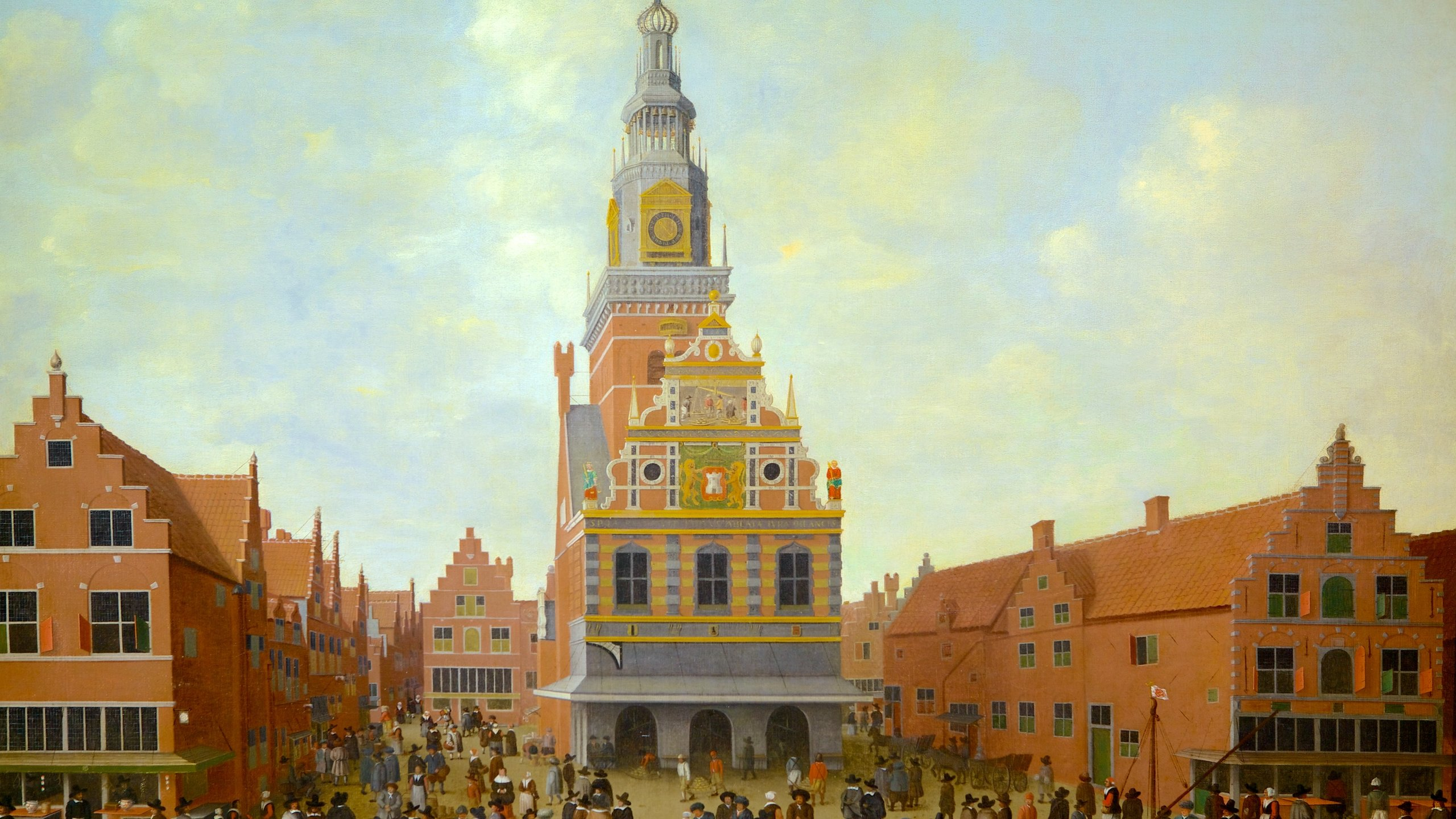
El peso público de Alkmaar, este edificio fue construido a finales del, pintor desconocido.

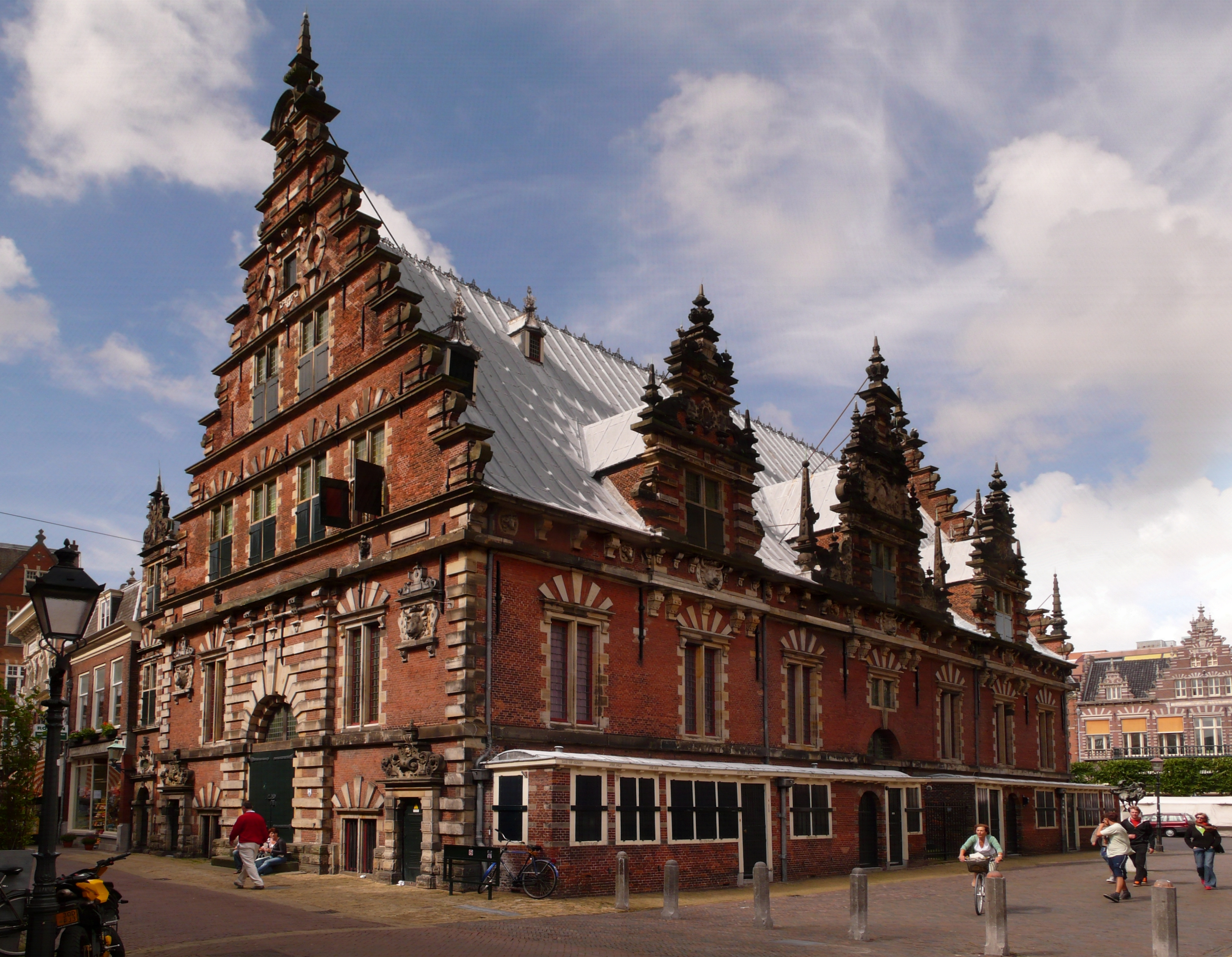
El mercado de carne (Vleeshal) de Haarlem, construido en 1603

La Bolsa de Ámsterdam (1608-1611), construida por Hendrik de Keyser, pintada por Job Berckheyde hacia 1670, lienzo conservado en el Museo Boijmans van Beuningen, en Róterdam.

Si la arquitectura neerlandesa todavía dependía de sus vecinos al inicio del Renacimiento, hacia finales del siglo XVI empezó a destacar y tomar un camino singular. Se crearon nuevos edificios públicos, como las casas de pesas y medidas (Stadswaage), las casas de moneda (s’Ryks Munt), las lonjas de queso (Käsewaag) y los mercados de carne (Vleeshal). Los monumentos más importantes serán los ayuntamientos, los pesos públicos y los mercados en general, que estarán adornados con una riquísima decoración, cuya ornamentación tendiente al barroco se concentrará a la altura de los hastiales escalonados o volutas, al ejemplo del Halle aux viandes de Haarlem, construido en 1603 por Lieven de Key. En este último, el arquitecto se preocupó de dinamizar la fachada mediante el uso combinado de ladrillo y piedra, esta última utilizada en almohadillados a la altura de los marcos de puertas, ventanas y esquinas. Situada en el antiguo mercado (Oude Grœn Markt), entre la iglesia de San Bavón y el Ayuntamiento, la Antigua Carnicería es el monumento más famoso de Haarlem. Una descripción del mismo se da en un artículo de Le Tour du monde fechado en 1895, que va acompañada de una curiosa interpretación arquitectónica:

Las líneas de los frisos se curvan en sus extremos en forma de proa, sobre la que se encuentran una cantidad de piramidiones. con tallo frágil, base hinchada. Las grandes cabezas de animales [de bueyes y ovejas 24 ] colocadas debajo de estos frisos confieren al conjunto un carácter muy acentuado de arte oriental, que se diría inspirado en los templos de Java o Angkor.
« Les lignes des frises s'incurvent à leurs extrémités en forme de proue, sur lesquelles se dressent une quantité de pyramidions à tige frêle, à base renflée. De grosses têtes d'animaux [de bœufs et de moutons] placées au-dessous de ces frises donnent à l'ensemble un caractère très accentué d'art oriental, qu'on dirait inspiré par les temples de Java ou d'Angkor. »
Le Tour du monde (1895)

Indonesia (incluida la isla de Java) no se convirtió gradualmente en colonia neerlandesa hasta 1605, y hasta 1750 la isla de Java fue dominada por los neerlandeses. En cuanto a los templos de Angkor, no fueron redescubiertos por los europeos hasta la década de 1860.
También fue durante el Renacimiento cuando se construyó el ayuntamiento de Utrecht (1547) y especialmente el ayuntamiento de Leiden, en 1595, por Lieven de Key. Leiden atravesaba entonces un período de gran prosperidad (debido a su floreciente comercio textil) y tenía que demostrar su poder modernizando sus edificios públicos, siendo el más importante, por supuesto, el ayuntamiento. Lieven de Key diseñó entonces para este último una nueva fachada cuya exuberante decoración tomó prestados sus motivos del Renacimiento italiano reinterpretados según el gusto neerlandés (entre ellos ornamentos clásicos, como columnas y pilastras estriadas, frontones triangulares u balaustradas, combinados con una decoración procedente de las tradiciones locales, como los opulentos hastiales con volutas que marcan las entradas).

Ayuntamientos renacentistas
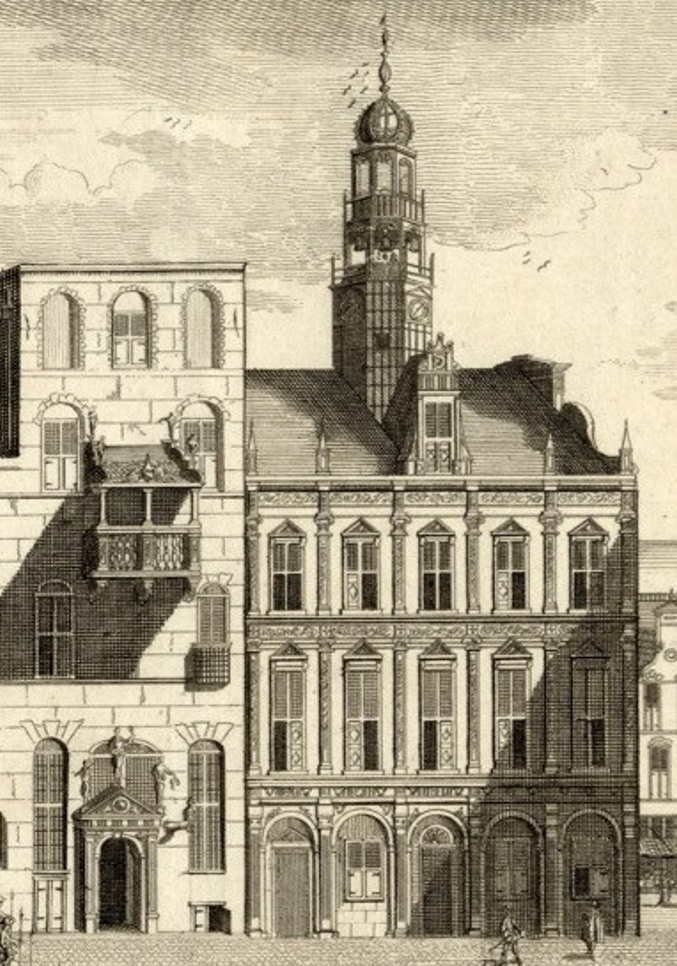
Detalle de un grabado que representa el ayuntamiento de Utrecht construido por William van Noort en 1547
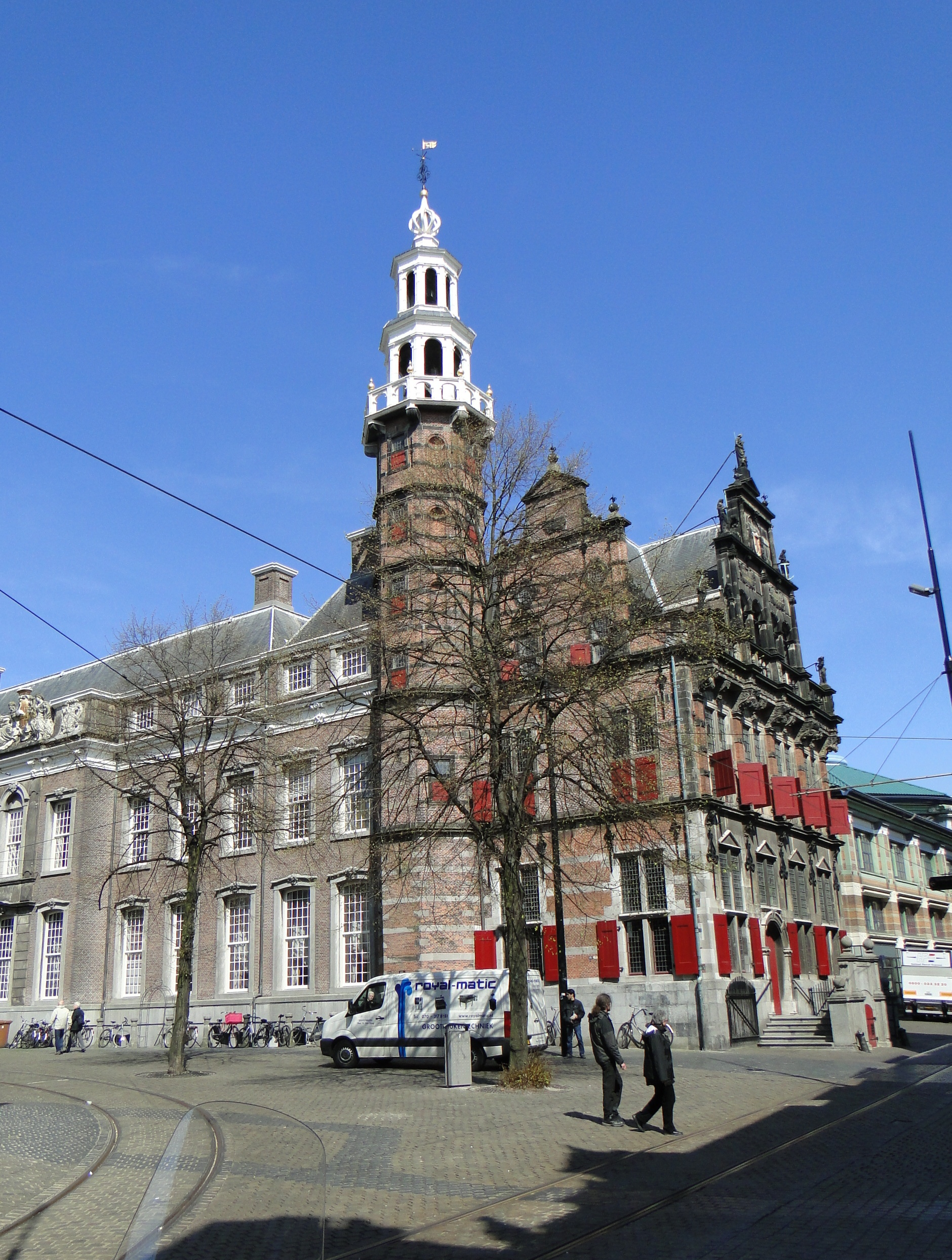
Antiguo Ayuntamiento de La Haya (1561-1565)
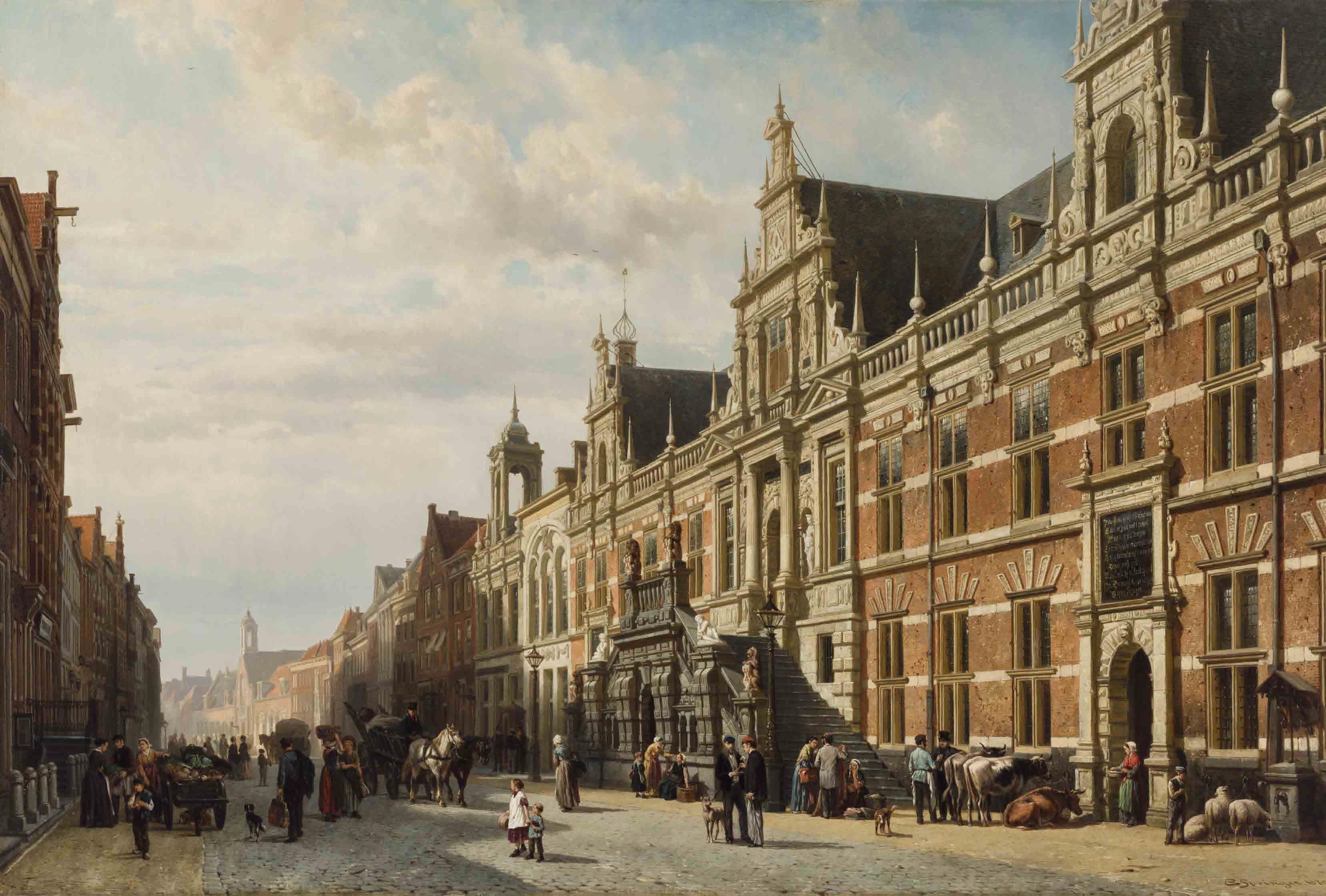
Ayuntamiento de Leiden (1595-1600) por Lieven de Key, pintado por Cornelis Springer en 1870 (Het stadhuis te Leiden).
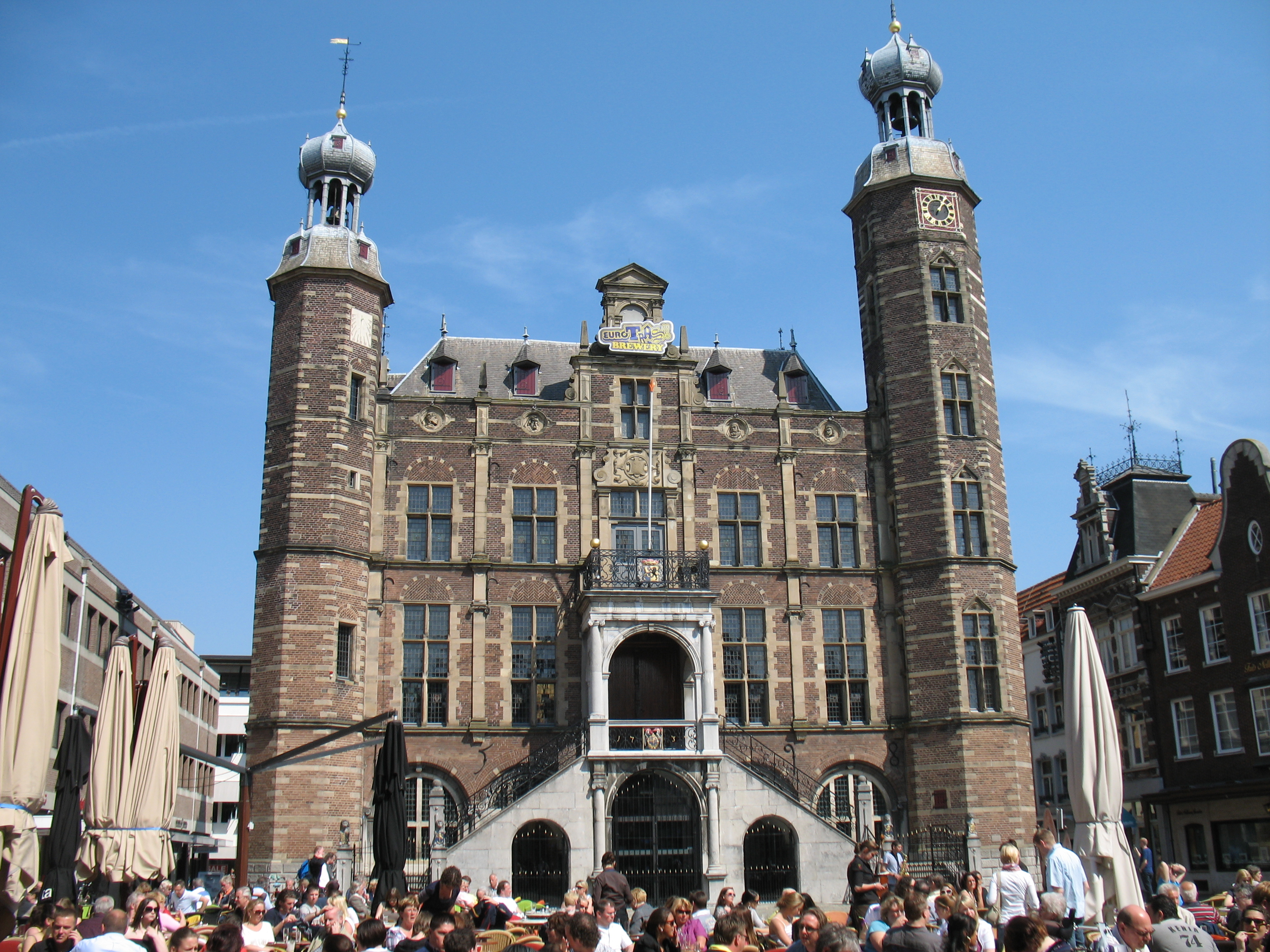
Ayuntamiento de Venlo (1597-1599), obra de Willem van Bommel. Las escaleras y el rellano se añadieron en 1609 y yl baldaquino fue instalado en 1735 .
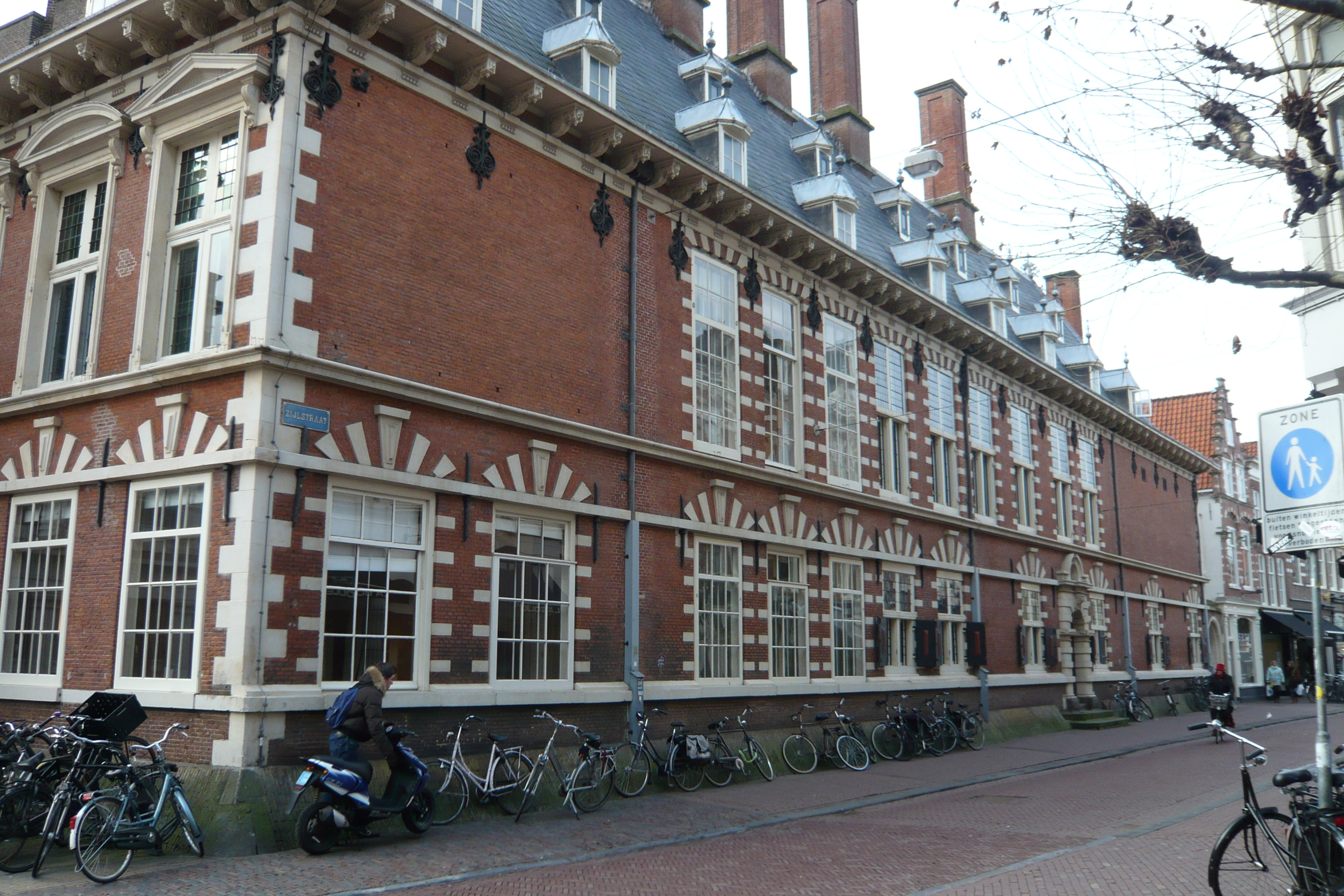
Ayuntamiento de Haarlem (1602-1604), edificio medieval con una ampliación de Lieven de Key
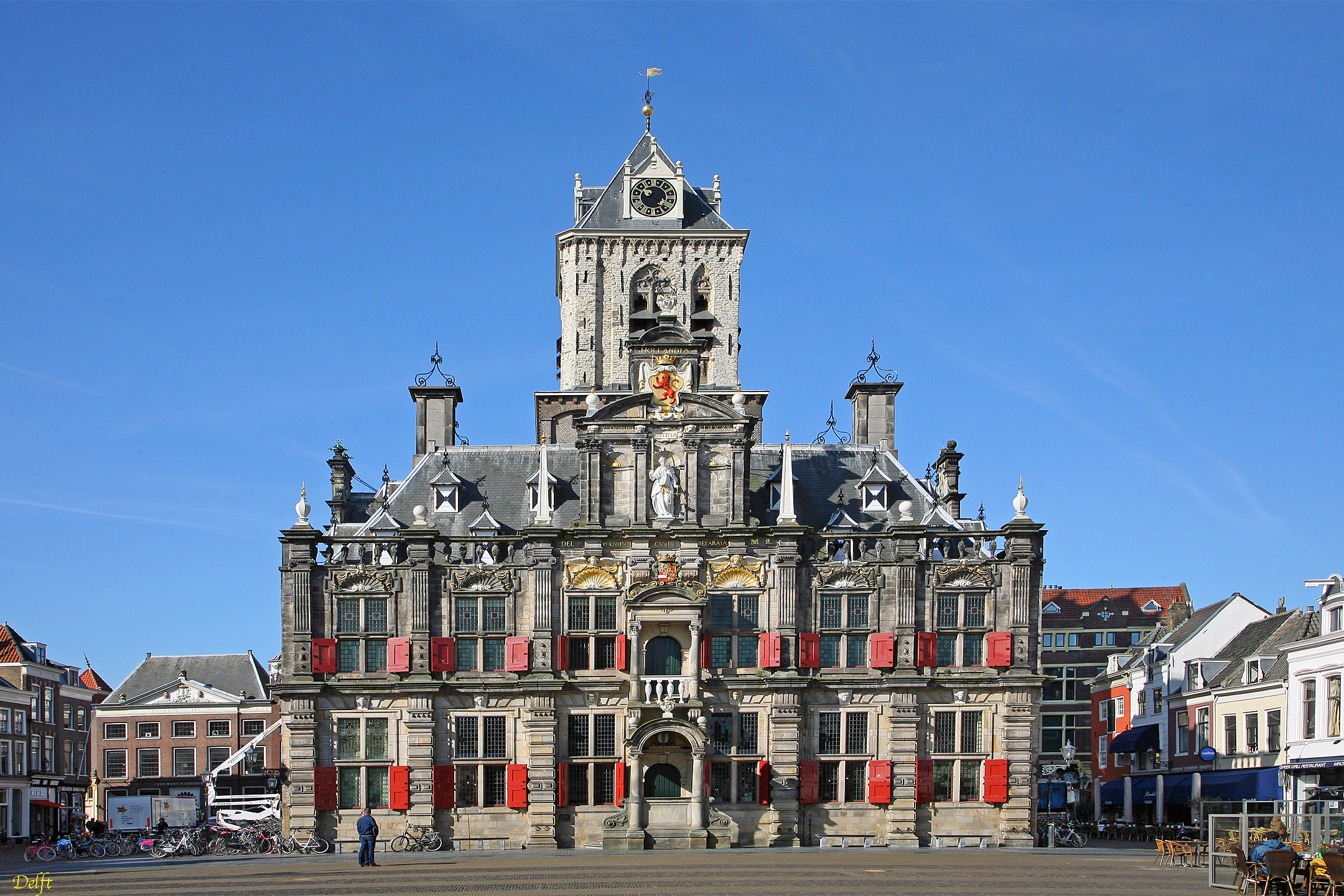
Ayuntamiento de Delft (1618-1620), de Hendrick de Keyser, muy alterado con el tiempo, fue restaurado a su apariencia renacentista

Otros edificios renacentistas
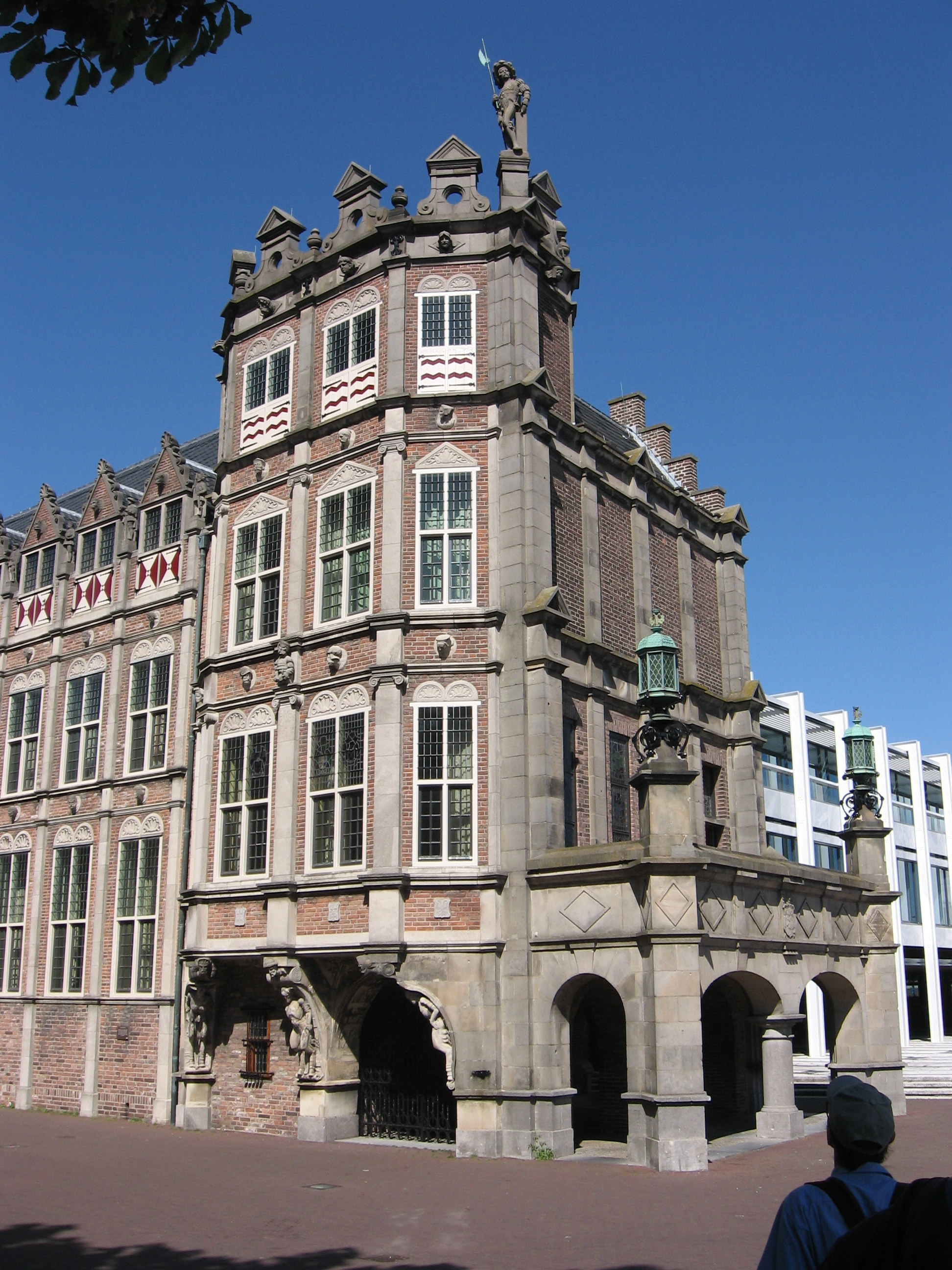
Casa del diablo en Arnhem, renovado palacio urbano (1539-1543)  llamado así por las  figuras de sátiros en la fachada
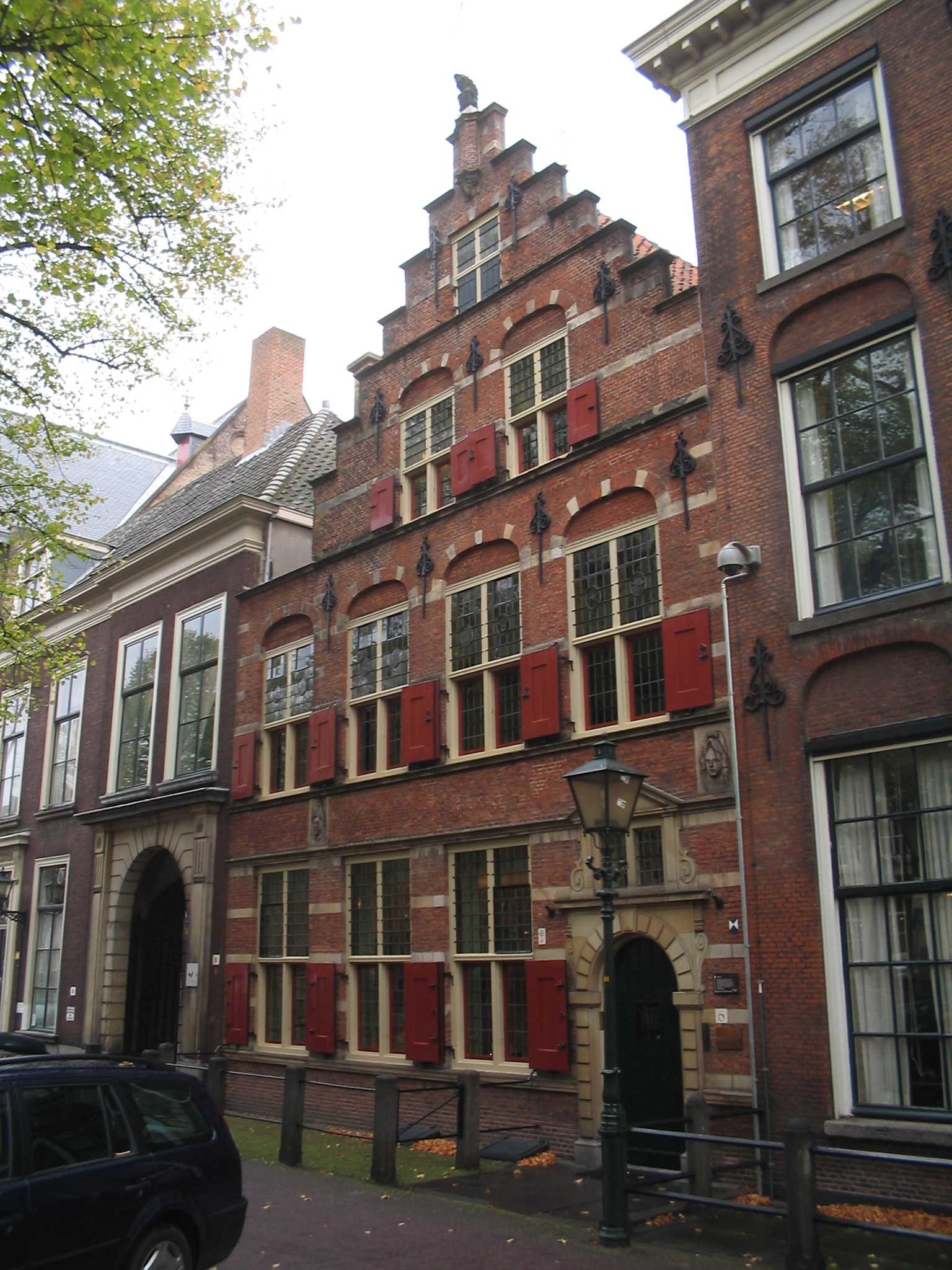
Pageshuis La Haya, casa del siglo XIV renovada en el XVI-XVII
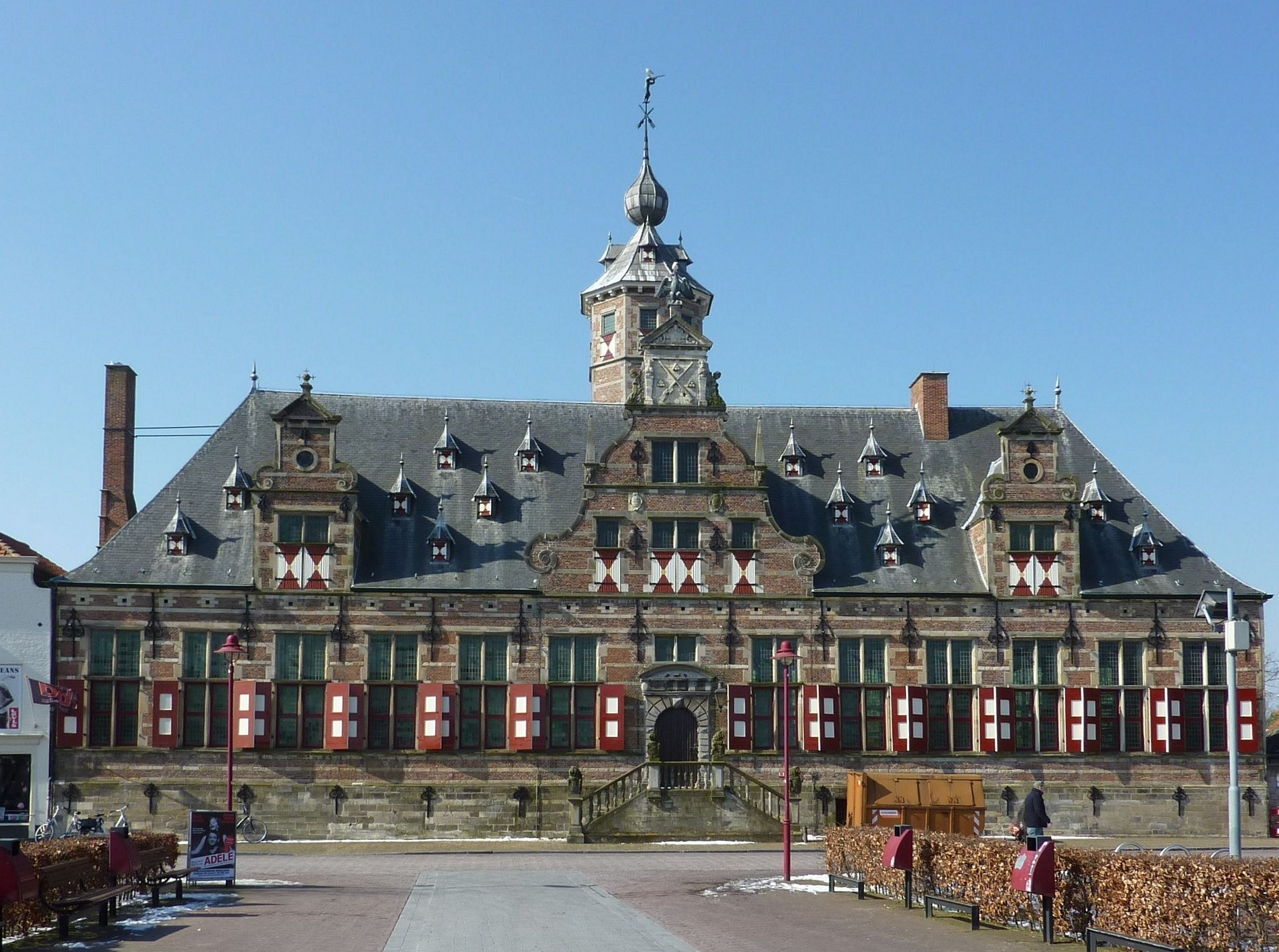
Kloveniersdoelen (1607-1611) en Middelburg, para los Kloveniers, una milicia de fusileros
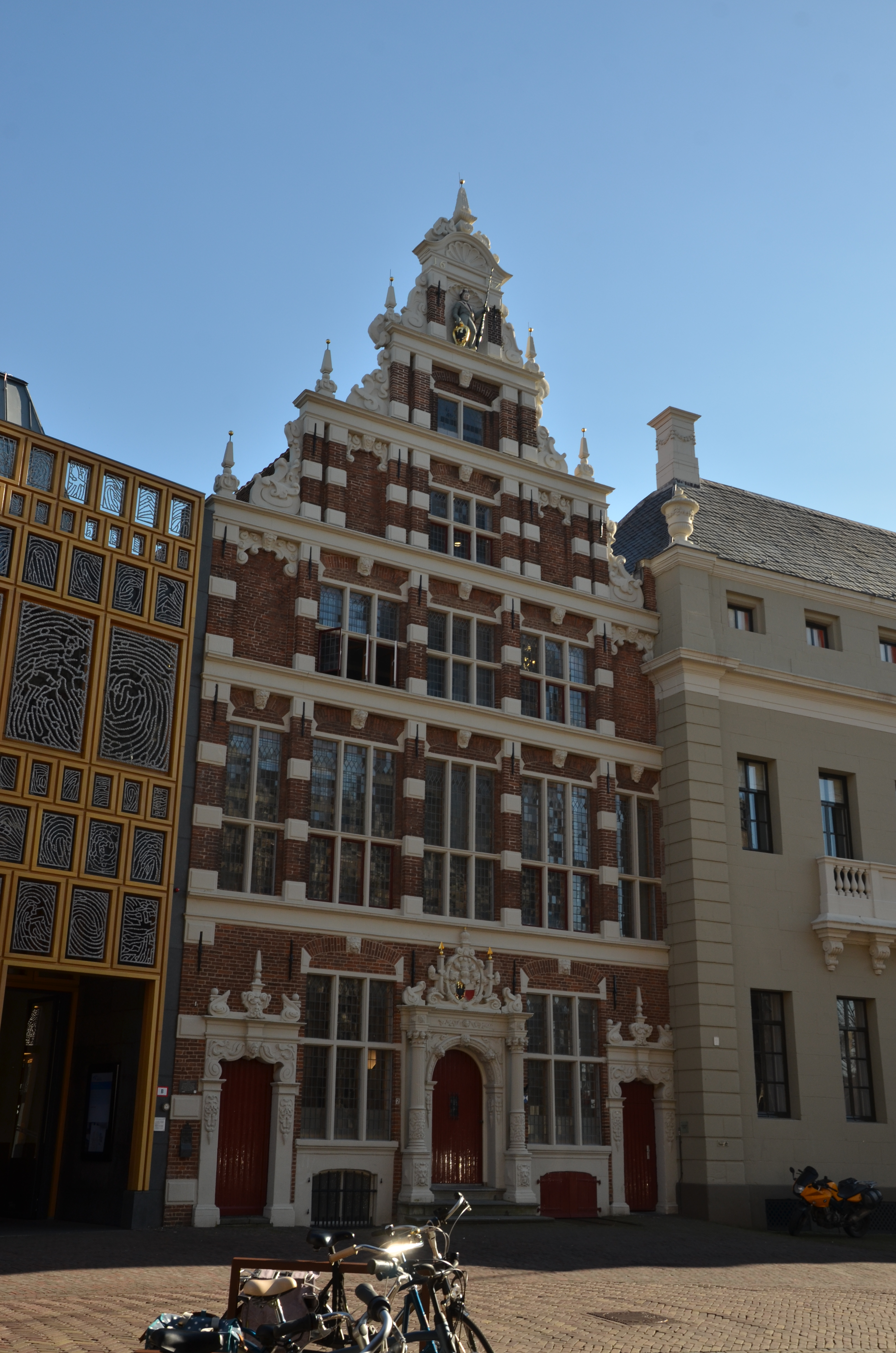
Landshuis (1631-1632) de Deventer, renovada para albergar al gobuerno provincial de Overijssel
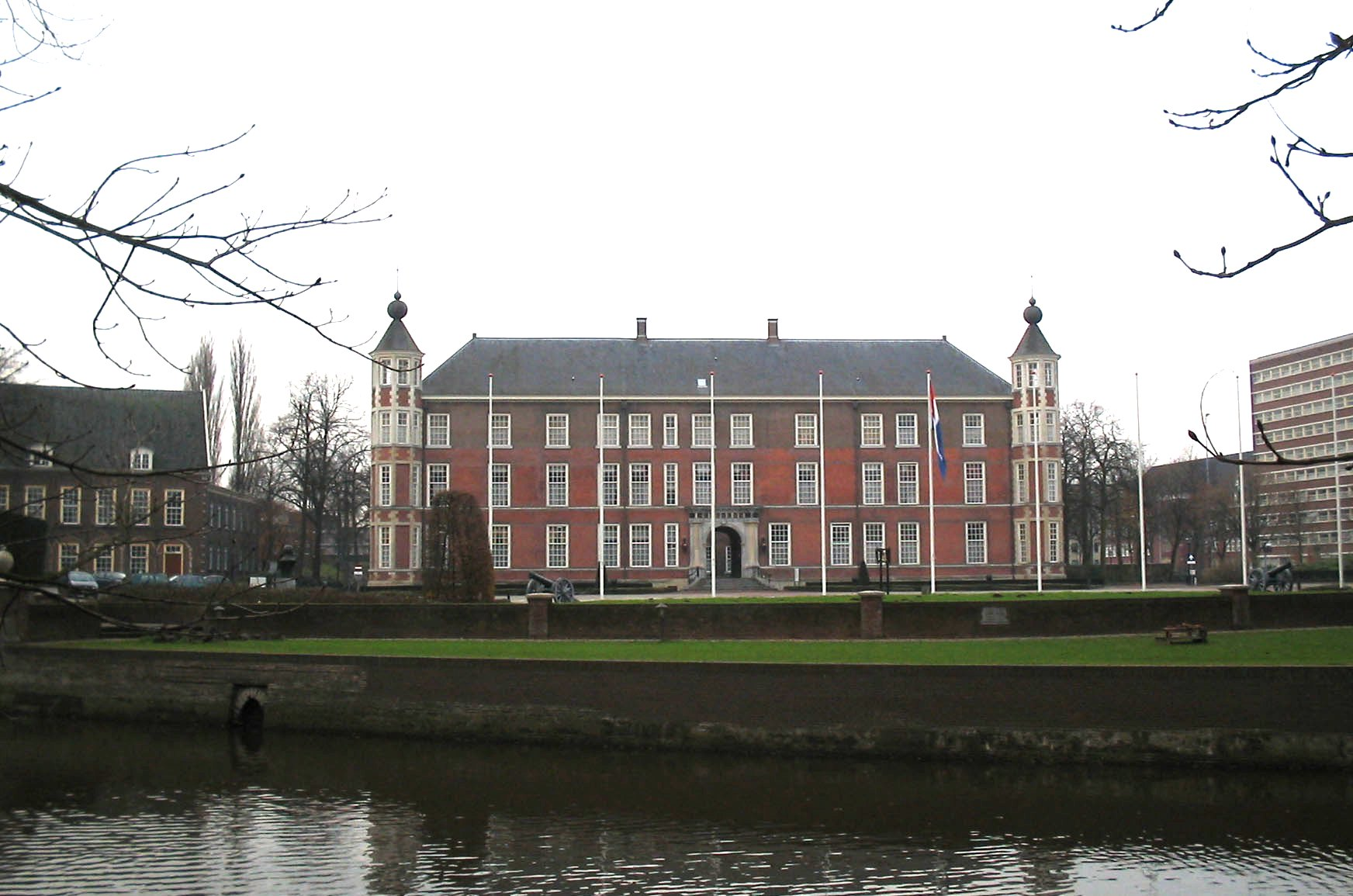
Castillo de Breda (1536-1540), renovado como palacio renacentista

#### Uso de los materiales
Cuando un edificio debía ser decorado con esculturas, los neerlandeses utilizaban con mayor frecuencia una piedra arenisca amarilla, fácil de trabajar para ornamentos que no requirieran mucha delicadeza de ejecución, como pilastras, bandas, cornisas. Estas piedras, extraídas de las canteras germanas, se dividían en dos tipos: la arenisca dura y marrón, procedente de las canteras de Dullewanger, y la arenisca ligera y blanda, procedente de Bremen. La construcción y decoración con ladrillos fue perfectamente dominada por los constructores neerlandeses en un país donde la piedra era, y es, un material escaso. El ladrillo podía utilizarse como mosaico policromado, o bien utilizarse como salientes, para formar molduras simples, bandas o cornisas más elaboradas. La piedra podía, sin embargo, tener su lugar en las cadenas de las esquinas, en las bandas o incluso en las arquivoltas de los arcos. Puede haber un cierto parecido entre los edificios construidos durante el Renacimiento en las regiones del norte de Europa (norte de Francia, Países Bajos, Inglaterra, Alemania, Suecia), ya que se generalizó entonces el uso de un aparejo  policromado de ladrillo y piedra y de bossages rústicos, así como un énfasis en las buhardillas y los hastiales. Una decoración abundante así como una compartimentación de las fachadas permite vincular muchos de estos logros al manierismo nórdico, que se desarrolló principalmente a partir de 1565, constituyendo la última fase de la arquitectura renacentista antes de la transición a la arquitectura clásica.

### Mobiliario
Fue a partir del siglo XVI cuando los opulentos interiores neerlandeses comenzaron a decorarse con azulejos de Delft dispuestos sobre las paredes que acompañaban a las tradicionales boiseries de roble. Los muebles neerlandeses del Renacimiento se inspiraban en los modelos italianos, pero mostraban una gran delicadeza en la ejecución. Todavía predominan los grandes arcones de tradición medieval, que suelen estar flanqueados por medias columnas, y suelen ir acompañados de motivos con perfiles de hombres y mujeres rodeados de volutas y follaje. Los sillones se vuelven más ligeros, con apariencia de patas torneadas, los apoyabrazos se curvan y ahora generalmente descansan sobre columnas. Otros muebles cobran mayor importancia, como las grandes mesas extensibles con patas torneadas y redondeadas, las camas esquineras decoradas con artesonados formando paneles decorados con arabescos, los asientos de respaldo alto con decoración de marquetería geométrica, presentando todavía algunas reminiscencias góticas. La influencia española no es muy significativa y sólo se nota en el detalle de las esculturas geometrizantes.

### Arquitectos neerlandeses del Renacimiento
Jacob van Aaken; Joost Jansz. Bilhamer (1541-1590); Cornelis Bloemaert (c. 1540-1593); Cornelis Frederickszn; Jan Heyns; Alaert du Hamel (1449-c. 1509); Lieven de Key (c. 1560-1627); Hendrik de Keyser (1565-1621); Willem van Noort (?-1556); Hans Vredeman de Vries (1527-c. 1607).

## SigloXVII

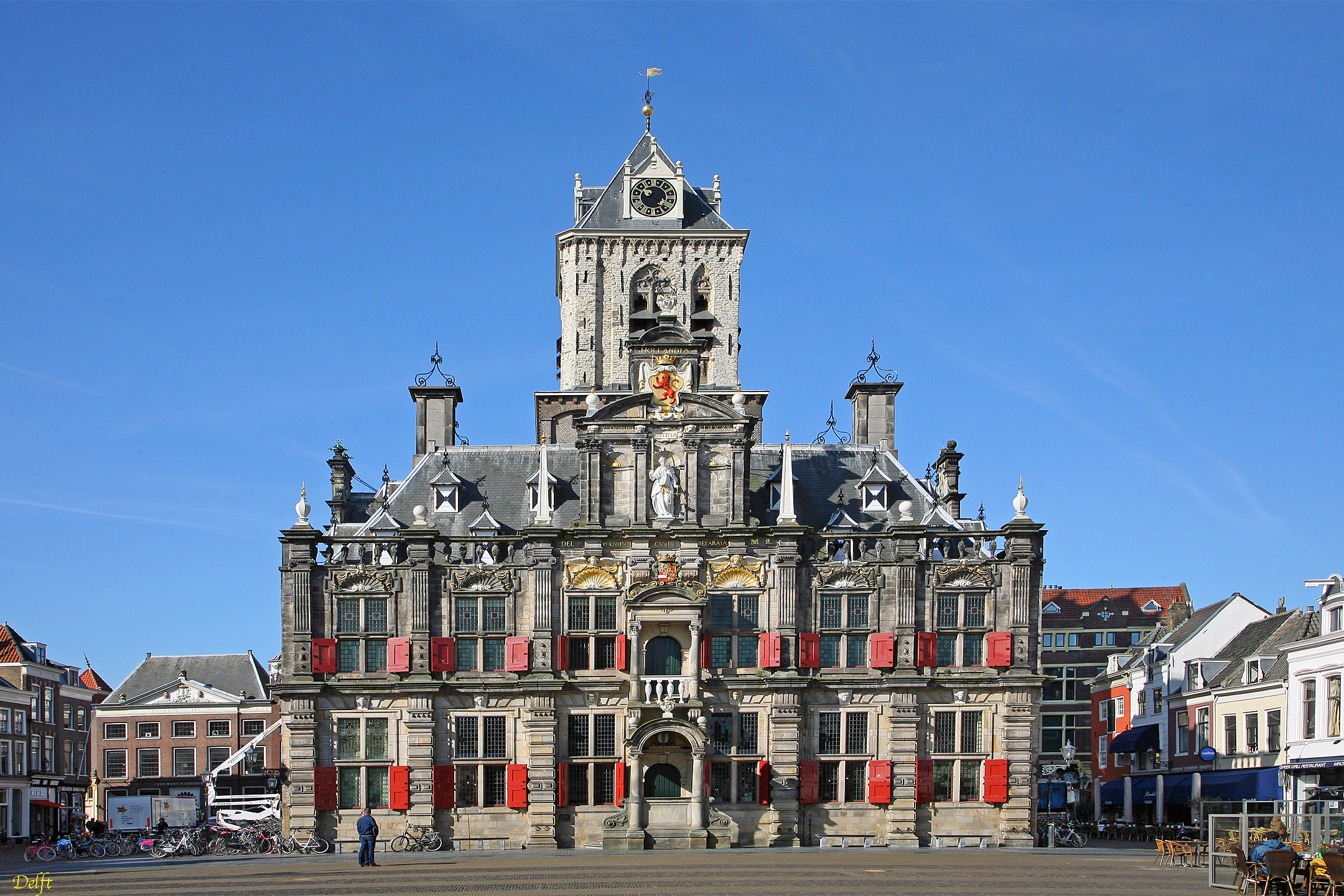
Ayuntamiento de Delft, reconstruido en 1618 por Hendrik de Keyser. Contiene todo el repertorio decorativo del Renacimiento, el arquitecto aún no cumple con las estrictas reglas del clasicismo holandésIl s'y retrouve tout le répertoire décoratif de la Renaissance, l'architecte ne se plie pas encore aux règles strictes du classicisme hollandais.

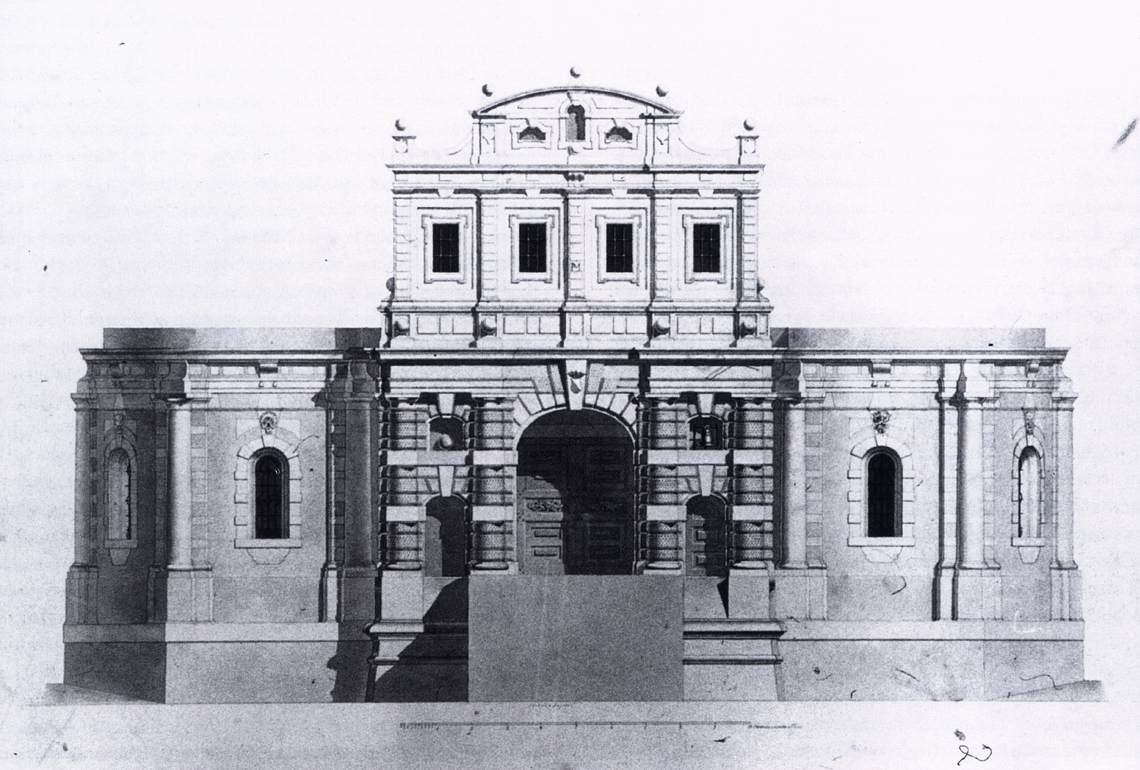
Alzado de la Puerta de Santa Catalina en Utrecht (1621-1625).

En el siglo XVII, el Siglo de Oro neerlandés, en el que la pintura tendía a tener prioridad sobre todas las demás artes. Sin embargo, fue durante este siglo cuando se desarrolló en la arquitectura el clasicismo holandés, encarnado por Jacob van Campen, que predominaría en los Países Bajos durante casi tres siglos. El clasicismo holandés teóricamente solo abarca el siglo XVII, y finaliza con la fase tardía (1665-1700) conocida como estilo Strakke. Sin embargo, la arquitectura del siglo XVIII y gran parte del XIX constituye una extensión de esta arquitectura muy adaptada al carácter templado de los neerlandeses. A pesar del gran lugar otorgado a la pintura, la actividad de los constructores neerlandeses en el siglo XVII fue muy importante, dado el poder y la riqueza adquiridos en ese momento por las Provincias Unidas, que acababan de liberarse del yugo español. Además, la Guerra de los Ochenta Años (1568-1648) entre las Provincias Unidas reunidas por la Unión de Utrecht en 1579 y las Provincias católicas del sur causó estragos en los Países Bajos septentrionales, favorables a la libertad de conciencia. Holanda, es decir las Provincias Unidas, se convirtió en el siglo XVII en la nación más rica de Europa, y además Ámsterdam se convirtió durante este siglo en el nuevo centro crediticio del continente y fue en el nuevo banco central público fundado en 1609 donde se negociaban las acciones. de las grandes empresas coloniales inglesas, neerlandesas y francesas, así como los préstamos concedidos por la ciudad y el Estado. Así, como escribió el historiador inglés Barbour en 1963: 

Donde se invirtieron capitales neerlandeses, se drenaron pantanos, se abrieron minas, se explotaron bosques, funcionaron molinos y se crearon empresas comerciales...
Là où on investissait les capitaux hollandais, on asséchait les marécages, on ouvrait des mines, on exploitait des forêts, on faisait tourner des moulins, et on créait des compagnies marchandes.

### Desarrollo de un clasicismo arquitectónico
Si la influencia de la arquitectura barroca romana del siglo XVII es muy notable en los Países Bajos católicos meridionales, fue la influencia de la arquitectura veneciana, la que estuvo marcada por Andrea Palladio y Vincenzo Scamozzi, la que se adaptó mejor a los Países Bajos septentrionales, mayoritariamente calvinistas, y que por supuesto no deseabas adoptar la arquitectura de la Contrarreforma. La arquitectura clásica francesa también jugará un papel importante en la redefinición de la arquitectura neerlandesa. Este deseo de lograr en arquitectura un clasicismo estricto no fue tanto un deseo de ajustarse a los cánones estéticos de la antigüedad grecorromana como un deseo de ajustar la construcción a la austeridad y a la sobriedad de la nueva religión protestante, aunque también de exponer la ruptura de las Provincias Unidas con el feudalismo encarnado por la arquitectura barroca, pudiendo evocar la llamada del clasicismo de la Antigüedad clásica tanto a la República romana como a la democracia ateniense. Este clasicismo se manifestó a partir de la década de 1620, con la Puerta de Santa Catalina en Utrecht, hoy destruida, y que realmente despegó a partir de la muerte del príncipe Mauricio de Nassau en 1625, lo que marca el final de una era para los Países Bajos septentrionales y la verdadera entrada de este último en el siglo XVII.

### Edificios religiosos

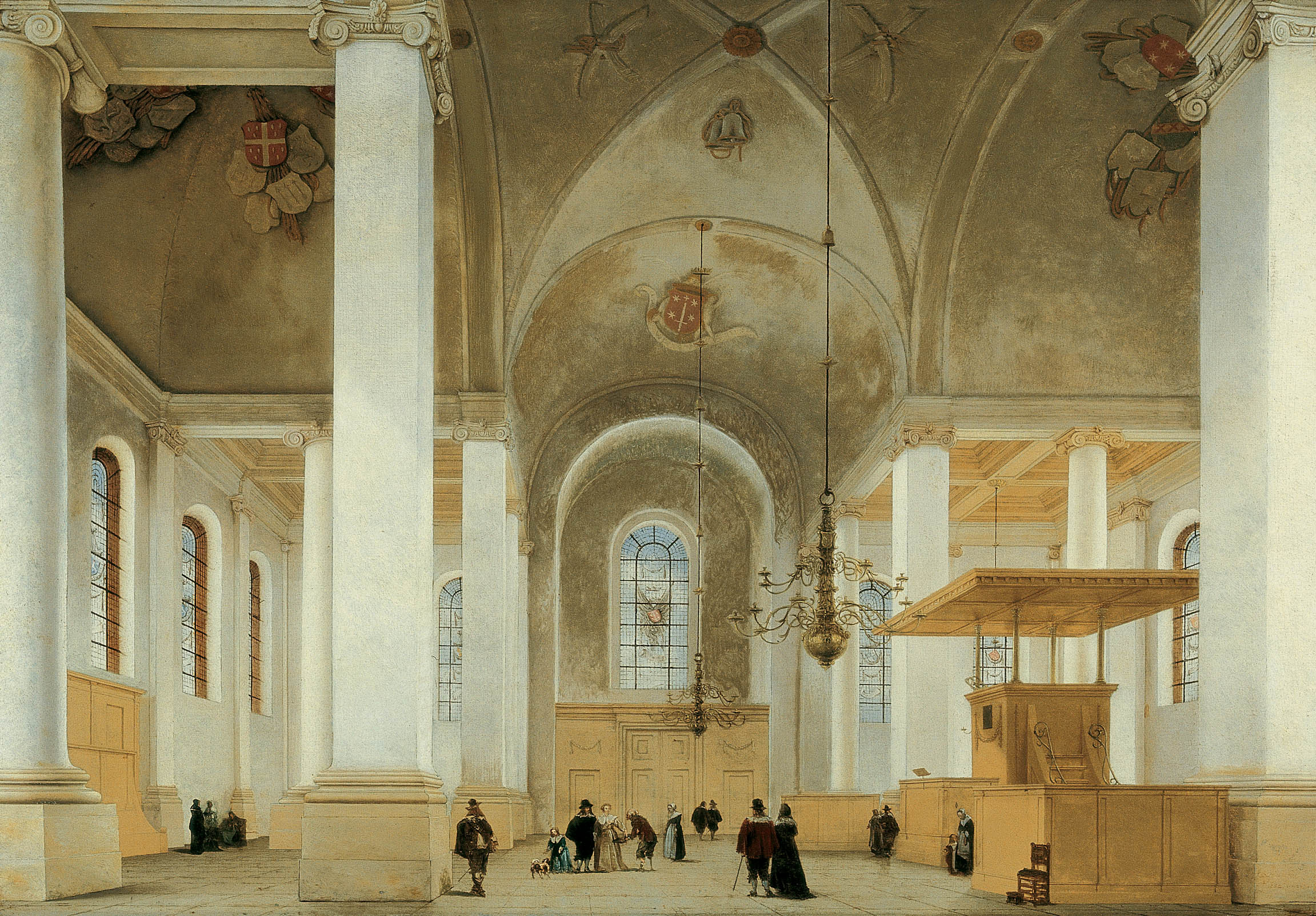
Interior de la Iglesia Nueva de Haarlem (obra de Pieter Jansz Saenredam, 1652)

Los edificios religiosos también toman el partido clásico, como en la Nueva Iglesia Luterana de Ámsterdam (Ronde Lutherse Kerk) construida en 1668-1671 por Adriaan Dortsman de planta circular y, con su alta cúpula, un compromiso entre el barroco y el clasicismo austero. En 1822 la iglesia fue casi destruida, siendo reconstruida en 1826. En la Iglesia Nueva de Haarlem (Nieuwe Kerk), construida en 1645-1649, Jacob van Campen optó por el contrario por una planta de cruz griega inscrita en un cuadrado. La nueva iglesia sustituyó a una anterior, la de Santa Ana, cuya torre, construida en 1613 por Lieven de Key, se conservó.
Los templos protestantes, construidos en gran número para la Iglesia reformada neerlandesa, tuvieron su tipología fijada por Hendrik de Keyser, quien optó por la planta central. Este modelo, creado especialmente para las iglesias protestantes, se extendió no sólo en los Países Bajos sino también en las regiones costeras germanas, hasta Dantzig (Gdańsk). La Westernkerk de Ámsterdam, construida por Keyser en 1620-1631 con planta de cruz griega, sirvió de ejemplo. Estos templos, de apariencia severa y formas simplificadas, presentaban una decoración antigua, en contraste con las pocas iglesias barrocas que se construyeron. Sin embargo, esta decoración todavía se inspiraba, en la primera parte del siglo XVII, en el vocabulario ornamental, a menudo fantasioso, del Renacimiento. Sin embargo, fue la planta y el proyecto general de De Keyser los que, más allá de la decoración, tuvieron una influencia preponderante en la arquitectura religiosa protestante neerlandesa. La iglesia de Noorderkerk (1620-1623), proyectada e iniciada por De Keyser fue acabada por su hijp  Pieter de Keyser.
La iglesia Oostkerk (1648-1667), en Middelburg fue diseñada por Bartholomeus Drijfhout y Pieter Post, y tras la muerte en 1651 de Drijfhout, fue continuada por el arquitecto de Leiden Arent van 's-Gravesande, que acababa de terminar la Marekerk en Leiden.
Marekerk (1639-1649) es una iglesia protestante en Leiden diseñada por el arquitecto municipal Arent van 's-Gravesande, quien también diseñó la Bibliotheca Thysiana en Rapenburg. Fue una de las primeras iglesias de los Países Bajos diseñada específicamente para los servicios religiosos protestantes. Fue inaugurada en 1649. y la entrada principal fue diseñada por Jacob van Campen en 1659.

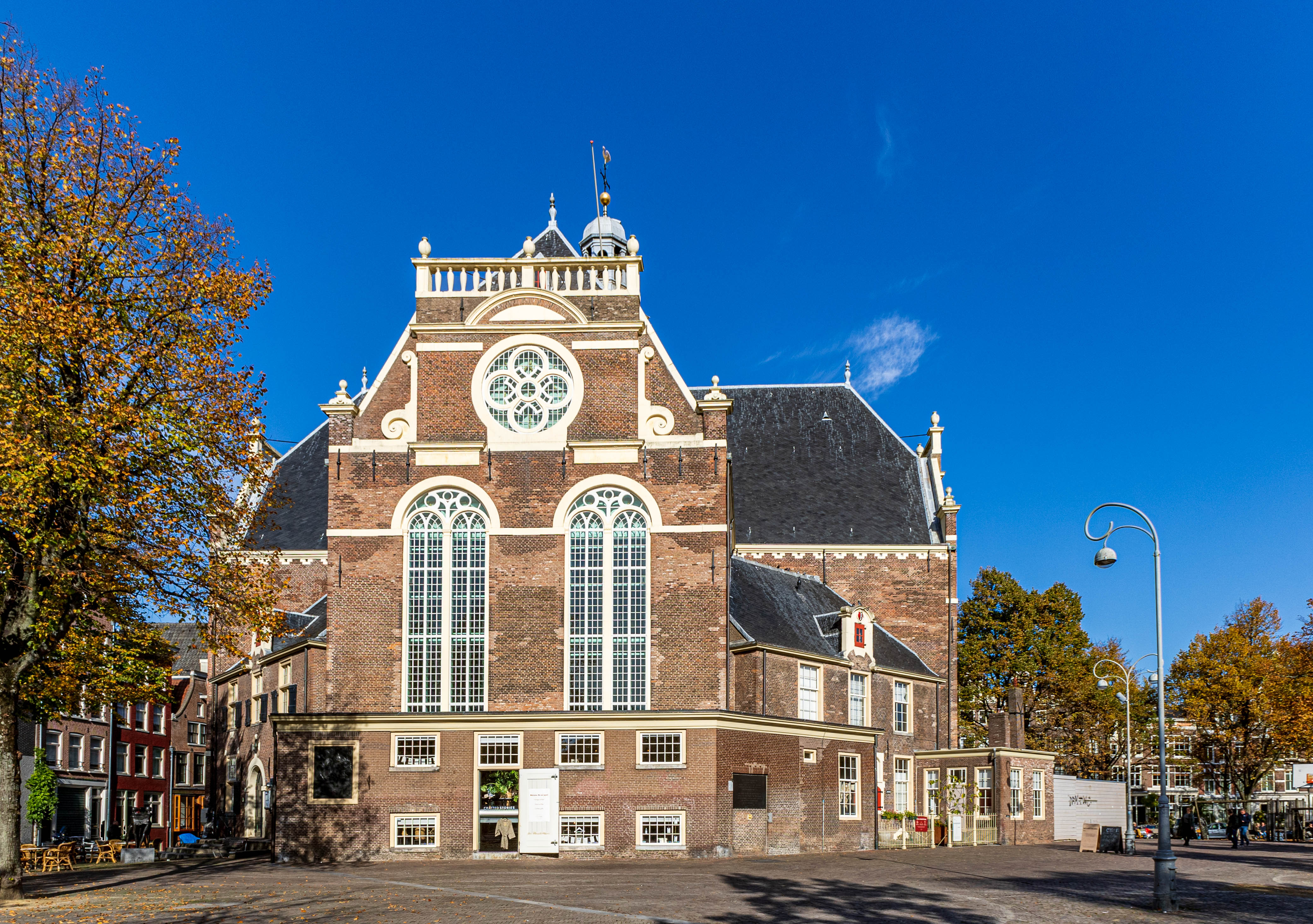
Noorderkerk (1620-1623), obra de Hendrik de Keyser acabada por su hijo  Pieter de Keyser
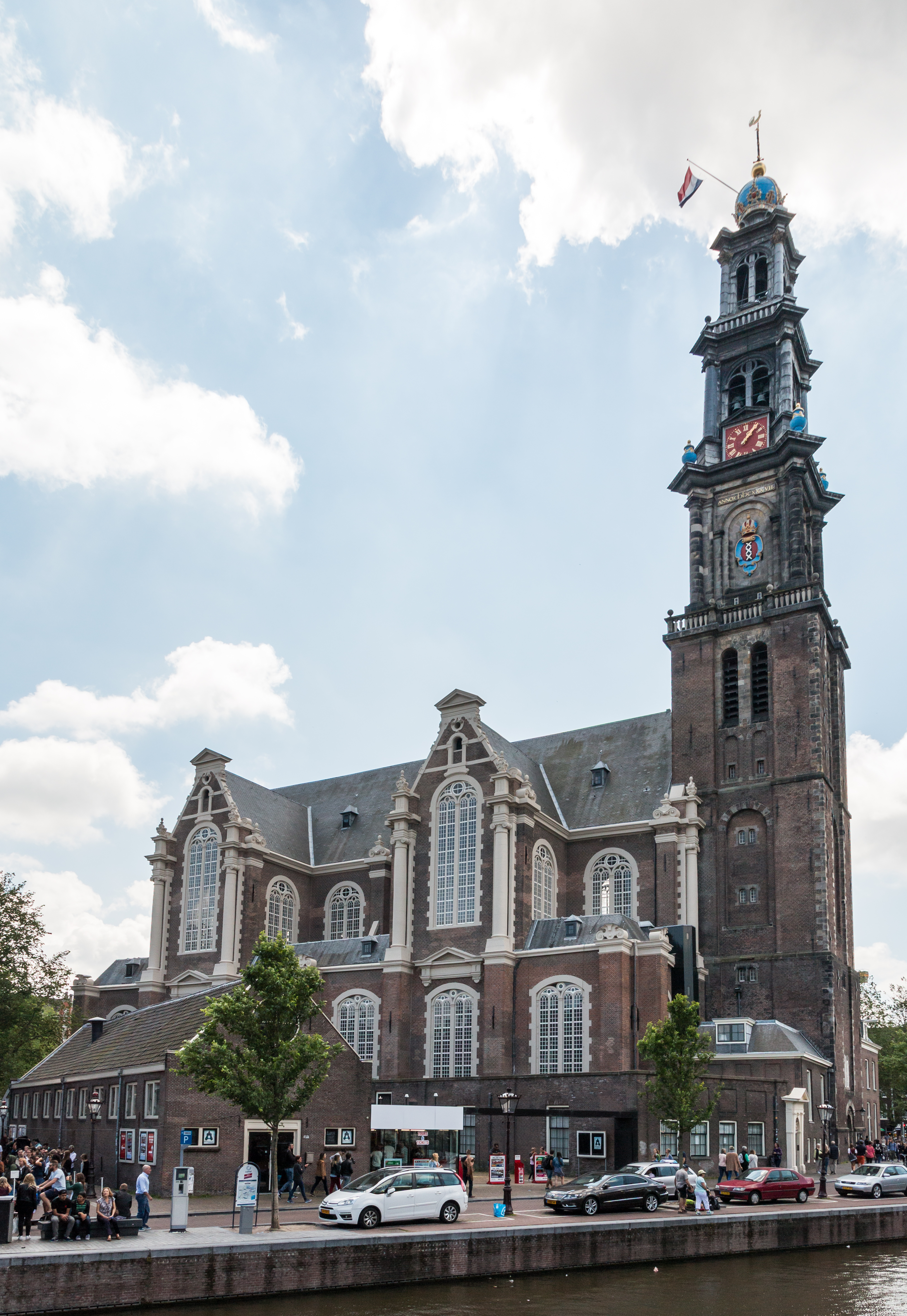
Westernkerk (1620-1631) de Ámsterdam, obra de Hendrik de Keyser
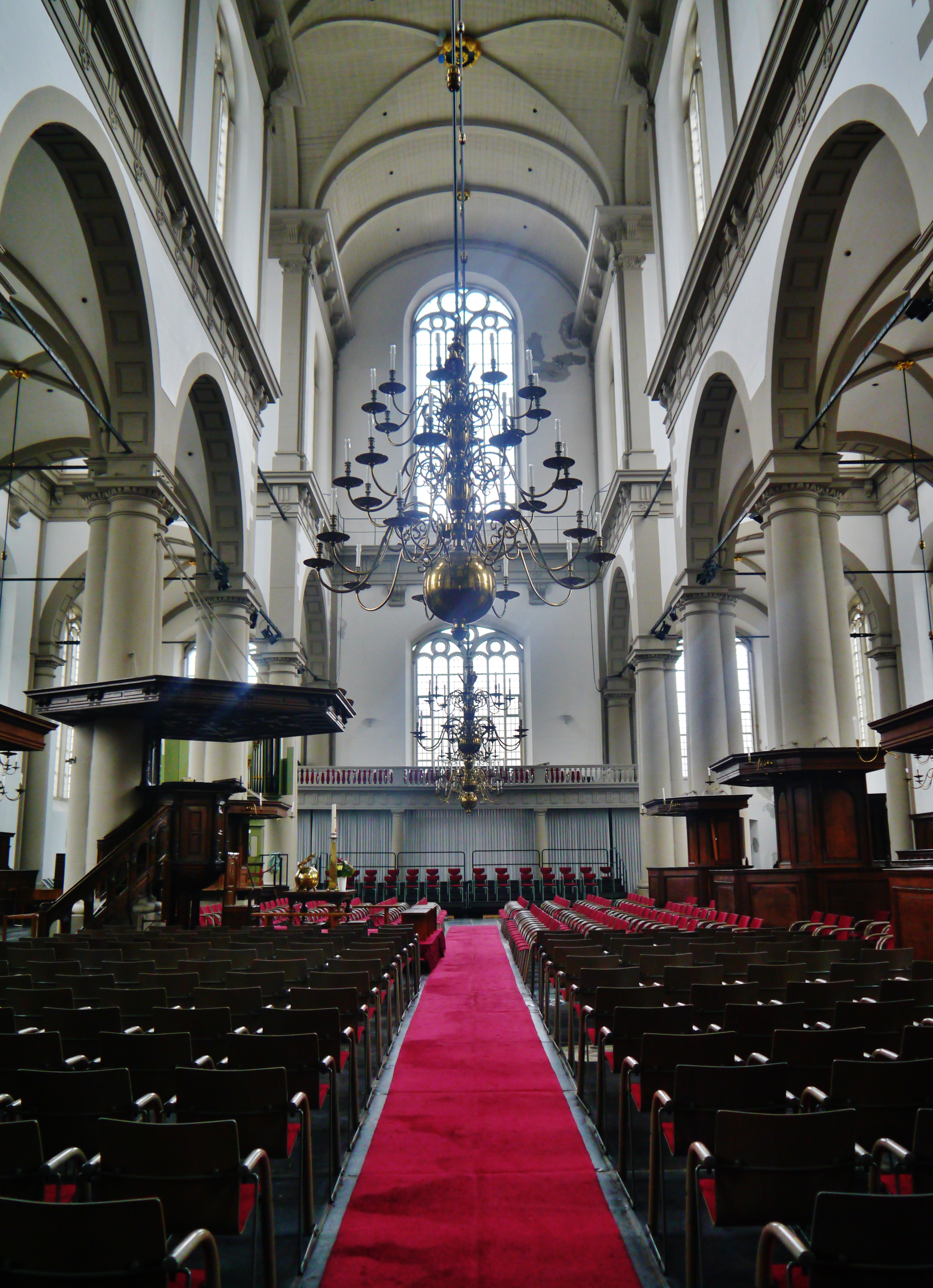
Interior de la Westernkerk de Ámsterdam
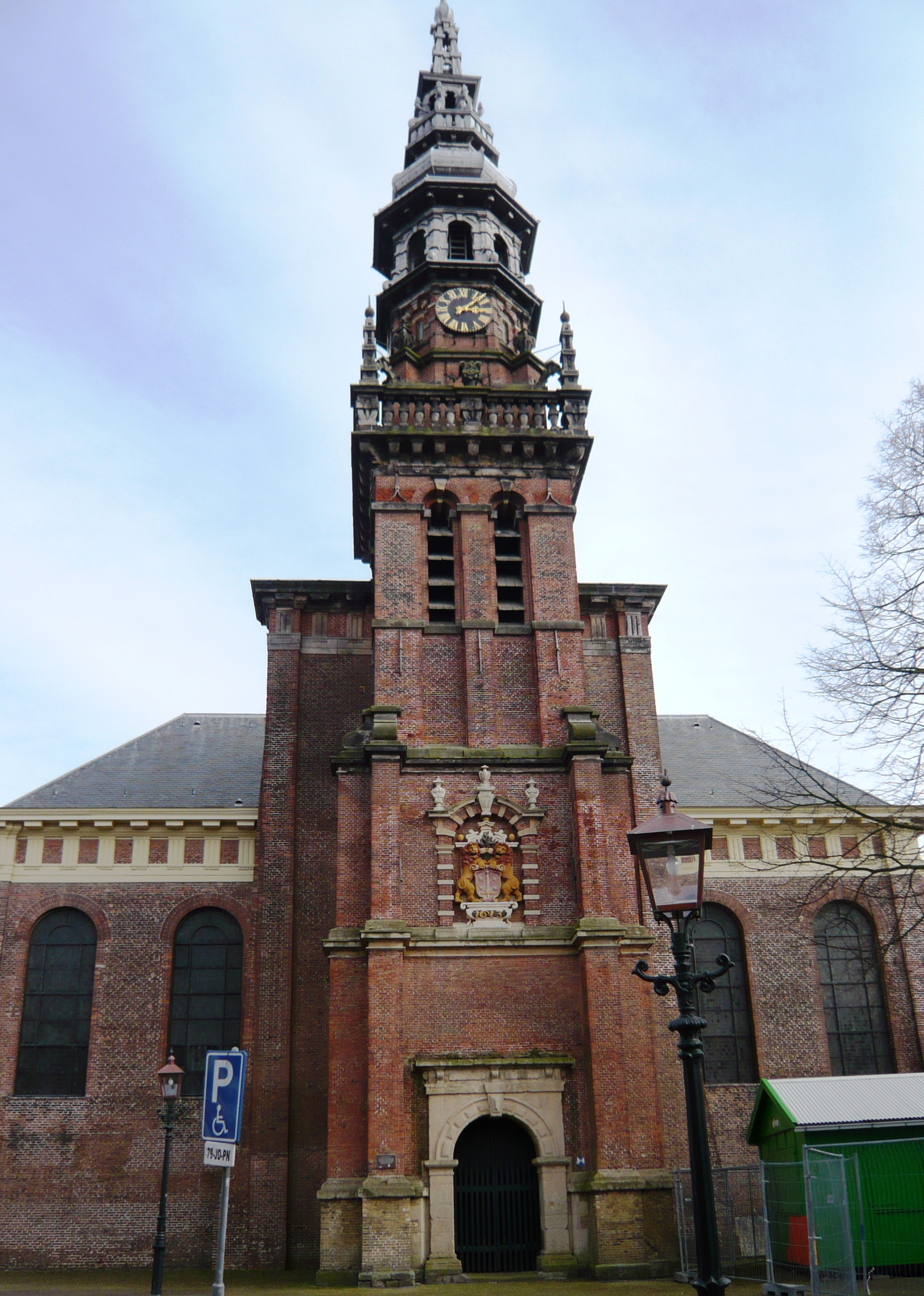
Iglesia Nueva de Haarlem (1645-1649), obra de Jacob van Campen
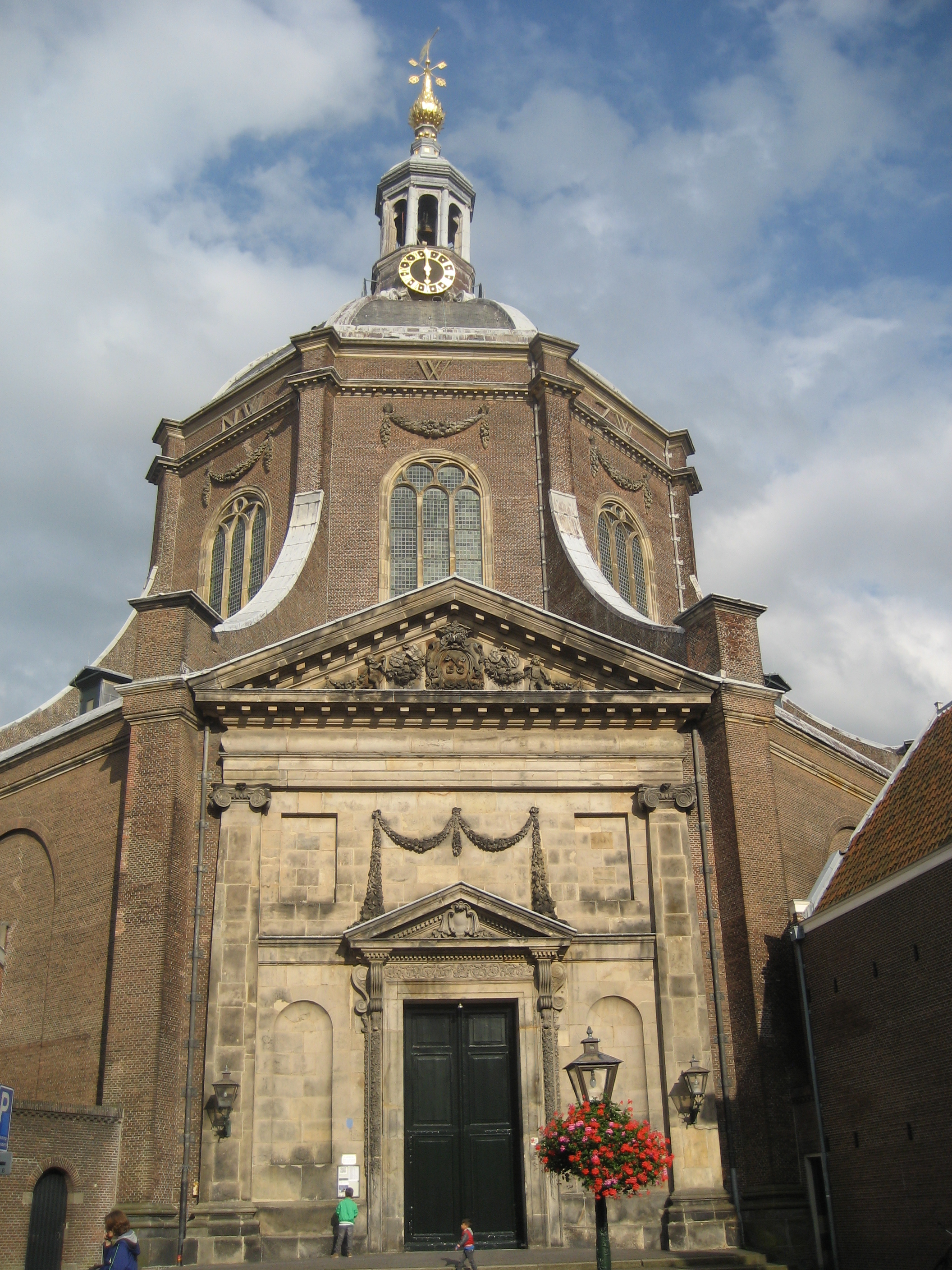
Marekerk (1639-1649), en Leiden, obra de Arent van 's-Gravesande con portada de Jacob van Campen (1659)
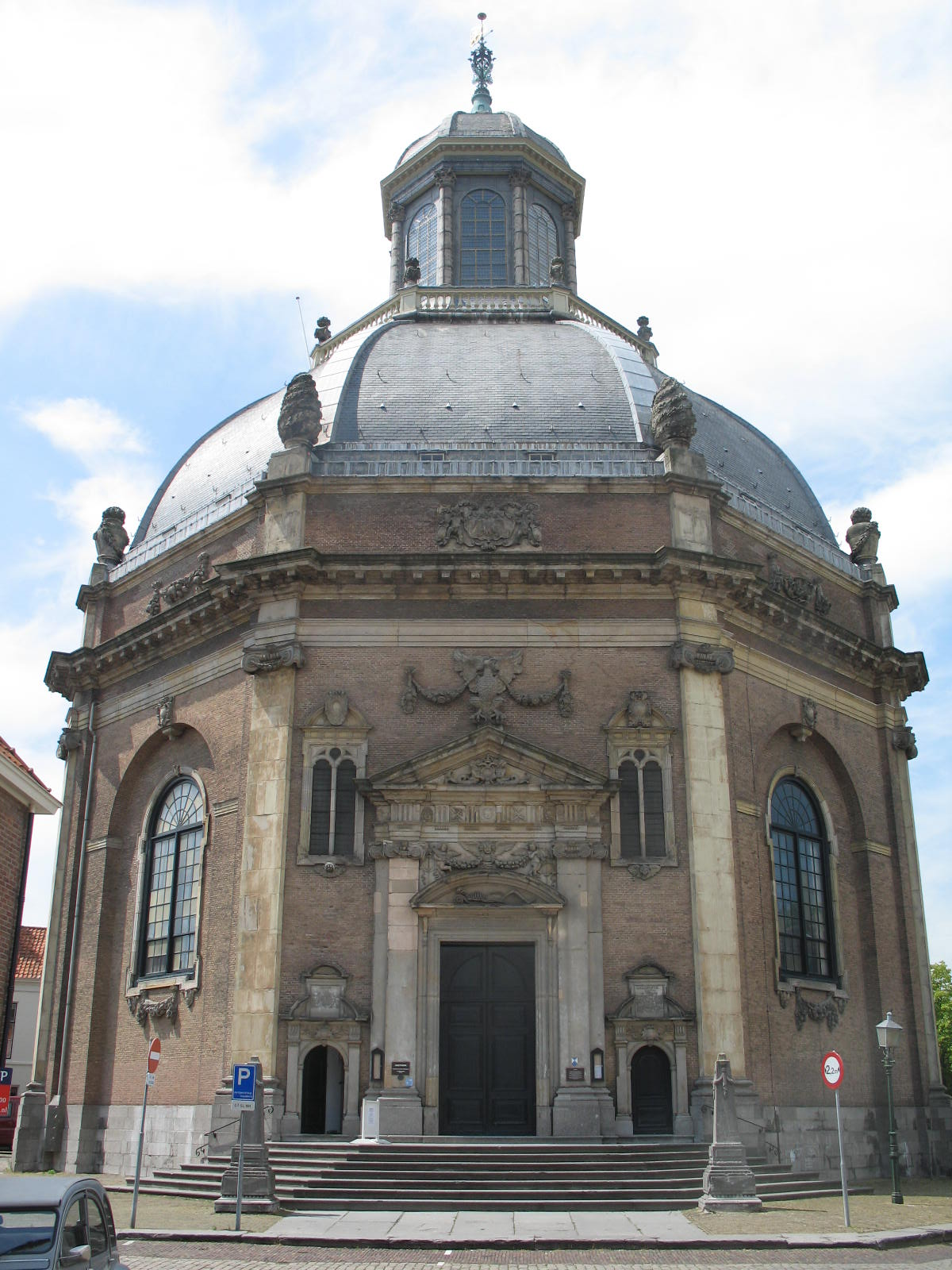
Oostkerk, Middelburg (1648-1667), obra de Bartholomeus Drijfhout y Pieter Post
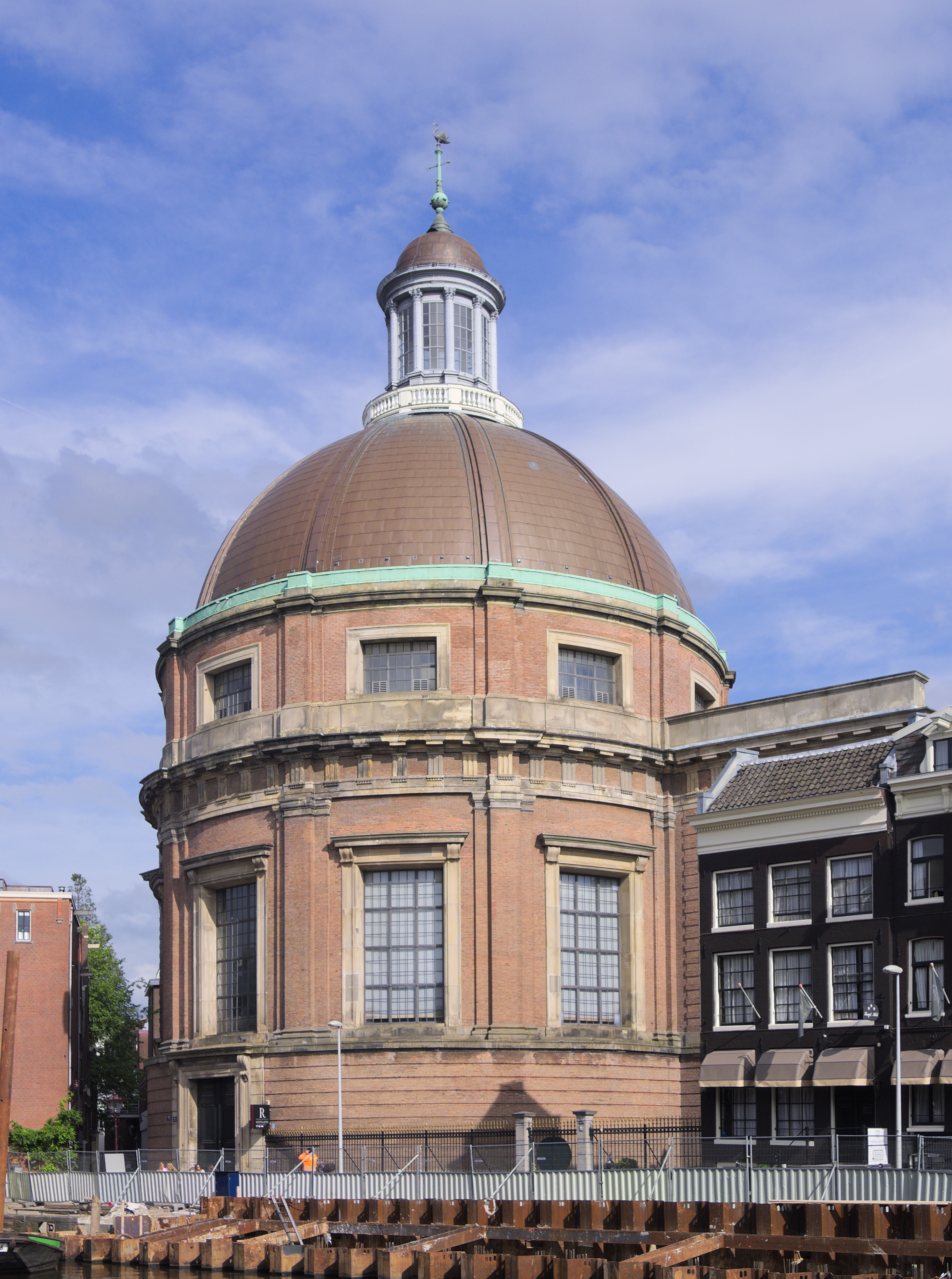
Nueva Iglesia Luterana de Ámsterdam (1668-1671), de Adriaan Dortsman

### Edificios públicos

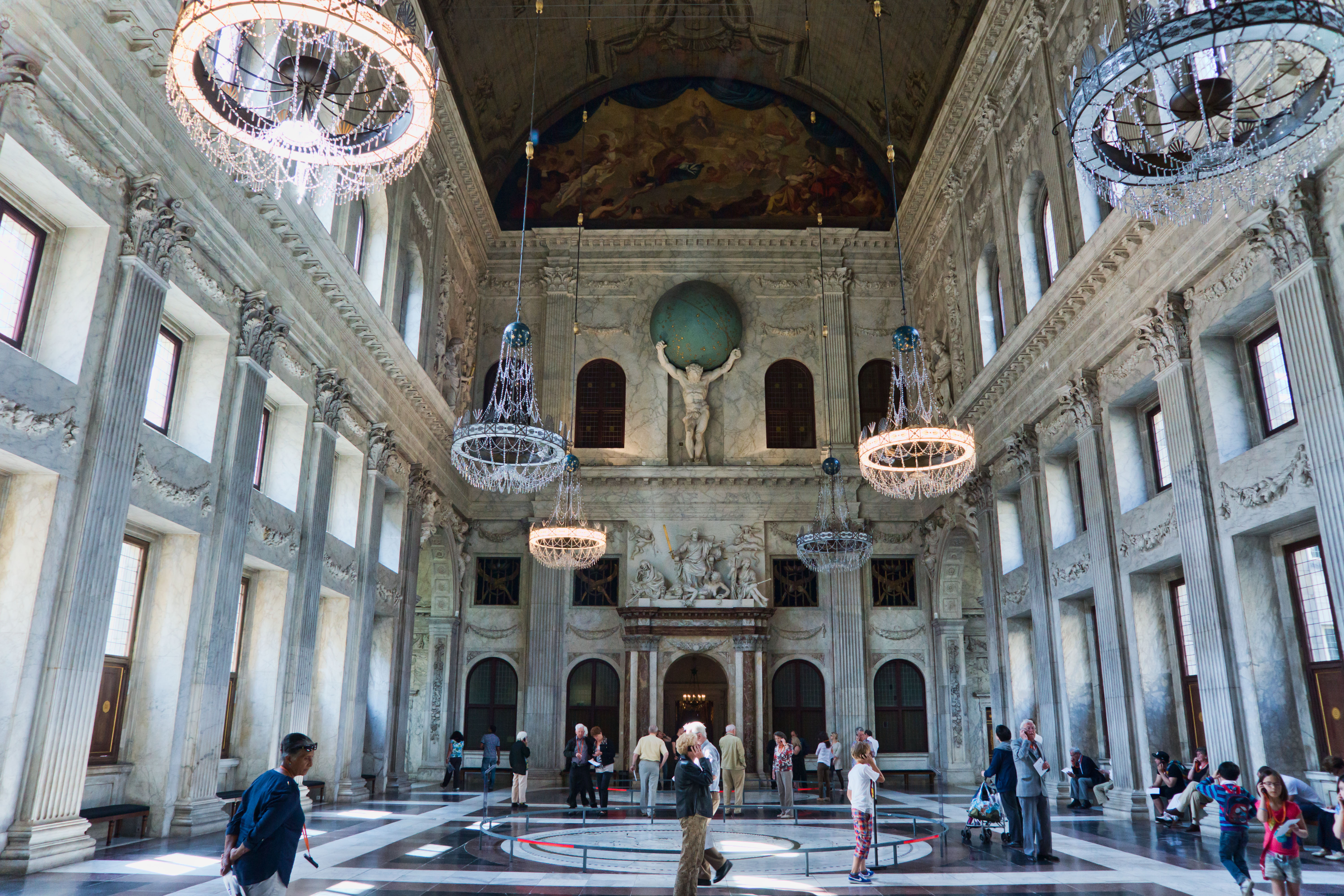
El Palacio Real de Ámsterdam, antiguo Ayuntamiento (1648-1665), vista de la sala principal (Burgerzaal) diseñada en longitud como una antigua basílica, en la que también resuena la decoración clásica formada por una disposición de pilastras corintias.

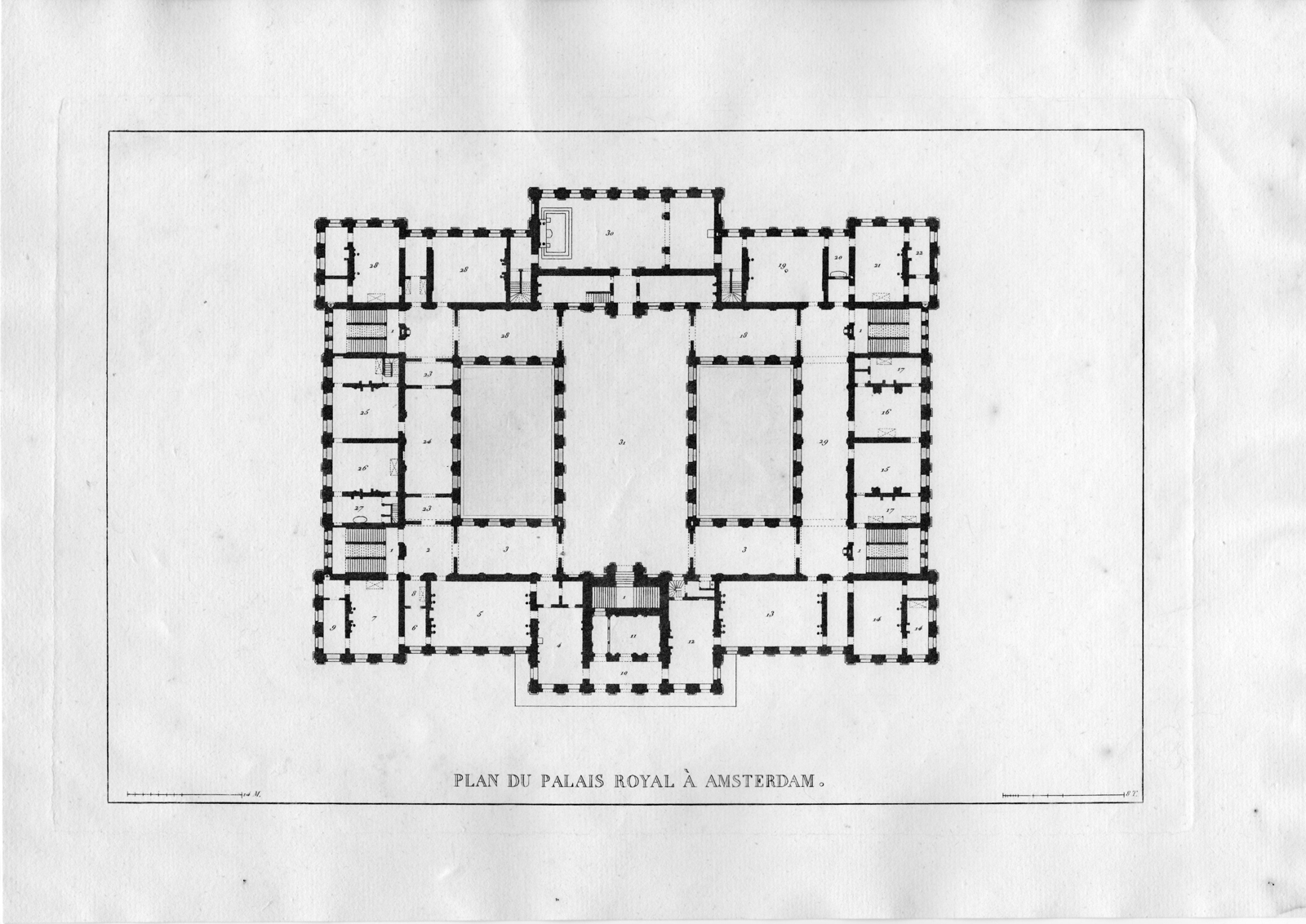
Planta baja del Ayuntamiento de Ámsterdam

En el Ayuntamiento de Ámsterdam (construido a partir de 1648), obra maestra de Jacob Van Campen, este último debió adaptar la inspiración de los maestros venecianos a un programa de gran escala. En este edificio, Van Campen muestra mucha moderación ornamental, mientras que el uso de la piedra le habría permitido adornar las fachadas con abundante decoración, habitual en las provincias del sur. Aquí optó por resaltar la parte central con un gran frontón y, en el interior, no ceder a una excesiva teatralización del espacio, adoptando una lógica distributiva clara y no creando una gran entrada acorde con el espíritu democrático holandés. Este edificio permitió también afirmar el poder inequívoco de Ámsterdam dentro de las Provincias Unidas, e incluso a escala mundial, ya que fue a partir del siglo XVII cuando Ámsterdam se convirtió verdaderamente en el mayor almacén del mundo y en el eje del comercio internacional gracias a la ubicación de su puerto, en el centro del comercio con Escandinavia y los países bálticos, sirviendo también como centro para los cereales del Báltico, el arenque del mar del Norte, las pieles y la madera de Rusia. Para el diseño de este ayuntamiento, Jacob van Campen se inspiró seguramente en la arquitectura de Andrea Palladio, al igual que Inigo Jones en Inglaterra, pero se vio influenciado especialmente por su discípulo Vincenzo Scamozzi, autor del tratado Idea dell'architectura universale aparecido en 1615. De hecho, los logros del arquitecto inglés Inigo Jones fueron ligeramente anteriores a los de Jacob van Campen, por lo que este último, debido a la proximidad entre Inglaterra y los Países Bajos, pudo dejarse influenciar por Jones, al igual que los arquitectos ingleses se inspiraron más tarde en él. Producciones neerlandesas, en particular las del arquitecto Philip Vingboons (esta inspiración, de hecho, se encuentra desde el Renacimiento y las similitudes entre la arquitectura inglesa y neerlandesa son numerosas). El Ayuntamiento se convirtió en el palacio real del rey Luis I Bonaparte y más tarde de la Casa Real neerlandesa.
Hay muchos ejemplos de esta arquitectura clásica en los Países Bajos que se mantuvo vigente hasta mediados del siglo XIX. Así, en las prósperas ciudades neerlandesas florecieron muchos edificios clásicos, como el ayuntamiento de Enkhuizen, construido en 1686 por Steven Vennecool. Delft y Haarlem, dos ciudades cuyo comercio e industria estaban en auge, experimentaron el mismo fenómeno de modernización de los edificios públicos, el ayuntamiento de Delft también fue reconstruido después de un incendio por Hendrik de Keyser en 1618, y el ayuntamiento de Haarlem se enorgullecía en 1633 de una fachada de estilo clásico diseñada por Lieven de Key, el arquitecto del Ayuntamiento de Leiden. También se puede citar el peso público de La Haya (ca. 1597), obra de Lieven de Key decorado por Rombout Verhulst con bajorrelieves que ilustran escenas de la vida neerlandesa.

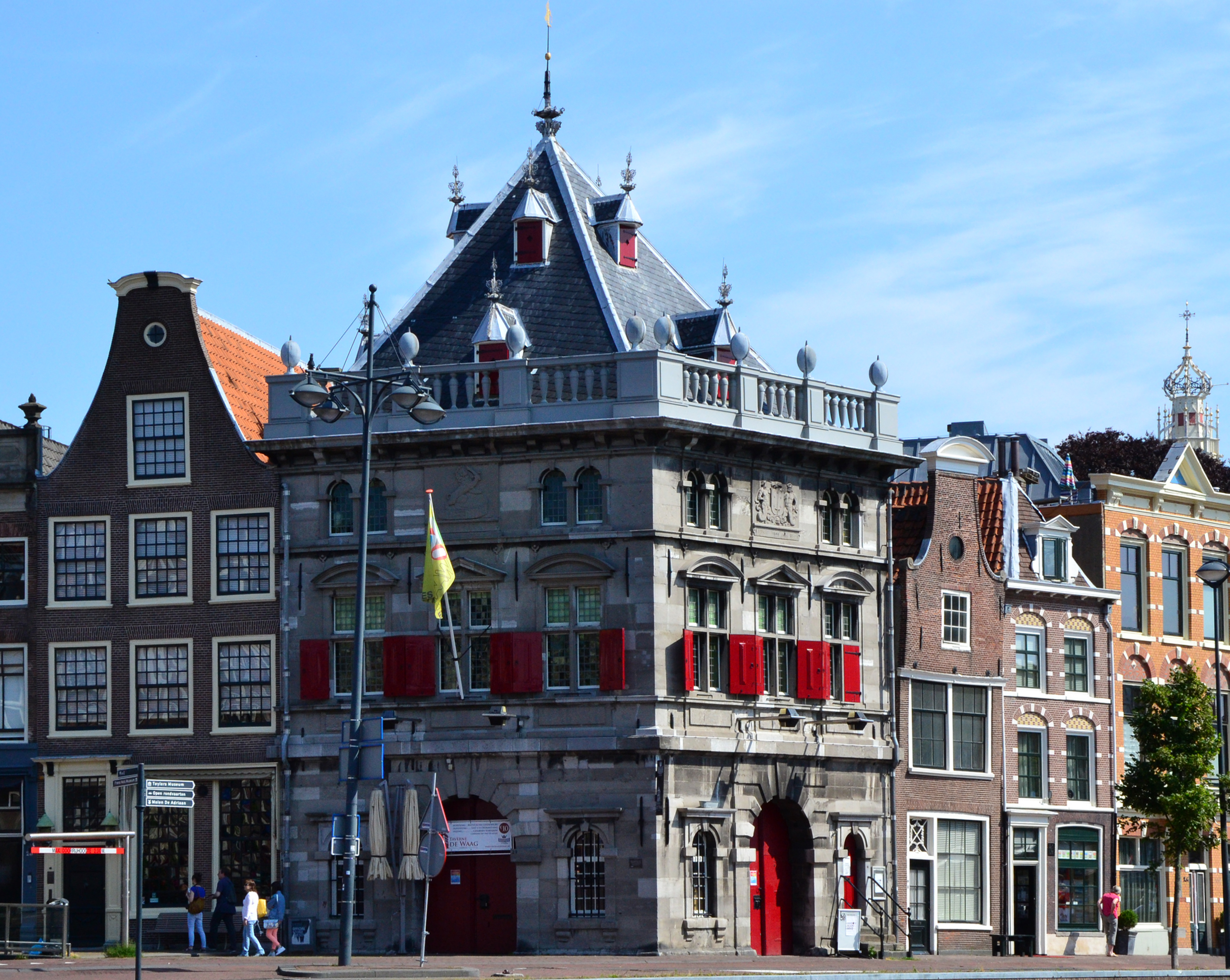
Peso público de La Haya (c. 1597), obra de Lieven de Key
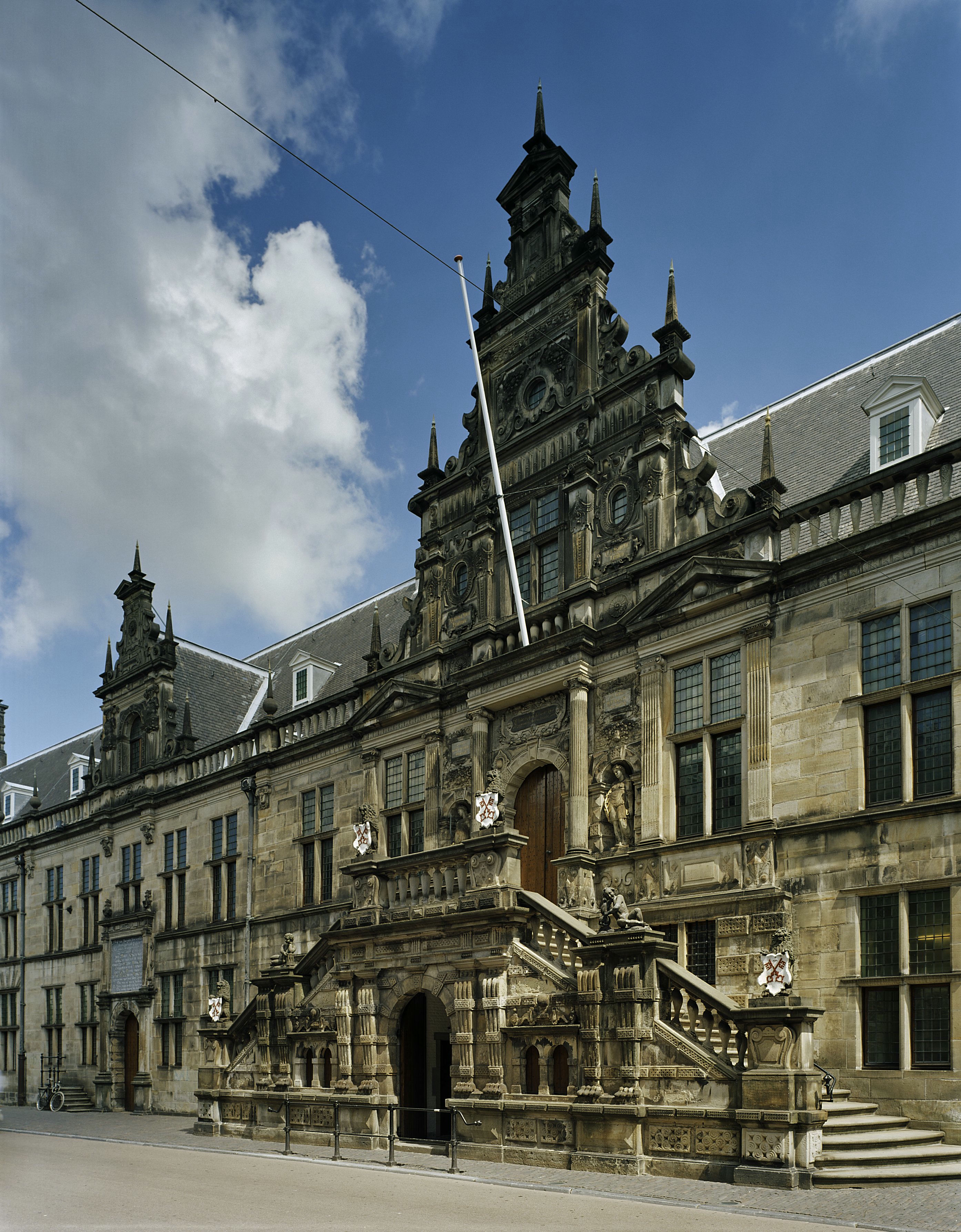
Ayuntamiento de Leiden (c. 1600), obra de Lieven de Key
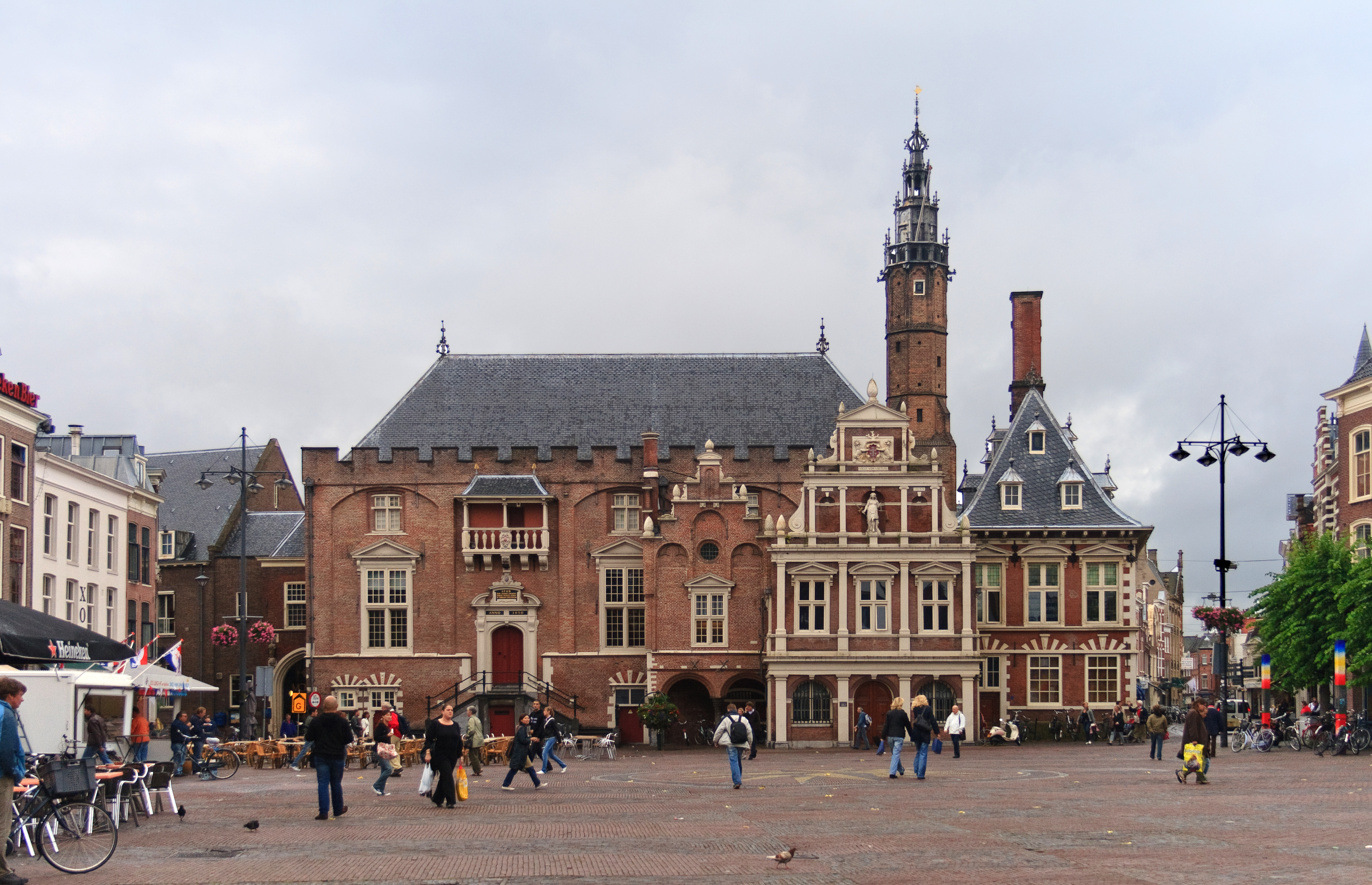
Ayuntamiento de Haarlem, fachada rehecha (1630-1633) enteramente en estilo clásico
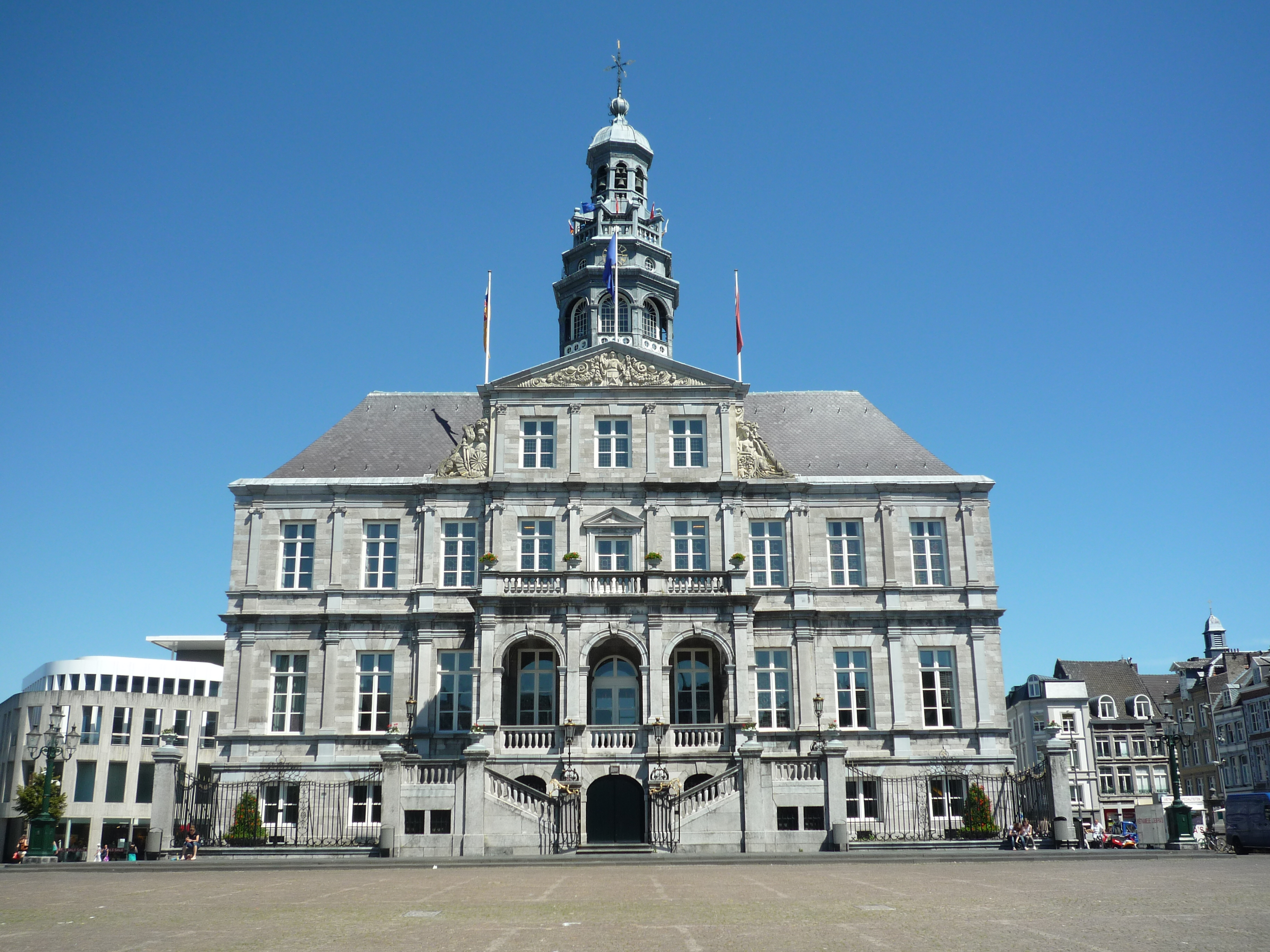
Ayuntamiento de Maastricht (1659-1684), obra de Pieter Post
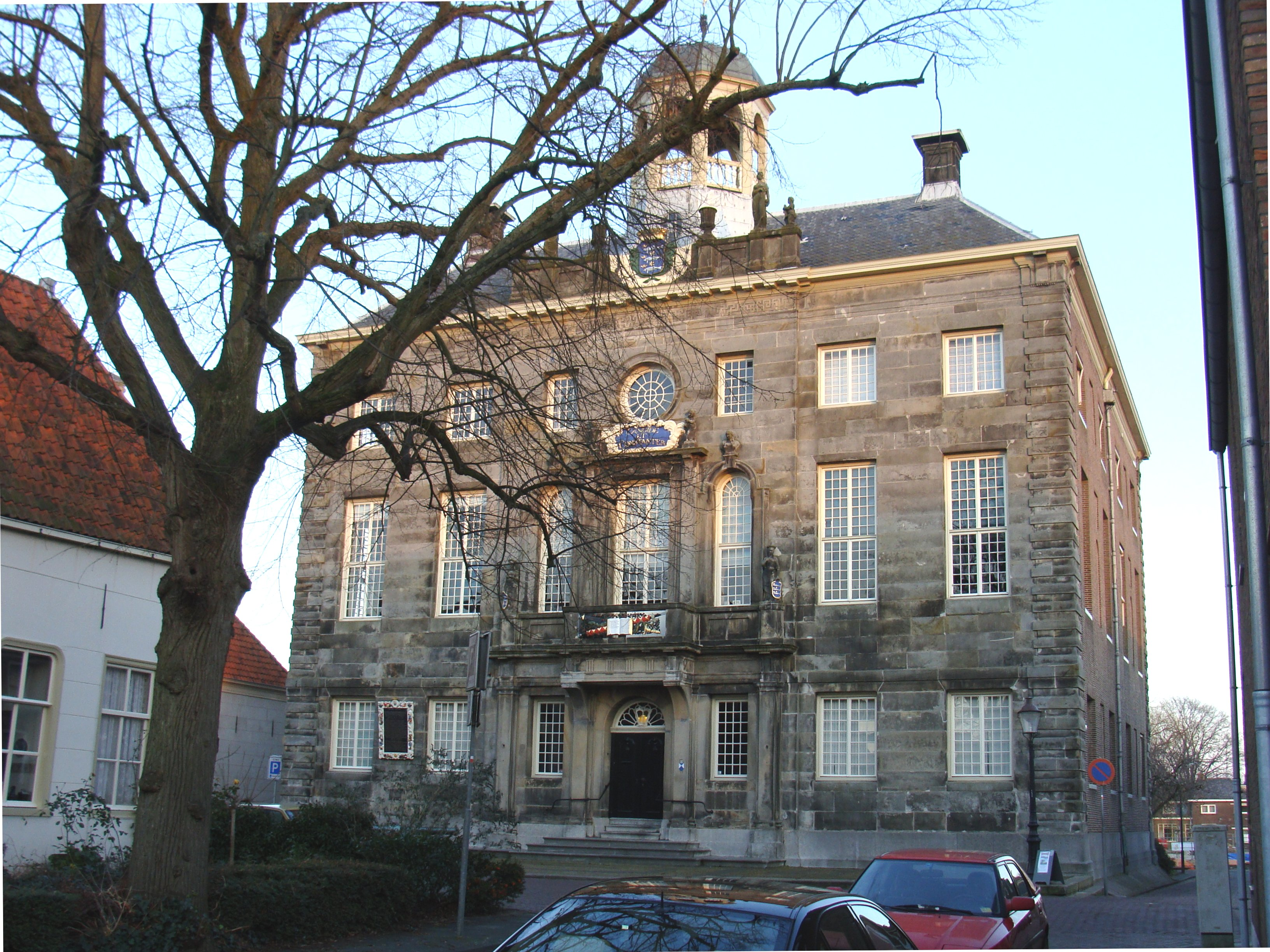
Ayuntamiento de Enkhuizen (1686-1688), obra de Steven Vennecool
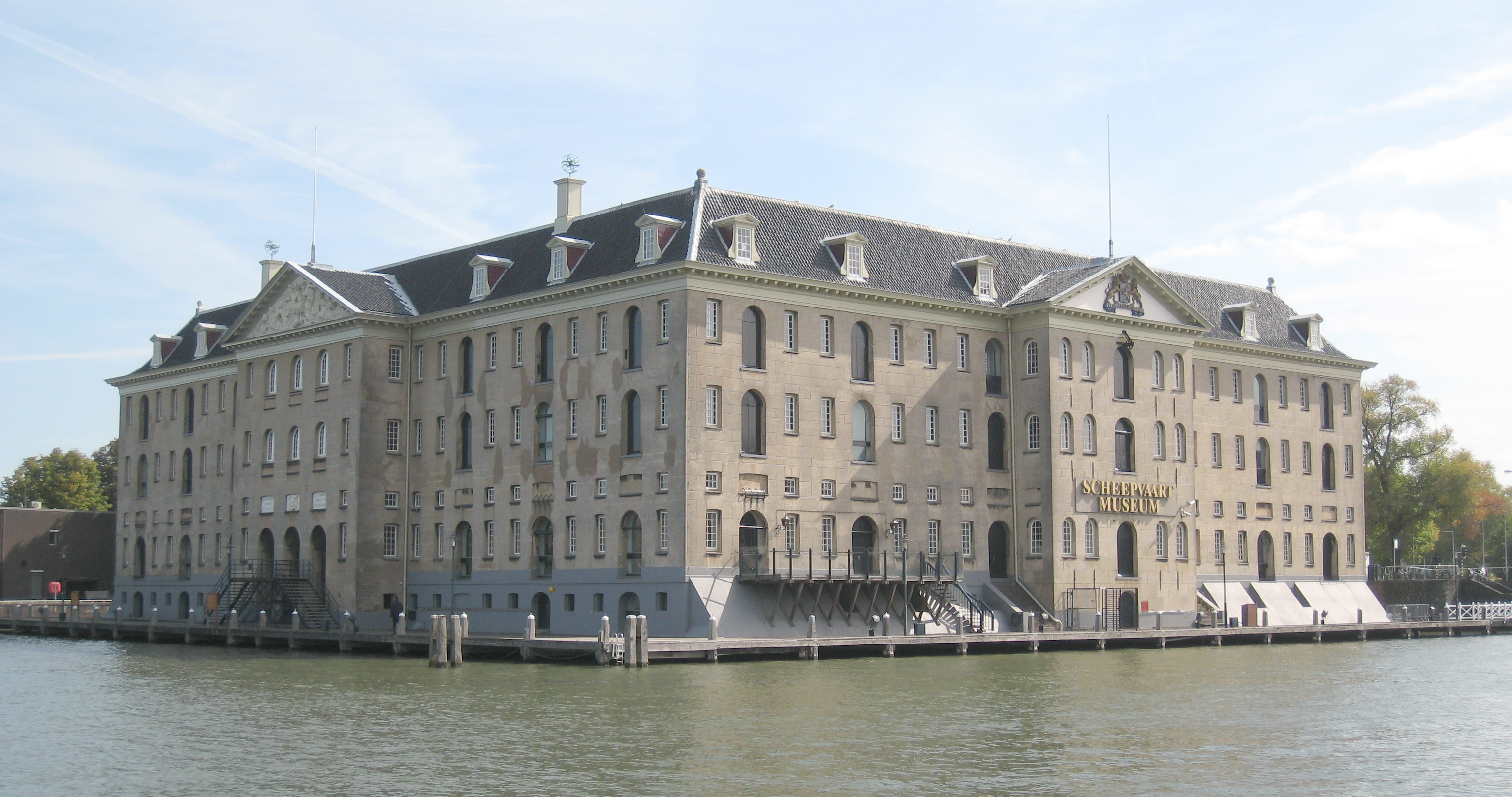
Het Scheepvaartmuseum (1656), obra de Daniël Stalpaert, antiguo almacén naval (Lands Zeemagazijn o Admiraliteits Magazijn), reconvertido en museo en 1973.

### Palacios

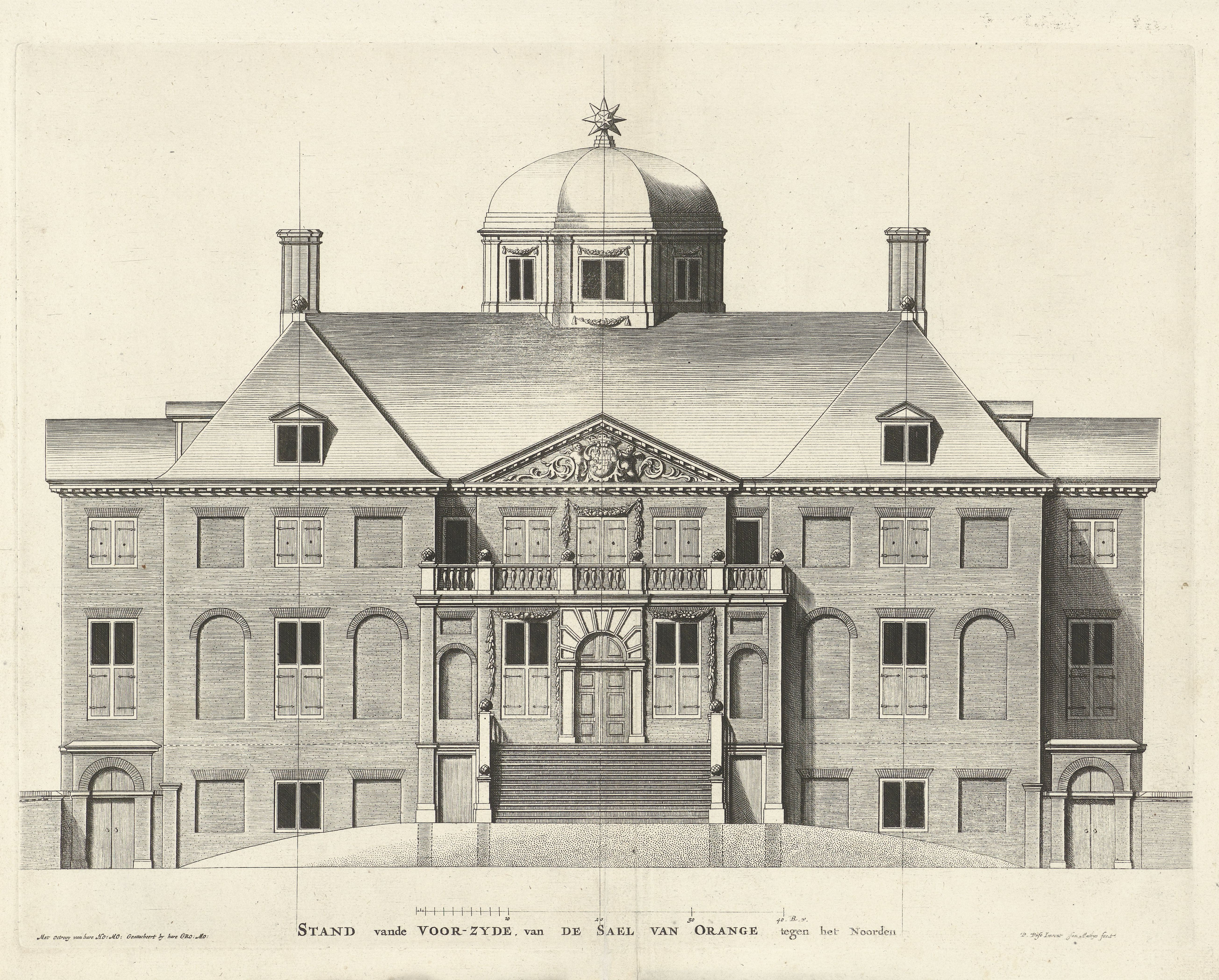
Fachada frontal de la Huis ten Bosch de Jan Matthysz. De un dibujo de Pieter Post, 1655.

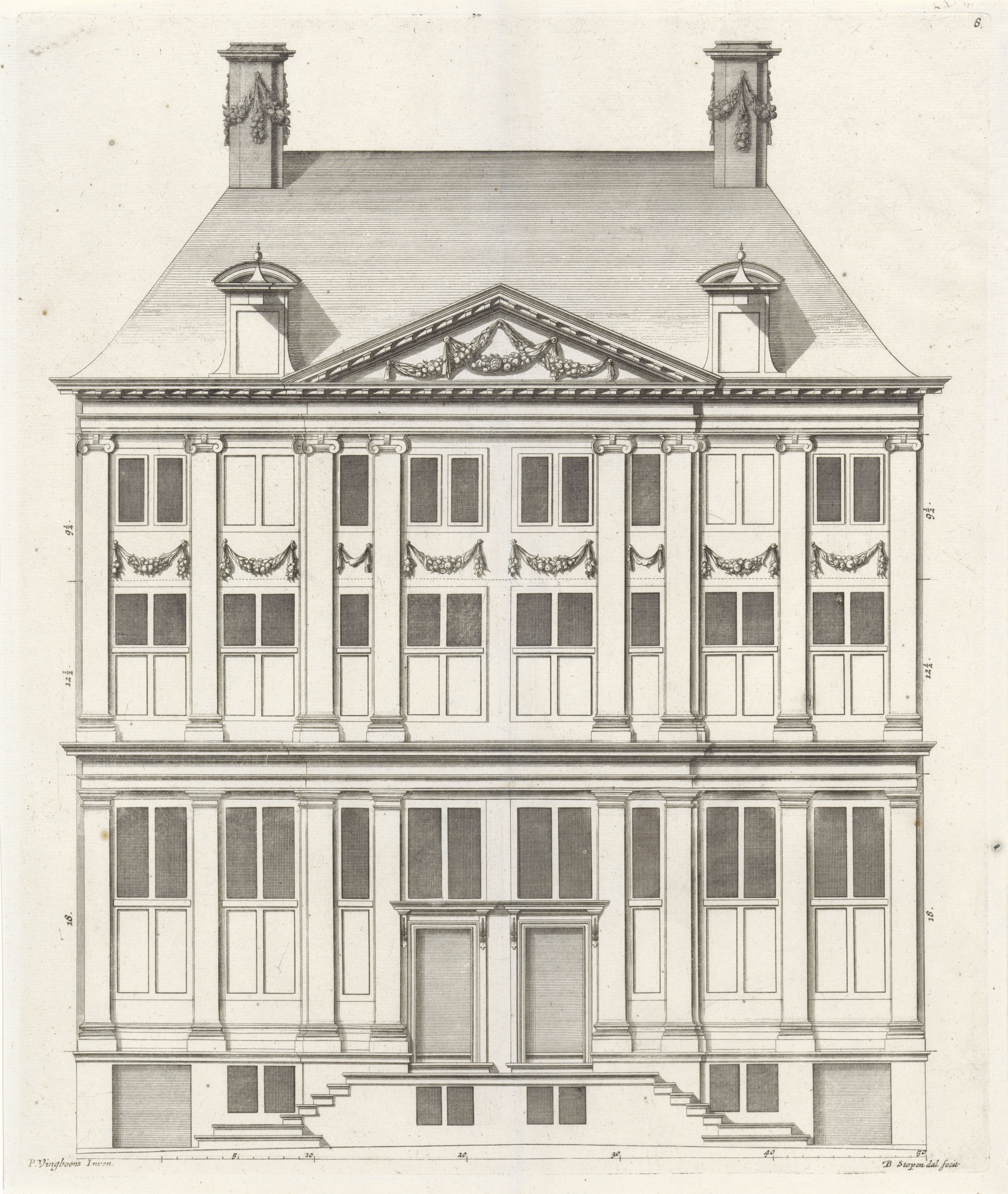
Palacio del Oudezijs Voorburgwal, construido por Philips Vingboons en Amsterdam en 1674.

Los palacios de la aristocracia en los Países Bajos se distinguen por su discreción y su sobriedad casi severa, así como por su planta que se extiende en longitud. Sin embargo, el clasicismo no siempre primó sobre las tradiciones constructivas, por lo que ningún saliente (como las pesadas cornisas habituales en los palacios italianos) oculta la gran cubierta, que conserva también una función decorativa además de utilitaria. Los edificios civiles se inspiran generalmente en la arquitectura palladiana, como en el Mauritshuis de La Haya de Jacob van Campen y Pieter Post, inspirado en las villas construidas por Palladio con su orden clásico que incluye trmnos marcados por pilastras de orden jónico colosal que forman, en el centro de la fachada que da al canal, un pórtico rematado con un frontón. A pesar de la modestia de esta construcción, la arquitectura clásica (de la que la Mauritshuis es el primer ejemplo real) permitió afirmar el nuevo lugar de La Haya, que luego intentó consolidarse como una ciudad influyente.
También fue en La Haya donde se construirá en este estilo clásico neerlandés el palacio Noordeinde (1639-1645), también diseñado por los arquitectos Jacob van Campen y Pieter Post, así como la Huis ten Bosch, un palacio diseñado por Post. en 1645 para la esposa de Federico Enrique de Orange-Nassau. El Oudezijds Voorburgwal, residencia construida en 1674 en Ámsterdam por Philips Vingboons, superpone en la fachada dos hileras de pilastras dóricas y jónicas según las reglas clásicas sin más ornamentación que una alineación de guirnaldas a modo de unión entre los dos últimos pisos; también las guirnaldas están presentes en el tímpano del modesto frontón que corona la parte central.
Fue a finales del siglo XVII cuando Daniel Marot, un hugonote refugiado en las Provincias Unidas tras la revocación del Edicto de Nantes en 1685, introdujo el estilo Luis XIV en La Haya, donde se instaló y donde diseñó la sala del Trêveszaal en el Binnenhof de 1696 a 1698. Construyó la parte central de la casa Huguetan en La Haya para la hija del rico banquero Adriana Margaretha Huguetan en 1734, que luego se convirtió en la Biblioteca Real (1819- 1982; también fue sede del Tribunal Supremo de los Países Bajos 1988-2016 y desde 2021 sede del Senado de los Estados Generales y del Consejo de Estado durante la renovación del Binnenhof).  Marot publicará también una colección completa de grabados que tuvieron una gran influencia en el camino que tomó posteriormente el clasicismo neerlandés, transformándose en una emanación barroca severa, digna y poderosa, siempre de inspiración palladiana y scamozziana. Esta arquitectura tendrá un gran éxito entre los constructores de palacios en Ámsterdam y La Haya; de hecho, estas casas patricias retomaron el tipo palaciego y, por lo tanto, incluían grandes escaleras y fachadas donde se prefirió el uso de la piedra (o una decoración de estuco).
También se construyeron unas pocas residencias de campo de inspiración palladiana en todo el país, como el palacio Het Loo, realizado en 1686 por Jacob Roman y Marot para el príncipe Guillermo III de Orange, futuro rey de Inglaterra, y que se distingue por la modestia de su programa en comparación con los palacios barrocos construidos en toda Europa en aquella época. El palacio, siguiendo el modelo palladiano, se compone de cuatro plantas, incluido un sótano a dos tercios del nivel del suelo, y su entrada principal es elevada y accesible a través de una hermosa escalera. Si Het Loo tiene una cour d'honneur formada por alas construidas en 1689 que permiten apreciar el edificio, la sobriedad que se desprende de esta construcción da la impresión de una dignidad agradable, de una riqueza contenida y ofrece un marco austero.

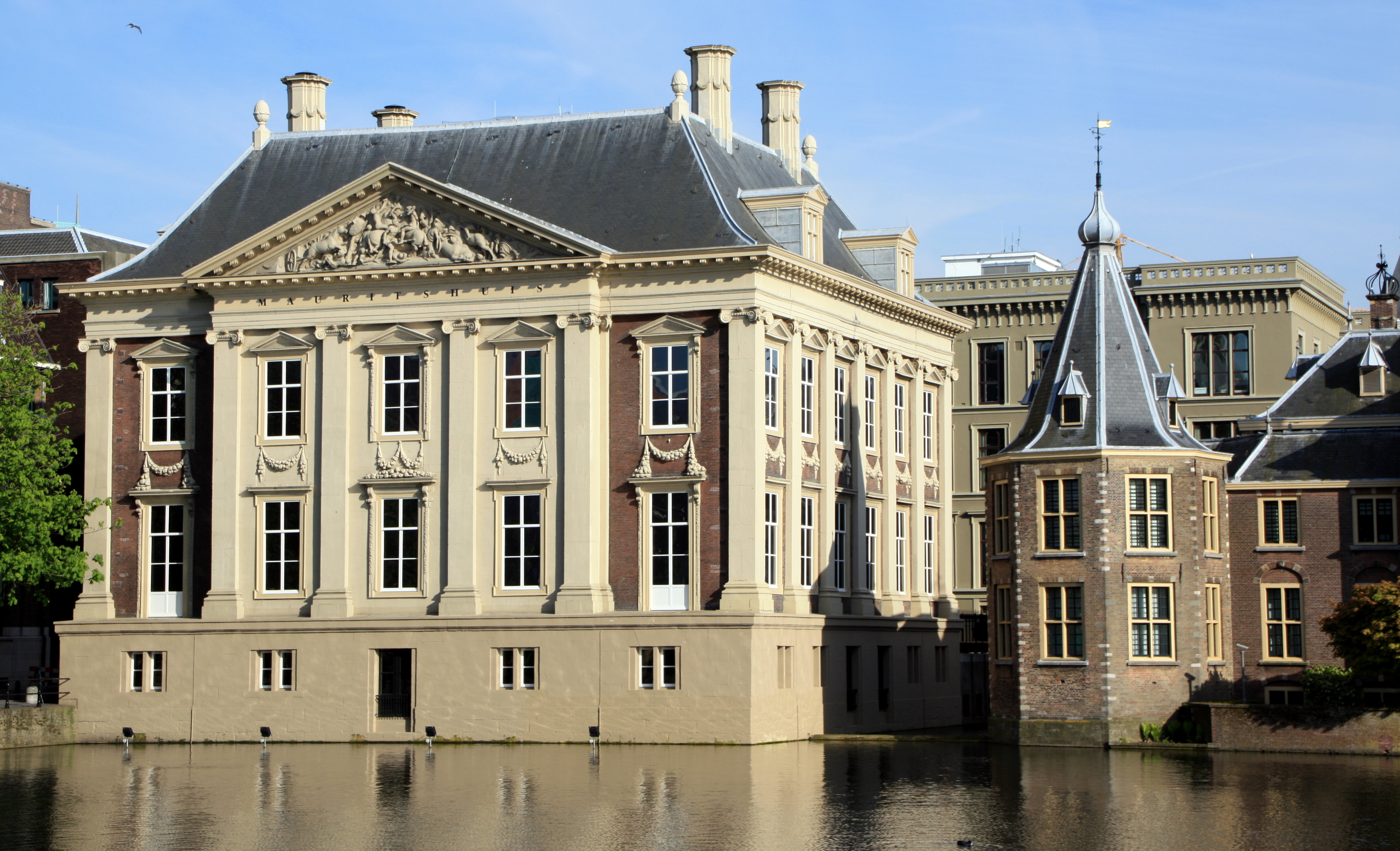
La Mauritshuis, en La Haya, obra de Jacob van Campen y Pieter Post (1633-1644), de inspiración paladiana
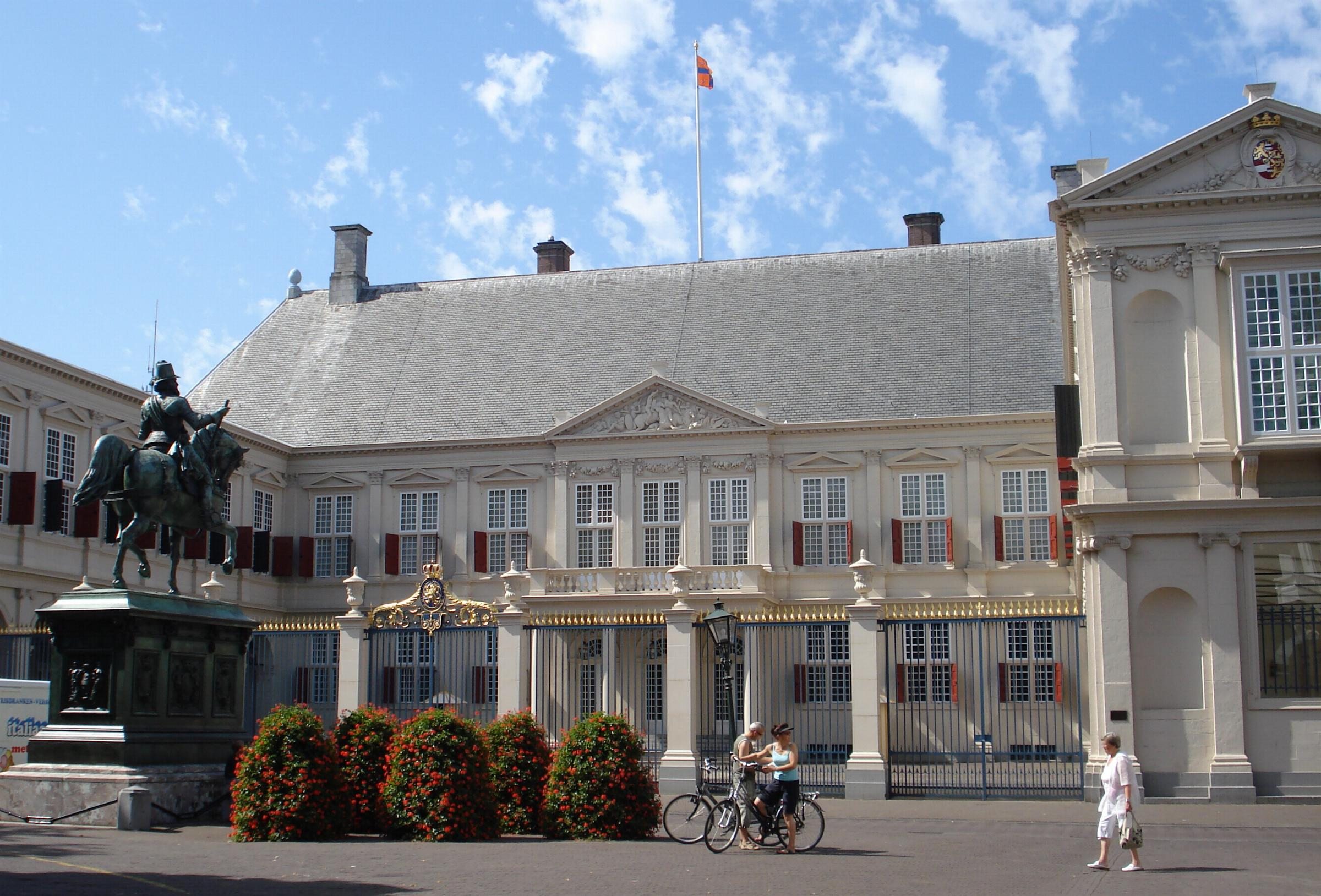
Palacio Noordeinde (1639-1645), obra de Jacob van Campen
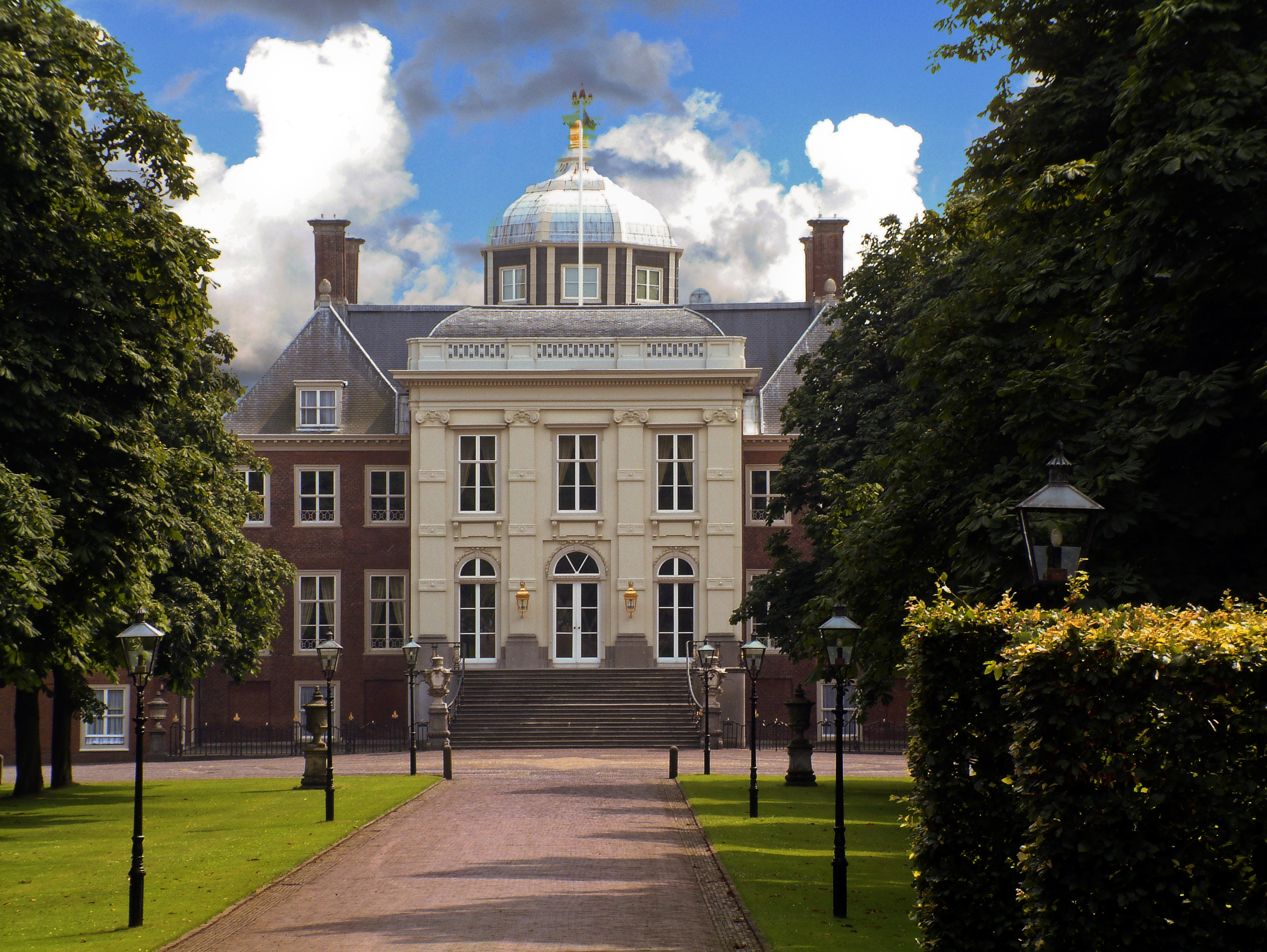
Huis ten Bosch (1643-1645), obra de Jacob van Campen y Pieter Post, renovado por Daniel Marot en 1734-1737
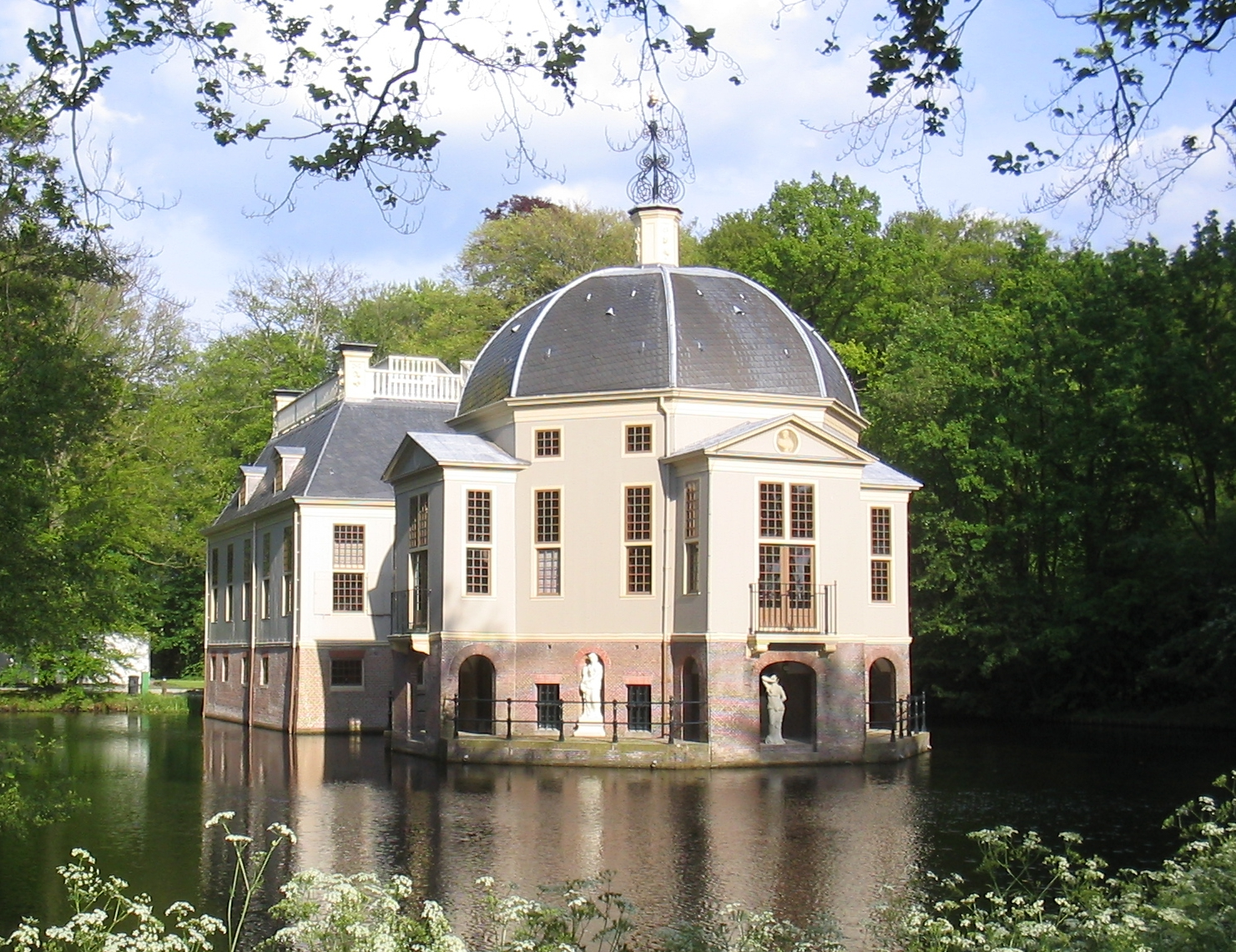
Trompenburgh (1672), La Haya
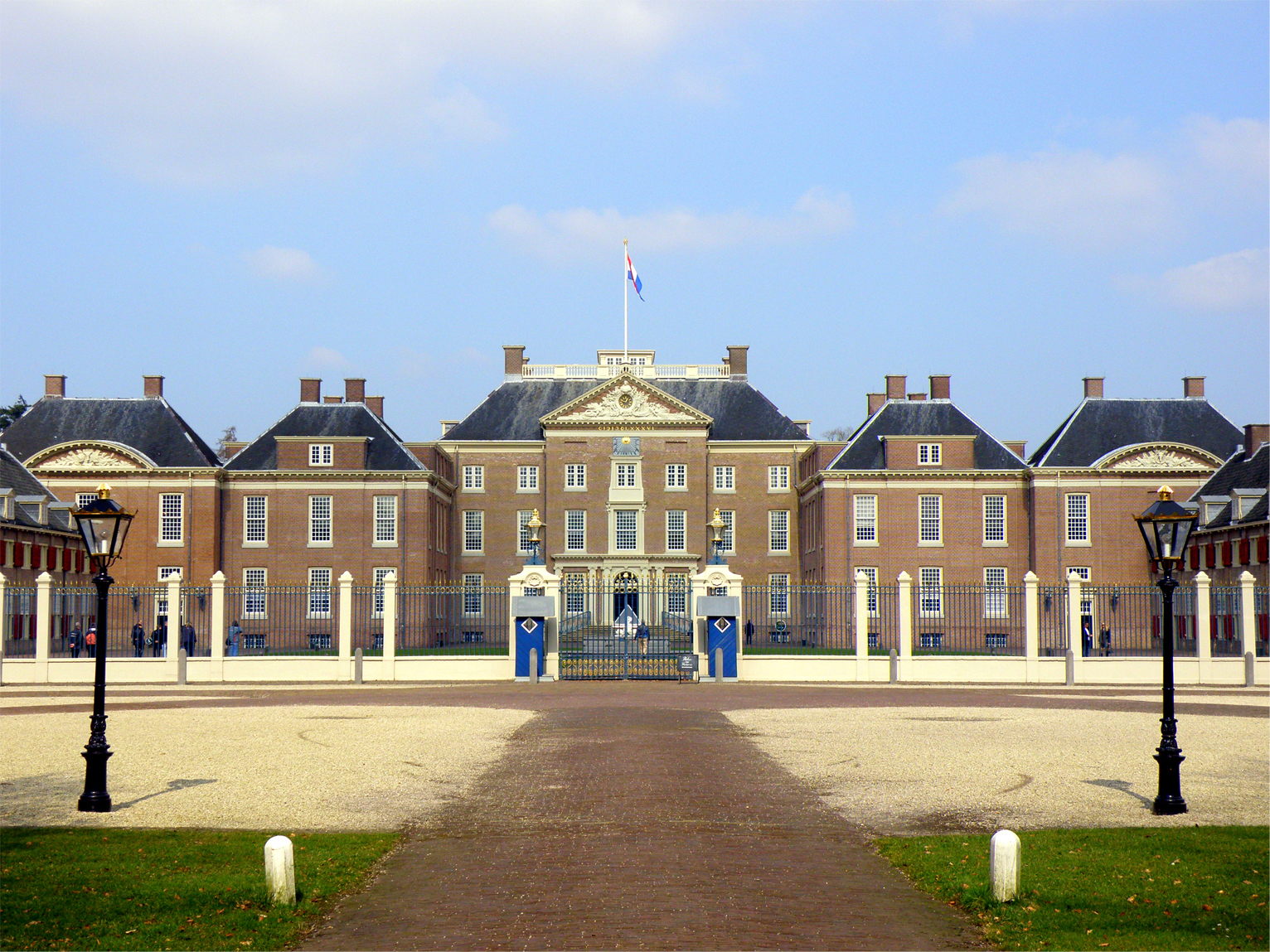
Palacio Het Loo, construido en 1686 en Apeldoorn (alas laterales añadidas en 1689)

Mansiones urbanas
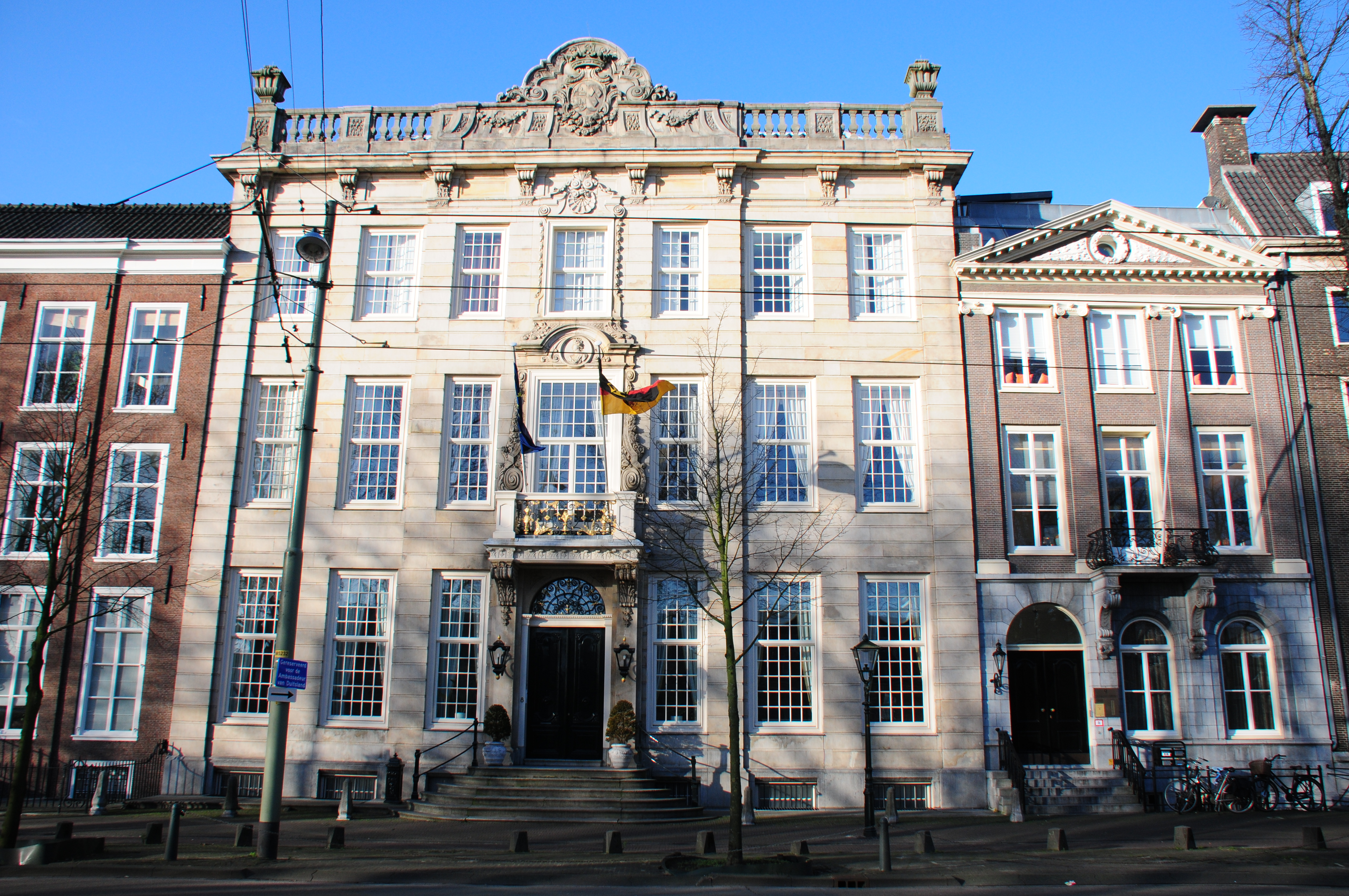
Casa Schuylenburch (1715) en La Haya, diseño de Daniel Marot (desde 1885, sede de la Embajada de Alemania)
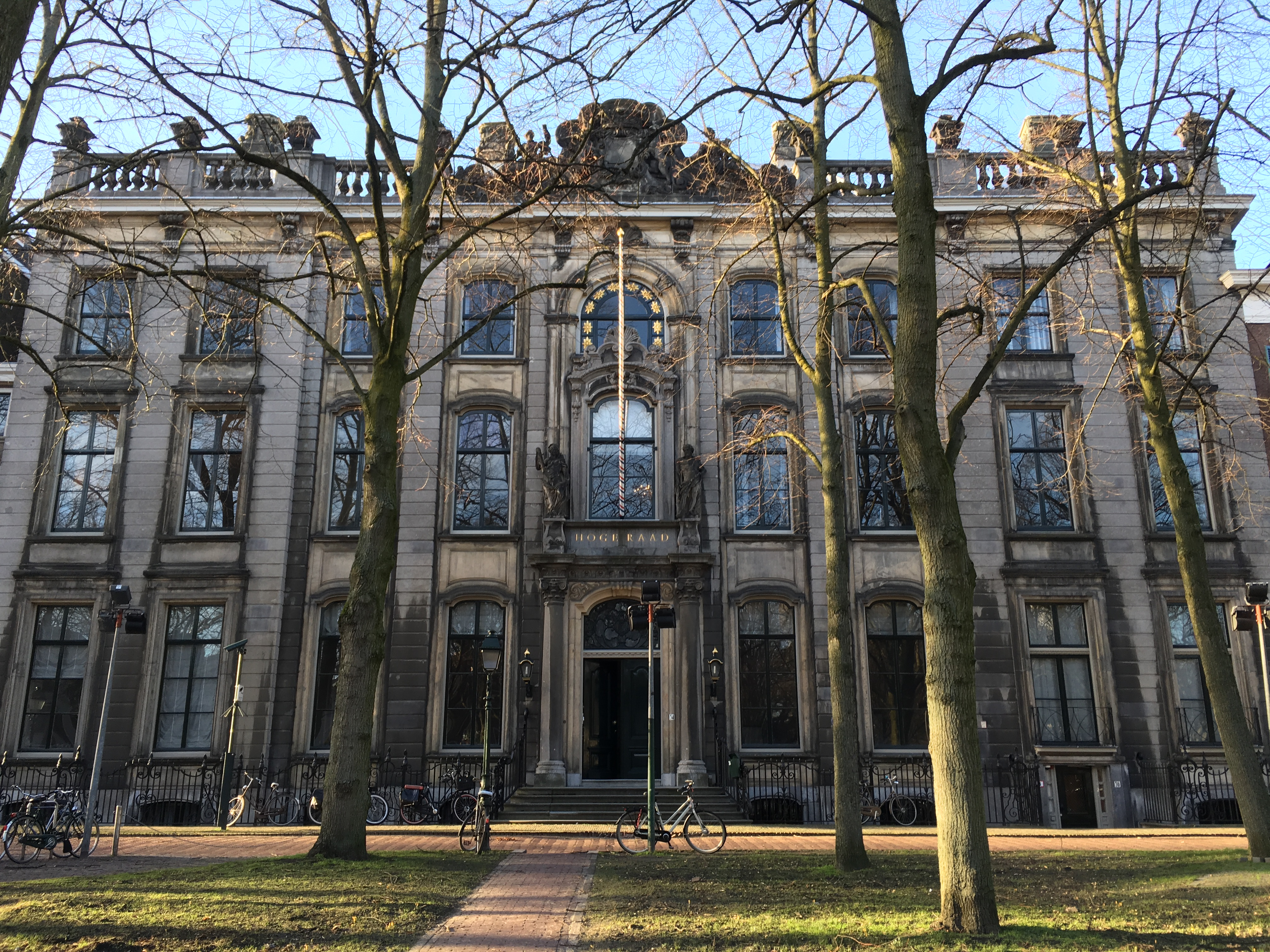
Casa Huguetan (Huis Huguetan) (1734-1736) en La Haya, obra de Daniel Marot
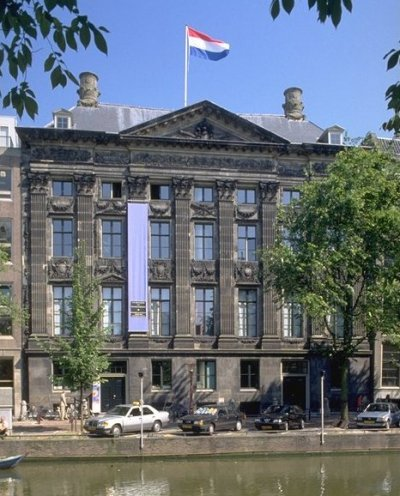
Fachada de la Trippenhuis (1660-1662) en Ámsterdam, obra de Justus Vingboons

### Arquitectura doméstica

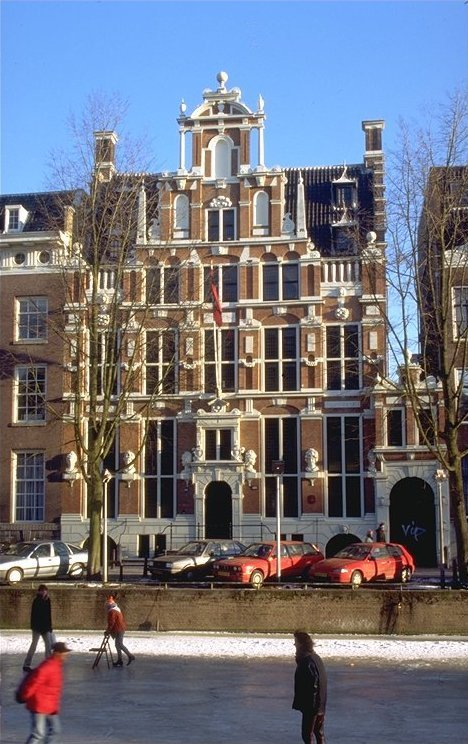
Huis met de Hoofden (1622), Ámsterdam, una casa doble obra atribuida a Hendrik de Keyser, probablemente de su hijo Pieter de Keyser.

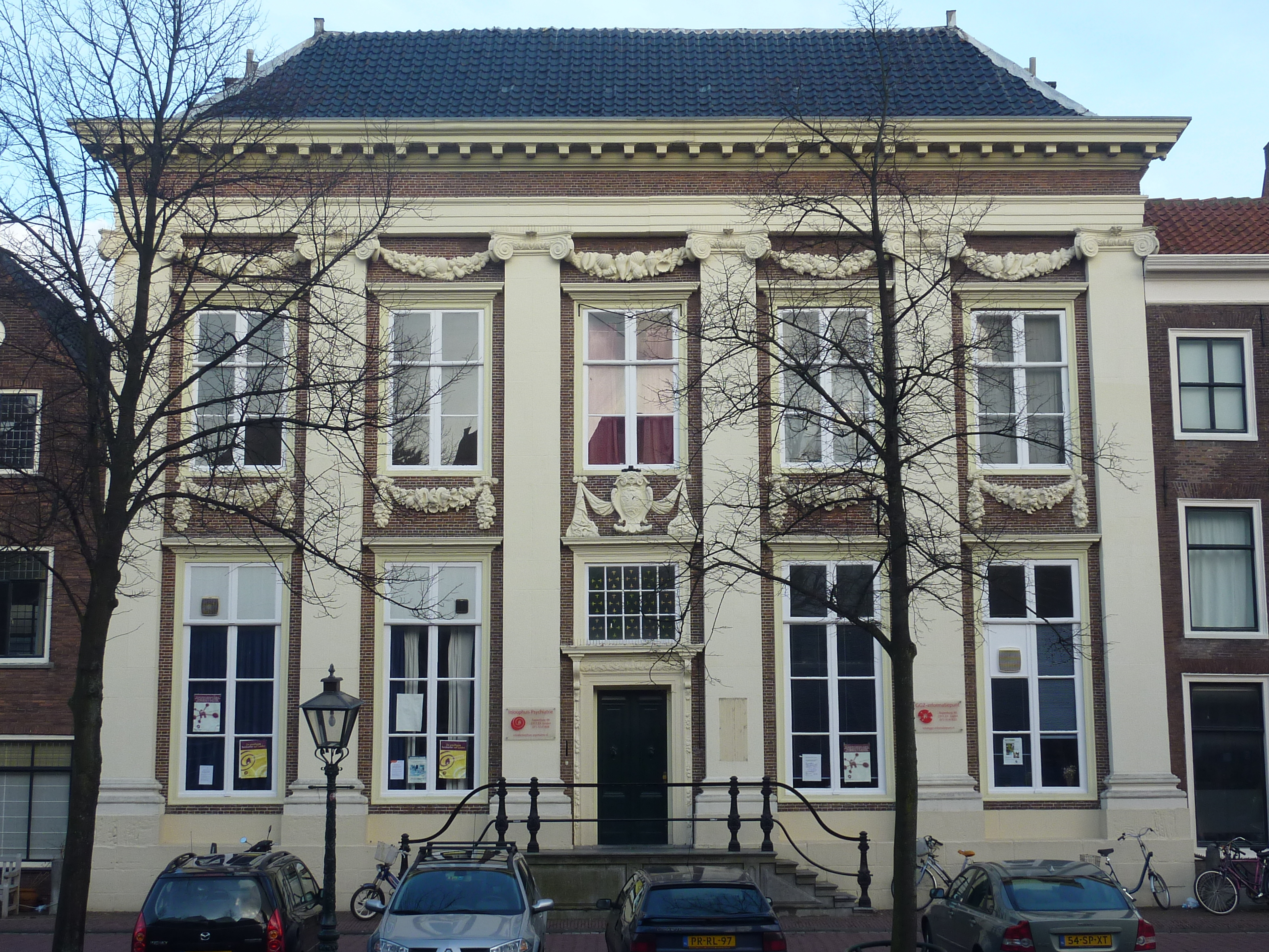
La Huis van Leyden (casa de Leiden), construida en 1641 por Arent van Gravesante.

En el siglo XVII, las ciudades neerlandesas, continuando su expansión urbana, se estructuraban a menudo en torno a redes de canales de los que se dotaban las principales ciudades comerciales (por ejemplo, los cinturones de canales de Ámsterdam), canales a lo largo de los cuales se levantarán numerosas casas construidas en el estilo clásico holandés. estilo, conservando sin embargo ciertas especificidades tradicionales.
También hubo algunas innovaciones en la arquitectura doméstica, ya que entonces aparecieron dos tipos generales de casas. El primer tipo fue el de la casa entre medianeras con hastiales escalonados, compuesta por una serie de habitaciones a lo largo de un pasillo, y decorada en la parte superior de su fachada con una decoración de madera o piedra de inspiración francesa (mascarones, cestas, escudos adornados con florones), pero interpretada libremente. El segundo tipo de casa era más grande e incluía dos suites de habitaciones distribuidas por un pasillo central. La fachada más amplia abandonó entonces el hastial por la cornisa, a menudo coronada con una balaustrada (masiva o calada) y más tarde, con un frontón, a menudo acompañado de estatuas o jarrones. Estas casas más imponentes, aunque todavía de ladrillo, utilizaron más piedra en sus fachadas, permitiendo un mayor desarrollo de la decoración. Algunos de estos hoteles se pueden comparar con verdaderos palacios, aunque de pequeño tamaño, separados de la calle por una puerta de hierro forjado delicadamente trabajada.
El hastial escalonado se transformó en esta época hasta convertirse en clásico, y luego tomó el nombre de «hastial de collar» (Halsgevel), lo que facilitó la inclusión de estatuas u ornamentos clásicos en los extremos. Pero a finales de siglo, la arquitectura neerlandesa tendió a perder sus especificidades para adaptarse a las tendencias internacionales (la influencia francesa era entonces predominante, lo sería aún más en el siglo XVIII). Muchas casas residenciales (así como algunas villas) fueron construidas por los talentosos arquitectos que surgieron en este siglo dorado y que sucedieron a Jacob van Campen: Pieter Post, Arent van Gravesante y Philips Vingboons.

#### Descripción de una casa-tipo

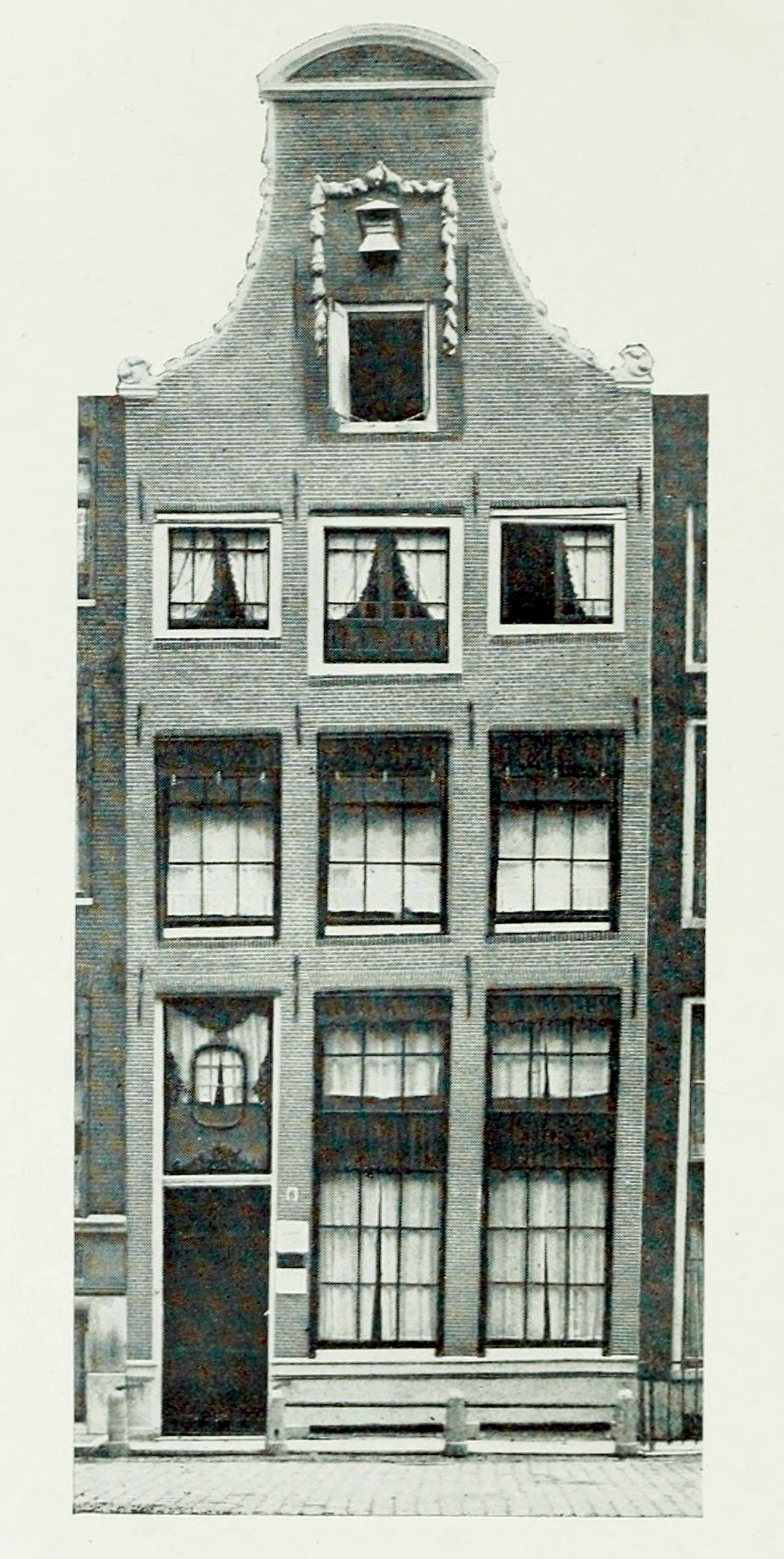
Casa de Descartes en Ámsterdam, que data de 1634

Las casas neerlandesas suelen diseñarse según un plan similar, pero dependiendo del tamaño de la casa, los constructores se veían obligados a elegir entre los dos tipos mencionados anteriormente. Este plan constaba de dos salas de iguales dimensiones en la planta baja, simplemente separadas por un tabique móvil, lo que permitía crear una única sala de gran tamaño. Frente a la puerta de entrada se encuentra la escalera, que conducía al sótano y a la planta superior. El sótano albergaba la bodega, la cocina, un baño y habitaciones privadas. Se puede acceder desde la calle, gracias a un foso de 1,50 metros de ancho aproximadamente. La planta superior alberga un gabinete y estancias privadas, ambas distribuidas en dos grandes salones correspondientes a las habitaciones de la planta baja. Esta planta puede constituir una planta-tipo repetida varias veces. Los desvanes albergan una tienda. El hastial, con un vano que da al almacén, está dotado de un poste provisto de una polea que permitía la carga y descarga de mercancías (transportadas en barco cuando la fachada daba a un canal). La planta baja es un nivel abierto a la calle, porque las estancias que contiene están destinadas a ser vistas, por lo que los grandes ventanales tienen sus alféizares muy bajos, decorados de forma natural con maceteros con flores de colores.
Las ventanas neerlandesas son de guillotina, la costumbre dicta que el habitante sólo abra la ventana para mirar hacia afuera, las ventanas rara vez se abrían si el habitante no estaba allí. Estas casas, por supuesto, están construidas íntegramente con ladrillo, para los muross, y con madera (generalmente de abeto) para los suelos, la estructura, las carpinterías y los marcos de las ventanas. Los ladrillos son de un tono oscuro, rojo o amarillo, y su largo varía de 16 a 24 centímetros, su ancho de 8 a 12 cm y su espesor de 4 a 6 cm. Dado que anteriormente los neerlandeses construían sus casas según un modelo muy preciso, hasta el siglo XX existían muy pocas regulaciones de viales.

### Difusión de la arquitectura neerlandesa
Mientras que las regiones germánicas seguían dependiendo de los arquitectos extranjeros para el diseño de programas ambiciosos, ya que los estragos de la Guerra de los Treinta Años mermaron gravemente las fuerzas vivas de la llanura hanseática, algunos arquitectos neerlandeses optaron por ponerse al servicio de la burguesía y de la aristocracia germanas. Estos son los grandes centros de comercio que acogerán a estos calvinistas neerlandeses que tenían muchas afinidades de espíritu con la élite luterana germana y los refugiados calvinistas franceses, entre los que se encontraban también arquitectos como Charles Dieussart y Charles du Ry (1692-1757). Willem van den Block contribuyó así a la difusión del manierismo holandés en las provincias bálticas; su hijo Abraham, nacido en Königsberg, continuó la obra de su padre como arquitecto y escultor. Así, Dantzig, que entonces constituía un puerto muy transitado, se jactaría en los siglos XVII y XVIII de suntuosos edificios burgueses construidos en un estilo similar o incluso análogo al neerlandés. También en Berlín, a pesar de la preeminencia de la influencia francesa, la arquitectura neerlandesa se extendió gracias a la obra de Rutger von Langerfeld, originario de Nimega, que creó la Dorotheenstädtische Kirche en 1687. Finalmente, en el siglo XVIII, la vecina ciudad de Potsdam, entonces en plena expansión, vio nacer un barrio neerlandés bajo la dirección del neerlandés Johan Bouman.

### Mobiliario
Muy a menudo, en el siglo XVII, los ebanistas se inspiraban en la decoración arquitectónica para sus muebles, que, sin embargo, adquirían su propia originalidad, a pesar de las influencias italianas y españolas. Los interiores neerlandeses vieron la aparición de grandes armarios, anteriormente reservados a los miembros del clero. Estos armarios tenían a menudo un aspecto austero, el Beeldenkast constituye el armario más notable (a menudo está decorado con cariátides que rodeaban las puertas con marquetería geométrica de ébano). Continúan los asientos de respaldo alto con patas torneadas, pero con influencia española en el asiento. Una especificidad neerlandesa serán las sillas y sillones de mimbre oscuro, que tendrán un gran éxito en Francia durante la época del estilo Regencia. A finales de siglo, cada provincia empezó a producir un tipo particular de armario, como el armario de Guelder con montantes estriados o el armario de Utrecht con hojas coronadas por un arco revestido de incrustaciones de ébano.

### Polderización
La polderización, recuperación de tierras, iniciada unos siglos antes, sólo permitió arrebatar verdaderamente nuevos territorios al mar a partir del siglo XVII con la invención del molino de bombeo eólico y el desarrollo de las infraestructuras de drenaje de agua. Se trataba entonces de pólderes de drenaje que se formaban mediante el bombeo de agua desde lagos interiores, lo que permitío crear tierras agrícolas. Este nuevo tipo de pólder estaba rodeado de diques y de un canal circular, llamado el ringvaart. Los molinos de bombeo se convirtieron en una característica de la campiña costera neerlandesa y generalmente se construían con ladrillos.

### Lista de arquitectos neerlandeses delsigloXVII
Claes Dircx van Balckeneynde (1600-1664); Bartholomeus van Bassen (c. 1590-1652); Cornelis van Bol'es (1658-1735); Elias Bouman (1636-1686); Salomon de Bray (1597-1664); Jacob van Campen (1596-1657); Peter Jansz. van Cooten; Adriaan Dortsman (1635-1682); Tylman van Gameren (1632-1706); Arent van 's-Gravesande (c. 1610-1662); Willem van der Helm (1628-1675); Pieter de Keyser (c. 1595-1676); Thomas de Keyser (c. 1596-1667); Allert Meije (1654-1722/1723); Jacobus Roman (1640-1716); Paulus Moreelse (1571-1638); Maurits Post (1645-1677); Pieter Post (1608-1669), Cornelis Ryckwaert (c. 1652-1693); Daniël Stalpaert (1615-1676); Steven Vennecool} (1657-1719); Ghijsbert Theunisz. van Vianen (c. 1612-c. 1707); Justus Vingboons (c. 1620-c. 1698); Philips Vingboons (c. 1607-1678); Adriaen van der Werff (1659-1722).

## SigloXVIII

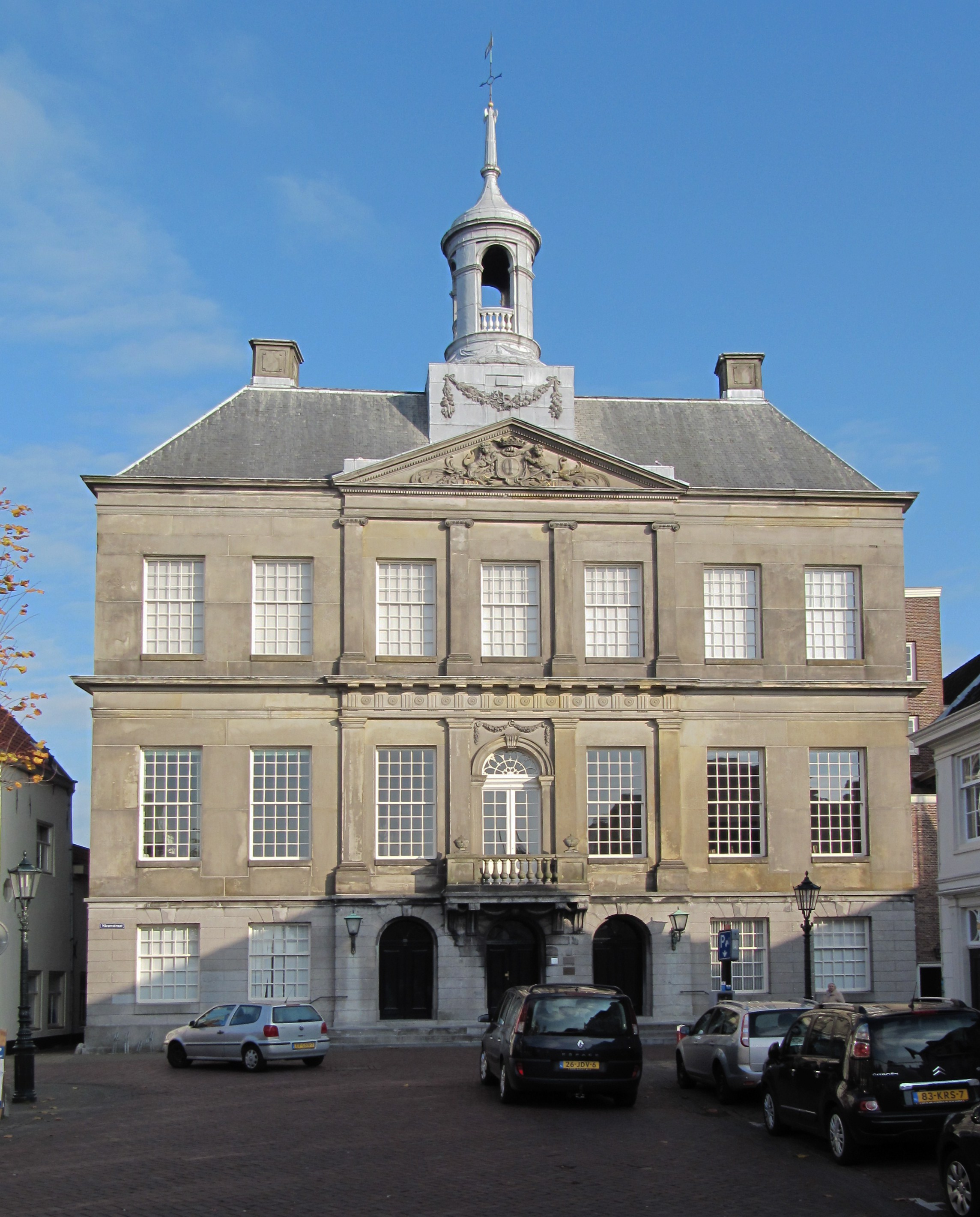
El ayuntamiento de Weesp (1772-1776), obra de Jacob Otten Husly en un neoclasicismo muy impregnado de paladianismo

En el siglo XVIII, la arquitectura era en cierto modo la pariente pobre del arte neerlandés. De hecho, las ciudades ya estaban dotadas de grandes edificios dedicados a los múltiples servicios de la administración municipal, iglesias y puertas, y ya no se sentía la necesidad de construir. Sobre todo porque entonces correspondía a la Casa de Orange mantener en buen estado sus numerosos castillos. Pero se construyeron algunos monumentos interesantes, como el Ayuntamiento de Weesp (1772-1776), obra de Jacob Otten Husly de Ámsterdam, que, en su carácter, muestra más ligereza en comparación con la arquitectura de décadas anteriores. También está la Puerta de Muiden en Ámsterdam, construida en 1770 por Cornelis Rauws, así como la puerta de Delft en Róterdam, de Pieter de Swart, levantada en el mismo año. En la arquitectura civil, el hastial tendió a desaparecer a partir de la segunda mitad del siglo XVIII, en favor de la cornisa con consolas.

### Rococó
El estilo rococó, o más bien rocaille ya que provenía de Francia, tuvo un gran auge a partir del primer tercio del siglo XVIII en la arquitectura doméstica neerlandesa. Si bien este estilo tiene una mayor influencia en la decoración de interiores, también evolucionó el aspecto exterior de muchas casas construidas o reconstruidas en esta época. Las fachadas de ladrillo, ya decoradas con hastial la mayor parte del tiempo o con una cornisa fuertemente moldurada si se trataba de un muro canalón, se adornaban en ese momento con decoraciones de rocalla concentradas en determinados puntos de la fachada, especialmente a la altura del chambranle de la puerta principal. como de la la ventana que da a ella, para acentuar el tramo central con un derroche de adornos de madera o estuco. La cornisa se amplía y ahora va acompañada de un friso salpicado por una serie de pequeñas consolas de formas retorcidas. El hastial desaparece en las casas adosadas urbanas, pero sigue siendo popular en el campo o en los pueblos pequeños, donde las casas están aisladas. Se contornea, toma formas festoneadas, es decir, toma el contorno de una moldura periférica formada por curvas y contracurvas, a veces en conopiales enfrentados.

### Neoclasicismo
La arquitectura neoclásica surgió en las Provincias Unidas alrededor de 1760, debido al predominio de la influencia francesa. La arquitectura religiosa fue la primera interesada, debido al modelo tomado por Jacques-François Blondel, director de la Académie royale d'architecture, de la capilla real de Versalles, construida por Jules Hardouin-Mansart. Así, la estructura arquitectónica y la decoración de la iglesia Sainte-Rosalie construida entre 1777 y 1779 en Róterdam por Jan Guidici siguen el modelo de esta capilla.
La influencia francesa se hizo cada vez mayor a lo largo del siglo XVIII; Así, el Palais Lange Voorhout de La Haya, construido hacia 1760 por Pieter de Swart, es representativo de este gusto francés internacional (impregnado de estilo rocaille) que tiende a suplantar el gusto nacional. Esta moda también se ilustra en el hotel del gobernador provincial en 's-Hertogenbosch, así como en dos alas de palacios construidas en La Haya por el arquitecto alemán Friedrich Ludwig Gunckel, una de las cuales data de 1767 del palacio de Nassau-Weilbourg y un ala que data de 1788 de la residencia oficial del príncipe estatúder. Las casas de campo tenían por lo general formas muy sencillas, de manzanas cuadradas, y la decoración de las fachadas procedía directamente de los hôtels construidos en la ciudad. El gusto francés está menos de moda aquí, aunque está muy presente en el pabellón Welgelegen, construido hacia 1789 por el arquitecto belga Jean-Baptiste Dubois en el corazón de un bosque cerca de Haarlem.
En los Países Bajos se construyeron relativamente pocos edificios de estilo neoclásico. El Beurs van Zocher de la plaza Dam de Ámsterdam fue demolido alrededor de 1900. El Ayuntamiento de Groninga y el edificio Felix Meritis en Ámsterdam, ambos diseñados por Jacob Otten Husly, son raros ejemplos del neoclasicismo temprano en los Países Bajos. El Pabellón Welgelegen de Haarlem es un ejemplo puro de este estilo. Sólo las alas laterales posteriores del Palacio de Soestdijk son neoclásicas. También pertenecen a este estilo los palacios de Justicia de Ámsterdam, de Zwolle y de Leeuwarden, así como el Ayuntamiento de Utrecht. Ejemplos de edificios y monumentos neoclásicos más pequeños son: el mausoleo de Vaalsbroek y el obelisco de Vaals (Moretti, ca. 1790), la tumba de Nellesteyn en Leersum (Jan David Zocher, 1818) y los monumentos funerarios de las familias Macpherson-van Meeuwen (1846), De Stuers (1861), Hartog van Banda (1873), Carré (1891) y Bentinck (1927).
En los Países Bajos la mayoría de las iglesias de la primera mitad del siglo XIX, normalmente denominadas en los Países Bajos iglesias de gestión del agua (waterstaatskerken), pueden clasificarse como arquitectura neoclásica. La Iglesia de Moisés y Aarón  en Ámsterdam es un ejemplo de ello.

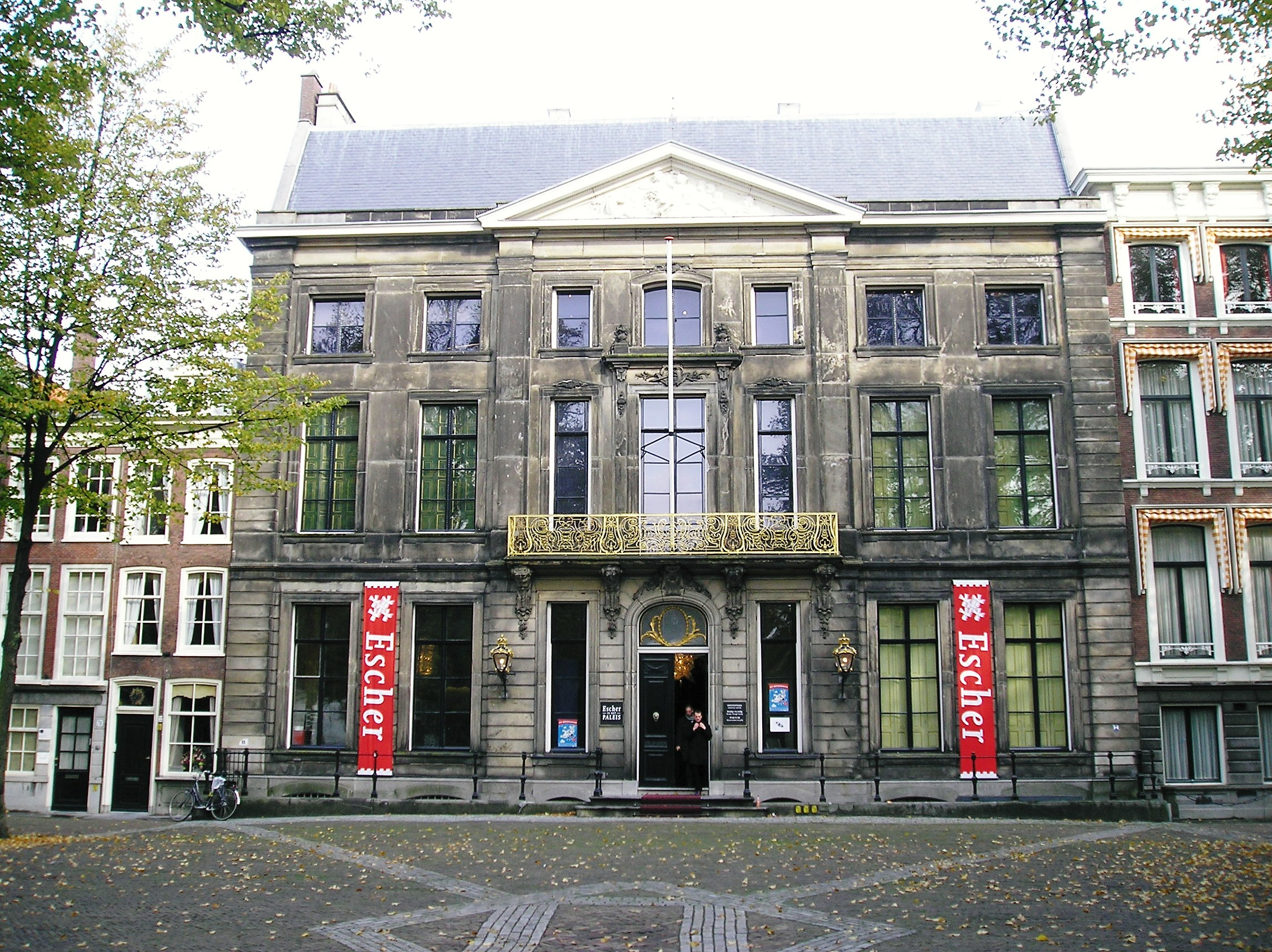
Palacio Lange Voorhout (1760), obra de Pieter de Swart, ahora sede del museo Escher in Het Paleis
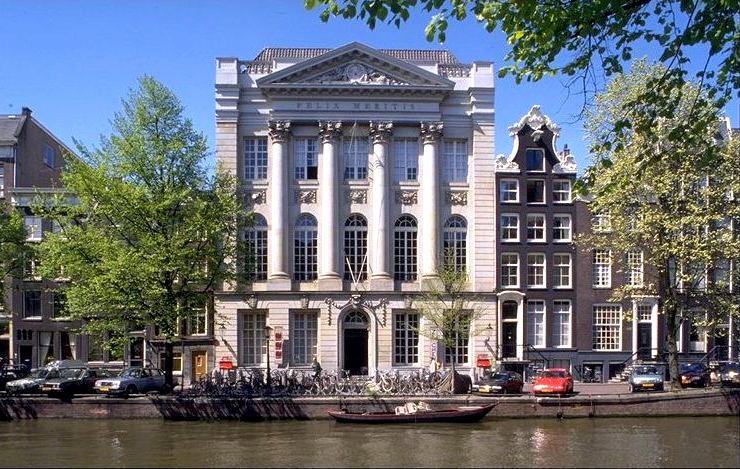
Felix Meritis (1777-1788), en Ámsterdam, obra de Jacob Otten Husly
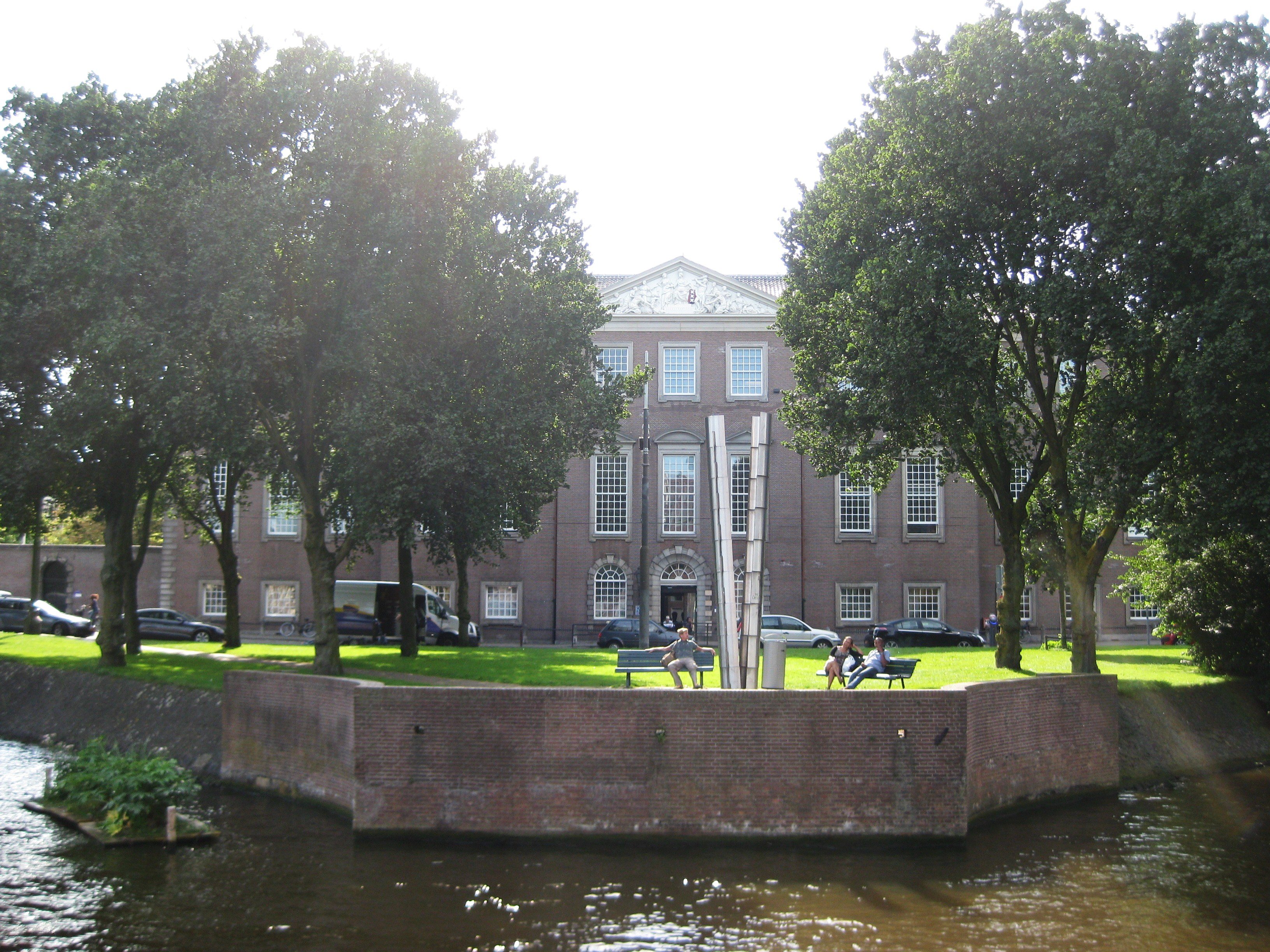
Het Dr. Sarphatihuis (1779-1782), residencia de ancianos obra de Abraham van der Hart, en Ámsterdam
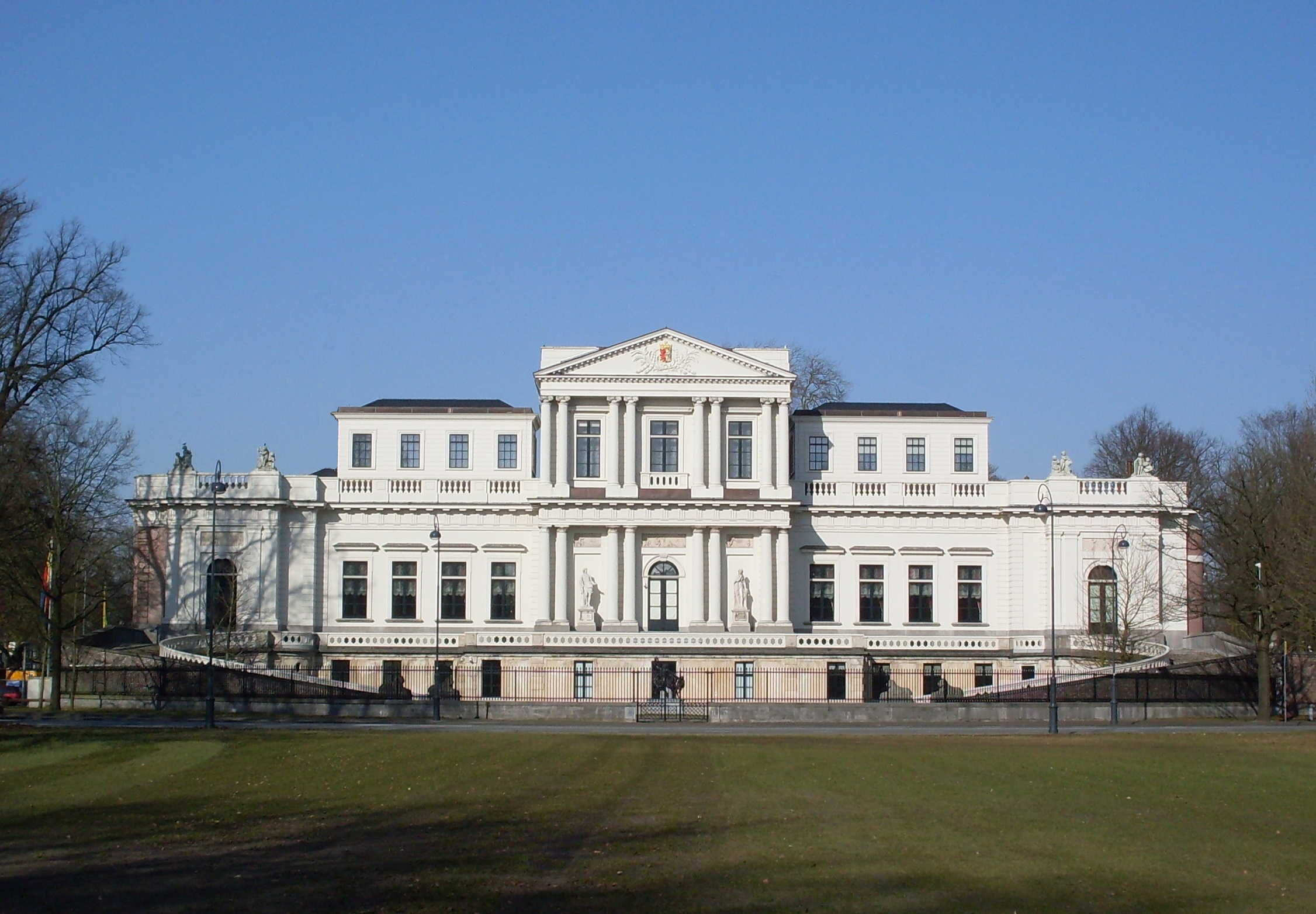
Pabellón Welgelegen (1785-1789), obra de Abraham van der Hart en Haarlem
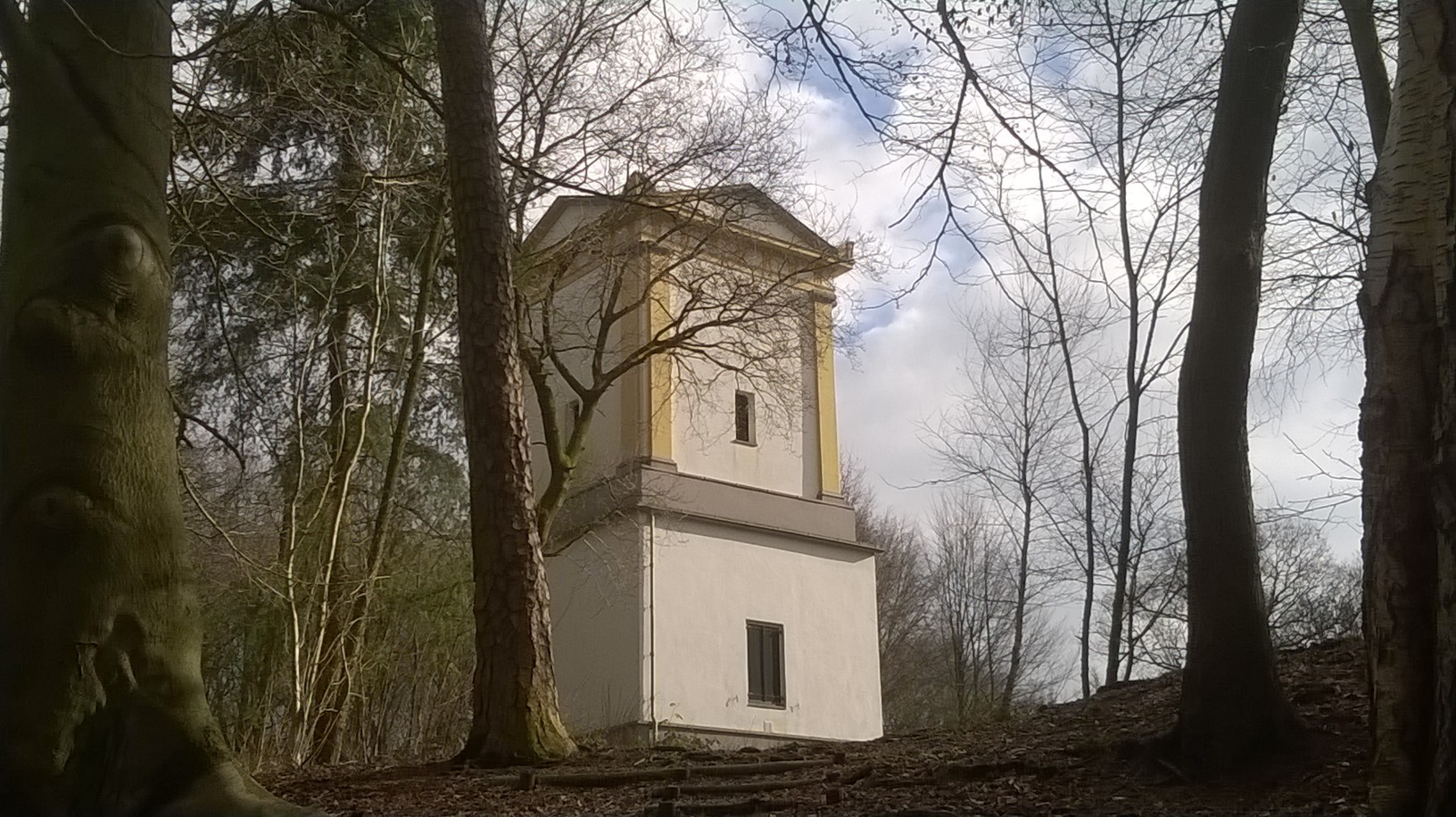
, Tumba van Nellesteijn (1818), en Leersum, obra de Jan David Zocher hijo
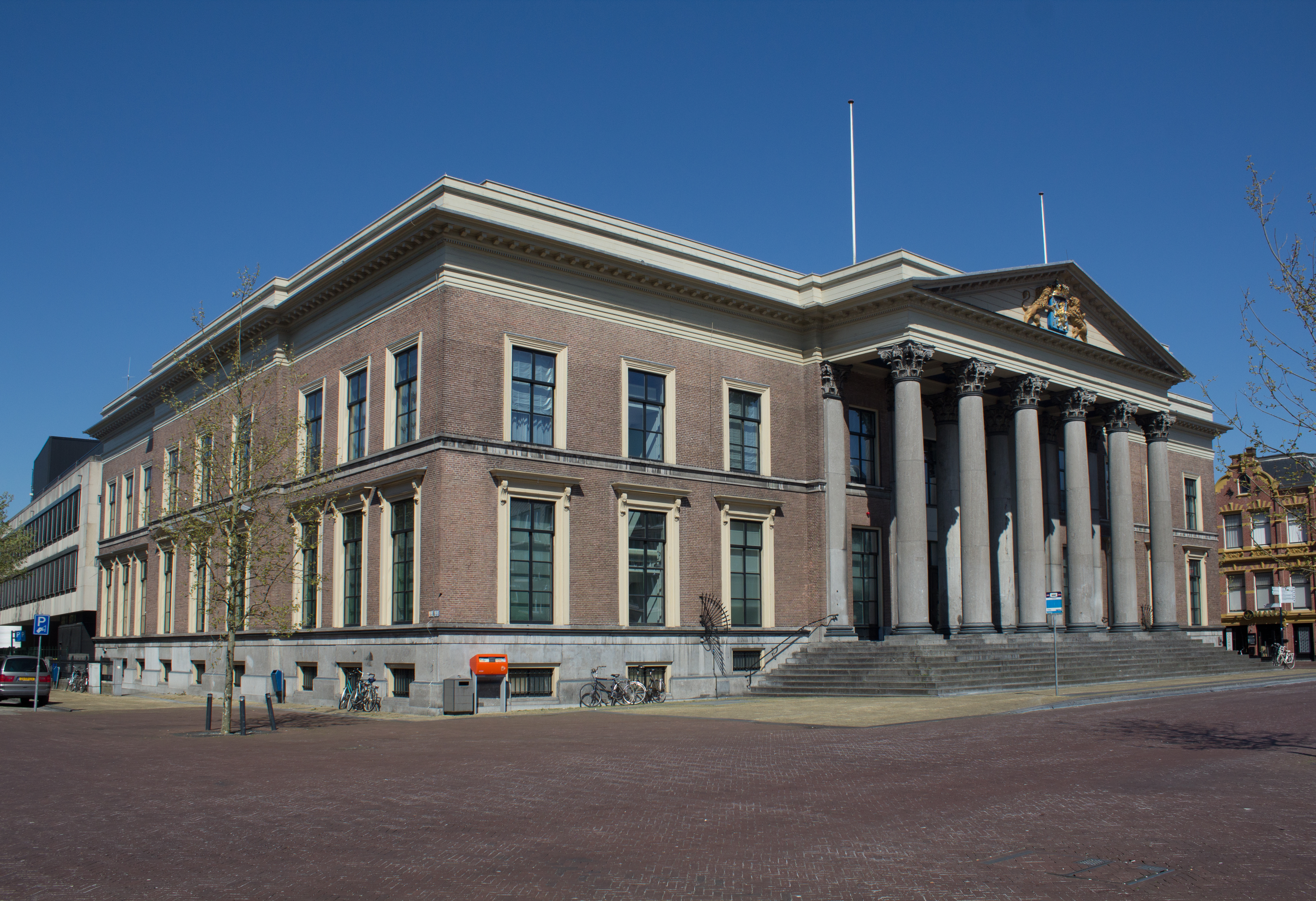
Palacio de Justicia de Leeuwarden (1851), obra de Thomas Adrianus Romein

### Mobiliario
El mobiliario neerlandés del siglo XVIII está marcado por las influencias francesas e inglesas. Francesa, en primer lugar gracias a la llegada numerosa de hugonotes al exilio tras la |revocación del Edicto de Nantes en 1685. El gusto inglés se difundió gracias a la intensificación de los intercambios comerciales con Inglaterra. Como resultado, en esta época se importaron muchos muebles extranjeros a los Países Bajos, aunque la actividad de los ebanistas no decayó, estos últimos intentaron introducir el estilo rocaille en sus creaciones. Las chinoiseries también harán acto de presencia. El rigor neoclásico de finales de siglo fue adoptado sólo con desgana y con cierto retraso en comparación con los ebanistas franceses. Los estilos ingleses estaban entonces en boga, antes de ser reemplazados por el estilo Imperio después de la Revolución francesa.

### Lista de arquitectos neerlandeses delsigloXVIII
Arij van Boles (1694/1695-1776); Harmen van Boles (1689-1764); Jan Bouman (1706-1776); Auke Bruinsma (1749-1819); Abraham van der Hart (1747-1820); Jacobus van der Kloes (1730-1821); Daniel Marot (1661-1752); Jacob Otten Husly (1738-1796); Jacob Otten Husly de Ámsterdam (1738-1796); Cornelis Rauws (1736-1772); Philip Willem Schonck (1735-1807); François Soiron (1714-1779); Matheius Soiron (1722-1781); Abraham Martinus Sorg (1738-1825); Pieter de Swart (1709-1772); Leendert Viervant (1752-1801); Teunis Wittenberg (1741-1816).

### El hastial en la arquitectura neerlandesa

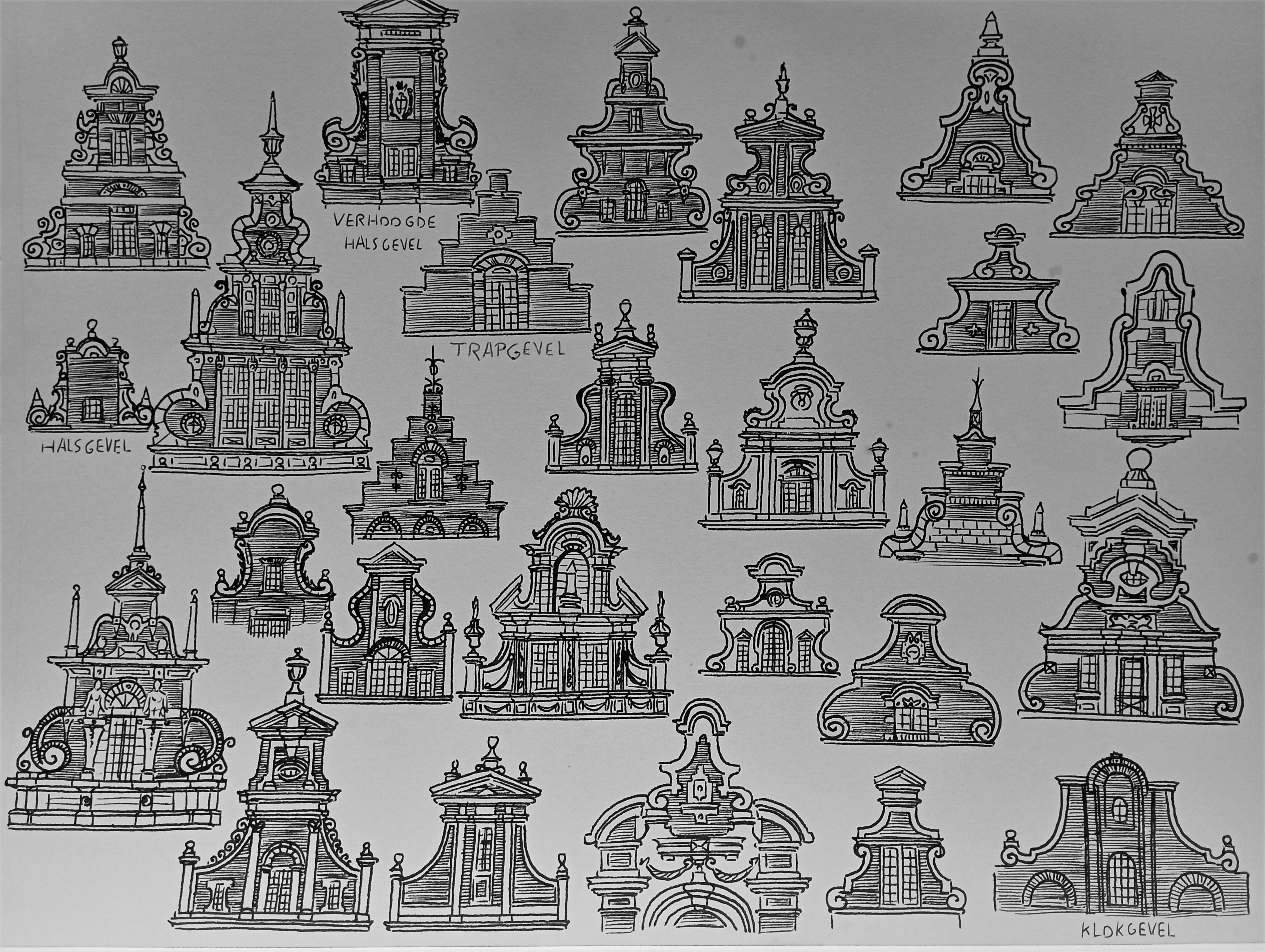
Diseños de hastiales flamencos y neerlandeses (repertorio formal no exhaustivo)

Existen varios tipos de hastiales en la arquitectura neerlandesa, siendo los más antiguos el hastial recto (o triangular) y el hastial escalonado, uno de cuyos ejemplos más antiguos es la Koornstapelhuis de Gante, que data de finales del siglo XII. A partir del Renacimiento, e incluso a partir del gótico, aparecieron nuevos hastiales, pero obviamente sólo tenían una función estética, siendo el hastial derecho el único puramente utilitario. El tipo propio del hastial meridional, es decir el de la arquitectura grecorromana, es el frontón triangular. Sin embargo, durante el Renacimiento, el frontón no se utilizó en los Países Bajos como hastial, sino como corona de hastial escalonado o con volutas. El frontón reaparecerá durante la difusión del halsgevel, un tipo de hastial nacido en el siglo XVII más adaptado a la arquitectura clásica, a menudo rematado por un frontón triangular o curvilíneo. Además, en el siglo XVII, en ocasiones se incorporaron a este tipo de hastiales pilastras, que parecen sostener este frontón, son a veces incorporados a este tipo de hastial, siempre en referencia a la arquitectura clásica.
Entre los hastiales recensados en los Países Bajos se distinguen en particular:
- el trapgevel, el hastial escalonado. El hastial con pináculos, que apareció a finales del período gótico (en los siglos XV y XVI), es una variación del hastial escalonado cuyo objetivo era acentuar la verticalidad del edificio, en el espíritu de la arquitectura gótica;
- el puntgevel, el hastial derecho, popularizado durante el Renacimiento porque correspondía mejor a los cánones clásicos importados de Italia;
- el tuitgevel, variación del hastial recto, muy utilizado en los almacenes y hangares. El hastial, de forma triangular, se termina en una base;
- el rolwerkgevel, el hastial con volutas, característico del manierismo nórdico (movimiento arquitectónico renacentista);
- el halsgevel, o hastial en cuello, apareció a mediados del siglo XVII y se utilizó hasta finales del siglo XVIII; el hastial con cuello elevado (verhoogde halsgevel), popularizado al mismo tiempo que el verdadero hastial con cuello, es en realidad sólo una transformación del hastial escalonado. Ambos fueron desarrollados por el arquitecto Philips Vingboons;
- el klokgevel, o espadaña, derivado del hastial en cuello, con el que compitió con éxito desde finales del siglo XVII.[64][65]

El hastial fue cayendo progresivamente en desuso a partir del siglo XVIII, aunque en el siglo pasado el muro canalón (lijstgevel, o fachada con cornisa) ya iba adquiriendo mayor importancia en la arquitectura doméstica urbana. Sin embargo, el hastial siguió siendo popular hasta principios del siglo XIX, y volvería a serlo cuando el historicismo destronó al neoclasicismo en la segunda mitad del siglo. Sin embargo, a partir de este periodo, el repertorio formal del hastial dejó de ampliarse, limitándose los arquitectos a copiar modelos anteriores, en particular los del Renacimiento (esencialmente los más simples, es decir, hastiales rectos y escalonados).

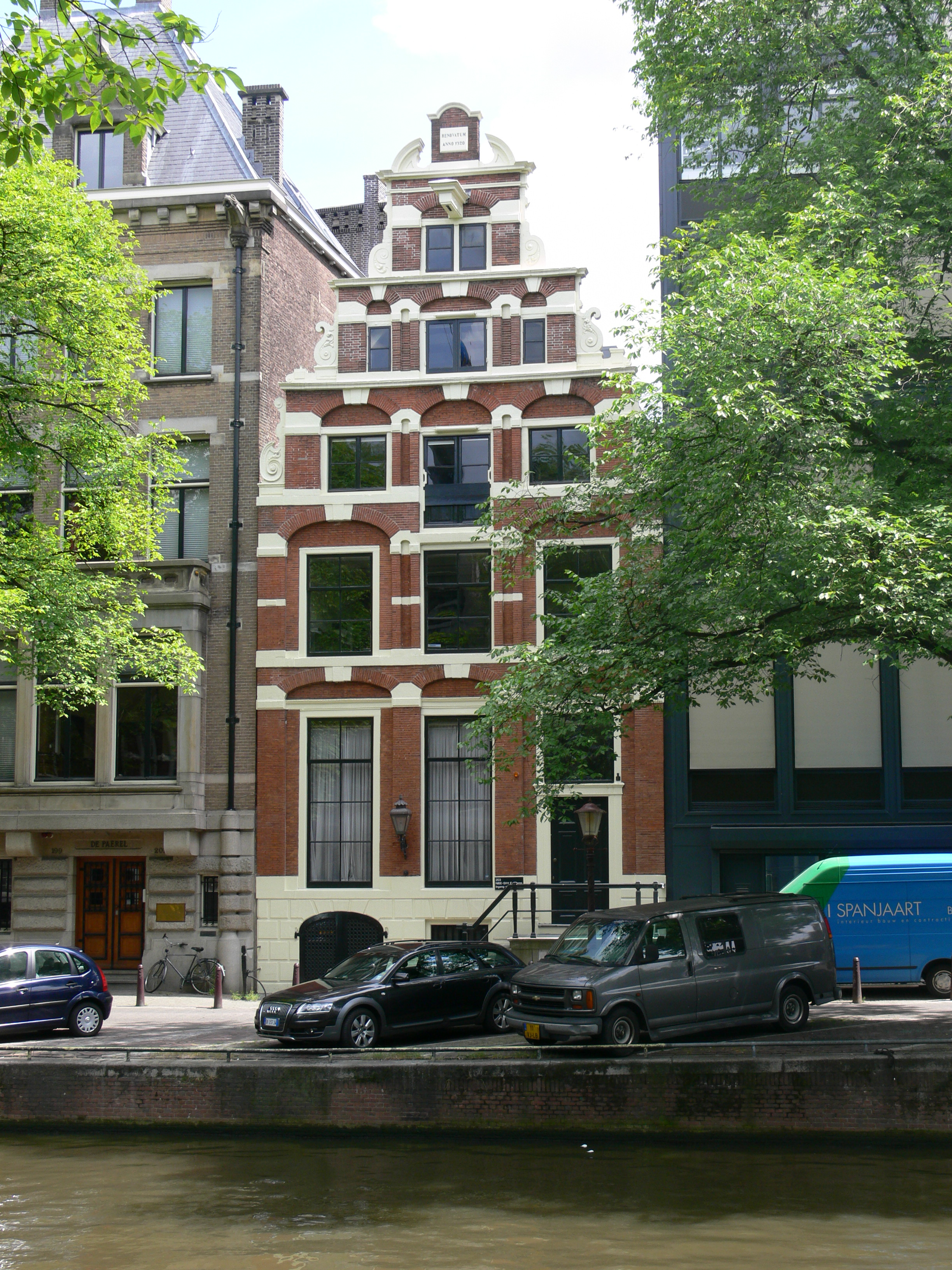
Hastial escalonado en Ámsterdams (Herengracht 203), en estilo renacentista (1618)
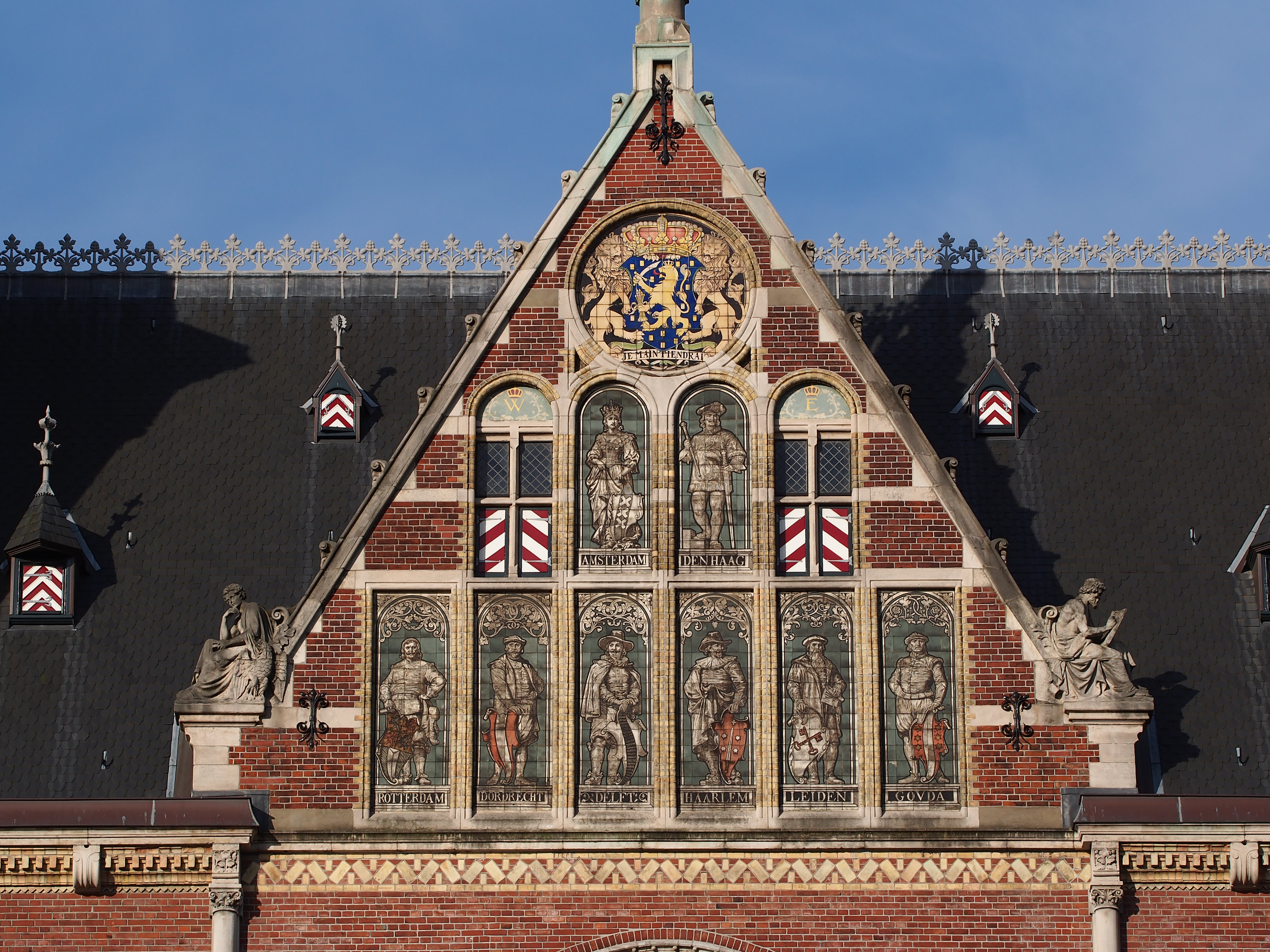
Hastial recto en la fachada norte del Rijksmuseum, Ámsterdam.
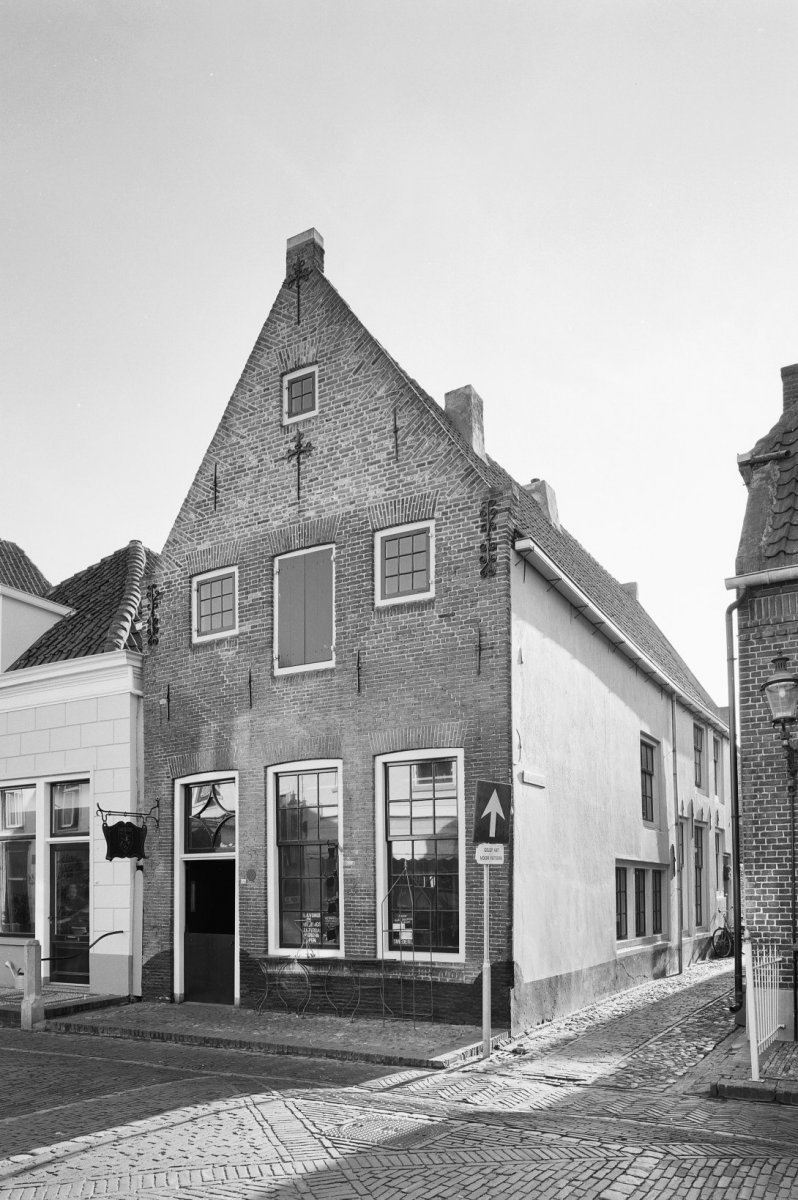
Tuitgevel, Elburg.
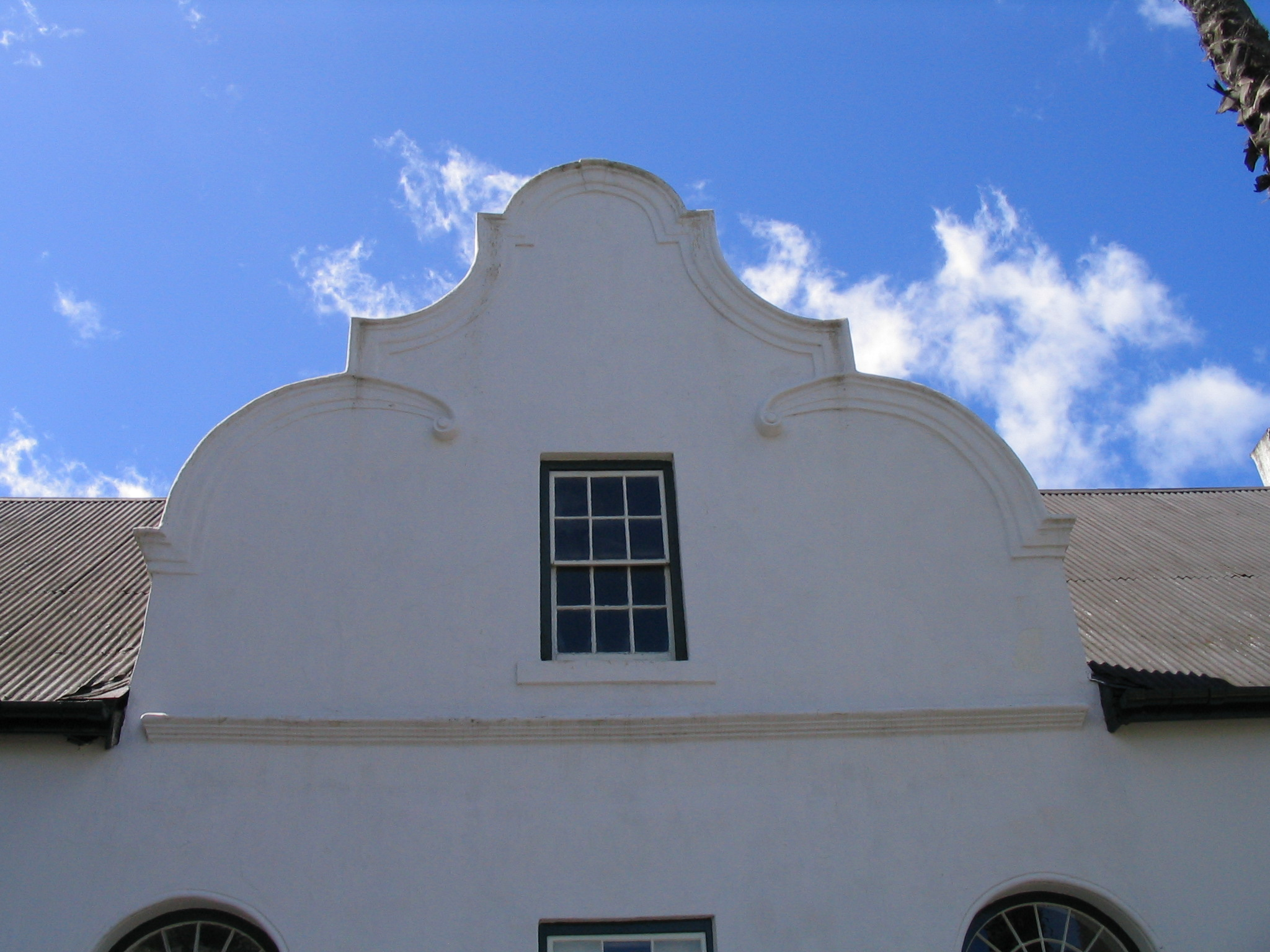
Rolwerkgevel, hastial con volutas, casa Morkel, África del Sur.
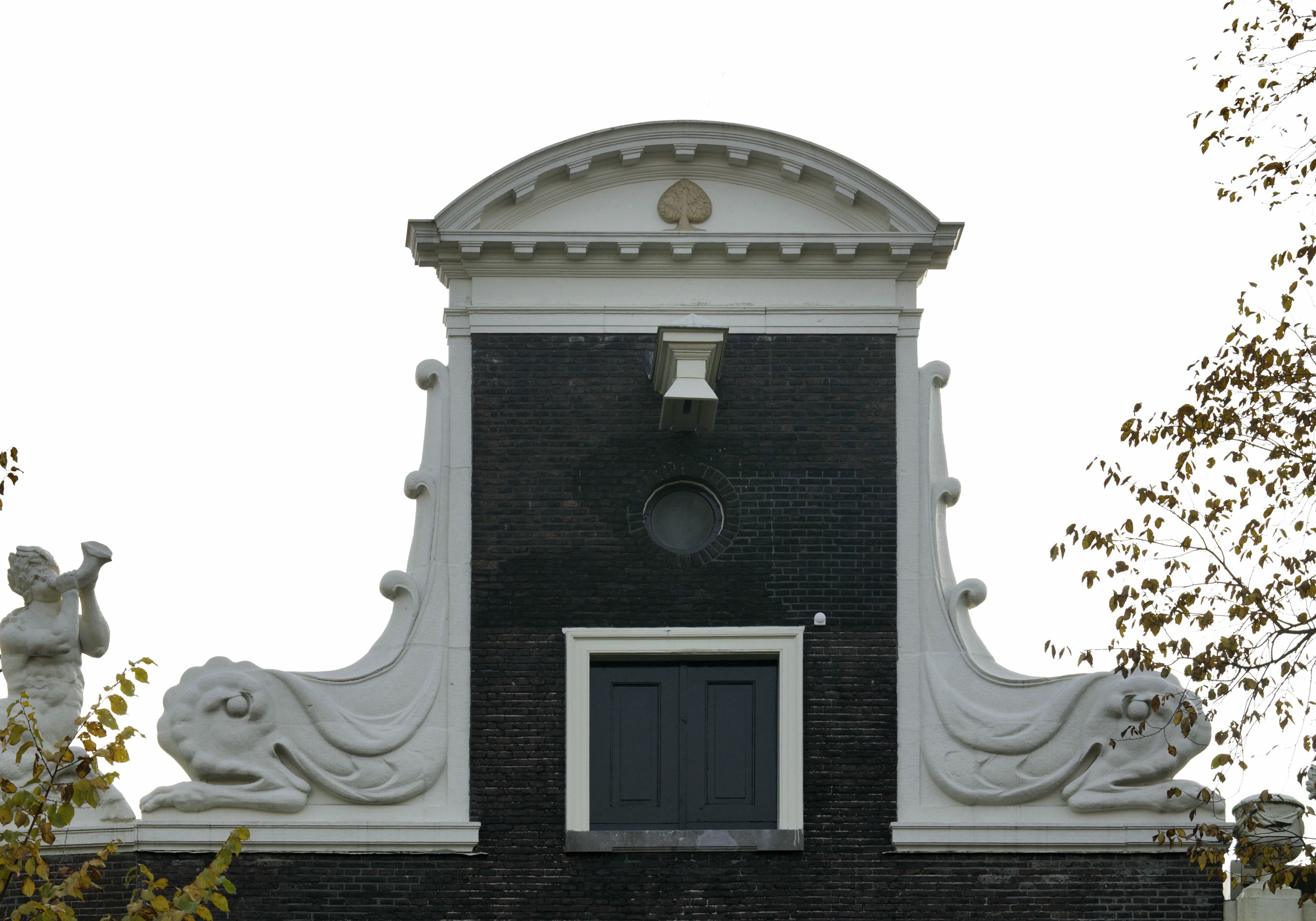
Halsgevel en Ámsterdam.
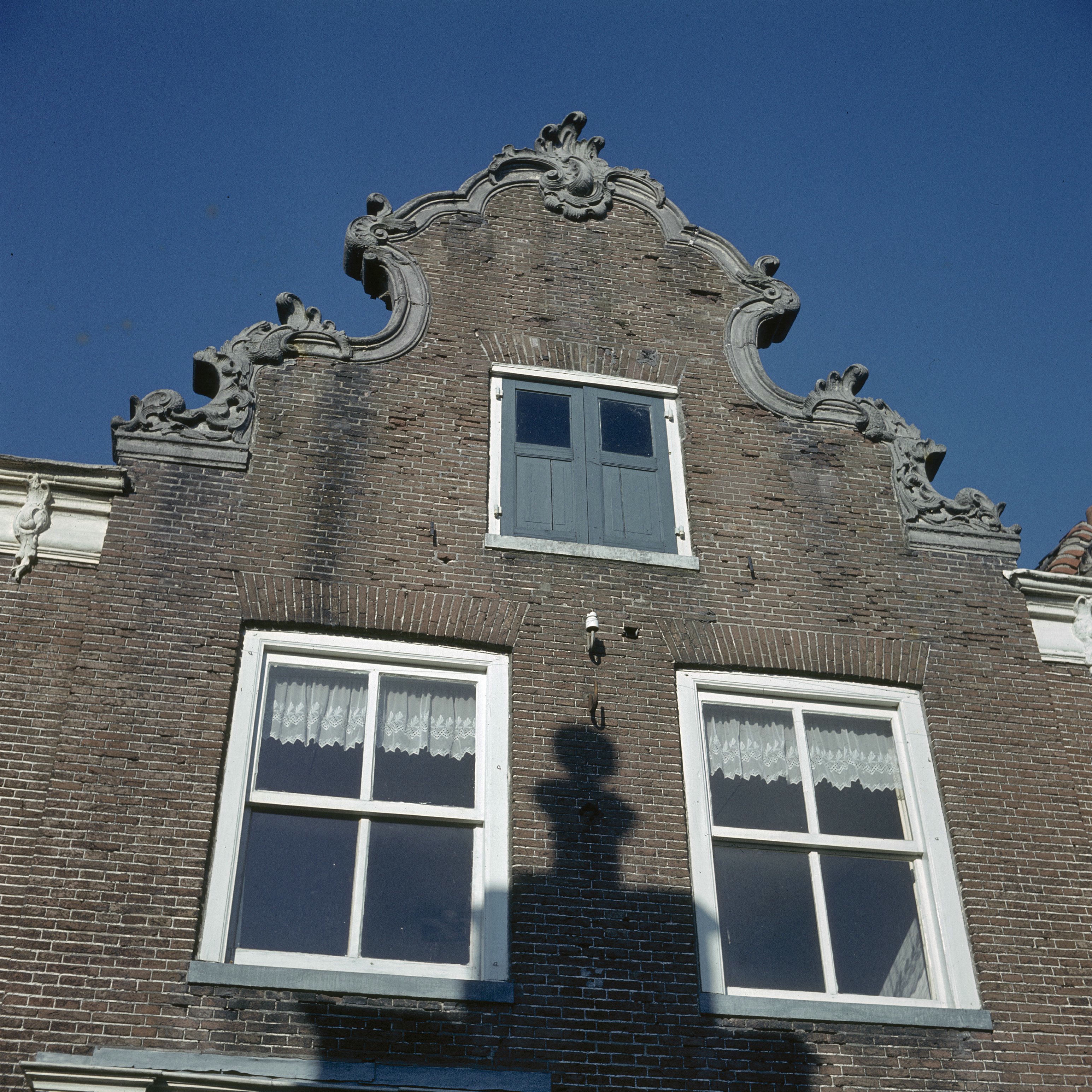
Un hastial contorneado de volutas de estilo rococó en Vollehnhove.
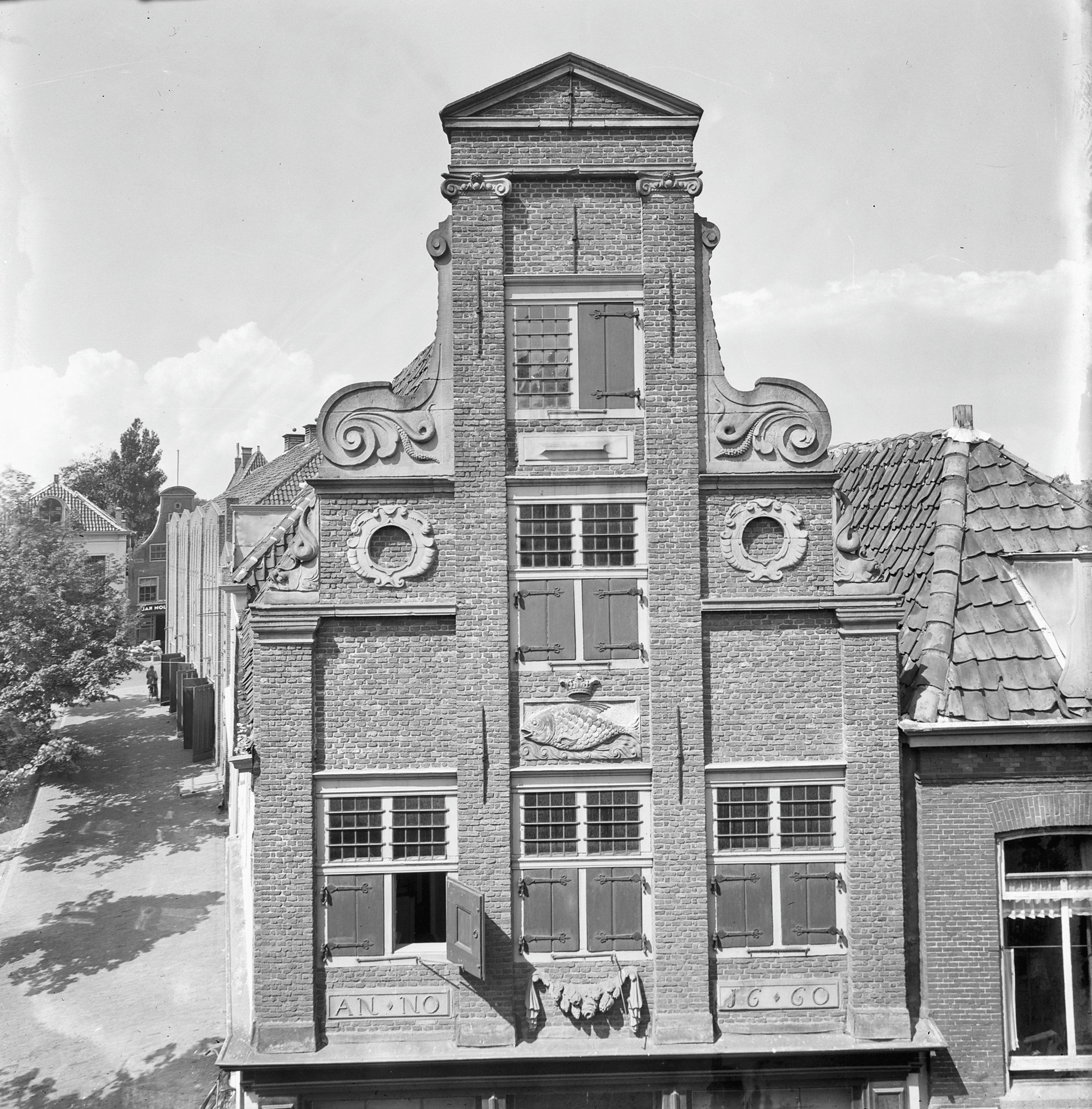
Verhoogde halsgevel, en Hoorn.
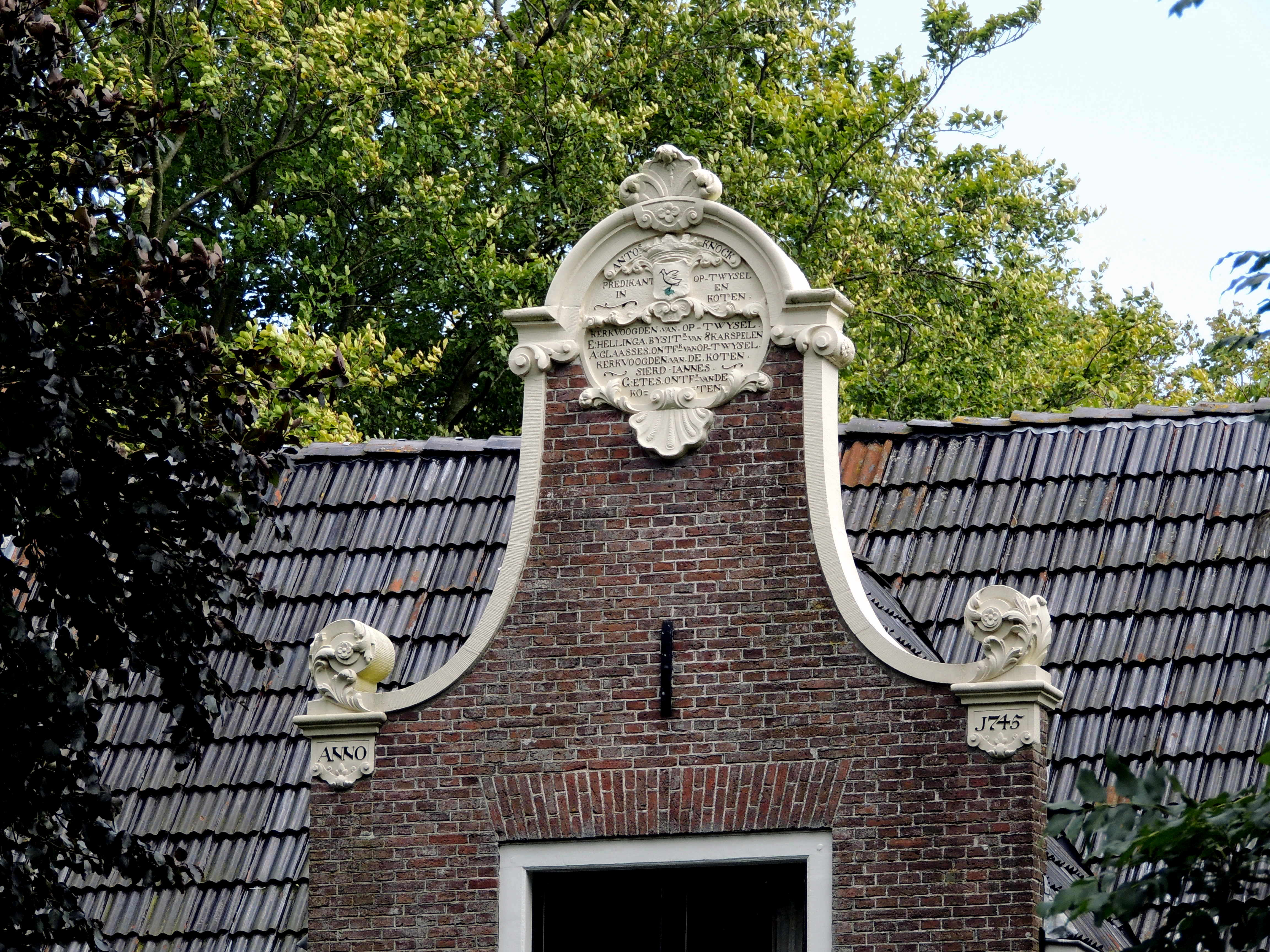
Klokgevel (reloj) de estilo rococó.
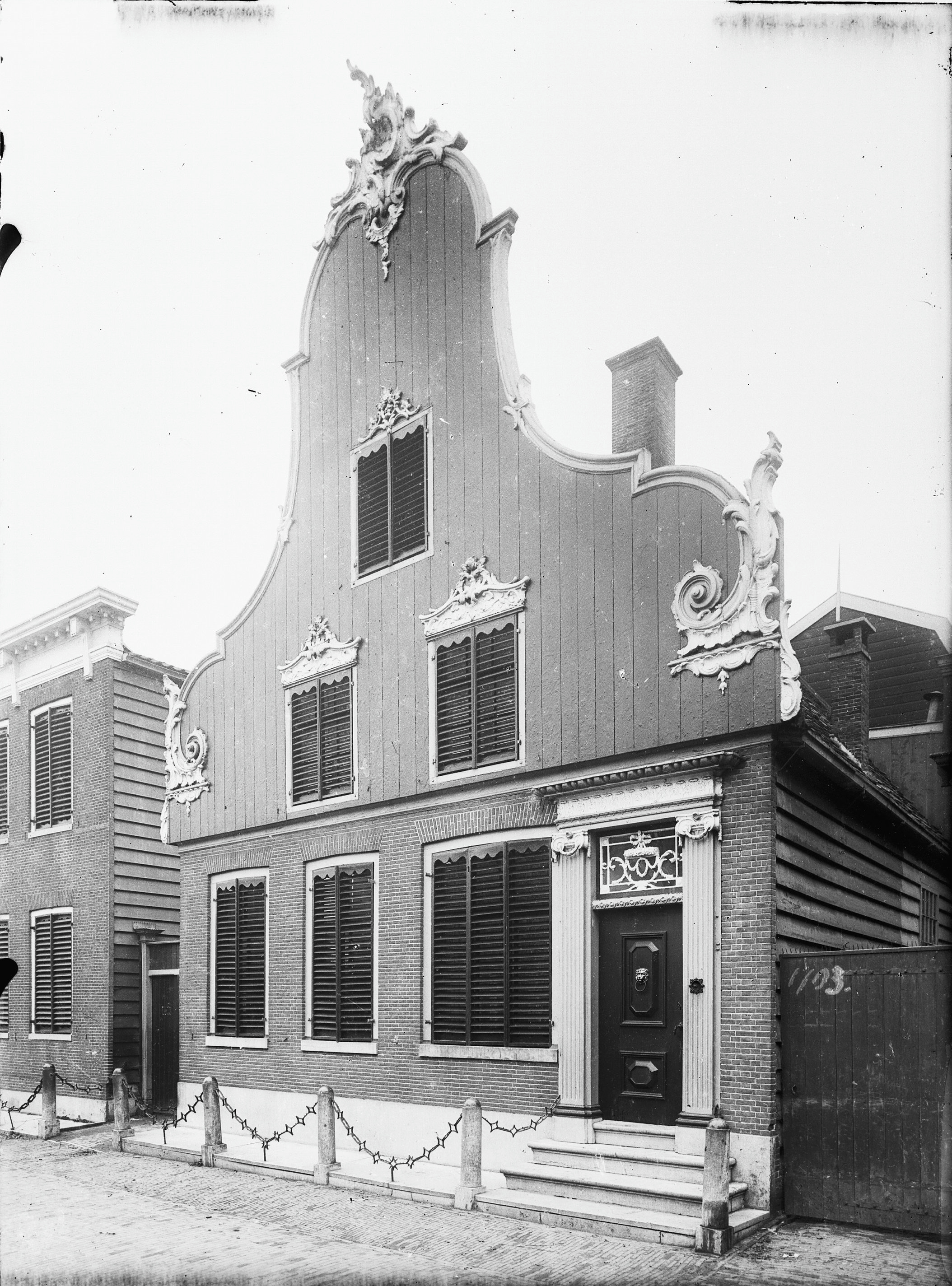
Kloksgevel de madera en Krommenie.

#### El barrio neerlandés de Potsdam
Tras el decreto de ampliación de Potsdam decidida por Federico Guillermo I en 1722 para responder al crecimiento demográfico debido a la instalación de una guarnición y de nuevos habitantes atraídos por las ventajas fiscales, fue necesario organizar y racionalizar la ampliación de la ciudad en torno al Neuer Markt. La segunda fase de expansión, entre 1733 y 1740, vio la llegada de ingenieros y arquitectos neerlandeses encargados especialmente por el rey, que había quedado impresionados por el perfecto dominio de la construcción en terrenos pantanosos por parte de los constructores neerlandeses. Federico Guillermo había tenido la oportunidad de apreciar la arquitectura neerlandesa durante sus viajes de 1700 y 1704-1705, y admiraba la sobriedad, la dignidad y la limpieza de las residencias de Ámsterdam. Su gusto por la arquitectura de ladrillo visto, a diferencia de los edificios prusianos revestidos, finalmente lo convenció de construir un barrio neerlandés en Potsdam, cuando entre 1730 y 1732 acababa de construir su pabellón de caza en Stern con puro gusto neerlandés. Después de la primera casa de este estilo fuera construida por Jan Bouman entre 1733 y 1734, este último se dedicó en 1737 a la construcción de todo el barrio, con la ayuda de los ingenieros Pierre de Gayette y Andreas Berger. Las primeras casas experimentales se construyeron entre 1734 y 1736, y desde 1737 se construyeron nada menos que 134 casas hasta 1740. Al sur del distrito se había creado un lago artificial, en cuyo centro una pequeña isla albergaba un pabellón de recreo construido por Bouman en 1739 y que servía de mirador, lamentablemente el mirador fue destruido en 1945.

## SigloXIX
Las ciudades neerlandesas, como casi todas las de Europa en el siglo XIX, experimentaron un gran desarrollo, debido en parte a la industrialización del país a partir de 1840 y especialmente al crecimiento del comercio internacional a partir de esos mismos años. La industria no pudo desarrollarse plenamente en este país de comerciantes, dado que carecía de suficiente carbón y de los minerales necesarios para el funcionamiento de las fábricas. Las ciudades más industriales se encontraban cerca del mar, en las dos provincias de Holanda que son también las más densamente pobladas, mientras que el interior del país estaba casi desprovisto de industria, a pesar de la importancia de las minas de carbón de la provincia de Limburgo. La expansión de las ciudades en los Países Bajos, como en todas partes, fue en detrimento de algunos monumentos antiguos, en particular de las puertas y las murallas que rodeaban las ciudades, y que, por tanto, debieron ser destruidos.
Cabe señalar que en los Países Bajos, a diferencia de otros países europeos, se construyeron muy pocos teatros y óperas, aunque estas últimas constituían a menudo los monumentos más importantes y elaborados de las ciudades de Italia o de Francia. En efecto, el carácter de los neerlandeses no se prestaba a ciertos placeres que, sin embargo, eran característicos en el extranjero del ascenso de la sociedad burguesa, ya bien establecida en los Países Bajos desde el Renacimiento (que, por tanto, no esperó hasta el XIX para imponerse).

### La apoteosis del ladrillo
El ladrillo tuvo en el siglo XIX una importancia aún mayor que en siglos anteriores. A finales del siglo XIX, en los Países Bajos se fabricaban anualmente entre 500 y 600 millones de ladrillos, la mayoría de las veces a mano. Durante la fabricación del ladrillo, la arcilla se preparaba con abundante agua; cuando los ladrillos estaban modelaban, se colocaban en grandes cobertizos para que se secaran antes de cocerlos. El uso del agua en los Países Bajos, que no era muy popular en Inglaterra, permitió sin embargo obtener ladrillos muy resistentes, gracias a una mejor cohesión de la arcilla. La diversidad de colores permitió, en el siglo XIX, crear juegos ornamentales a partir de la policromía de los ladrillos, amarillo grisáceo si proceden de Betuwe (Geldre), gris de Frisia, rojo de Groninga o morado de Zelanda, según la arcilla utilizada y por supuesto de su cocción. Además, la producción de ladrillos también se dedicaba a exportarlos al exterior, siendo Franeker uno de los principales centros.

### Neoclasicismo

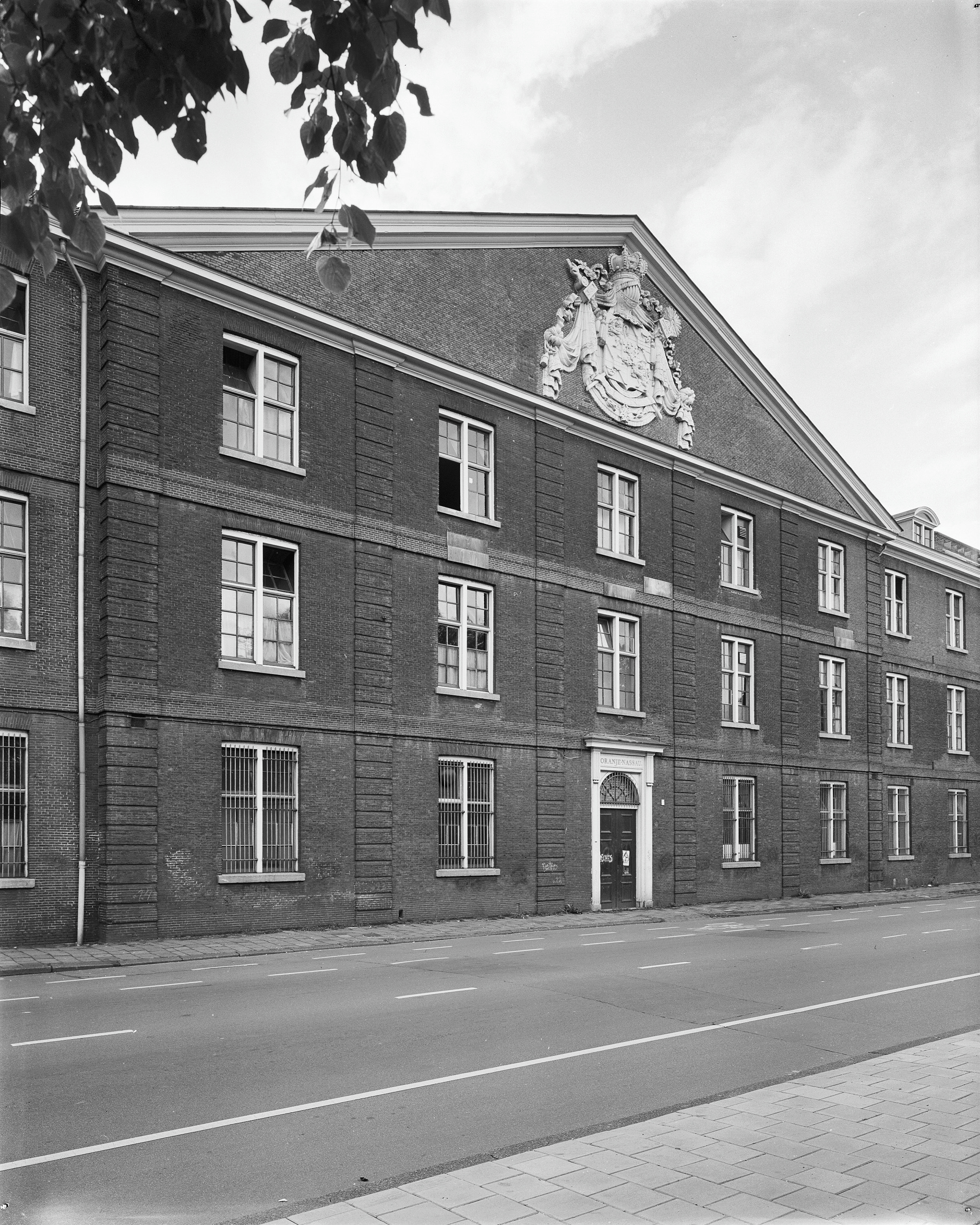
La caserna de Orange-Nassau, construida en Ámsterdam en 1813 por Abraham van der Hart.

La arquitectura neerlandesa de principios del siglo XIX no experimentó ningún cambio brusco y supuso una cierta continuidad con la arquitectura clásica desarrollada en los dos siglos anteriores, que fue la fuente del neoclasicismo neerlandés. El salón de baile del castillo de Knuiterdijk, construido en 1820 según los planos de Jan de Greef, encuentra su inspiración en la sala egipcia, cuya descripción fue dada por Vitruvio. Ya retomado por Palladio y transmitido a los arquitectos palladianos ingleses, este modelo es el de una sala hipóstila de tres naves erigidas sobre una planta basilical, diseñada en estilo helenístico y provista de ventanas altas.
Los Países Bajos, anexionados por Napoleón I en 1810, tras el breve reinado de su hermano Luis Bonaparte vieron triunfar el estilo Imperio, como la caserna de Orange-Nassau construida en Ámsterdam por Abraham van der Hart en 1813 en un estilo sencillo, austero y riguroso. Sin embargo, el estilo Imperio continuó después de la caída de Napoleón, en particular a través de los edificios de Pieter Adams y Adriaan Noordendorp, quienes diseñaron el Ayuntamiento de Róterdam en 1823 y el Korte Voorhout de La Haya (utilizado como palacio de justicia) en 1830 en este estilo. La arquitectura colonial neerlandesa también estará marcada por este neoclasicismo francés, con la popularización del estilo Imperio de las Indias.
Sin embargo, el neoclasicismo severo, de inspiración germana, donde la geometrización y la depuración de las formas ocupan un lugar importante, es raro en un país donde las construcciones monumentales no gozan de popularidad. Sin embargo, hay ejemplos raros, como la antigua Bolsa de Ámsterdam, construida en 1845 por Jan David Zocher, demolida cuando se construyó la nueva en 1903, o la iglesia de San Agustin (Utrecht), por Karel George Zocher (1797-1863). Cuando el neoclasicismo perdió fuerza en la década de 1840, los arquitectos comenzaron a mezclarlo con elementos historicistas (la mayoría de las veces del Renacimiento o incluso del gótico, antes de que se impusiera el estilo neogótico), como el palacio de justicia de Leeuwarden construido en 1846.

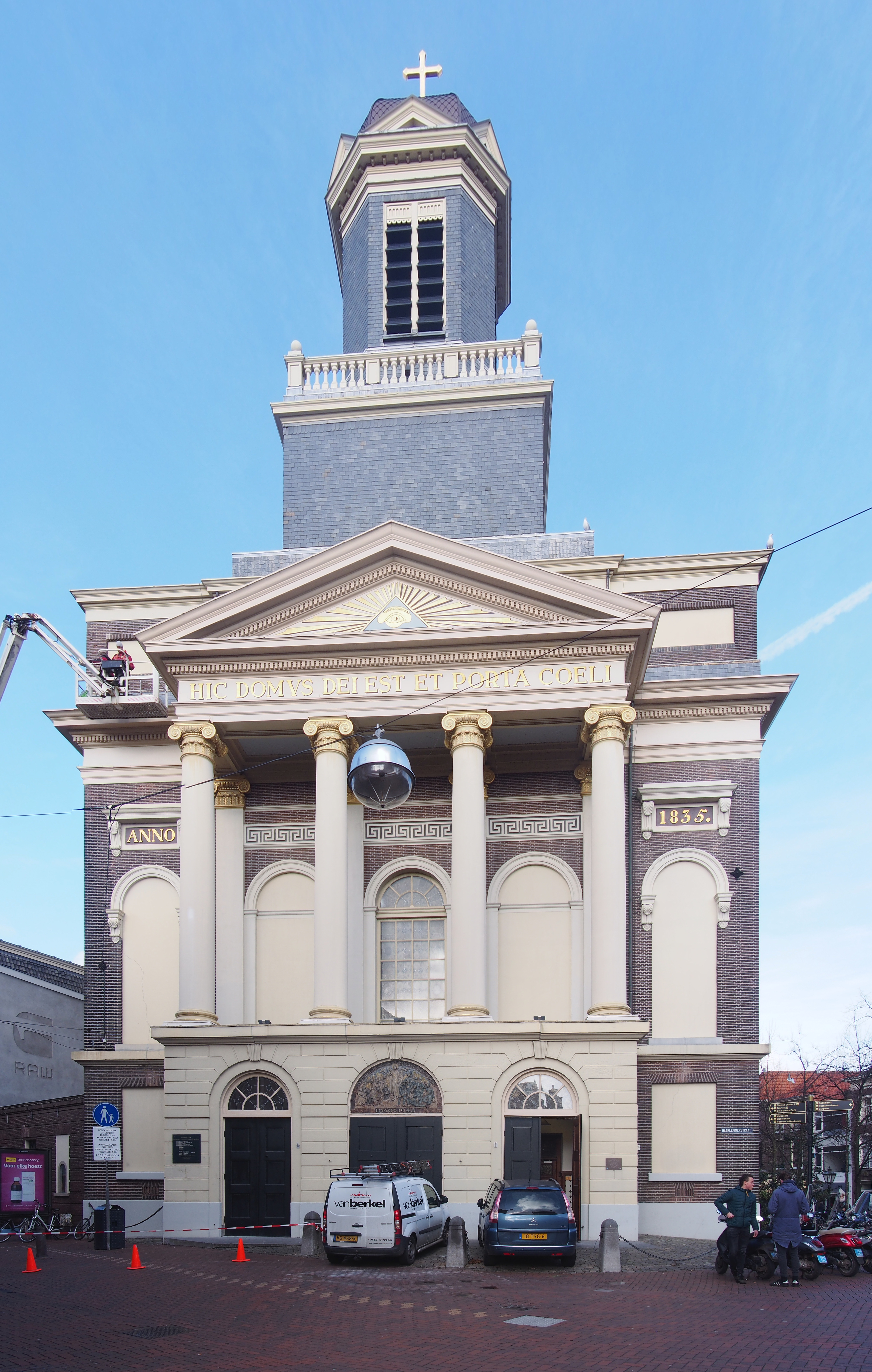
Hartebrugkerk (1835-1836), en Leiden, obra de Theo Molkenboer
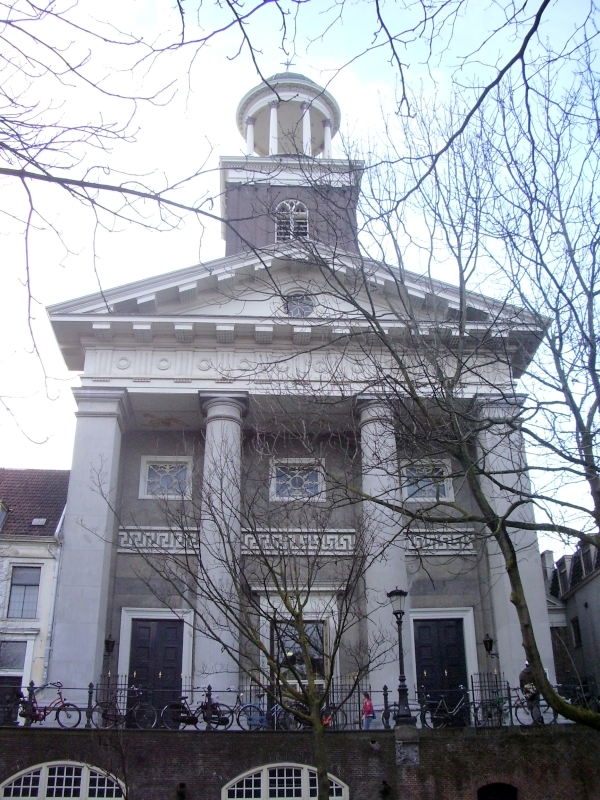
iglesia de San Agustin (Utrecht) (1839-1840), de Karel George Zocher
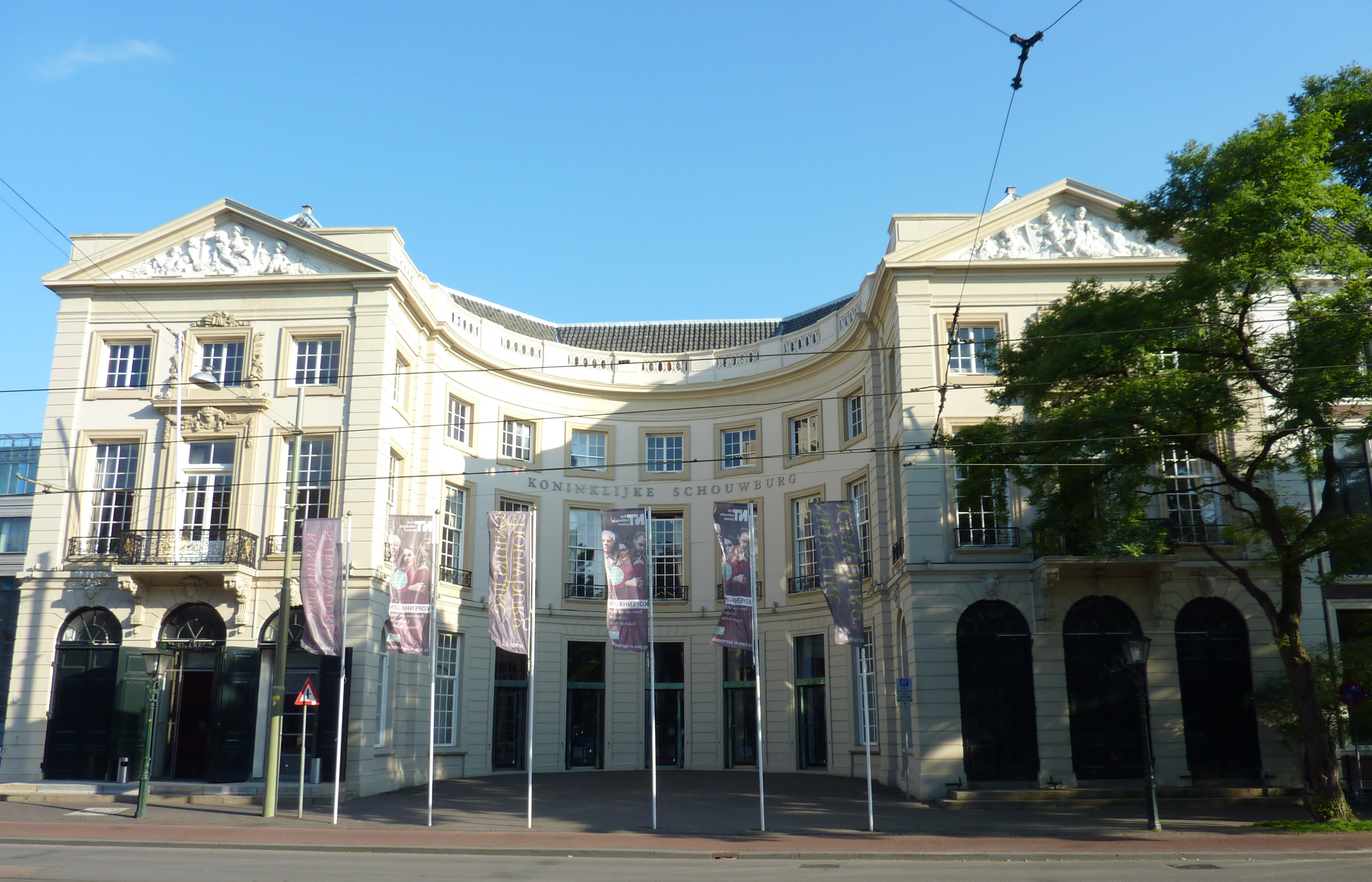
Koninklijke Schouwburg ('Real Teatro) (1766, Palacio), 1802-1804 (Teatro)) en la Korte Voorhout de La Haya

### Historicismo

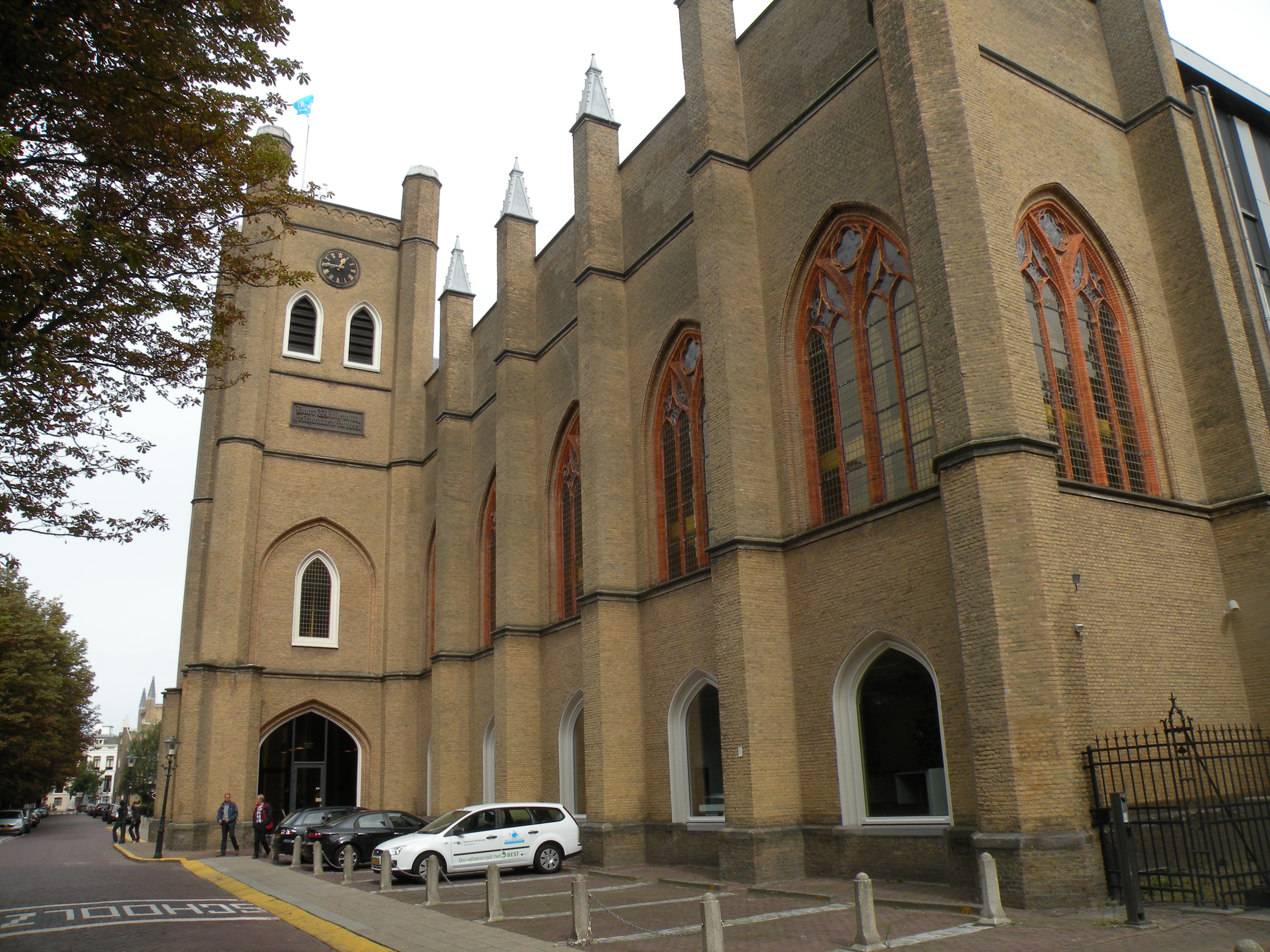
La Willemskerk de La Haya, construida en 1845 por Brouwer el Viejo

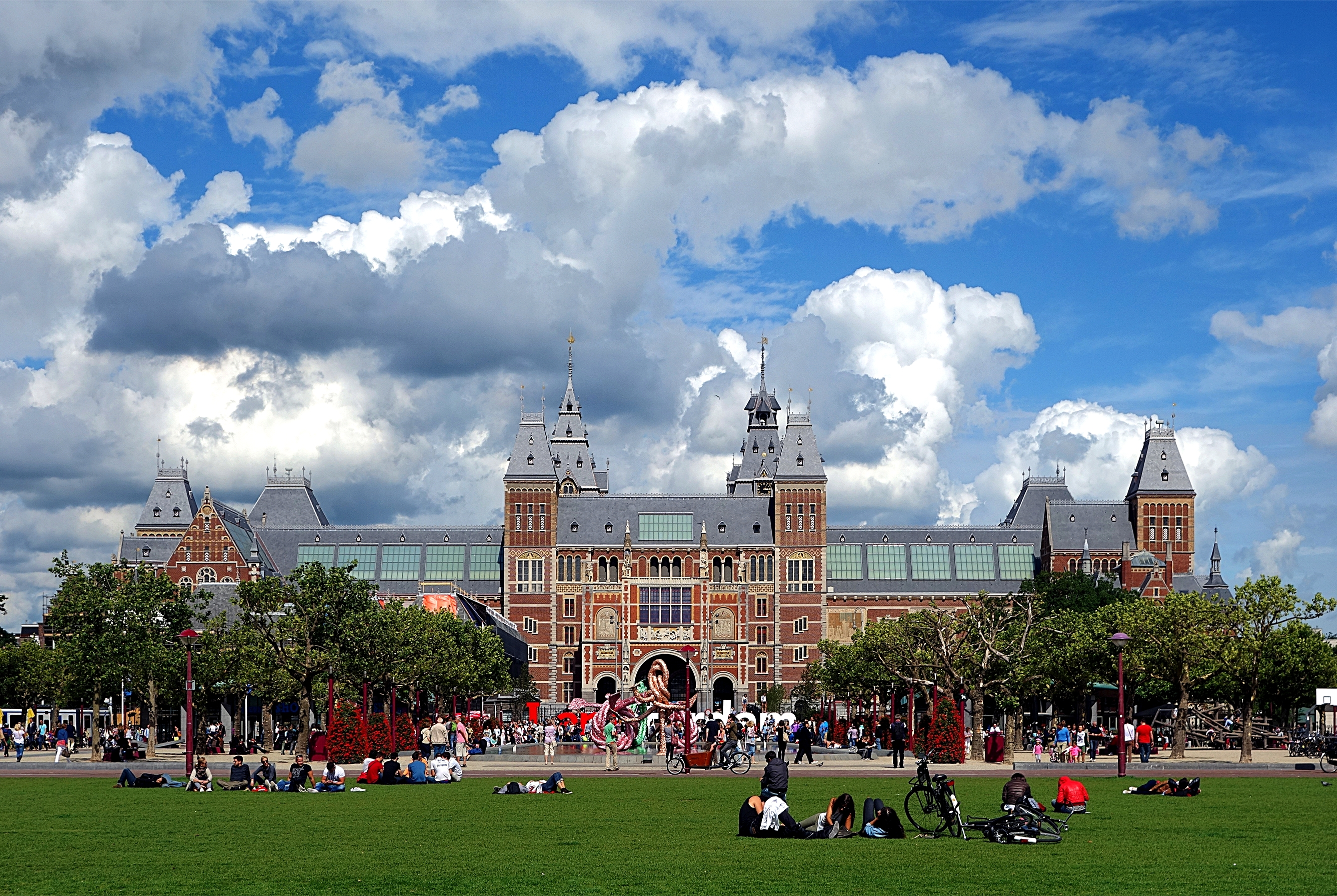
Fachada frontal del Rijksmuseum (1877-1885), Ámsterdam

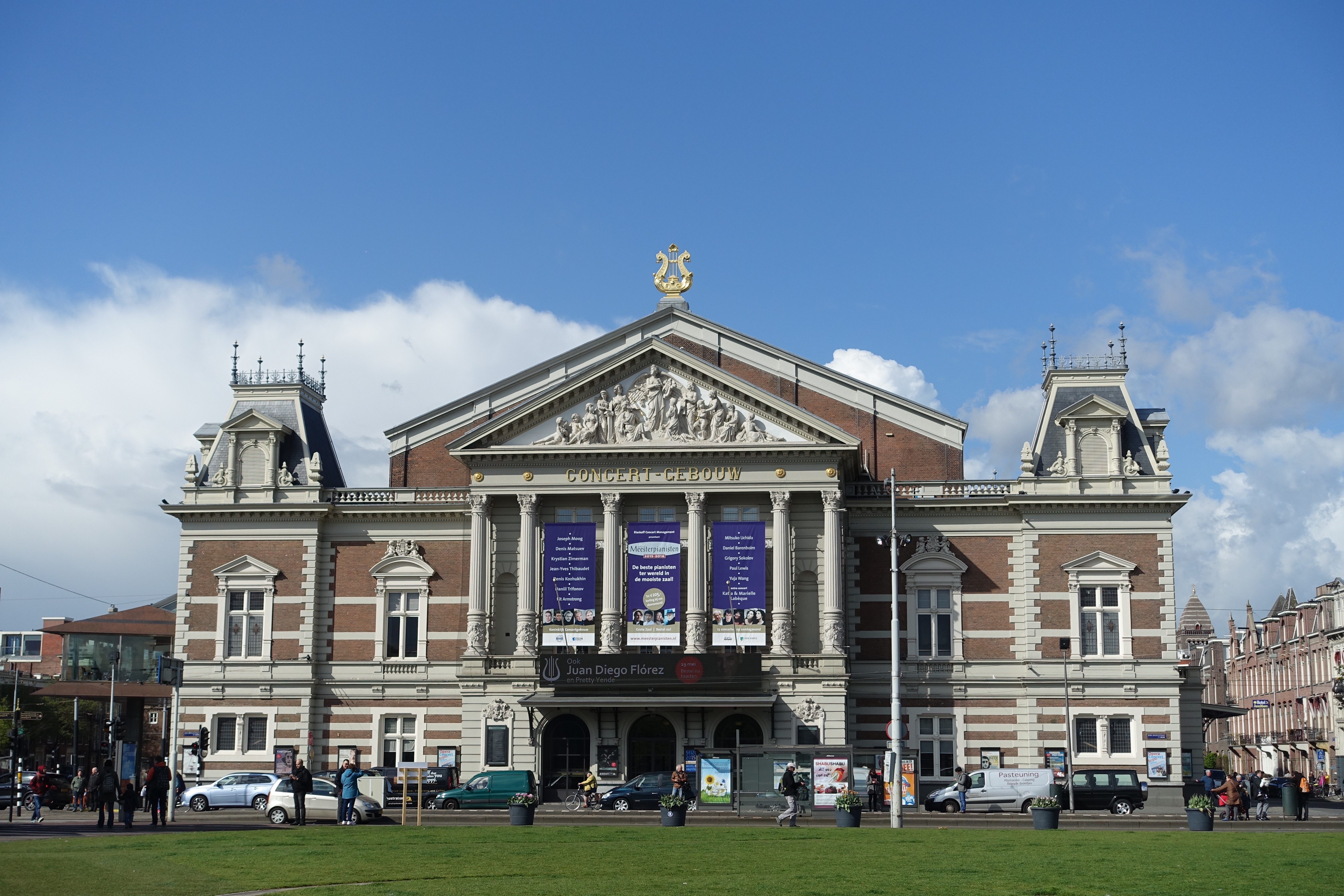
Concertgebouw (1883-1888) de Ámsterdam, edificado por Adolf Leonard van Gendt

La arquitectura neogótica, nacida en Inglaterra en el siglo XVIII, se fue extendiendo paulatinamente por Europa en el siglo XIX. Este estilo, que llegó bastante tarde, se expresa en los Países Bajos, en particular, a través de la sala gótica del castillo de Knuiterdijk construida en 1840, o de la Willemskerk de La Haya, una escuela de equitación construida en 1845 por G. Brouwer el Viejo, en un estilo gótico de inspiración inglesa, convertido en iglesia protestante en 1856. Aún en La Haya, el arquitecto W. N. Rose eligió el estilo neogótico modernizado para la fachada del palacio de Justicia (1859-1862) en Plein
El neogótico, que permitirá la difusión de la arquitectura racionalista gracias a las ideas de Viollet-le-Duc popularizadas por Pierre Cuypers (1827-1921), se convertirá en el símbolo de una arquitectura progresista en oposición al neoclasicismo conservador e internacional.
La arquitectura neorrománica apareció en Holanda al mismo tiempo que la arquitectura neogótica, como la iglesia católica de Hermelen construida en 1838. Sin embargo, este estilo cobró especial importancia en los Países Bajos a finales del siglo XIX, más concretamente el neorrománico tal como lo interpretaron los arquitectos estadounidenses, en particular Henry Hobson Richardson, creador del estilo románico richardsoniano.
Pierre Cuypers, influido por Viollet-le-Duc, tradujo esta inspiración en una arquitectura racional, utilizando con sinceridad los materiales que dejaba visibles, obteniendo efectos innovadores de policromía, especialmente en las iglesias neogóticas que construyó en gran número. En esto está cerca de contemporáneos como los belgas Victor Horta y Paul Hankar. Cuypers es más conocido por haber creado el Rijksmuseum de Ámsterdam entre 1877 y 1885 y la Estación Central de Ámsterdam entre 1881 y 1889 en un estilo neorrenacentista neerlandés, logrando grandes efectos monumentales. El Rijksmuseum es un homenaje a la arquitectura tradicional neerlandesa, su fachada es a la vez pintoresca y majestuosa, pero fue criticado por su exuberante decoración. También creó el castillo de Haar en las cercanías de Utrecht en 1890. Inspirándose en la arquitectura gótica, Cuypers no sólo buscó adornar sus majestuosas creaciones, sino que las aprovechó racionalmente y fue un iniciador del espíritu moderno en la arquitectura neerlandesa. como Cornelis Peters, autor de antigua Casa de Correos de Ámsterdam (1898) y del ministerio de Justicia en La Haya.
Otro edificio historicista, con raíces en el neoclasicismo, es el Concertgebouw (1883-1888) de Ámsterdam, edificado por Adolf Leonard van Gendt para ser sede de la Orquesta Real del Concertgebouw y que es considerada una de las salas de concierto con mejor acústica del mundo.
También destaca el Vredespaleis (Palacio de la Paz), que es la sede de la Corte Permanente de Arbitraje, la Corte Internacional de Justicia de las Naciones Unidas, la Academia de Derecho Internacional de La Haya, la Biblioteca del Palacio de la Paz y la Fundación Carnegie. Se convocó un corcurso internacional que ganaron Louis Marie Cordonnier y Johan van der Steur. Es una obra neorrenacentista que destaca por su gran torre, fácilmente reconocible en el horizonte de ciudad por su altura de 80 m y por la forma de su parte superior, con una parte más ancha que el tronco.

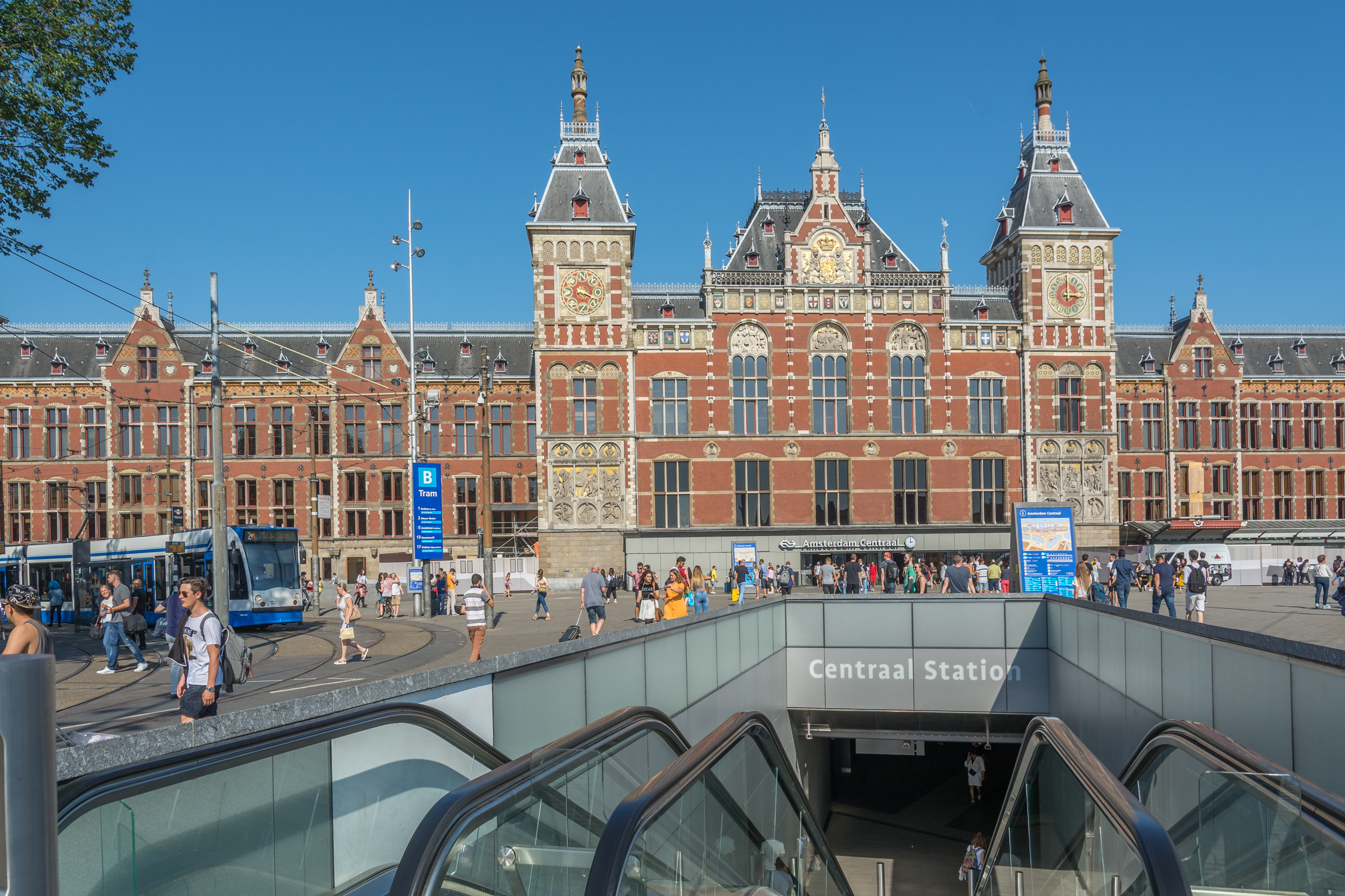
Estación Central de Ámsterdam (1881-1889), obra de Pierre Cuypers
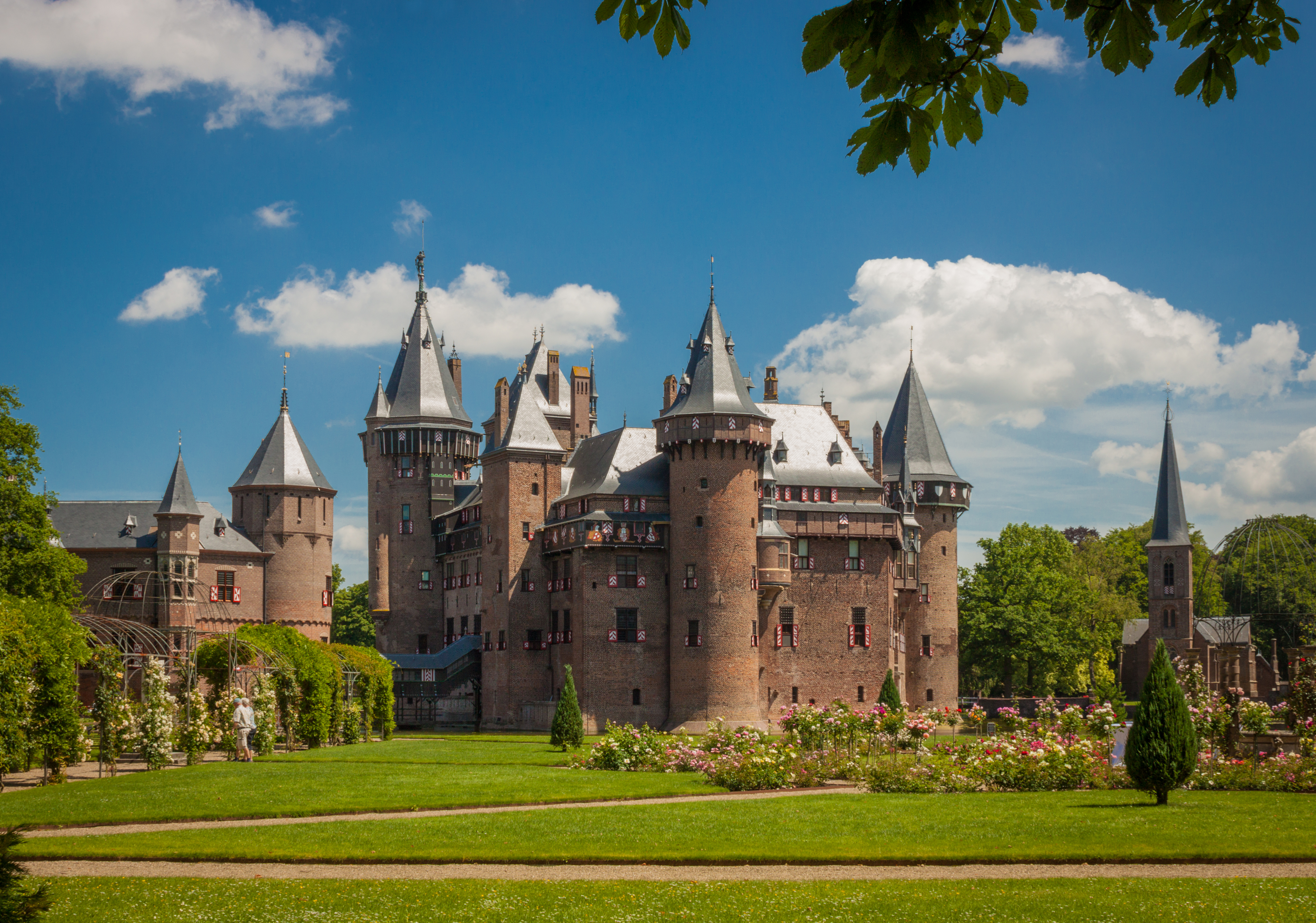
Castillo de Haar (1890), en las cercanías de Utrecht, obra de Cuypers
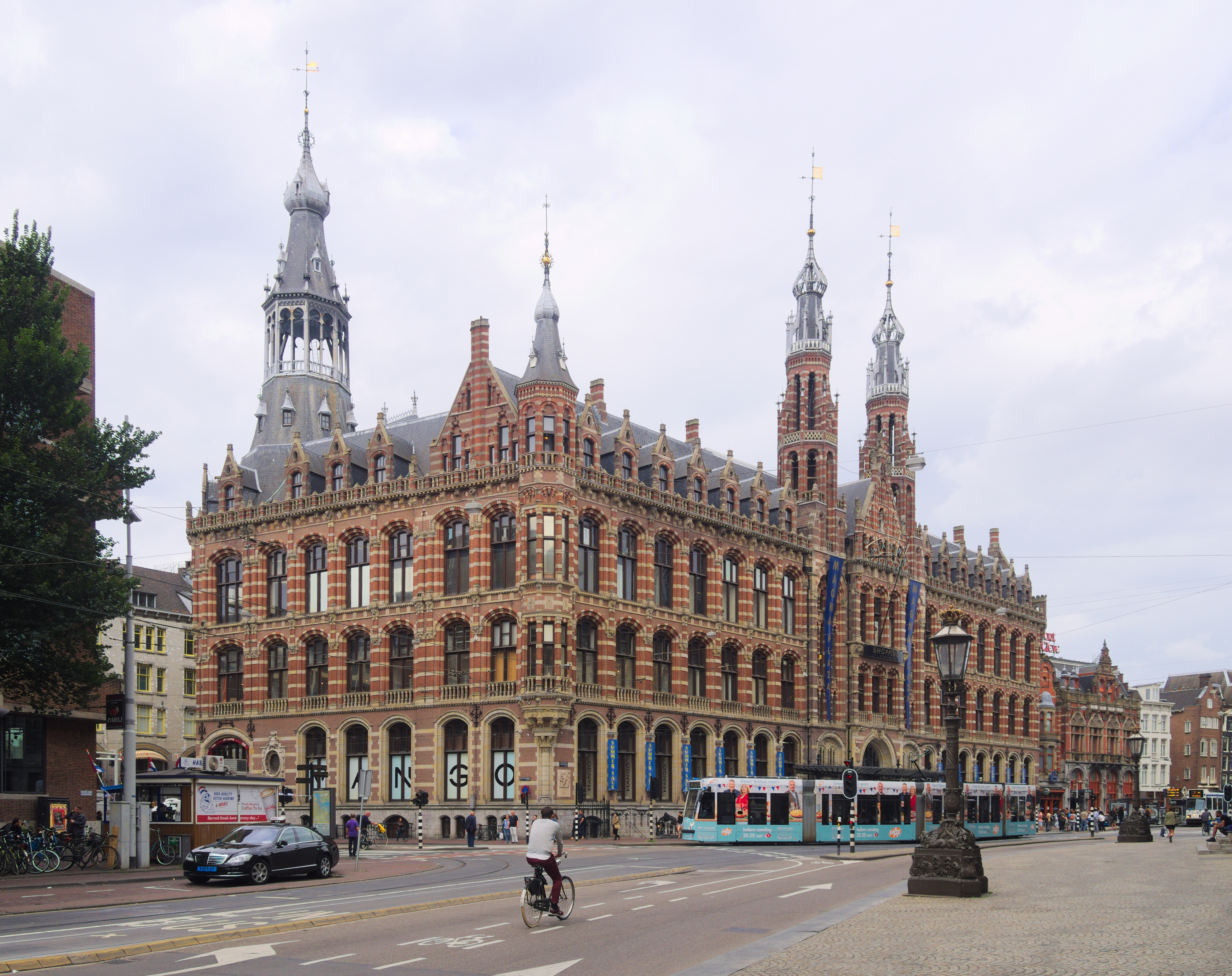
Antigua Casa de correos de Ámsterdam construida en 1898 por Cornelis Peters
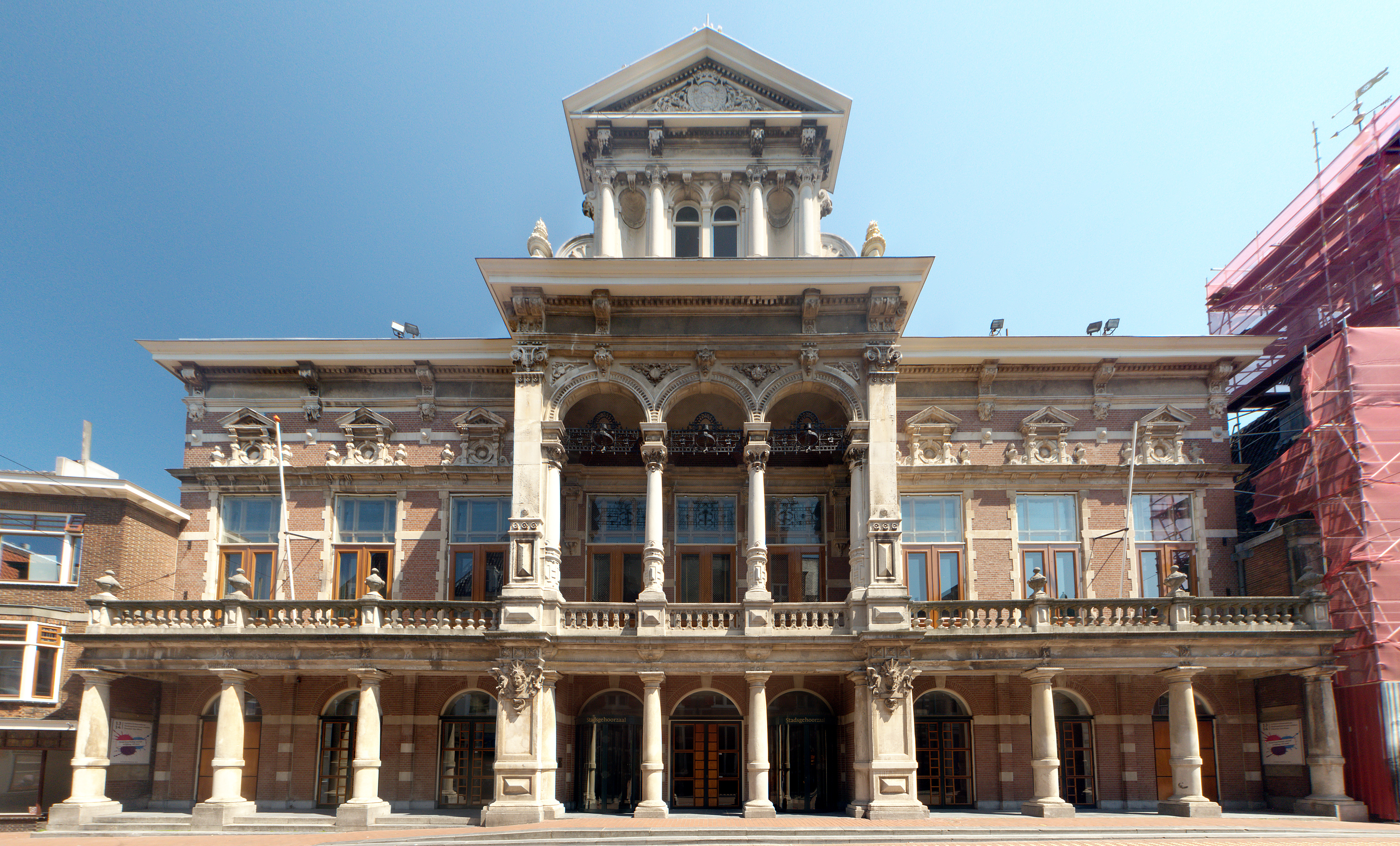
Stadsgehoorzaal (1890-1891) en Leiden, obra de Daniël Knuttel (1857-1926)
Vredespaleis (1907-1913) de la Haya, obra neorrenacentista de Louis Marie Cordonnier y Johan van der Steur

Iglesias historicistas
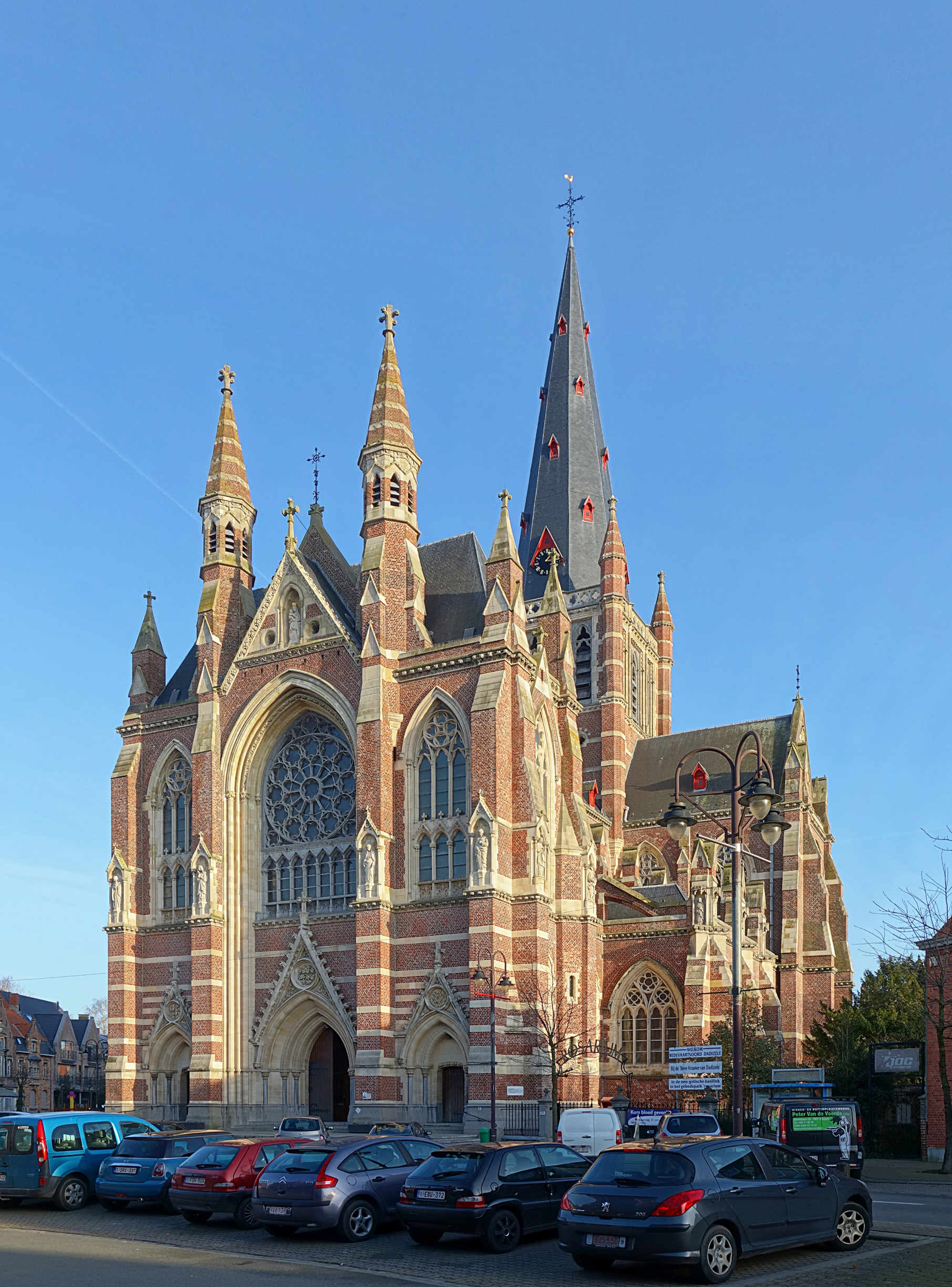
Basílica Notre-Dame de Dadizele (1857-1880), obra neogótica de Edward Welby Pugin
Jacobus de Meerderekerk (1875-1878), La Haya, obra de Pierre CuypersJacobus de Meerderekerk (1875-1878), La Haya, obra de Pierre Cuypers
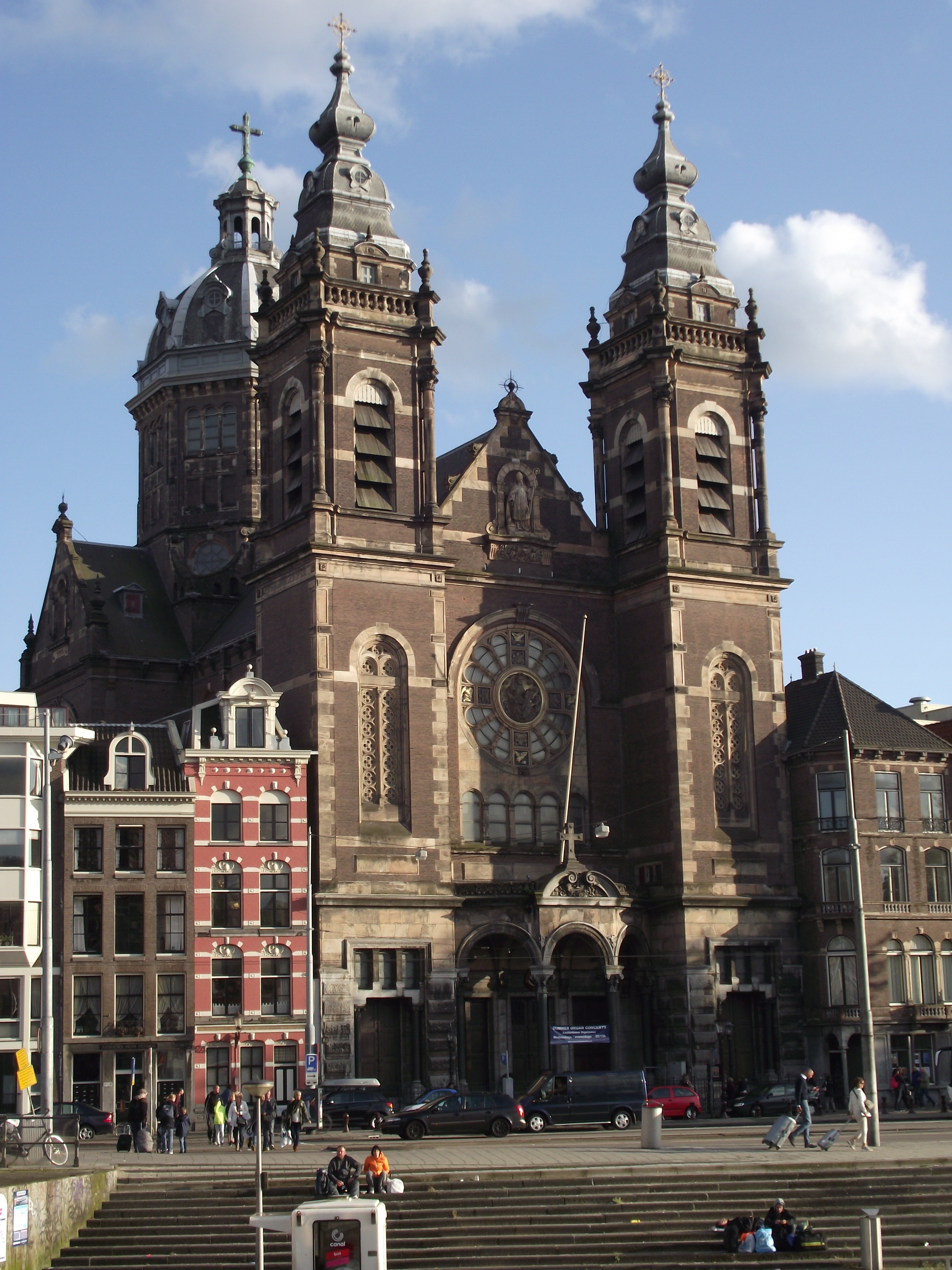
Basílica de San Nicolás (Ámsterdam) (1884-1887)
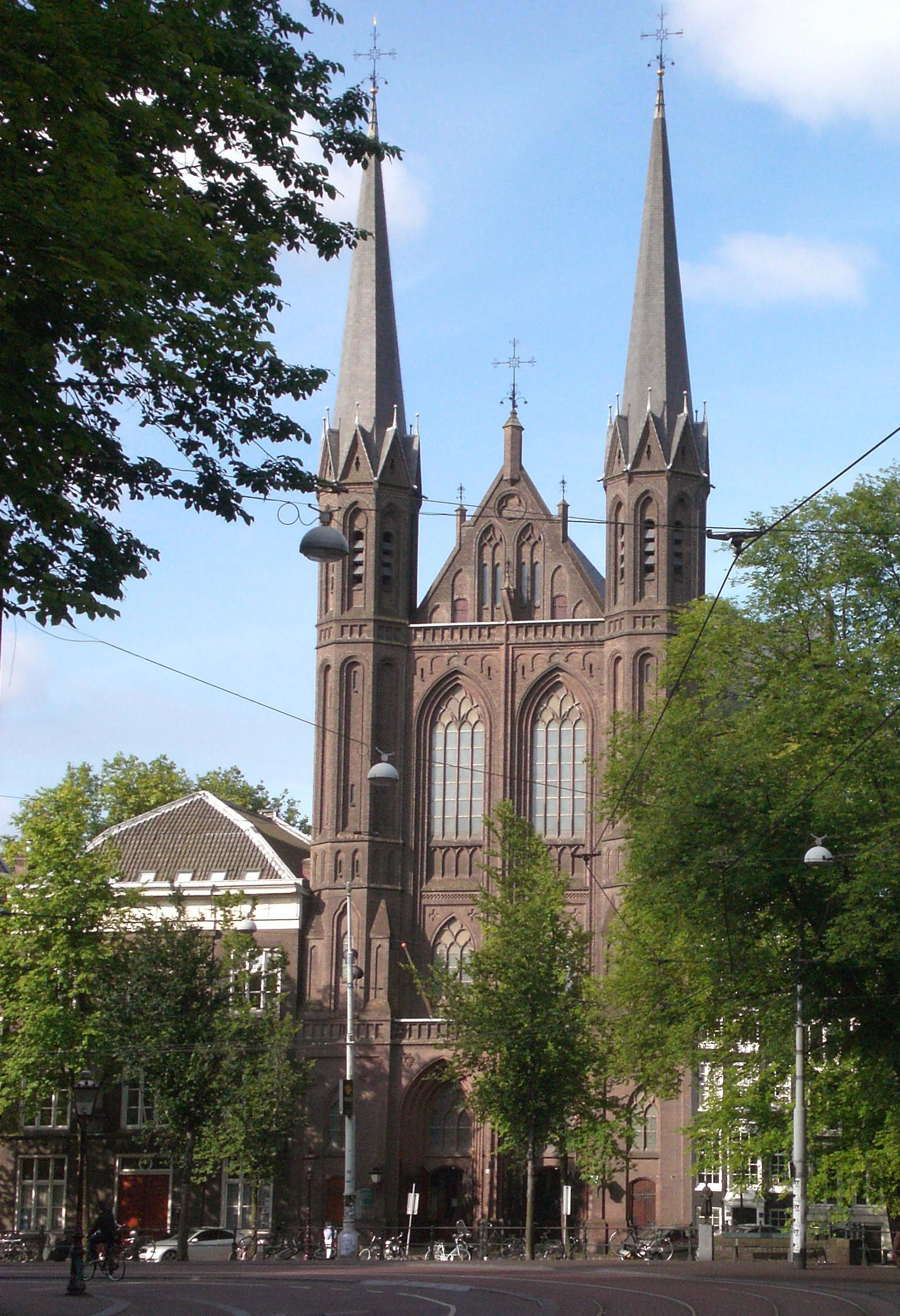
De Krijtberg (1881-1883), obra de Alfred Tepe
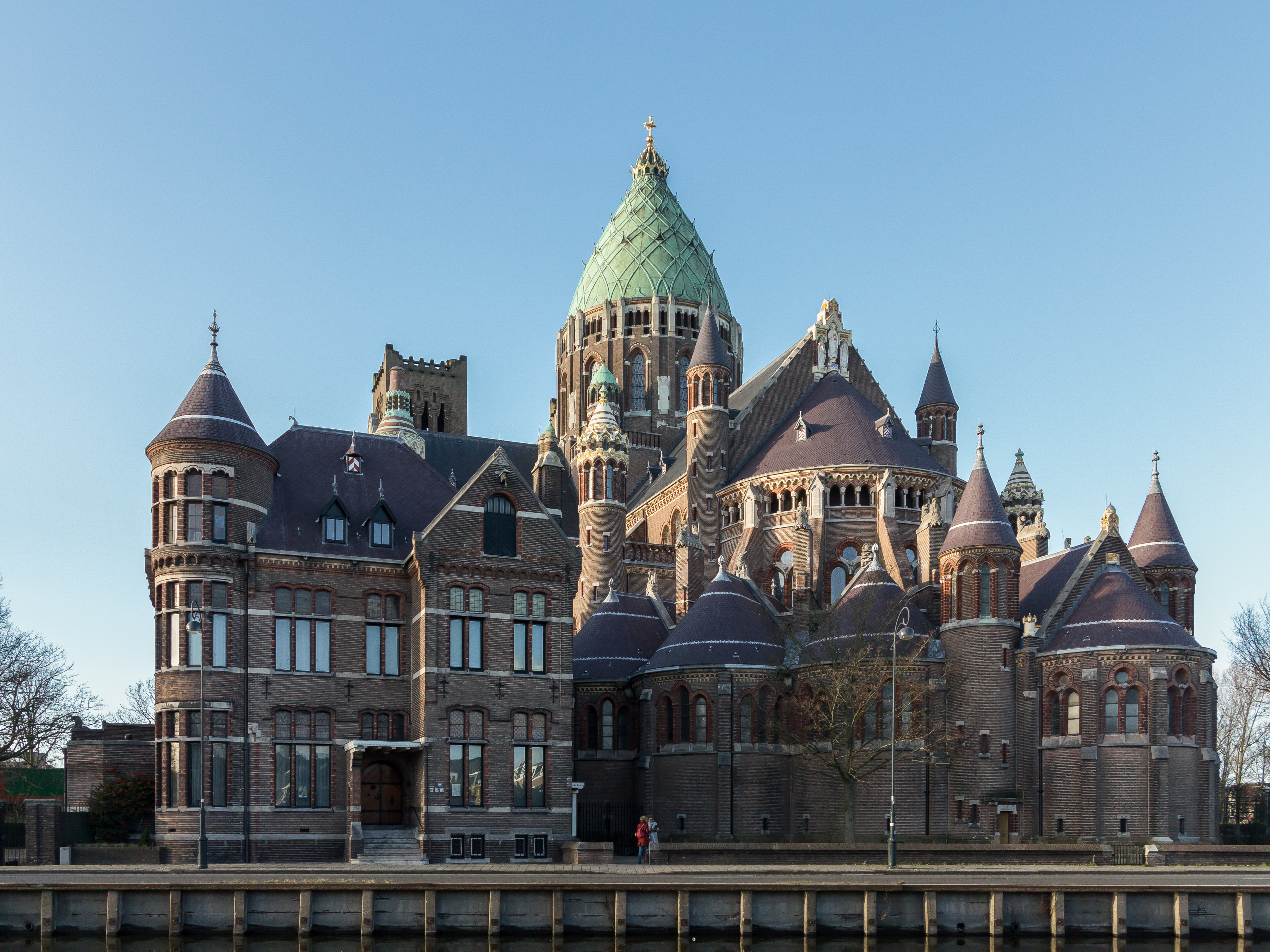
Catedral de San Bavón (Haarlem) (1895-1906; 1927-1930 (portada y torres), obra de Joseph Theodorus Johannes CuyperArchivo:Sint-

### Berlage

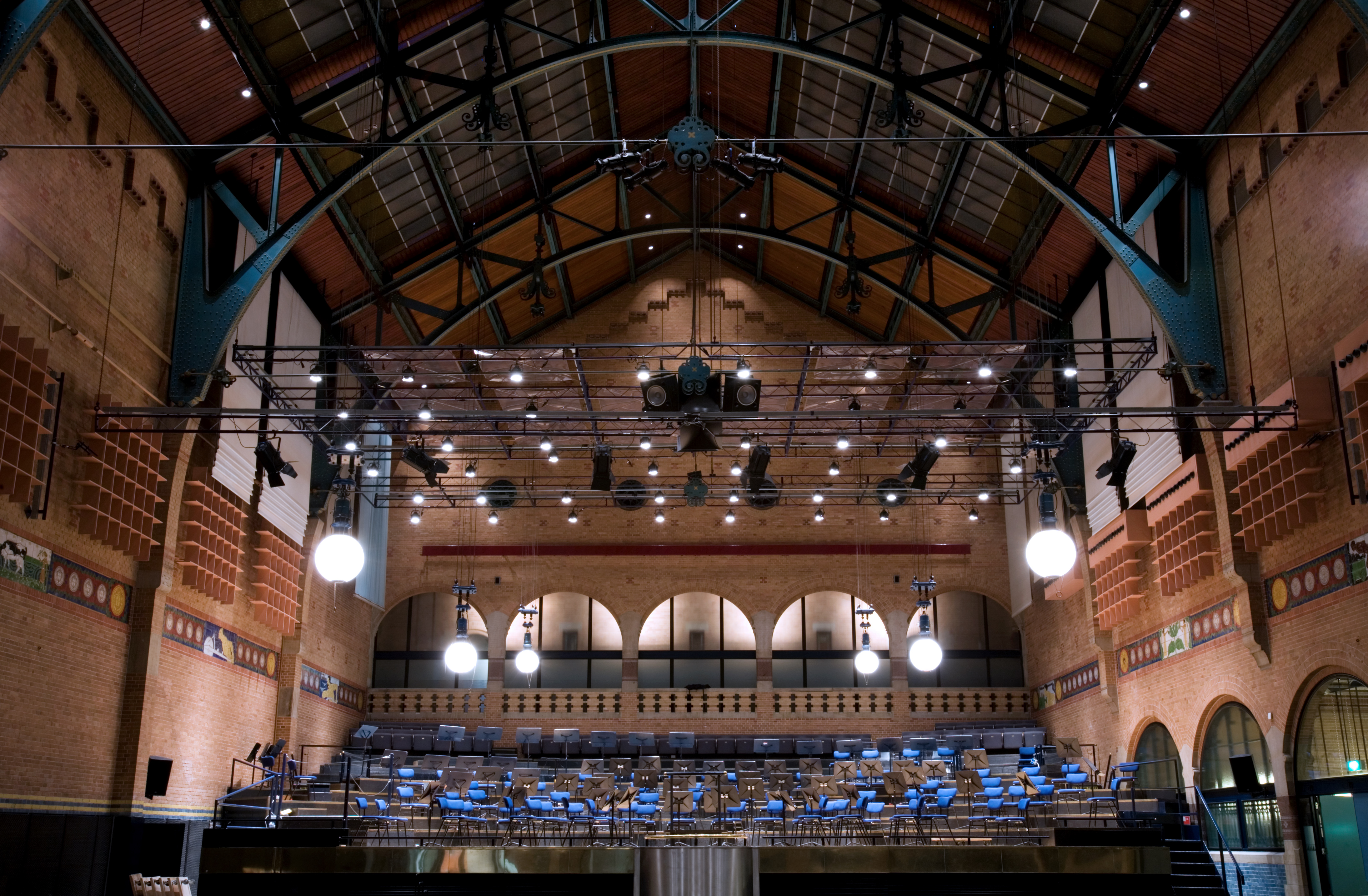
Interior de la sala de conciertos de la Bolsa de Ámsterdam (1898-1903)

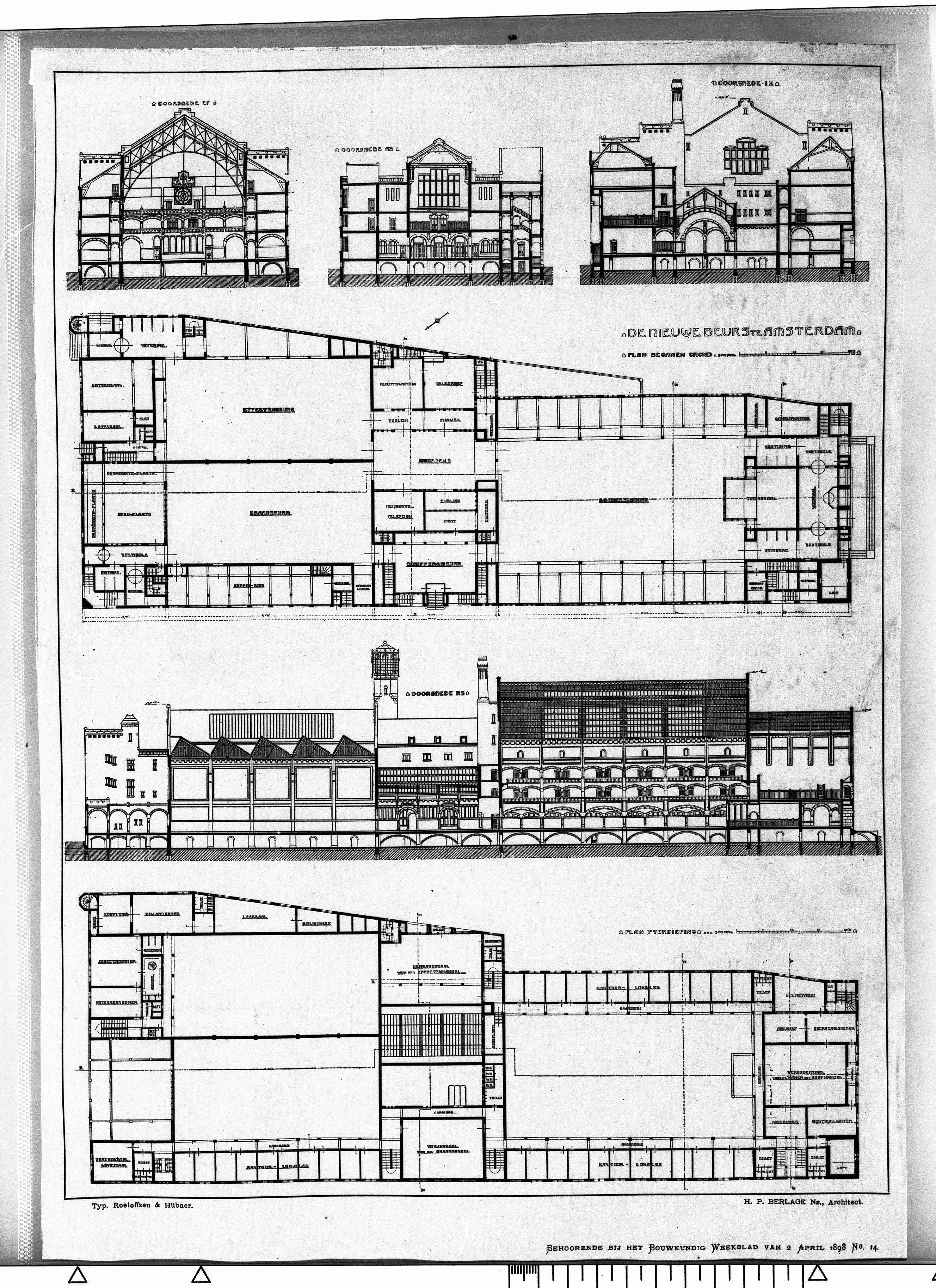
Planos de la Bolsa de Ámsterdam de Berlage

Hendrik Petrus Berlage, personalidad muy fuerte, sustituirá a Cuypers. Al igual que Otto Wagner, figura de la Secesión vienesa, Berlage deseaba conocer las herencias estilísticas (en particular, el románico y el gótico flamencos) para comprenderlas pero no copiarlas, porque comprender los fundamentos de la arquitectura y su interpretación para llevar ese arte a la época contemporánea era la base de la obra de Berlage. Sus escritos aparecieron en 1895, el mismo año que los de Henry van de Velde y de Otto Wagner.

#### La Bolsa de Valores de Ámsterdam
Si en Róterdam sólo construyó casas particulares de apariencia bastante sencilla, amuebladas con una decoración bastante libre y cuidada, fue a través de la Bolsa de Ámsterdam, que construyó entre 1898 y 1903, cuando se reveló como líder de la escuela racionalista. Este edificio, cuyo apariencia exterior es de una gran sencillez y de una noble austeridad, alberga, detrás de sus gruesos muros, amplios y luminosos espacios interiores, cuyas coberturas de hierro y cristal garantizan una gran ligereza espacial, y expresan la voluntad de conformar el edificio al desarrollo tecnológico moderno. En este edificio se encuentra la inspiración de la Escuela de Chicago que Berlage pudo descubrir durante un viaje a Estados Unidos en 1897.
La sabia decoración de estos espacios interiores se debe, pues, únicamente a la lógica estructural, reforzando este espíritu de solidez, este carácter masivo y este deseo de no fusionar los materiales en una decoración. A diferencia de su primer proyecto, Berlage tomó la decisión de no invadir la Bolsa con referencias históricas que entonces se utilizaban frecuentemente en todos los grandes edificios públicos, sólo las torres cuadradas recuerdan los beffrois de los ayuntamientos medievales. Berlage permitió en esta obra distinguir entre el aspecto geométrico que resulta del diseño con el aspecto físico que resulta de la elección de los materiales utilizados.
Sin renunciar completamente al historicismo, Berlage introdujo una nueva forma de abordar la arquitectura, otorgando más libertad al arquitecto manteniendo combinaciones tradicionales mediante la posibilidad de reinterpretar herencias estilísticas que antes actuaban como una camisa de fuerza. En este aspecto, Berlage está muy cerca de Otto Wagner, quien emprendió el mismo trabajo con la arquitectura clásica. Además, ambos consiguieron realizar esta metamorfosis del historicismo gracias a la perfecta asimilación de este último, posible gracias a sus numerosas realizaciones anteriores, perfectamente convencionales.
El diseño innovador de este edificio atrajo a muchos seguidores, aunque al renunciar al pastiche histórico no recibió una admiración unánime. Fue sobre todo la estética severa de la Bolsa, su arquitectura de paredes muy pesadas, la que se copió en muchos edificios privados, adaptándose ese carácter particularmente a la arquitectura de los bancos, pero también se utilizó para tiendas, hoteles y sedes de periódicos. Especialmente en Ámsterdam, algunas casas privadas también se inspiraron en él, especialmente las construidas por los arquitectos Stock y Jan Verheul. Esta popularización de la arquitectura de Berlage fue posible gracias a la teoría y por tanto al método aportado por él, mientras que Wagner producía una arquitectura mucho más personal, difícil de reinterpretar. Posteriormente, Berlage construiría en 1910 la sede de la compañía de seguros De Nederlanden en Ámsterdam, antes de iniciar un viaje a Estados Unidos entre 1911 y 1912, donde descubrió la obra de Frank Lloyd Wright, que le inspiraría mucho. Berlage también participó en los congresos del CIAM.

#### Nieuwe Kunst
El Art Nouveau (el Nieuwe Kunst) tuvo cierta influencia en los Países Bajos, pero Berlage despreciaba en este movimiento las diversas tendencias decorativas, que realmente no arraigaron en los Países Bajos, teniendo los arquitectos neerlandeses un sentido de la ornamentación muy mesurado, y desconfiados de los excesos. La decoración de interiores avanzó, tomó un camino único y se liberó de la influencia del pasado, Karel Sluijterman y Jac. van den Bosch fueron arquitectos decoradores que trabajaron extensamente en este sentido.

## 

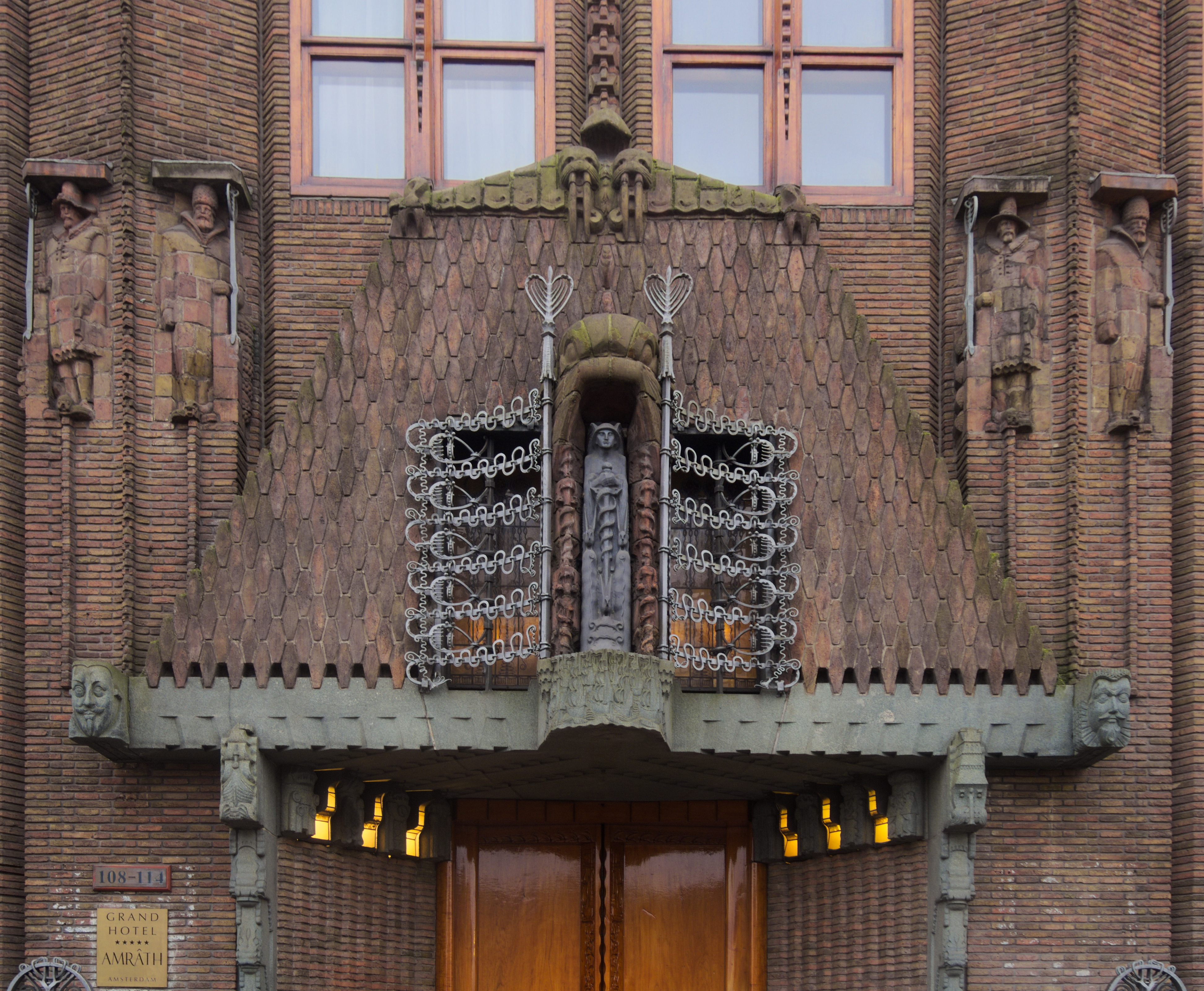
Detalle de la entrada del scheepvaarthuis (1913) en Ámsterdam.

## SigloXX

### 1900-1940
A principios del siglo XX, más allá de las tendencias dominantes, la arquitectura neerlandesa también estaba compuesta por trayectorias personales y originales. Así, Willem Marinus Dudok continuó la arquitectura racional iniciada por Berlage, en particular creó los modernos barrios de Hilversum, así como su ayuntamiento, en 1928. Aunque influenciado por Frank Lloyd Wright, De Stijl y Berlage, Dudok siguió un camino personal a través de sus logros, que tendrán una gran influencia en los arquitectos ingleses del período de entreguerras. Jacobus Johannes Pieter Oud seguirá el mismo camino, diseñando varios planes para la remodelación del centro de Róterdam, además de crear el edificio de la Shell en La Haya. La atracción por la arquitectura estadounidense continuó a principios del siglo XX, de hecho Wright tendría una gran influencia sobre los arquitectos neerlandeses, algunos de los cuales no dudaron en aprovechar sus propios logros para inspirarse en algunos de sus proyectos.

### Ley sobre vivienda y urbanismo de 1901

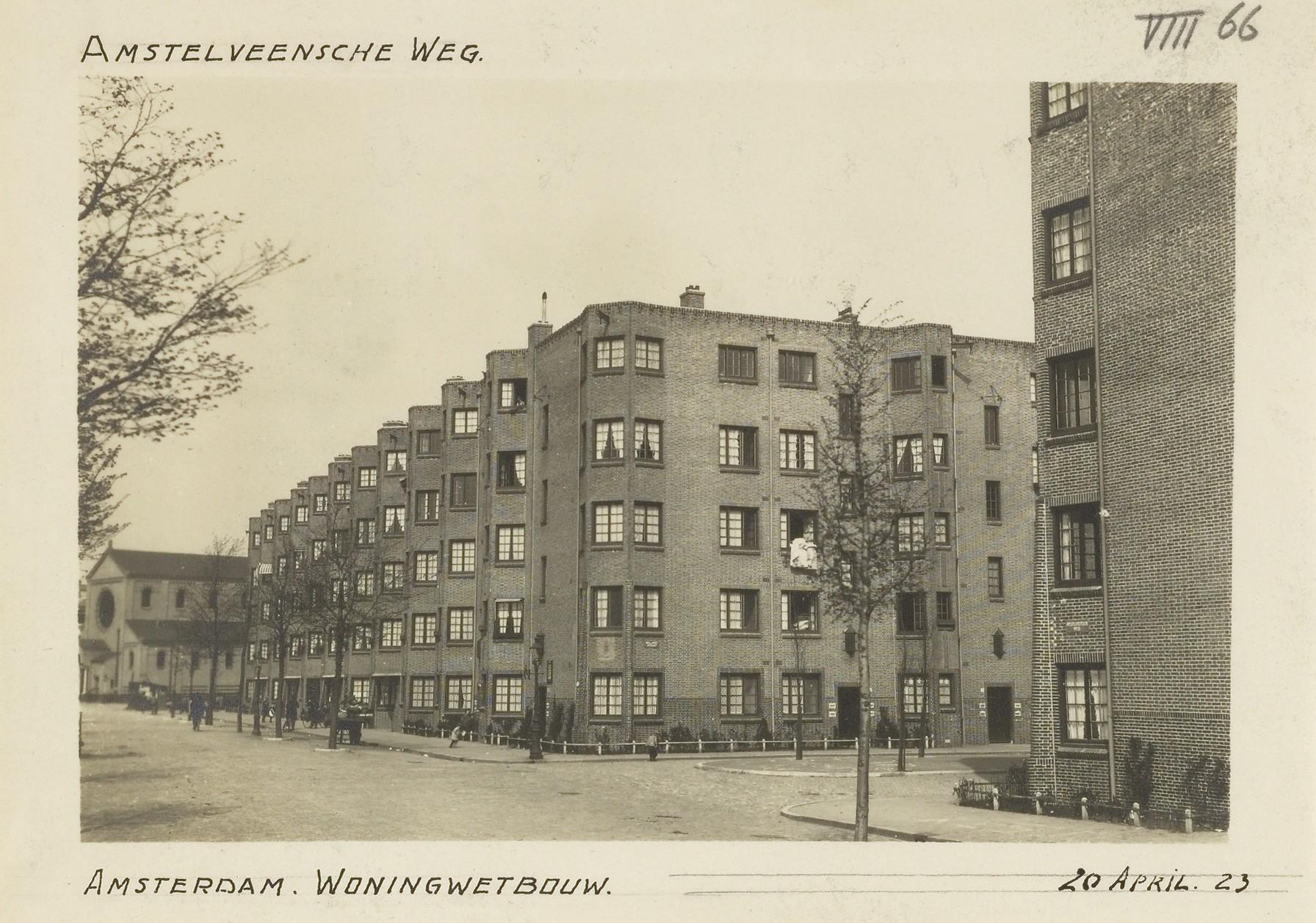
Conjunto de viviendas sociales construidas en Ámsterdam a principios de la década de 1920 en virtud de la ley de planificación de 1901.

La ley de 1901 adoptada en los Países Bajos regulaba el desarrollo urbano mediante una planificación ordenada y resuelve el problema de las subvenciones a la vivienda social. Según esta ley, todos las localidades de más de 10 000 habitantes debían de establecer un plan de desarrollo que incluyera las condiciones para la demolición de barrios insalubres, el mantenimiento de barrios saludables y la construcción de nuevos barrios. Así, se puso en marcha el discernimiento de planes reguladores generales, reexaminados cada diez años, y planes detallados, que en ses momento permitían justificar cualquier expropiación y cualquier nueva construcción.
Para llevar a cabo estos planes de desarrollo, el Estado concedió a los municipios interesados préstamos con intereses que pudieran cubrir el coste total del terreno y de las construcciones previstas. Por último, los municipios también podrían conceder subvenciones a cooperativas y organizaciones encargadas de la construcción de viviendas asequibles, y conceder terrenos más rápidamente gracias a la expropiación regulada, que se facilitaba. La ley de 1901 permitió diseñar los planes de Ámsterdam en 1902 y Róterdam en 1903. Además, gracias a esta ley se construyeron entre 1901 y 1914 35 000 viviendas sociales financiadas por el Estado; la ley de urbanismo de 1901 inspiró la adoptada en 1909 en Inglaterra.

#### Berlage y el urbanismo

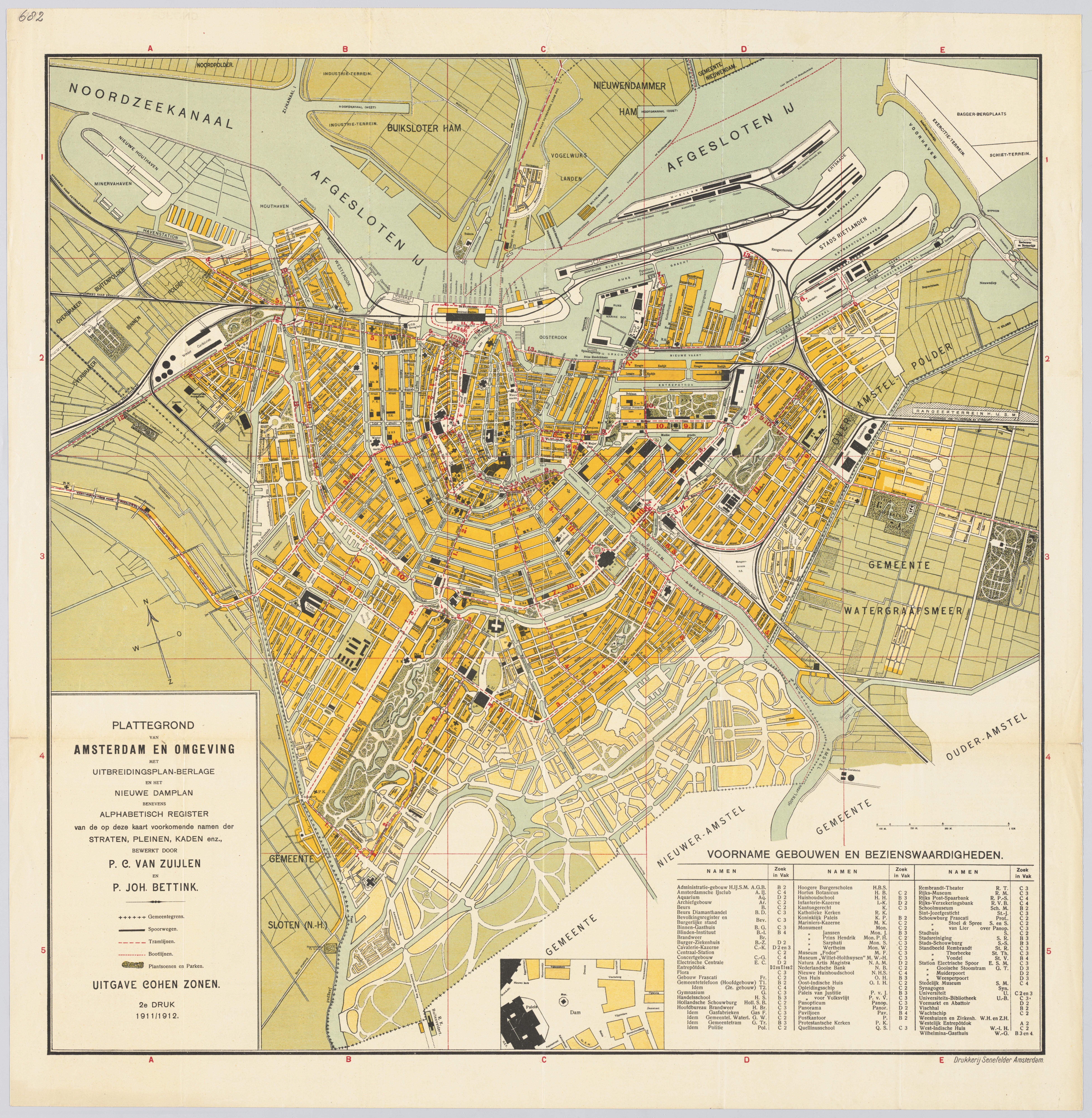
Plan de Ámsterdam a principios del, el primer proyecto de Berlage para el Plan Zuid es visible en la parte inferior del mapa, en un amarillo más claro.

Ámsterdam fue el centro de todas estas innovaciones arquitectónicas de las que Berlage fue el motor. La ciudad vio duplicarse su población entre 1875 y 1900, gracias en particular a la apertura del canal que la conectaba con el mar del Norte. El diseño del barrio sur de Ámsterdam fue confiada entonces a Berlage, que pudo gozar de una gran libertad de acción, que se expresó en su primer proyecto elaborado en 1902: el Plan Zuid.
La principal limitación de esta ampliación urbana fue diseñar en muy poco tiempo una arquitectura de masas, que no deshonrara la reconocida belleza del centro de Ámsterdam y que al mismo tiempo fuera agradable para vivir para sus habitantes, pertenecientes a la clase obrera y a la pequeña burguesía. Los terrenos en los que se desarrollaría la ciudad habían sido adquirido por esta última en virtud de una ley de 1901 relativa a la lucha contra la especulación. Luego, la ciudad alquiló esos terrenos que luego fueron subdivididos, según una medida adoptada por Ámsterdam en 1896, seguida pronto por todas las ciudades neerlandesas. El trazado de Berlage se guio por el óvalo y la curva que permitían alinear las casas sin que compitieran entre sí, mientras que las calles se centraban sobre un monumento público. A pesar de esta libertad de la que innegablemente aprovechó Berlage, la innovación urbanística de su plan fue bastante limitada, entre influencias medievales, renacentistas y haussmannianas. Sin embargo, este proyecto formó parte de las investigaciones realizadas en su momento con el fin de lograr la creación de una ciudad verdaderamente moderna.
Posteriormente, Ámsterdam creará el servicio municipal de vivienda en 1917, y ejecutará a partir de ese mismo año el proyecto de desarrollo de los barrios del sur según los planos tipos elaborados por Berlage entre 1912 y 1915, también en lo que respecta a la Javaplein, lugar situado más al este del ciudad.

### El auge de las casas de campo

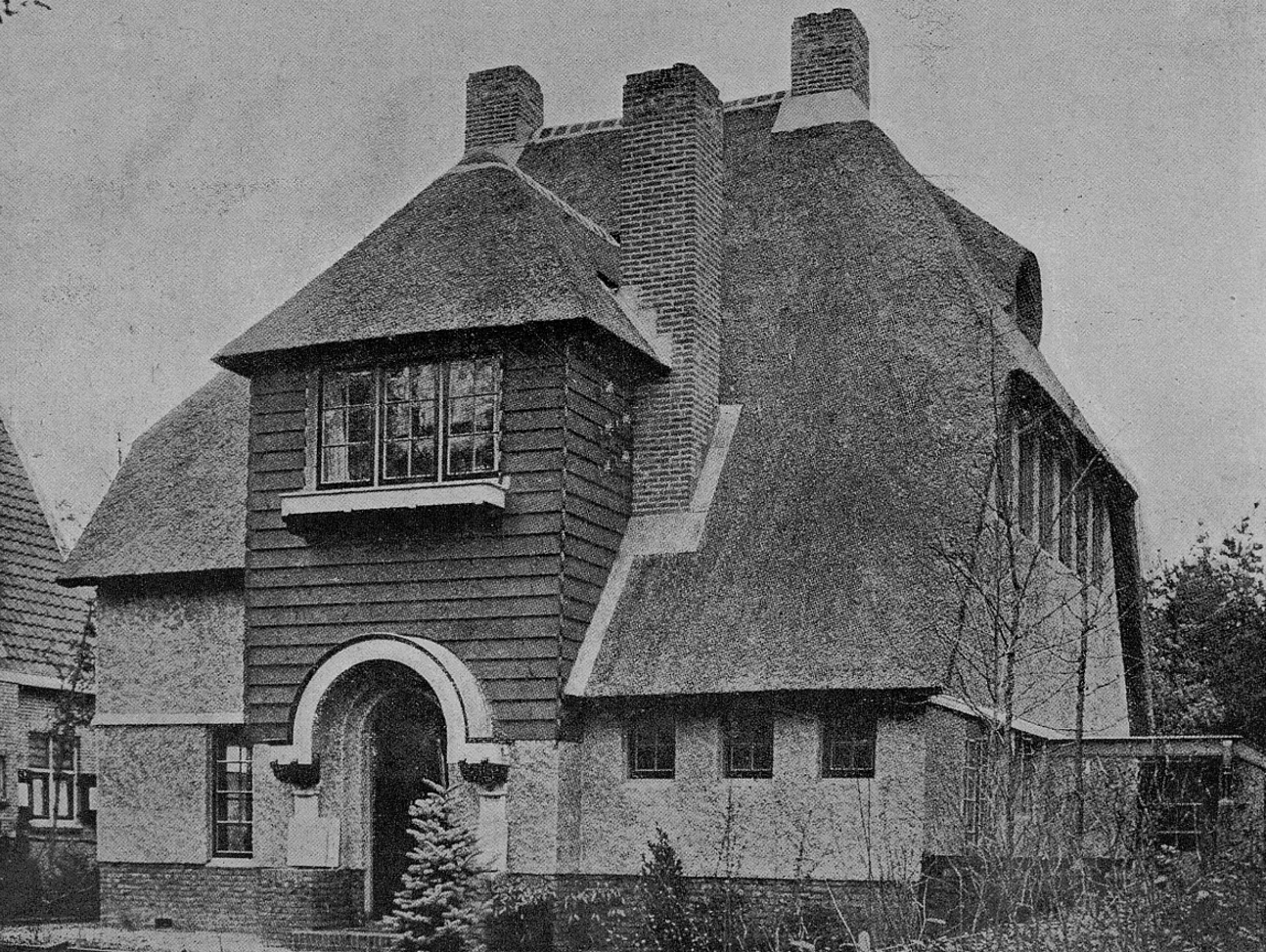
Casa de campo neerlandesa cerca de Ámsterdam, construida a finales de los años 1920.

Debido al importante aumento de los impuestos sobre la propiedad en las grandes ciudades neerlandesas desde principios de siglo, muchas personas optaron por construir villas, o más bien cottages (casas de campo), lejos de las grandes ciudades, especialmente entre Haarlem y Leiden. Las regulaciones neerlandesas se adaptaron a este cambio promulgando leyes destinadas a combatir la monotonía arquitectónica de estos nuevos barrios, en particular exigiendo a los constructores que eligieran un tono de ladrillo y teja diferente al de sus vecinos. Además, la valla que rodeaba el jardín debía de ser baja, para que la casa fuese claramente visible desde la calle. Esta atención al detalle revelaba un estado de ánimo muy diferente al de los ingleses que en ese mismo tiempo permitieron la construcción de lotes compuestos por casas construidas todas según el mismo modelo.
Tres inspiraciones generales nutrieron a los arquitectos de estos numerosos cottages: por un lado, el modelo americano de la casa grande, con un tejado bastante plano y en el que el piso superior, cuando estaba presente, solía estar construido en madera; por otro, el modelo regionalista de la casa modesta con un empinado tejado, construido íntegramente en terracota; y, finalmente, el pintoresco modelo inglés, reconocible por el uso de paja de juncos para cubrir los tejados.

### La escuela de Ámsterdam

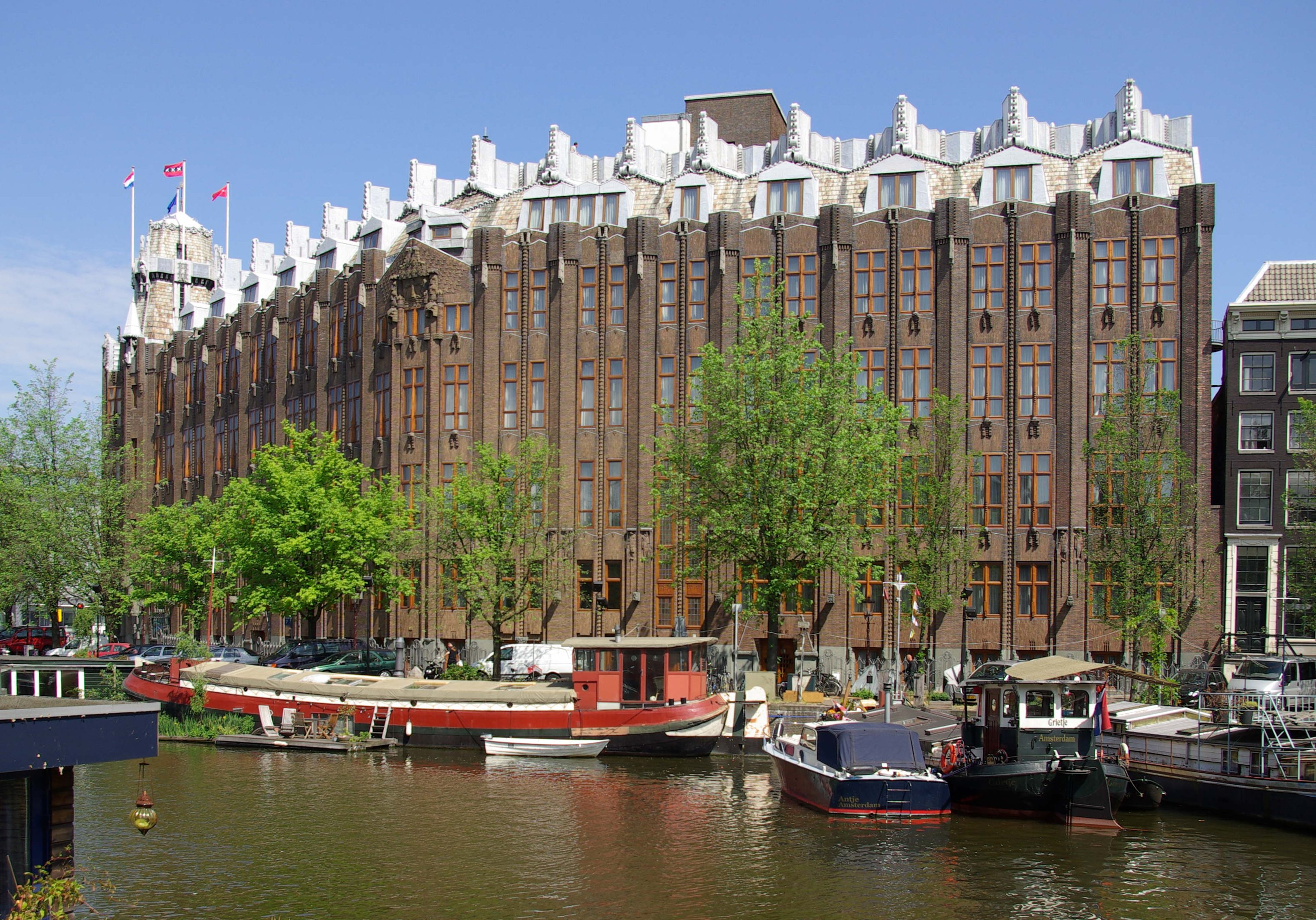
El Scheepvaarthuis, construida por De Klerk en Ámsterdam en 1913.

Algunas de estas tendencias se encuentran en la escuela de ÁAmsterdam, liderada por Michel de Klerk, cuyos principios fueron la atención a los materiales y a los muros, que se exponen de forma magistral y lógica sin enmascarar su materialidad. También se encontraba el pensamiento de Berlage según el cual la arquitectura debía desarrollar la sociedad a nivel político y cultural, sin embargo los artistas de la escuela de Ámsterdam proclamaron la antiracionalidad del edificio, visto como una creación individual subjetiva (este aspecto se puede observar en particular en las numerosas casas individuales de diversos diseños erigidas en el sur de Ámsterdam). Las producciones de esta escuela sorprenden bastante en su búsqueda de la teatralidad, en ese gusto por la fachada más que por el espacio, debido a la influencia que la arquitectura expresionista tuvo en la escuela.
Las ideas de este movimiento pudieron ser difundidas por un periódico mensual, titulado Wendingen (es decir, 'Inversiones'), que apareció entre 1918 y 1932. Así fue como la escuela de Amsterdam fue conocida también con el nombre de Wendingen.

#### Realizaciones

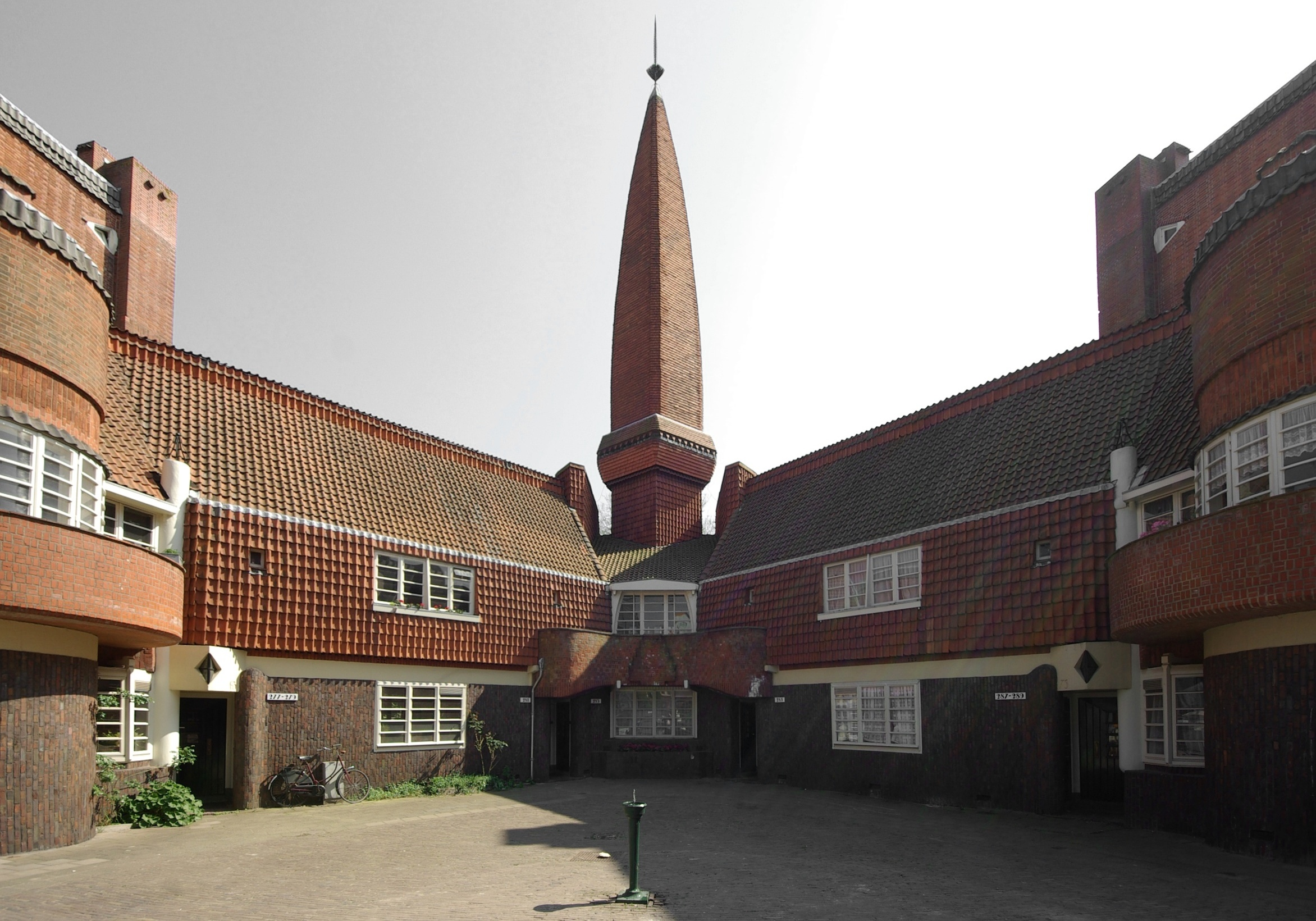
El edificio de apartamentos Het Schip construido en 1921 en Ámsterdam por Michel de Klerk

La Scheepvaarthuis de Ámsterdam constituye el primer gran logro de esta escuela, construida en 1913 por Joan van der Mey, De Klerk y Piet Kramer. Este último también construyó en 1914 un asilo para marinos en Den Helder, bloques de viviendas en Ámsterdam y un edificio de la cadena De Bijenkorf en La Haya.
El edificio de apartamentos Het Schip construido por Michel de Klerk en 1921 es uno de los últimos logros de la escuela de Ámsterdam, pero también el más famoso. Construido en Ámsterdam para los trabajadores industriales, Het Ship (el navío) debe su nombre a su forma, que recuerda a la de un barco. De hecho, el edificio está situado en el distrito marítimo y ferroviario de Ámsterdam, Spaardammerbuurt. Gracias a la Ley de Vivienda Social de 1901, De Klerk pudo escapar del utilitarismo para crear una obra exuberante y lujosa al servicio de los trabajadores. Así, por ejemplo, la emblemática aguja del edificio sólo sirve en la práctica para indicar el lugar del centro social, pero tiene principalmente una función estética. De Klerk se inspiró para diseñar este edificio en la artesanía y las tradiciones de la construcción naval, expresando así su simpatía hacia la clase trabajadora. Se trata de una arquitectura radicalmente expresionista, cuya relativa sencillez formal no oculta la ambición de crear una arquitectura auténticamente popular, a diferencia de los proyectos habitualmente propuestos en materia de vivienda social. Sin embargo, los programas sociales en los Países Bajos han seguido siendo generosos desde principios del siglo XX.'.

#### Influencia
De hecho, la escuela de Ámsterdam, a pesar de las extravagancias de Michel de Klerk, estableció criterios para la vivienda barata en toda Europa. Su arquitectura fue exportada fuera de los Países Bajos, en particular a Bélgica y también a Dinamarca, por el arquitecto Peder Vilhelm Jensen-Klint, que creó la iglesia Grundtvig en Copenhague. La escuela de Ámsterdam, sin embargo, acabó perdiendo fuelle a principios de los años 1920, iniciándose el retorno definitivo de Berlage, que creó entonces en La Haya en 1926 la Iglesia de la Ciencia Cristiana y el museo municipal de 1927 a 1935.

### De Stijl

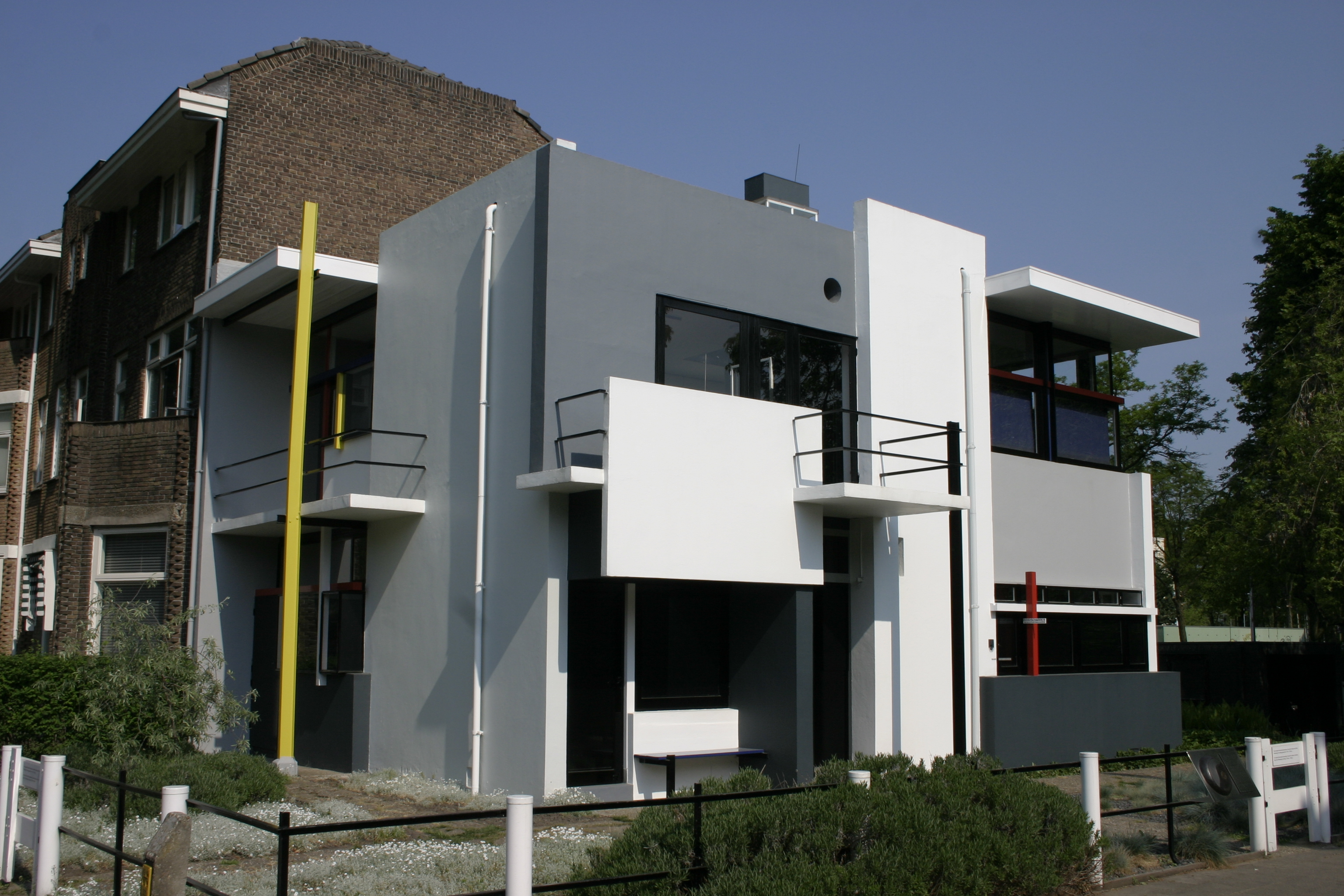
La Casa Schröder, construida en 1924 por Gerrit Rietveld

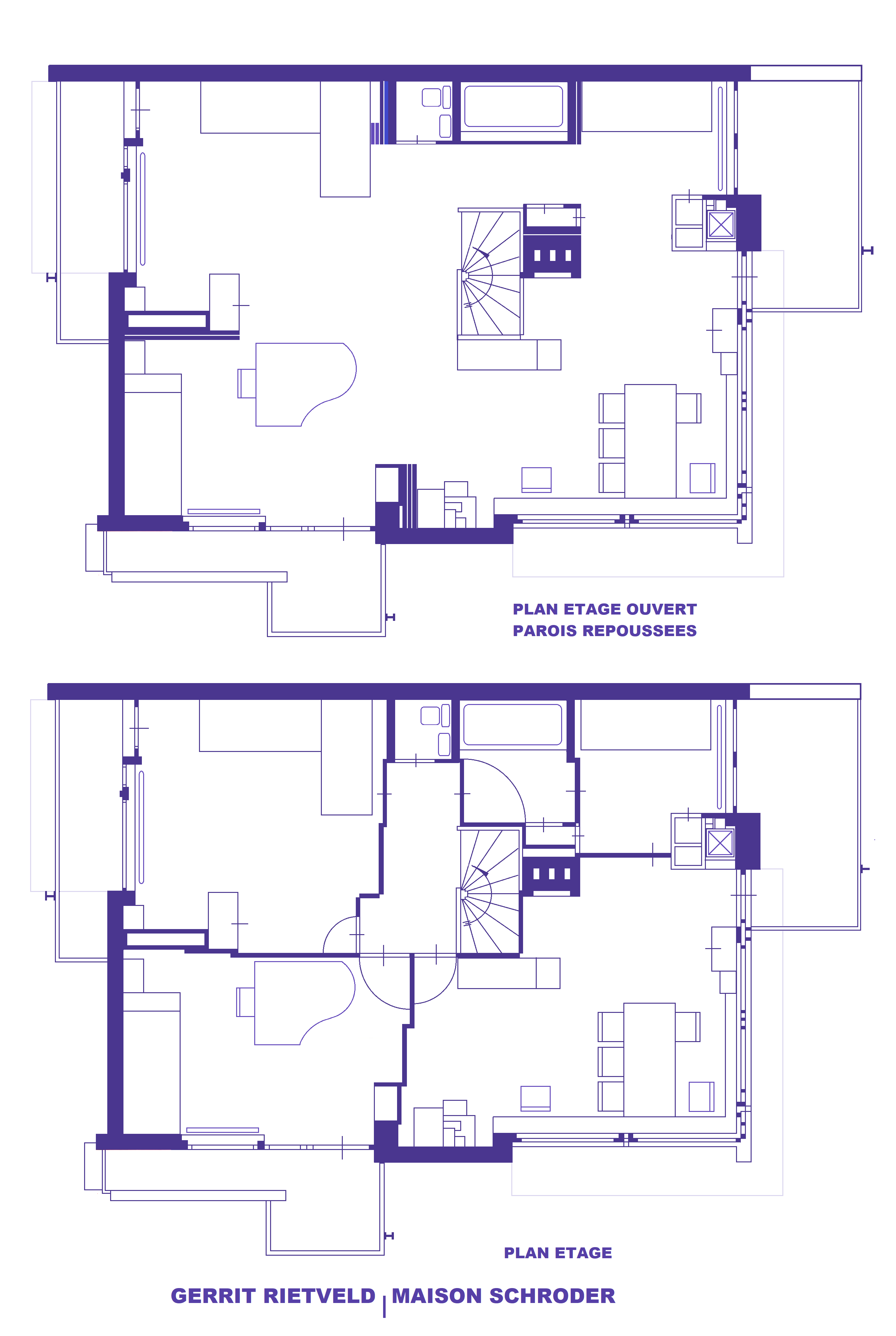
Planos de la casa Schröder

El movimiento de vanguardia De Stijl, fundado por Theo van Doesburg y al que está vinculado Oud, también experimentará una traducción en la arquitectura, a través del neoplasticismo, colaborando en particular con pintores como Piet Mondrian, haciendo que la pintura sea igual a la arquitectura y ya no sea su subordinada.
De Stijl tuvo, aproximadamente desde 1917 hasta 1930, una gran influencia en el desarrollo de la arquitectura moderna en Europa, los arquitectos que afirmaron formar parte de este grupo fueron Gerrit Rietveld, Jacobus Johannes Pieter Oud o incluso Robert van 't Hoff. Los objetivos de este movimiento consistieron en la renuncia a la individualidad para abrazar los principios de orden, claridad, verdad y sencillez, teniendo una mirada objetiva sobre la realidad. Los edificios diseñados según estos principios se componían según una geometría abstracta y rigurosa, ensamblando elementos ortogonales combinados con colores primarios, en dos o tres dimensiones. Así, estas reglas de composición debían constituir una metodología válida para todas las artes.
Si bien De Stijl nació en 1917, la escuela de Ámsterdam, expresionista, estaba en declive. Sin embargo, se expresaron fuertes oposiciones entre los modernistas radicales y los expresionistas apegados a ciertas concepciones más tradicionales de la arquitectura.

#### Neoplasticismo

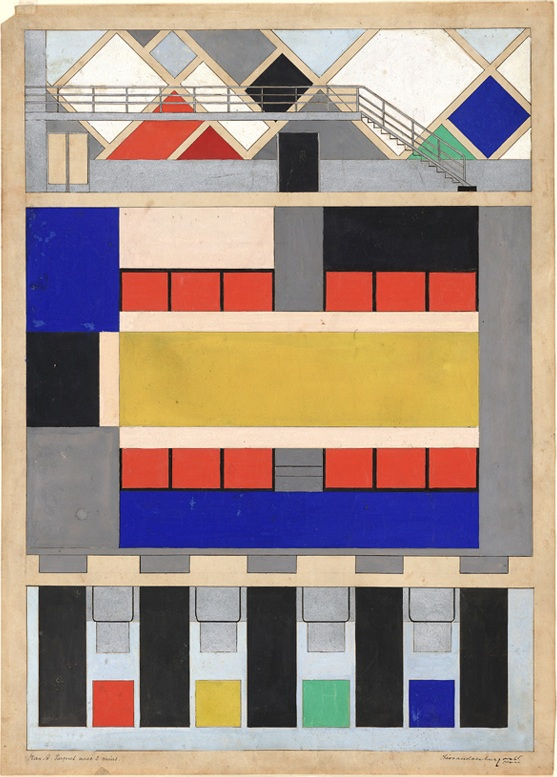
Theo van Doesburg, Ciné-baile, suelo y paredes

El neoplasticismo, como movimiento postcubista, se basó en la idea fundamental de que una combinación nueva de elementos bidimensionales daría lugar a una nueva plasticidad, aplicándose primero a la pintura y a la escultura, y luego a la arquitectura y al urbanismo. El objetivo en arquitectura era reconectar esta disciplina con su tiempo, de acuerdo con los avances tecnológicos y psicológicos de la sociedad, gracias al establecimiento de leyes objetivas y universales (a su vez resultantes de consideraciones económicas, matemáticas, técnicas o incluso higiénicas) que fueran rigurosamente respetadas. Lo que llevó a Mondrian a afirmar: 

En el futuro la realización de la pura expresión formal en la realidad sensible de nuestro entorno sustituirá a la obra de arte. Pero para llegar allí, debemos avanzar hacia una representación universal y desprendernos de la presión de la naturaleza. Entonces ya no necesitaremos pinturas ni estatuas, porque viviremos en medio del arte realizado. El arte desaparecerá de la vida en la medida en que la vida misma gane equilibrio. »
« A l'avenir la réalisation de l'expression formelle pure dans la réalité sensible de notre environnement, remplacera l'œuvre d'art. Mais pour arriver là, il faut s'orienter vers une représentation universelle et se détacher de la pression de la nature. Nous n'aurons plus besoin alors de tableaux et de statues, parce que nous vivrons au milieu d'un art réalisé. L'art disparaîtra de la vie dans la mesure où la vie elle-même gagnera en équilibre. »
Piet Mondrian

Théo van Doesburg se expresará en estos términos para presentar su visión de la arquitectura destinada a sustituir los estilos antiguos: 

[...] la nueva arquitectura es “antidecorativa”. Ni el color ni la forma tienen valor ornamental, pero se han convertido en medios elementales de expresión arquitectónica. La estructura desnuda del edificio está subordinada al diseño arquitectónico. Sólo a través de la colaboración de todas las artes plásticas el estilo moderno alcanza su plena expresión. Cada elemento arquitectónico debe contribuir a crear la máxima expresión plástica de forma lógica, práctica y económica.
[...] la nouvelle architecture est « anti-décorative ». Ni la couleur, ni la forme n'ont une valeur ornementale, mais ils sont devenus des moyens élémentaires de l'expression architecturale. La structure nue de l'édifice est subordonnée à la conception architecturale. Seulement par la collaboration de tous les arts plastiques le style moderne atteint à sa pleine expression. Chaque élément architectural doit contribuer à créer un maximum d'expression plastique sur une base logique, pratique et économique.

También se pronunciará en el mismo artículo contra el morfoplasticismo, es decir, la plasticidad que sitúa la forma natural en el primer plano de la creación artística, al que opone el neoplasticismo.

#### Logros

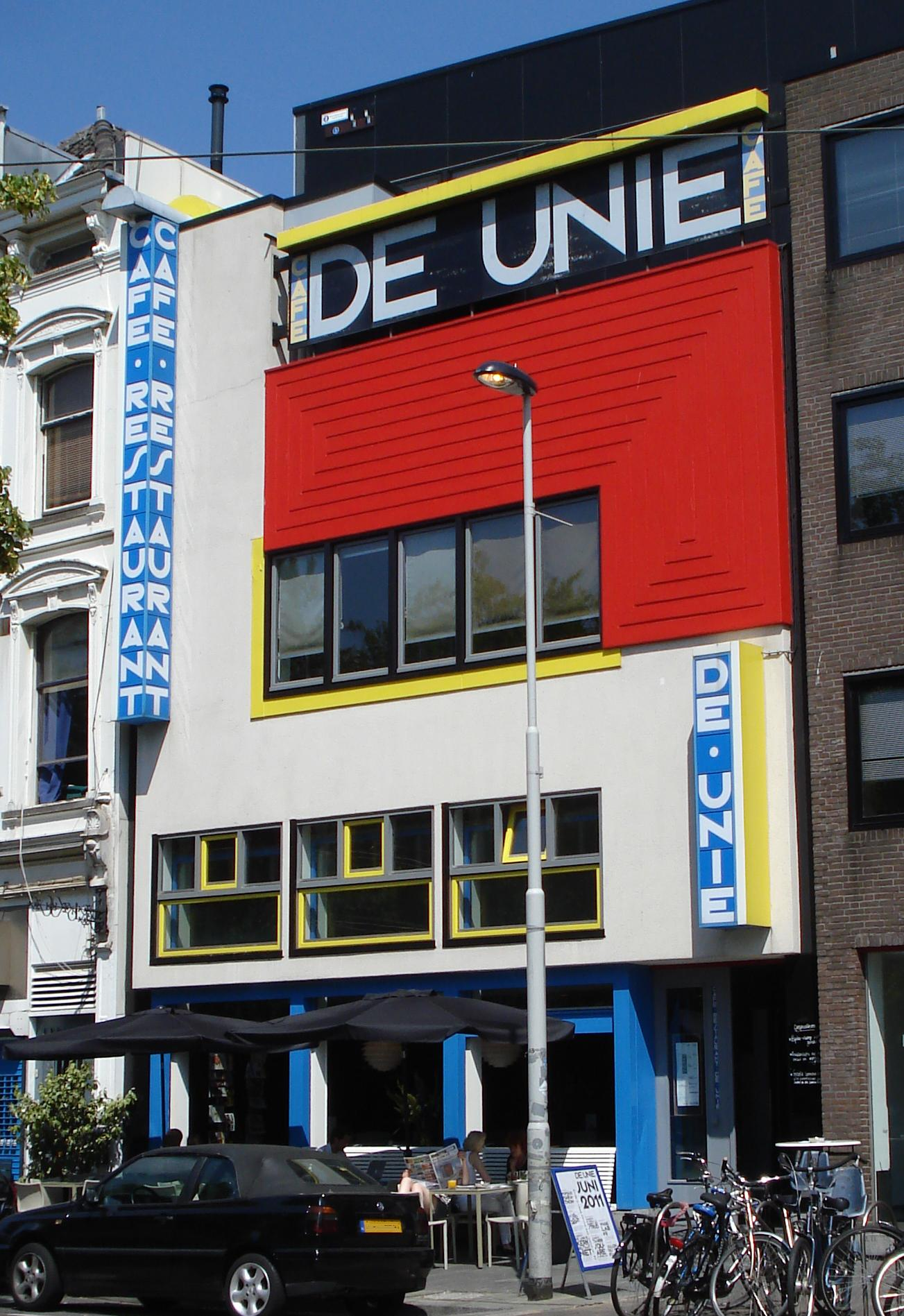
El café De Unie, construido en 1925 en Róterdam por Jacobus Johannes Pieter Oud

La villa que Robert van't Hoff construyó en Huis ter Heide en 1916 constituye uno de los primeros logros del futuro movimiento De Stijl; está inspirado en el modelo wrightiano de la Prairie School, que se popularizó entre los arquitectos neerlandeses con la publicación de las obras de Wright por la editorial berlinesa Wasmuth. En 1917, Oud diseñó con este método un conjunto de casas de trabajadores junto al mar en Scheveningen, formadas por paralelepípedos rectangulares de diversas dimensiones alineados según un mismo eje. El diseño de las fachadas se ha simplificado al extremo, sin salientes, cuya estética corresponde a una serie de módulos encajados unos tras otros.
Théo van Doesburg, por su parte, imaginó viviendas cuyas dimensiones pudieran controlarse y racionalizarse mediante el uso de modelos tridimensionales, jugando con los avances y retrocesos de los volúmenes, como en las composiciones de Vantongerloo.. Van Doesburg y Rietveld optaron por explotar esta idea en un proyecto de casa de 1920, donde las cavidades están ahuecadas en las superficies planas, y donde la casa está formada únicamente por cajas enmarañadas, jugando con las múltiples posibilidades de combinar volúmenes en el espacio.
Pero el logro estrella sigue siendo la casa Schröder, construida en 1924 en Utrecht por Rietveld, cuyo interior está formado por espacios modulares gracias a tabiques correderos. La importancia dada al ángulo recto en la pintura de Mondrian también está presente en esta casa, formando una composición en tensión donde el color estructura las habitaciones y donde se contraponen las secciones horizontales y verticales de las paredes así como los planos secuenciados de los ventanales.
La influencia de Frank Lloyd Wright, presente entre los arquitectos neerlandeses desde principios del siglo XX, se siente aún más en esta casa, algunas de cuyas características alcanzan casi la cita, como el tejado de losas salientes o incluso la yuxtaposición de volúmenes abiertos y cerrados. La fachada de la casa constituye una suerte de transcripción tridimensional de un cuadro abstracto de Mondrian.

### Oud y Dudok: hacia una arquitectura sintética

#### Jacobus Johannes Pieter Oud

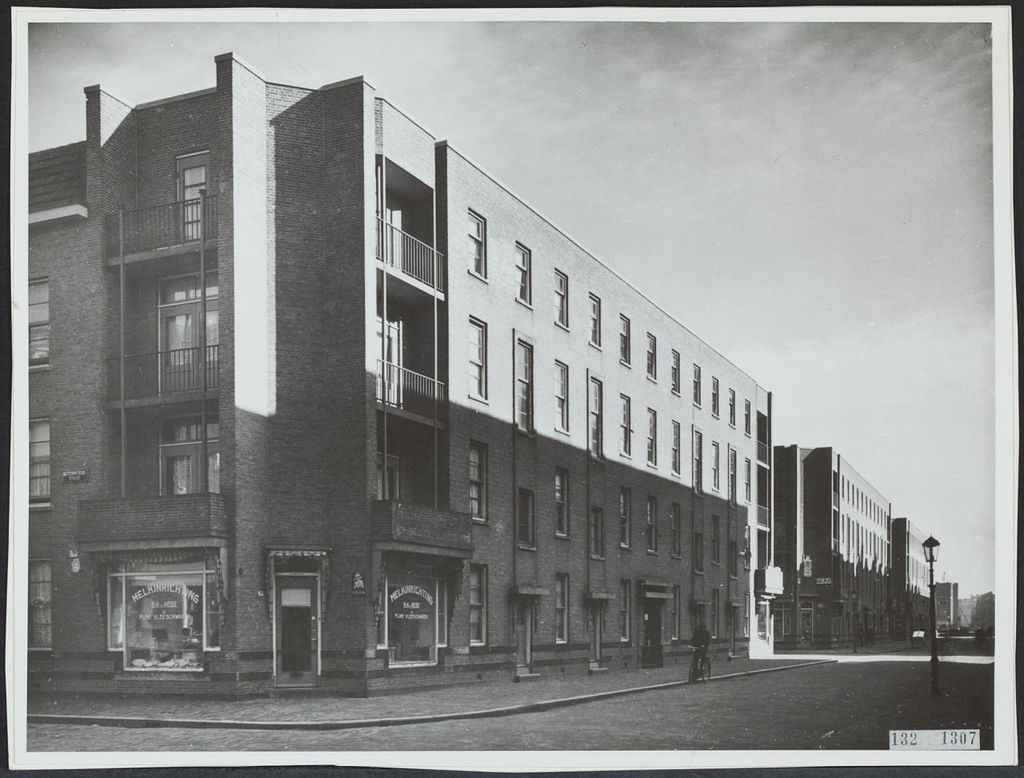
Barrio de Tusschendijken, construido por Oud en Róterdam en 1919.

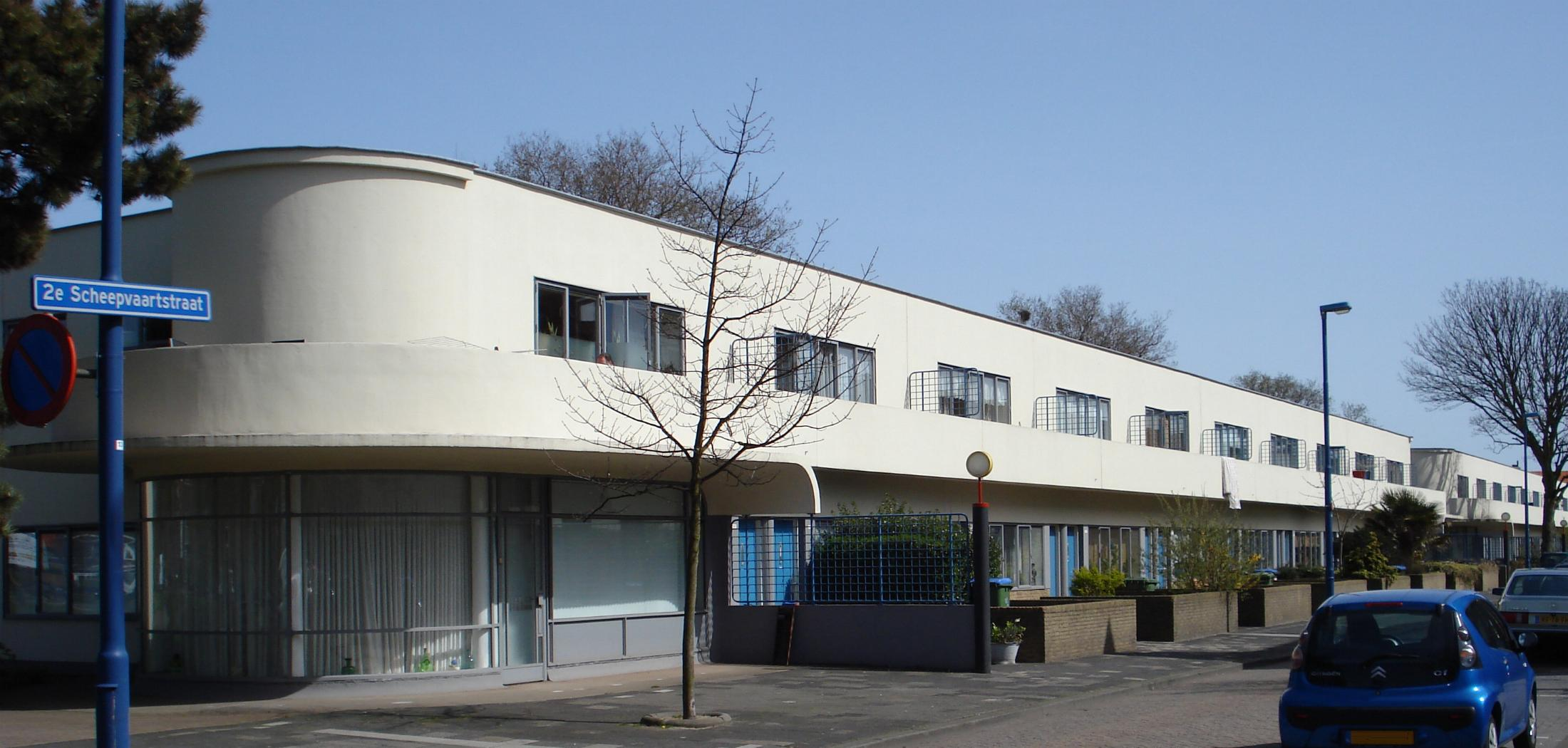
El barrio de Hoek van Holland, creado en Róterdam por Oud en 1924.

El Café De Unie construido en Róterdam por Oud en 1925 retoma todos los principios establecidos por De Stijl, y combina el orden lineal y rectangular con una asimetría que induce un flujo y un movimiento particular, este logro sintetiza todas las experiencias realizadas hasta entonces por arquitectos y pintores neoplásticos. Oud fue nombrado arquitecto jefe de la ciudad de Róterdam en 1918 (cargo que ocupó hasta 1933), lo que le enfrentó a la realidad de las limitaciones técnicas y económicas, en oposición a la teoría de Van Doesburg según la cual la correspondencia entre las leyes neoplásticas formales y las leyes concretas sería estable y armoniosa. Van Doesburg también protestó ante Oud cuando este creó su primer barrio de viviendas individuales para la clase trabajadora en 1920, en el que optó por el ladrillo en aras de la homogeneización estética. Oud acabará desvinculándose completamente de Van Doesburg en los años siguientes, después de haber creado barrios cuyo diseño contradecía las ideas de este último (Oud Mathenesse en 1922, Hoek Van Holland en 1924 y Kijfhoek en 1925). Sin embargo, fue en estos proyectos donde el método neoplástico se hizo realidad, pues aunque la descomposición ya no es evidente, los volúmenes, superficies y colores sufren una metamorfosis permitiendo renovar el acuerdo entre forma y construcció. El propio Oud resumió su experiencia en una carta que envió al arquitecto e historiador del arte Bruno Zevi.
Si bien Oud sólo se alejó de De Stijl y se acercó a Berlage a principios de la década de 1920, en 1919 creó bloques residenciales en Róterdam que pueden asimilarse a las ideas de Berlage sobre el juego y la combinación. Además, Oud empleó sin vacilar la simetría, la repetición uniforme de las alineaciones de las viviendas y el revestimiento de ladrillo, pero revelando el deseo neoplástico de descomponer los volúmenes tradicionales mediante la articulación de ángulos vaciados.

##### Hoek van Holland
Pero la obra maestra de Oud durante este período fue, por supuesto, el barrio de Hoek van Holland, formado por casas en hilera, desnudas de toda referencia histórica y con un lugar muy reducido para el ladrillo (de hecho, las paredes están cubiertas con yeso blanco, la base y los escalones son de ladrillos rojos y amarillos). Aquí el programa es unitario, homogéneo, sin ninguna referencia a la descomposición neoplástica. El barrio está formado por dos barras continuas con dos hileras de viviendas superpuestas con extremos redondeados. Sin embargo, algunos de sus programas arquitectónicos revelan la fuerte presión de reducción de costes que pesaba sobre Oud, lo que lo llevó a simplificar sus proyectos y a rechazar investigaciones combinatorias demasiado audaces, mientras que en el urbanismo, el arquitecto eligió volver a menudo a diseños tradicionales, incluso neoclásicos, en oposición a las construcciones que diseñó.

#### Willem Marinus Dudok

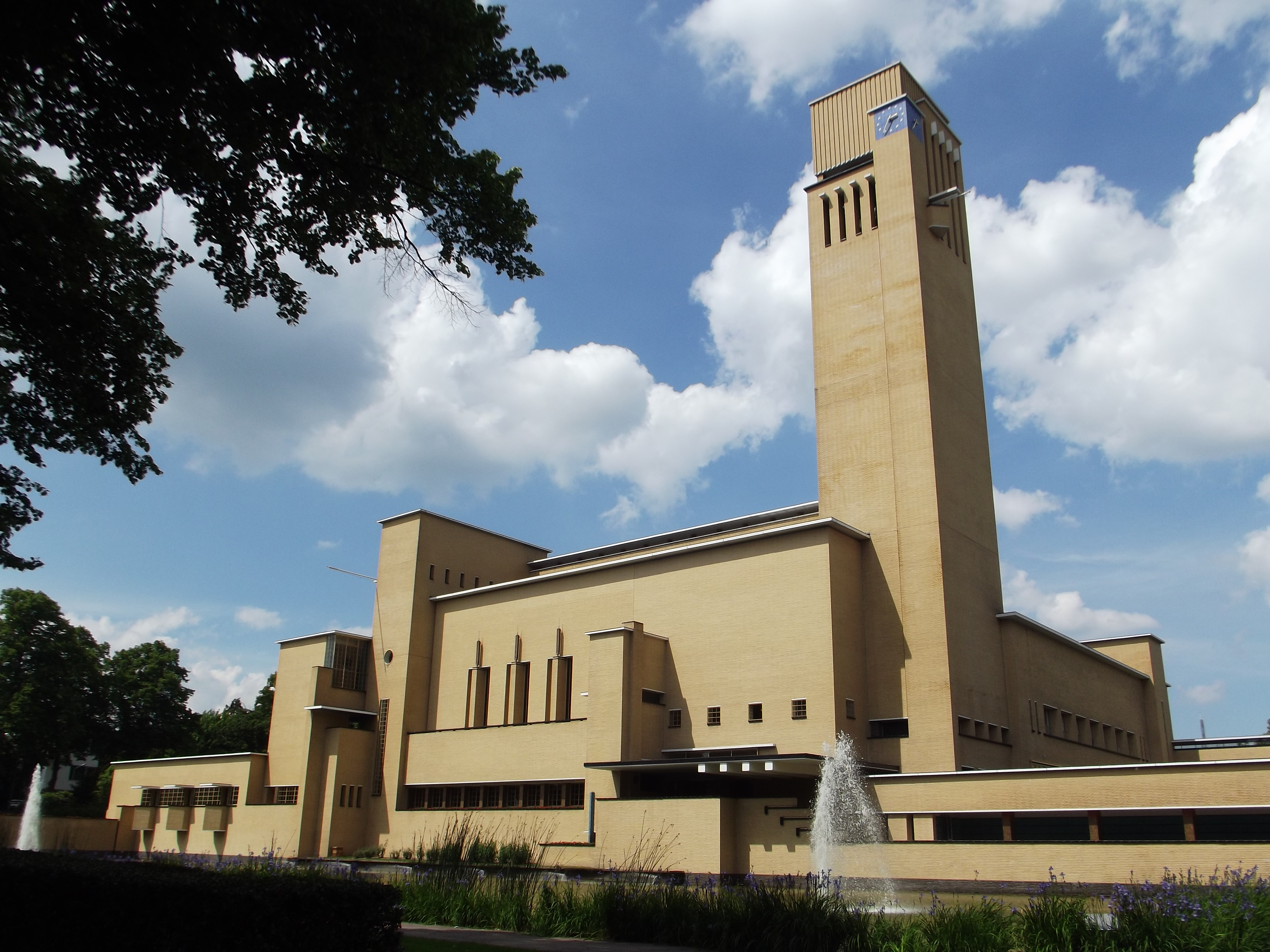
El Ayuntamiento de Hilversum, construido entre 1924 y 1928 por Dudok.

Dudok trabajó principalmente en Hilversum, donde se instaló en 1915. Hilversum era entonces una ciudad en pleno desarrollo urbano, cuya supervisión fue confiada a Dudok a partir de 1921. Estableció así un plan regulador general, aunque diseñó en 1918 numerosos distritos residenciales, incluyendo también equipamientos públicos. No fue tanto arquitectónicamente sino urbanísticamente en lo que Dudok destacó, reinterpretando el ideal de la ciudad jardín para traducirlo concretamente en proyectos residenciales urbanos.
Dudok se inspiró principalmente en el trabajo de Berlage y de De Bazel, retomando en retrospectiva ciertas características de la escuela de Ámsterdam en sus primeros proyectos en Hilversum. Sin embargo, más tarde Dudok desarrollaría un repentino interés por el neoplasticismo, aunque se mostraría particularmente pragmático. Dudok deseaba entonces renovar ciertos aspectos de la tradición neerlandesa, aún reciente, en contacto con el movimiento europeo, sin romper la continuidad de los experimentos arquitectónicos que entonces se llevan a cabo y rechazando los excesos. La armonía urbana se estaba convirtiendo en una cuestión importante, pero, no obstante, puede preservarse salvaguardando los valores urbanísticos desarrollados antes de la guerra. Por ello, Dudok se tomó muy en serio la integración de citas neoplásicas o wrightianas en sus edificios. Dudok también permitió actualizar la arquitectura de Berlage, favoreciendo la asimetría de los espacios y la apertura de los volúmenes.
Sin embargo, la obra principal de Dudok sigue siendo el Ayuntamiento de Hilversum, construido en 1928, donde resumió todo su trabajo en Hilversum en un edificio emblemático. Dudok diseñó un volumen abierto, coherente con su entorno inmediato muy aireado. A través de este ayuntamiento percibido como lugar central y simbólico de la ciudad, Dudok expresaba a través del poderoso juego de volúmenes revestidos de ladrillo el gusto que sentía por la arquitectura monumental de Berlage.

### Movimiento Moderno de entreguerras
El movimiento moderno pudo establecerse fácilmente en los Países Bajos gracias, en particular, a la llegada de las vanguardias neoplásticas en los años 1920.

#### La factoría Van Nelle

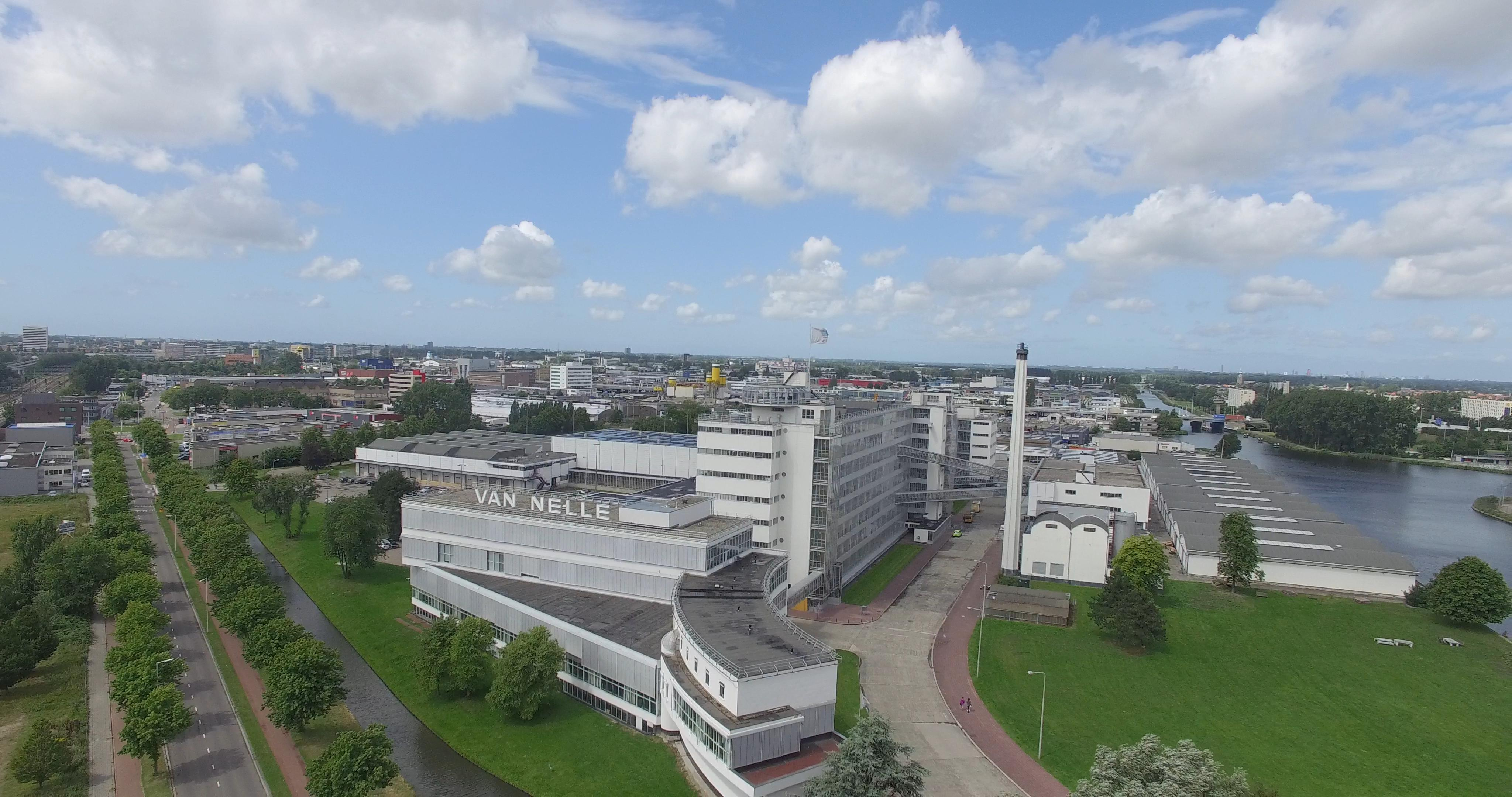
La factoría Van Nelle construida en 1931 en Róterdam por Leendert van der Vlugt y Johannes Brinkman

La factoría Van Nelle (1925-1931), construida en Róterdam para producir café, té y tabaco, y posteriormente chicle, cigarrillos, pudín instantáneo y arroz, fue un logro emblemático de los inicios del movimiento moderno en los Países Bajos. La factoría fue declarada Patrimonio de la Humanidad en 2014. Los arquitectos que la diseñaron, Leendert van der Vlugt y Johannes Brinkman, no se convirtieron en grandes nombres de la arquitectura moderna, pero su fábrica perfectamente diseñada pudo convertirse en un icono de esta arquitectura. La factoría de Van Nelle está construida en hormigón armado, acero y vidrio, y utiliza el sistema de muro cortina para inundar de luz los espacios interiores. El programa también incluía instalaciones deportivas y de ocio al aire libre para los trabajadores, por lo que, al igual que Michel de Klerk, los arquitectos tuvieron en cuenta el papel de la arquitectura en la mejora de las condiciones de la clase trabajadora. La tipología de fábrica había evolucionado desde de la nave y el almacén, pero la fábrica requería plantas de mayor tamaño, que permitieran una mayor superficie, así como abundante luz para controlar las máquinas y permitir un trabajo más eficiente. En la factoría Van Nelle, esto fue posible gracias al uso de columnas-seta, un invento muy reciente en aquella época, que permitía disponer suelos en voladizo así como el uso de una fachada-cortina cuyas ventanas en tiras no tenían que seguir el vano estructural debido a la distancia de los soportes.

#### Duiker y Peutz

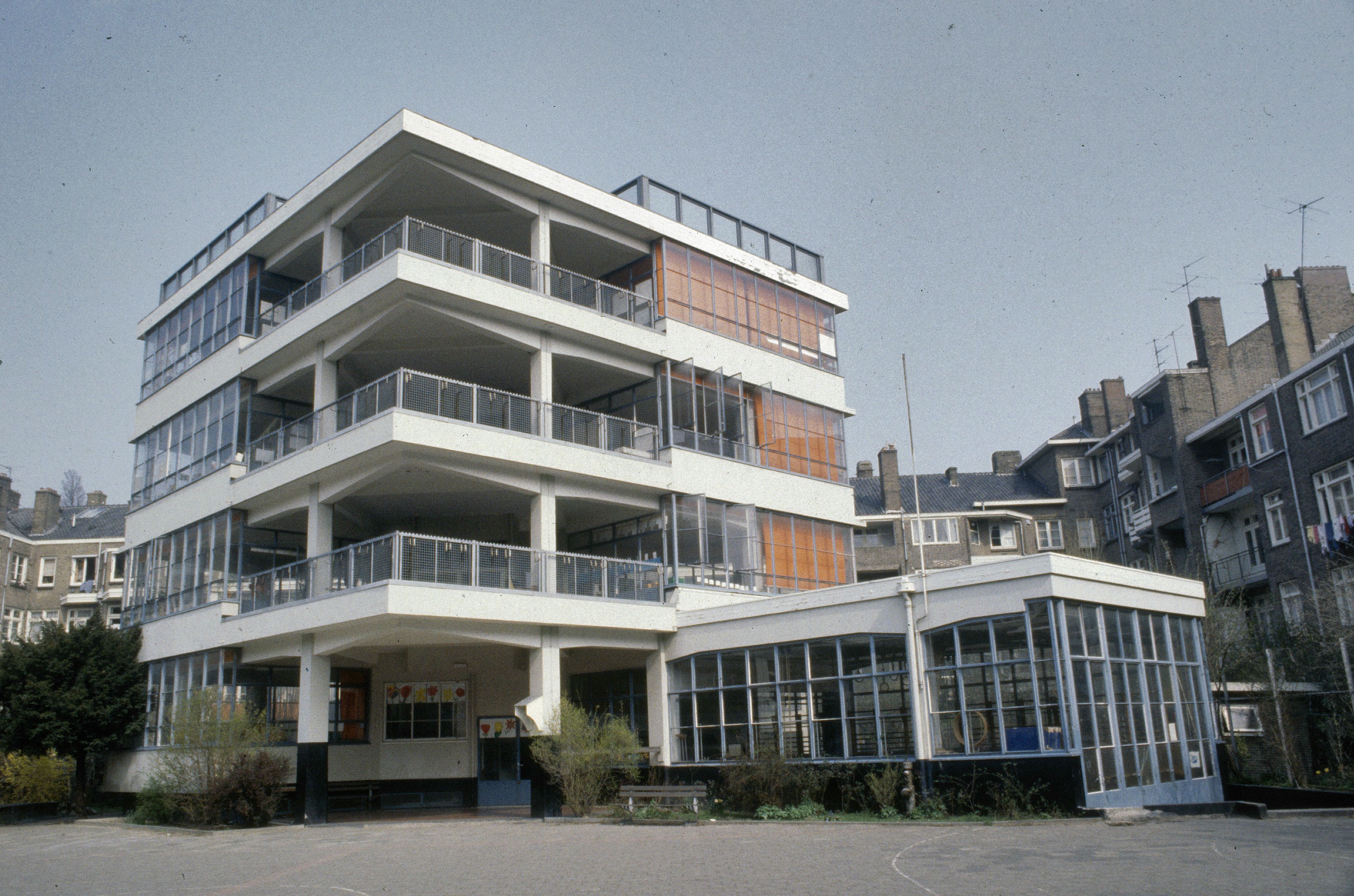
Escuela al Aire Libre (1927-1928) de Ámsterdam, obra de Johannes (Jan) Duiker

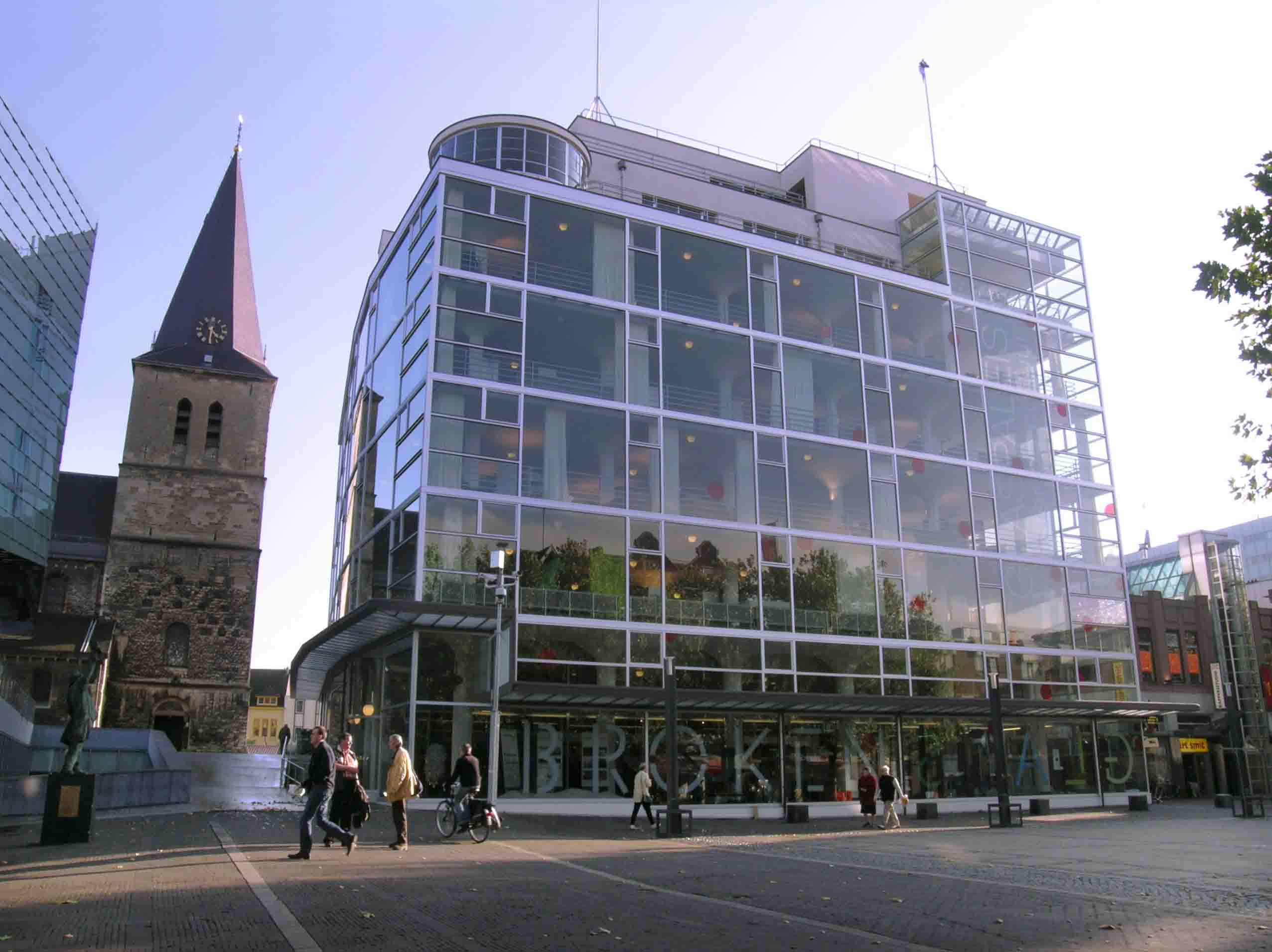
Glaspaleis (1935) en Heerlen, obra de Frits Peutz

Johannes (Jan) Duiker (1890-1935), fue un arquitecto del movimiento moderno que ocupó un lugar importante en la escena arquitectónica de entreguerras. Las motivaciones de Duiker eran sobre todo sociales, defendiendo el acceso a una vivienda sana y de calidad, deseando crear espacios amplios y luminosos. Duiker se opuso a las búsquedas estéticas sin aspiraciones sociales, ya fueran modernas como la arquitectura neoplástica o reaccionarias como la escuela de Delft. Tampoco favoreció el expresionismo ni la escuela de Ámsterdam, a pesar del ideal social de Michel de Klerk, debido a un demasiadogrande conservadurismo formal. La Escuela al aire libre de Ámsterdam (Openluchtschool), construida en 1928 por Johannes Duiker, es uno de sus logros más famosos. Duiker buscó la mayor ligereza posible, en particular mediante la proyección de los suelos mucho más allá de los pilares de soporte. Los suelos están completamente acristalados y Duiker utilizó la carpintería de acero más fina posible para completar esa impresión de ligereza y transparencia. Esta nueva arquitectura escolar correspondía también a una nueva visión de la pedagogía, que concedía más libertad a los estudiantes y que suscitaba una fuerte oposición de los partidarios del tradicionalismo. El sanatorio Zonnestraal en Hilversum construido en 1928 por Duiker constituye una obra importante por su tipología; De hecho, este sanatorio influirá en la arquitectura de los edificios dedicados a los programas sanitarios.
El palacio de Cristal (Glaspaleis, 1934-1935) en Heerlen, obra de Frits Peutz (1896-1974) es un gran almacén comercial con un diseño radical, que dio protagonismo a las superficies de vidrio, dando una impresión de transparencia muy innovadora para la época, dejando aparente la sucesión de pisos de hormigón sostenidos entre sí por columnas tipo seta también utilizadas en la factoría Van Nelle.

### La escuela de Delft

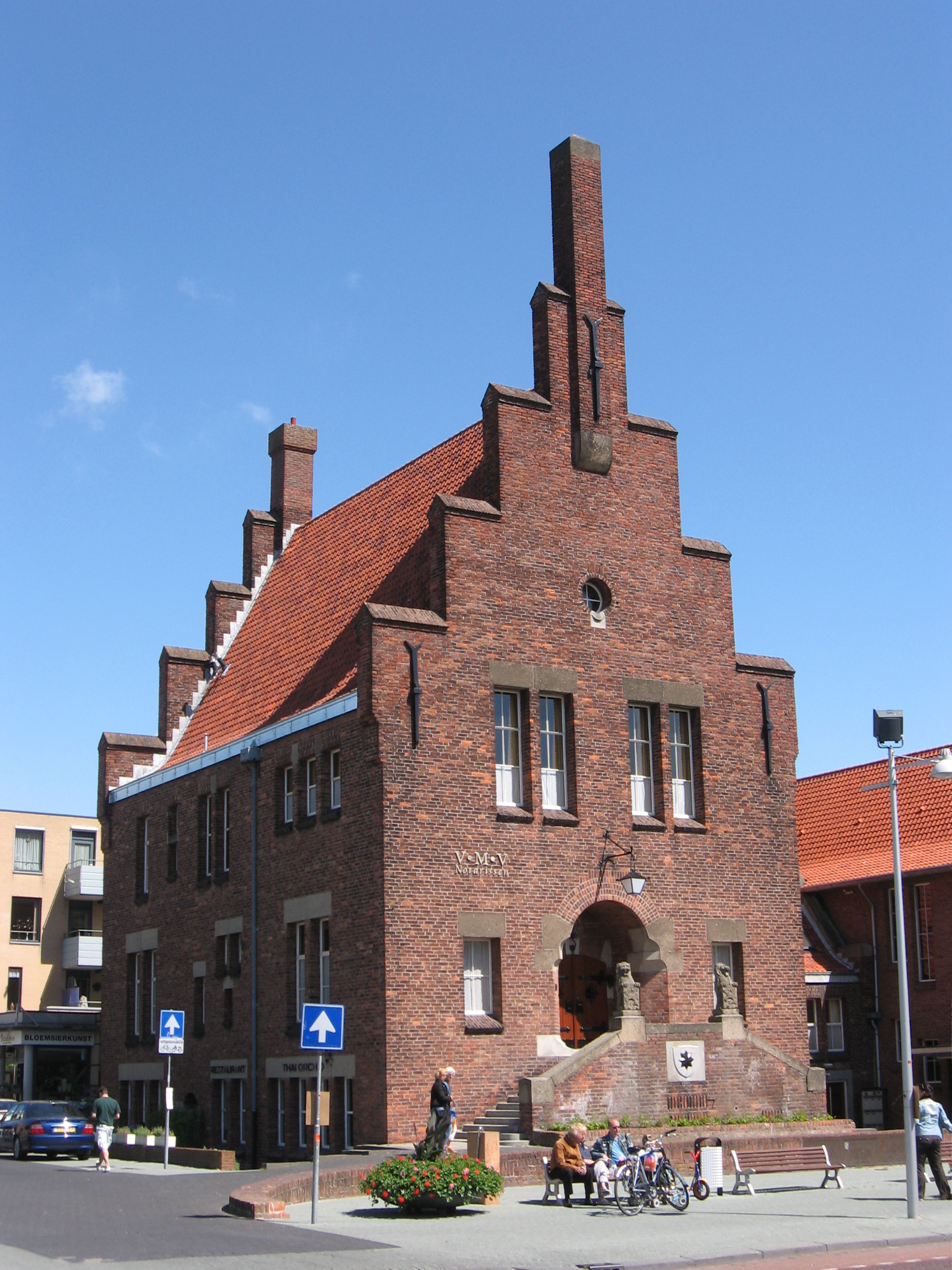
El ayuntamiento de Wateringen, construido en 1938, es una obra de la Escuela de Delft

La Escuela de Delft puede considerarse como una reacción tradicionalista a la arquitectura de vanguardia encarnada en los Países Bajos por De Stijl. Esta escuela, activa desde 1925 hasta aproximadamente 1955, abogó por el mantenimiento de las formas tradicionales (incluido, por ejemplo, el uso de ladrillo y piedra, el techo inclinado y el frontón recto o escalonado en la fachada). La función debía poder leerse en el edificio, por ejemplo construyendo casas muy sencillas y edificios públicos monumentales, y los arquitectos que decían pertenecer a esta escuela deseaban integrarse en el entorno urbano sin destacar. Las referencias a la arquitectura renacentista neerlandesa presentes en los edificios que aplican los principios de la escuela de Delft se utilizan con moderación, sirven para reforzar la identidad de un territorio, y esta escuela también jugó un papel importante en la reconstrucción de algunas ciudades neerlandesas bombardeadas durante la Segunda Guerra Mundial. En efecto, la arquitectura tradicional permitió restaurar monumentos a los habitantes traumatizados y gravemente afectados por los bombardeos sin constituir necesariamente una reconstrucción idéntica.

### La escuela de 's-Hertogenbosch
La escuela de 's-Hertogenbosch, fundada en 1946, durante la Reconstrucción, constituye una extensión de la escuela de Delft ya que su apogeo fue en los años 1960 y 1970, y todavía tiene seguidores en la actualidad. Inicialmente, la escuela tenía como objetivo guiar a los constructores en la reconstrucción de iglesias. La principal característica de esta escuela es el uso sistemático de un sistema de proporciones basado en el número plástico en los edificios creados por los arquitectos pertenecientes a este movimiento.

### Movimiento moderno de posguerra

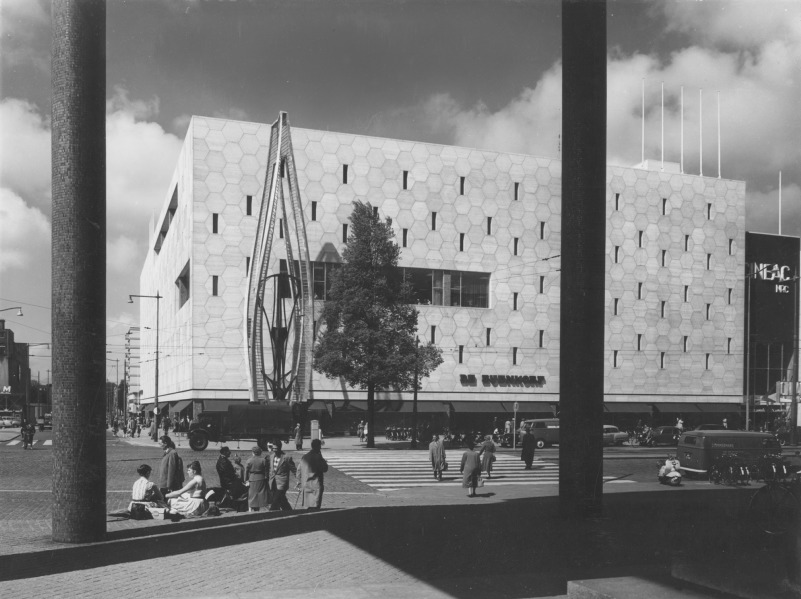
La tienda De Bijenkorf construida en Róterdam por Marcel Breuer en 1957.

En 1945, una cuarta parte de las viviendas de los Países Bajos quedaron destruidas o estaban gravemente dañadas tras los combates y bombardeos de la Segunda Guerra Mundial. La reconstrucción de Róterdam, destruida en el bombardeo de mayo de 1940 y cuyo plan se elaboró desde el 8 de junio de ese mismo año, brindó la oportunidad a los arquitectos del movimiento moderno de experimentar con sus principios sin tener que tener en cuenta distribuciones y edificios anteriores ya que se decidió arrasar toda la zona afectada, es decir el centro de la ciudad. Se aplicaron entonces los principios de las Cartas de Atenas, a saber, la primacía dada al tráfico, la especialización de los barrios y la creación de un centro de negocios. Los principales arquitectos responsables del plan de reconstrucción fueron Johannes Hendrik van den Broek y Jacob Bakema, autores en particular de la Lijnbaan entre 1949 y 1953, que fue el primer ejemplo de calle comercial peatonal en los Países Bajos. También se construyeron quipammientos según el movimiento moderno, como la escuela secundaria Montessori en 1958, obra de Bakema y Van der Broek, la torre Euromast, construida en 1960, la tienda De Bijenkorf construida en 1957 por Marcel Breuer o el centro De Doelen, inaugurado en 1966. En Róterdam (como en el resto de los Países Bajos) se estaban construyendo inmuebles de gran altura, resultado directo del funcionalismo en boga, servidos por impulsos tecnocráticos, que expresaban a través de la monumentalidad el poder de las empresas o del gobierno.
Fue un período durante el cual Gerrit Rietveld pudo iniciar su regreso, en particular con la construcción de una fábrica textil en Bergeijck en 1956, el museo Zonnehof en Amersfoort en 1959, el ayuntamiento de Leerdam y el museo Van Gogh en Ámsterdam, de 1963 hasta 1973.
Con la acogida de los repatriados de Indonesia en 1953 y la reconstrucción de las casas destruidas por la guerra, además de la respuesta inmobiliaria al crecimiento demográfico, se construyeron un millón de viviendas entre 1945 y 1964. Entre 1964 y 1974, se construyeron un millón de viviendas adicionales.

### Brutalismo y estructuralismo

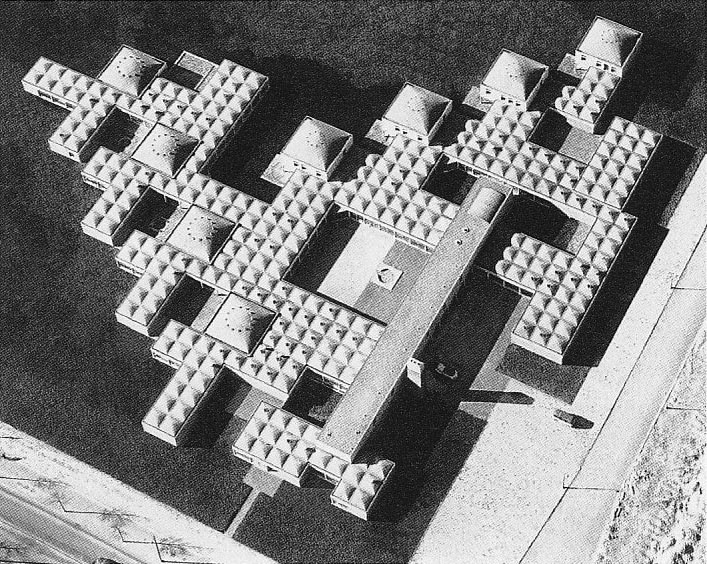
Vista aérea del orfanato de Ámsterdam construido por Aldo van Eyck entre 1960 y 1961.

El brutalismo y el estructuralismo arquitectónico están naturalmente presentes en los Países Bajos a través del grupo Team X, conocido con el nombre de Grupo Forum, por el nombre de la revista Forum, que se opuso notablemente al CIAM hasta su disolución en 1959 así como a las torres funcionalistas proponiendo una arquitectura de proliferación.

#### Aldo van Eyck

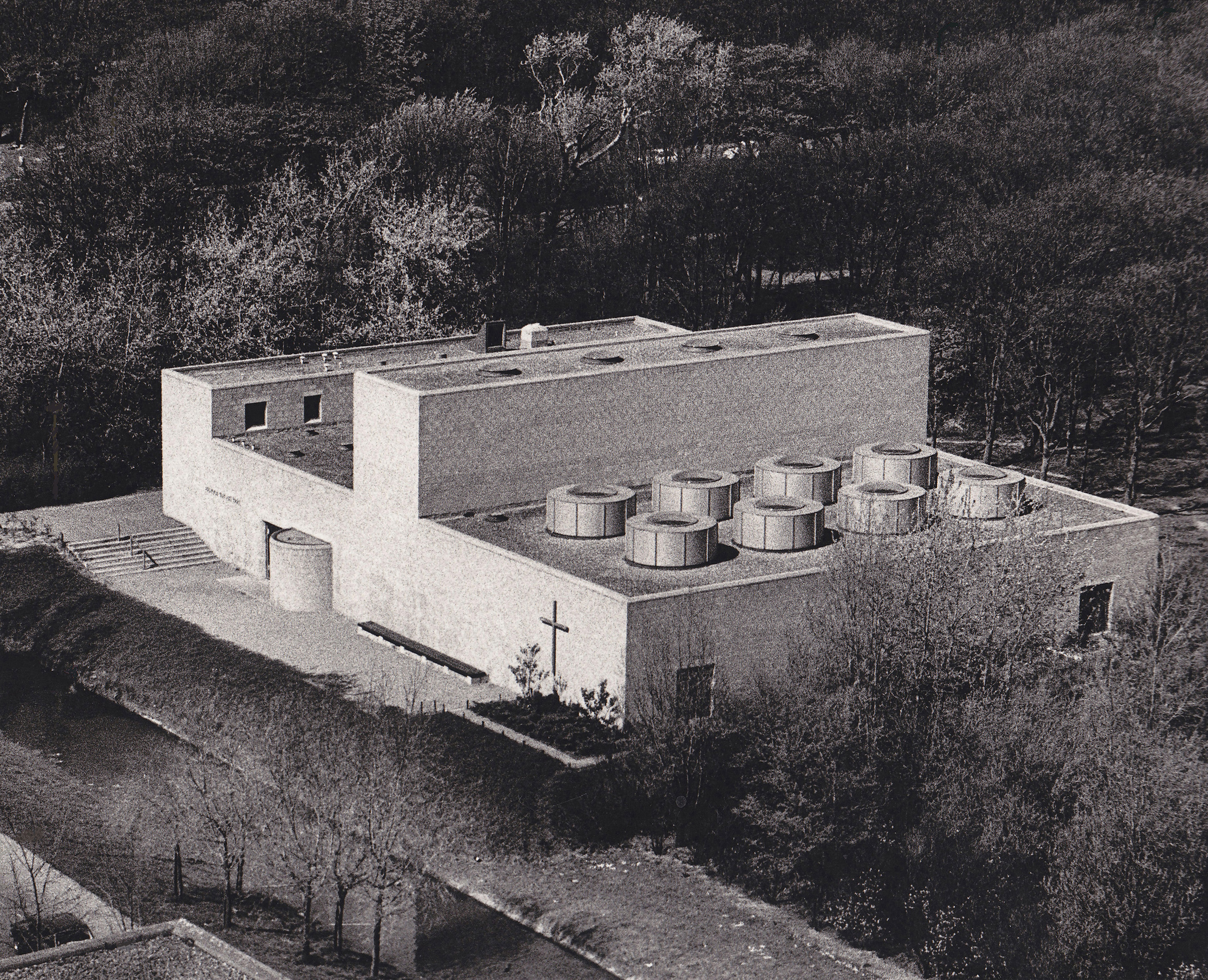
Pastoor van Arskerk (1968-1969), La Haya, obra de Aldo van Eyck

Aldo van Eyck, en los años 1960, entonces miembro del grupo brutalista Team X, se interesó mucho por la prefabricación, para la que quiso adaptar el lenguaje arquitectónico de Le Corbusier, que intentó conseguir en el orfanato de Ámsterdam (1960-1961) a través de una serie aditiva de pilares, de vigas y de cúpulas de hormigón, cerradas por muros de ladrillo, formando una repetición del mismo módulo. Este edificio destacó por su flexibilidad y fue copiado en otros proyectos escolares.
La iglesia católica de La Haya, también diseñada por Aldo van Eyck entre 1964 y 1969, parece a primera vista una simple adición de volúmenes paralelepípedos cuya modesta entrada se distingue por un medio cilindro apoyado contra la fachada, que alberga una capilla. En el interior, una segunda entrada, más amplia, marca la transición al centro de la iglesia, que no tiene nave sino un gran espacio cuya dinámica está marcada por grandes pilares. Así, por su iluminación cenital difusa y por la baja altura de la iglesia, el espacio central de esta última se asemeja más a una cripta que a una nave.

#### Herman Hertzberger

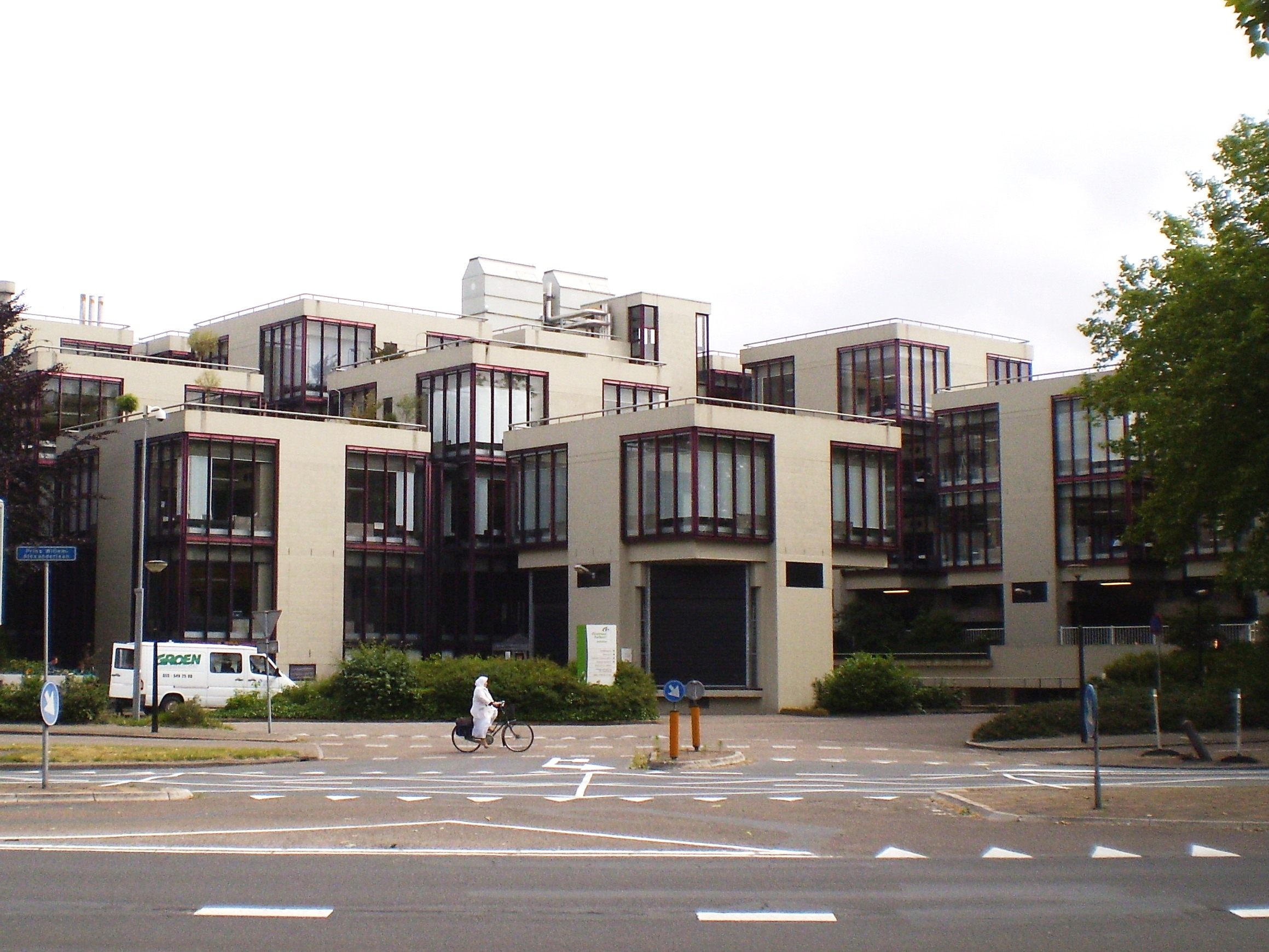
Centraal Beheer, de Herman Hertzberger (2009)

En la ampliación de la fábrica de Lin Mij realizada en 1964, Herman Hertzberger optó por adaptar dispositivos estructurales modulares. La fábrica en cuestión, construida durante el siglo XX, tenía mala reputación pero fue motivo de interés para Hertzberger, quien tomó la decisión de diferenciar claramente su ampliación del edificio existente, tratando a este último como una excrecencia independiente, a imagen de conchas sobre el casco de un barco. En 1972, Hertzberger también construyó las oficinas de la compañía de seguros Central Beheer ubicada en Apeldoorn. Estas oficinas fueron diseñadas como un bloque compuesto por cuatro islotes cúbicos dispuestos alrededor de un atrio central. La ampliación de estas oficinas también será realizada por Hertzberger en 1995 según los mismos principios estructuralistas, donde prestó atención a los elementos constructivos fundamentales, convirtiéndose la escalera de esta ampliación en una escultura en sí misma, delimitada por dos mamparas de malla metálica.

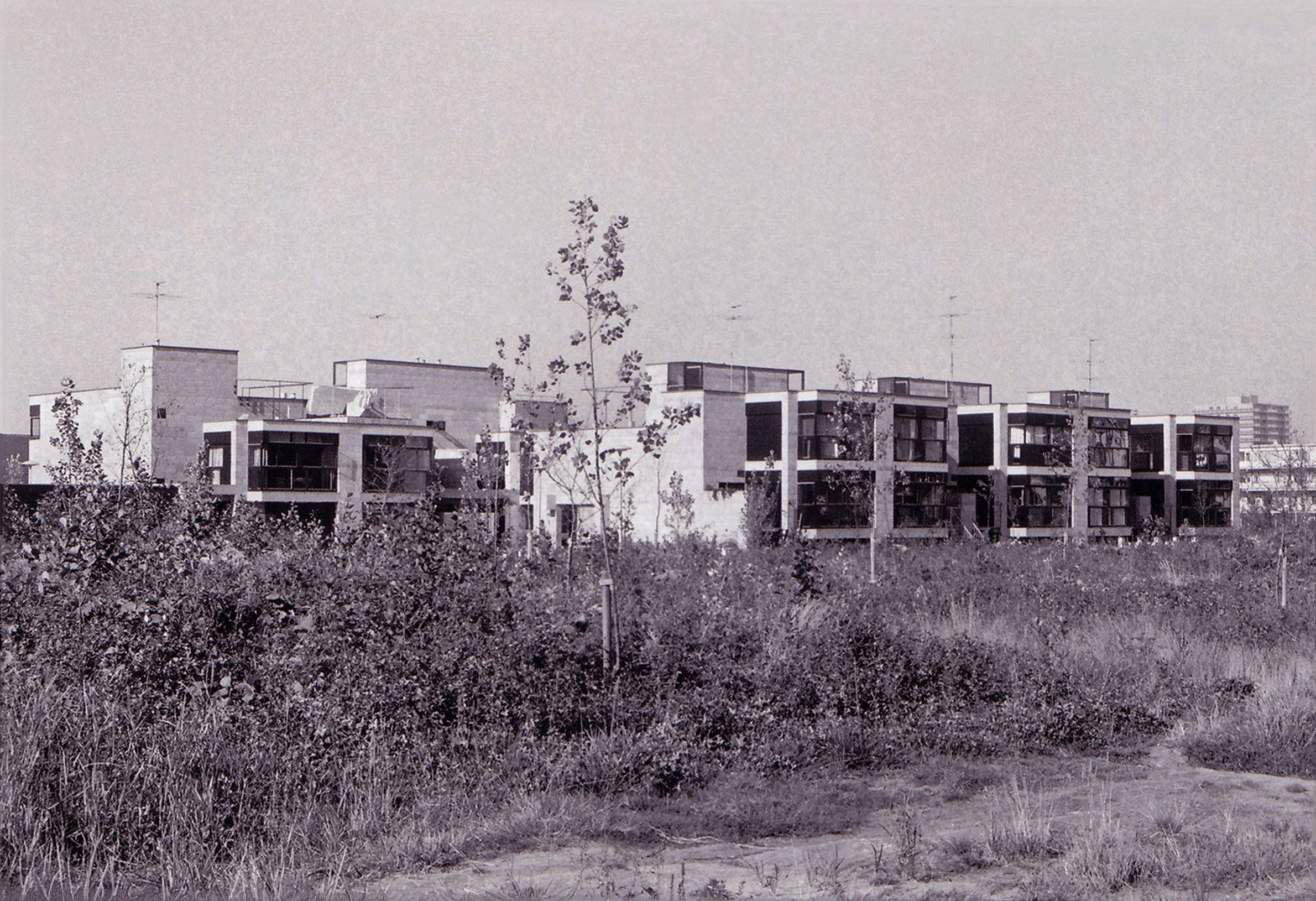
Diagoon (1967-1969), en Delft , obra de Herman Hertzberger
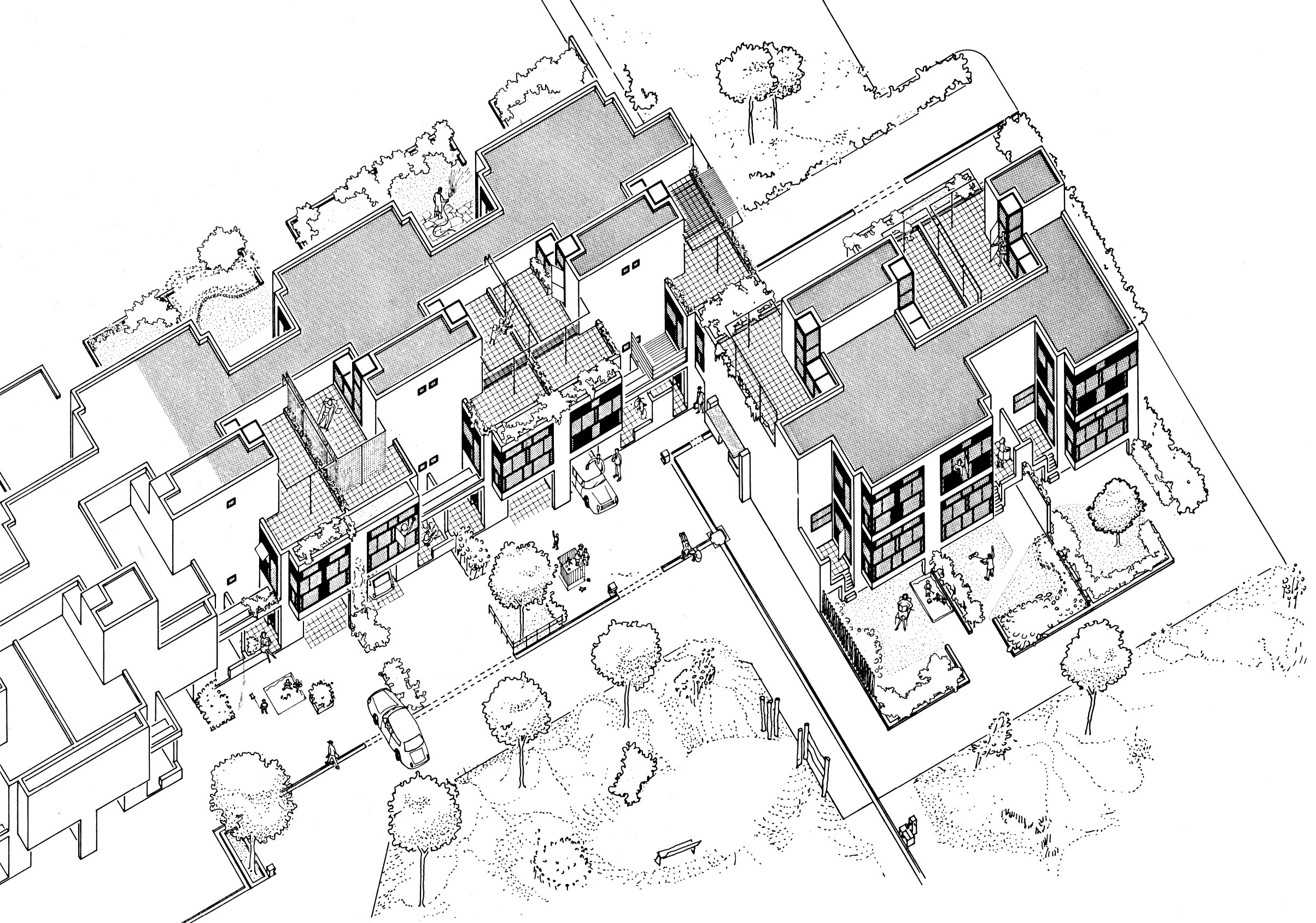
Axonométrica de Diagoon
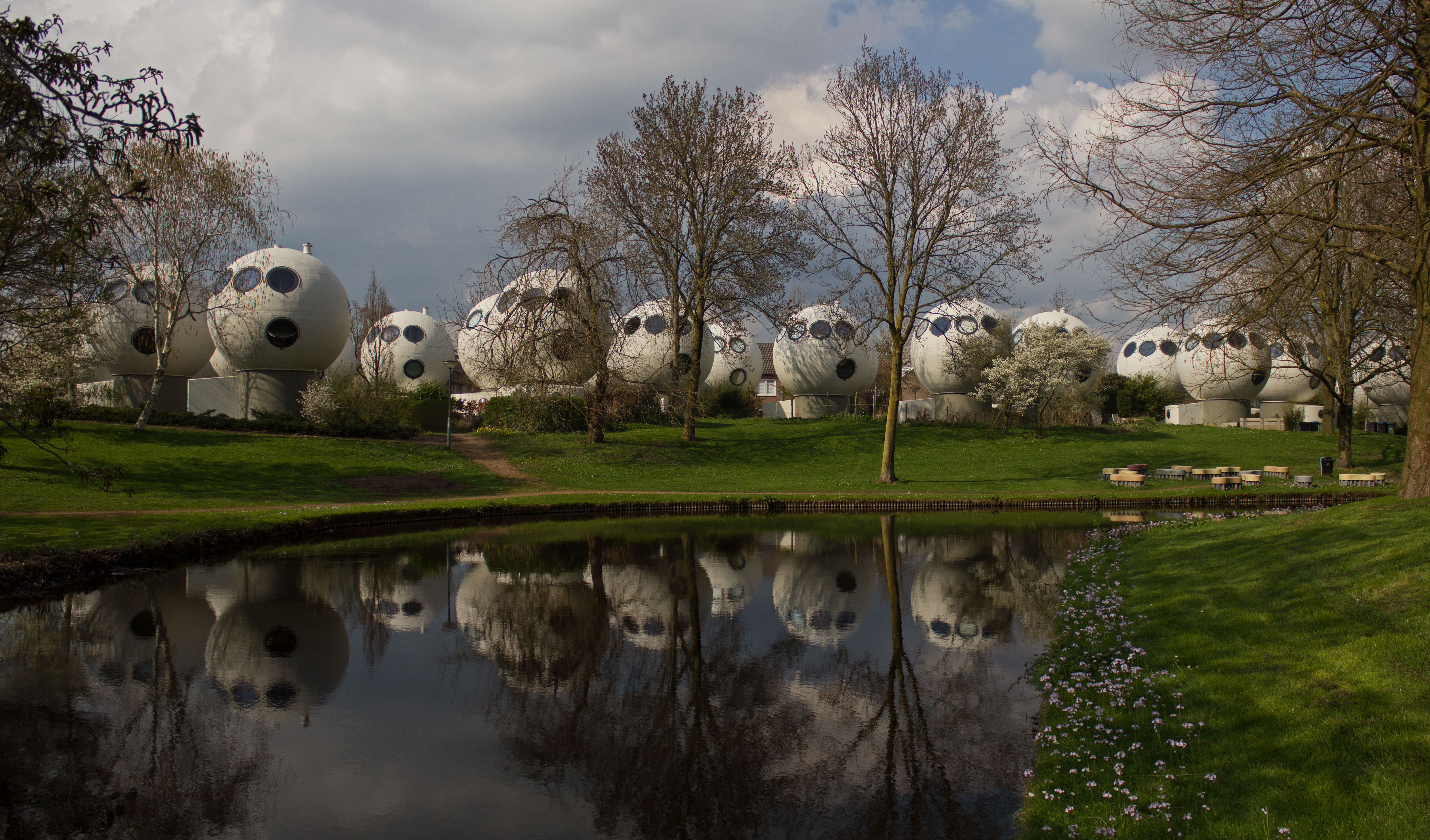
Bolwoningen (1984) en  Maaspoort, 's-Hertogenbosch, obra del artista y escultor Dries Kreijkamp, 50  casas esféricas agrupadas cerca de un canal.
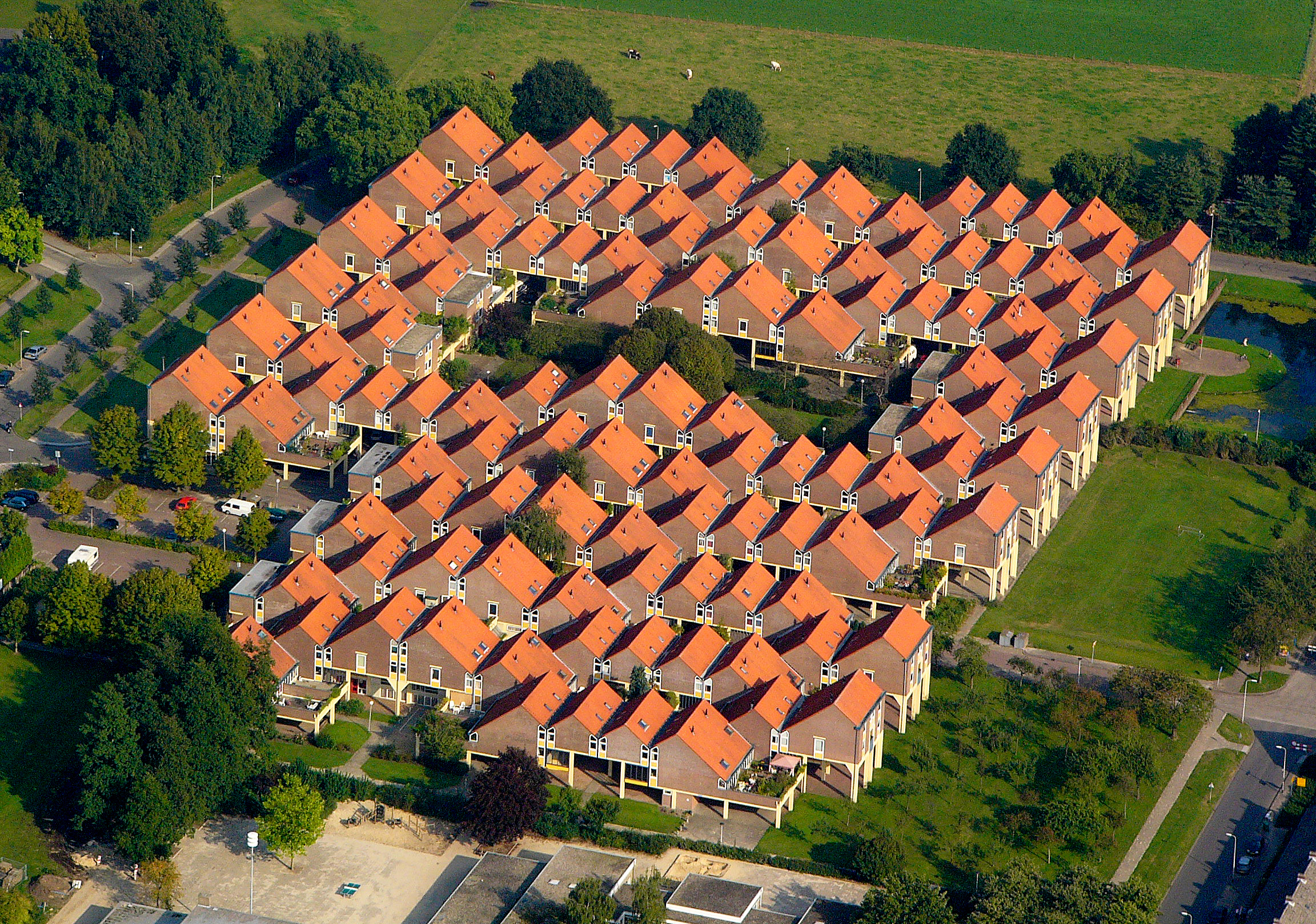
De Kasbah, Hengelo
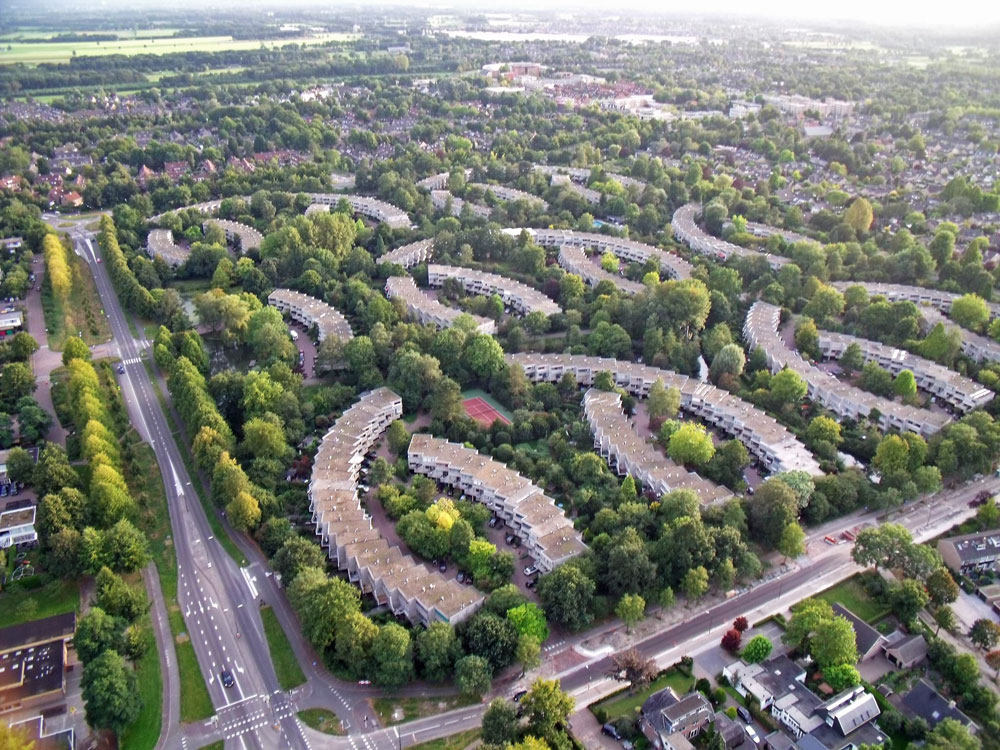
Rozendaal

### Posmodernismo

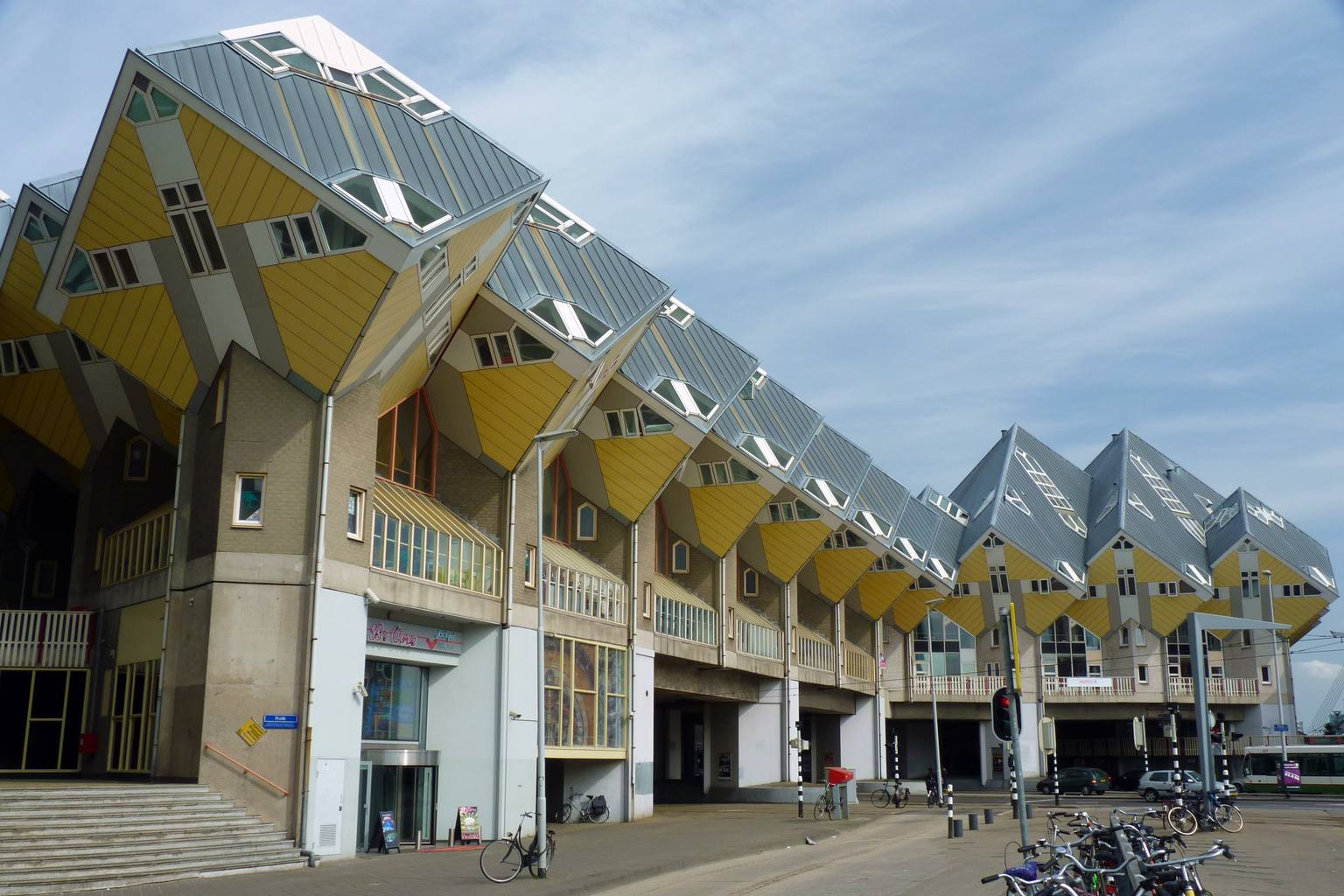
Las casas cubo (Kubuswoningen) de Piet Blom, edificadas entre 1984 y 1986 en Róterdam

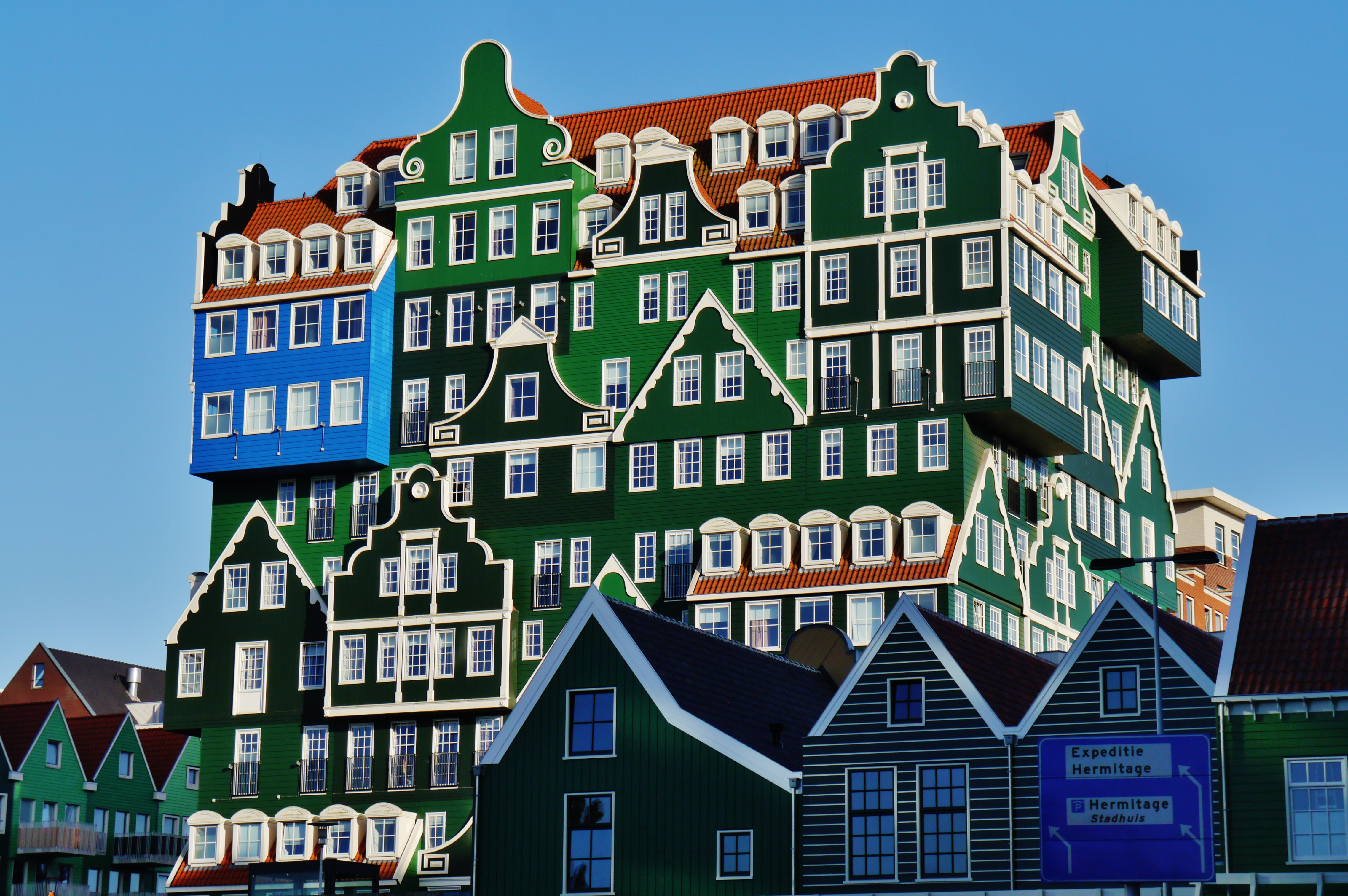
El Inntel Hotel Zaandam es una clara referencia a la historia y cultura de la ciudad

Aldo van Eyck fue también una figura del posmodernismo en los Países Bajos, creó entre 1976 y 1980 un bloque en el distrito Jordaan de Ámsterdam, diseñando una arquitectura "aditiva" fruto de sus investigaciones sobre la prefabricación en los años 1960, y también vinculada a los diseños del arquitecto danés Jørn Utzon, quien diseñó en particular la Ópera de Sydney. Esta arquitectura tradujo en el distrito de Jordaan los usos para vivienda colectiva de la fórmula de la casa individual entre terrazas. Este concepto estructural desarrollado previamente por el Grupo Forum se basaba en la vivienda familiar, pensada como una célula que puede multiplicarse infinitamente, pudiendo formar un pueblo en permanente expansión.
La arquitectura posmoderna también está presente en Róterdam, con las casas cúbicas (Kubuswoningen) (1982-1984), que desafían la estructura tradicional con formas geométricas innovadoras, diseñadas por Piet Blom, un arquitecto de corte estructuralista. El objetivo de este complejo de viviendas era animar el centro de la ciudad y proporcionar más viviendas, afirmando al mismo tiempo la oposición del arquitecto y de parte de la población a la omnipresente arquitectura moderna desde la reconstrucción. Aunque sólo se completaron 39 de las 55 casas previstas, las casas cubo recibieron una respuesta muy entusiasta y todavía hoy son un lugar muy visitado en Róterdam. El principio estructuralista de la disposición de los módulos está presente en esta realización, al igual que en la Kasbah Housing construida por Blom en Hengelo en 1973, en la que cuatro módulos comparten una terraza común.
Un buen ejemplo de arquitectura posmoderna es el Museo de Groninga: destaca por su decoración exuberante y formas libres. Un ejemplo sorprendente es un hotel en Zaandam, donde parece como si estuvieran apiladas casas de madera. Otro edificio muy conocido es el Museo Bonnefanten (1992-1995) de Maastricht, obra del italiano Aldo Rossi. La Haya y Róterdam cuentan con numerosos rascacielos posmodernos, como Castalia, de Muzentoren de Rob Krier y a torre residencial De Statendam de Hans Kollhoff.
La vivienda posmodernista está en aumento. Ejemplos conocidos son el distrito de Kattenbroek en Amersfoort, así como la Java-eiland en Ámsterdam. El barrio de Vinex Brandevoort se construyó recientemente cerca de Helmond, con la forma de una antigua ciudad fortificada. Brandevoort carece de humor y de un uso brillante del color, lo que significa que también puede clasificarse como arquitectura retro o incluso una interpretación del historicismo del siglo XXI. Los diseños posmodernos también se utilizan con frecuencia en otros barrios de Vinex, incluido el centro comercial Parade en Noortdorp. Muchos de los proyectos de Charles Vandenhove se han realizado en un contexto urbano existente.

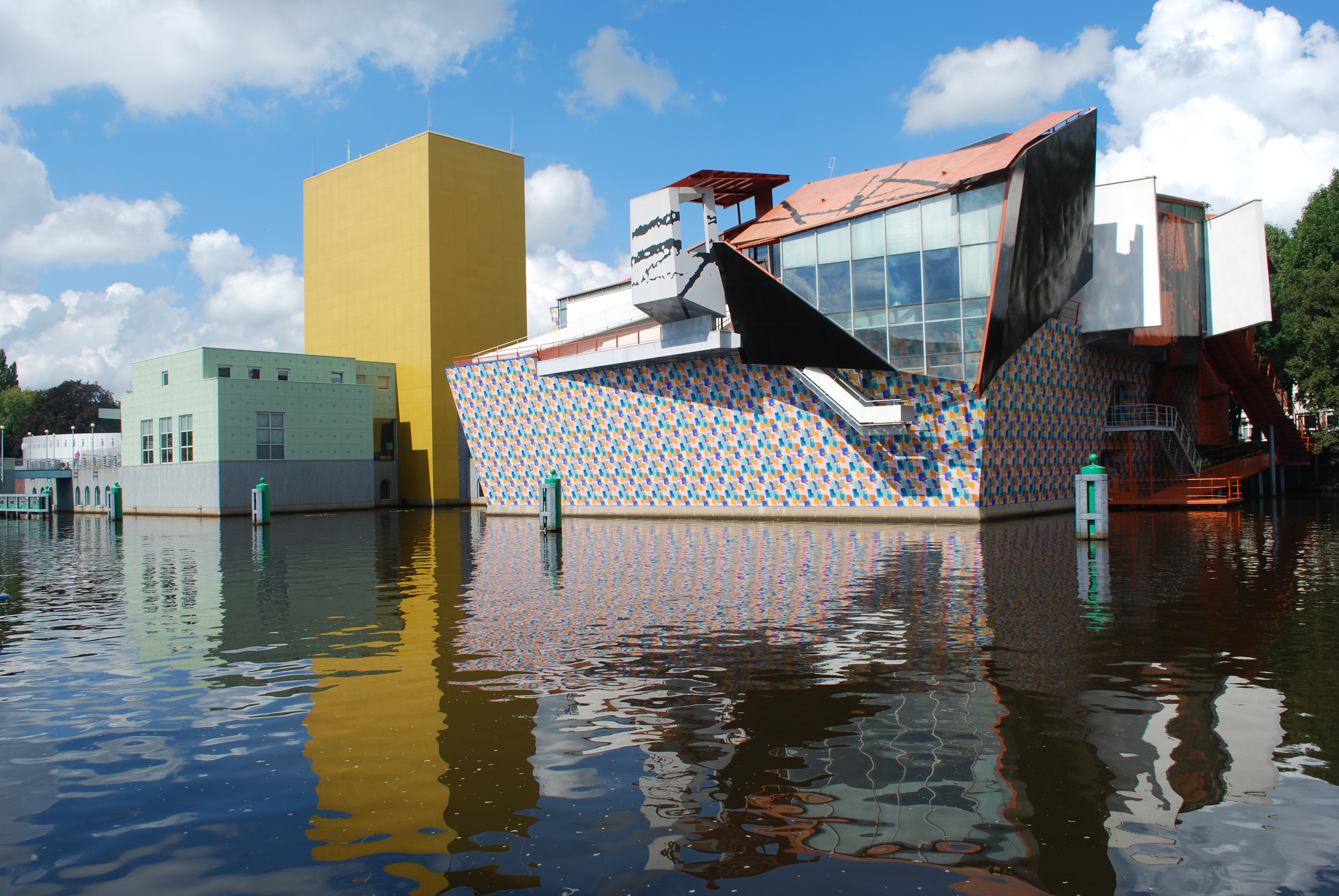
Museo de Groninga (1992-1994), con tres pabellones obra de Philippe Starck,[95] Alessandro Mendini y Coop Himmelb(l)au.
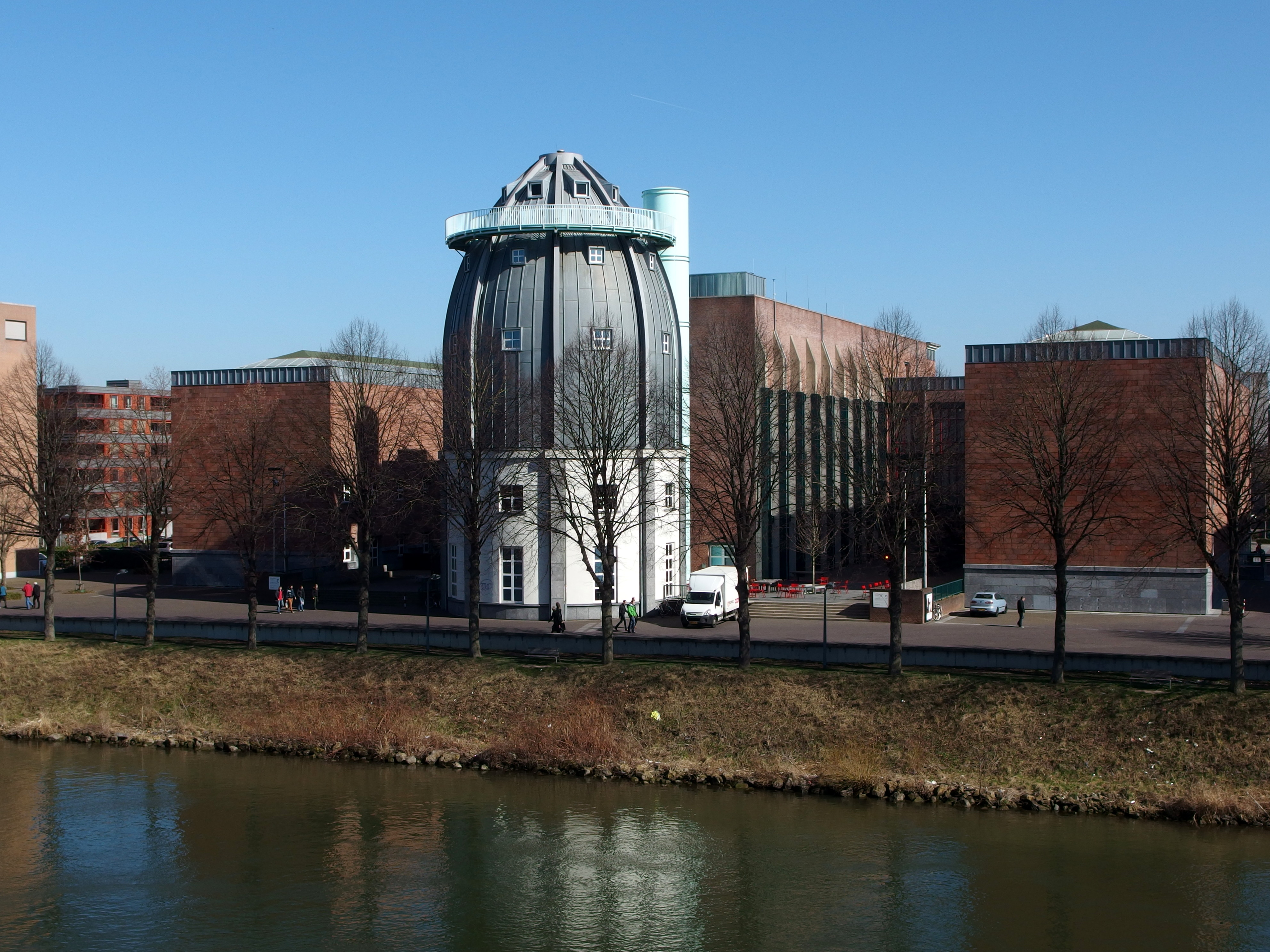
Museo Bonnefanten (1992-1995) de Maastricht, obra del italiano Aldo Rossi
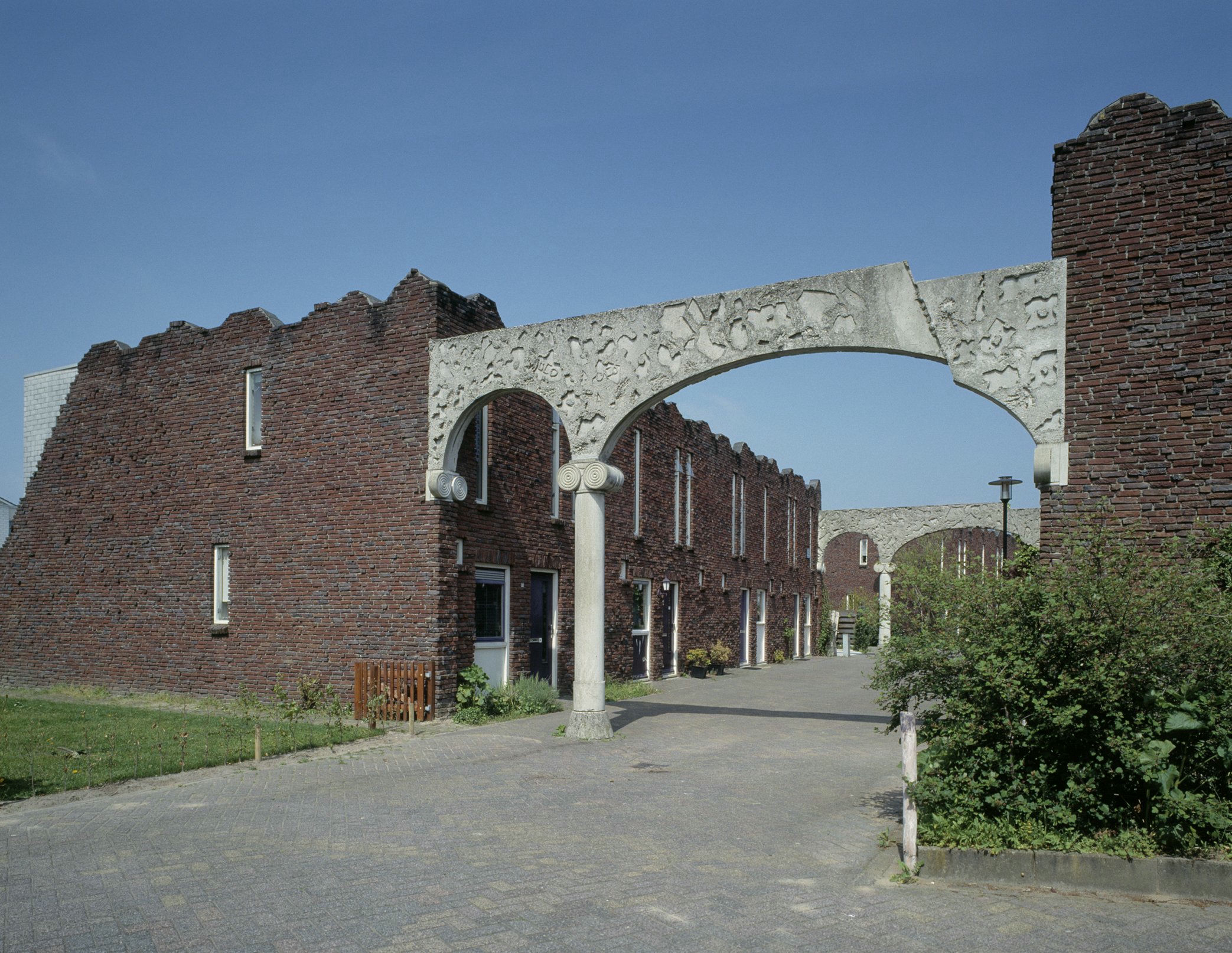
Casas en ruinas en el distrito de Kattenbroek
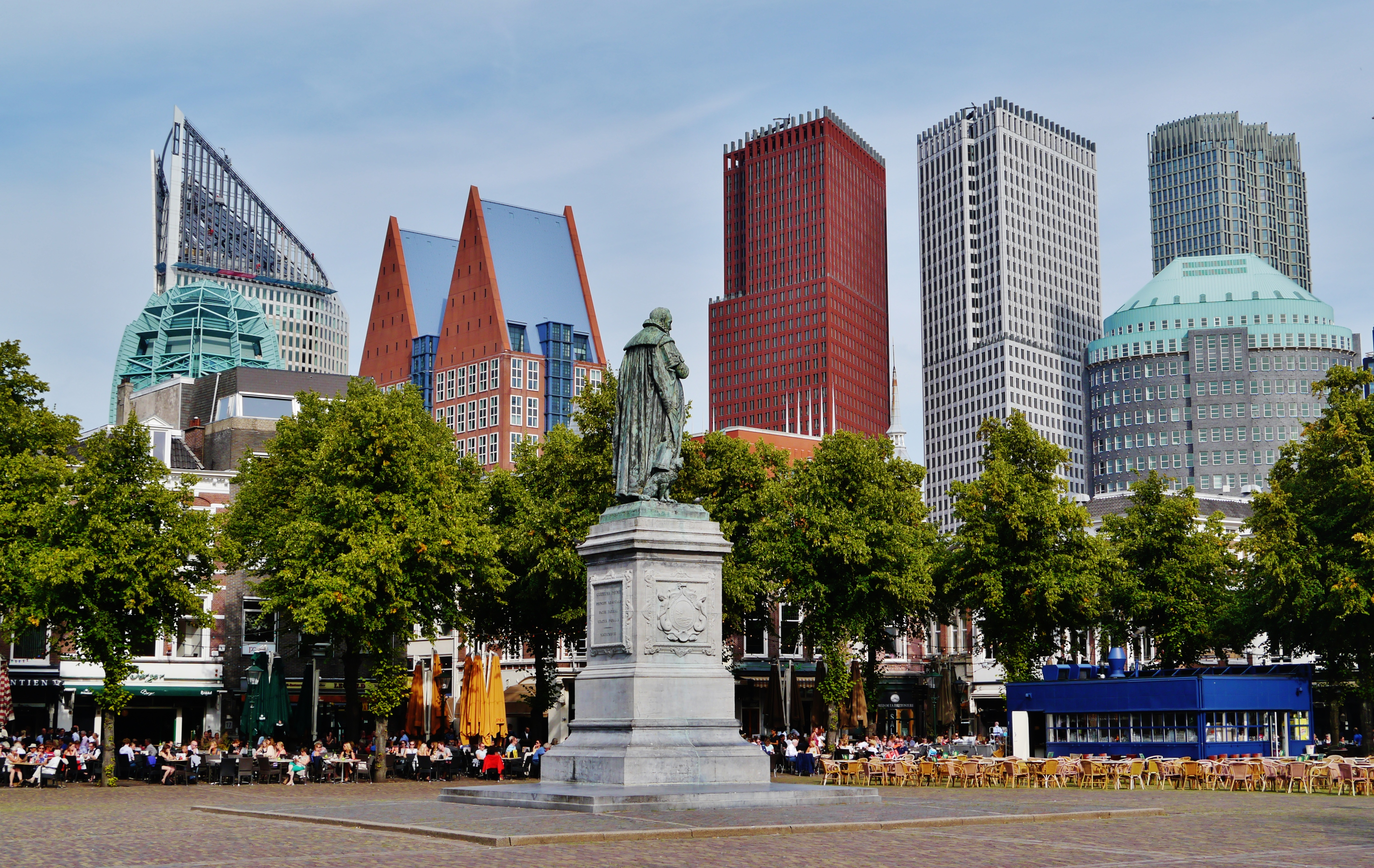
El skyline de La Haya con varios rascacielos posmodernos.
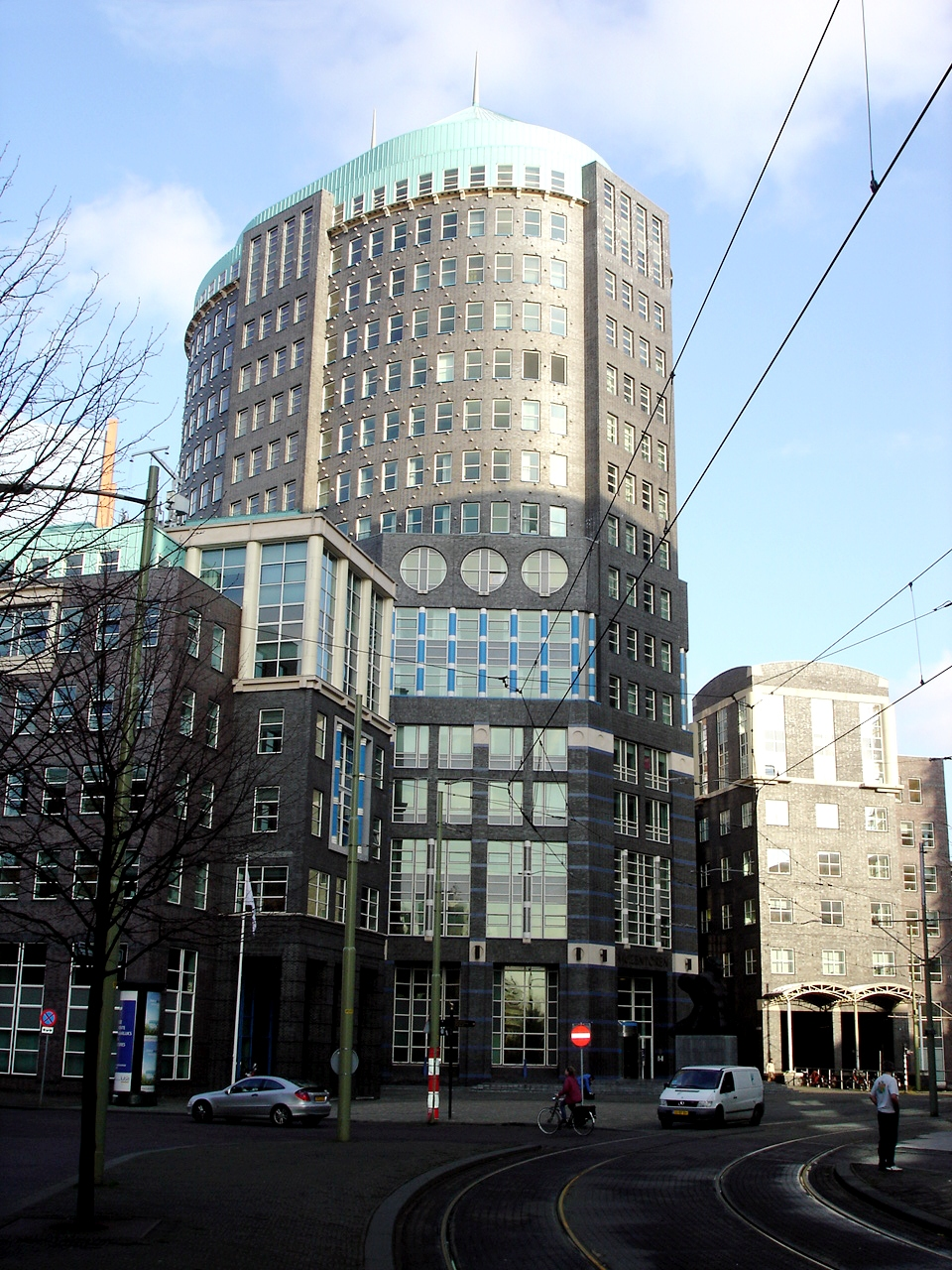
Hotel Muzengebouw, inaugurado en 2001
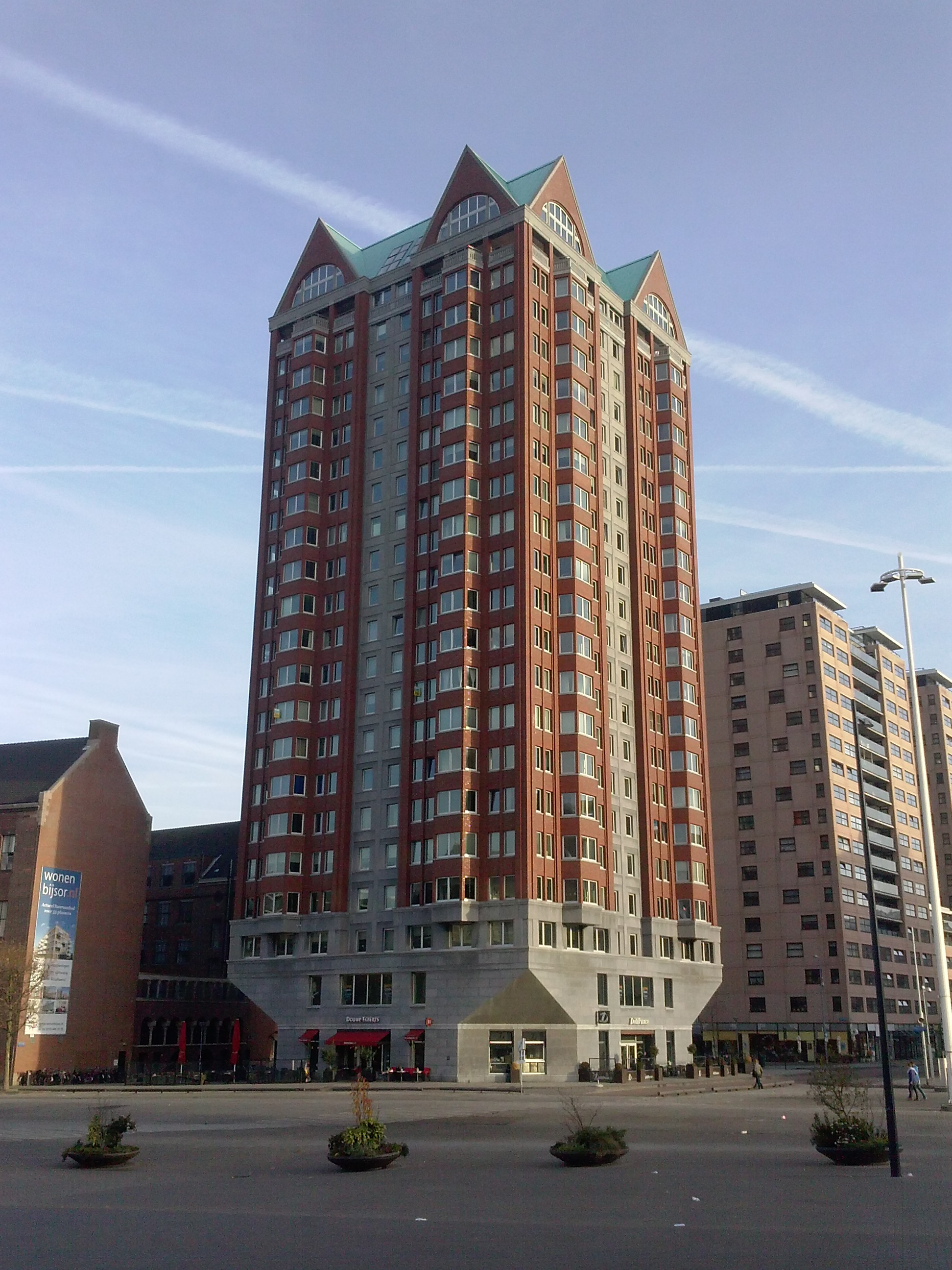
De Statendam (2007-2009)

### Después de 1990

#### La arquitectura de los alojamientos

##### Casas individuales
Bastioneiland (1997-2000) es un grupo de 20 casas construidas en Leeuwarden por DOK Architecten en una isla artificial ubicada en un lago. Organizada alrededor de un patio cuadrado, el lote está separado del espacio público por los garajes y del lago por las propias casas. Revestidas de madera y decoradas con un hastial recto, las casas adoptan, en el lado del lago, la forma de un barco primitivo con la presencia de una proa que contiene un dormitorio y rematada con una terraza. Cada casa también tiene un embarcadero, lo que garantiza a todos los residentes el acceso al lago.
Las casas Sound Wall (casas antirruido), construidas en Hilversum en 2001, son una reinterpretación contemporánea de las urbanizaciones que se construyen frecuentemente en los suburbios de las ciudades neerlandesas. Construidas por el estudio NIO Architecten, estas casas están construidas en un terreno en las inmediaciones de una autopista importante y debían estar lo más protegidas posible del ruido y de las molestias visuales, así como de las miradas indiscretas de las personas transeúntes. Las casas se construyeron en bandas, con el fin de constituir un frente contra esas molestias, además de formar un conjunto visualmente llamativo gracias al uso de la línea oblicua y a la renovación del repertorio formal de la casa individual rompiendo la monotonía de los lotes habituales.

##### Alojamientos colectivos

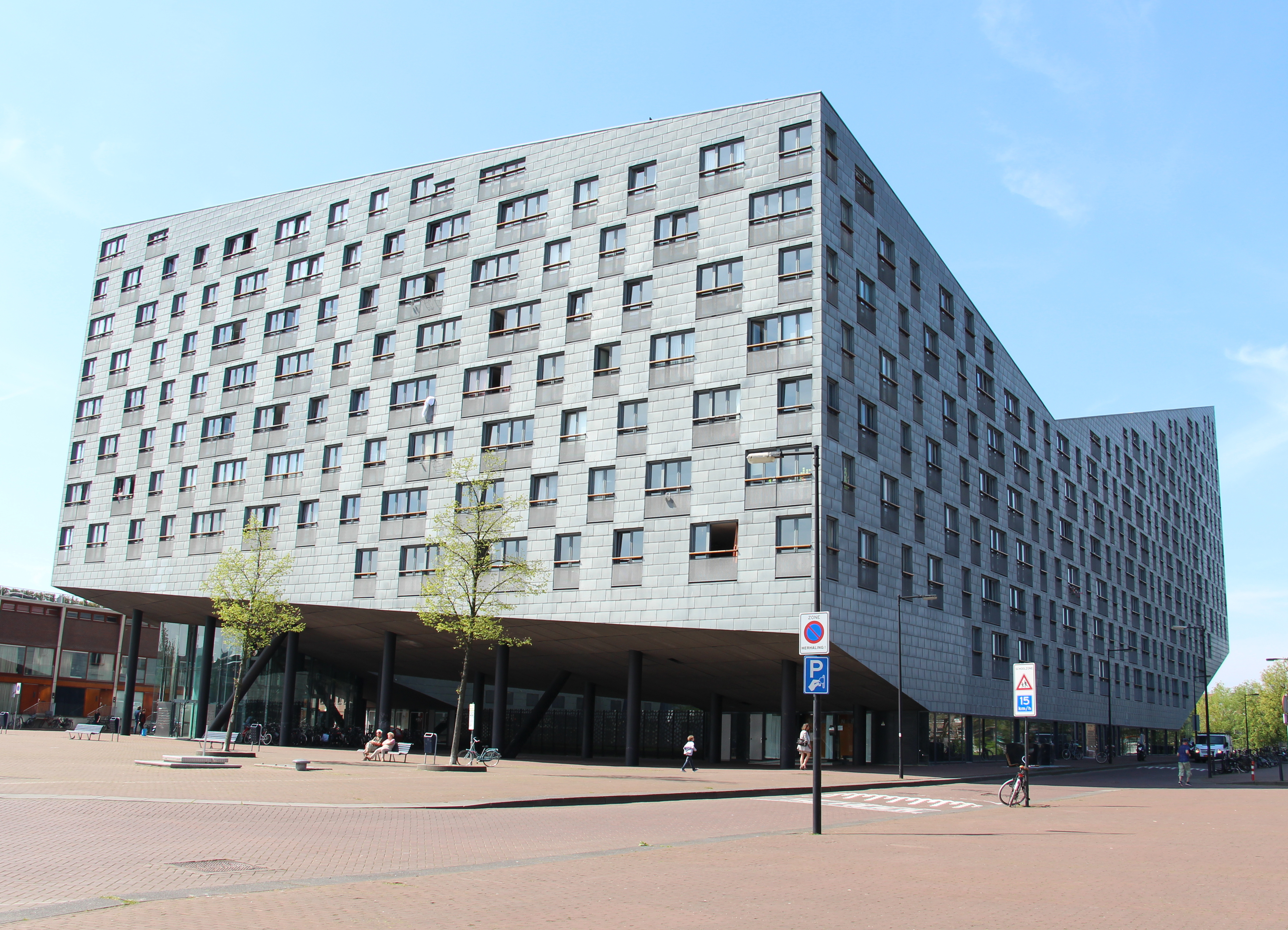
El edificio de viviendas colectivas The Whale construido en Ámsterdam por el estudio De Architecten en el año 2000.

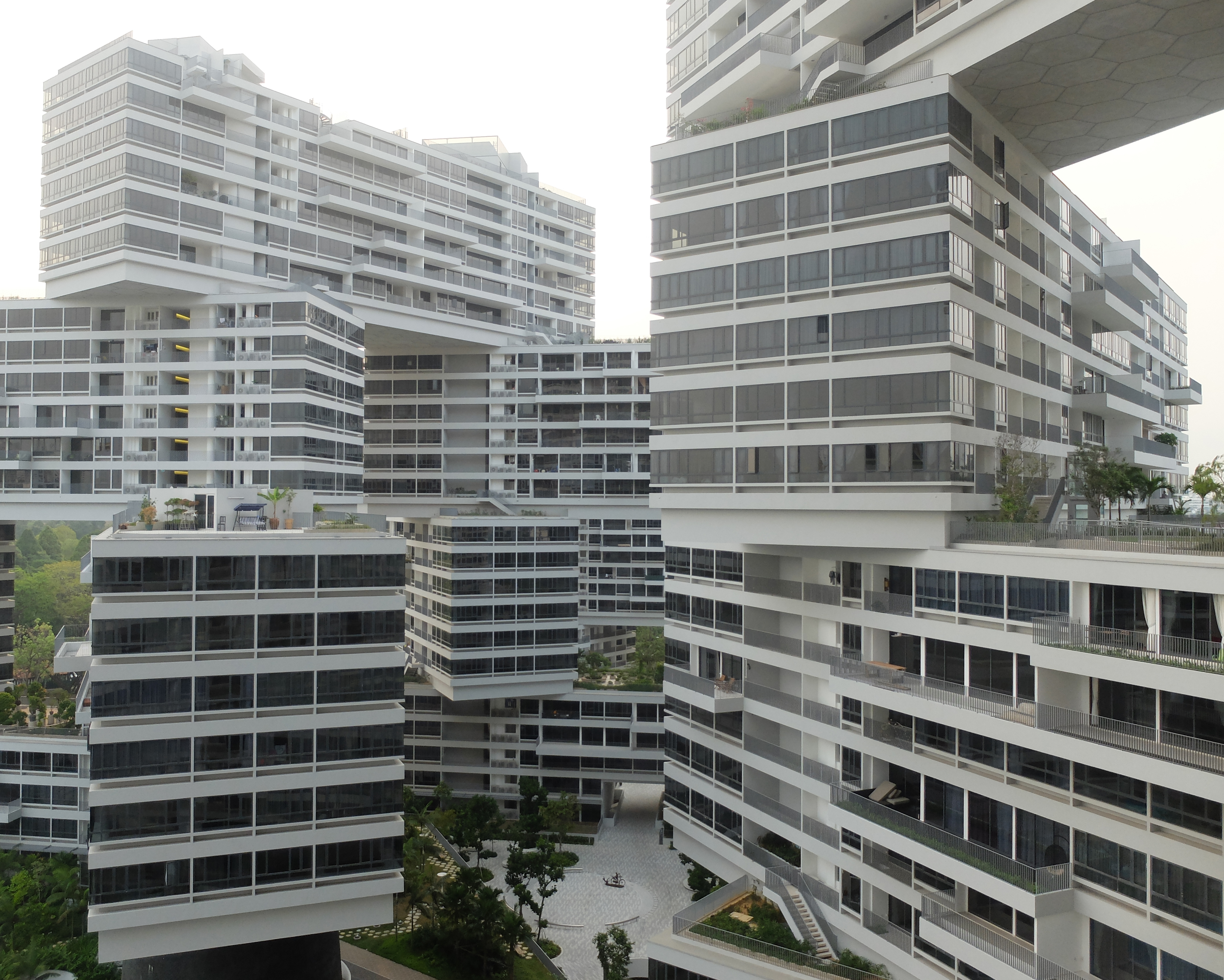
The Interlace (2007-2013) en Singapur, complejo de 31 edificios de apartamentos obra de OMA y Buro Ole Scheeren, galardonado como Edificio Mundial del Año en el World Architecture Festival de 2015.

El Kavel 25 (1989-1992) es un edificio residencial construido con motivo de un festival de la vivienda en La Haya, cuyas obras se extendieron de 1987 a 2003. El Kavel 25 fue diseñado por el estudio KCAP y puede ser descrito como una torre reposando sobre uno de sus lados. El edificio, que consta de seis plantas, se apoya sobre pilotes y está atravesado por dos grandes vacíos atravesados por rellanos y escaleras de viviendas que permiten animar la fachada (dividida así en tres) y crear espacios intermedios.
El edificio de apartamentos The Whale, construido en Ámsterdam por el estudio De Architecten en el año 2000, es un conjunto cuya forma incongruente, que evoca aproximadamente una ballena, fue calculada para proporcionar la máxima insolación al patio interior. Este característico edificio de líneas dinámicas constituye un hito urbano, contiene de 6 a 8 niveles de viviendas pero también espacios comerciales. La circulación en el edificio se permite a través de unas escaleras situadas en la fachada del patio interior. Todo el edificio está revestido con placas metálicas de color gris, a excepción de los pasillos cubiertos que están revestidos con madera.
El edificio de viviendas Mauritskade construido en Ámsterdam por Erick van Egeraat Associated Architects en 2001 es en realidad un edificio de uso mixto que alberga espacios comerciales y cuatro niveles de apartamentos de lujo. El edificio cierra la esquina de un bloque de viviendas construido en el siglo XIX. Las fachadas del edificio son un juego de plantas salientes que se desbordan entre sí, una fachada marcada también por las ventanas de listones de distintos tamaños y por la variedad de materiales utilizados (bandas de piedra, paneles de allège en metal, marcos de ventanas de madera).
El complejo de viviendas Schots 1+2 fue construido en Groninga por el estudio S333 Architecture + Urbanism en 2002. Forma parte de un proyecto de renovación urbana más amplio y reúne dos tipos de edificios, casas en hilera de 2 o 3 plantas y edificios de 7 plantas conectados por un aparcamiento subterráneo pero separados a nivel de calle por una ruta peatonal central rodeada de comercios. Este proyecto destacó por la diversidad social que pretendía promover a través de la variedad de viviendas ofertadas, pensadas para personas mayores, estudiantes, solteros y familias. Los alojamientos son todos de alquiler y el 30% de ellos son viviendas sociales.

Bloques de viviendas
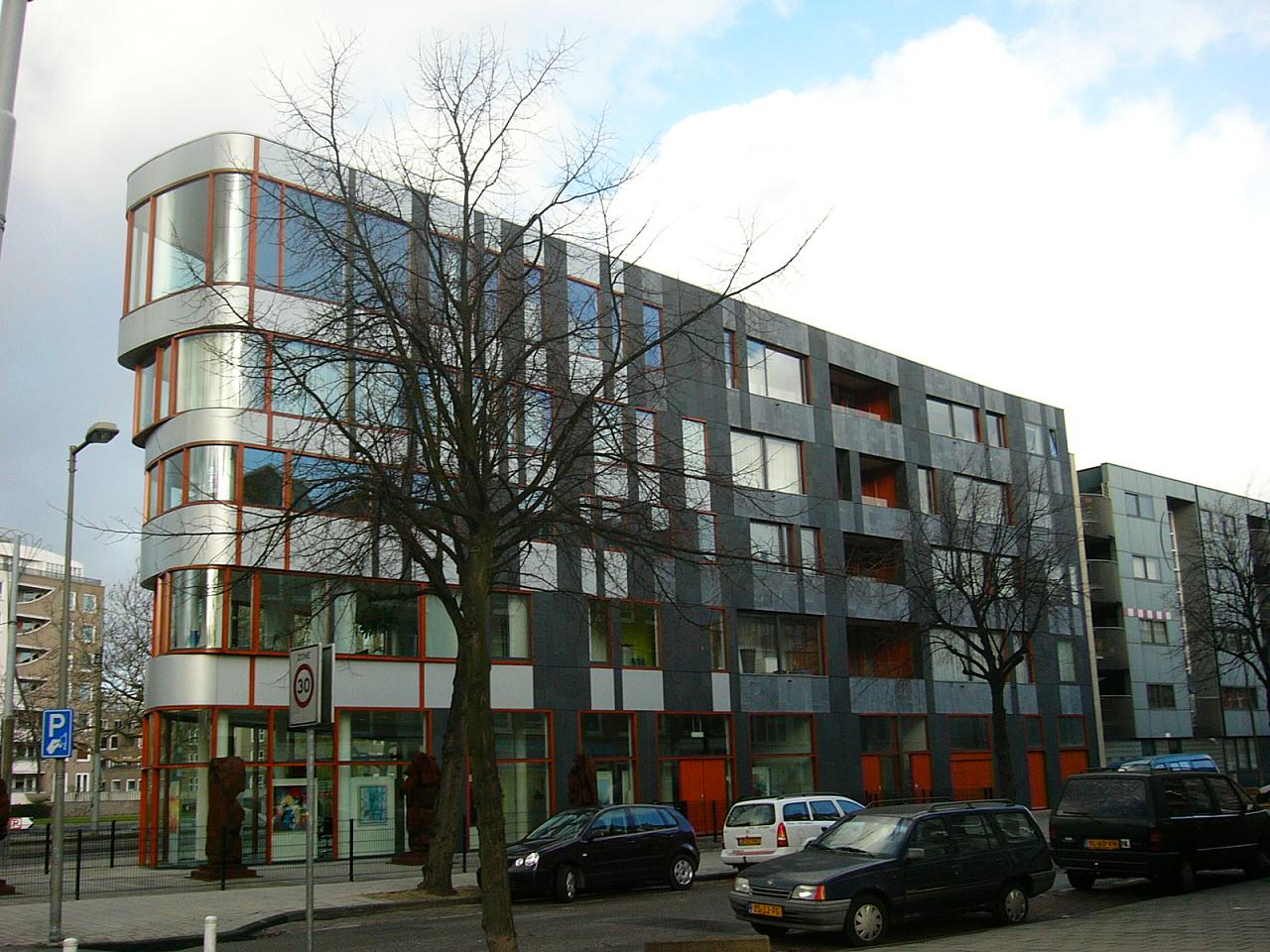
Edificio de viviendas Mauritskade en Ámsterdam, obra de Erick van Egeraat Associated Architects
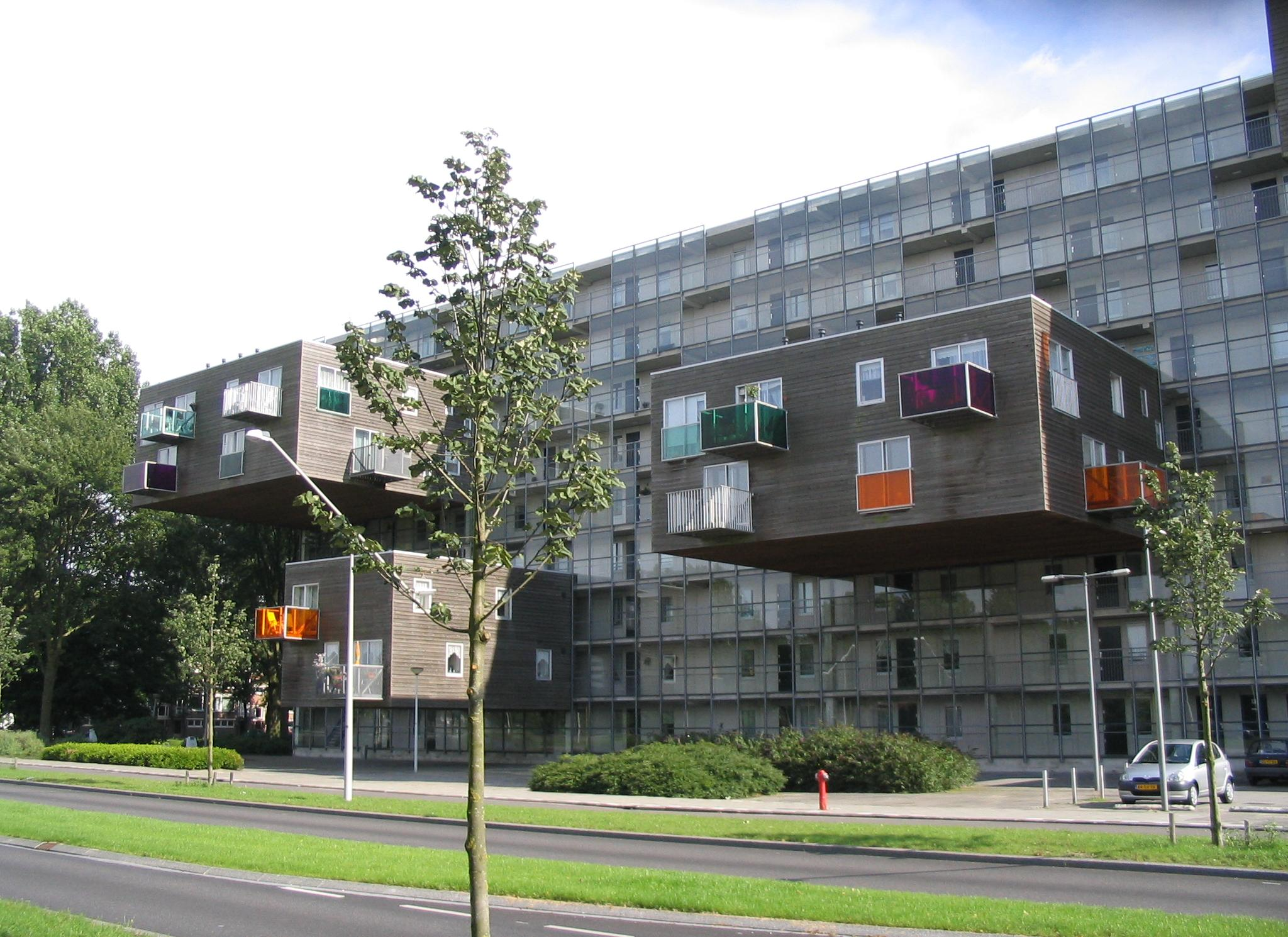
WoZoCo (1994-1997), en Ámsterdam
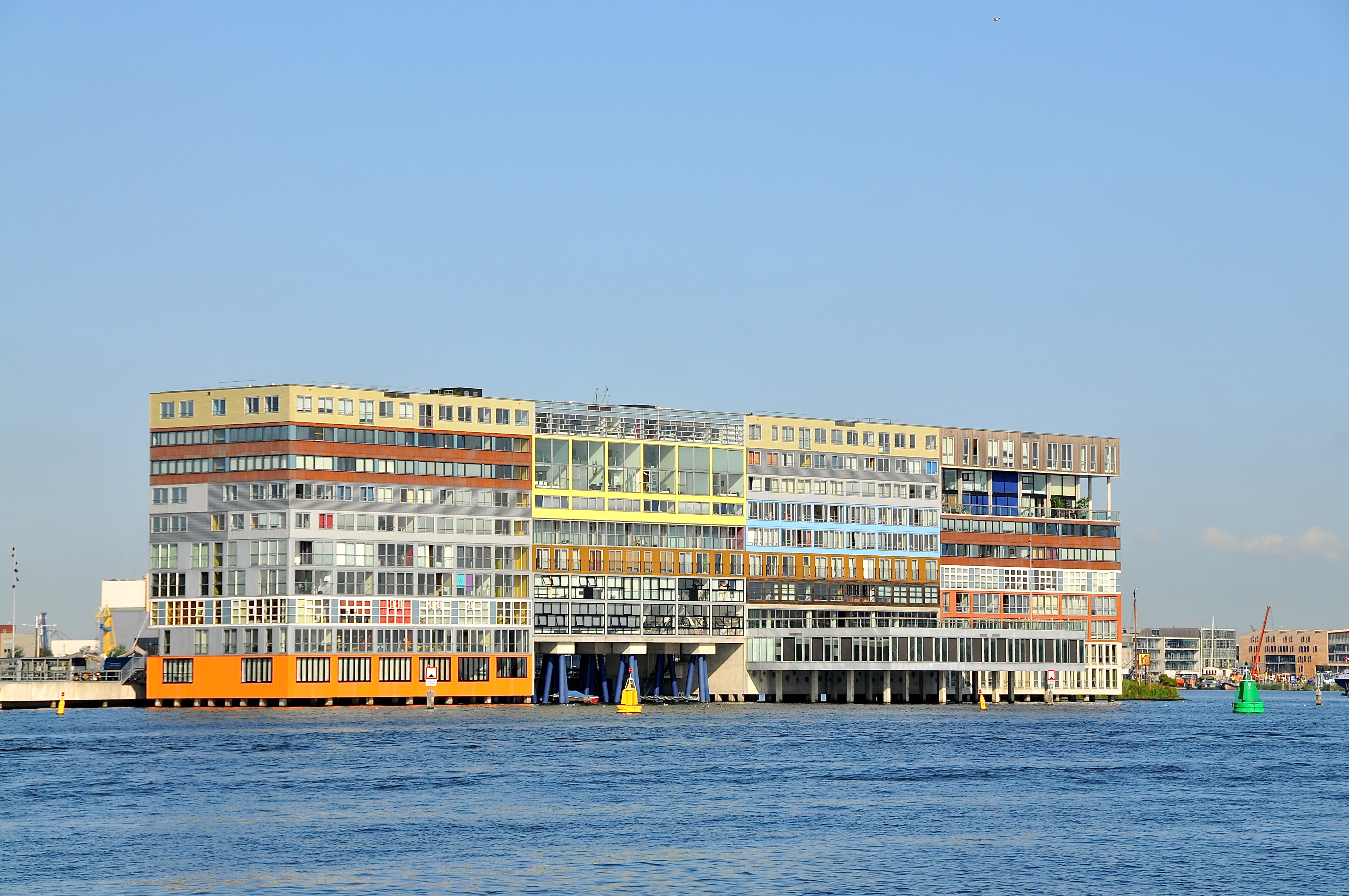
Silodam (1995-2003) en Ámsterdam
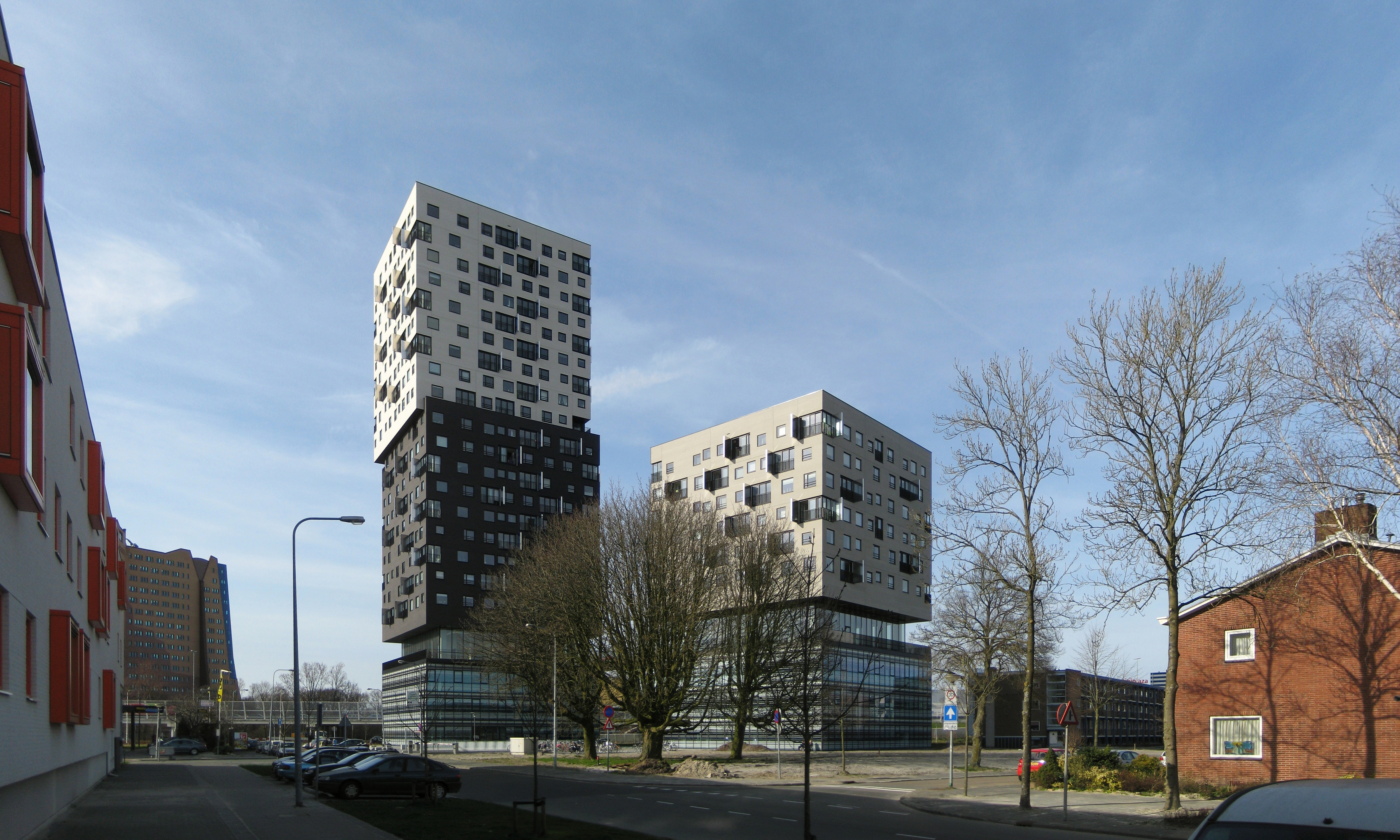
La Liberté (2011-2012), edificio de apartamentos socilaes en Groning, obra de Dominique Perrault
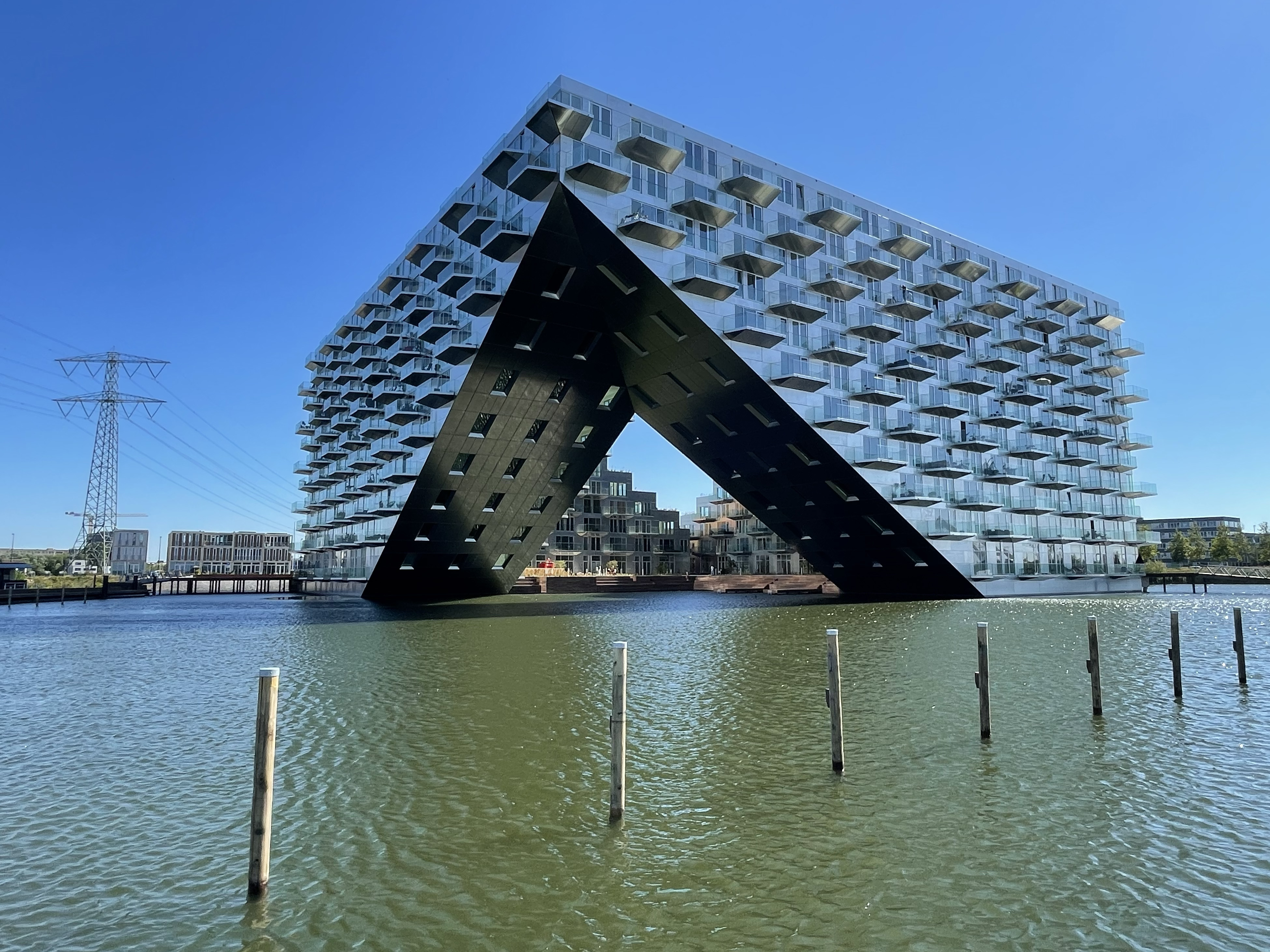
Sluishuis (2018-2022), de los daneses Bjarke Ingels Group

### Arquitectos y estudios de arquitectura

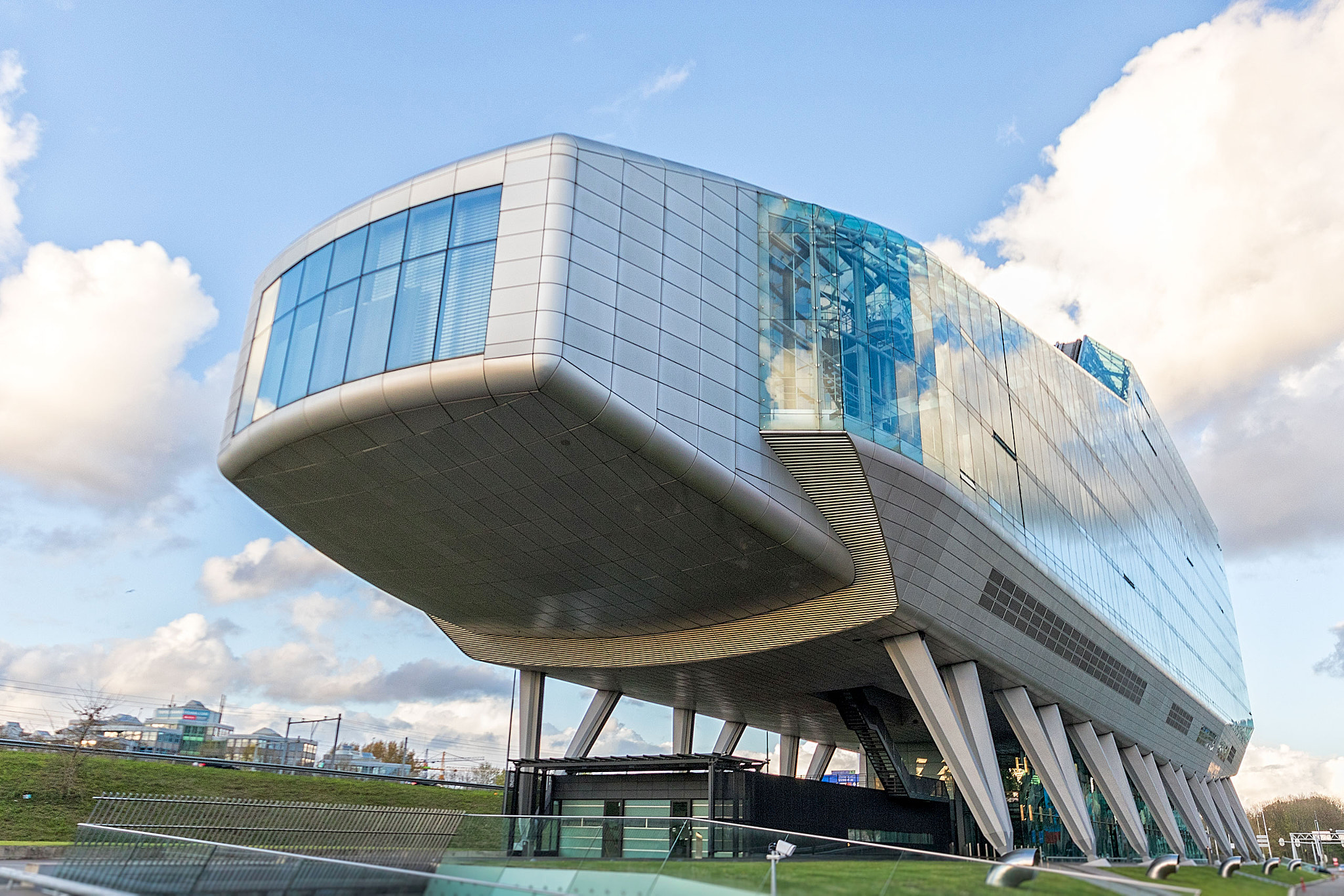
Infinity (1999-2002), obra de Meyer & Van Schooten Architecten

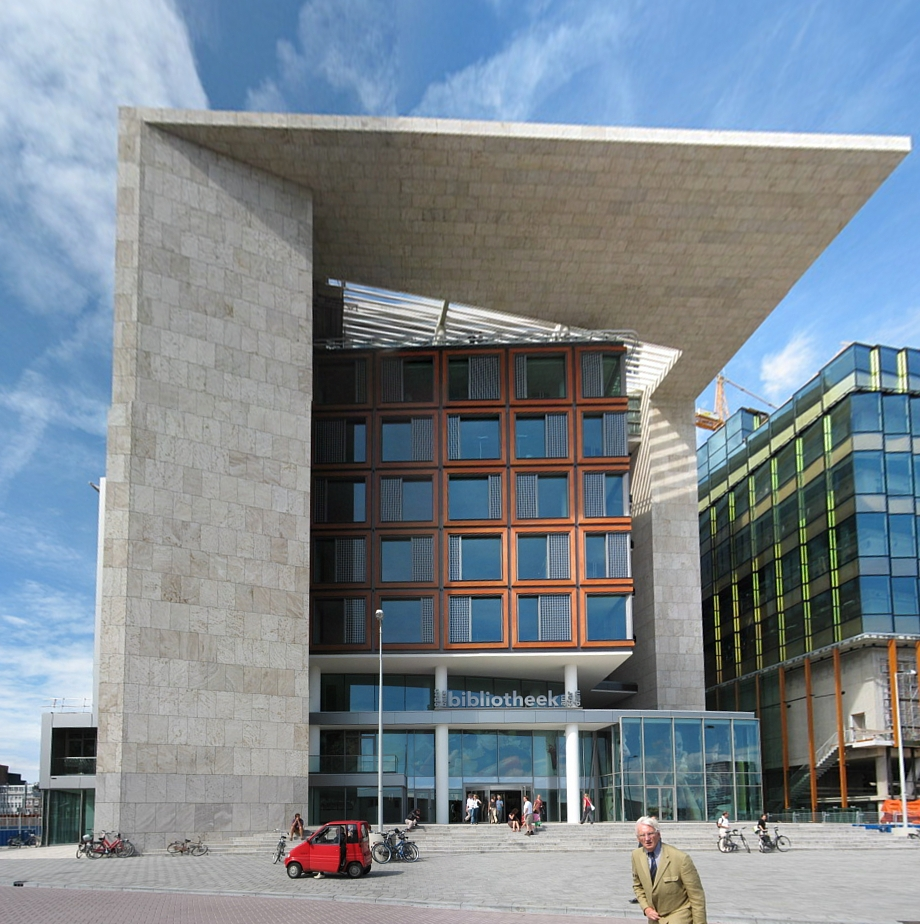
Biblioteca Pública de Amsterdam, inaugurada en 2007, obra de Jo Coenen

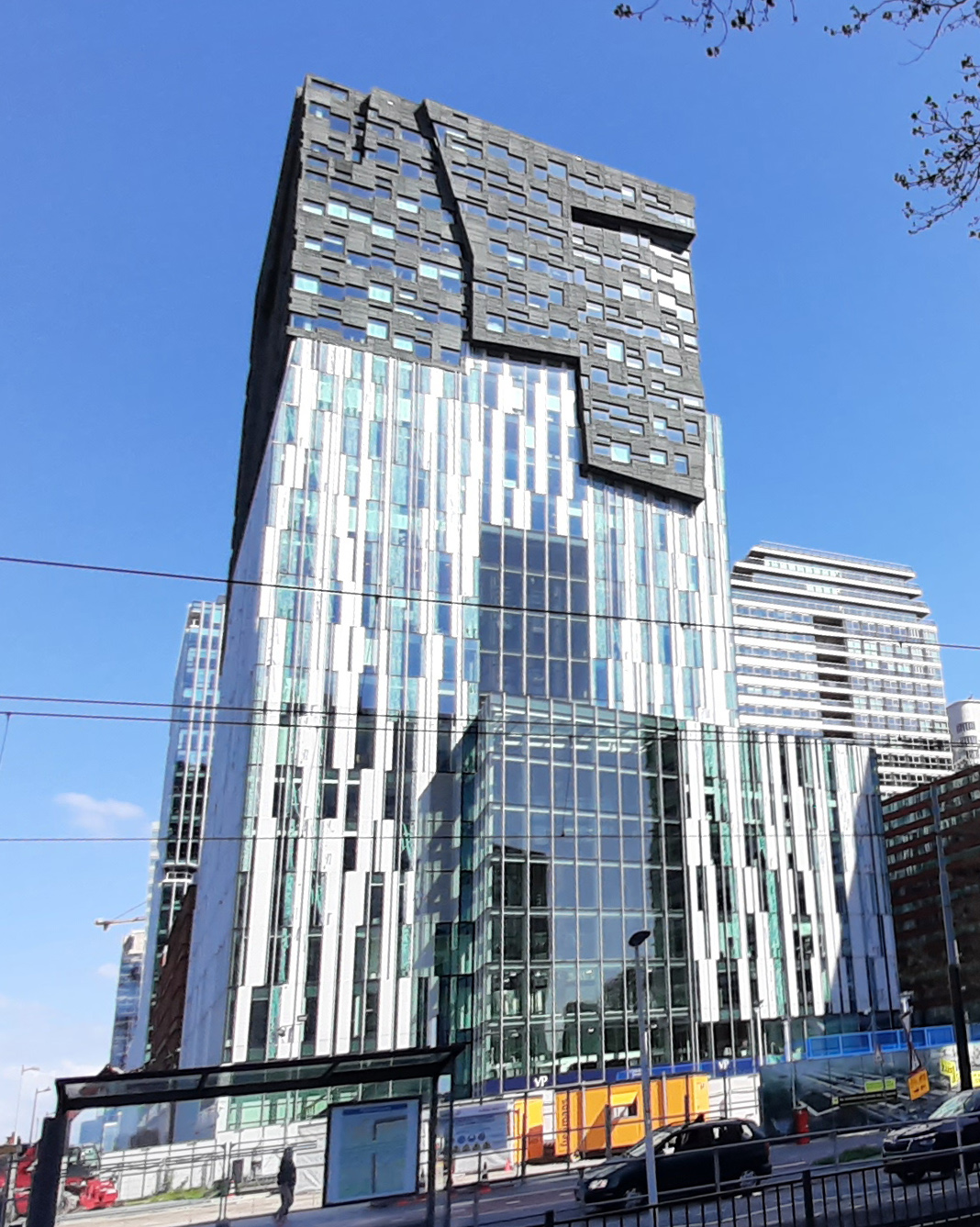
The Rock (2009), de Erick van Egeraat

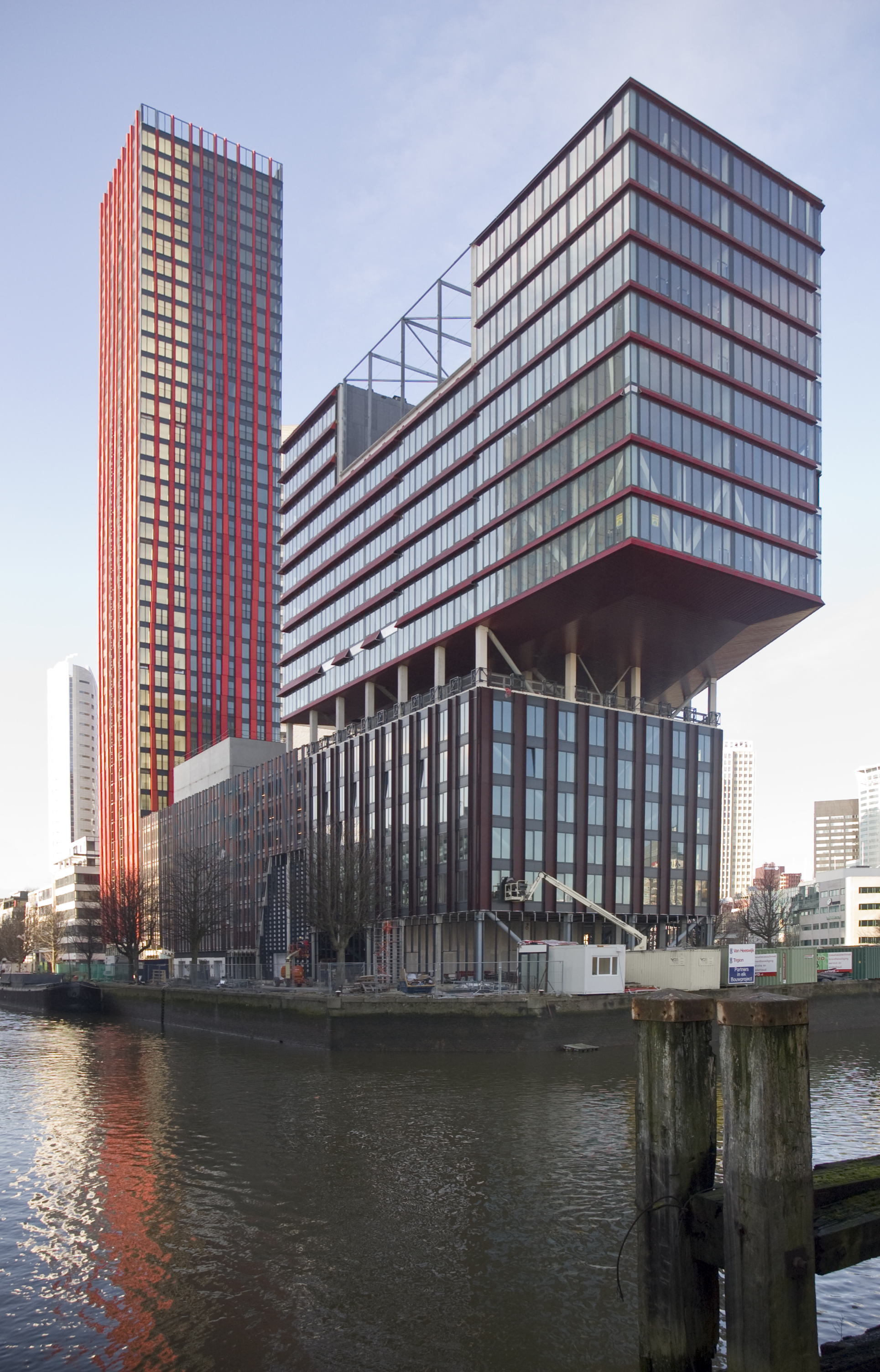
The Red Apple (2005-2009), (Rotterdam), obra de Kees Christiaanse

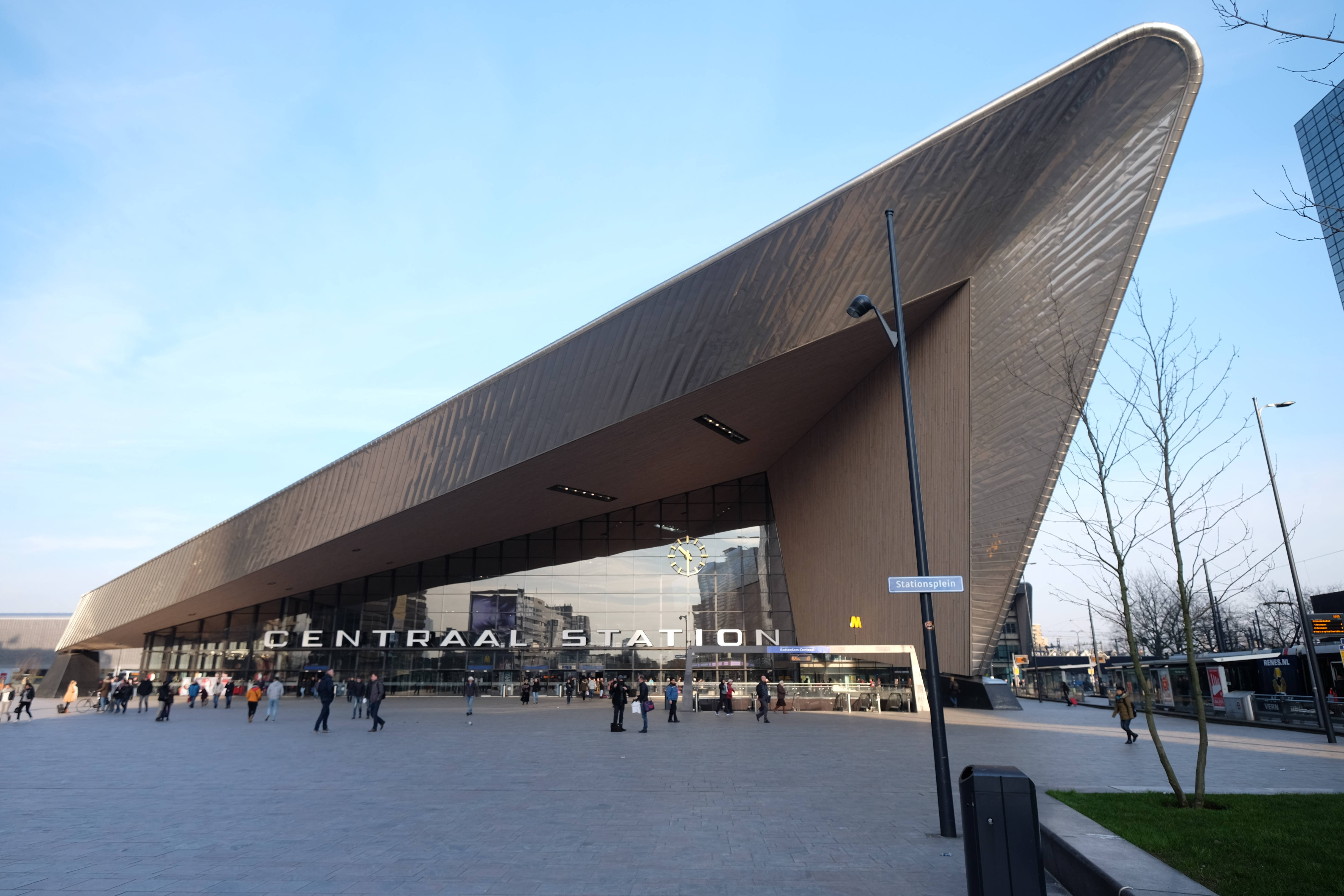
Estación Central de Róterdam (2004-2014), colaboración de tres estudios: Benthem Crouwel Arquitectos, MVSA Meyer y Van Schooten Architecten y West 8

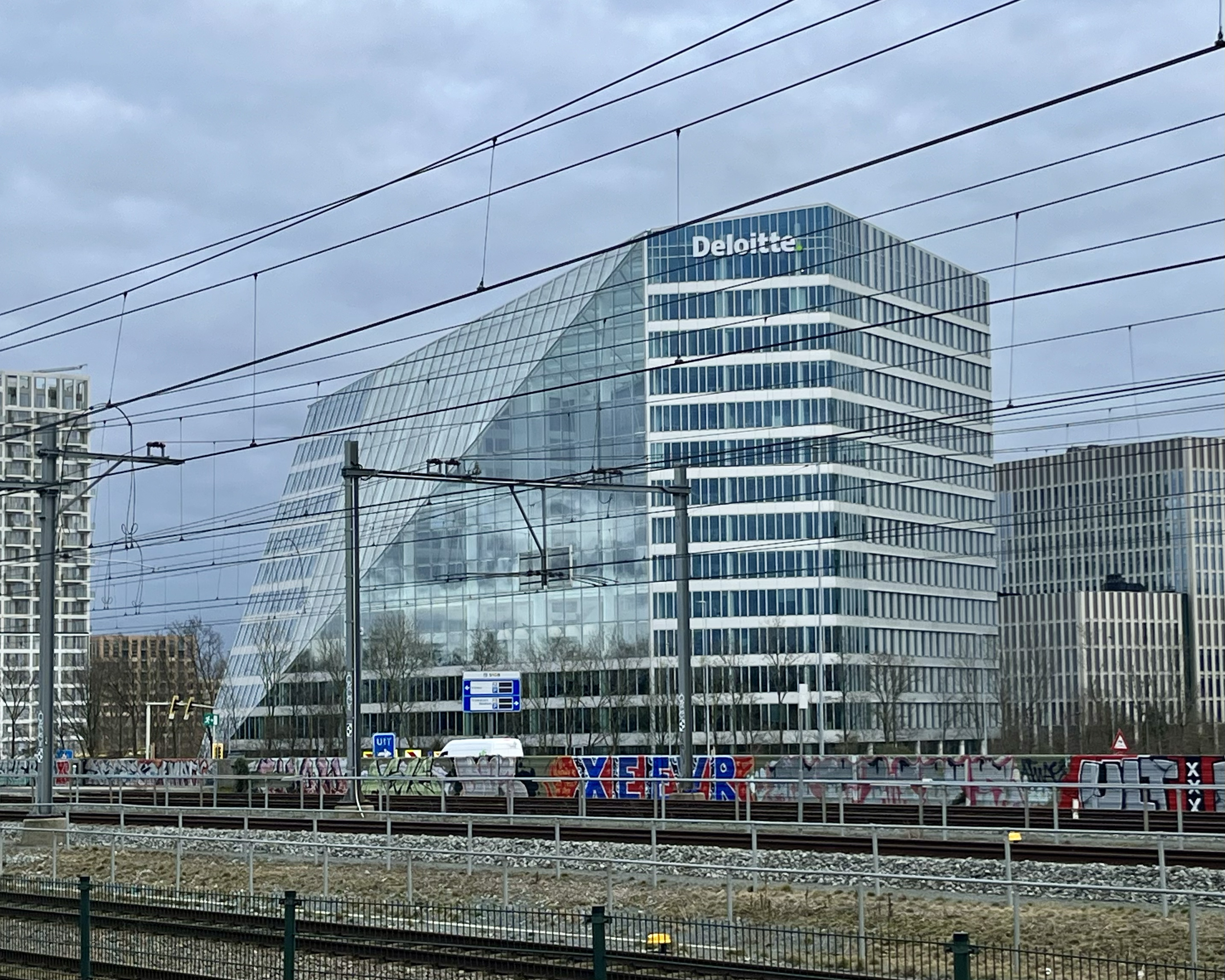
The Edge (Ámsterdam) (2011-2014), de PLP Architecture

En la arquitectura contemporánea, las nacionalidades y las tendencias han perdido importancia, aunque muchos arquitectos y estudios neerlandeses han sabido distinguirse.
Rem Koolhaas (n. 1944) es un arquitecto neerlandés que forma parte de la continuidad del movimiento moderno. Comenzó sus primeros proyectos en los años 1980, entre ellos dos villas con patio en Róterdam de 1984 a 1988. En Lille, también diseñó el plan general para el proyecto del distrito de negocios de Eurolille (1988-2005) y de 1992 a 2008 el Educatorium. de Utreht. Con su oficina OMA, también ha diseñado en Róterdam la De Rotterdam (2009-2013), un complejo multifuncional que es uno de los edificios más grandes y representativos de la ciudad, con varios rascacielos que redefinen el paisaje urbano con su diseño innovador y el Museo de Arte Kunsthal (inaugurado en 1992), un museo de arte moderno que juega con la simplicidad y la flexibilidad espacial. Desde entonces ha realizado numerosos edificios en muchos países, como la casa Lemoine en Burdeos en 1998, la Embajada de los Países Bajos en Berlín en 2003, la Casa de la Música en Oporto (2001-2005) y la Biblioteca Central de Seattle en 2004 o también el Museo Leeum en Seúl en el mismo año.

Obras de Rem Koolhaas
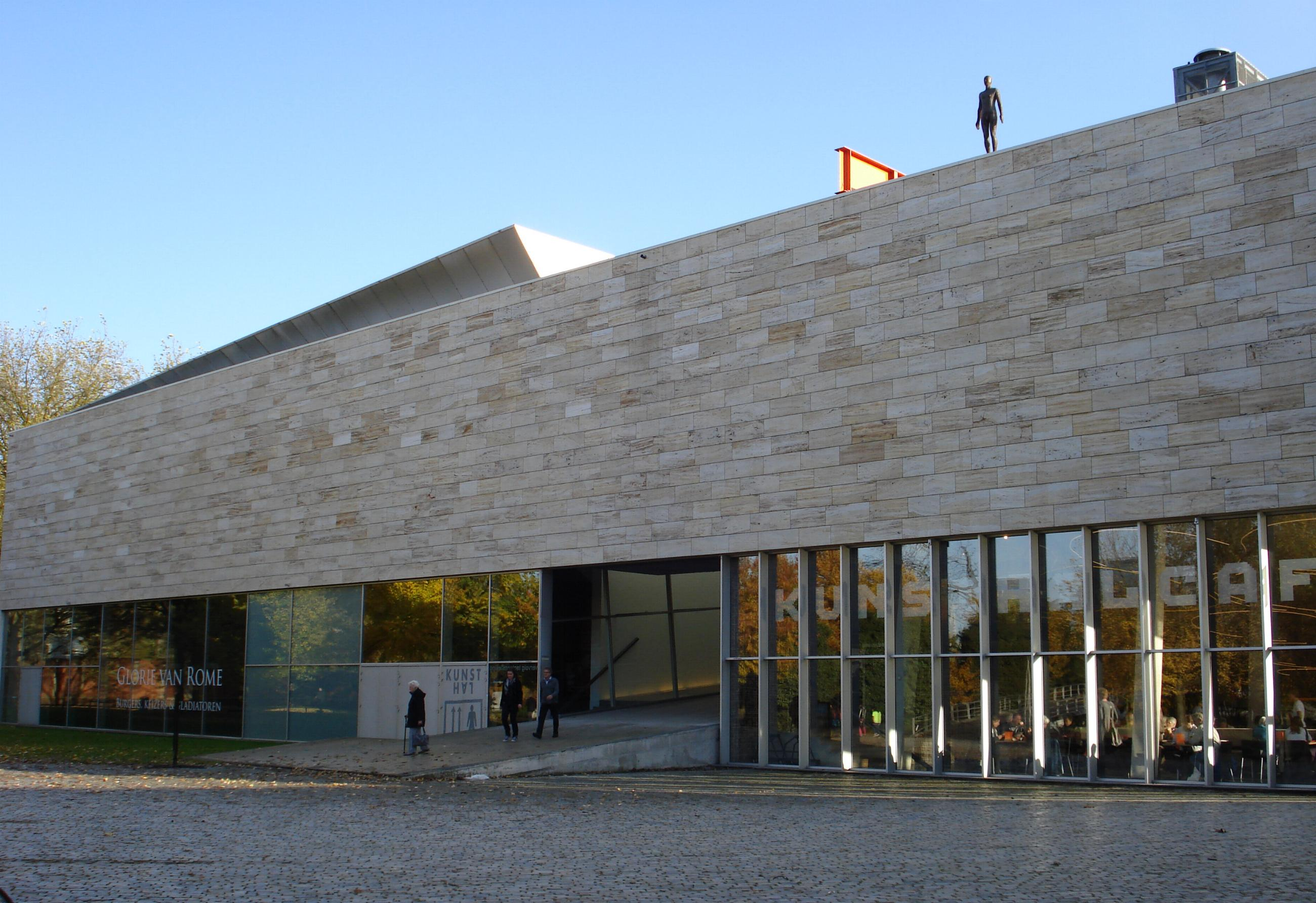
Museo de Arte Kunsthal (1987-1992), en Róterdam
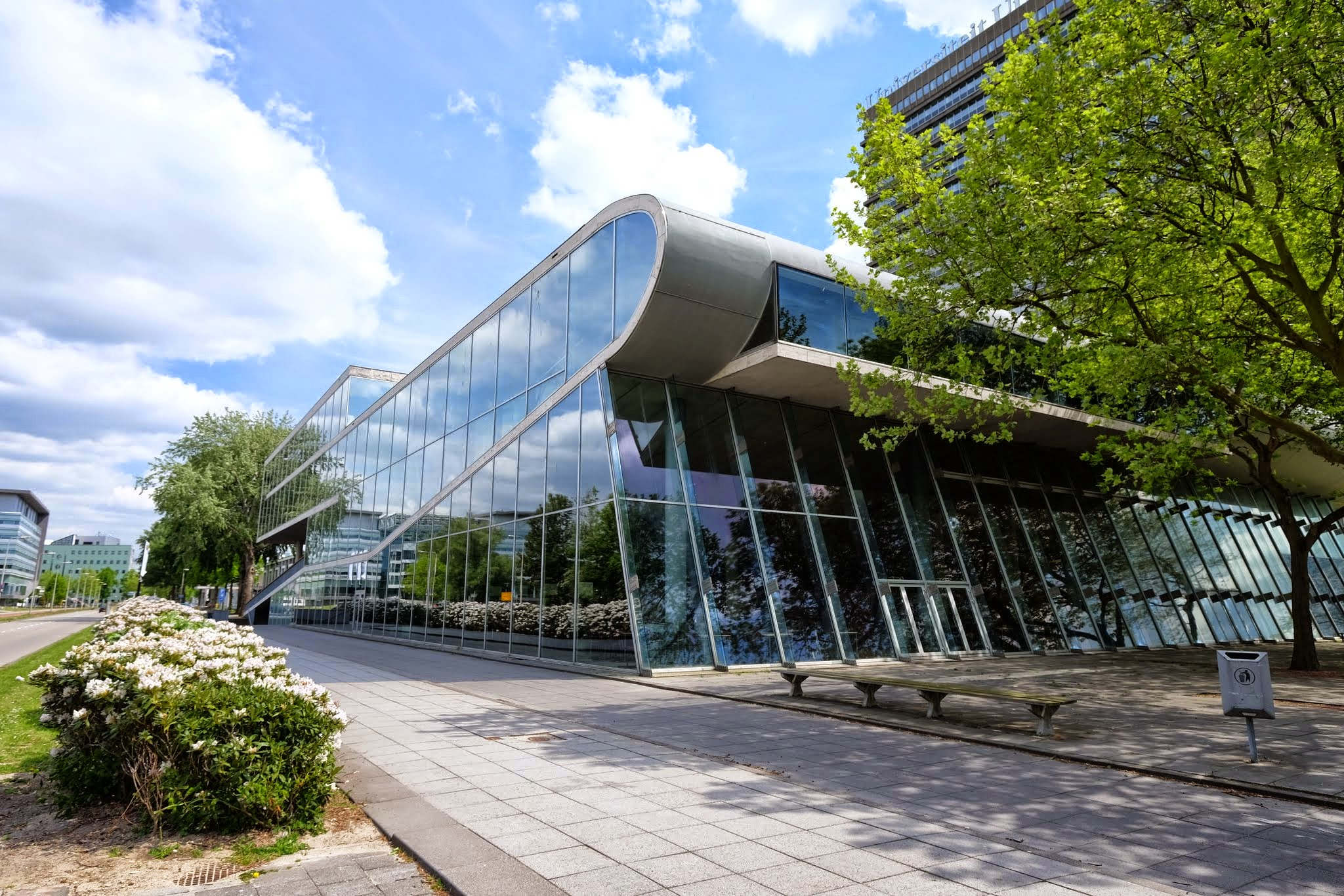
El Educatorium de Utrecht (1992-2008)
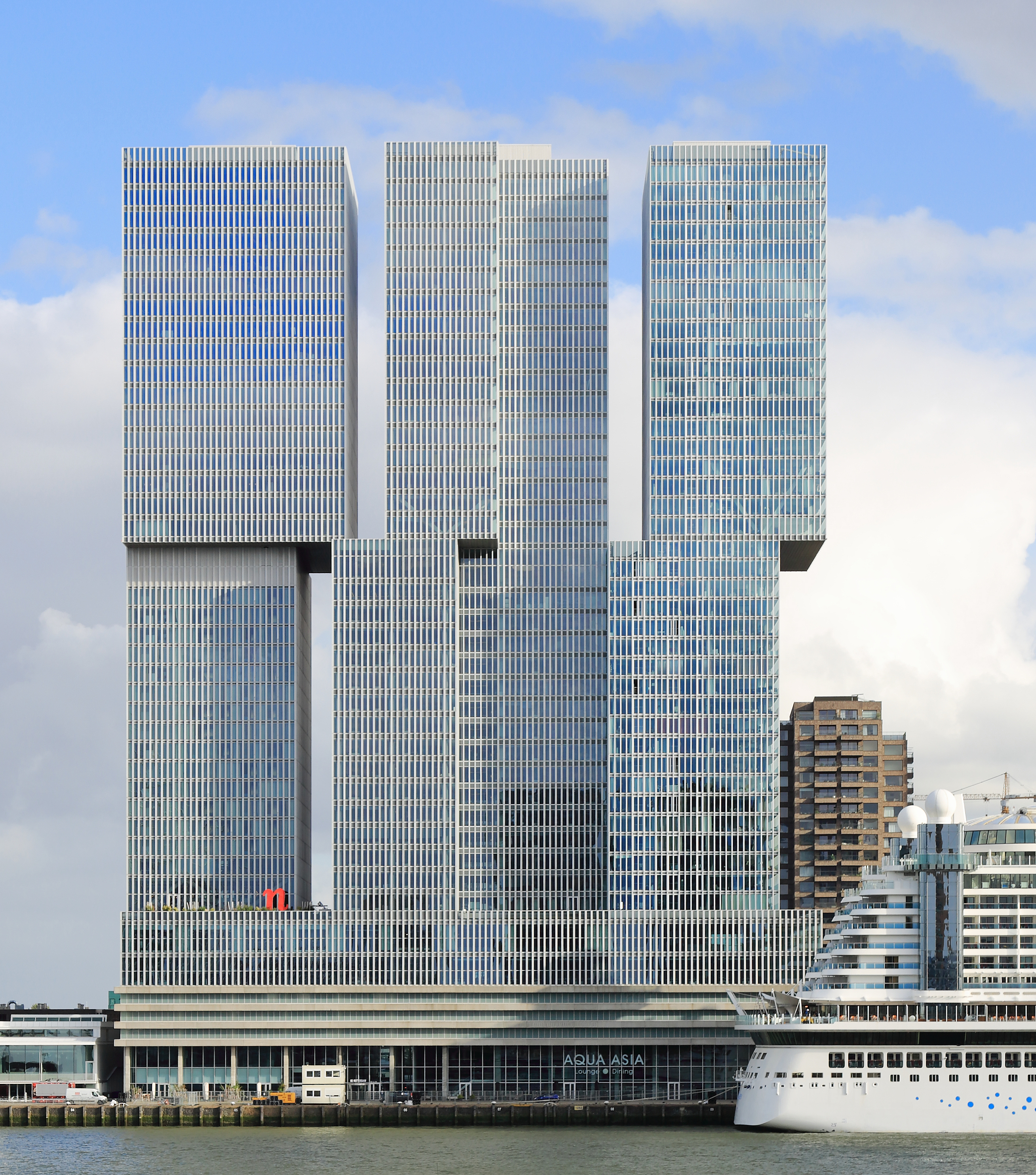
De Rotterdam (2009-2013), complejo multifuncional en Róterdam
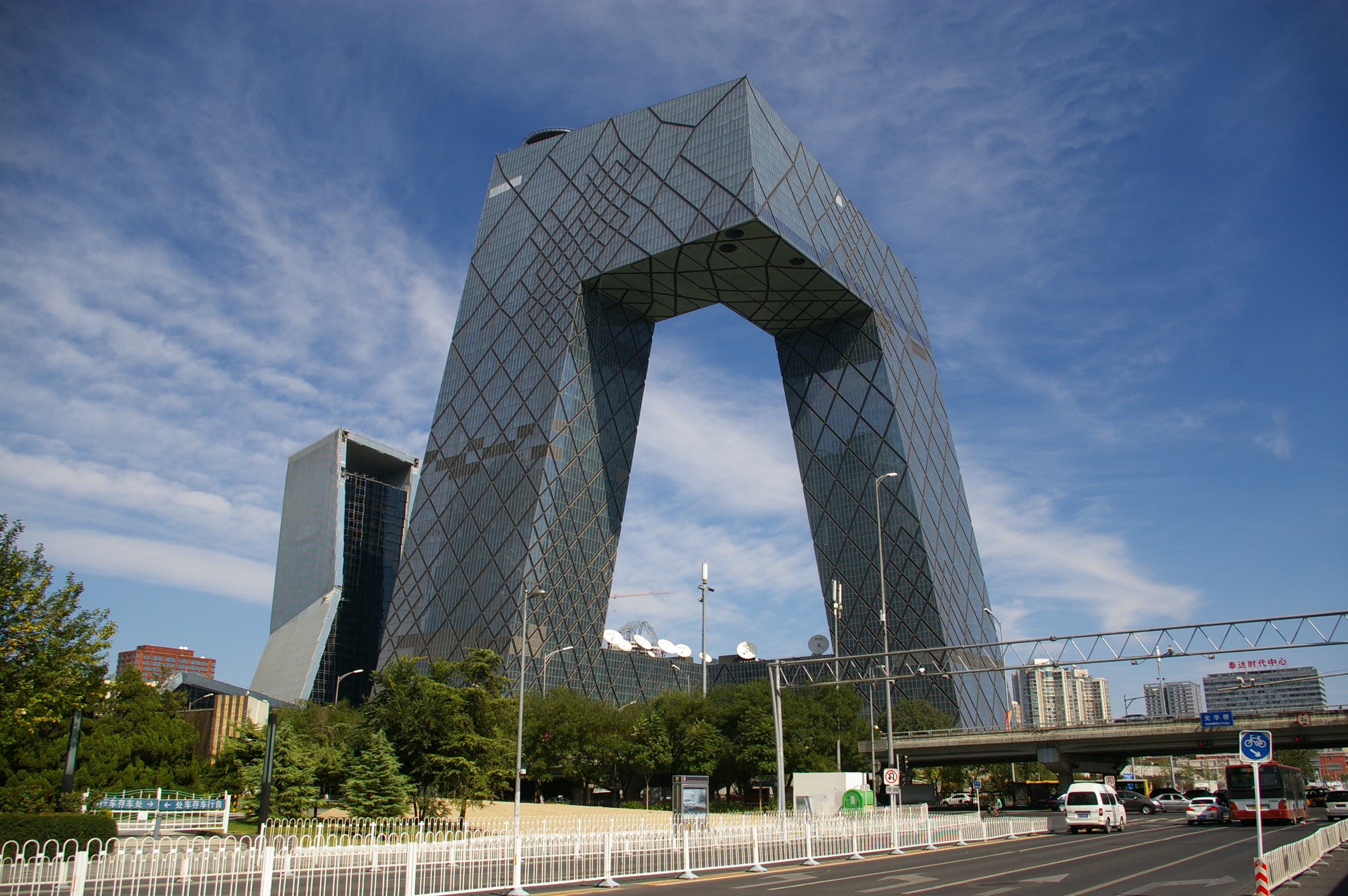
Sede de la Televisión Central de China (2004-2009) en Pekín, icónica obra de Koolhas en el extranjero

Lars Spuybroek y el estudio de arquitectura NOX trabajaron en la inclusión de la tecnología digital en la arquitectura, gracias al potencial formal de los programas de modelado digital, estos arquitectos pudieron inspirarse en formas orgánicas, como el agua en movimiento, para crear una arquitectura líquida.. Esto último se materializó en el Pabellón HtwoOexpo construido en Vrouwenpolder en 1997 por Spuybroek y NOX.
El estudio de arquitectura MVRDV, fundado en 1995 por Jacob van Rijs, Winy Maas y Nathalie de Vries, ocupa un lugar importante en la escena de la arquitectura neerlandesa contemporánea. El estudio busca basarse en los ideales democráticos defendidos ferozmente por los neerlandeses, ya que los Países Bajos constituyen un Estado modelo en términos de libertad desde la creación de las Provincias Unidas. Así, MVRDV expresa su deseo de involucrar y consultar a los usuarios en el diseño arquitectónico, enfatizando al mismo tiempo el análisis del contexto, en particular utilizando datos estadísticos. Van Rijs y Maas fueron influenciados por Koolhaas, ya entonces una figura clave de la arquitectura a nivel internacional, con quien trabajaron. El primer complejo de viviendas realizado por la firma fue WoZoCo (1994-1997), en Ámsterdam, emblemático edificio que alberga 100 unidades habitables para personas mayores. Su potente imagen es el resultado de una política urbana: los arquitectos no podían colocar todos los apartamentos en un edificio lineal, porque había una restricción de altura. Por ello, los volúmenes en voladizo: todos los apartamentos que no cabían en el volumen lineal se colgaron en el lado norte, con una orientación este-oeste. Otro complejo de contenedores fue Silodam (1995-2003), con 95 unidades para viviendas y el resto para uso mixto. El edificio se caracteriza por su diseño único, que combina una variedad y combinación de materiales —vidrio, acero y ladrillo— y formas para crear una estructura llamativa e innovadora. La característica más notable del edificio son sus numerosos balcones y terrazas, que ofrecen a los residentes vistas panorámicas del río y sus alrededores.
Entre 2004 y 2014, el estudio creó en el centro de la ciudad de Róterdam el Markthal, un complejo inmobiliario de 228 apartamentos instalados en una bóveda con vistas a un mercado de frutas y flores, aunque no es de tradición neerlandesa cubrir los mercados. El estudio también proyectó la Glazen Boerderij ('granja de vidrio'), construida en 2012 en Schijndel, que es un edificio multifuncional ubicado en la plaza del mercado de la pequeña ciudad cuyas paredes de vidrio fueron serigrafiadas a partir de fotografías de granjas tradicionales.

Obras de MVRDV
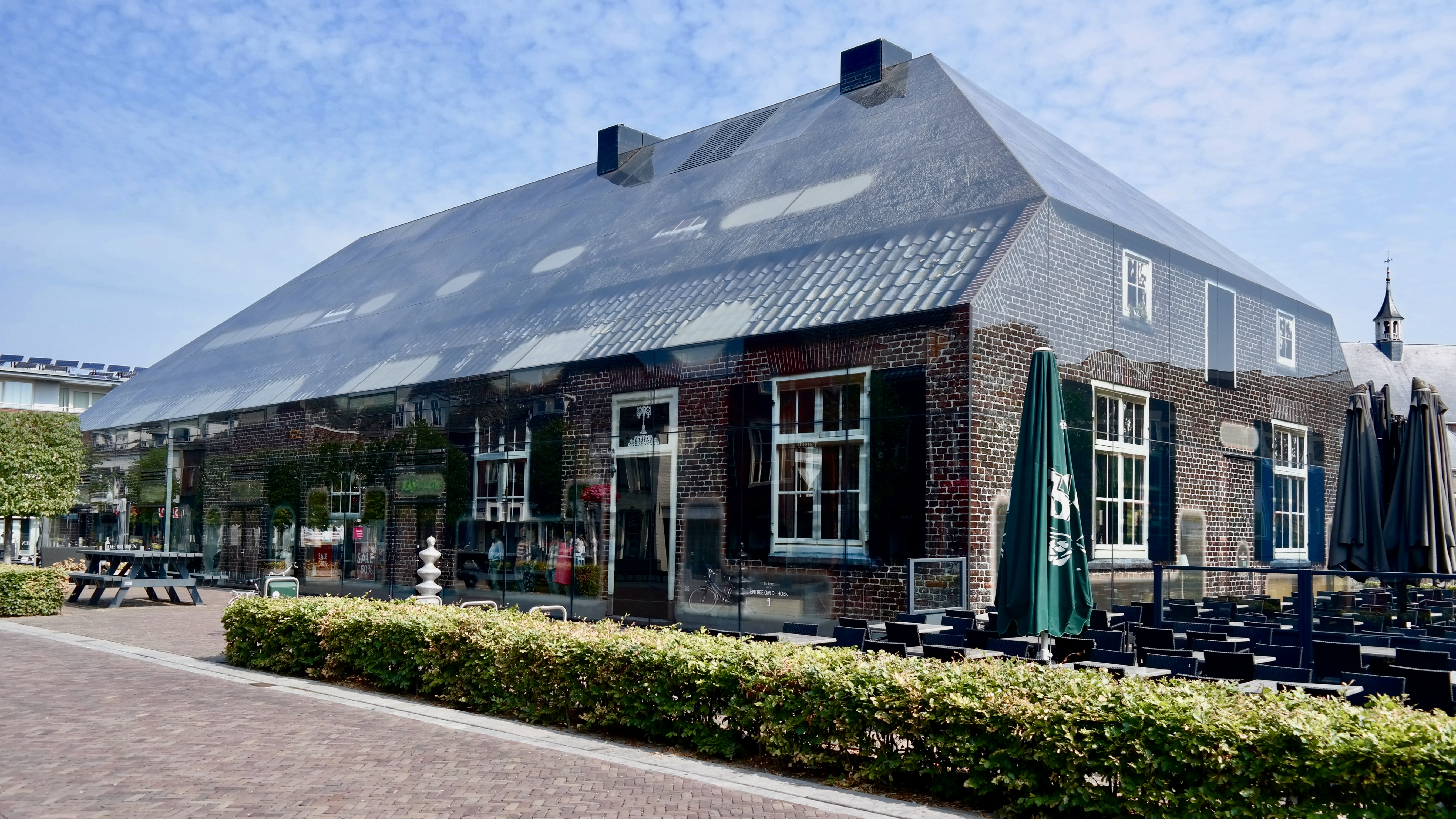
Glazen Boerderij (2012) en Schijndel,
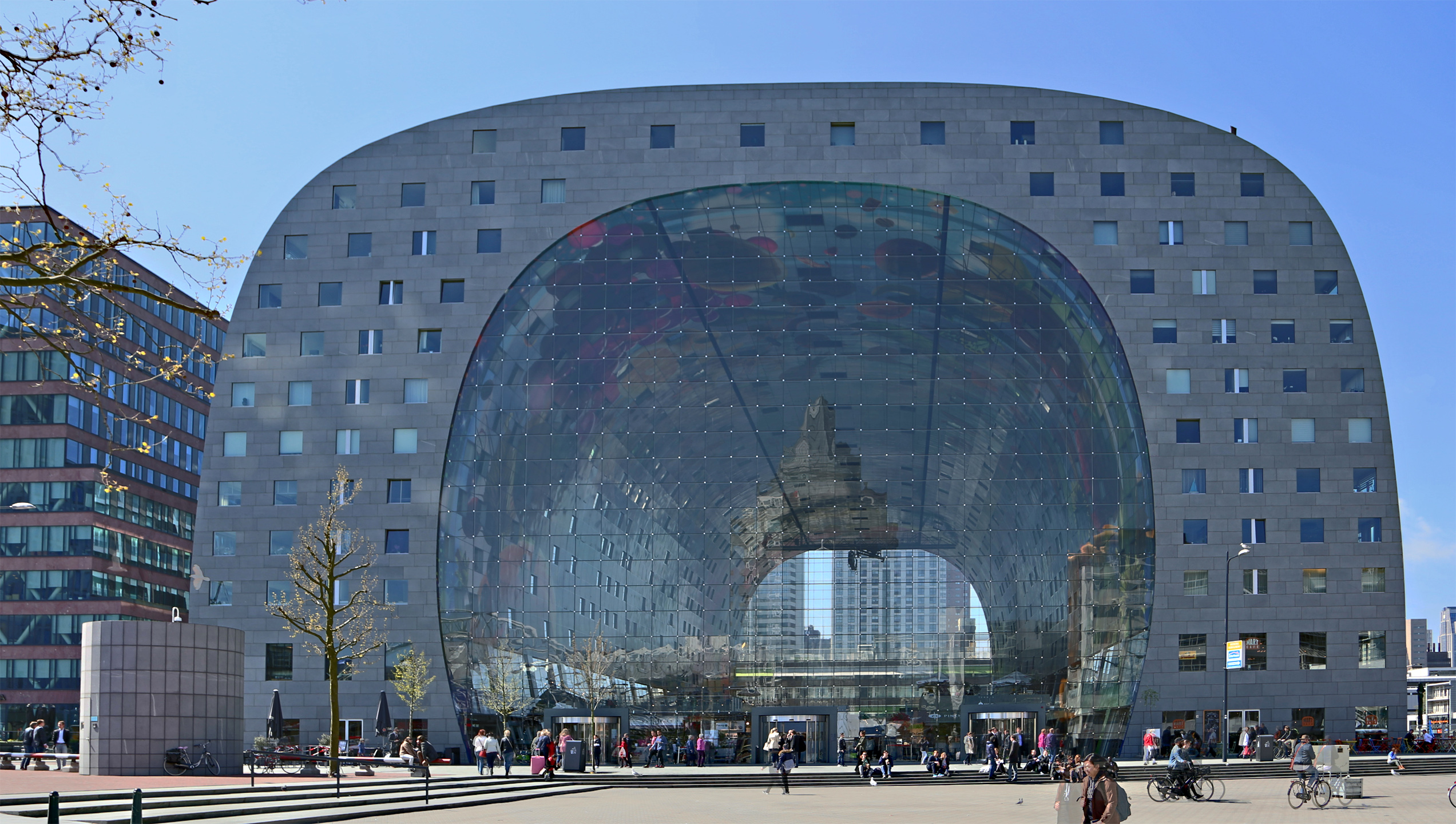
El Markthal (2004-2014) en Róterdam
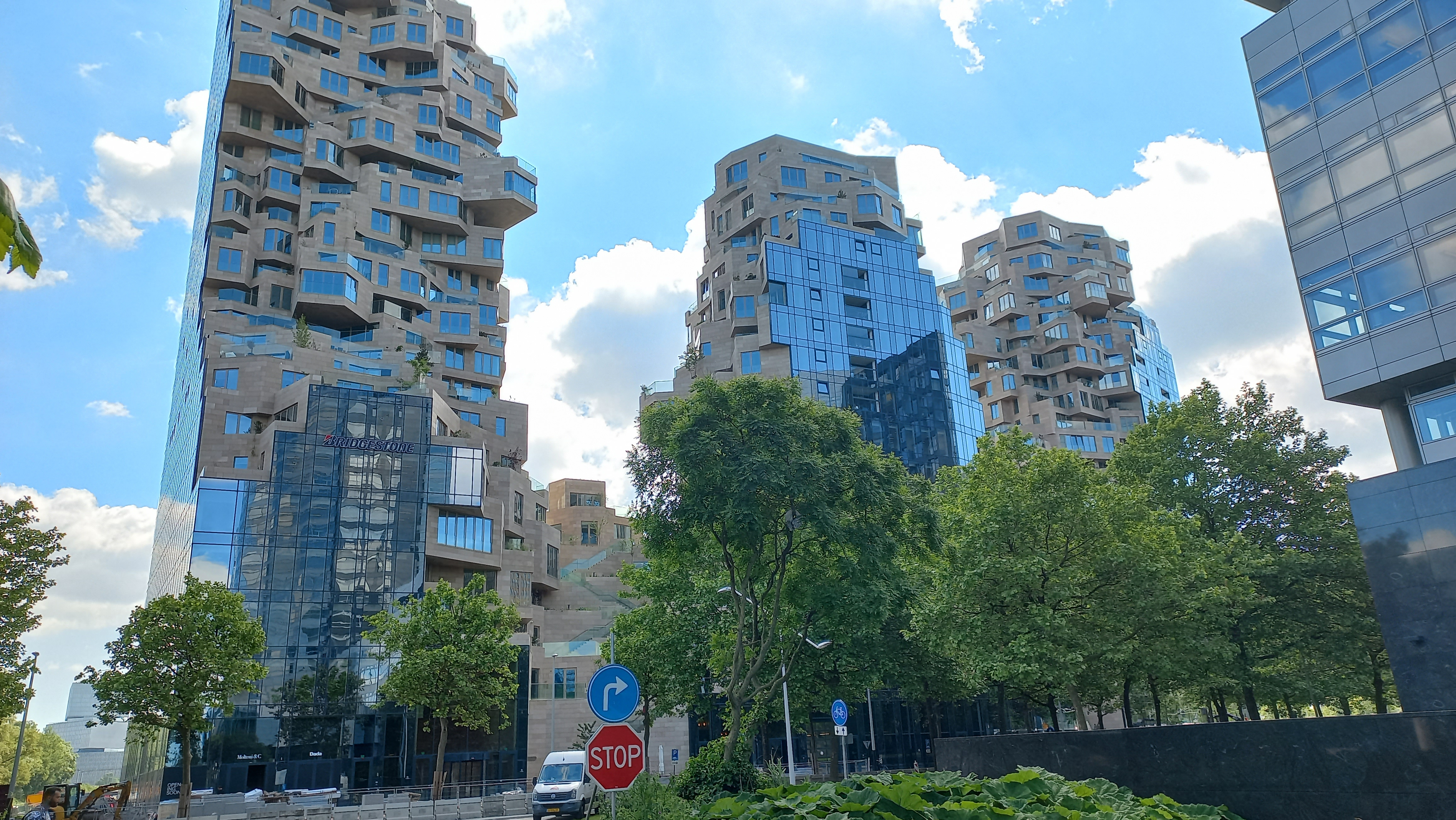
Valley (2017-2021), Amsterdam-Zuidas
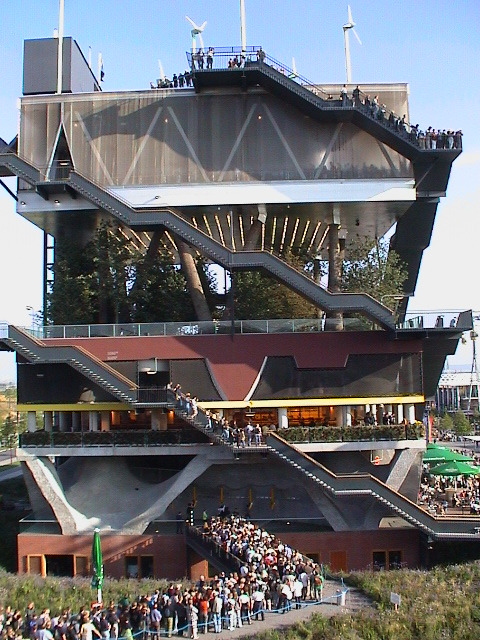
Pabellón neerlandés en la Expo 2000 Hannover, ejemplo de la arquitectura neerlandesa fuera del país

- El Puente de la Estación Central de Ámsterdam – Ben van Berkel, Un puente que conecta dos importantes áreas urbanas.

Obras de Ben van Berkel
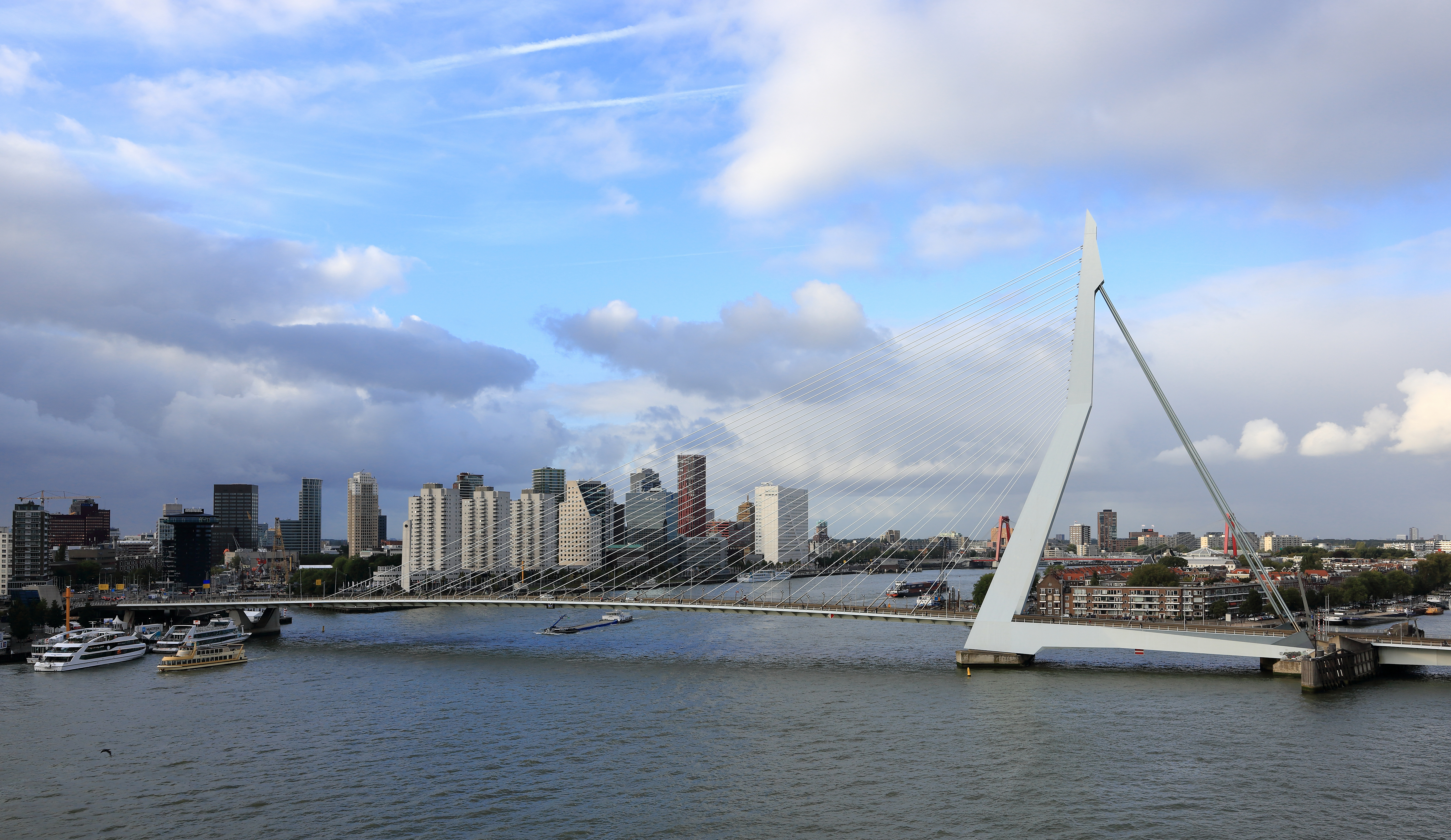
Erasmusbrug (1986-1996), obra de Ben van Berkel y Caroline Bos (UNstudio)
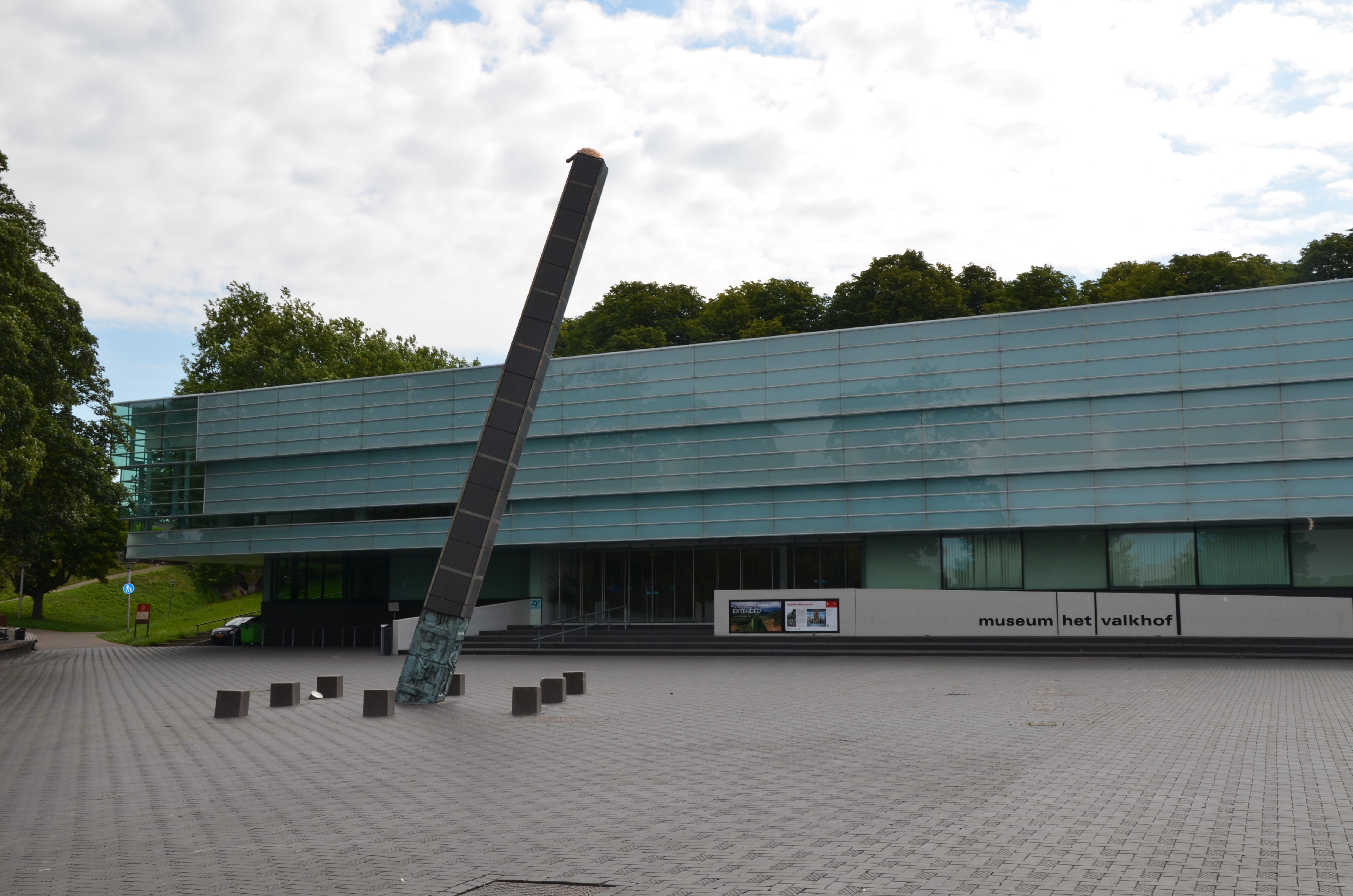
Museum het Valkhof (1999), Nijmegen
- Toren Noord (2003), oficinas en ApeldoornToren Noord (2003), oficinas en Apeldoorn
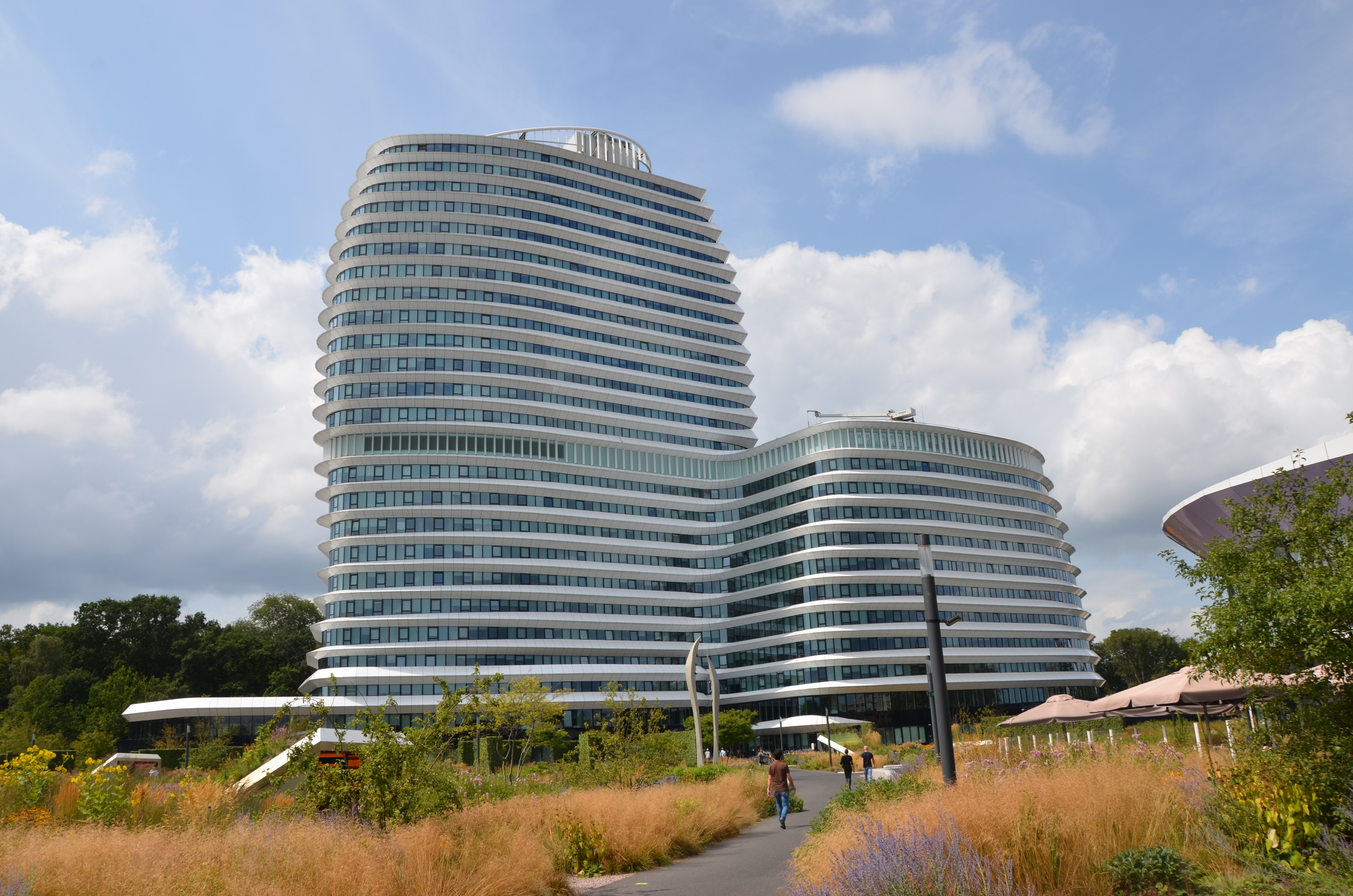
Edificio de oficinas en la calle Kempkensberg (2009-2011), en Groninga
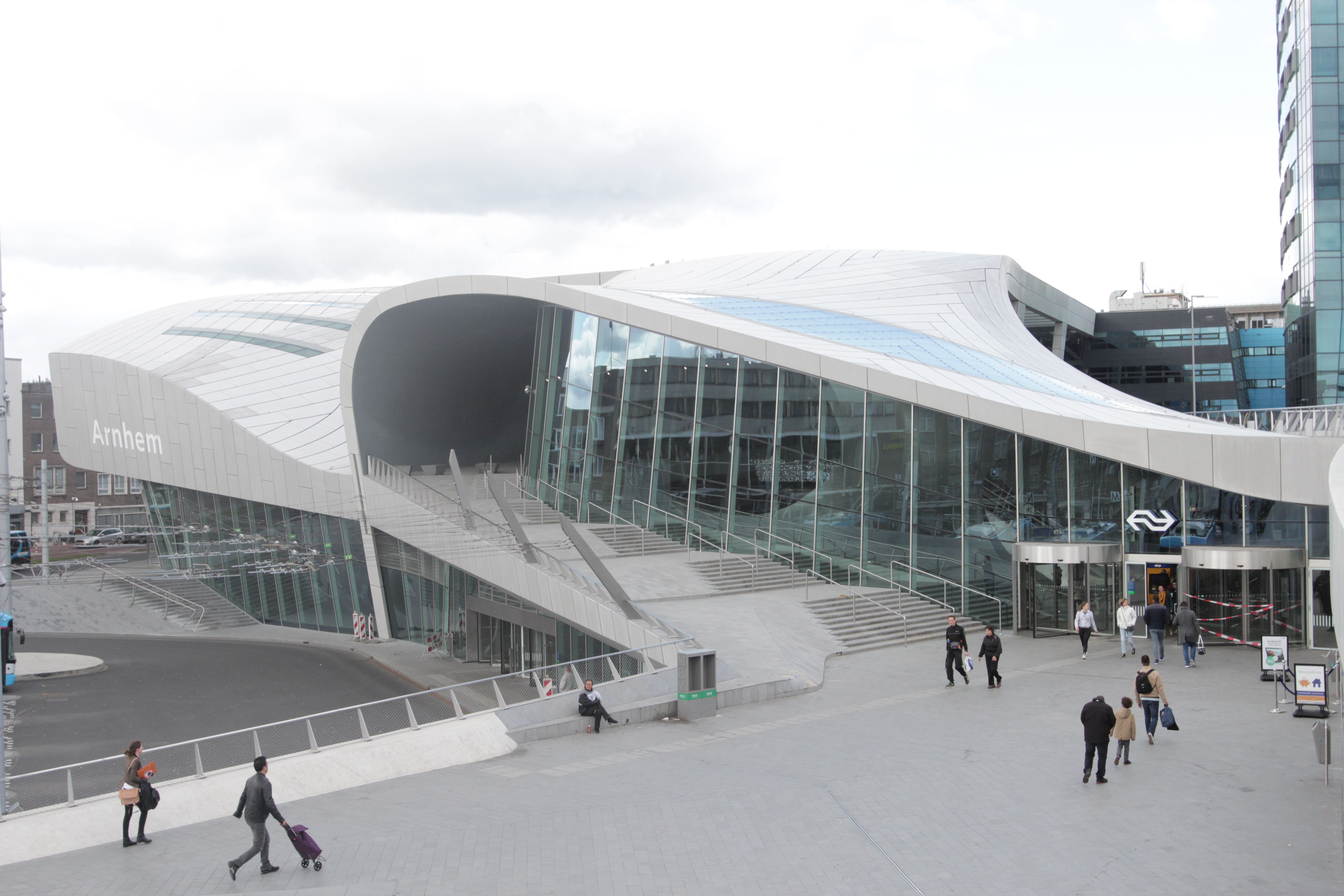
Estación central de Arnhem (1996-2015)

- La Torre Boompjes (Róterdam) – Kees Christiaanse (KCAP) Un rascacielos que combina la arquitectura contemporánea con la historia industrial.
- Biblioteca de la Universidad de Groningen – Kees Christiaanse Una estructura moderna que mezcla funcionalidad con estética.
- The Whale (La Ballena) (Róterdam) – Kees Christiaanse (n. 1953) (KCAP, Kees Christiaanse Architects & Planners)Un edificio que se asemeja a una ballena y que es un ícono de la arquitectura moderna.

Jo Coenen (n. 1949) ha proyectado la Biblioteca Pública de Amsterdam (Openbare Bibliotheek Amsterdam), en Oosterdokseiland, una de las mayores bibliotecas públicas europeas, inaugurada el 7 de julio de 2007.
Infinity, antigua sede central de ING hasta 2014, es obra de Meyer & Van Schooten Architecten y ahora está alquilado por varias firmas.
Mecanoo, cofundado por Francine Houben, ha diseñado la Torre Montevideo (Ámsterdam) (2003-2005), un rascacielos moderno con un enfoque en la sostenibilidad y la eficiencia energética.
El edificio The Edge (Ámsterdam) (2011-2014), de PLP Architecture, un edificio de oficinas que se abre a la ciudad con un atrio de 15 pisos como amortiguador climático, suele ser aclamado como el edificio de oficinas más ecológico del mundo. Su diseño incorpora lo último en tecnología sostenible, desde sistemas de eficiencia energética hasta gestión inteligente de edificios. El edificio es un símbolo del compromiso de los Países Bajos con la sostenibilidad y la innovación en la arquitectura.

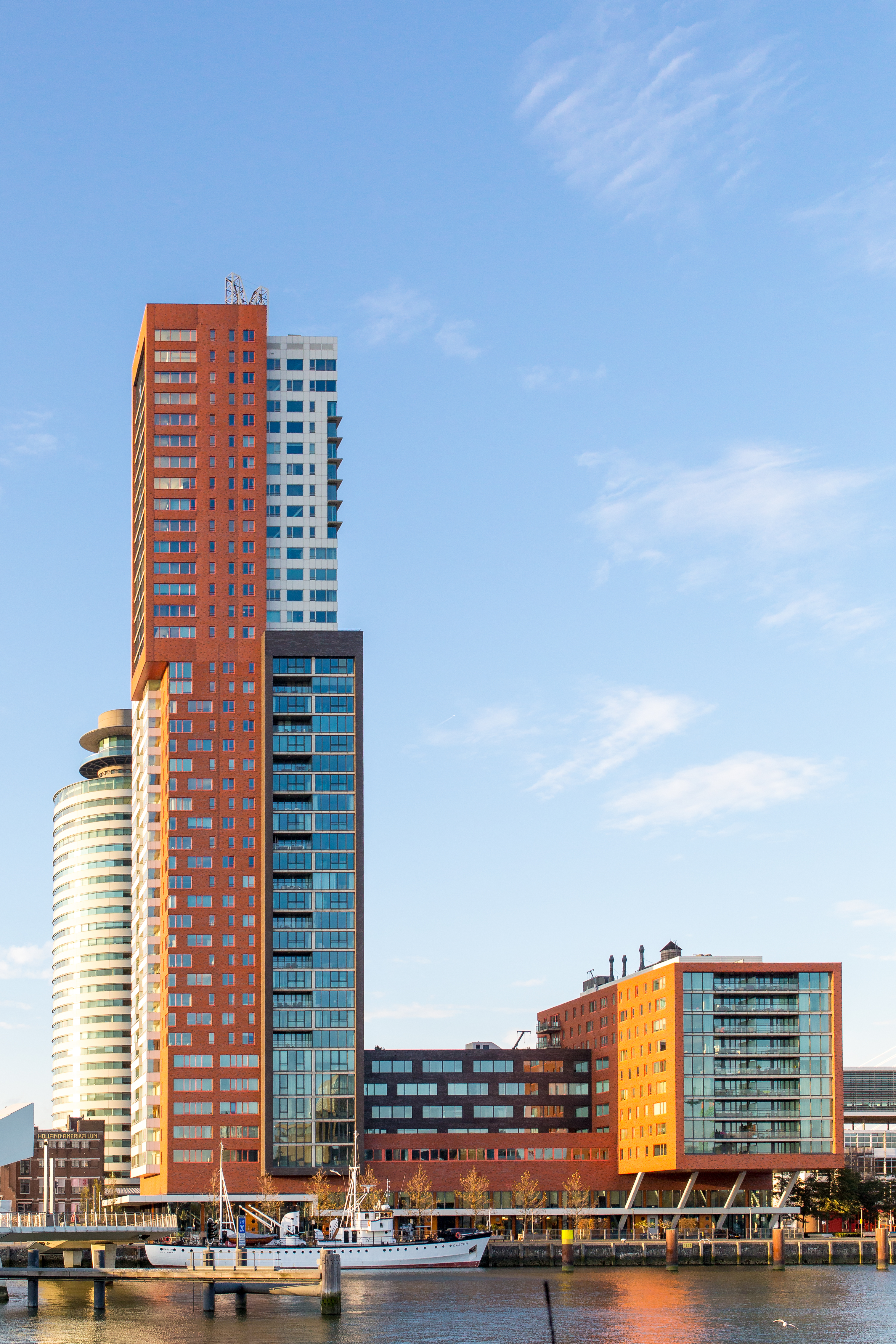
Torre Montevideo (2003-2005), en Ámsterdam, un rascacielos de Mecanoo

### Obras de arquitectos extranjeros

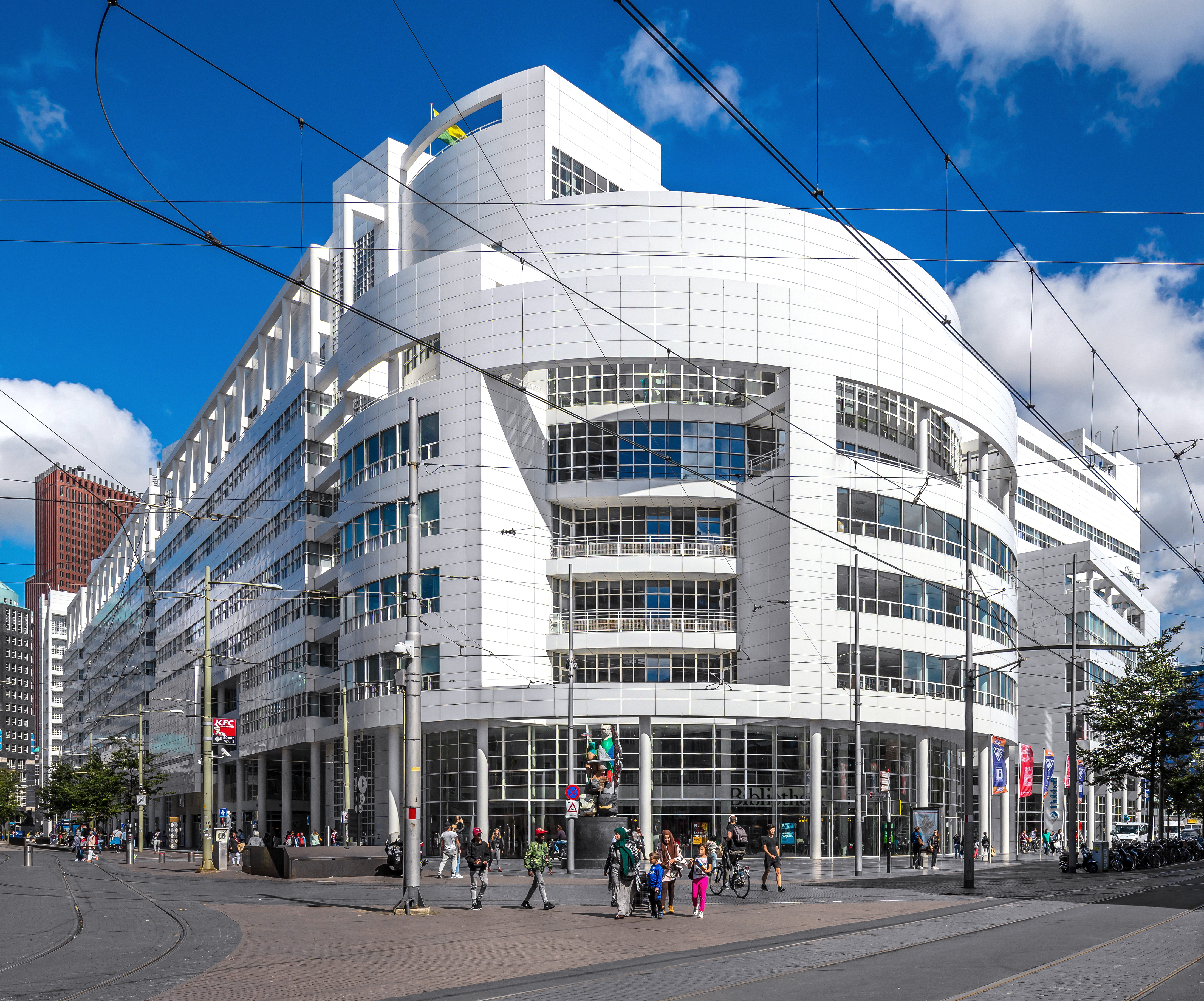
Ayuntamiento de La Haya (1991-1995), obra de Richard Meier

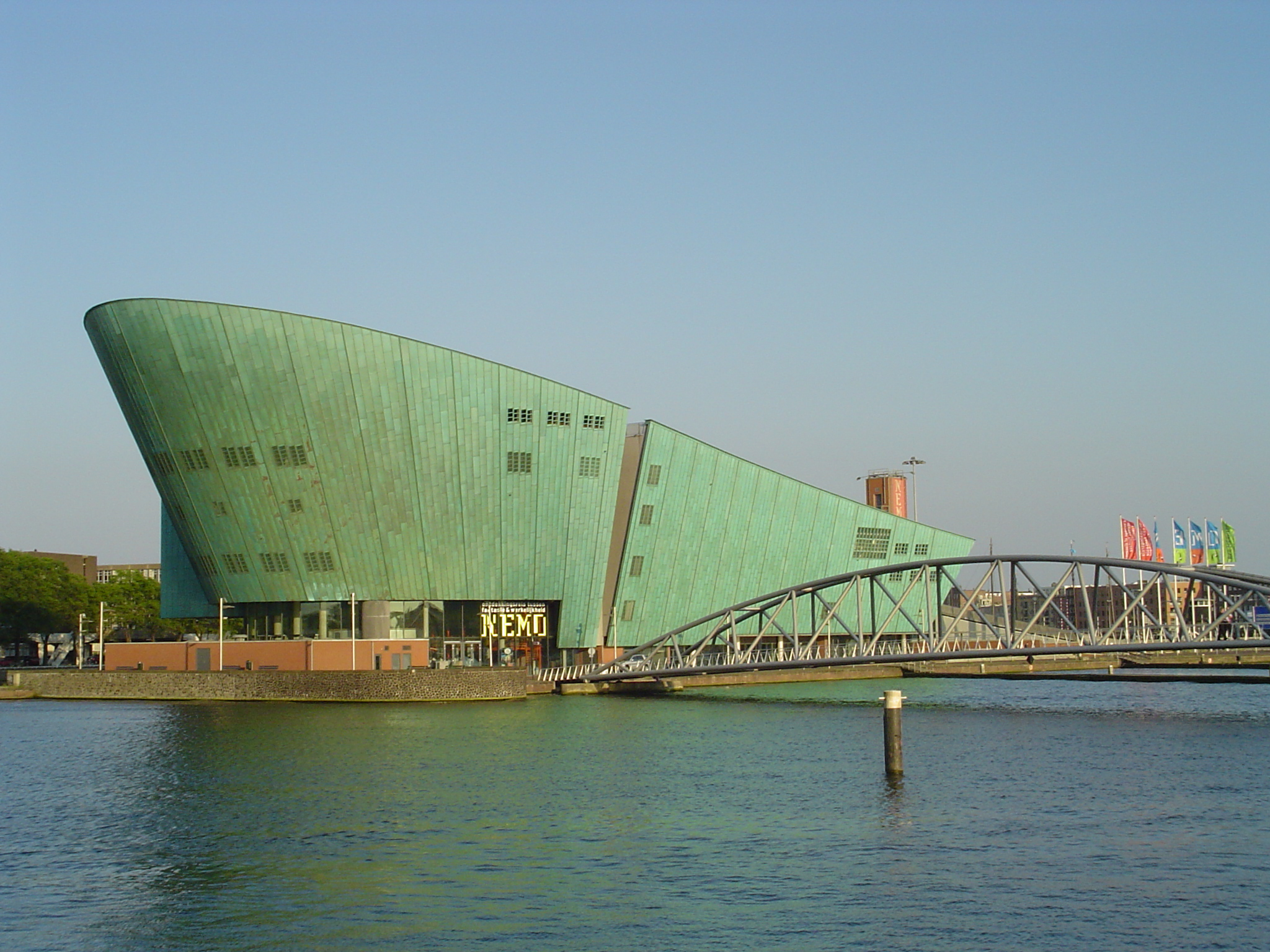
NEMO Science Museum (1992-1997), en Ámsterdam, obra de Renzo Piano

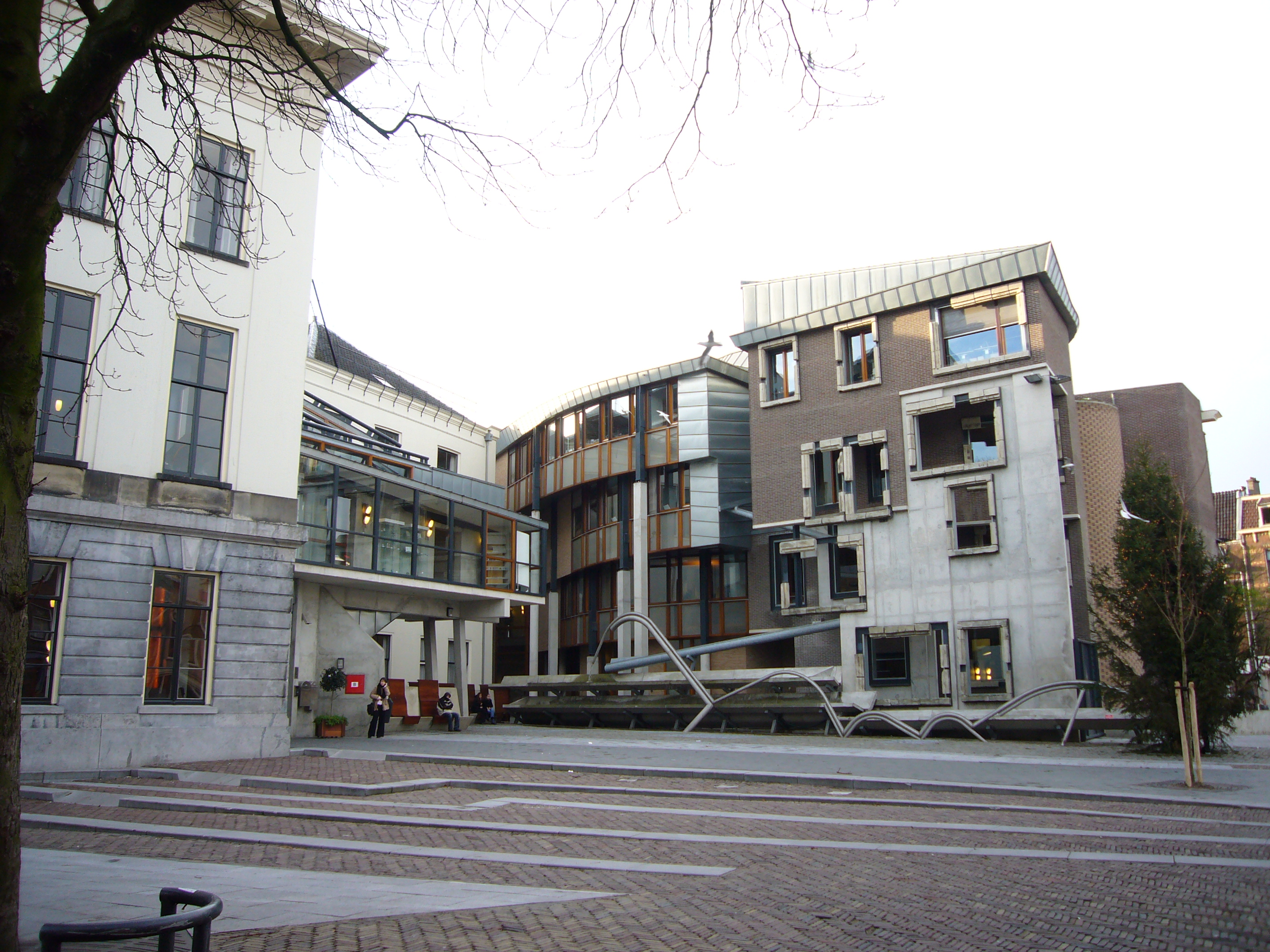
Ampliación del Ayuntamiento de Utrech (1997-2000), del catalán Enric Miralles

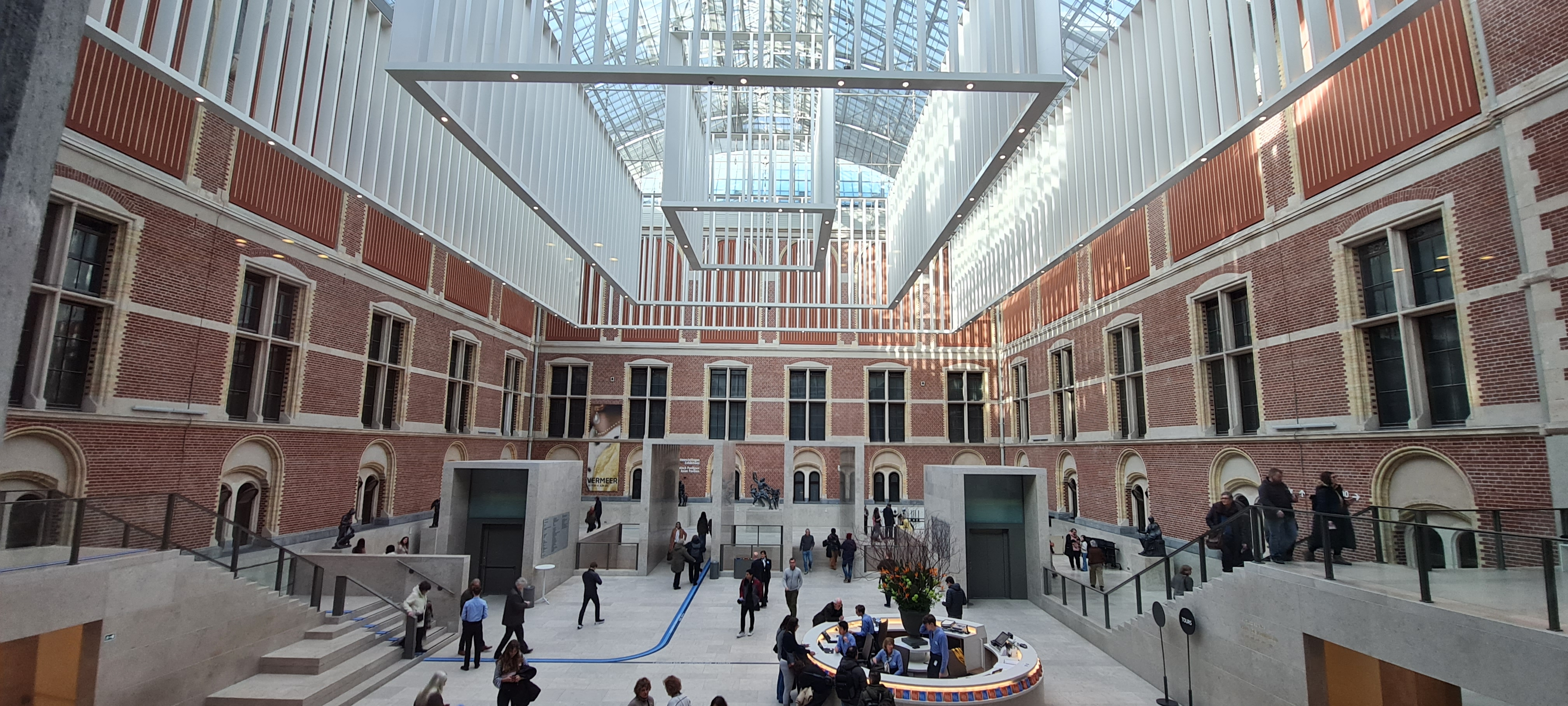
Reforma y renovación del Rijksmuseum de Ámsterdam (2003-2013), obra de Cruz y Ortiz Arquitectos

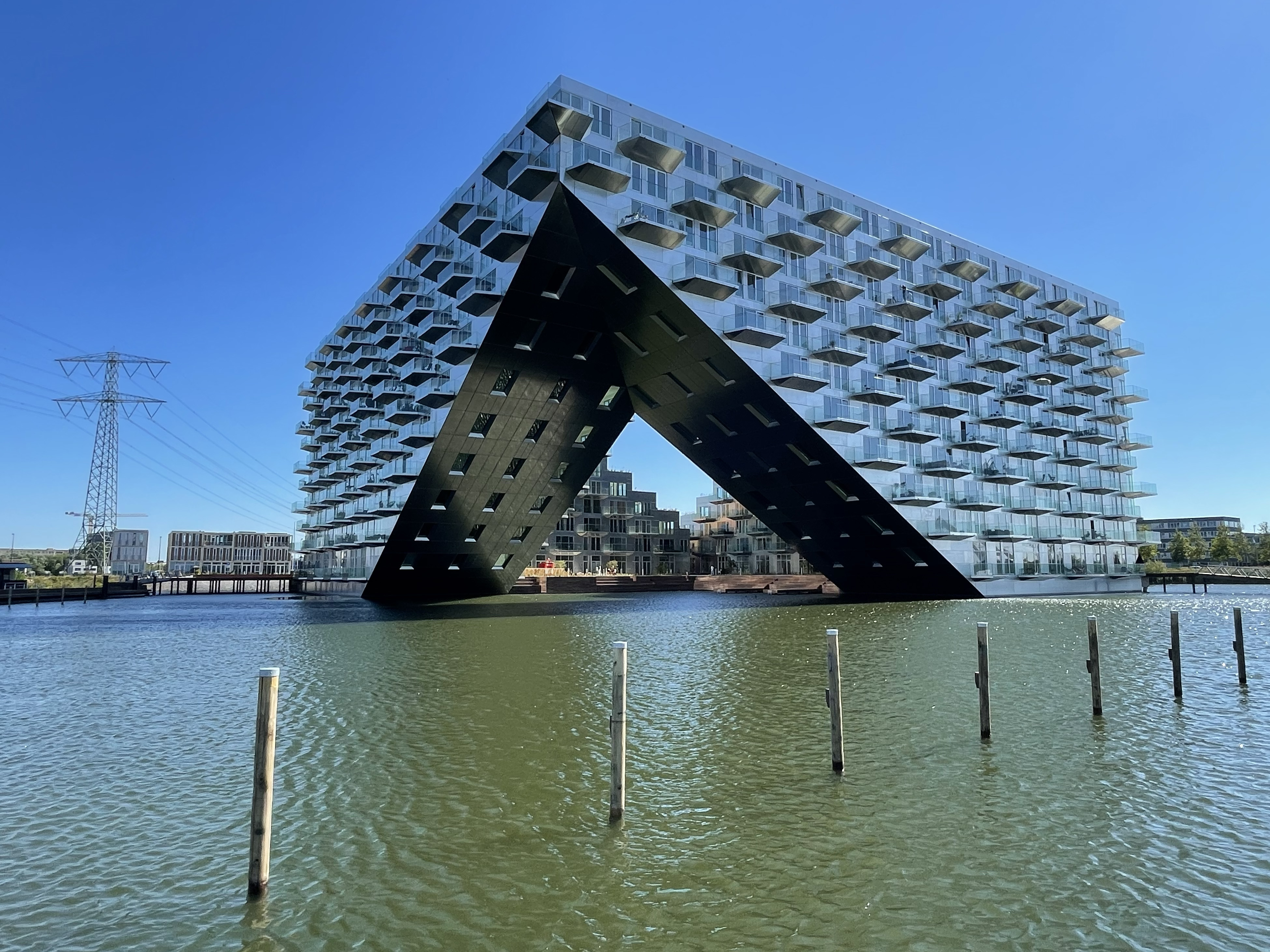
Sluishuis (2018-2022), del danés Bjarke Ingels Group

Así como los estudios neerlandeses han trabajado en muchos lugares del mundo, también el país tiene obras de importantes arquitectos internacionales:
- Ayuntamiento de La Haya (1991-1995), del estadounidense Richard Meier;
- Museo Bonnefanten (1992-1995) de Maastricht, d el italiano Aldo Rossi;
- NEMO Science Museum (1992-1997) (Ámsterdam), un museo interactivo cuyo diseño incorpora elementos arquitectónicos futuristas, y la sede de la KPN, la Toren op Zuid (1998-2000), del italiano Renzo Piano;
- Oficinas de Sarphatistraat (1997), del estadounidense Steven Holl, un antiguo edificio del almacén federal de suministros médicos que se convirtió en un nuevo espacio de oficinas. La estructura principal es una “U” de ladrillo de cuatro pisos que se fusiona internamente con un nuevo pabellón “esponja” en el canal. Si bien la expresión exterior es de contraste complementario (ladrillo existente adyacente a cobre perforado nuevo), la estrategia interior es una fusión.
- Ampliación del Ayuntamiento de Utrech (1997-2000), del catalán Enric Miralles
- Muzentoren (1989-2001) de La Haya, del luxemburgués Rob Krier;

- World Port Center (1998-2001) de  Róterdam, del británico Norman Foster, un rascacielos de oficinas de planta circular;
- Hoftoren (1999-2003) de La Haya, un rascacielos de oficinas gubernamentales de la firma estadounidense Kohn Pedersen Fox, ganador en 2004 del primer International Highrise Award,
- Torre Ito (2002-2005) en Ámsterdam, del japonés Toyo Ito;
- Torre Viñoly (2002-2005) en Ámsterdam, del argentino Rafael Viñoly;
- New Orleans (Róterdam) (2007-2010), del portugués Alvaro Siza Viera, un rascacielos que, en su día, con 158.3 m, el edificio residencial más alto del país.
- reforma y renovación del Rijksmuseum  (2003-2013) de Ámsterdam, de los españoles Cruz y Ortiz Arquitectos;
- el francés Jean Nouvel, con su Centro de Innovación de Róterdam, un edificio que destaca por su creatividad y diseño que prioriza la eficiencia energética, el Centro Cultural de Róterdam, que ha transformado el paisaje urbano con su arquitectura y diseño audaz y la Iris Tower de (Róterdam, que se caracteriza por su fachada dinámica y de vanguardia.
- Restauración y Ampliación del Van Gogh Museum (Ámsterdam), del japonés Kisho Kurokawa,, un edificio de planta oval que integra nuevos espacios expositivos.
- EYE Film Institute Netherlands  (2012) en Ámsterdam, de los austriacos Delugan Meissl Associated Architects, con el, un innovador edificio en forma de barco con una forma distintiva y futurista en el río IJ inaugurado el 4 de abril de 2012.
- los daneses Bjarke Ingels Group, un estudio de arquitectura con sede en Copenhague, que ganó el concurso para construir el Sluishuis ('casa de la esclusa') (2018-2022)[101] es un edificio de apartamentos en IJburg, un barrio en islas artificiales en Ámsterdam. El Sluishuis es un edificio sostenible, con paneles solares instalados en el techo que proporcionan la energía para la iluminación, la calefacción, la ventilación y el aire acondicionado del complejo. Su patio tiene un embarcadero de acceso público donde pueden atracar los barcos.

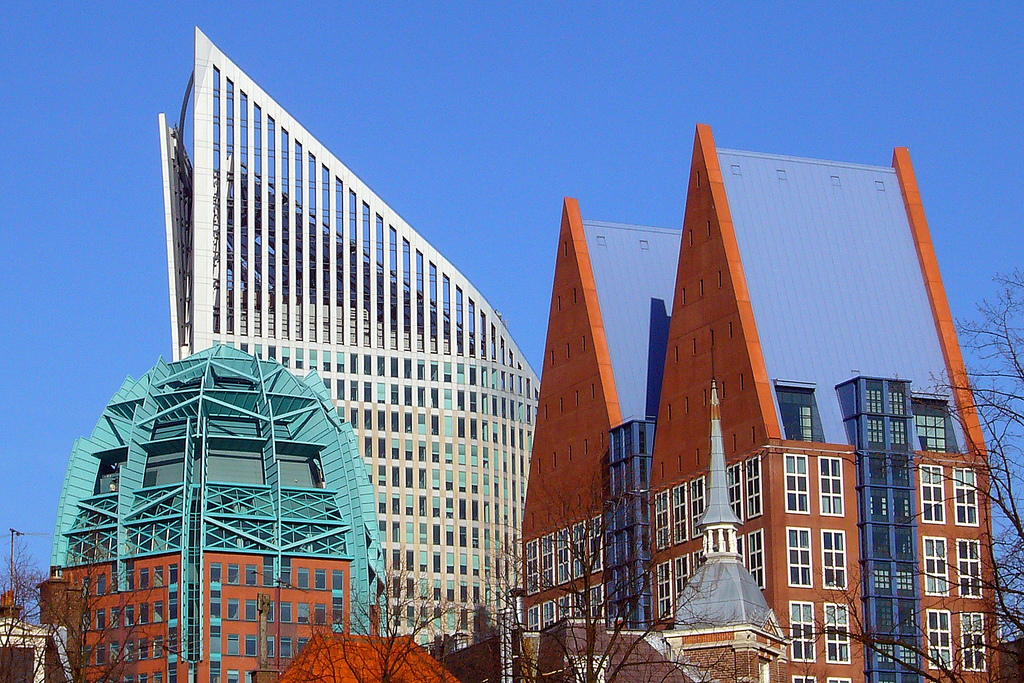
Torres gemelas del Castalia (1992-1998) de La Haya, de Michael Graves
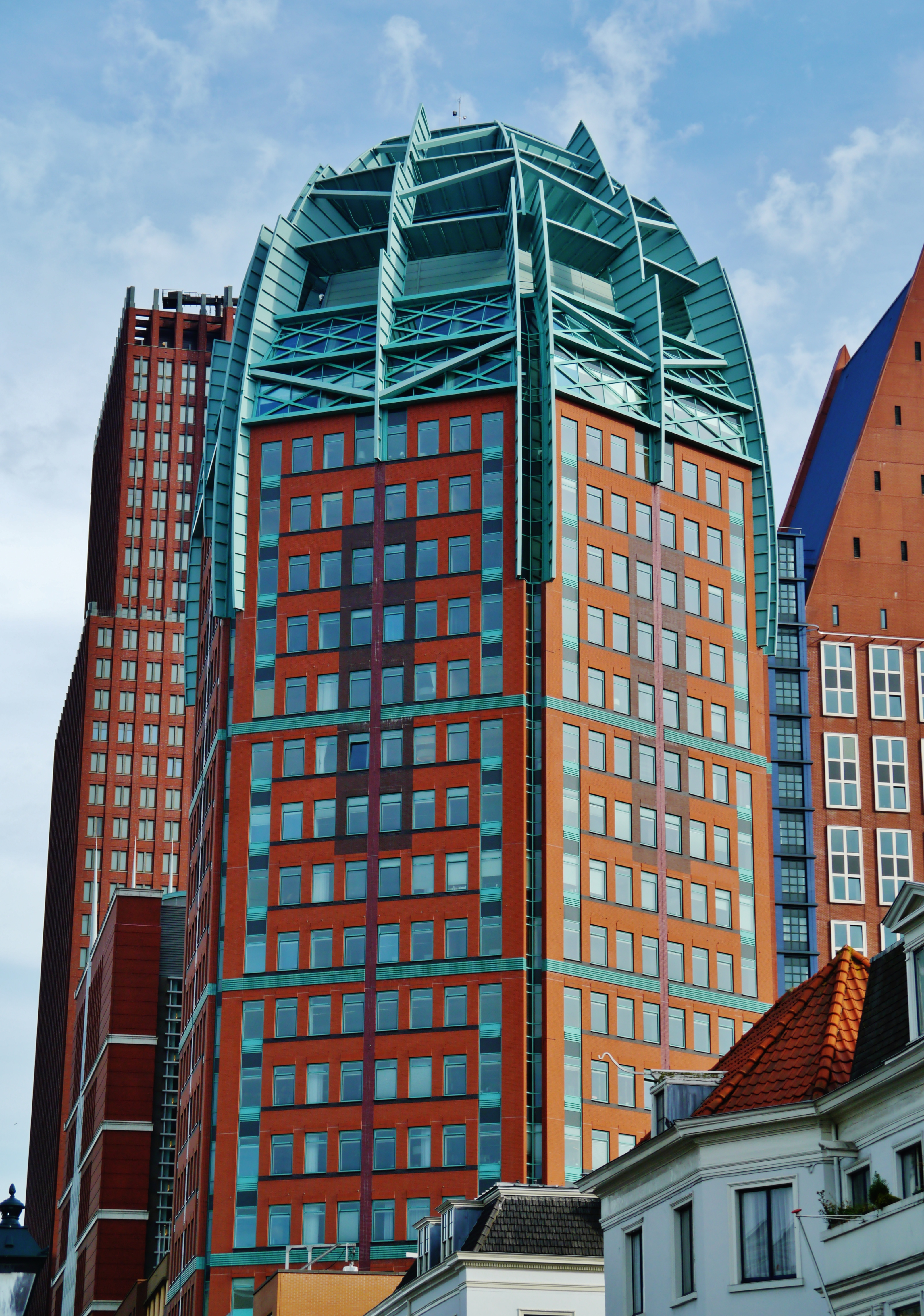
Zurichtoren (1999) de La Haya, de  Cesar Pelli
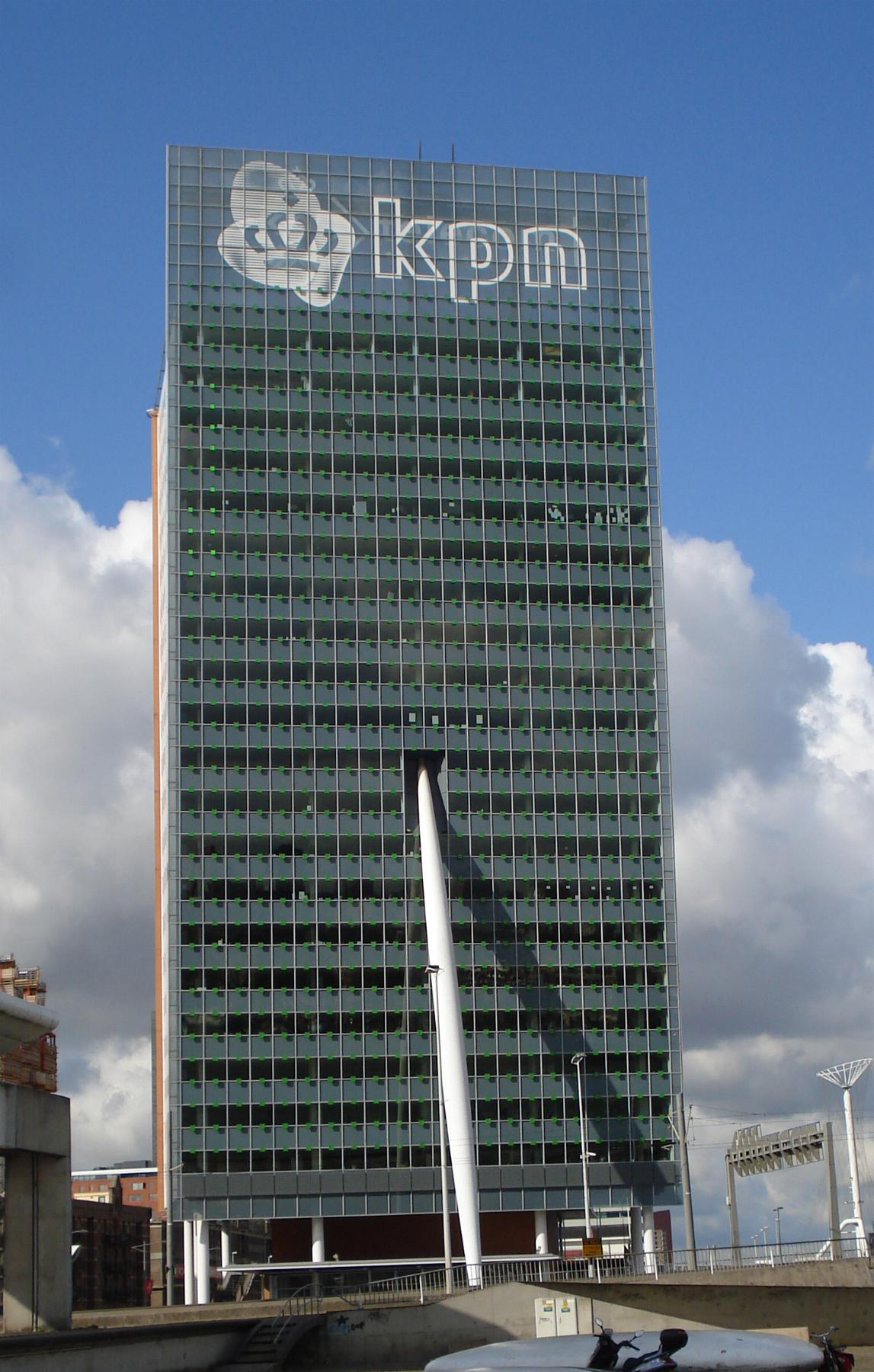
Toren op Zuid (1998-2000) de Róterdam,, de Renzo Piano
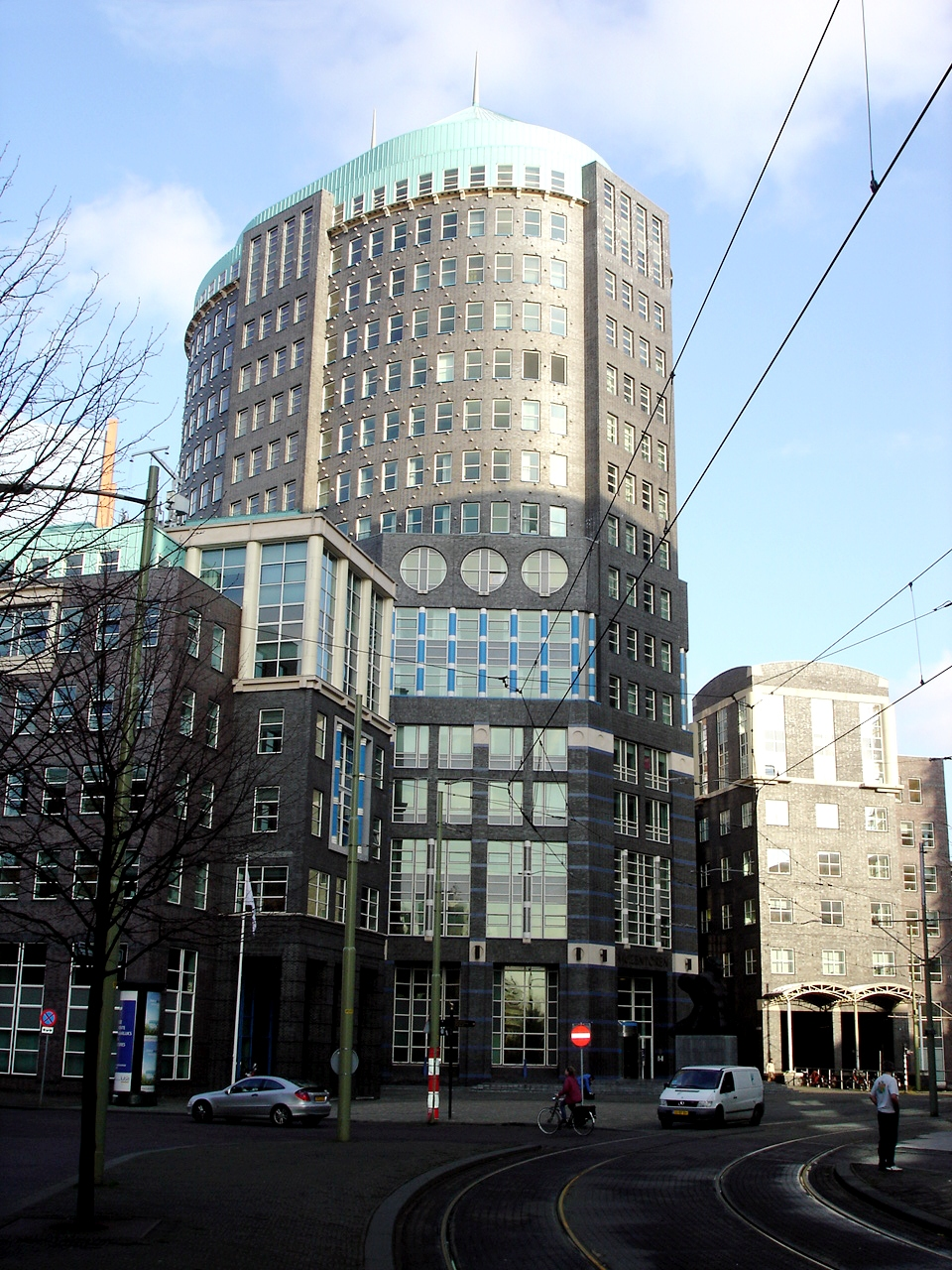
Muzentoren (1989-2001) de La Haya, del luxemburgués Robert Krier
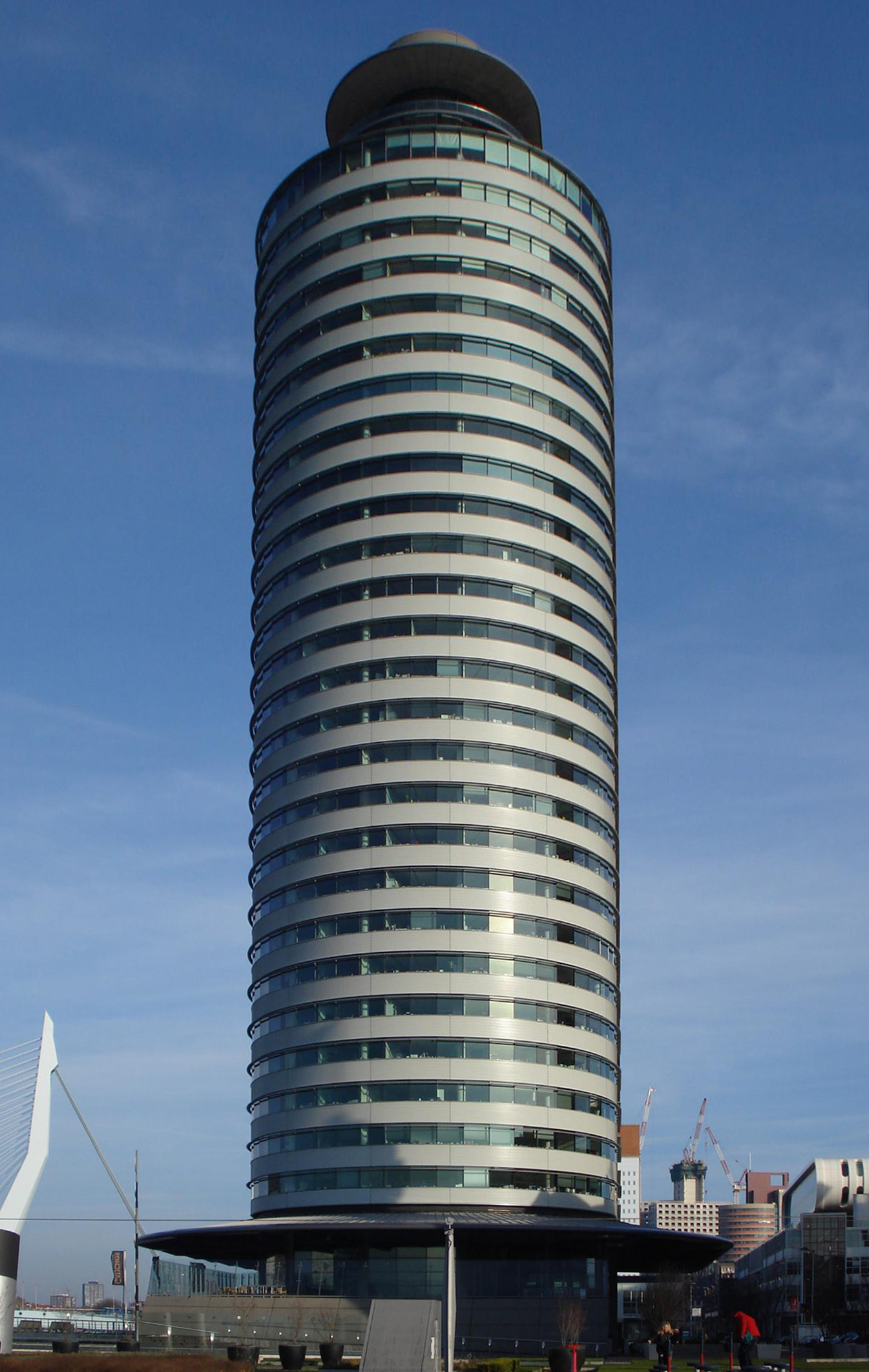
World Port Center (1998-2001) de Róterdam, del británico Norman Foster
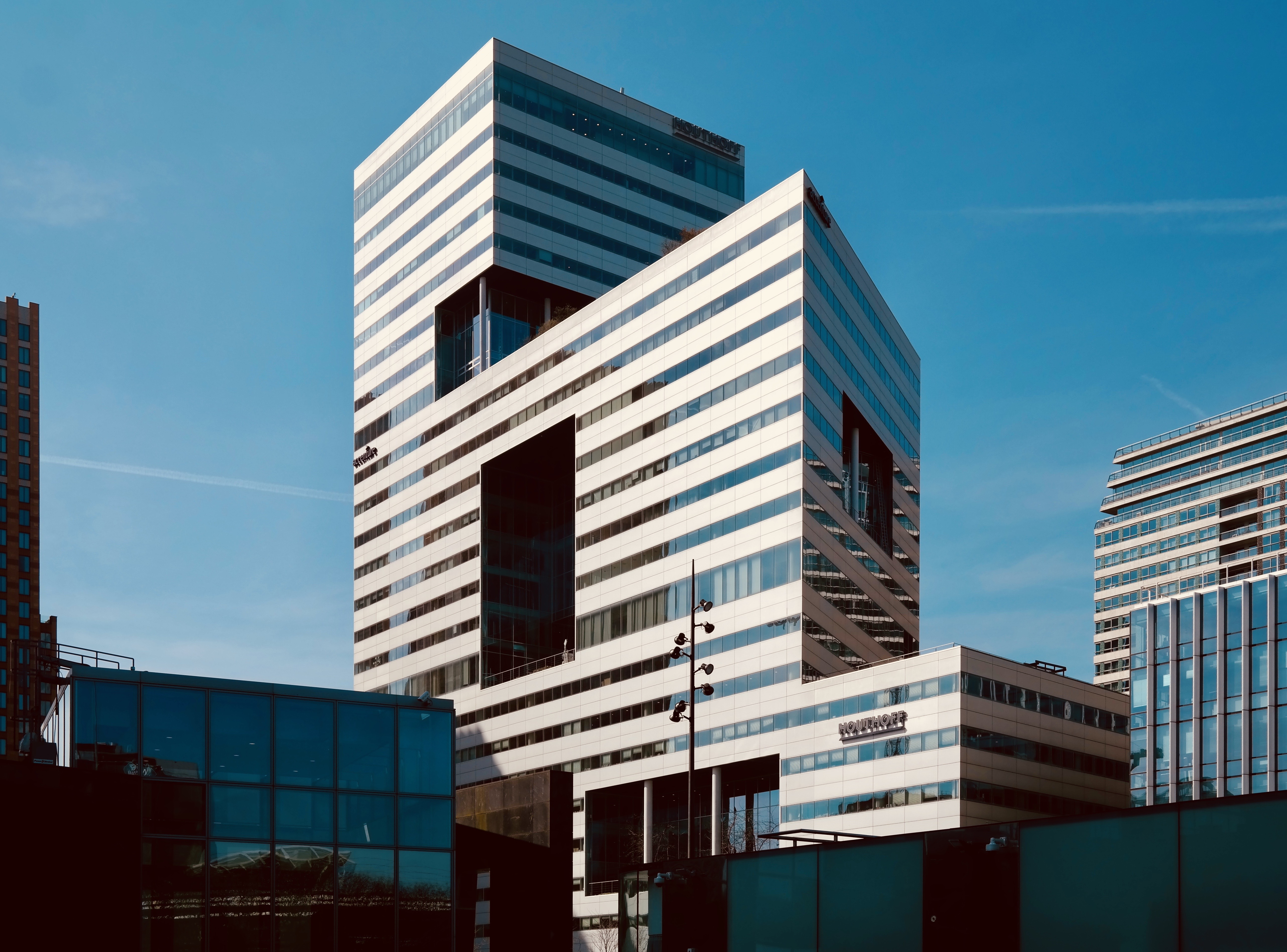
Torre Ito (2002-2005) en Ámsterdam, del japonés Toyo Ito
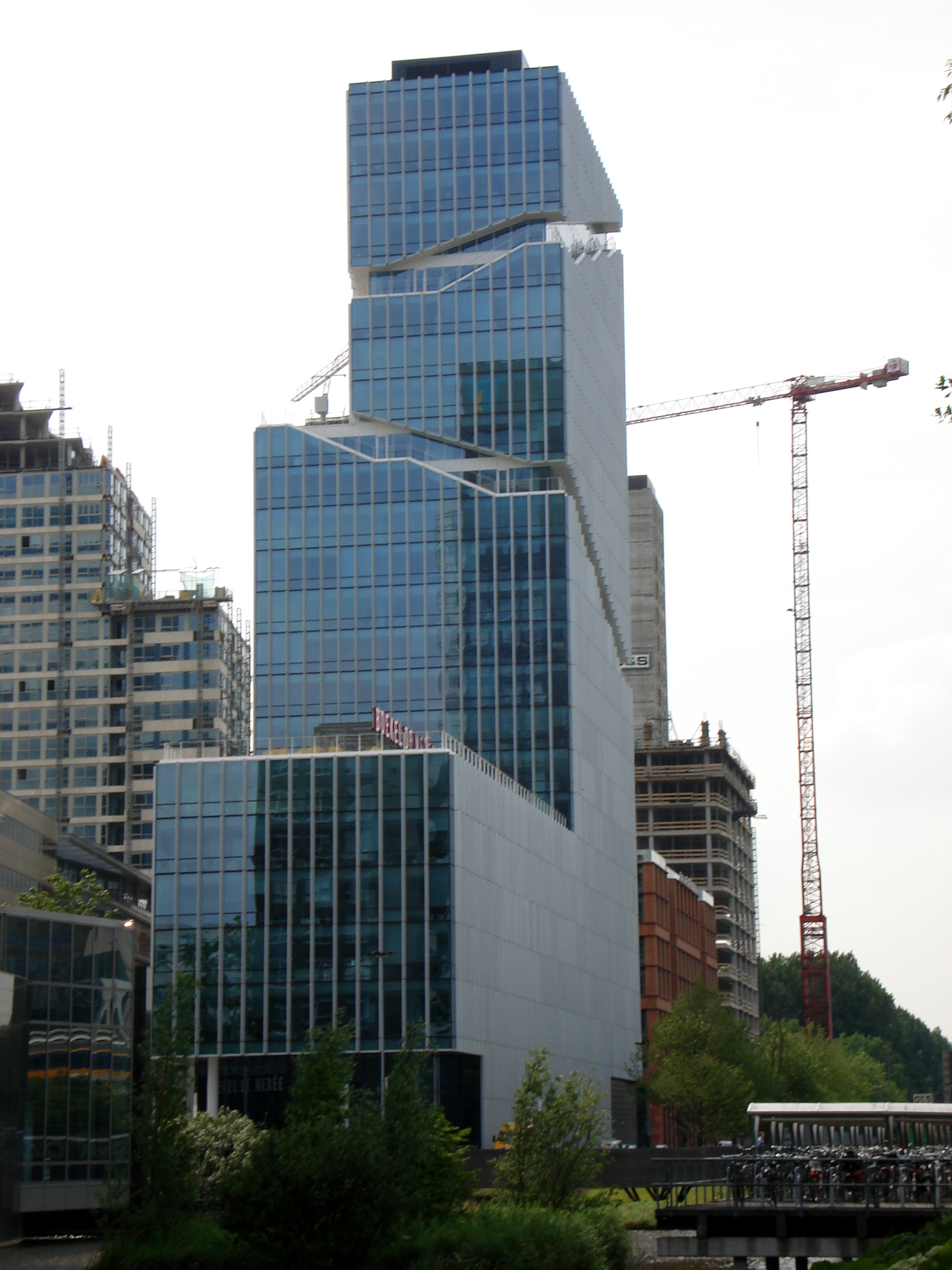
Torre Viñoly (2002-2005) en Ámsterdam, del argentino Rafael Viñoly;
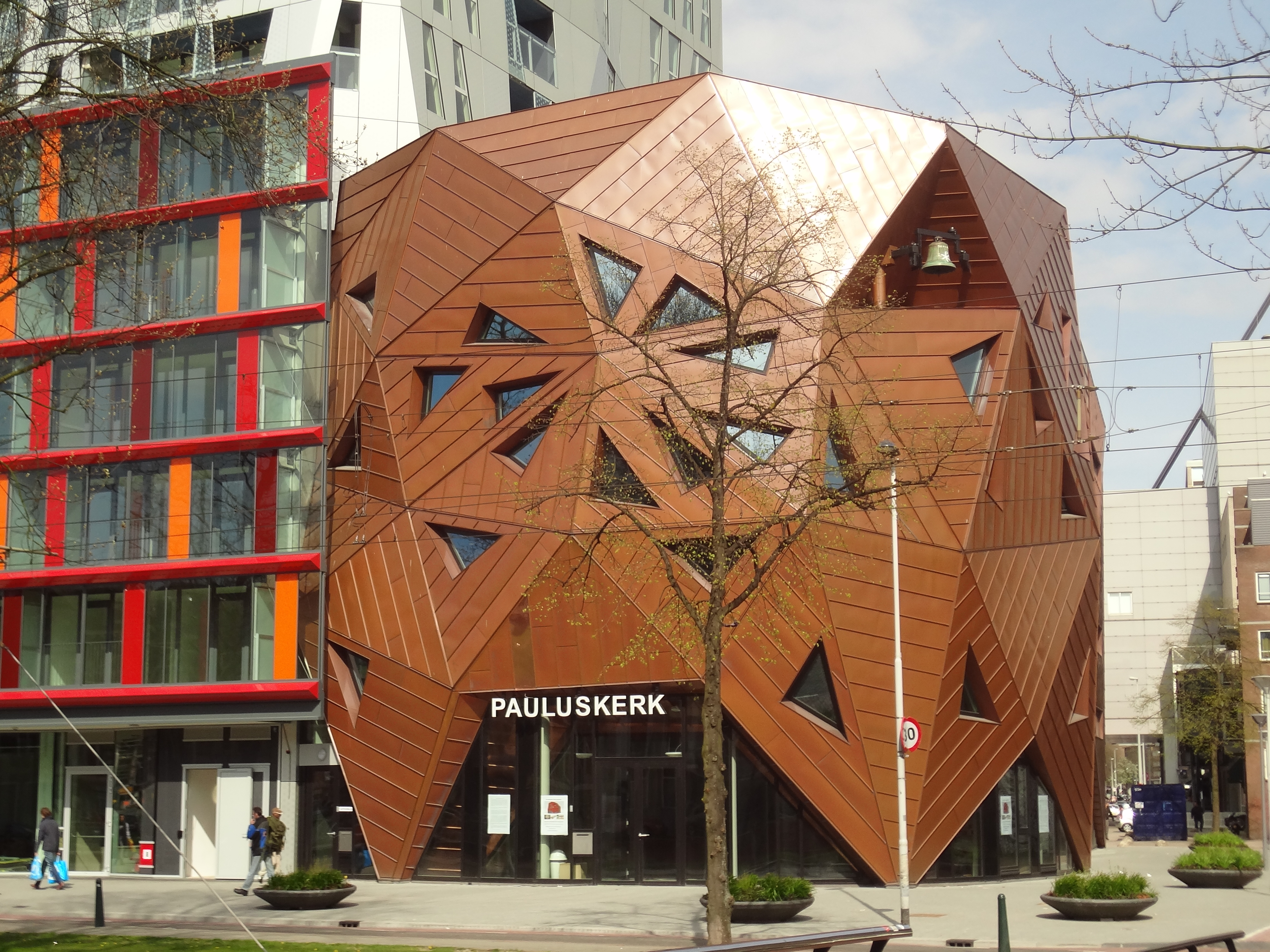
Pauluskerk (2007-2013) en Róterdam, obra de Wili Alsop
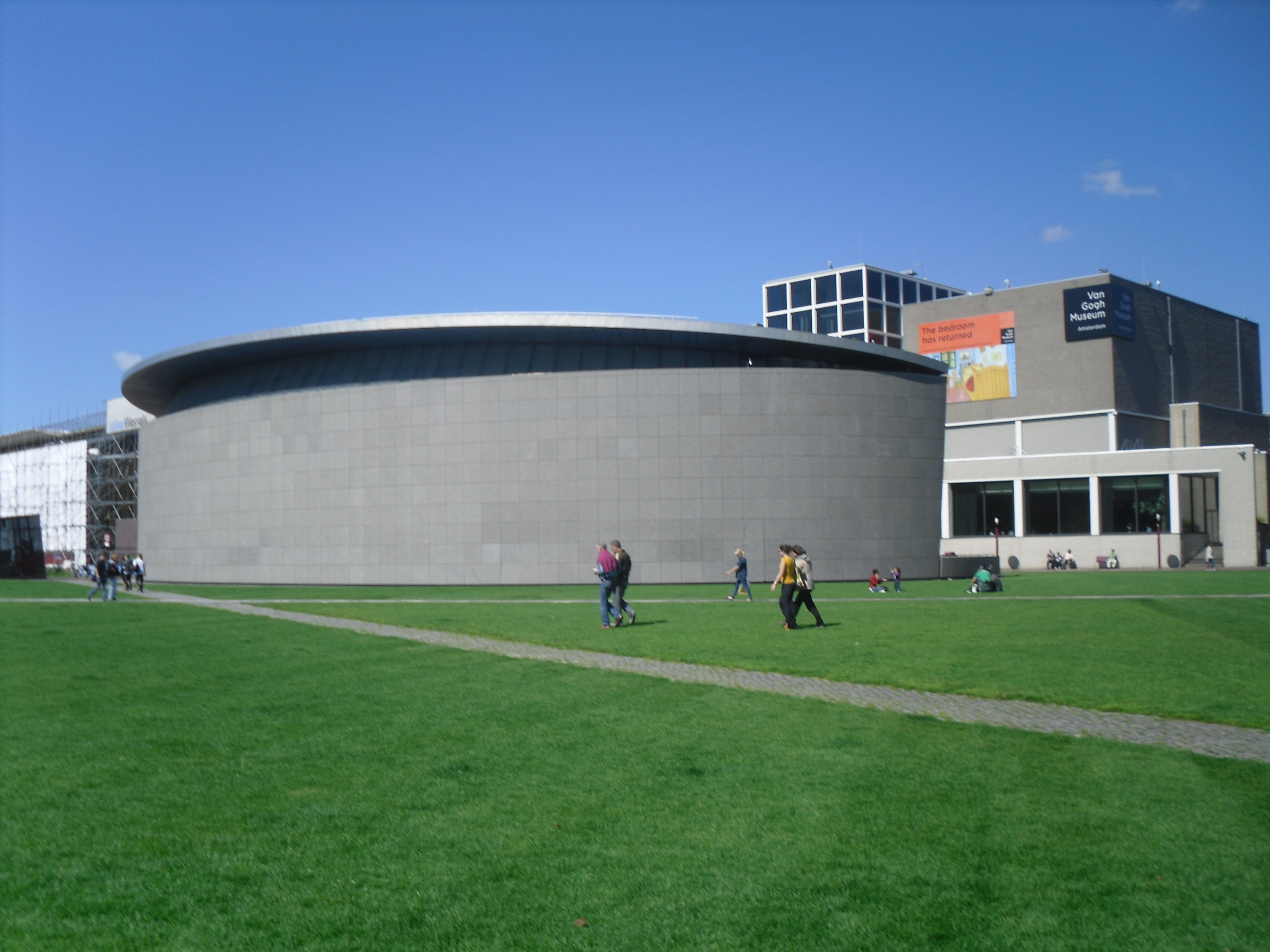
Ampliación del Museo Van Gogh (Ámsterdam), de Kisho Kurokawa
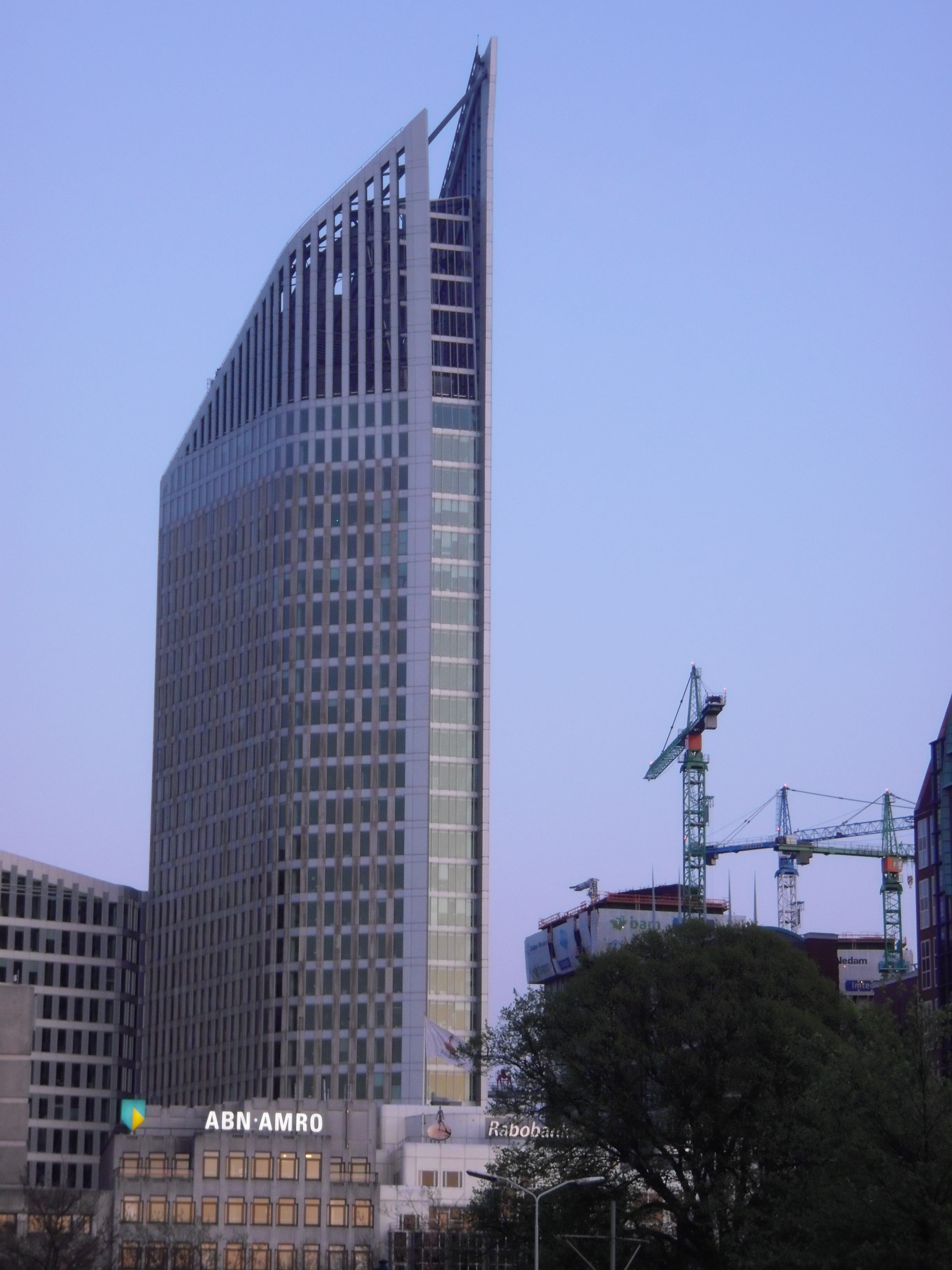
Hoftoren  (1999-2003) en La Haya, de Kohn Pedersen Fox
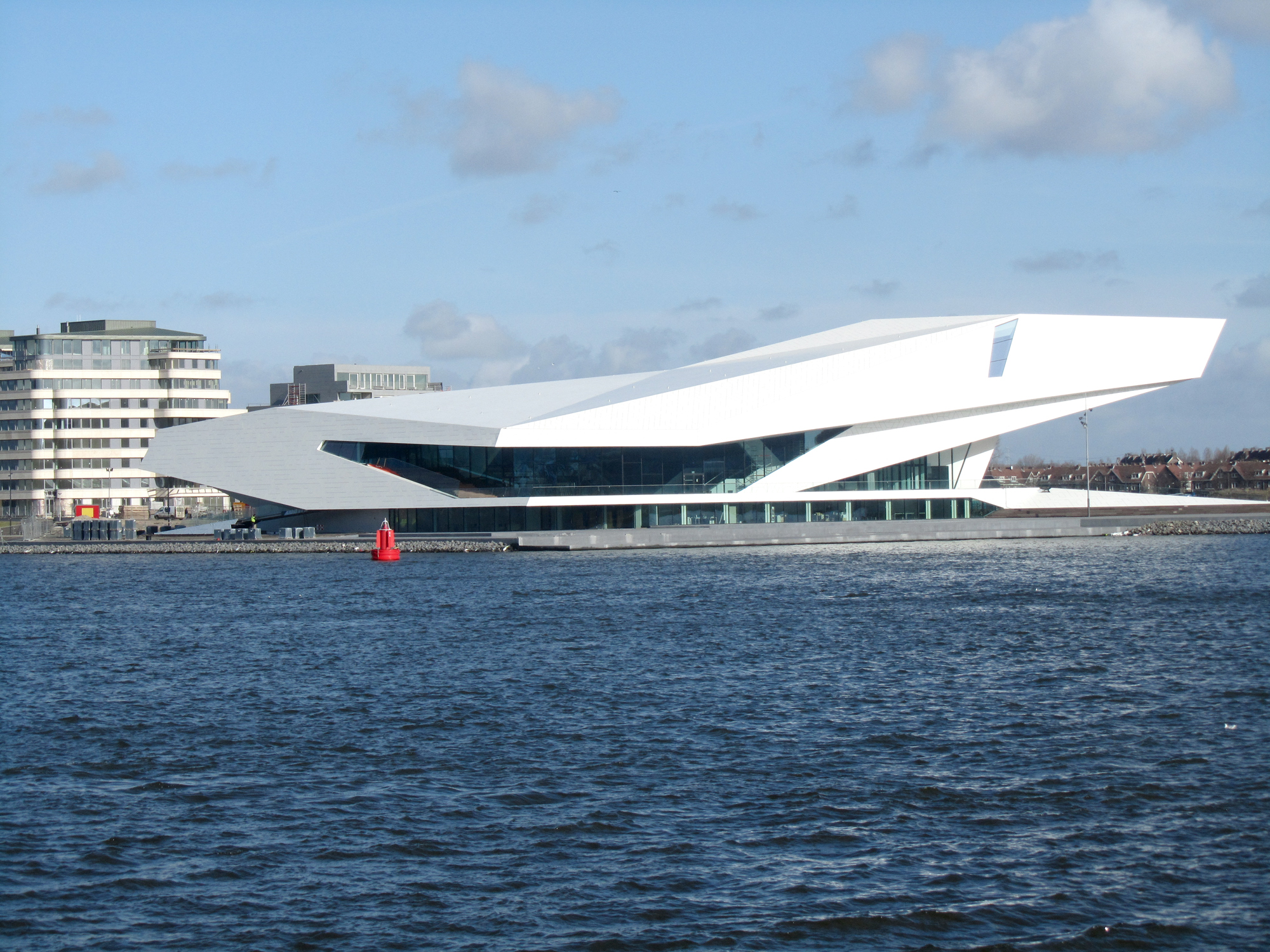
EYE Film Institute Netherlands (2012) en Ámsterdam, de los austriacos Delugan Meissl Associated Architects

## Arquitectura colonial neerlandesa
El imperio colonial neerlandés, formado a partir del siglo XVII, fue uno de los más grandes jamás formado hasta su disolución en el siglo XX durante la descolonización. Los neerlandeses imprimieron su propia arquitectura a estos territorios colonizados, cuyos modelos de la metrópoli fueron más o menos transformados bajo la influencia de las tradiciones constructivas locales. La arquitectura colonial neerlandesa se encuentra principalmente en América central, en África del Sur y en el sudeste asiático.

### Indias Occidentales neerlandesas

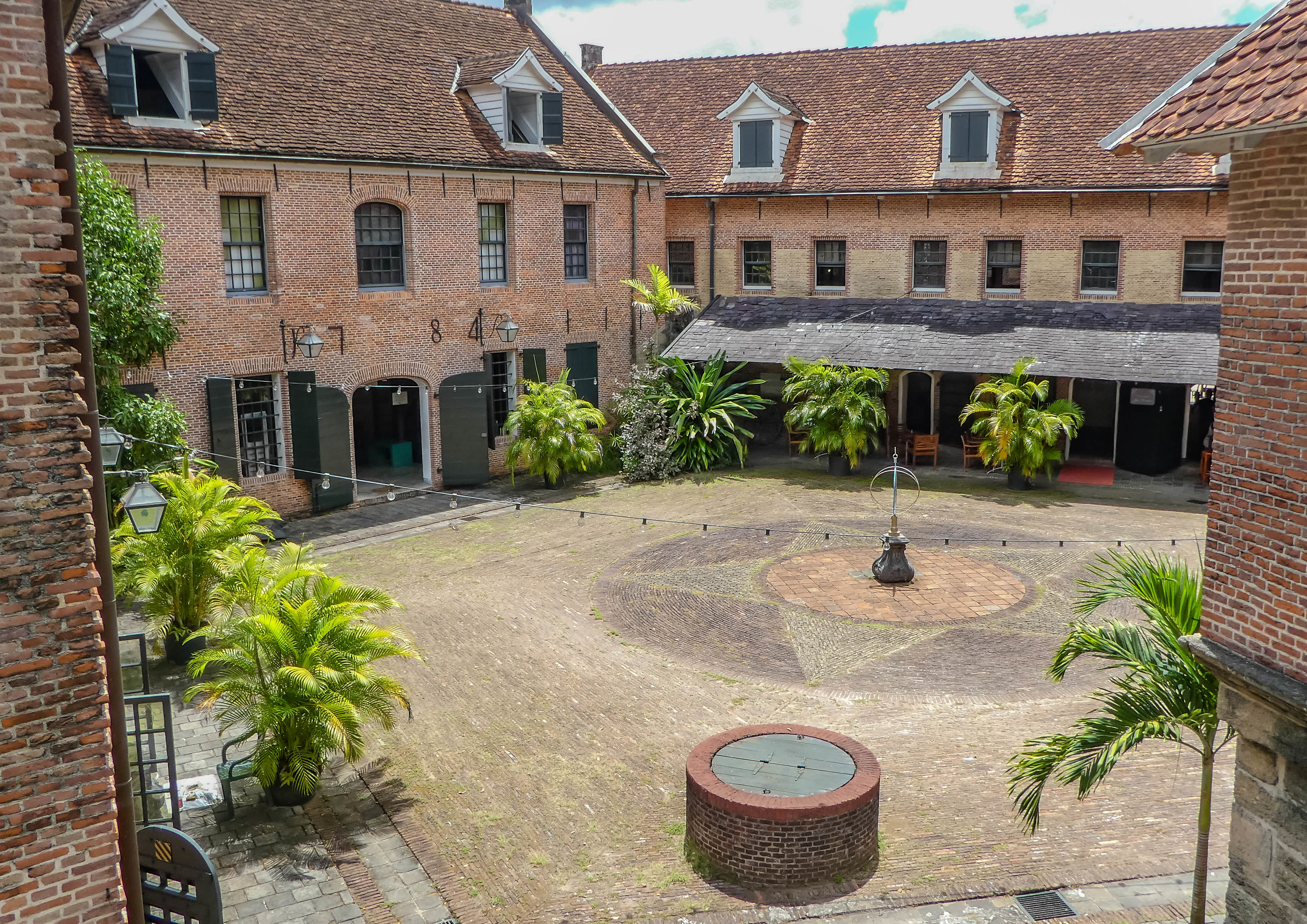
El fuerte Zeelandia construido en Paramaribo, en Surinam, (antigua Guayana neerlandesa) por los neerlandeses a partir del siglo XVII

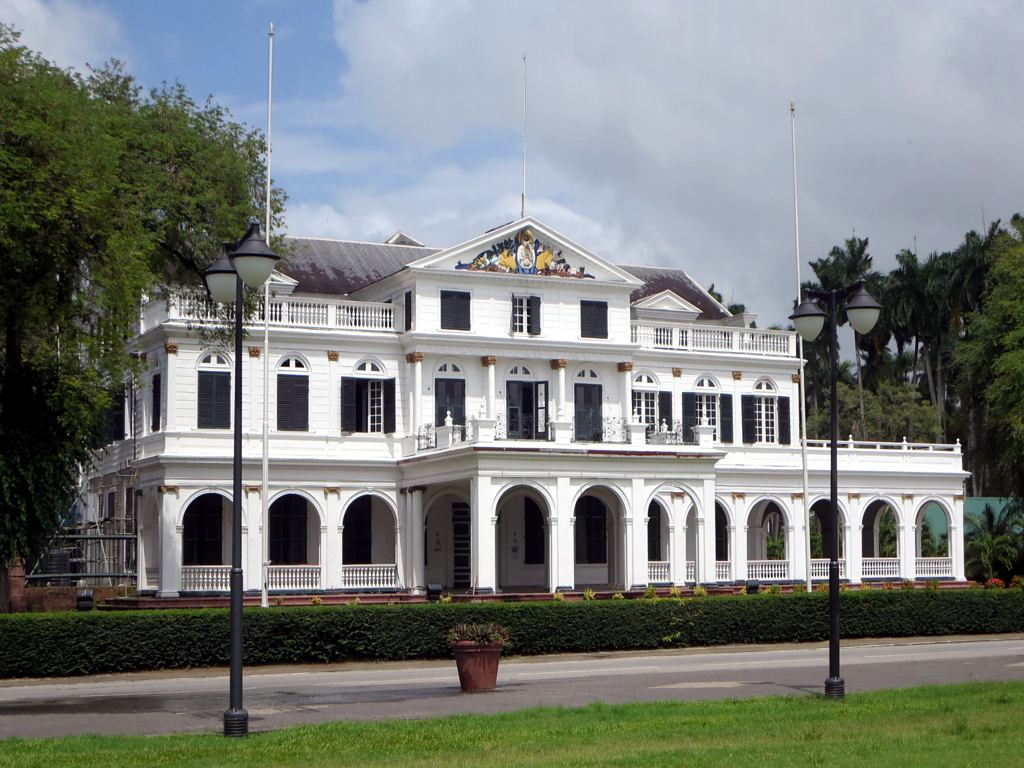
El Palacio Presidencial de Surinam, construido en 1730 en Paramaribo

Las Indias Occidentales, en América, estaban divididas en dos regiones:
- Las Antillas neerlandesas, compuestas por dos grupos de islas: al sur las islas de Sotavento formadas por Curazao, Bonaire y Aruba, y al este las islas de Barlovento (o Antillas Menores), incluidas San Eustaquio y Saba. Los Países Bajos también eran propietarios del sur de la isla de Saint-Martin (el norte pertenecía a Francia).[28] Desde 2010, Curazao y la parte neerlandesa de la isla de Saint-Martin forman dos estados autónomos dentro del Reino de los Países Bajos, al igual que la isla de Aruba que es autónoma desde 1986, mientras que las islas Bonaire, Saba y San Eustaquio constituyen municipalidades de estatus especiales de los Países Bajos, bajo el nombre de [Caribe Neerlandés|[Países Bajos caribeños]]. El centro histórico de Willemstad, la capital de Curazao, está hoy clasificado como Patrimonio de la Humanidad por la UNESCO.[102] La mayoría de los edificios catalogados datan del siglo XVIII, pero el distrito más antiguo, Punda, data del siglo XVII. La arquitectura de los edificios construidos en Willemstad es de estilo neerlandés (por la presencia de hastiales en voluta y por los detalles decorativos) pero se adapta a las condiciones locales por el uso de estucos pintados en colores vivos y por la construcción de galerías cubiertas.[103]
- La Guayana neerlandesa (actual Surinam), la capital, Paramaribo, es una ciudad con un carácter específicamente neerlandés, aunque aún persisten ciertas tradiciones constructivas locales. Los edificios importantes se construyeron con ladrillos, mientras que las casas tradicionalmente eran de madera pintada de gris. Los neerlandeses excavaron muchos canales y también amplias avenidas enarenadas en la ciudad.[28] Catalogado como Patrimonio de la Humanidad, el centro histórico está formado por edificios que datan de los siglos XVII y XVIII. Los neerlandeses pudieron, gracias a su propia experiencia, ampliar la ciudad hacia tierras pantanosas. Los principales monumentos son el fuerte Zeelandia construido desde el siglo XVII, el actual palacio presidencial, construido en piedra y madera, que data de 1730, el Ministerio de Finanzas de ladrillo que data de 1841, la iglesia reformada neoclásica que data de 1837 y la iglesia católica construida en madera en 1885 en estilo neogótico.[104] El territorio de Nueva Holanda en Brasil había pertenecido a los neerlandeses desde 1630 hasta 1654, siendo entonces su capital Mauritstadt, es decir Recife.

### Indias Orientales neerlandesas

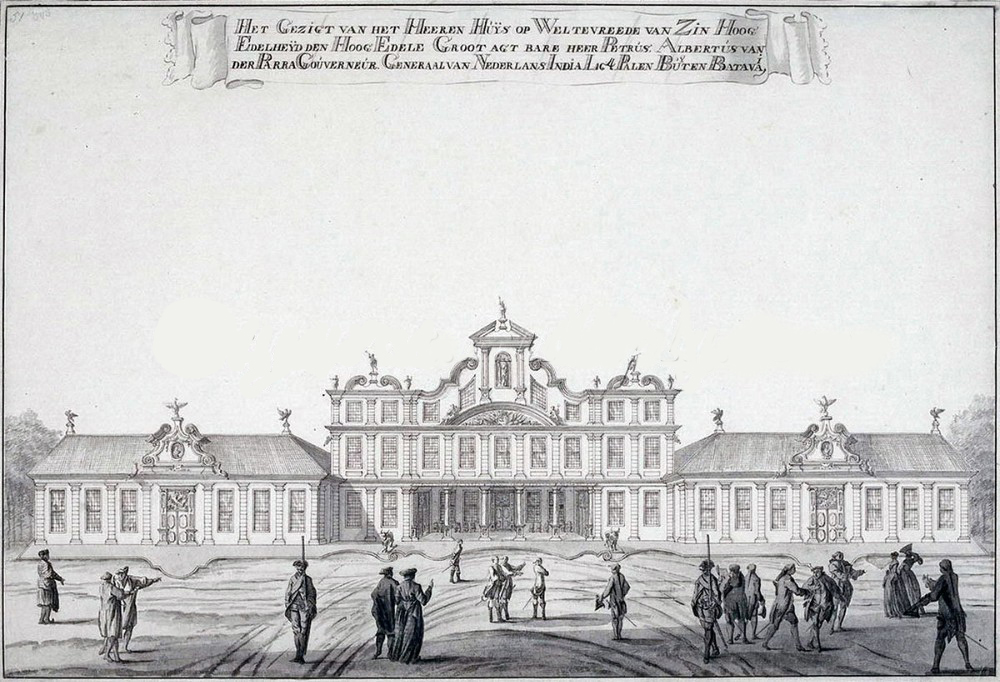
El antiguo palacio del gobernador general de las Indias orientales construido en 1761.

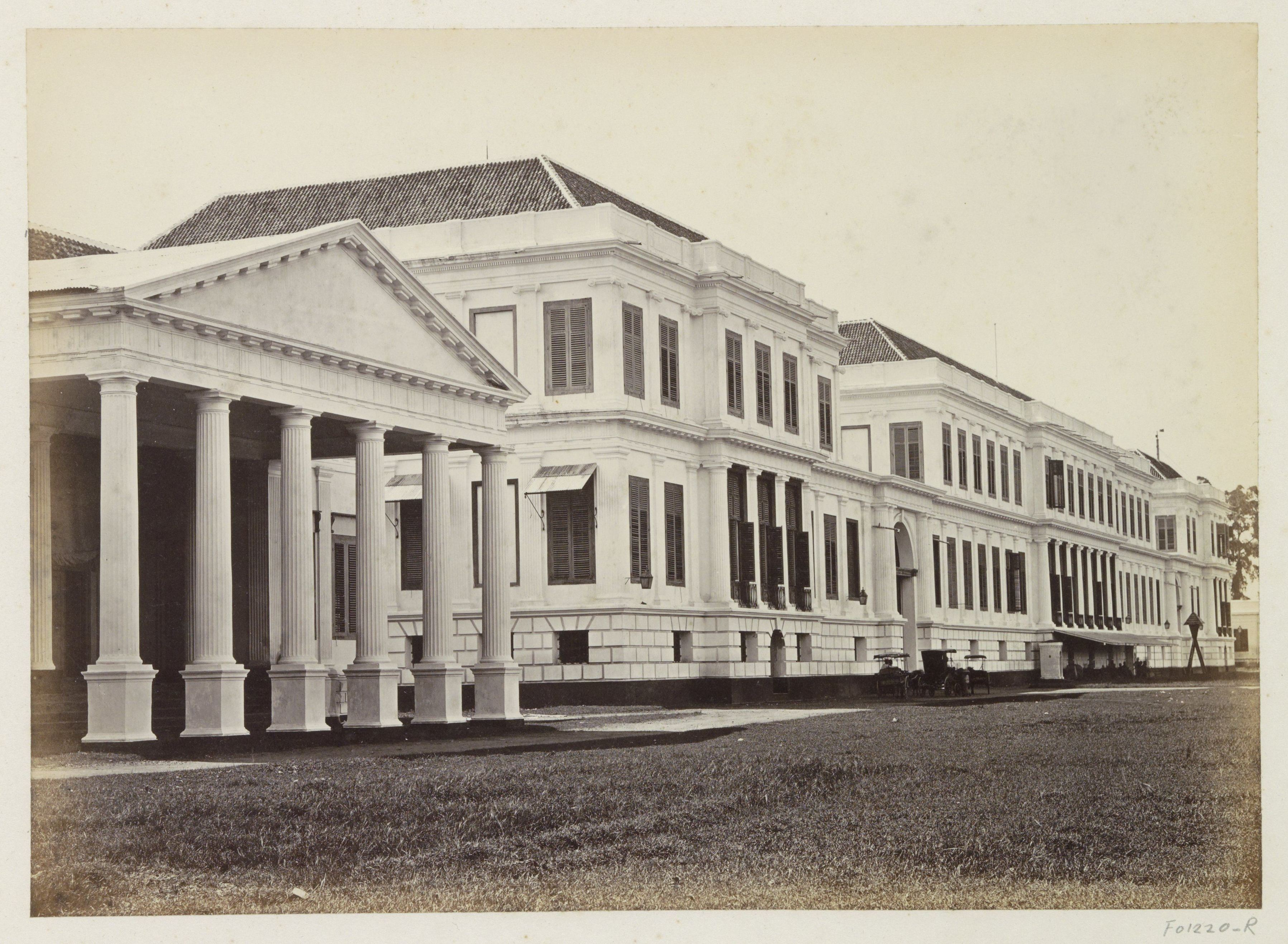
Palacio del gobernador general de las Indias orientales, construido en 1828 por Jannis Tromp en Batavia (que ahora alberga el Ministerio de Finanzas de Indonesia en Yakarta).

Las Indias orientales, en Asia del Sudeste, se extendían sobre 18.600.000 km² y a principios del siglo XX contaban con cerca de 30 millones de habitantes. Forman la actual Indonesia. La capital de las Indias orientales fue Batavia, fundada en 1619 tras la destrucción de la antigua capital, Yakarta, debido a las revueltas javanesas de 1618.
Batavia, situada en la isla de Java, estaba compuesta por tres partes:
- La ciudad baja (o antigua Batavia), donde se ubicaban los puestos comerciales regentados por europeos y los hôtels.[105]
- La ciudad alta (Weltevreden),, donde se ubicaban las casas residenciales, muy largas, que generalmente tenían una sola planta. Estos barrios eran muy aireados y muy escasos, ya que cada casa tenía grandes jardines.
- El distrito chino, cercano a los distritos comerciales, ubicado entre la ciudad alta y la ciudad baja.[28]

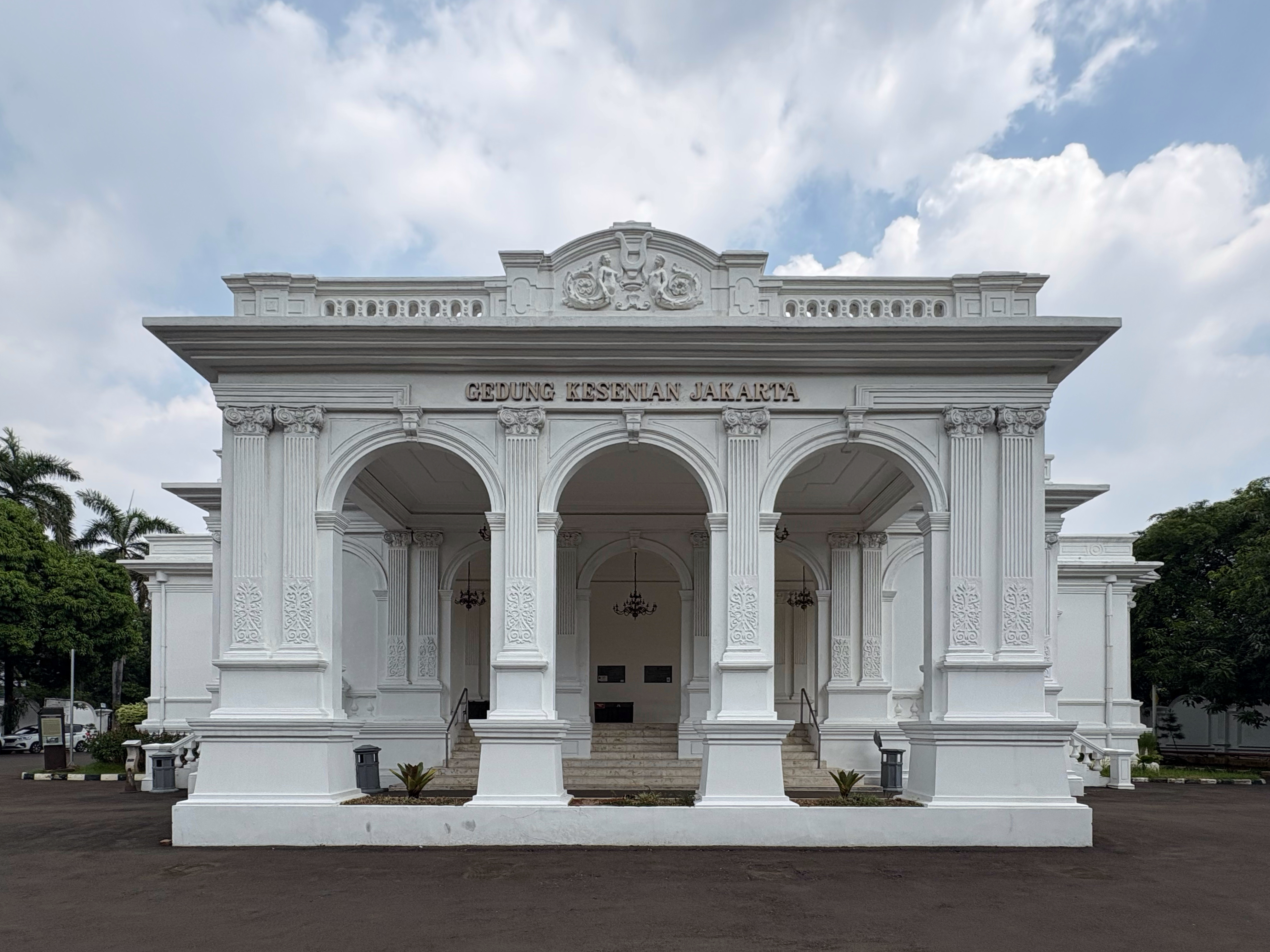
El antiguo Teatro de Batavia construido en 1821 por J.C. Schultze, que ahora es una sala de conciertos en Jakarta.

Las ciudades baja y alta estaban conectadas a principios del siglo XX mediante tranvías de vapor y tranvías eléctricos, y se cavaron canales a lo largo de las avenidas principales, bordeadas de casas ocupadas por colonos. Los nativos fueron relegados a barrios periféricos, llamados kampongs. Estos canales servían para el transporte de mercancías y como lugar de baño de los indígenas.
Los edificios públicos más importantes construidos por los neerlandeses fueron el Palacio del gobernador general, el museo de la Asociación Bátava en Koningsplein (en la plaza real), las iglesias, el teatro y los círculos Harmonie y Concordia, que incluían salas de lectura, de conciertos y de conversaciones.
Soerabaja, situada también en la isla de Java, era, a principios del siglo XX, una ciudad grande pero menos poblada que Batavia. Los neerlandeses habían construido un complejo comercial en el casco antiguo (compuesto por un gran establecimiento naval, talleres y almacenes) bordeado de casas burguesas y círculos. A su alrededor había casas más modestas, en el estilo clásico neerlandés. Soerabaja también constaba de una ciudad baja y una ciudad alta, pero tenía más unidad que Batavia. Una gran calle cruzaba los barrios europeo, chino, malayo y árabe. Los distritos periféricos estaban formados por edificios dispersos a lo largo de las calles principales, pero se hacían más densos a lo largo de las calles laterales, donde vivían empleados comerciales, de trabajadores del arsenal o navales. Finalmente, en el campo, las grandes casas fueron ocupadas por ricos comerciantes europeos.
Soerakarta, en Java, incluía un distrito europeo donde se ubicaban el palacio de la Residencia, la iglesia protestante, un teatro, una mezquita, el cuartel de la guardia imperial y una escuela de formación de profesores. Se construyó el fuerte de Vastenburg, rodeado por un gran foso.

### Colonia del Cabo

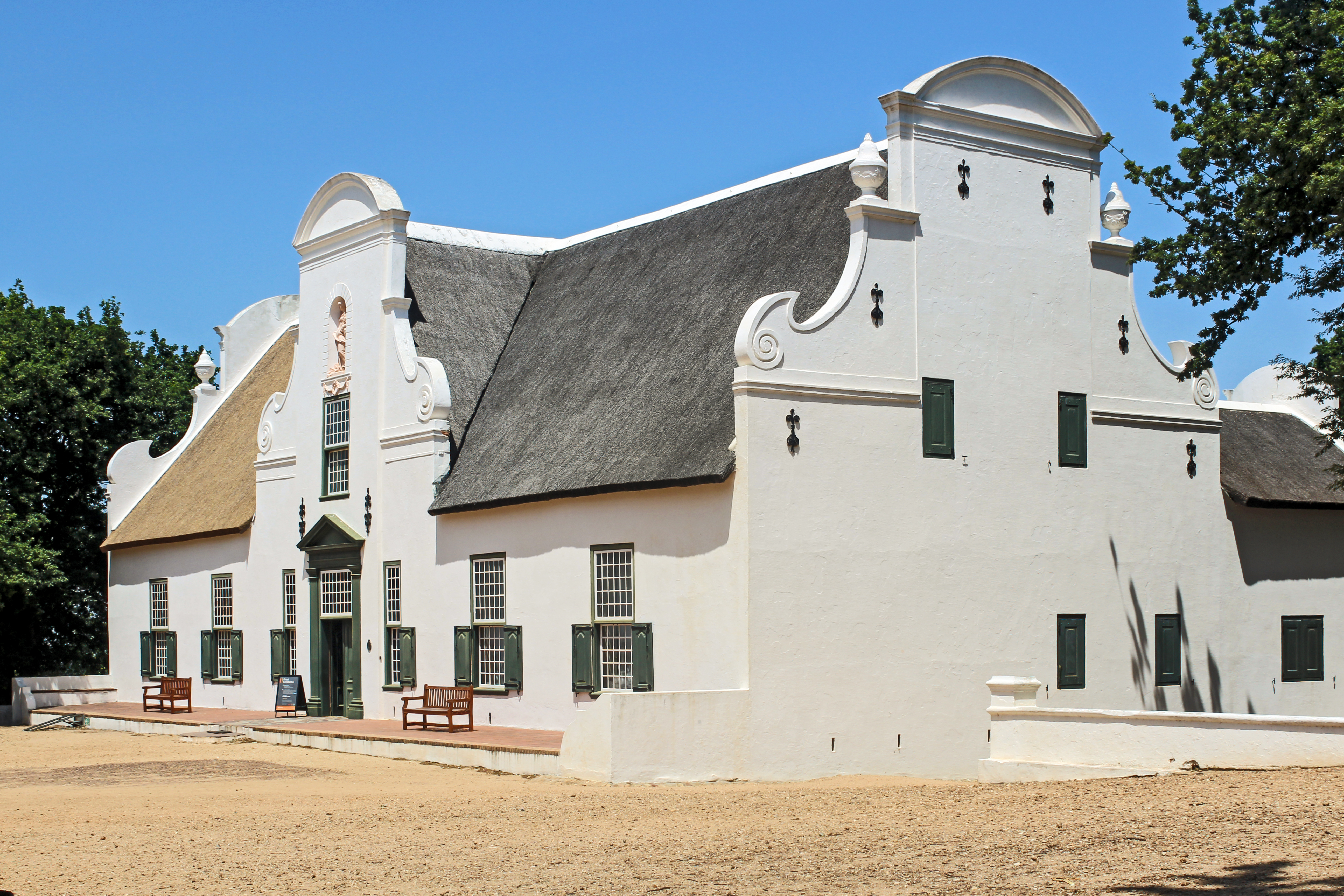
Granja de Groot Constantia, construida en 1778 por el arquitecto Louis Michel Thibault en Ciudad del Cabo.

La colonia del Cabo fue territorio neerlandés desde la fundación de Ciudad del Cabo en 1652 hasta su cesión a los ingleses en 1806. Las primeras casas construidas por los bóeres eran muy sencillas: tenían una sola planta, tres habitaciones y los muros revestidos de cal eran hechos con adobe o escombros, material posteriormente sustituido por ladrillo cocido, y el techo era de paja. Sólo a partir del siglo XVIII estas casas comenzaron a decorarse con hastiales con volutas debido a la creciente prosperidad de ciudades y granjas. Desde 1750 y hasta finales del siglo XVIII, los colonos adoptaron un estilo cercano al manierismo que evolucionó hacia el barroco para decorar los hastiales de sus casas. Los tejados de paja fueron sustituidos por tejados planos y se prefirieron los hastiales con volutas a los frontones a la antigua. Las casas tenían entonces dos plantas y muchas casas neerlandesas continuaron construyéndose en el siglo XIX en Ciudad del Cabo.

### Nueva-Neerlanda
La colonia de Nueva-Neerlanda designa los territorios colonizados por los neerlandeses en América del Norte; hoy quedan pocos ejemplos de esta arquitectura colonial, la mayoría de las veces construida en madera.